# Список пам'ятників Тарасові Шевченку

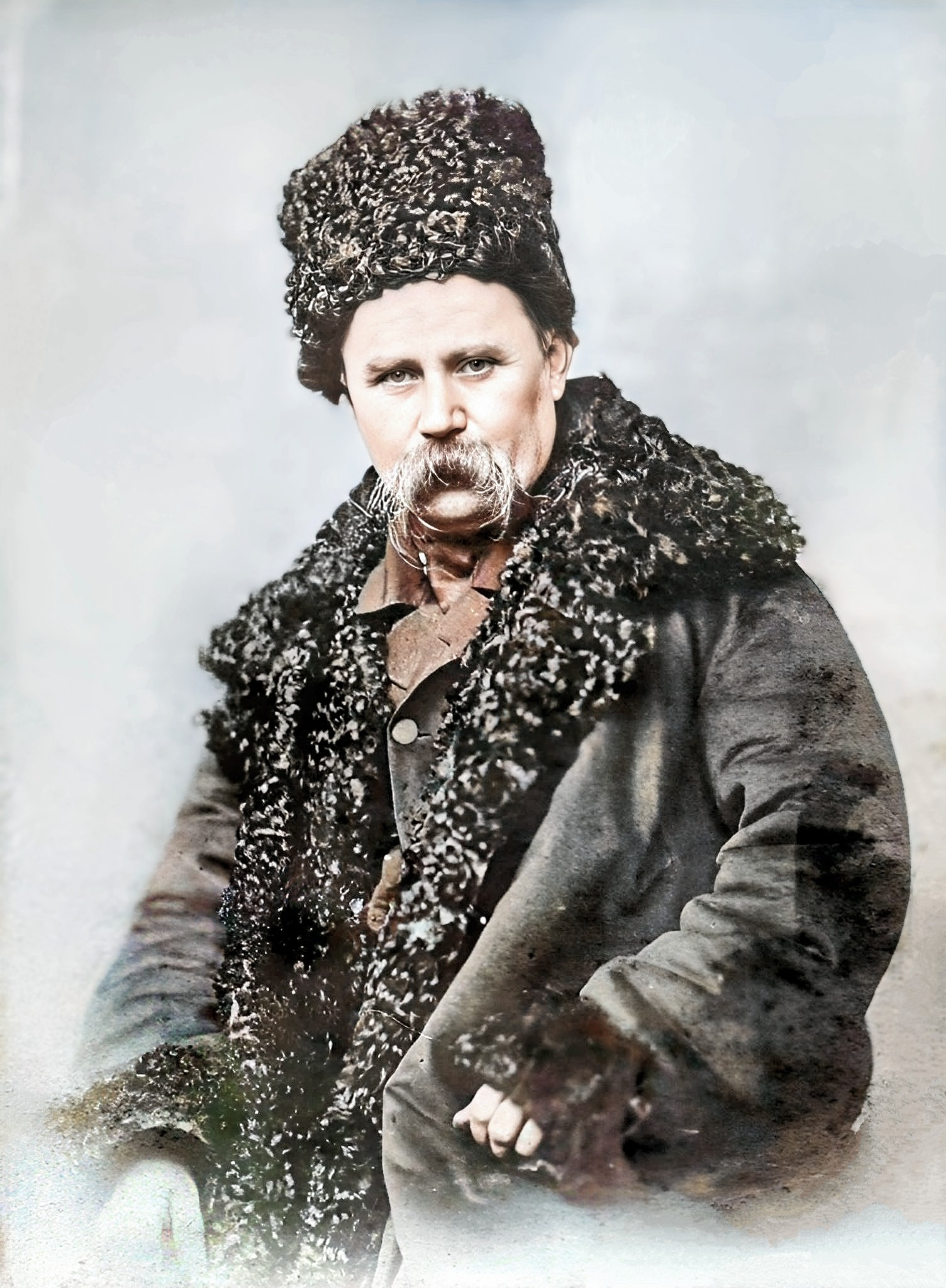
Тарас Шевченко (світлина 1859 року, колоризована)

Пам'ятники Тарасові Шевченку встановлені в усіх обласних центрах України, багатьох містах і селах держави, а також у багатьох столицях і містах за кордоном (встановлені за ініціативи і коштом української еміграції, як дарунки від України, за обміном тощо).
Перший пам'ятник Шевченку (могила-курган) створено у 1871 році до 10-річниці від дня смерті Тараса Шевченка у Єлисаветграді (нині Кропивницький) у садку Єлисаветградського ремісничо-грамотного училища (нині вулиця Вокзальна, 14) за ініціативи викладача Миколи Федоровського. Могила Шевченка, обсаджена квітами та деревами, простояла до середини 20 століття.
Пам'ятник Шевченку відкрито у 1881 році до 20-ї річниці від дня смерті митця у Форт-Олександрівський (Казахстан) під керівництвом Іраклія Ускова, що був комендантом Новопетровського укріплення, коли Шевченко перебував там на засланні. Був знищений у 1920 році.

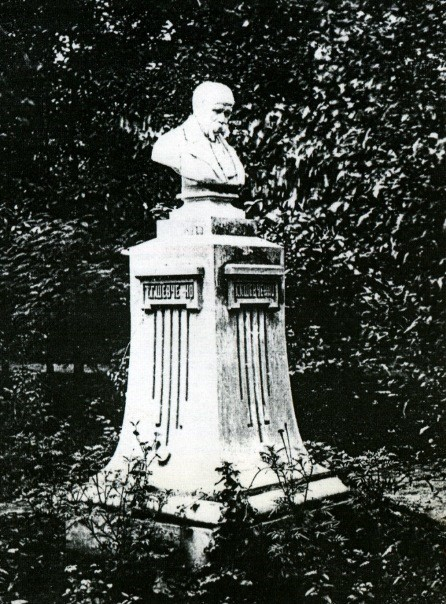
Перший в Україні пам'ятник Тарасові Шевченку. Існував на території садиби Алчевських у Харкові з 1900 року. Скульптор Володимир Беклемішев. Скульптура виконана у 1899 р.

Пам'ятник Шевченку (його погруддя) встановлено у Харкові на території садиби Алчевських у 1900 році.
Публічний пам'ятник Шевченку в Україні було встановлено у Ромнах 27 жовтня 1918, в період Української Держави. Автор — Іван Кавалерідзе.
Загалом, в Україні та світі є 1384 пам'ятники Шевченку, з них 1256 — в Україні та 128 — за кордоном у 35 країнах. Це найбільша у світі кількість монументів, встановлених діячеві культури. В Україні найбільше пам'ятників встановлено на Прикарпатті.

## Пам'ятники Тарасові Шевченку
До 200-ліття з дня народження поета у березні 2014 року була створена перша інтерактивна карта об'єктів, присвячених Тарасу Шевченку.
На інтерактивній карті проєкту «Світ Шевченка», створеній телеканалом «Інтер» та інформаційним порталом «Подробиці», відзначено 1060 пам'ятників Кобзарю, міста, села, вулиці, музеї, навчальні заклади, театри, названі на його честь. Ці об'єкти наявні в 32 країнах на різних континентах. Інтерактивна мапа дозволяє користувачам мережі побачити пам'ятні місця за допомогою сервісу огляду місцевості.
Серед найбільш примітних пам'ятних місць — монумент у столиці Австралії у вигляді кобзи, графіті з портретом поета в Харкові і пам'ятник у Вашингтоні. Найвіддаленішими від Києва об'єктами, які присвячені поетові, є монумент у Пекіні (відстань від Києва 6456 км), вулиця Шевченка в Хабаровську (6900 км), пам'ятники поету у Вашингтоні (7847 км), Буенос-Айресі (12 826 км) та Канберрі (14 913 км).

## Україна
За інформацією видання «Вголос», в Україні 1256 пам'ятників Тарасу Шевченку.

### Київ

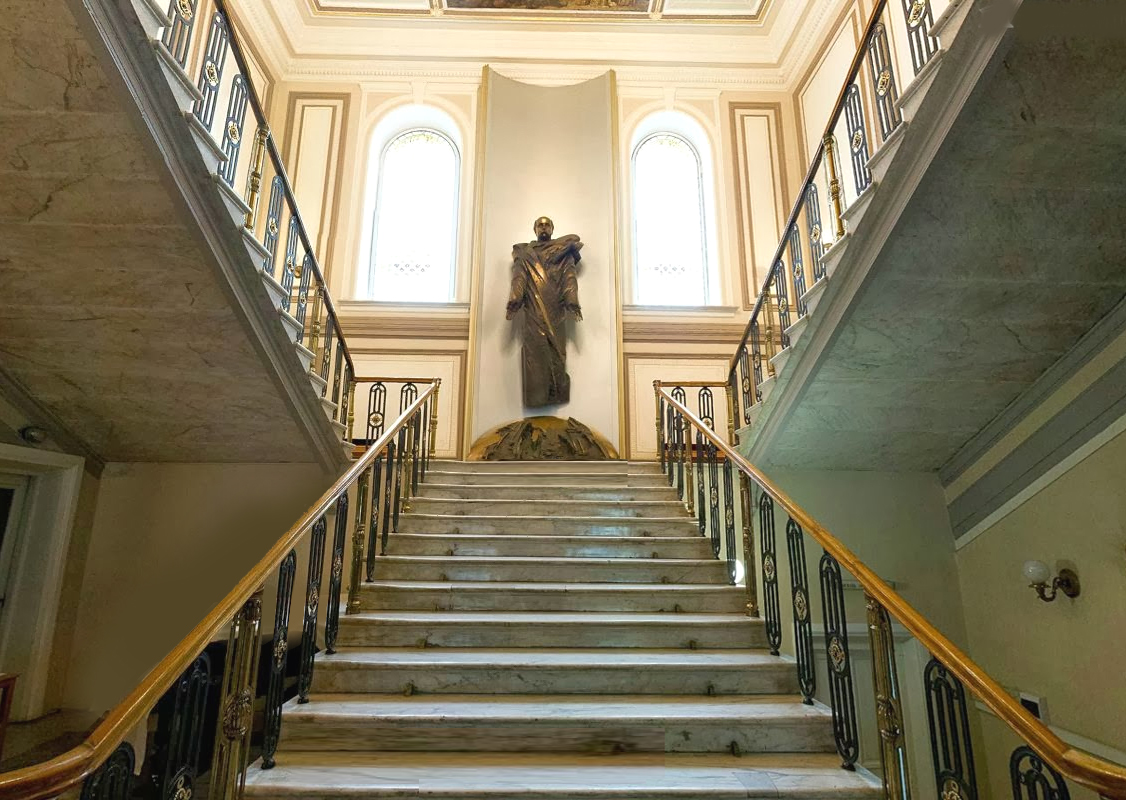
Скульптура «Прометей», 1988 в Національному музеї Тараса Шевченка в Києві до реконструкції музею у 2014 році. Скульптор Євген Прокопов

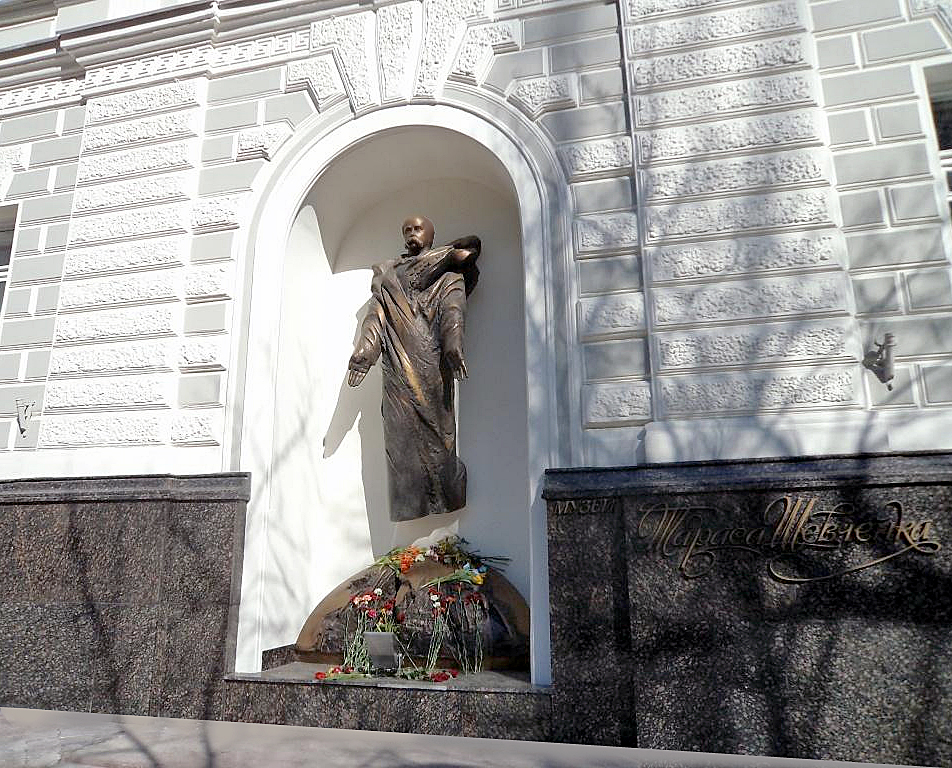
Пам'ятник Тарасу Шевченку «Прометей» у ніші фасаду Національного музею Тараса Шевченка після реконструкції музею у 2014 році. Автор скульптури Євген Прокопов.

1. Пам'ятник Тарасу Григоровичу Шевченку в Києві у Шевченківському парку.
2. Пам'ятник Тарасу Шевченку «Прометей» у ніші фасаду Національного музею Тараса Шевченка. Автор скульптури Євген Прокопов.
3. Пам'ятник посередині Андріївського узвозу, при повороті на вернісажну алею. Автор — відомий український скульптор І. П. Кавалерідзе.
4. Погруддя на подвір'ї Літературно-меморіального будинку-музею Тараса Шевченка. До 100-річчя перебування поета у цьому будинку в 1946 році в садку було встановлено погруддя молодого Шевченка роботи скульптора Галини Петрашевич[8].
5. Погруддя на території Національної академії образотворчого мистецтва і архітектури (Вознесенський узвіз, 20). Автор — скульптор Михайло Лисенко. Є точною копією паризького пам'ятника Кобзареві (у сквері Шевченка на бульварі Сен-Жермен[9], див. тут).
6. Пам'ятник на території Міжрегіональної академії управління персоналом на проспекті Валерія Лобановського. Автори — Олесь Сидорук та Борис Крилов, 2005 рік.
7. Пам'ятник на території кіностудії імені Олександра Довженка.
8. Пам'ятний знак на честь перебування Т. Г. Шевченка в Хаті на Пріорці в Березовому гаю (на вулиці Вишгородській).
9. Погруддя на території гімназії № 109 на Печерську (вул. Панаса Мирного), встановлене коштом батьків учнів та викладачів гімназії у 1964 році з нагоди 150-річчя з дня народження Кобзаря.
10. Погруддя на станції метро Університет.
11. Погруддя на станції метро «Тараса Шевченка».
12. Погруддя на фасаді Національної опери імені Тараса Шевченка.
13. Пам'ятний знак на Аскольдовій могилі, автори — Олесь Сидорук та Борис Крилов, 2014 рік[10].
14. Погруддя у дворі будинку № 10 по вул. Олександра Довженка.
15. Погруддя на фасаді Київського національного академічного театру оперети.
16. Погруддя «Протитанковий Шевченко» біля будівлі Київської міської державної адміністрації.
17. Пам'ятник Тарасу Шевченку та Катерині на площі Слави біля Національного транспортного університету.

Пам'ятник у парку Шевченка на початку літа 2009 року
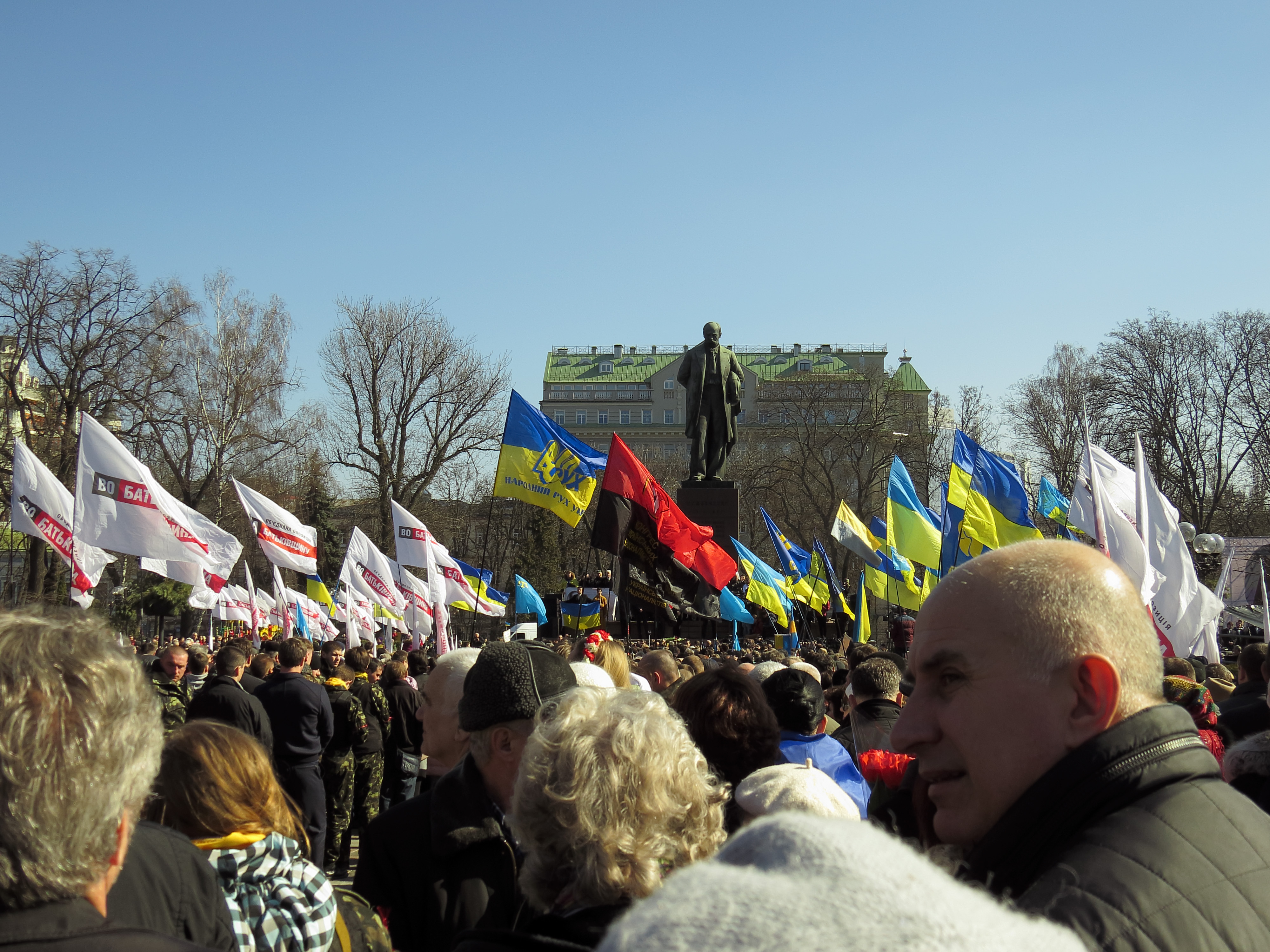
Пам'ятник Кобзареві під час святкувань
Пам'ятник на Андріївському узвозі
Погруддя на території НАОМА
Пам'ятник на території МАУП
Пам'ятник на території кіностудії імені Олександра Довженка
Пам'ятний знак на честь перебування Т. Г. Шевченка в Хаті на Пріорці
Погруддя на території гімназії № 109 на Печерську
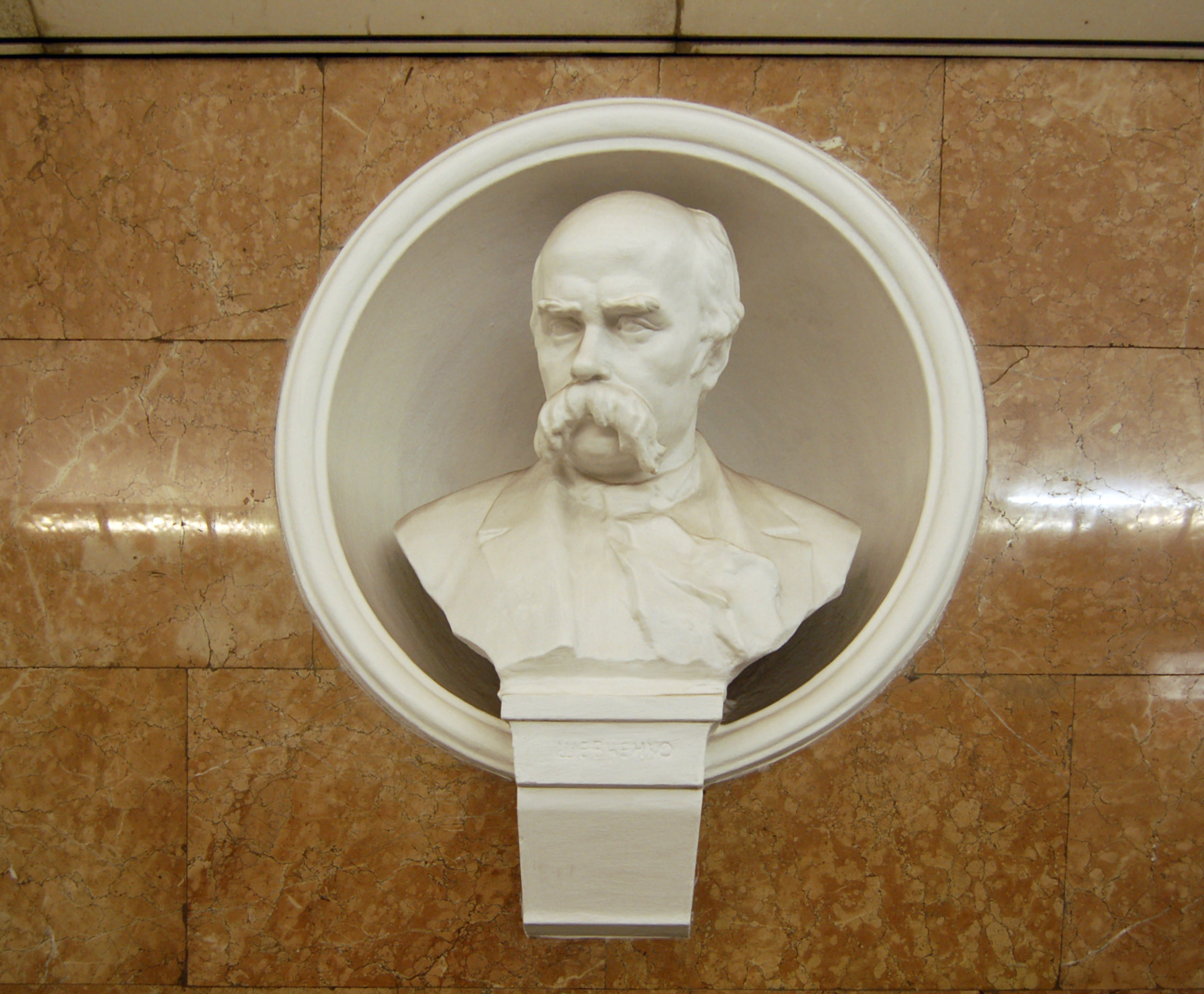
Погруддя на станції метро «Університет»
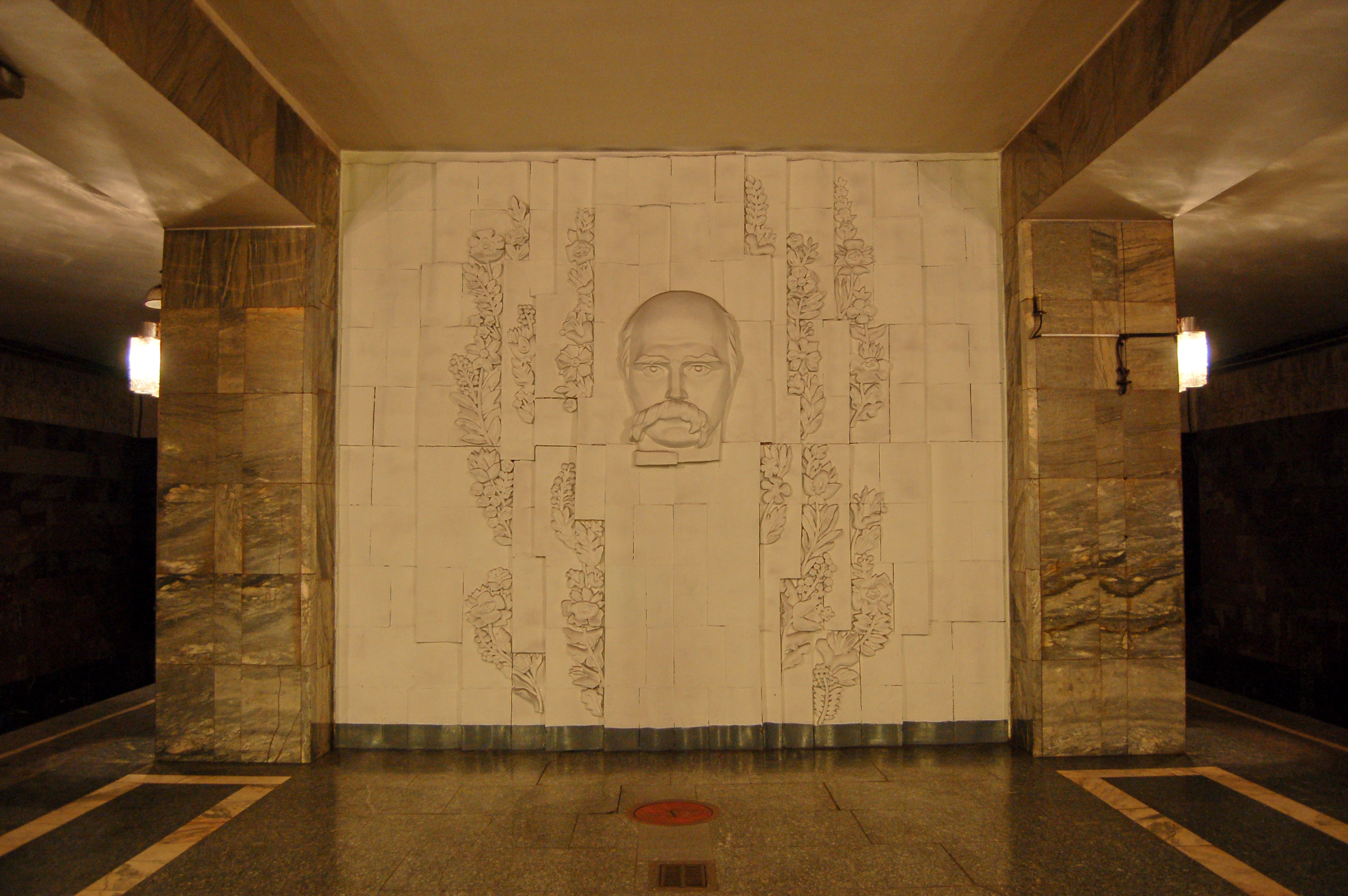
Погруддя у торці платформи станції «Тараса Шевченка»
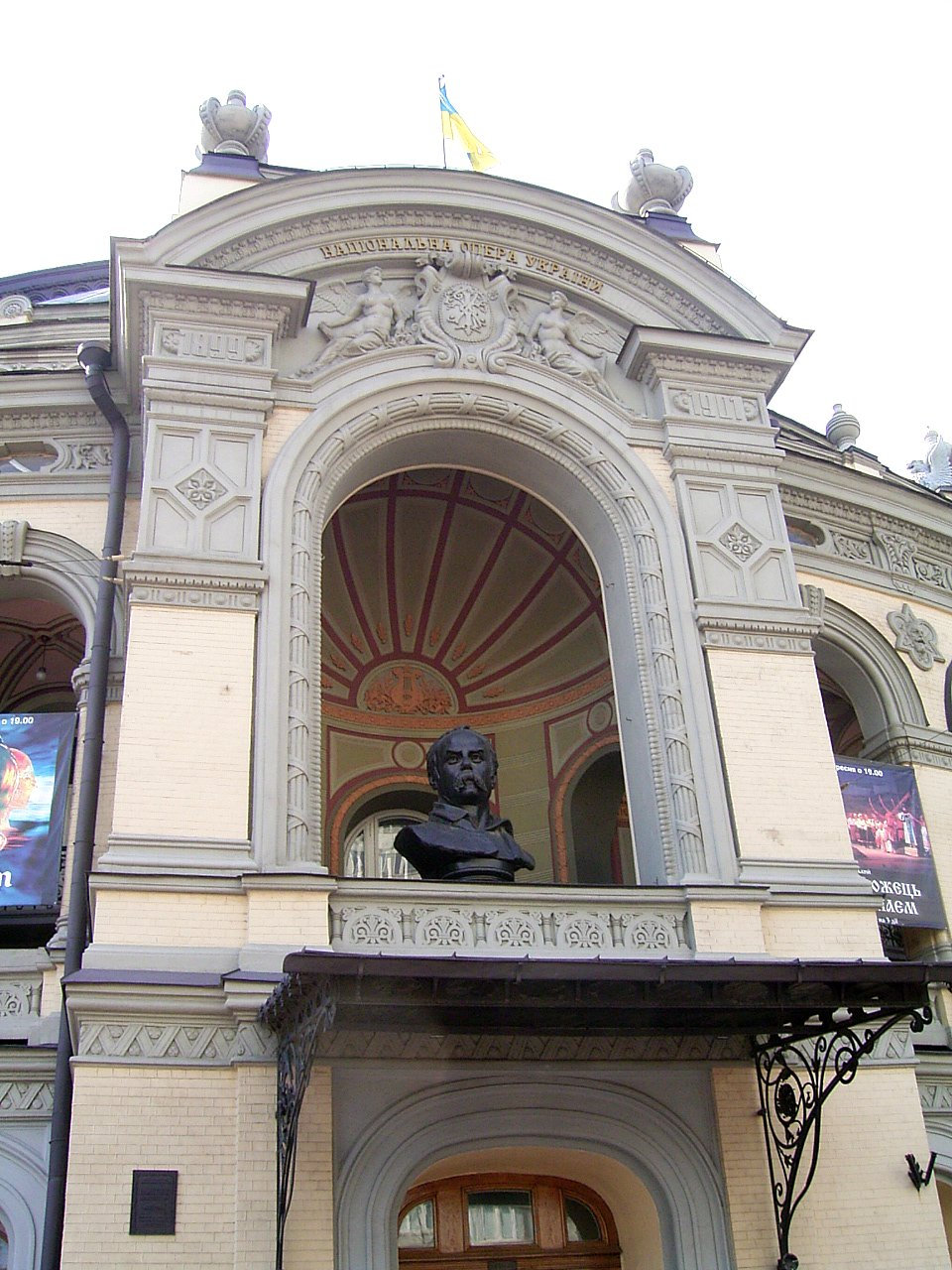
Погруддя на фасаді Київської опери
Пам'ятний знак на Аскольдовій могилі (2014)
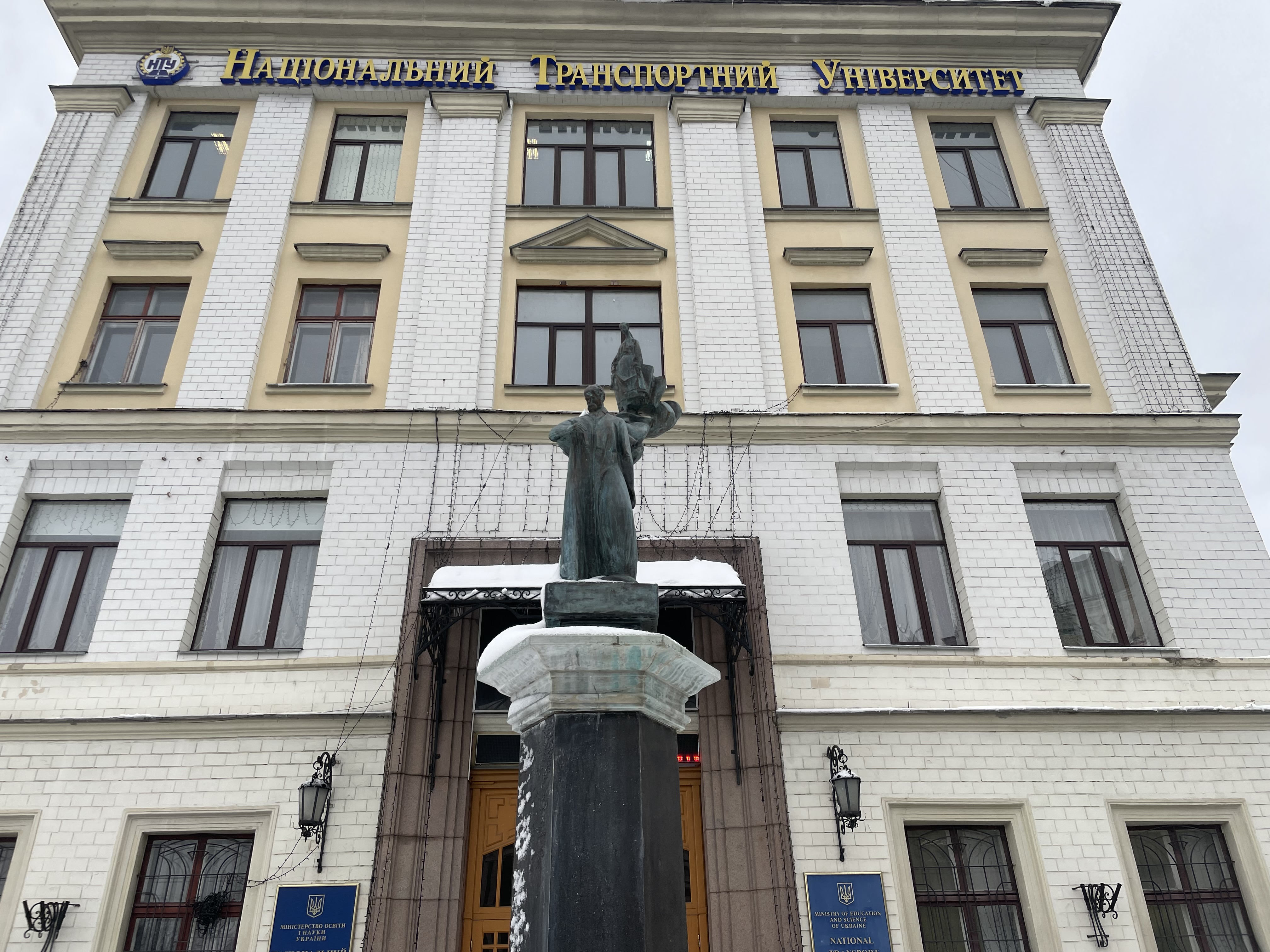
Памʼятник Тарасу Шевченку та Катерині біля Національного транспортного університету на місці колишнього памʼятника Пушкіну, грудень 2023

### Севастополь
Пам'ятник розташовано перед будівлею Гагарінської райради на проспекті Жовтневої Революції, 8 і був урочисто відкритий 24 серпня 2003 року (автори — скульптори Василь та Володимир Одрехівські). Інший пам'ятник Кобзареві розташований на території штабу ВМС ЗС України (вул. Соловйова, 1).

Пам'ятник Кобзареві у Севастополі
Погруддя на території штабу ВМС України

### Автономна Республіка Крим
- Сімферополь.

1. Монумент-погруддя встановлено у серпні 1997 року перед центральним входом до парку ім. Шевченка на вул. Севастопольській. Металева основа бюста, вкрита фарбою чорного кольору. Переданий у дар від міста Калуш Івано-Франківської області[11].
2. Погруддя в холі кінотеатру ім. Т. Г. Шевченка.

Пам'ятник Кобзареві у столиці Криму
Погруддя в кінотеатрі імені Т. Г. Шевченка

- Євпаторія. Пам'ятник Шевченку встановлено в рік святкування 2500-річчя міста у 2003 році на розі вул. Шевченка й просп. Леніна. Скульптуру Шевченка виготовлено з матеріалу, тонованого під бронзу, заввишки 2,4 м. Автор — місцевий скульптор Шмаков О. Є.[12]
- Керч. Монолітний гранітний обеліск із бронзовим бюстом поета встановлено 22 серпня 2001 року під час комплексної реконструкції скверу ім. Т. Г. Шевченка в рамках договору про співробітництво міст-героїв Керч та Київ по вул. Фурманова. Автор — Сердюк Р. В., архітектор — Сальніков А. О.[11]
- Новоозерне. Пам'ятна таблиця де буде встановлено пам'ятник Тарасу Шевченку.

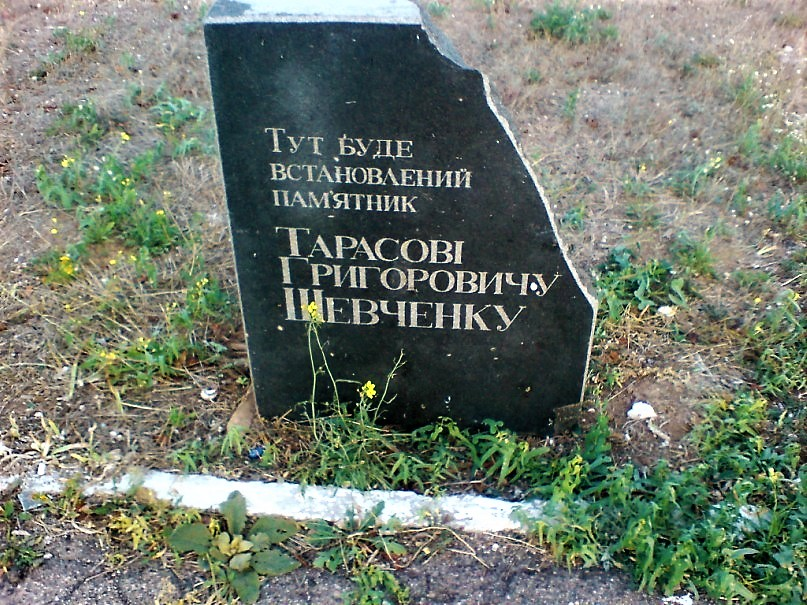
Пам'ятник Тарасові Шевченку в Новоозерному

- Ялта. Пам'ятник у сквері імені Тараса Шевченка урочисто відкрито 8 грудня 2007 року, автор — Лео Мол (Леонід Молодожанин). У церемонії взяли участь близько 300 осіб — міська влада на чолі з мером С. Брайком, представники української громади міста та Криму, Українського реєстрового козацтва, широка громадськість. За даними президента Фундації ім. Т. Г. Шевченка Богдана Вуйка, ялтинський пам'ятник великому Кобзарю став на той час уже третьою скульптурою, спорудженою за останні роки у Севастополі і Криму на вшанування пам'яті поета. Пам'ятник заввишки 3,3 м. відлито з бронзи в Аргентині і понад 2 роки до встановлення теплоходом доправлено до Криму[13].

### Вінницька область
Станом на 2013 рік у Вінницькій області встановлено понад 20 пам'ятників Тарасові Шевченку.
- Вінниця.

1. Головним вінницьким пам'ятником Тарасові Шевченку ось уже декілька років безперечно вважається пам'ятник молодому Тарасові Шевченку біля краєзнавчого музею. Відкрито 9 березня 2014 року. Автор — лауреат Національної премії України імені Тараса Шевченка Гайдамака А. В., скульптор — Цісарик В. О.[15].
2. Раніше центральним місцем вшанування Кобзаря у місті був пам'ятник біля школи № 30 по вул. Стрілецька, 62.
3. Погруддя у приміщенні школи № 20 на вул. Чумацькій, 266.
4. Погруддя на території обласного пансіонату для осіб з інвалідністю та похилого віку (Хмельницьке шосе, 106)[16].
5. Гіпсове погруддя у приміщенні школи № 22[17]. (раніше встановлене 17 лютого 2014 року на майдані Небесної Сотні під час народного віча)[18].

Вінницький пам'ятник молодому Тарасові Шевченку
Пам'ятник у Вінниці коло 30-ї школи
Погруддя Шевченка біля облдрамтеатру, встановлене активістами у 2014 році (2016)

- Бар. Пам'ятник встановлено у 2010 році на площі Незалежності. Автор — Крижанівський М., матеріал — камінь[19].

- Борисівка. Залізобетонний пам'ятник виготовлено на Львівській кераміко-скульптурній фабриці було встановлено у 1970 році біля середньої школи[19].
- Брацлав. Пам'ятник-погруддя типового проєкту Вінницького художнього фонду встановлений у 1961 році на території агроекономічного коледжу по вул. Незалежності, 53 з нагоди перебування поета у Брацлаві у жовтні 1846 року під час археологічної експедиції. Матеріал — азбест, цегла, цемент[19].
- Буша. Залізобетонний пам'ятник встановлено по вул. Гоголя.
- Війтівка. Гранітний пам'ятник встановлено біля будинку культури 9 березня 2021 року. Автор — народний художник України, доцент кафедри скульптури Харківської державної академії дизайну та мистецтв Сейфаддін Гурбанов[20].

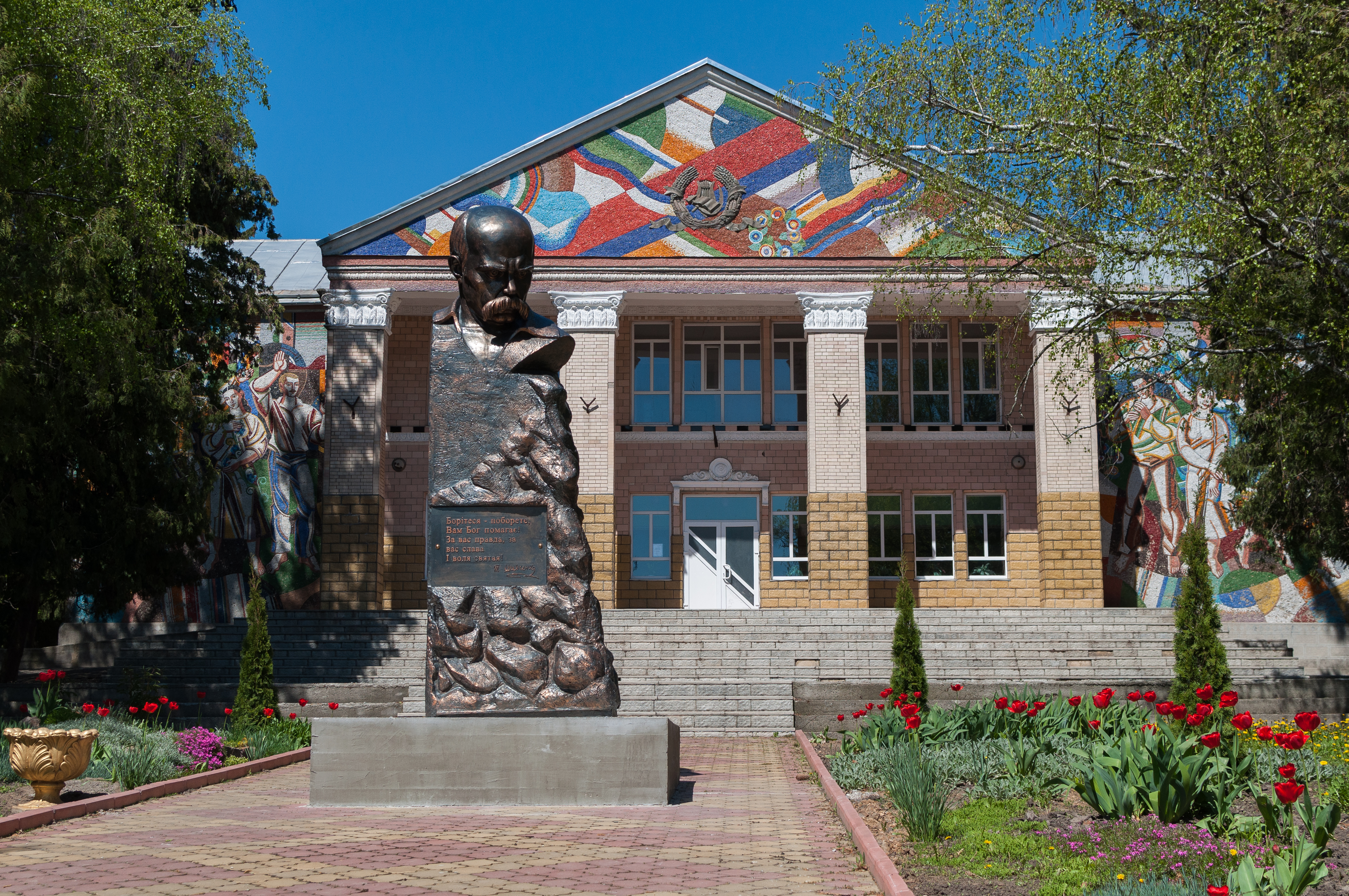
Пам'ятник Шевченку у с. Війтівка

- Воєводчинці. Погруддя типового проєкту роботи Київського художнього фонду встановлено біля контори КСП у 1965 році, матеріал — камінь, залізобетон[19].
- Гайсин. Мідне погруддя встановлено у 2005 році по вул. Соборній. Автори — Лантух П. і Скобліков О[19].

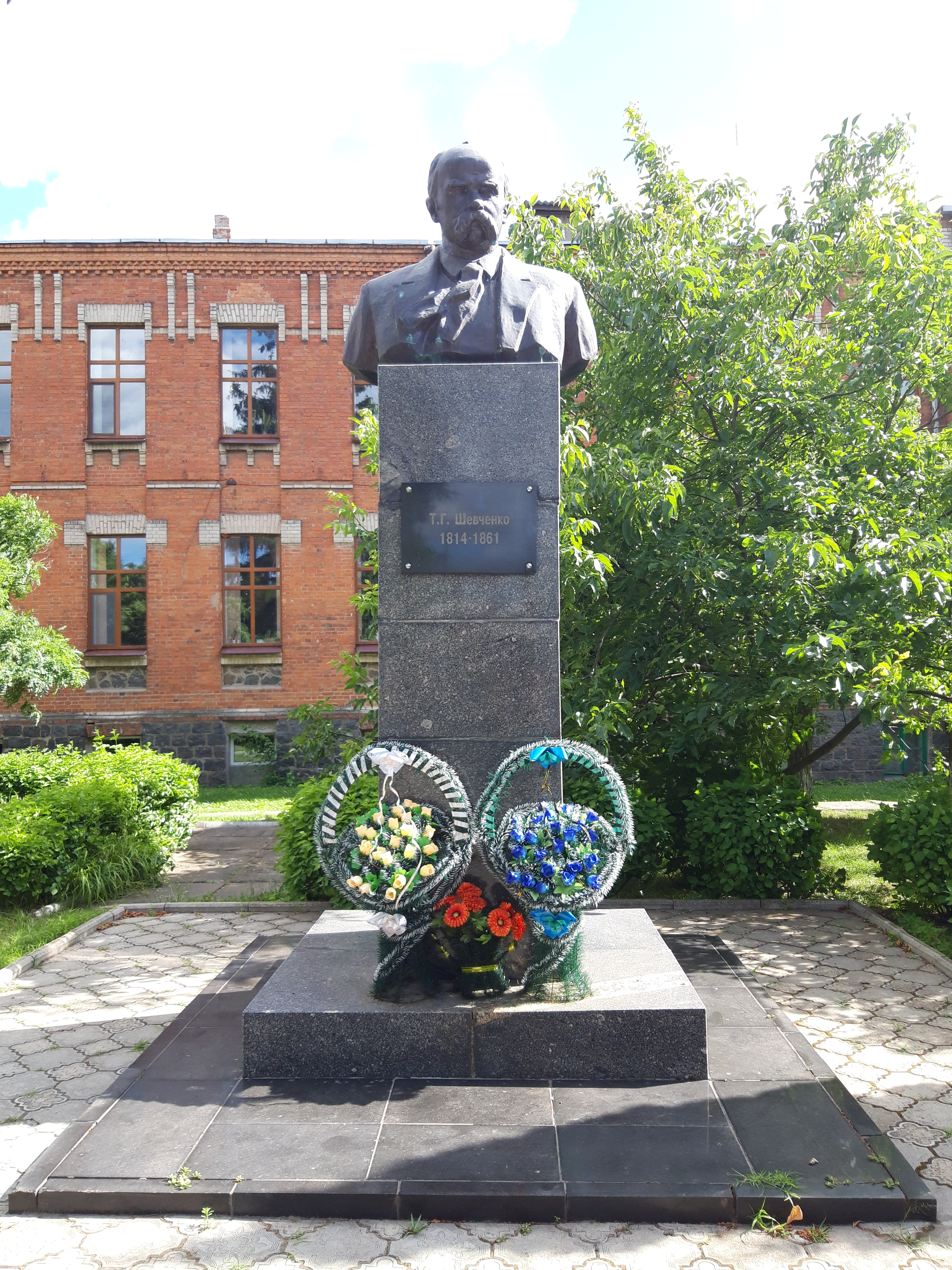
Погруддя Шевченку в Гайсині

- Гранів. Пам'ятник встановлено по вул. Шевченка біля сільської ради.

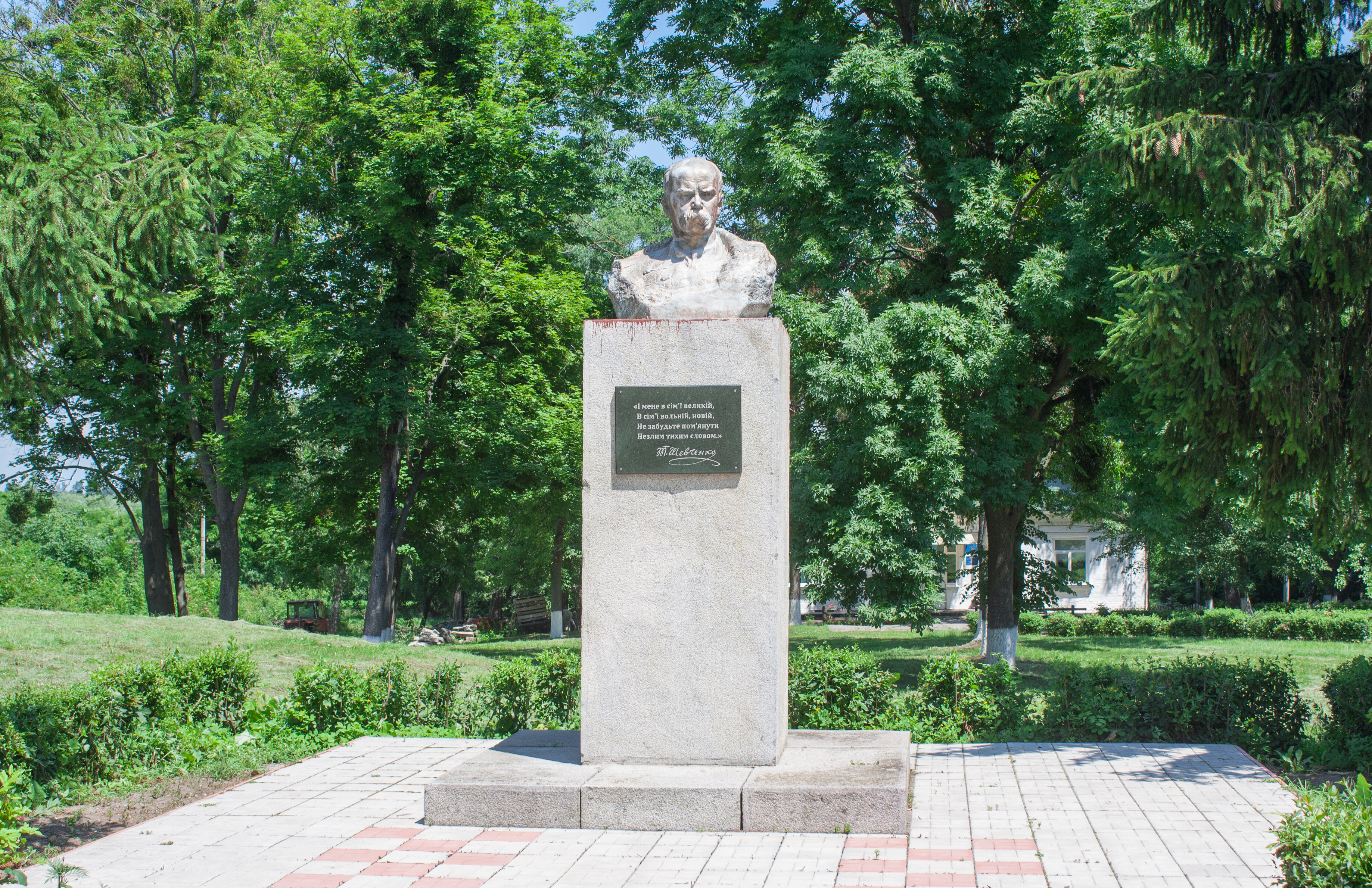
Пам'ятник Шевченку в с. Гранів

- Журавлівка. Бронзове погруддя типового проєкту роботи Київського художнього фонду встановлене у 1963 році на вул. Шевченка.
- Іллінці. Пам'ятник виготовлений на Львівській кераміко-скульптурній фабриці був встановлений на тодішній вул. Леніна у 1970 році. 8 липня 2019 року урочисто відкрили новий пам'ятник Кобзареві біля Аграрного коледжу[21].
- Ілляшівка. Пам'ятник типового проєкту роботи Київського художнього фонду встановлений біля контори КСП у 1972 році, матеріал — залізобетон, цегла[22].
- Кордишівка. Залізобетонний пам'ятник виготовили місцеві майстри.
- Ладижин. Пам'ятник встановлено на центральній площі Фонтанів.

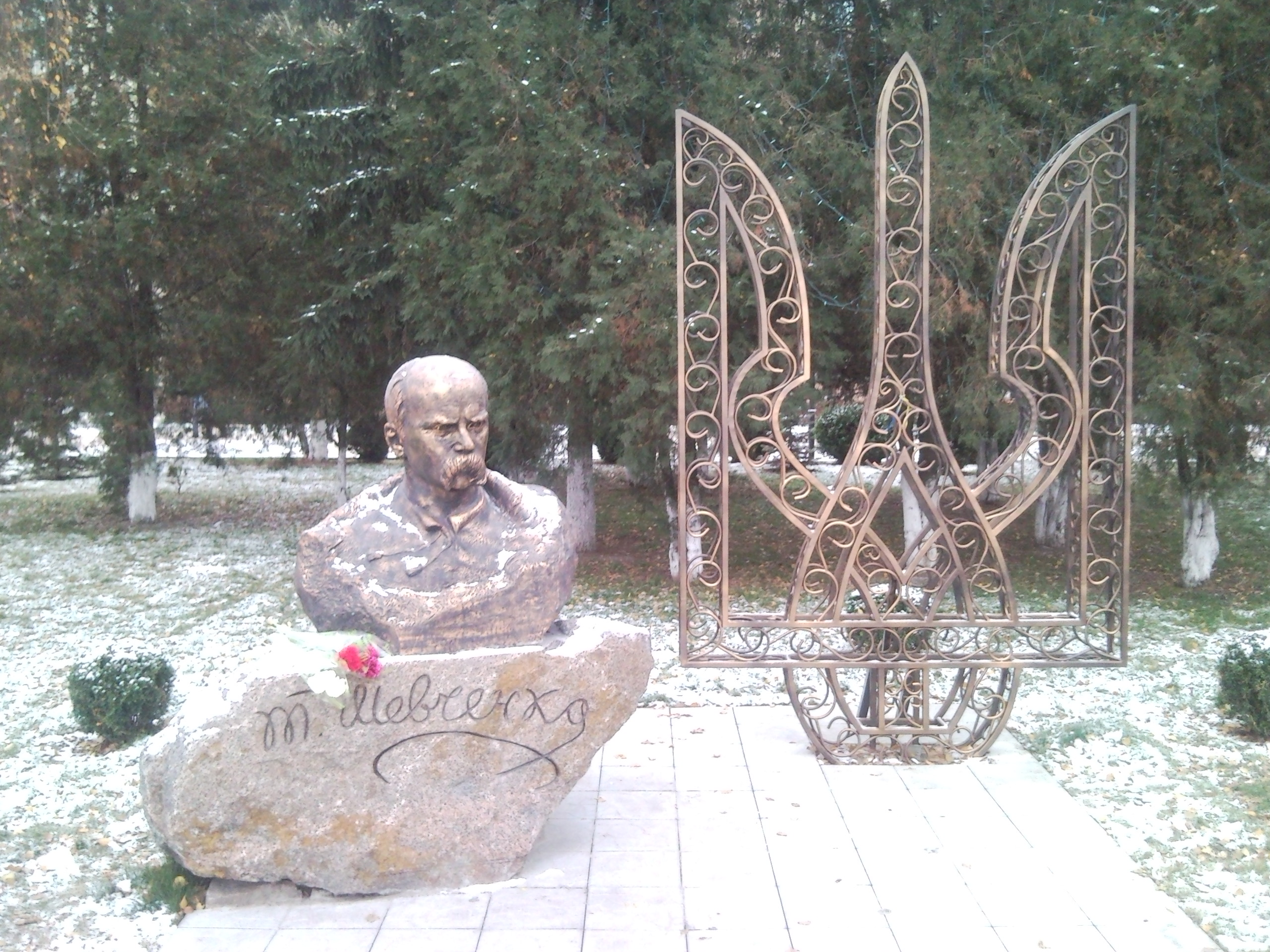
Пам'ятник Тарасові Шевченку в Ладижині

- Летківка. Погруддя відкрите 15 серпня 2015 року.
- Нараївка. Пам'ятник встановлено на вул. Українській біля будинку культури.

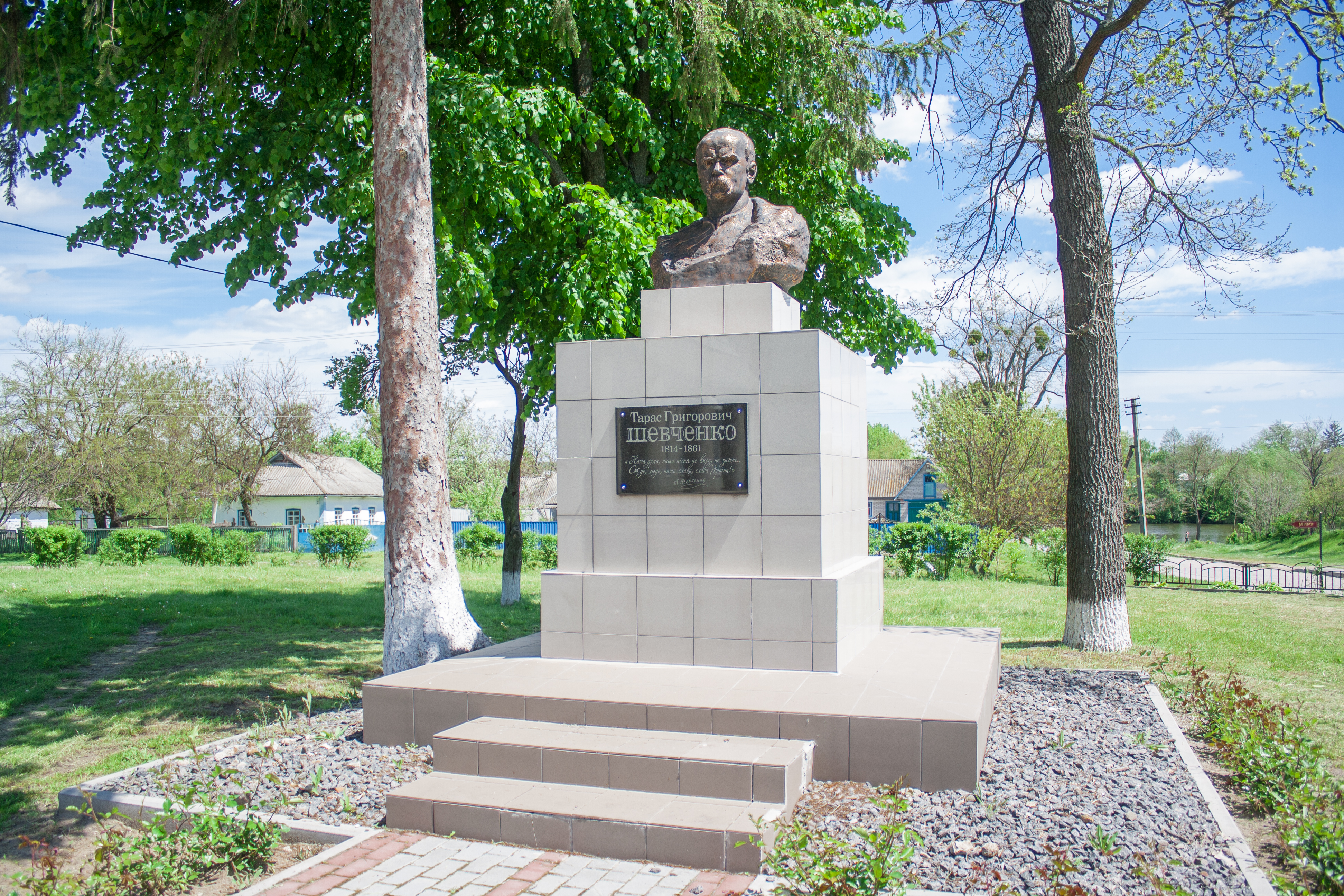
Пам'ятник Шевченку в селі Нараївка

- Олександрівка. Пам'ятник-погруддя типового проєкту роботи Вінницького художнього фонду встановлений біля сільської ради у 1989 році, матеріал — залізобетон[19].
- Очеретня. Погруддя з кованої міді роботи місцевих майстрів встановлене у 1992 році на вул. Центральній[22].
- Писарівка. Пам'ятник встановлено у жовтні 2019 року на території середньої школи[23].
- Рибчинці. Пам'ятник відкрито 13 жовтня 2017 року, фундатором став уродженець села нардеп від «Свободи» Олександр Марченко[24].
- Сказинці. Пам'ятник типового проєкту роботи Київського художнього фонду встановлений на вул. Шевченка у 1965 році.
- Степанки. Пам'ятник-погруддя спочатку було встановлено біля будівлі контори КСП влітку 1988 року. У 2000 році по вул. Шевченка, 4 шляхом реорганізації Горайської школи було відкрито середню ЗОШ І-ІІ ст. с. Степанки, погруддя Кобзаря знаходиться на її подвір'ї, на відкритій галяві. Автор — Смаровоз В. І., матеріал — азбест[19].
- Торків. Пам'ятник роботи скульптора В. Ковтуна збудований у 1989 році на вул. Лісовій.
- Уланів. Пам'ятник встановлено в центрі села по вул. Миру[25].
- Жмеринка. Пам'ятник встановлений в центрі міста на площі Миру у 2008 році, автор — М. Крижанівський, матеріал — камінь[19].

Пам'ятник Шевченку в Жмеринці

- Северинівка. Гіпсовий пам'ятник типового проєкту роботи Одеського художнього фонду встановлений біля контори КСП у 1969 році[19].

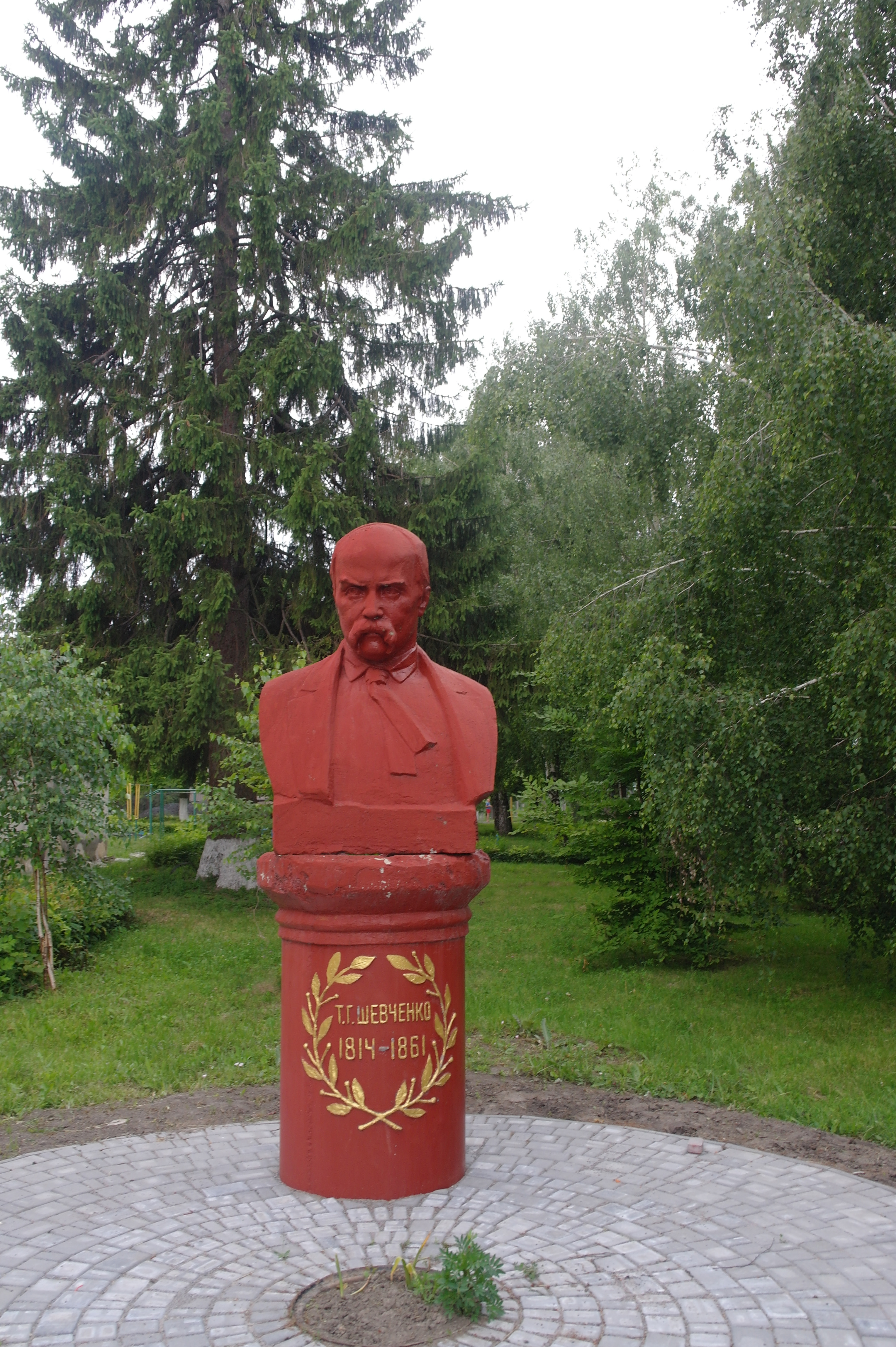
Погруддя Шевченку у Северинівці

- Городок. Пам'ятник встановлено на вул. Першотравневій біля будинку культури.

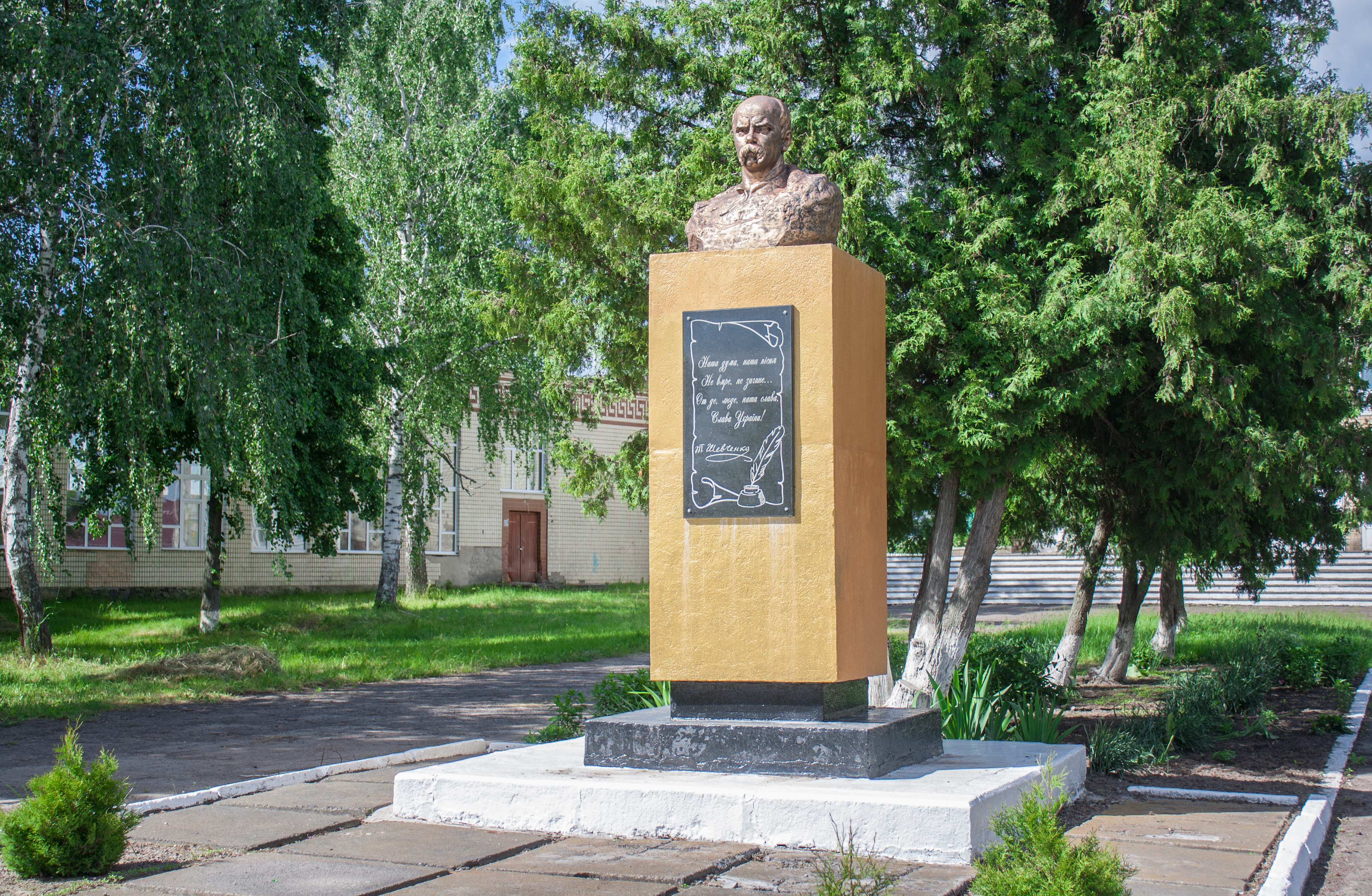
Пам'ятник Шевченку в Городку

- Липовець. У 2010-х погруддя Кобзареві встановлено біля середньої школи.

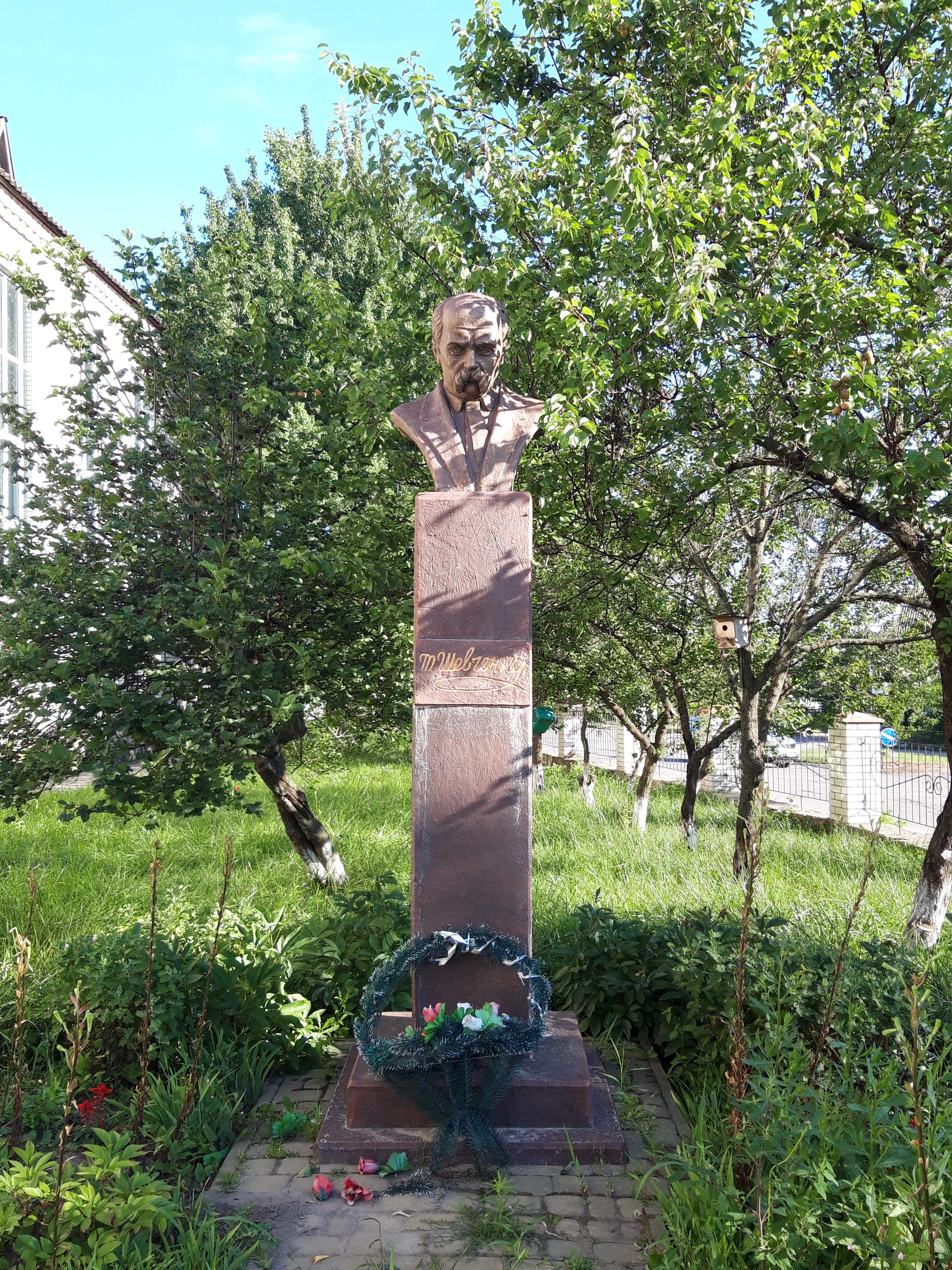
Пам'ятник Шевченку в Липовці

- Могилів-Подільський. Повнофігурний пам'ятник Кобзарю встановлено на площі Шевченка у 1995 році, автор - М. Крижанівський, матеріал — камінь, бетон[19].

- Оратів. Пам'ятник-погруддя встановлено з нагоди 148-ї річниці з дня народження поета по вул. Парковій у 1962 році, автор — О. А. Неприцький[22].

- Човновиця. Пам'ятник встановлено на вул. Центральній біля будинку культури.

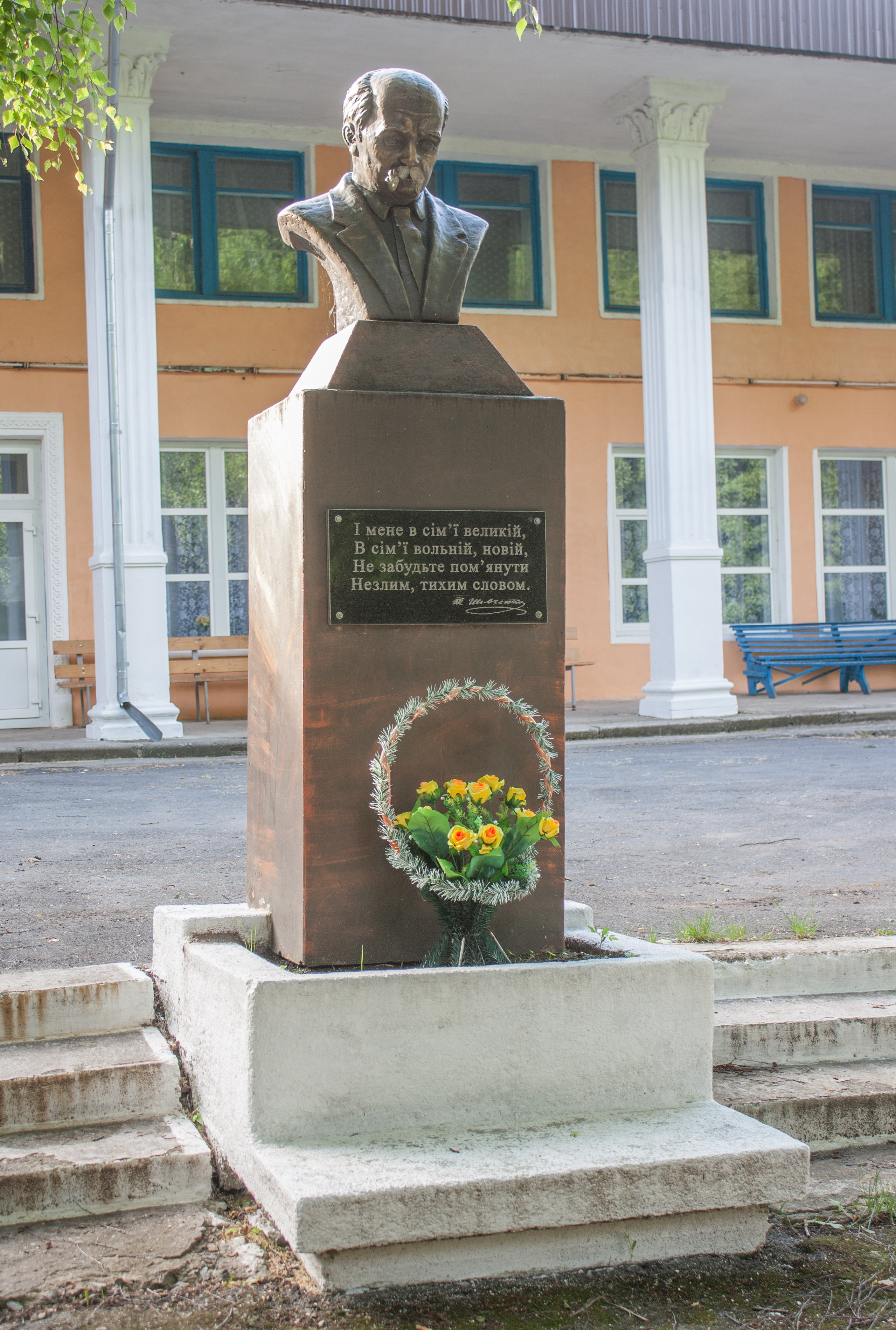
Пам'ятник Шевченку в Човновиці

- Юшківці. Гранітний пам'ятник встановлено до 20-річчя Незалежності України біля будинку культури по вул. Шевченка, 8 у вересні 2011 року, автор — Дяченко І. О.[19].

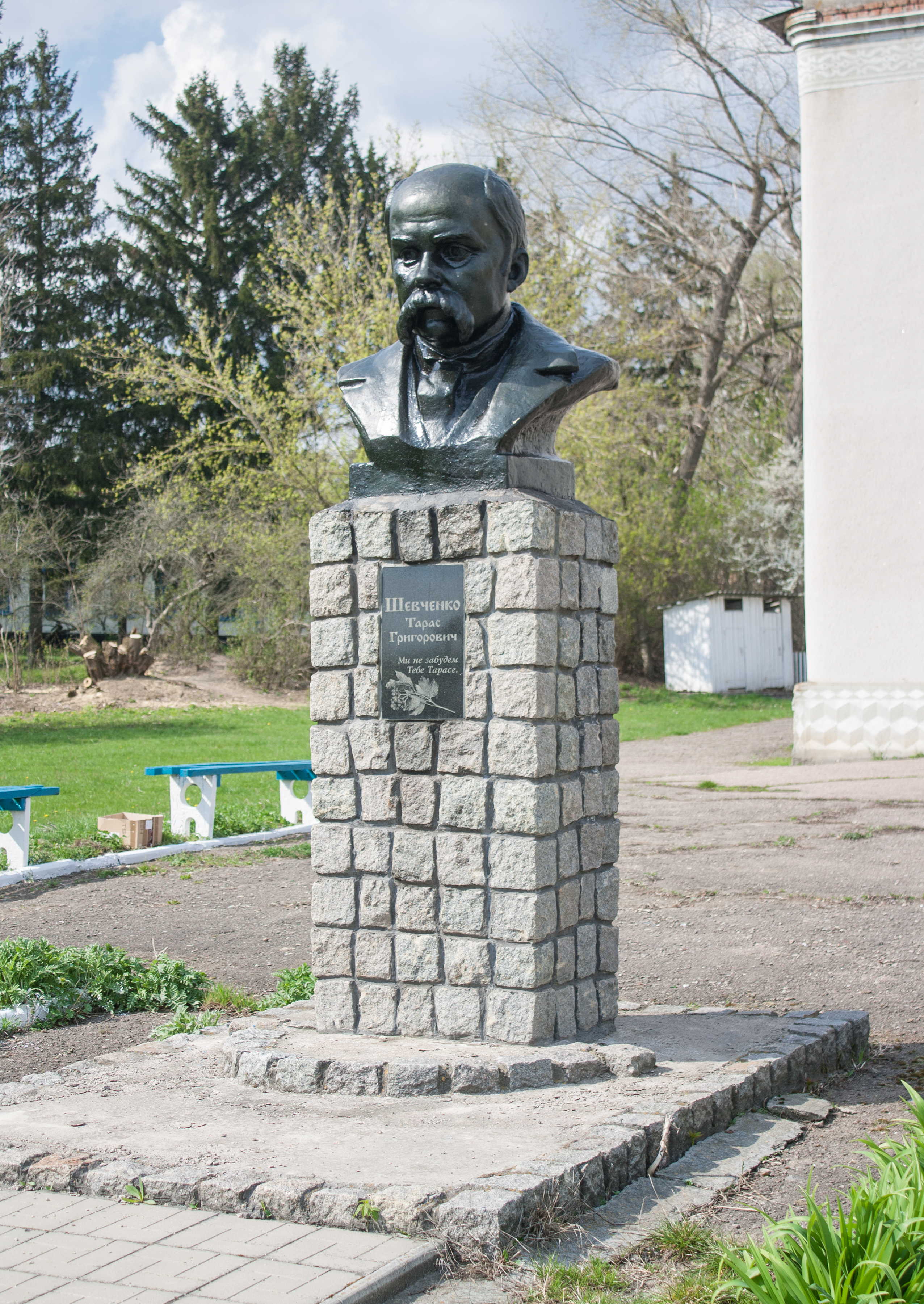
Пам'ятник Шевченку в с. Юшківці

- Ставки. Залізобетонне погруддя авторства місцевих майстрів встановлене біля будинку культури у 1997 році[22].

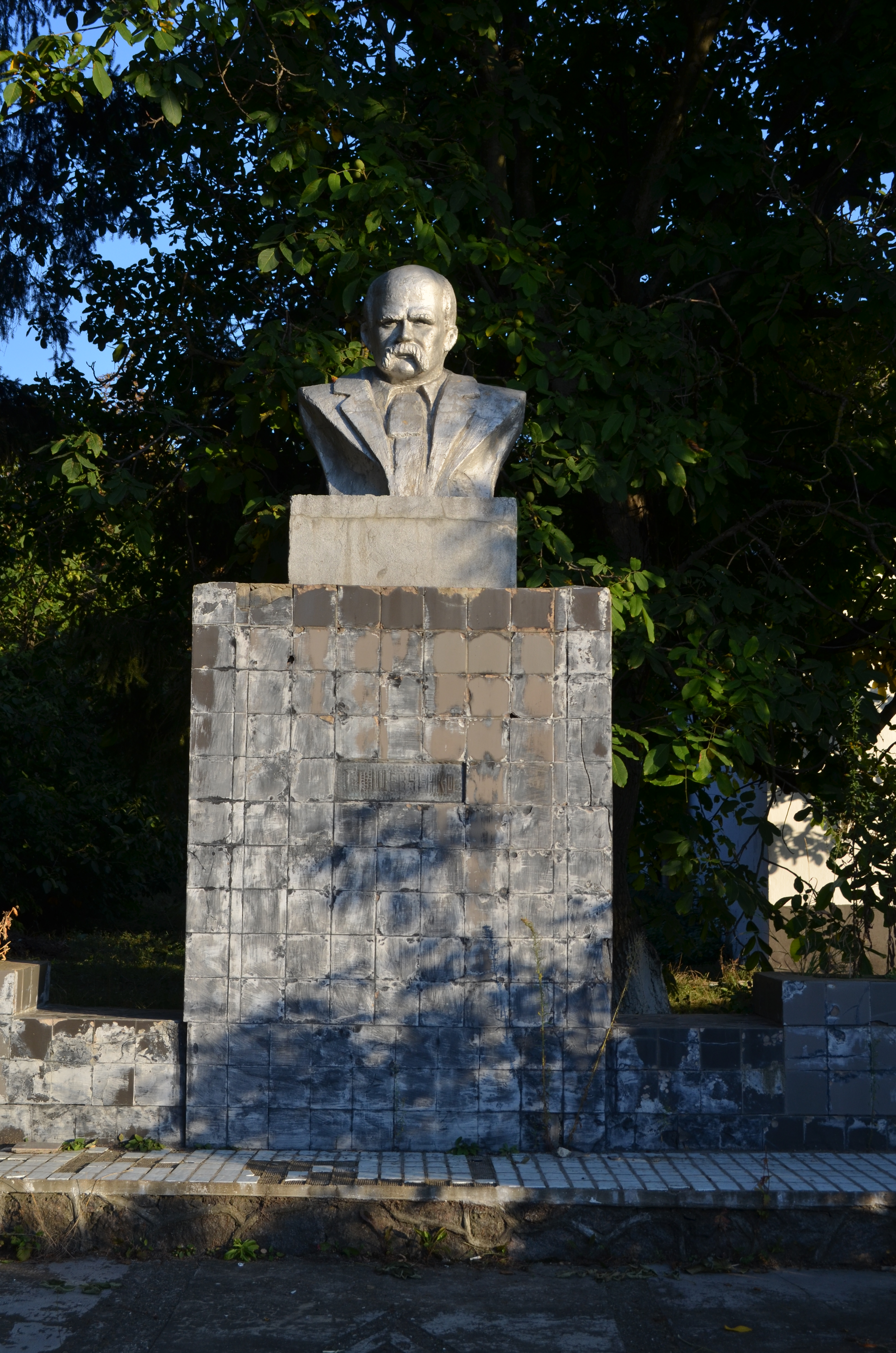
Погруддя Шевченку у с. Ставки

- Тульчин. Пам'ятник встановлений у 1991 році на вул. Миколи Леонтовича перед будівлею ВПТУ № 41. Автори В. Руденко та М. Констянтинова, матеріал — бронза, граніт[26].

Пам'ятник Шевченкові у Тульчині

- Кирнасівка. У Кирнасівці є два пам'ятники Шевченку. Перший це типовий проєкт роботи Київського художнього фонду встановлений на вул. Соборній у 1958 році. Другий це трифігурна скульптурна композиція жанрового плану встановлена перед будинком культури у 2008 році.

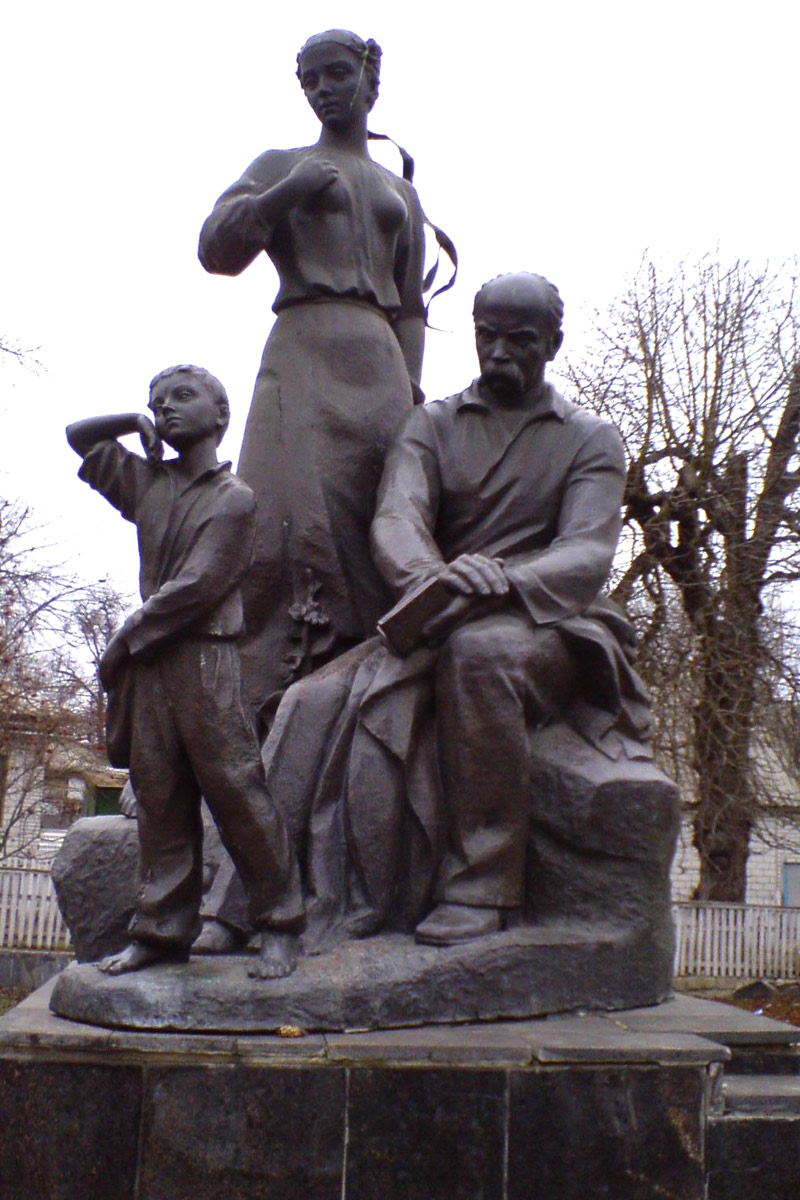
Трифігурна композиція у с. Кирнасівка

- Крижопіль. Залізобетонне погруддя встановлено у 1997 році біля райдержадміністрації по вул. Героїв України. Автор — Ілляшук І.Д[19].

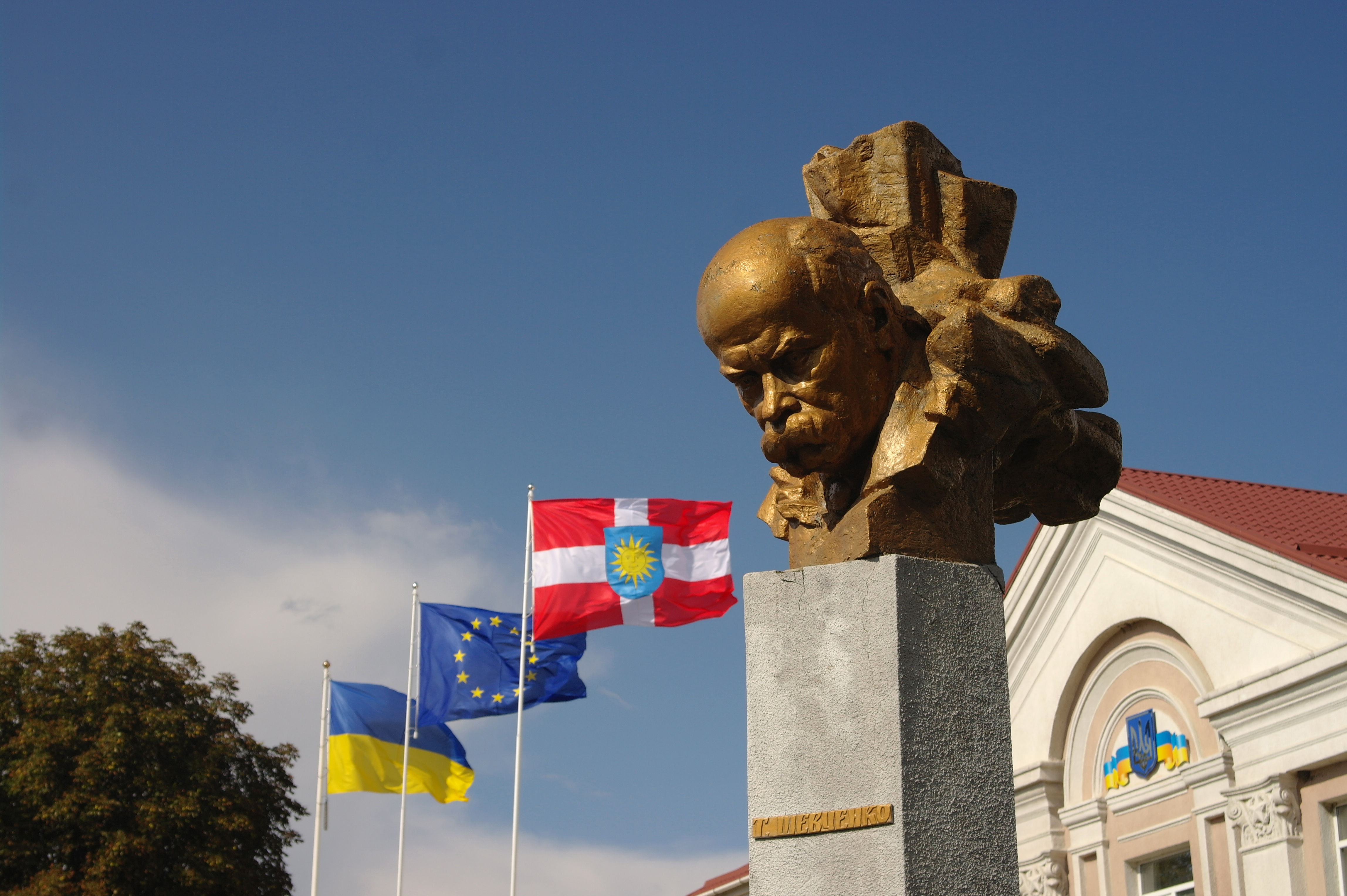
Пам'ятник Шевченку в Крижополі

- Печера. Пам'ятник-погруддя встановлено на вул. Шкільна, 102 перед місцевою середньою школою.

Пам'ятник Шевченку у селі Печера

- Хмільник. Повнофігурний пам'ятник урочисто відкритий 31 серпня 1991 року на вул. Небесної Сотні. Автор - скульптор Віктор Стукан, матеріал — граніт, кована мідь.[27].

Пам'ятник Шевченку в Хмільнику

### Волинська область
- Луцьк. У Луцьку є два пам'ятники Шевченку і одна меморіальна дошка.

1. Пам'ятник на проспекті Волі перед будівлею Волинського національного університету відкрито в 181-у річницю дня народження великого українця - 9 березня 1995 року. Автори — скульптор Едгар Кунцевич та архітектори Олег Стукалов і Андрош Бідзіля. Матеріал — бетон, граніт[28].
2. Повнофігурний пам'ятник типового проєкту Львівського художньо-виробничого комбінату художнього фонду УРСР на вул. Корольова, 10 у мікрорайоні Вересневе, встановлений у 1964 році. Завдячують появі тут пам'ятника Кобзарю, найімовірніше, найстарішому на Волині, колишньому директору цукрового заводу Михайлові Мажарі, який у 1958 році очолив це підприємство. Скульптуру Шевченка з ініціативи Михайла Герасимовича сюди привезли вже готову, встановленням її опікувався колишній виконроб Іван Вознюк. Матеріал — залізобетон, бутовий камінь[28].
3. Меморіальна дошка споруджена до 150-роковин від дня смерті поета на фасаді Волинського обласного академічного музично-драматичного театру ім. Тараса Шевченка у 2011 році. Автор — Рижук В.А[29].

Пам'ятник перед Волинським університетом
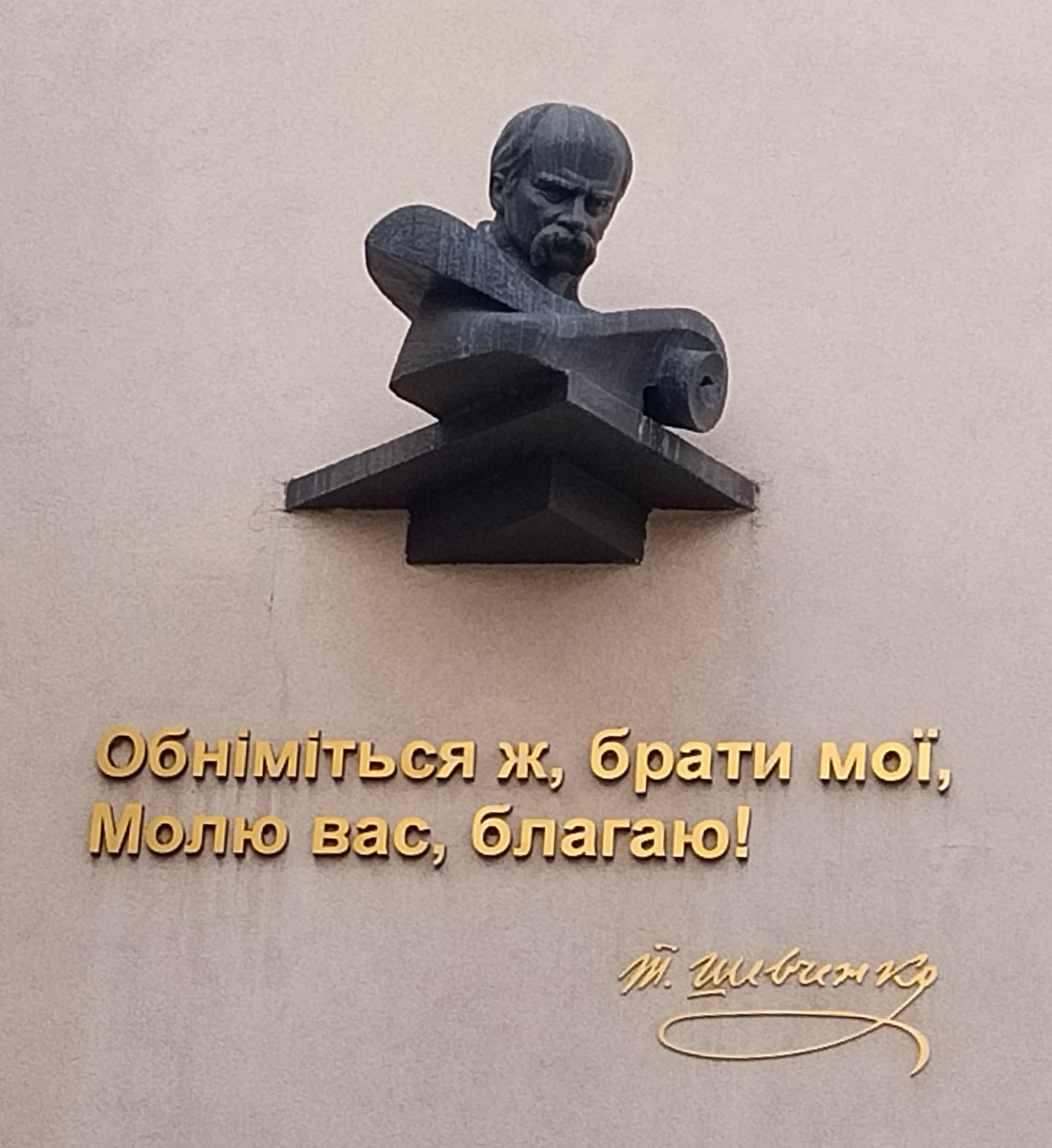
Меморіальна дошка Шевченку на фасаді Волинського драмтеатру

- Берестечко. Пам'ятник типового проєкту роботи Львівського художньо-виробничого комбінату художнього фонду УРСР встановлений в центрі міста перед кінотеатром. Ідея його спорудження почала активно втілюватися ще в 1990 році. Відомий хірург Михайло Рощина, заслужений вчитель України Василь Фещак, міський голова Василь Грибок, директор Горохівського сільгосптехнікуму Микола Чечель — ініціатори спорудження пам'ятника. На прохання Михайла Рощини, Стратон Бернацький, житель Берестечка привіз до Горохова з полів Берестецької битви, на які ступала Тарасова нога, землю, що устелила основу під виготовлений за кошти Михайла Івановича із шліфованого базальту пам'ятний знак. Серед міської громади почався збір коштів, який очолив лідер місцевої організації НРУ і колишній політв'язень комуно-більшовизму Андрій Криштальський. Образ Тараса в пам'ятникові з бронзи та граніту створив уродженець Горохівського району, скульптор та виконавець робіт Василь Рижук[22].

Пам'ятник Шевченкові в Берестечку
Деталь пам'ятника

- Буяни. Пам'ятник зі штучного каменю встановлено за ініціативи Миколи Куделі та директора радгоспу Арсена Ющука у травні 1990 року, автор — Б. В. Гапонюк[28].
- Велика Яблунька. Пам'ятник-погруддя встановлено на вул. Перемоги, навпроти будинку культури у 1998 році, автор — П. С. Хом'як[28].

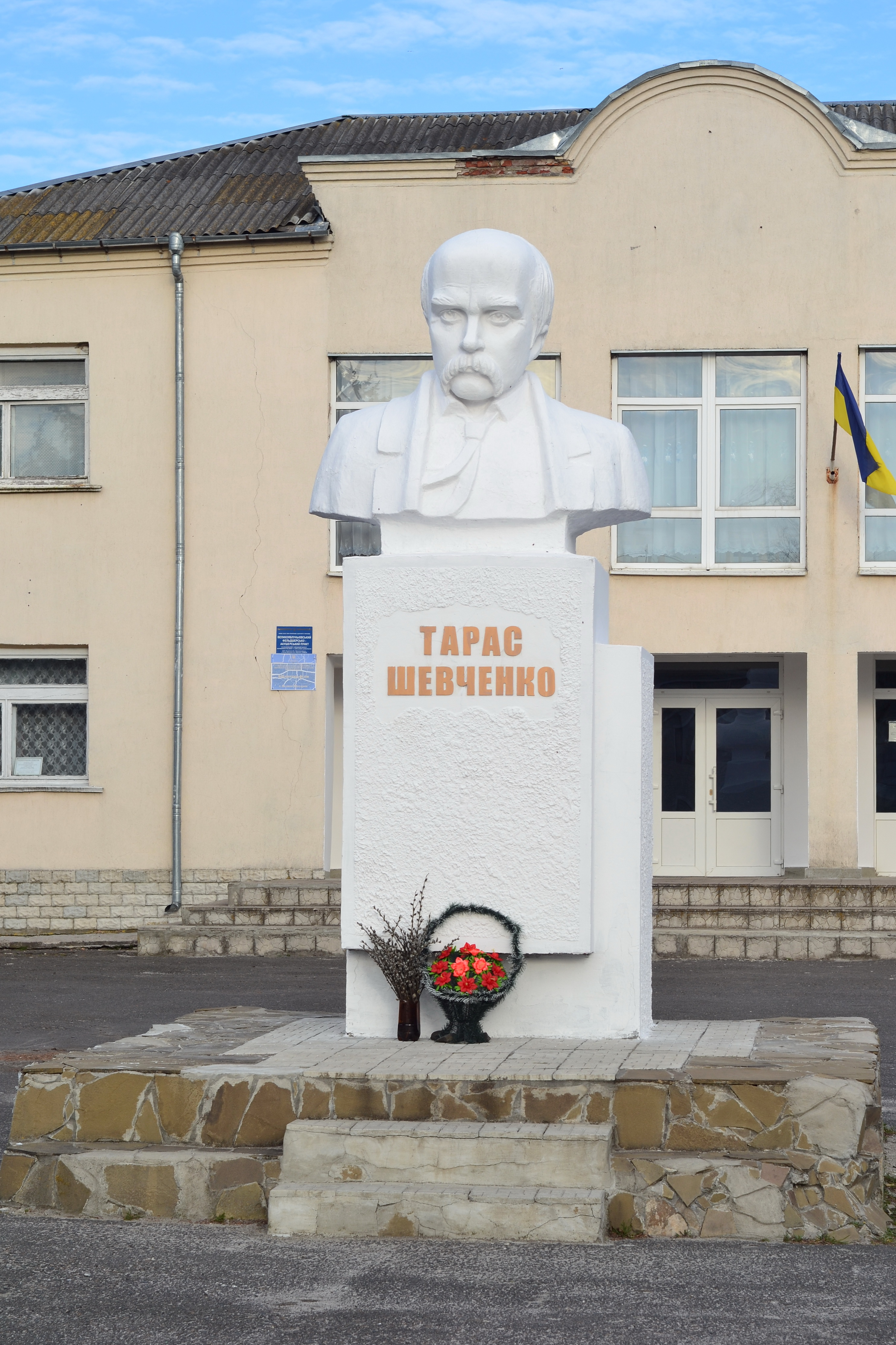
Пам'ятник Шевченку в с. Велика Яблунька

- Володимир. Пам'ятник встановлений у парку «Слов'янський» в 1993 році. Автор — Газ'юк О. В., архітектор — Микита А. В. Матеріал — граніт, кована мідь[28].

Пам'ятник Шевченкові у Володимирі-Волинському

- Горохів. Бронзове погруддя на гранітному постаменті встановлено в центрі села по вул. Шевченка, 17 у травні 1994 року. Автор — В. А. Рижук[29].
- Дубове. Пам'ятник типового проєкту Львівського художньо-виробничого комбінату художнього фонду УРСР який встановлено у 1955 році, матеріал — бетон, цегла[22].

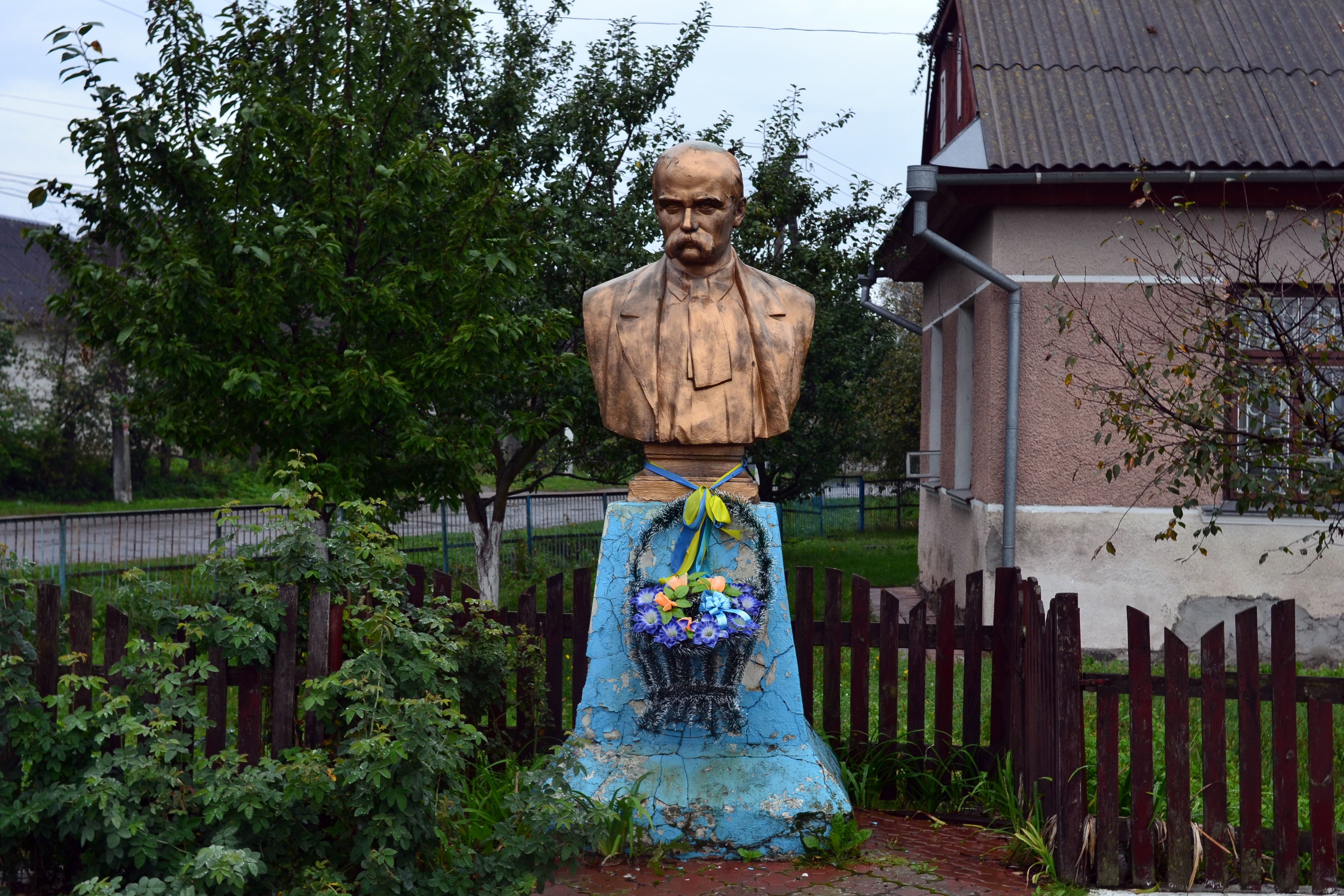
Пам'ятник Шевченку в селі Дубове

- Іваничі. Бронзовий пам'ятник-погруддя на гранітному постаменті по вул. Грушевського встановлено у річницю дня народження Т. Г. Шевченка 9 березня 1993 року. Автор — Івлюшкін С. Б., архітектор — Ядчишин М.М[28].
- Ківерці. Пам'ятник Шевченку що сидить встановлено на вул. Незалежності з нагоди 191-ї річниці з Дня народження поета 9 березня 2005 року. Автор — О.Байдуков[29].
- Ковель. Пам'ятник відкритий 22 серпня 2005 року у міському парку імені Т. Г. Шевченка. Висота — понад 7 метрів, вага бронзової скульптури — близько 20 тонн. Автори монумента київський скульптор Володимир Шолудько (автор ідеї), П.Подолець, М.Король; архітектори Т.Мельничук, А.Заворотинський. Пам'ятник Кобзарю у Ковелі вважається найвищим у світі серед пам'ятників Тарасові Шевченку.[27]

Пам'ятник Шевченку в Ковелі

- Колона. Залізобетонний пам'ятник встановлено у 1973 році[28].

- Нововолинськ. 15 вересня 1990 року було встановлено пам'ятний знак — камінь під майбутній пам'ятник Шевченку. Автор художнього оформлення — В. Гича. Пам'ятний знак було урочисто освячено і піднято синьо-жовтий прапор на встановленій поруч щоглі. Урочисте відкриття пам'ятника відбулося 24 серпня 1995 року на День незалежності України. Скульптуру виготовлено у Львові на кераміко-скульптурній фабриці, висота п'єдесталу — 2,8 м, загальна висота — 6 м. Бронзова фігура встановлена на постаменті зі шліфованого граніту на майдані Незалежності, поет повернутий обличчям до бульвару, який носить його ім'я. Автори — Посікіра М., Аремчук Л., архітектори — Вісьтак М., Каменщик В.[28].
- Ратне. Пам'ятник встановлено на вул. Центральній 9 березня 1993 - це перший пам'ятник Шевченку на Волині за часів Незалежності[30]. Архітектор — Шнит І. І., автори — Посікіра М., Яремчук Л., матеріал — бетон[28].
- Туличів. Гіпсовий пам'ятник встановлено у 1992 році[28].
- Угринів. Пам'ятник споруджено до 180-річниці від дня народження Т. Г. Шевченка у 1994 році. Автор — О.Байдуков, матеріал — бетон, бронза[28].
- Устилуг. Пам'ятник-погруддя встановлено в центрі біля міської ради[29].
- Шацьк. Бетонне погруддя встановлене в центрі селища у 1995 році. Автор — О.Байдуков[28].

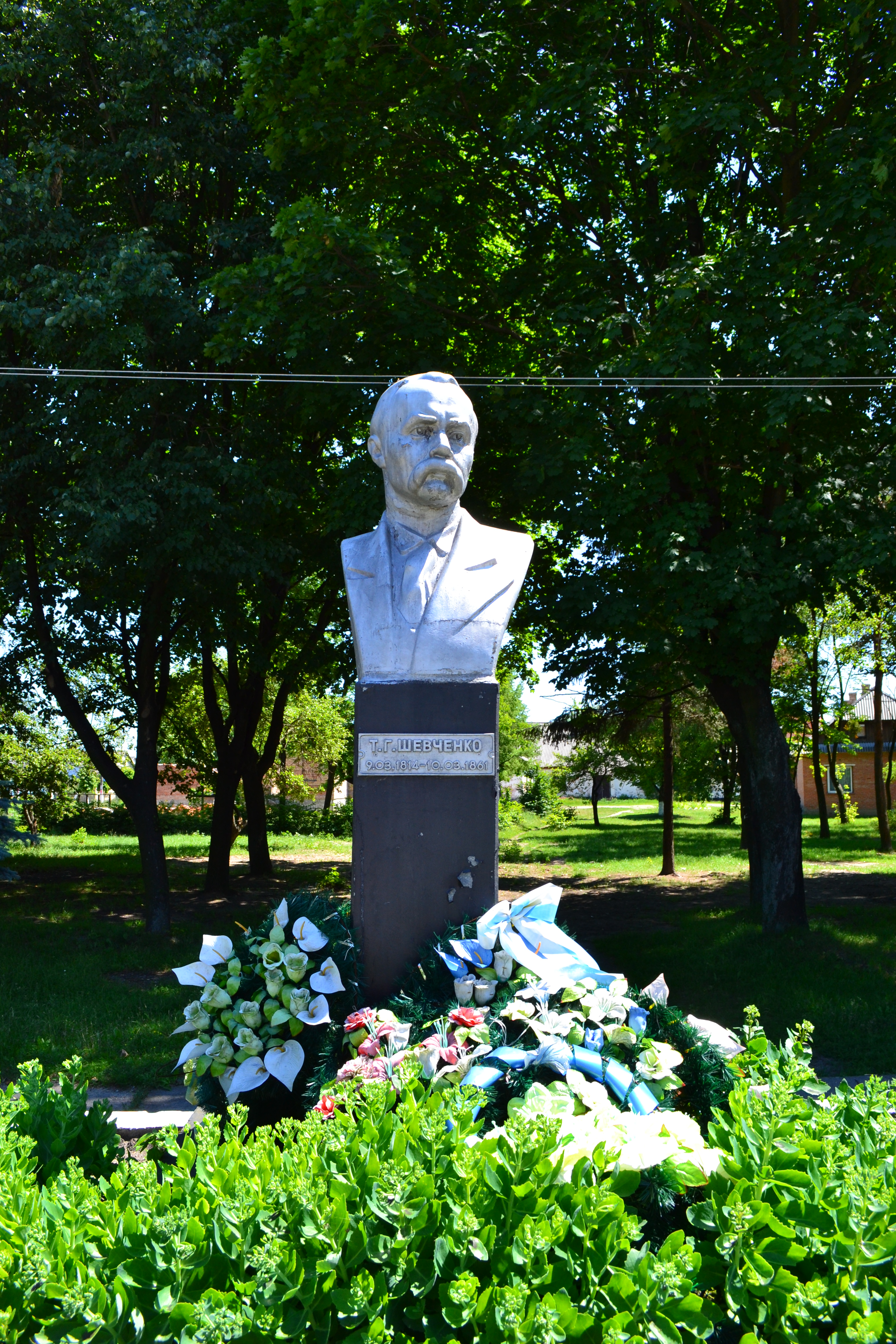
Погруддя Шевченка в Шацьку

### Дніпропетровська область
- Дніпро

1. Перший пам'ятник встановлено у парку імені Тараса Шевченка ще у 1949 році. Автор — скульптор І. С. Зноба[31].
2. Другий пам'ятник, що є на острові Монастирський, встановлений у 1958 році. Автори — І. С. Зноба та В. І. Зноба, архітектор — Л. Р. Ветвицький. Це найбільший і найвищий у світі пам'ятник Тарасу Шевченку. Висота фігури — 9,5 метрів, а гранітного постаменту під нею — 10,5 метрів. Вага чавунної скульптури понад 55 тонн. У 2011-2013 рр. відбулася реконструкція пам'ятника, який до того перебував у аварійному стані[32].
3. Третій пам'ятник відкрито 24 серпня 1992 року на вул. Воскресенській навпроти Дніпровського академічного українського музично-драматичного театру імені Тараса Шевченка. Скульптор — Володимир Небоженко, архітектор — Володимир Положій. Матеріал — бронза, граніт[29].
4. Пам'ятка у вигляді бронзового погруддя, що встановлено на гранітному постаменті знаходиться в сквері ім. Шевченка на перехресті вулиць Передова та Водопровідна. Пам'ятник було виготовлено в майстернях Державного художнього фонду УРСР (масове виробництво) і відкрито в 1927 р., у 1985 р. реконструйовано, замінено погруддя та постамент (скульптор — П. Є. Куценко)[33].
5. Повнофігурний пам'ятник встановлено у парку району Шевченко за адресою вул. Заозерна, 70.
6. Гіпсове погруддя стоїть у фойє на другому поверсі Дніпровського академічного українського музично-драматичного театру ім. Т. Шевченка.

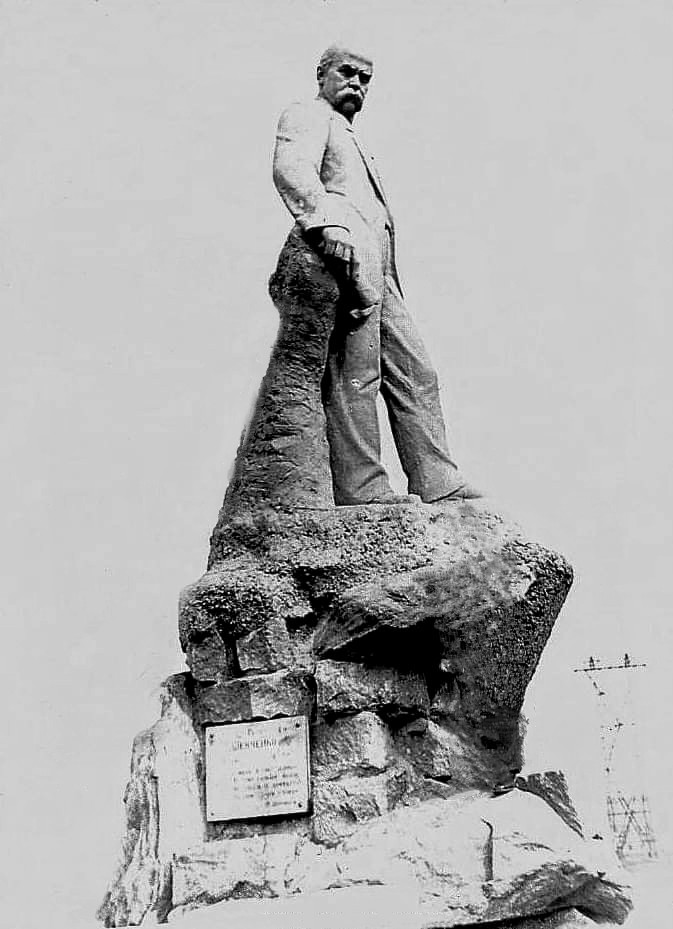
Перший пам'ятник Шевченку в однойменному парку у Дніпрі
Пам'ятник Шевченку у Дніпрі на Монастирському острові
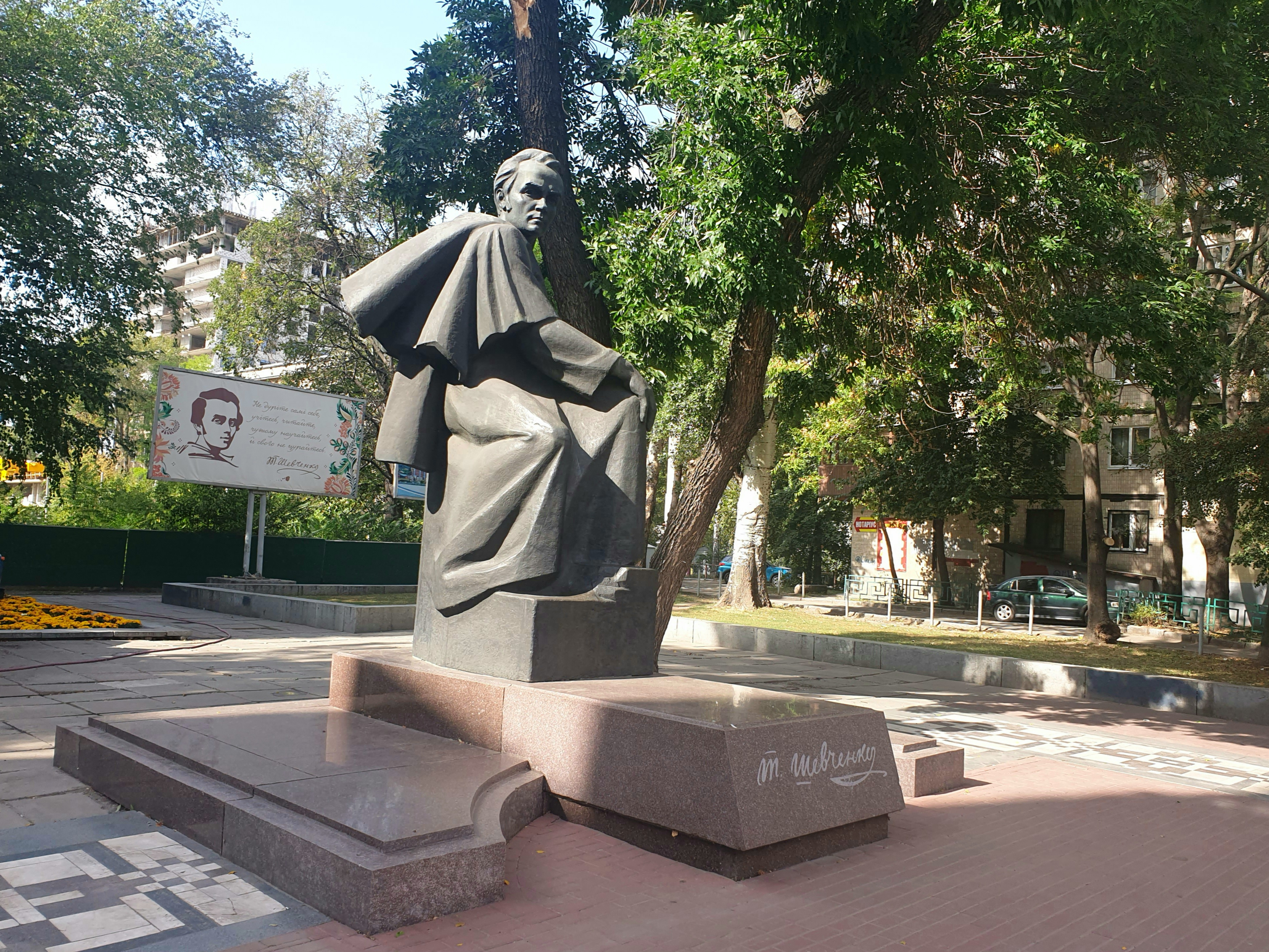
Пам'ятник Шевченку у Дніпрі на вулиці Воскресенській
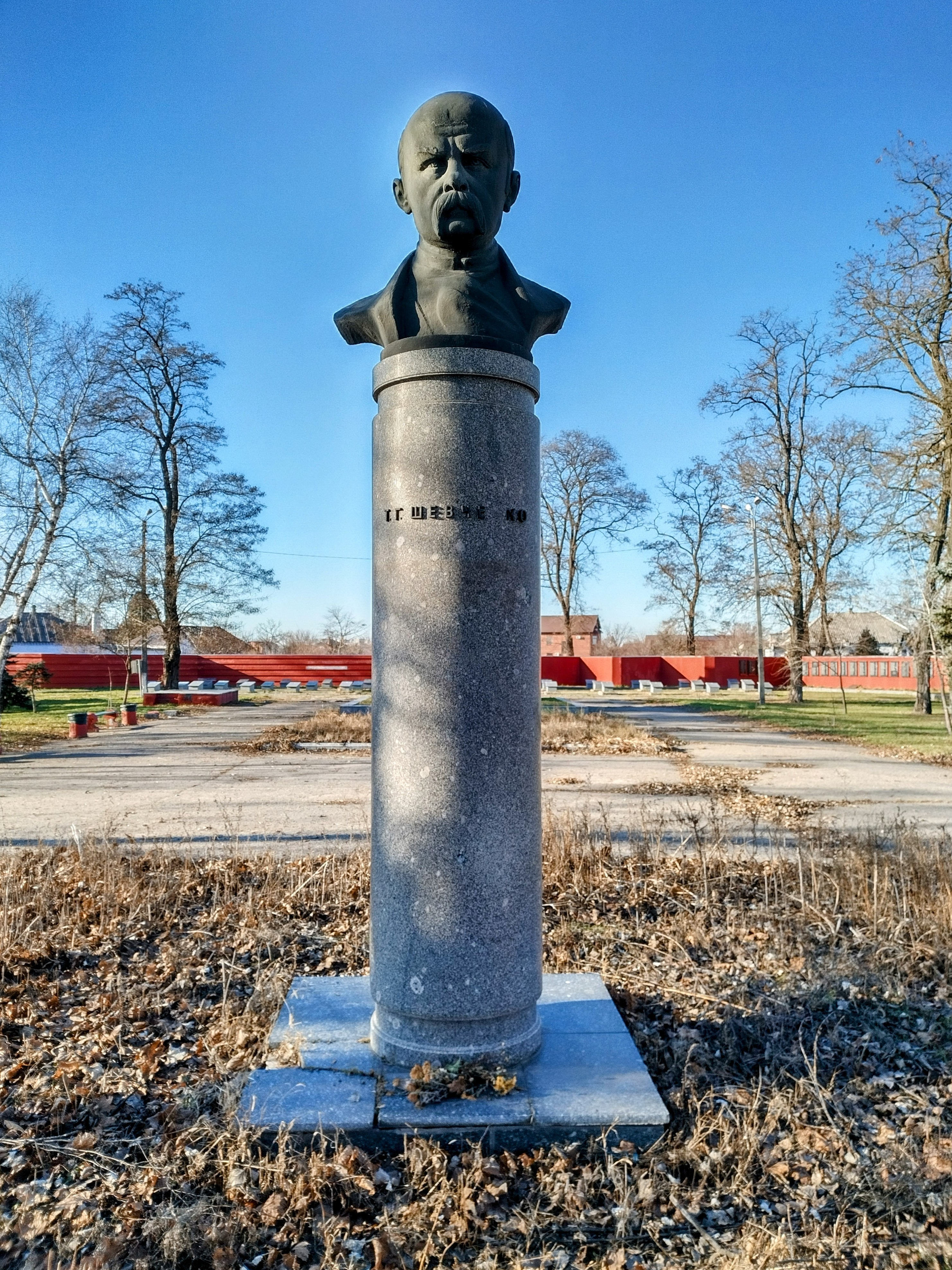
Погруддя Шевченку в однойменному сквері у Дніпрі (Березанівка)
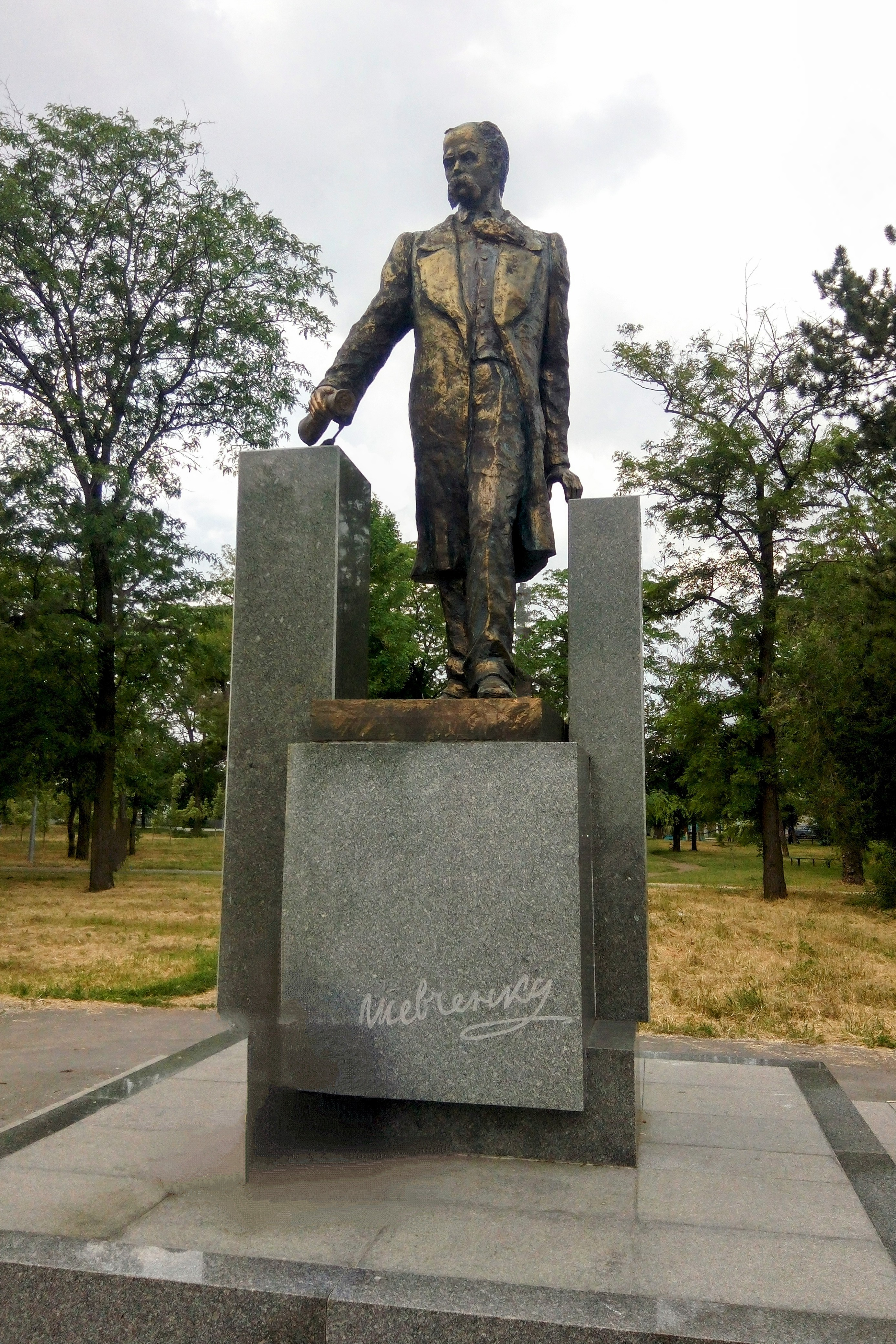
Пам'ятник Кобзареві в парку району Шевченко
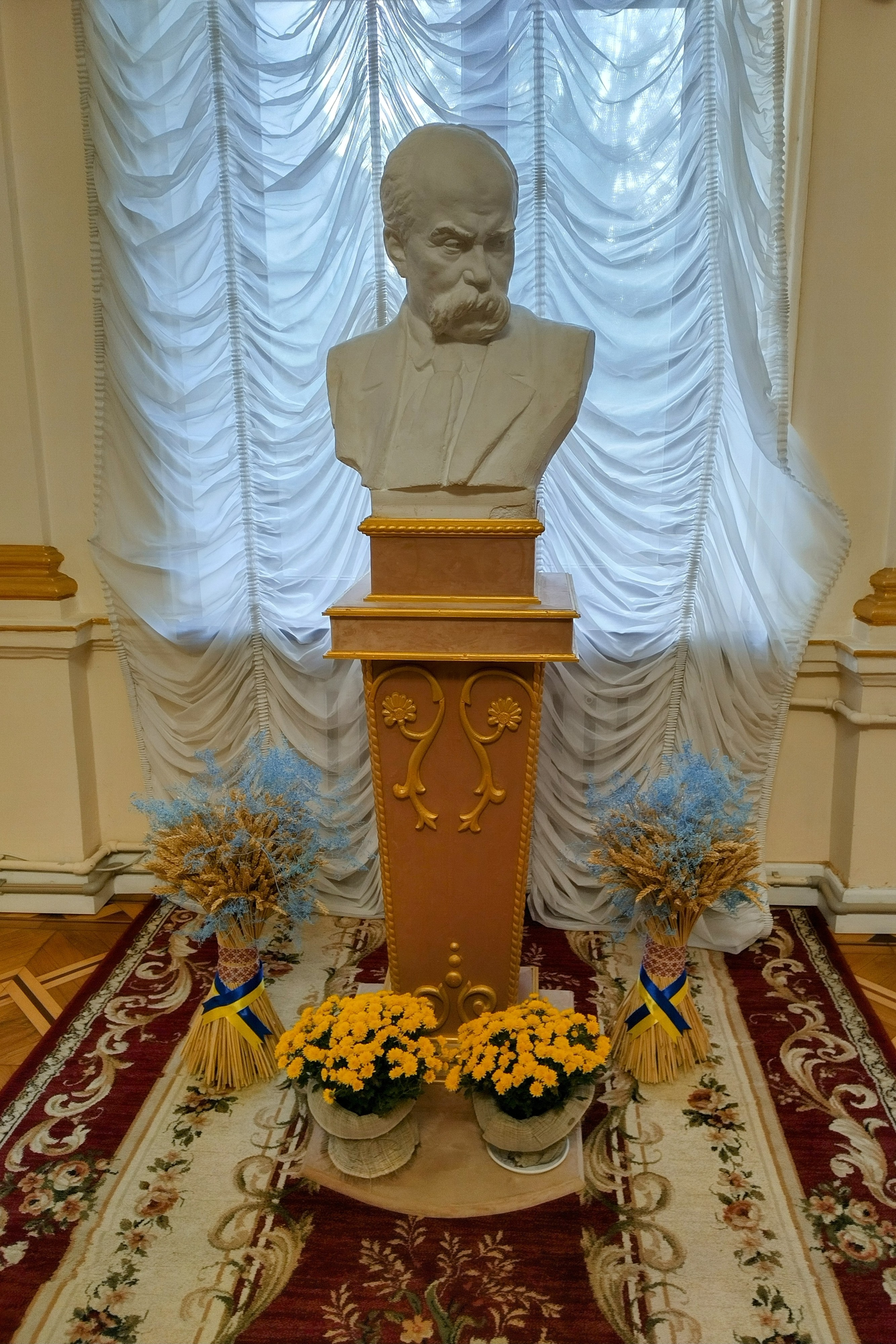
Погруддя Шевченка у фойє Дніпровського академічного театру

- Балівка (Дніпровський район). Погруддя встановлено по вул. Центральній.

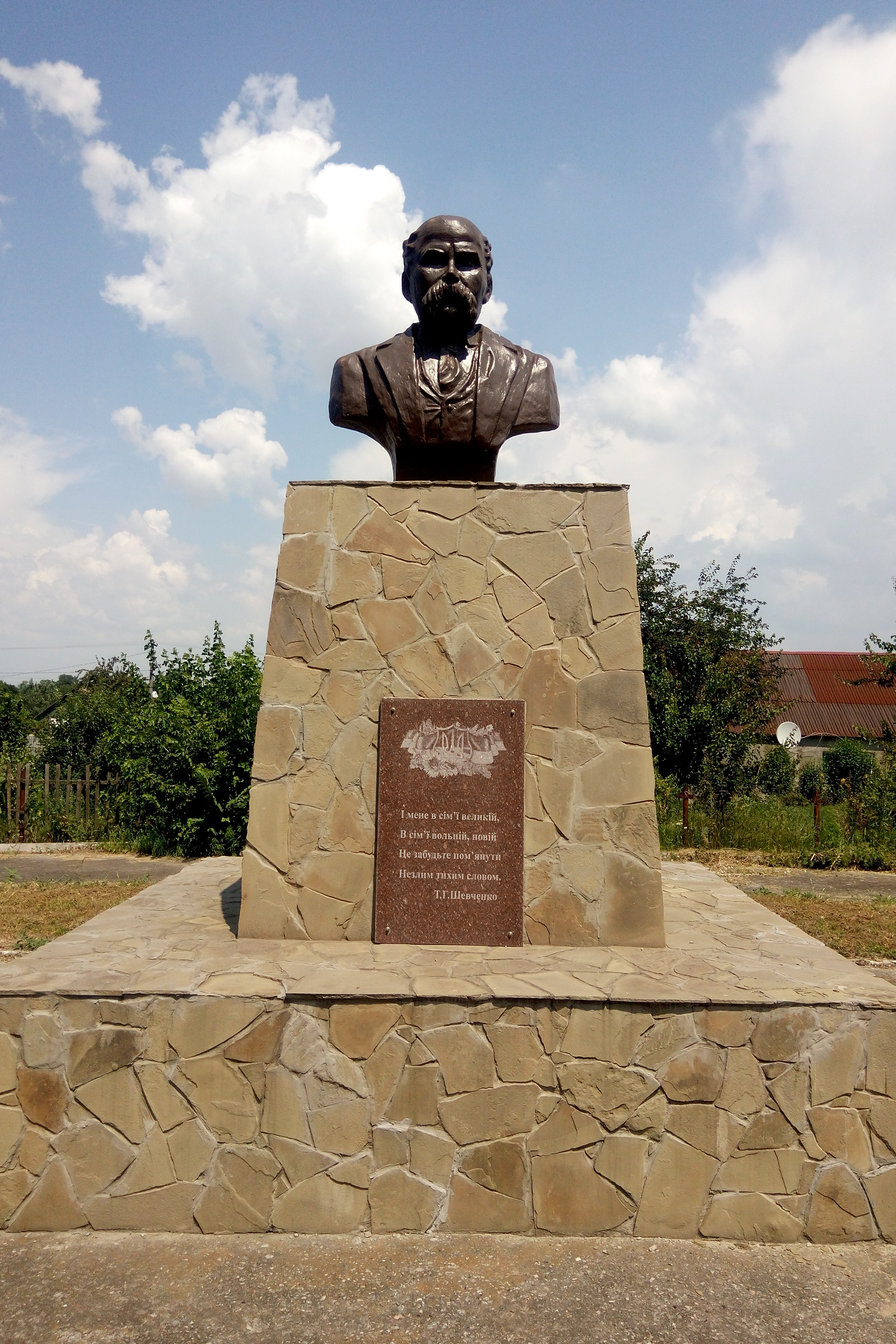
Погруддя Шевченку в селі Балівка

- Бурханівка (Синельниківський район). Погруддя було встановлене в 60-х рр. ХХ ст. на території колишнього колгоспу ім. Т. Г. Шевченка. В період перебудови перенесене в Шевченківську середню загальноосвітню школу по вул. Шкільній, 2[34].
- Вакулове (Криворізький район). Пам'ятник у повний зріст встановлено у 1952 році на подвір'ї середньої школи по вул. Каштановій, 31. Матеріал — залізобетон, цегла[35].
- Варварівка (Павлоградський район). Пам'ятник встановлено у березні 1989 року біля середньої школи по вул. Артамонова, 16. Автор — Куценко П. Є., матеріал — бронза, граніт[35].
- Верхньодніпровськ (Кам'янський район). Бетонне погруддя встановлено у 2012 році на просп. Шевченка. Автор — Давиденко Л.Ф[34].
- Вільногірськ (Кам'янський район). Погруддя встановлено у 2008 році по вул. Вареній на площі навпроти будівлі міськради. Автор — О. Ю. Рябо, архітектор — В. Б. Федорчук. Матеріал — граніт[29].
- Гірки (Синельниківський район). Пам'ятник типового проєкту роботи майстерні Державного художнього фонду УРСР встановлено на вул. Шевченка, 6 у 1948 році та реконструйовано у 1970 році. Матеріал — залізобетон, цегла[34].
- Знаменівка (Самарівський район). Погруддя встановлено біля Знаменівської сільської ради.

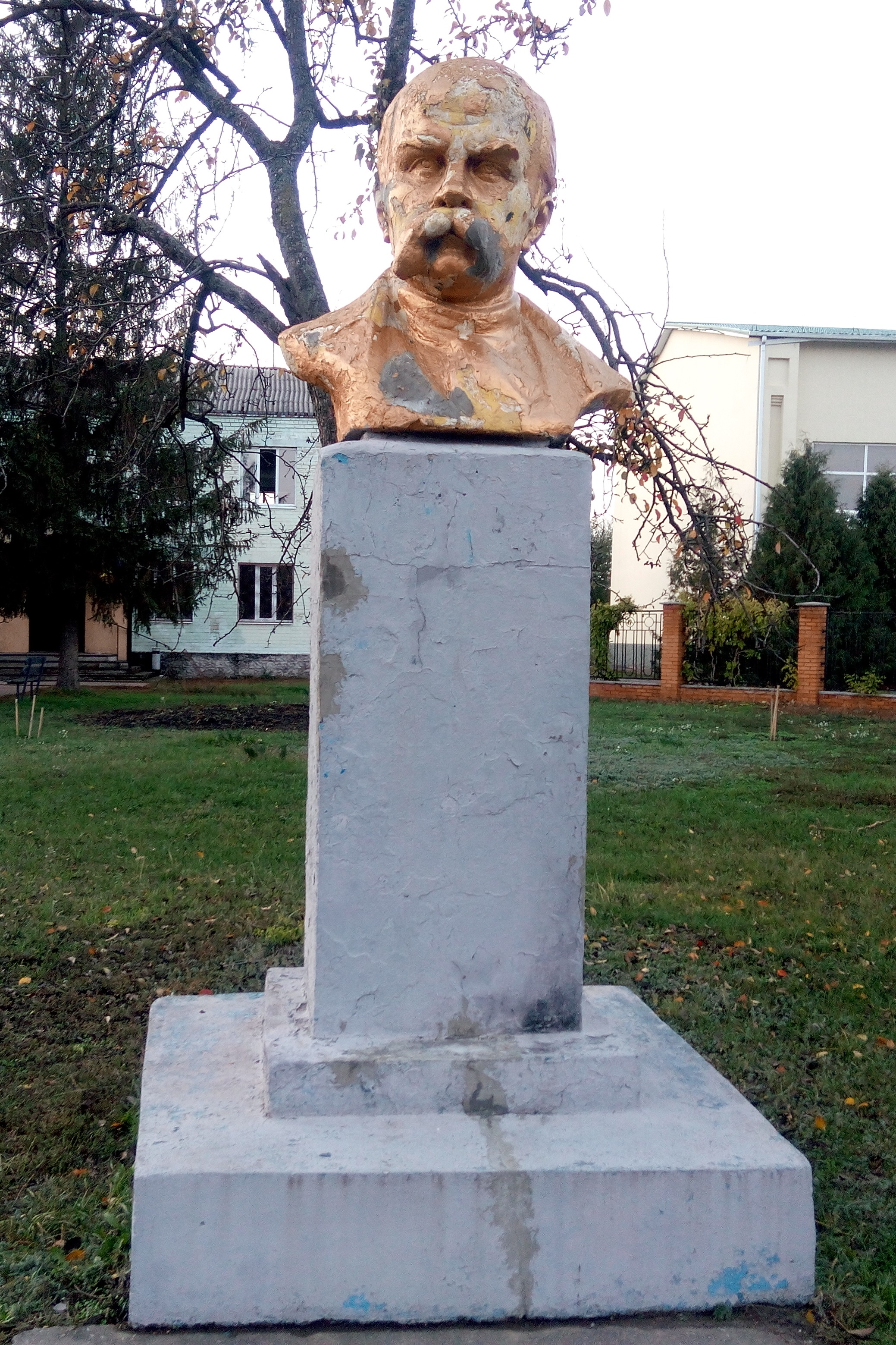
Погруддя Шевченку у Знаменівці

- Кам'янка (Криворізький район). Пам'ятник-погруддя встановлено у центрі села по вул. Леніна, 4-А у 1964 році. Матеріал — залізобетон, цегла[29].
- Кам'янське. 28 травня 2000 року пам'ятник було встановлено на площі 250-річчя міста біля академічного музично-драматичного театру ім. Лесі Українки на постійному місці та урочисто відкрито 3 червня 2000 року. Його автор — член національної Спілки художників України, скульптор Г. А. Хачатрян та архітектори — Ю. В. Бєлобородов і О. Т. Чегорка. Основні параметри: висота сидячої фігури — 230 см, вага — 1100 кг, нижній постамент з полірованого граніту — 400 х 400 см, постамент у вигляді каменю — 270 х 75 см. Граніт з Токівського кар'єру Дніпропетровської області. У церемонії відкриття пам'ятника брали участь Президент України Л. Д. Кучма і Президент Казахстану Н. А. Назарбаєв[36].

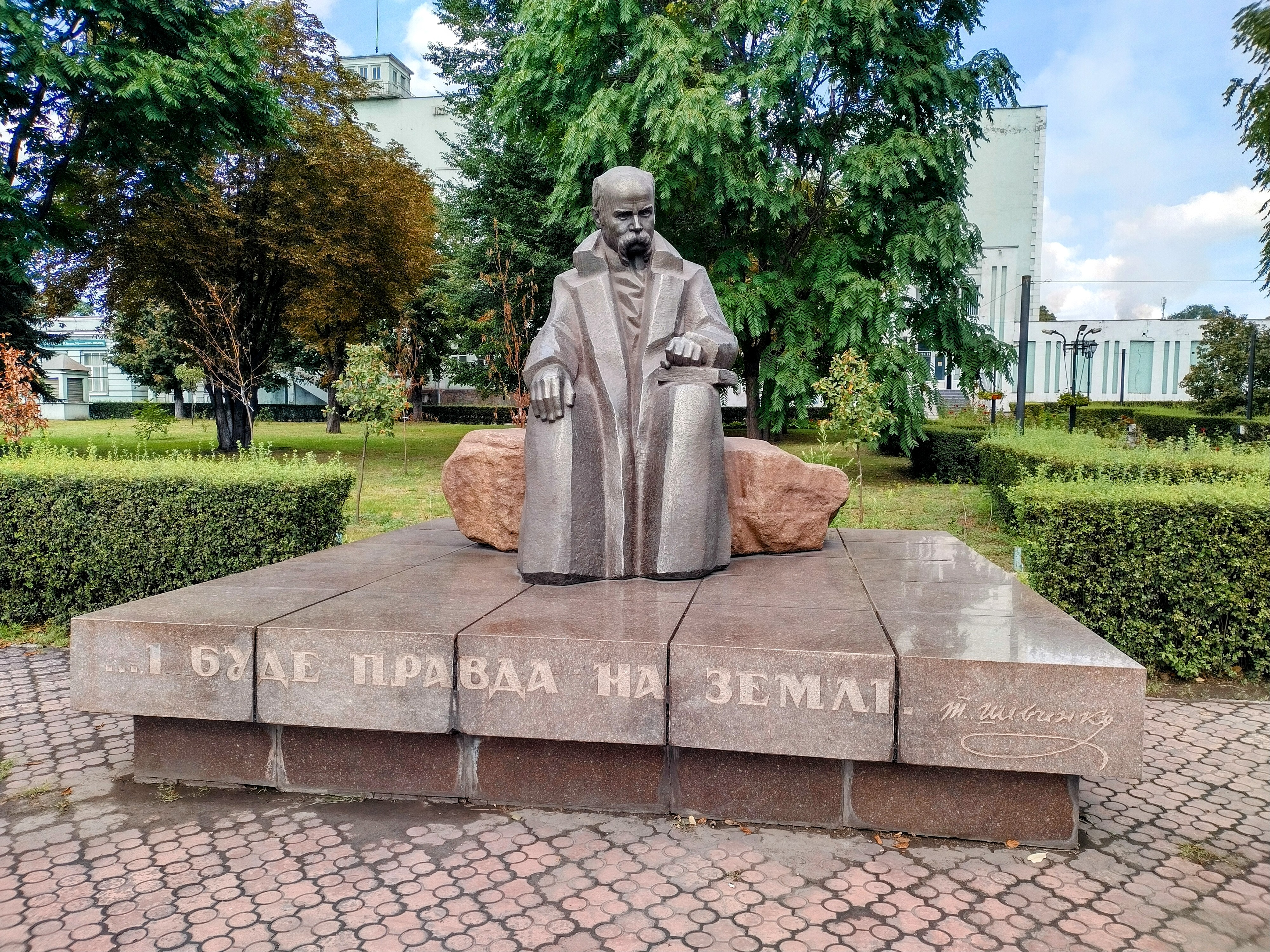
Пам'ятник Шевченку в Кам'янському

- Карнаухівка (Кам'янський район). Відкриття пам'ятника відбулося 25 серпня 2013 року на святкуванні 276 річниці селища. Автор пам'ятника — заслужений художник України, скульптор родом з Карнаухівки, Петро Куценко[37].

- Кочережки (Павлоградський район). Погруддя встановлено у 2012 році на площі в центрі села, біля Народного дому[38].
- Кравцівка (Дніпровський район). Пам'ятник встановлено біля Будинку культури по вул. Шевченка.
- Кривий Ріг. У Кривому Розі є два пам'ятники Шевченку. Перший встановлено 25 листопада 1954 року на просп. Поштовому перед Криворізьким академічним міським театром драми та музичної комедії ім. Тараса Шевченка у Центрально-Міському районі. Скульптура із залізобетону на повний зріст встановлена на цегельному постаменті, оздобленому рослинним орнаментом близьким до стилю ампір. Поета зображено у русі — він ніби робить крок уперед, що надає композиції динаміки. Її підкреслюють довгі асиметрично розташовані поли верхнього одягу. Впевнений погляд Шевченка виступає символом незламного духу. Поруч росте верба, висаджена навесні 1964 року з паростку, завезеного з місця заслання поета. Автор — І.Гончар, архітектор — С.Куклинський[29]. Другий пам'ятник встановлено у серпні 2001 року з нагоди 10-ої річниці Незалежності України в Інгульці на алеї проспекту Перемоги. Скульптура із залізобетону, обшитого металом, поета зображено в повний зріст, у русі, крокуючи вперед, поет ніби несе нащадкам цілющі скарби своєї поезії. Автор — А.Ярошенко, архітектор — В.Бакальцев[29].

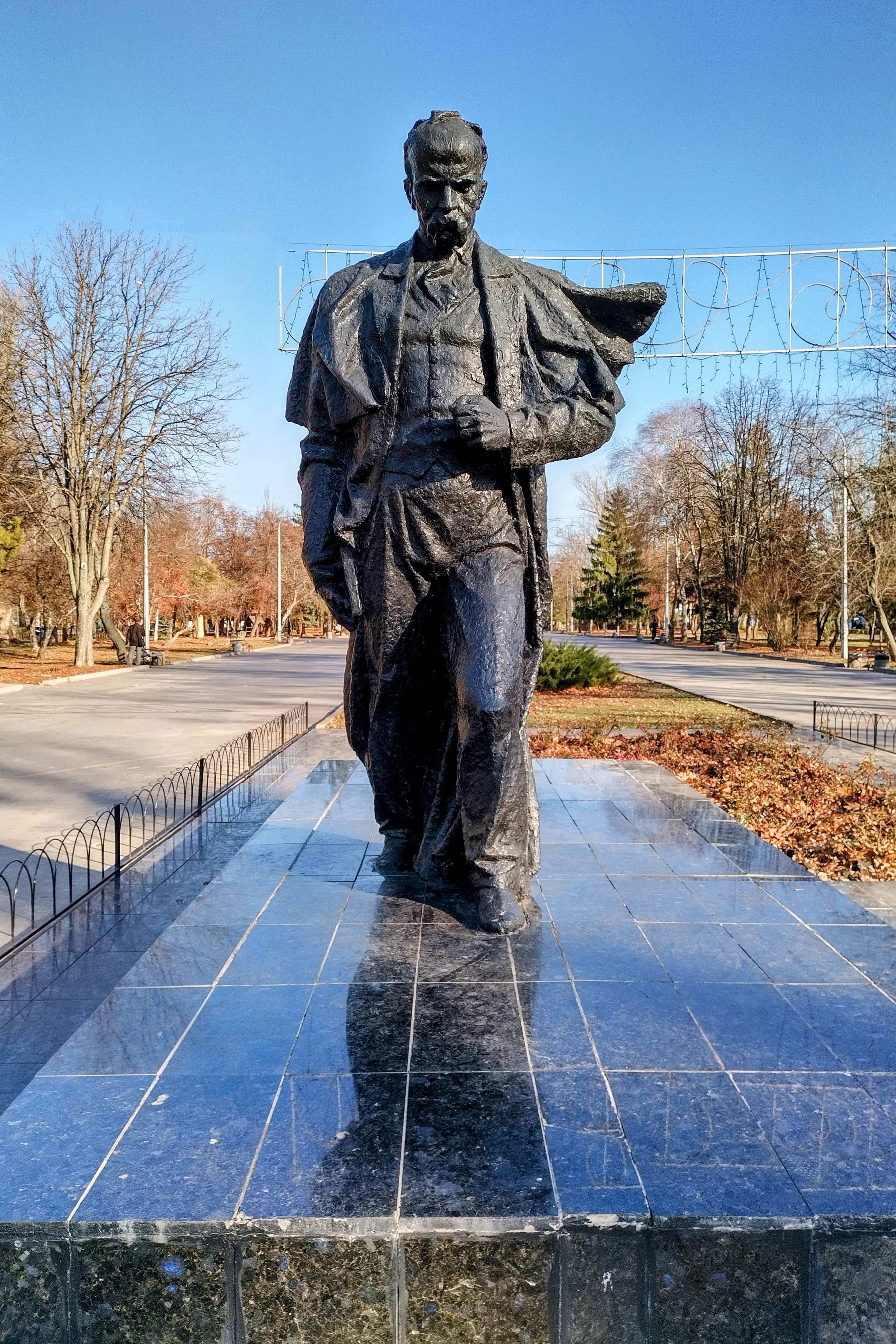
Пам'ятник Шевченку в Інгульці

- Кринички (Кам'янський район). Уперше бетонне погруддя Шевченку встановили у Криничках по вул. Центральній у 1992 році. Останніми роками воно потріскалося та почало руйнуватися. На заміну старому погруддю у сквері біля РАГСу 7 березня 2018 року встановили нове. Автор — скульптор, народний художник України В. П. Небоженко, матеріал — бетон, граніт[39][34].

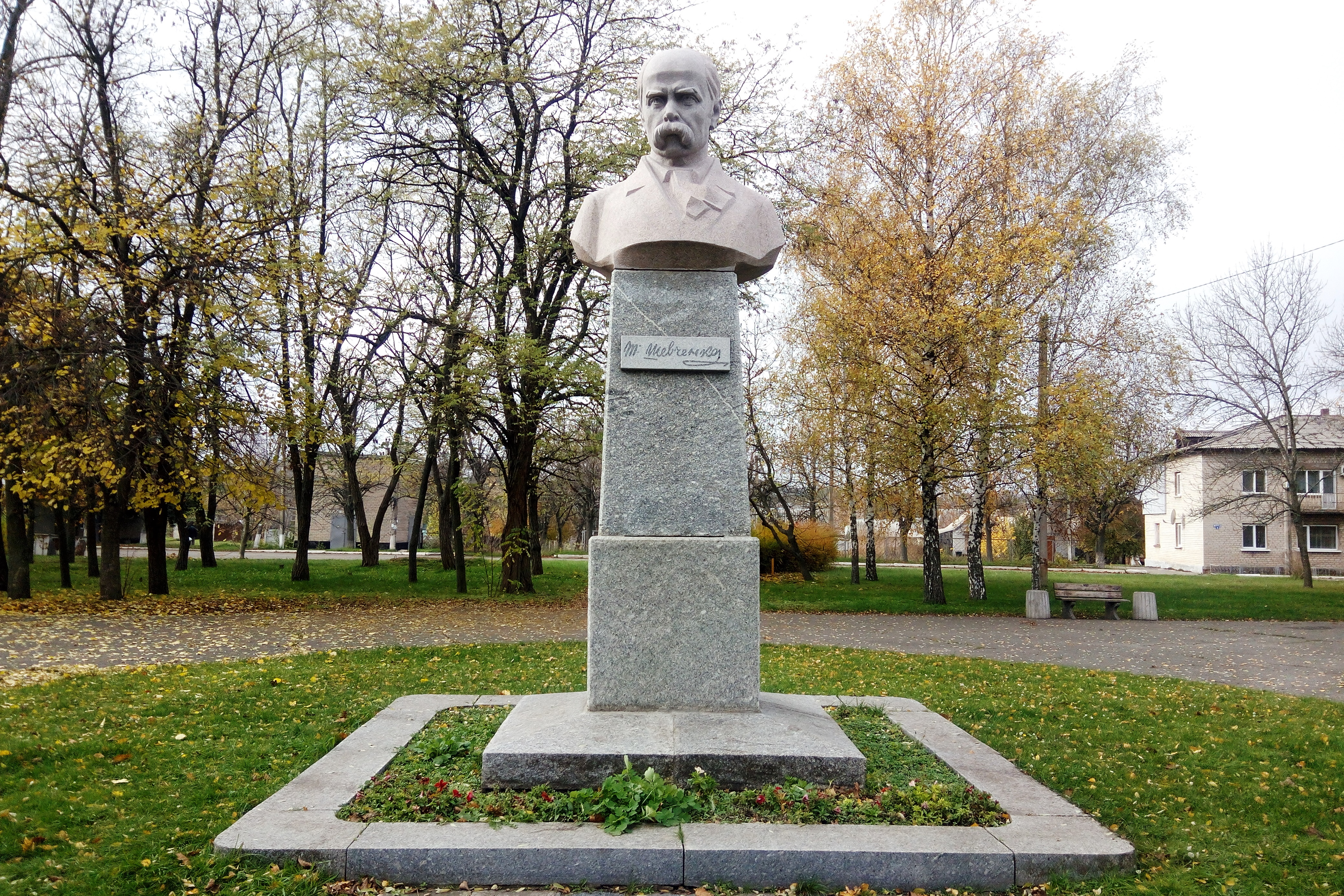
Погруддя Шевченку у Криничках

- Лихівка (Кам'янський район). Пам'ятник встановлено біля Лихівської середньої ЗОШ по пров. Калиновому.
- Лозуватка (Криворізький район). Відкриття гіпсового погруддя відбулося 15 березня 2013 року у вестибюлі середньої загальноосвітньої школи № 1 за адресою вул. Миру, 1-Б. Автор — Клименко С.В[35].
- Магдалинівка (Новомосковський район). Погруддя встановлено перед Магдалинівською районною державною адміністрацією.

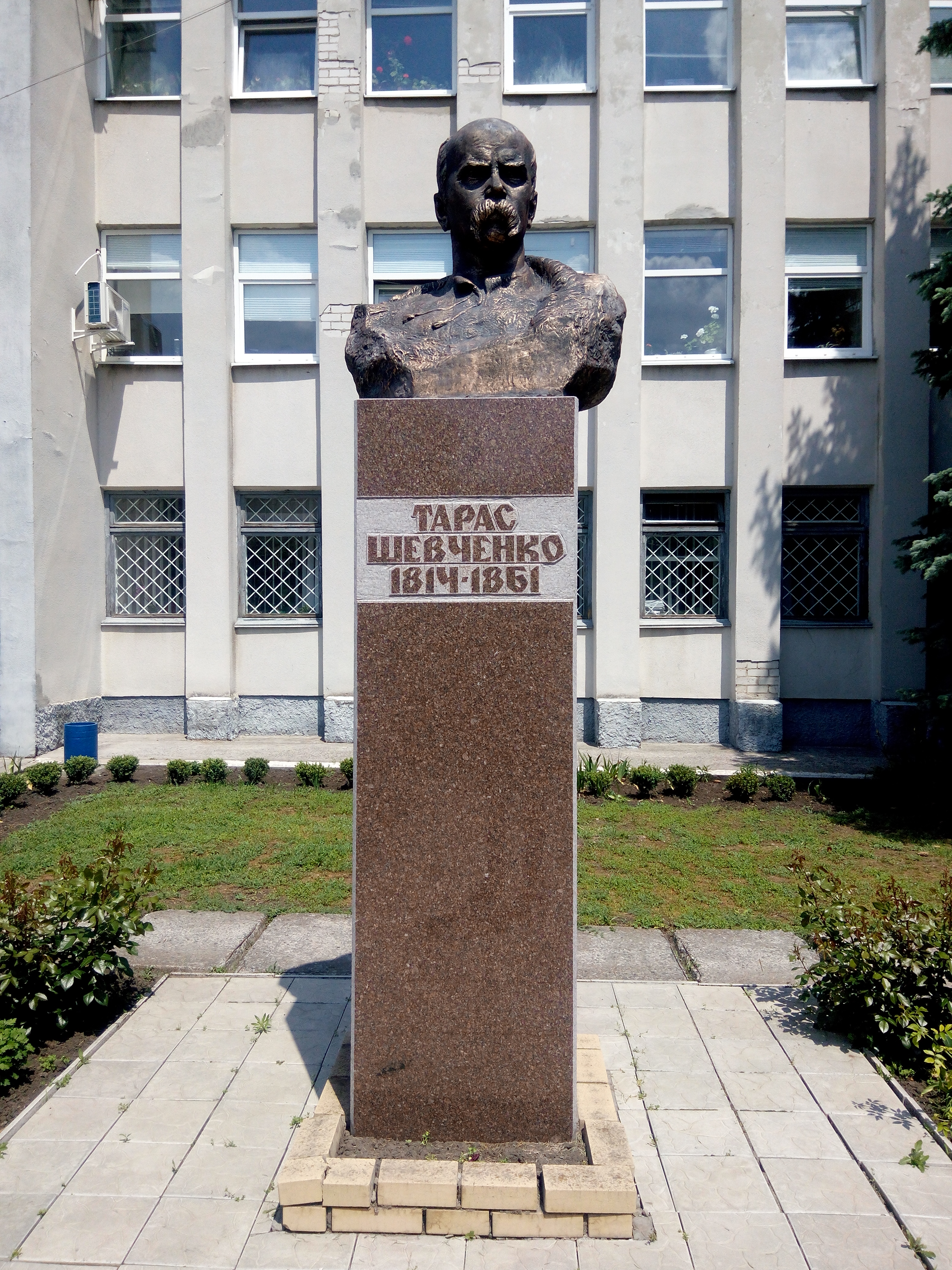
Погруддя Шевченку у Магдалинівці

- Малозахарине (Дніпровський район). Гіпсове погруддя встановлено у 1985 році у вестибюлі середньої загальноосвітньої школи за адресою вул. Нова, 1[35].
- Марганець (Нікопольський район). В місті знаходиться два пам'ятника Шевченку. Перше бетонне погруддя встановлено у парку ім. Шевченка у 1960 році[29]. Друге погруддя встановлено у Сквері з дерев'яними скульптурами по вул. Єдності у 1995 році. Автор — В. К. Дубінін, архітектор — Курбатов, матеріал — бронза, граніт[29].
- Межиріч (Павлоградський район). Гіпсове погруддя встановлено у 2011 році в приміщенні ЗОШ № 2 по вул. Зеленій, 72[34].
- Нікополь. Пам'ятник видатному українському поету встановлено у сквері біля райдержадміністрації по вул. Шевченка у 2005 році. Автор — Зинухов А. П., архітектор — Повстюк В. Л., матеріал — граніт, чавун[29].
- Новомосковськ. Пам'ятник знаходиться за адресою вул. Шевченка, 6 біля кінотеатру «Авангард».[38] Створений на честь 105-річчя від дня народження поета у 1965 році, а у 1980 році його реконструйовано. Автори проекту — скульптор Константінова, архітектори — Глушко та Шмалько В., матеріал — бронза, цегла. Занесений до книги реєстрації пам'яток історії та культури України за № 1787. Рішенням облвиконкому № 618 від 08.08.1970 року пам'ятник визнано історичним[40].

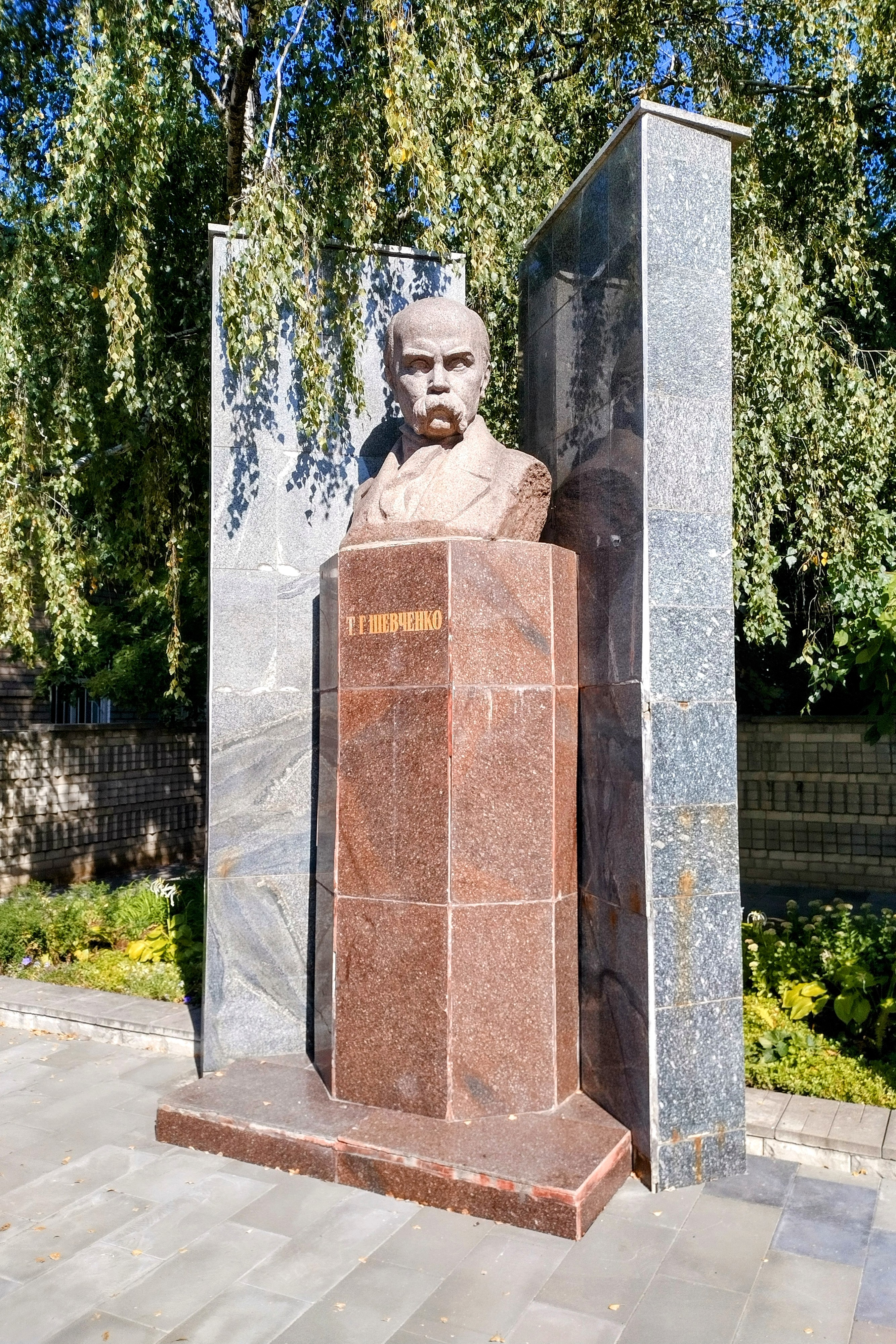
Погруддя Шевченку у Новомосковську

- Обухівка (Дніпровський район). Погруддя встановлено в центральному парку селища.

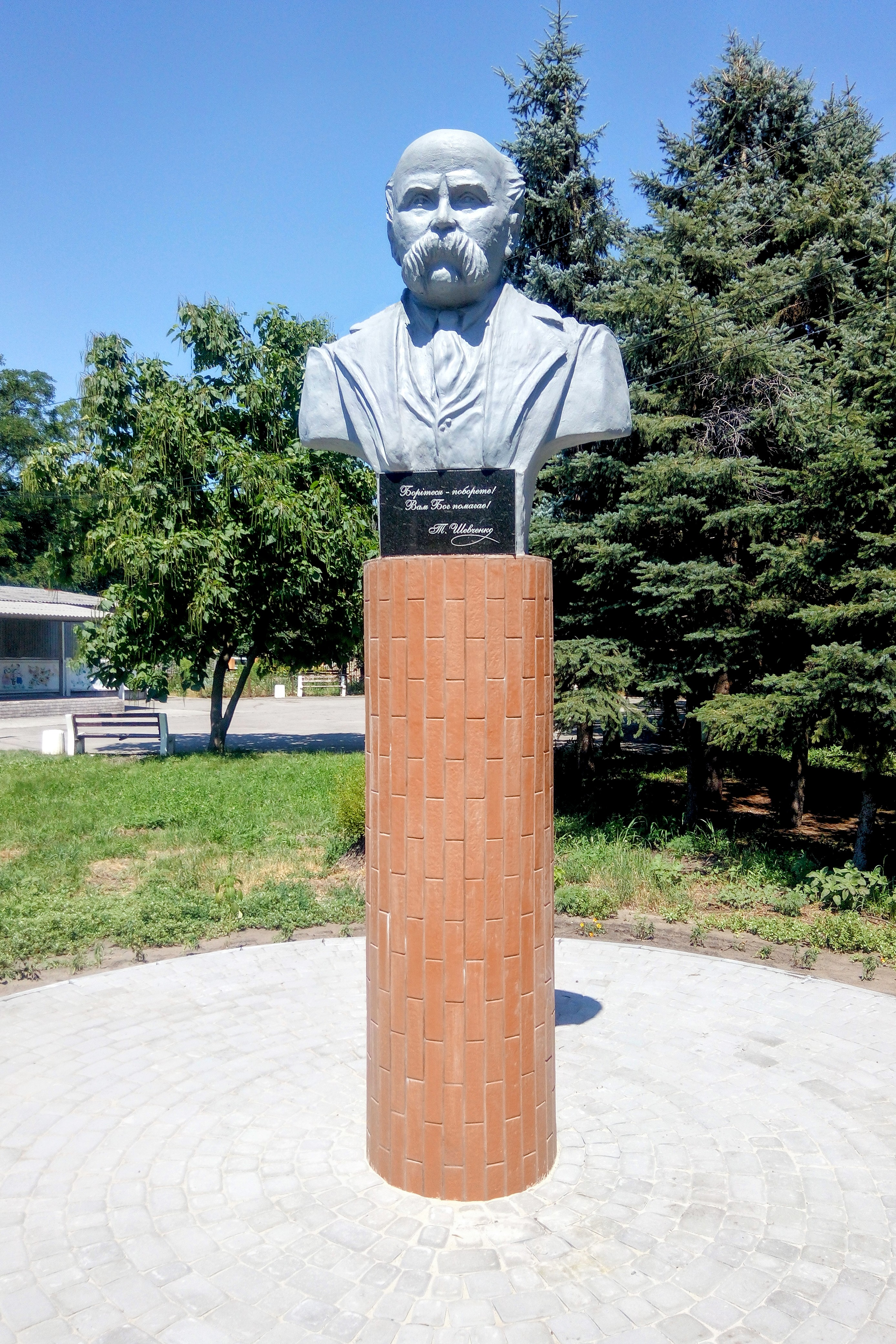
Погруддя Шевченку в Обухівці

- Олександропіль (Дніпровський район). Перший гіпсовий пам'ятник був встановлений навесні 1926 року на території школи по вул. Тюріна, 2. Під час Великої Вітчизняної війни німецькі окупанти встановили пам'ятник у центрі новопосадженого місцевого парку[35].

- Павлоград. 23 серпня 2014 року, з нагоди 200-річчя Т. Г. Шевченка, відбулось відкриття пам'ятника великому Кобзарю. Завдяки допомозі жителів міста та відомому скульптору Придніпров'я Мірошниченкові В. І. пам'ятник встановили у сквері ім. Шевченка[41].

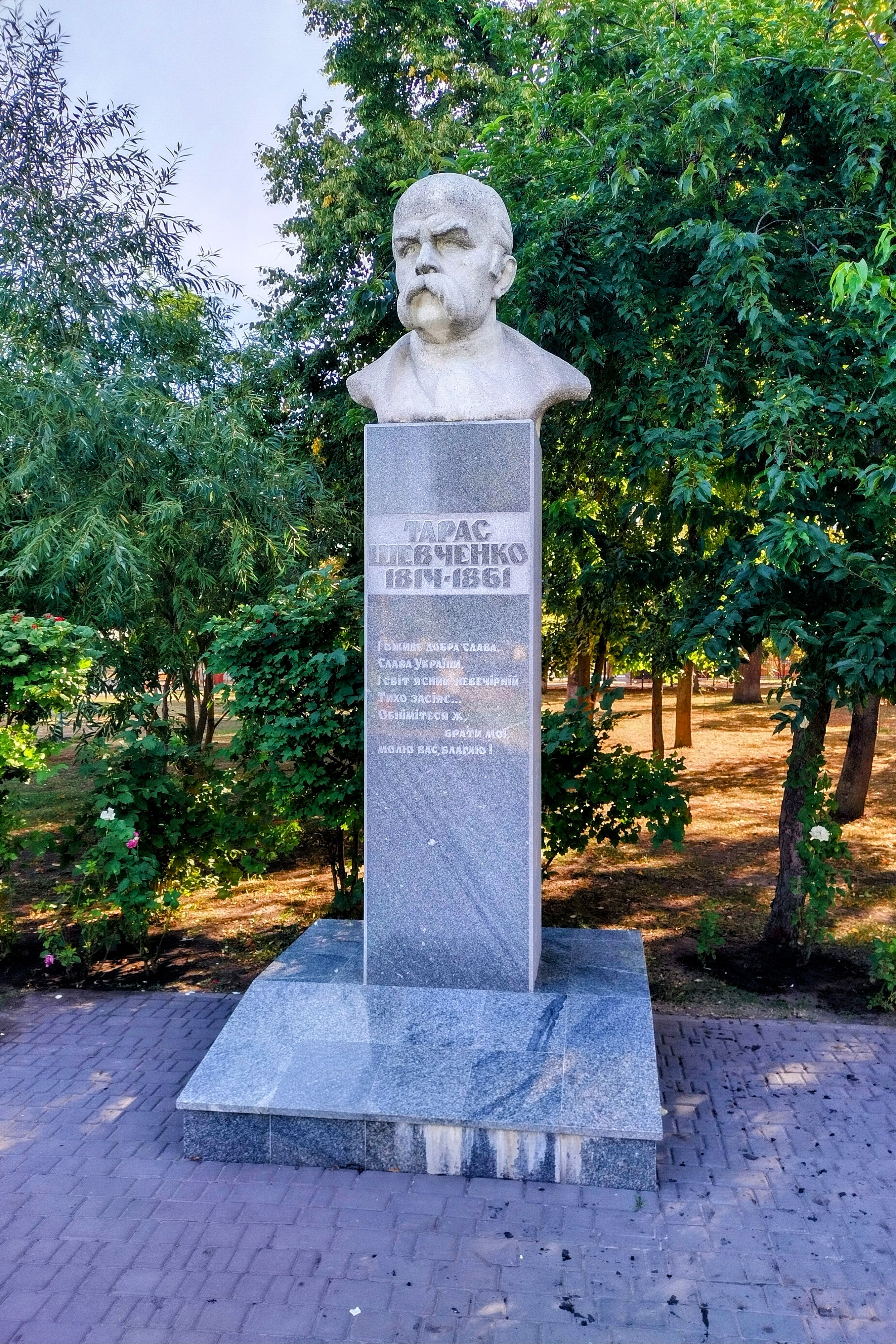
Погруддя Шевченку у Павлограді

- Перещепине (Новомосковський район). Пам'ятник великому українському поету і письменнику встановлений у 1959 році на одній із алей парку Шевченка. Матеріал — бронза, граніт[34].

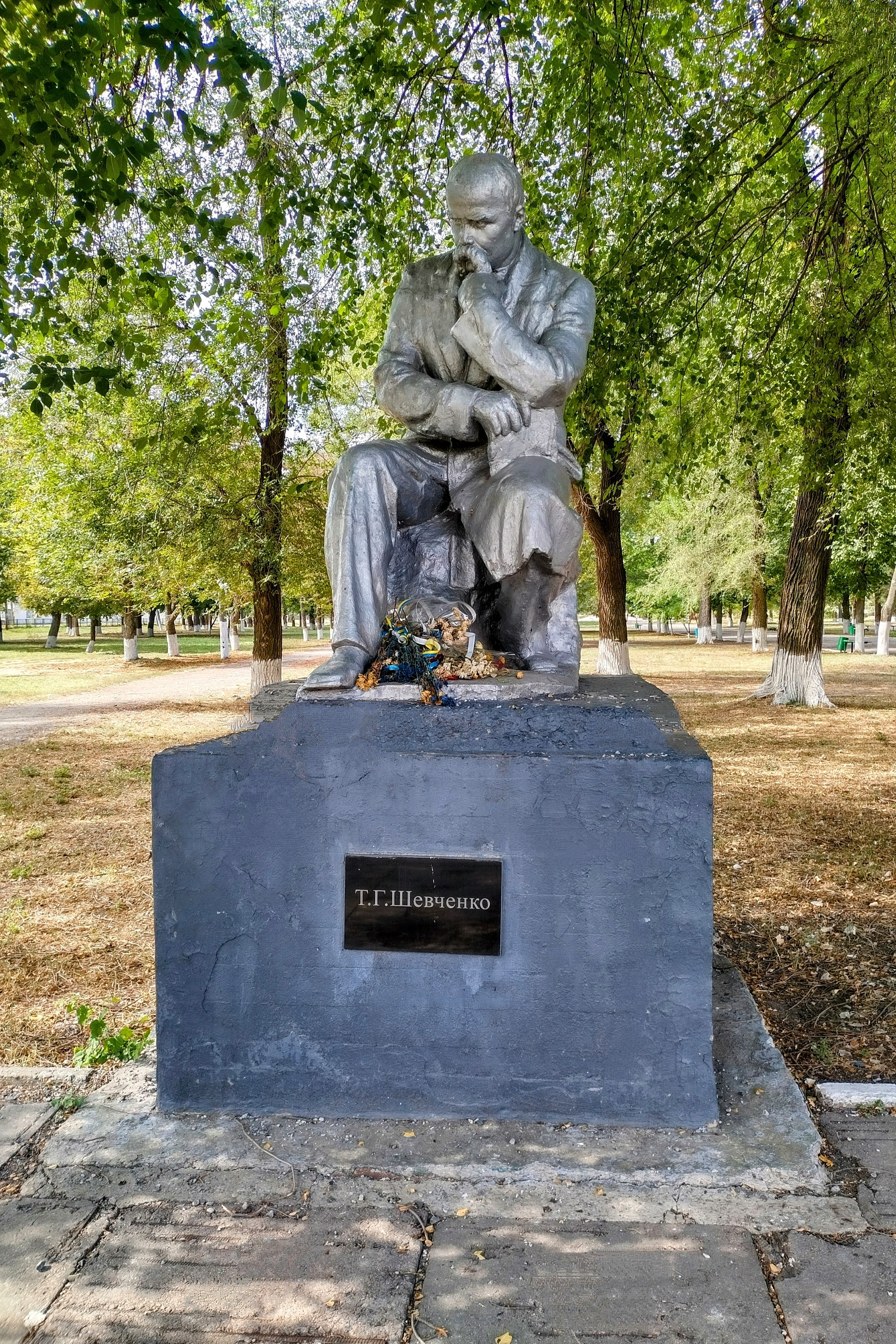
Пам'ятник Шевченку у місті Перещепине

- Першотравенськ (Синельниківський район). Пам'ятник встановлено біля Будинку художньої творчості по вул. Кобзаря.
- Підгородне (Дніпровський район). Погруддя встановлено у 1964 році по вул. Центральна, 44 перед будівлею Підгородненської міської ради. Архітектор — Петренко В. М., матеріал — залізобетон, цегла[34].

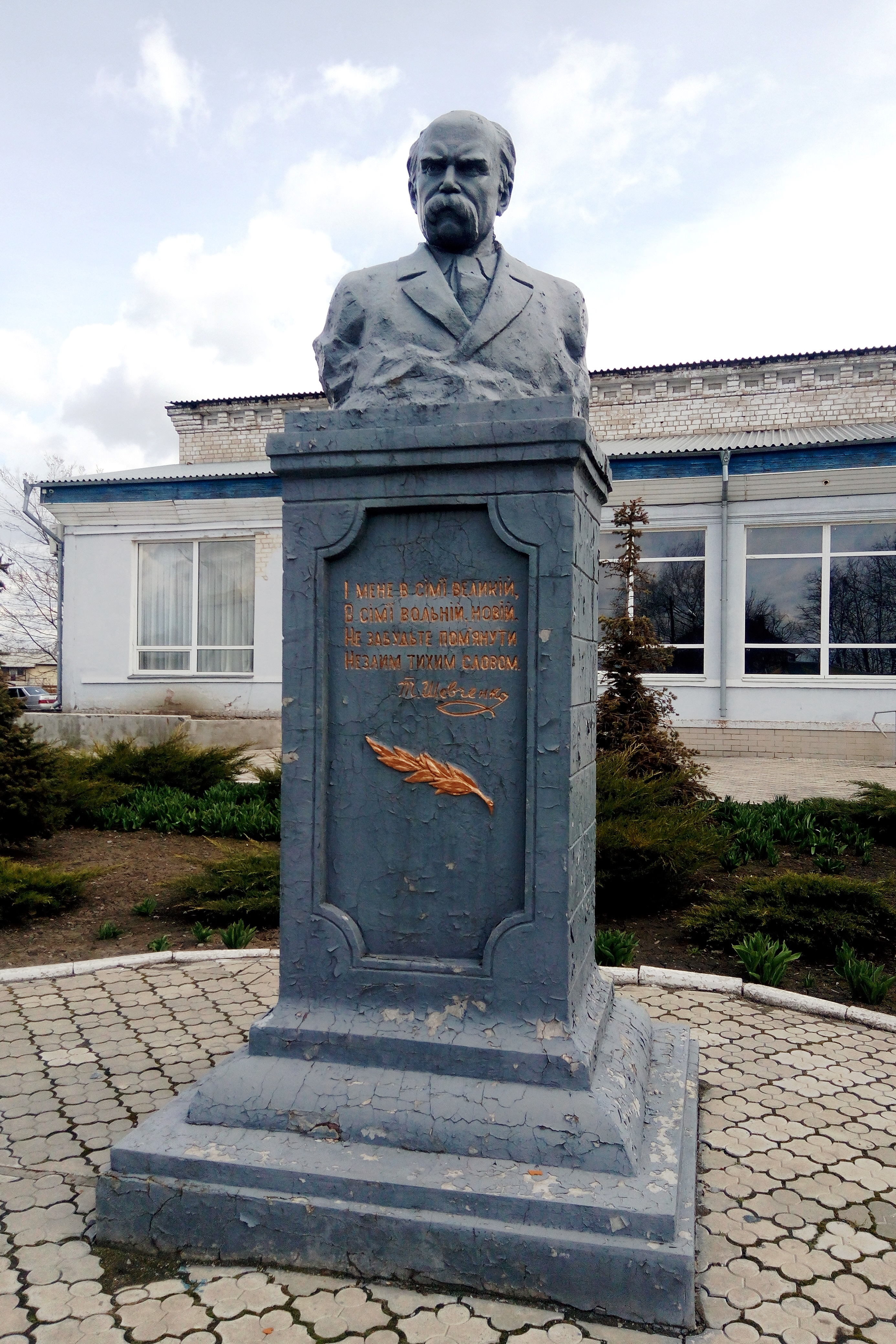
Погруддя Шевченку у Підгородньому

- Покров (Нікопольський район). Бронзовий пам'ятник-погруддя встановлено у 1995 році з нагоди річниці проголошення Незалежності України у Дендропарку на алеї Шевченка. Автор — П. Ф. Логвинов, архітектор — В. М. Нікітенко[29].

Пам'ятник Шевченкові в Покрові
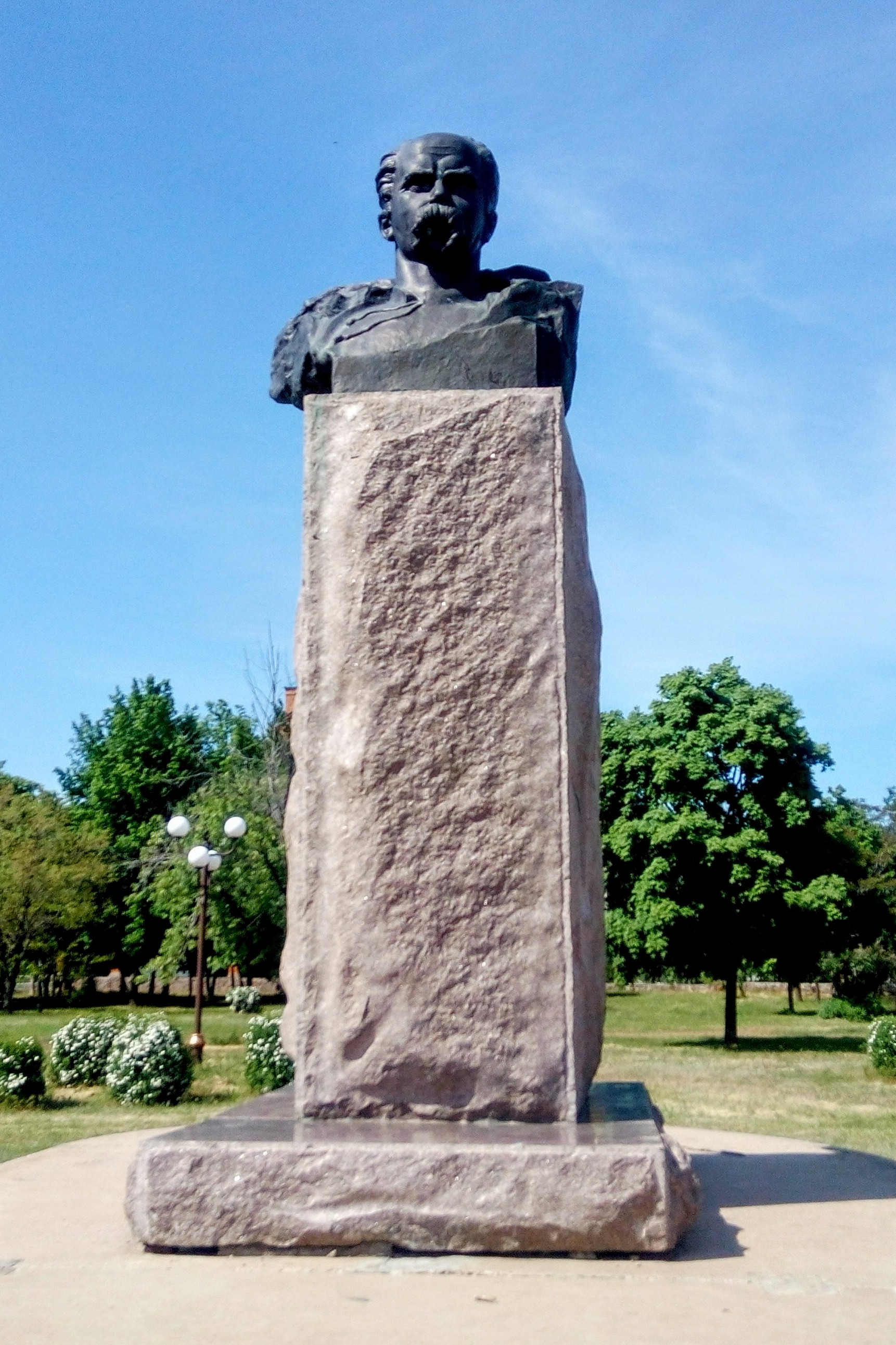
Погруддя Шевченку зблизька

- Покровське (Нікопольський район). Пам'ятник встановлено біля будинку культури. Також є мармуровий пам'ятний знак який встановлено у 1969 році на фасаді будівлі по вул. Радянська, 18-В на честь перебування Шевченка у с. Покровському у 1843 р[34].
- Преображенка (Дніпровський район). Погруддя урочисто встановлено в центрі села 24 серпня 2021 року[42].

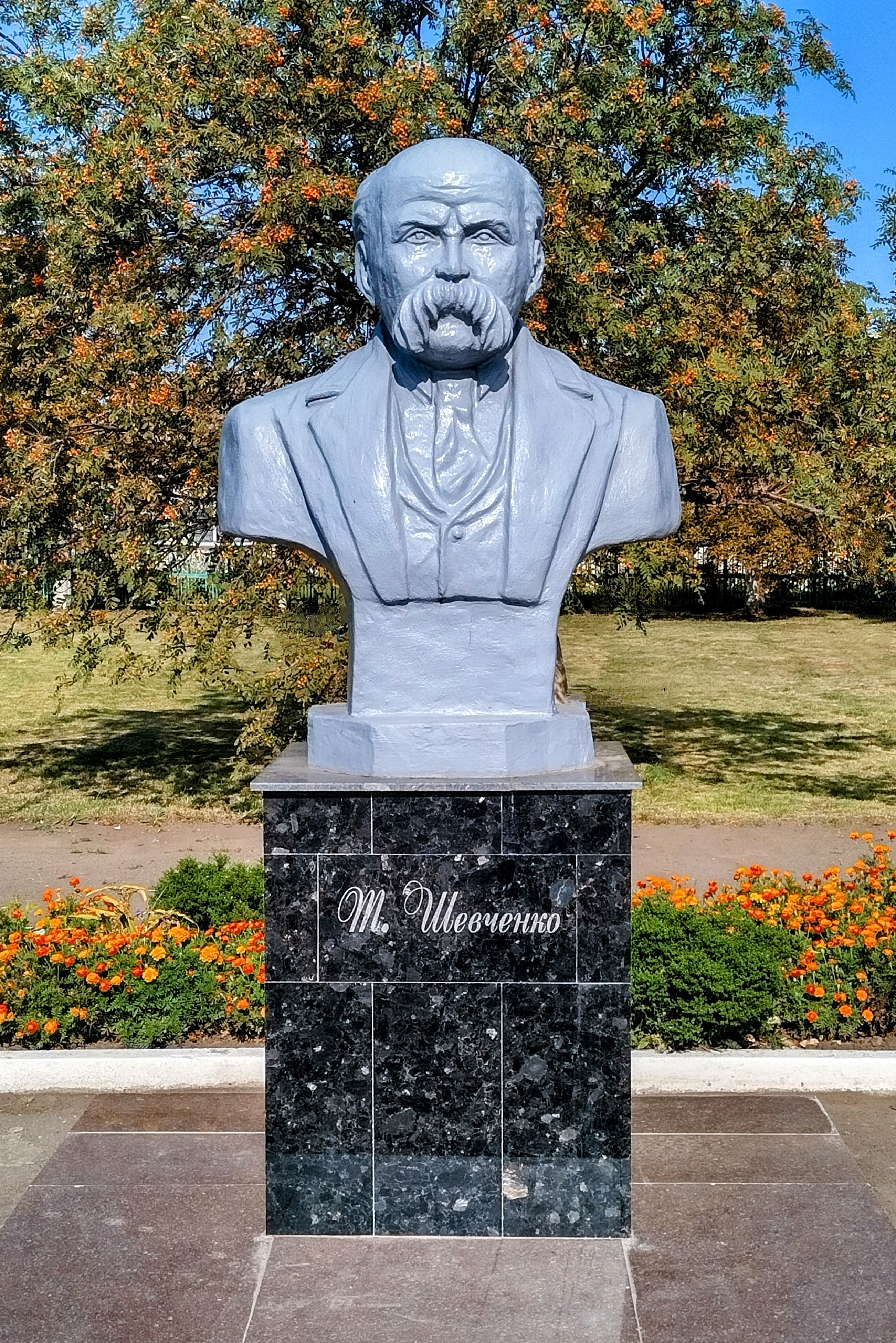
Погруддя Шевченку в с. Преображенка

- Солоне (Дніпровський район). Пам'ятник встановлено у 1991 році біля садиби братів Бергманів по вул. Гагаріна, 20. Автор — Сергєєв Г. О., архітектор — Сокоринський А. В., матеріал — граніт, полімер[34].

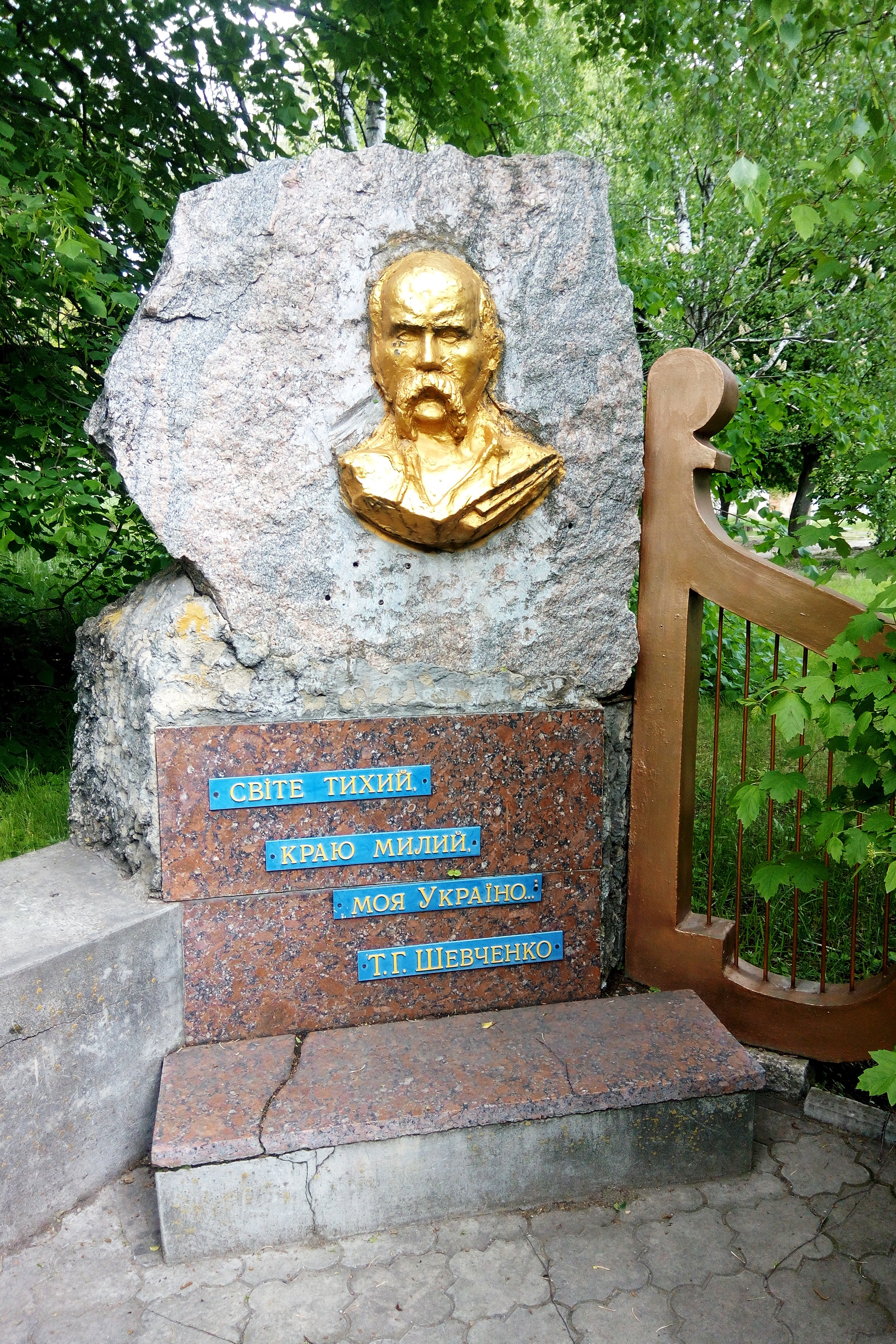
Барельєф Шевченку в Солоному

- Софіївка (Криворізький район). Пам'ятник встановлено на площі в центрі селища.
- Спаське (Дніпровський район). Пам'ятник-погруддя встановлено біля будинку культури по вул. Козинця, 74-А у 1970 році. Матеріал — залізобетон, цегла[34].

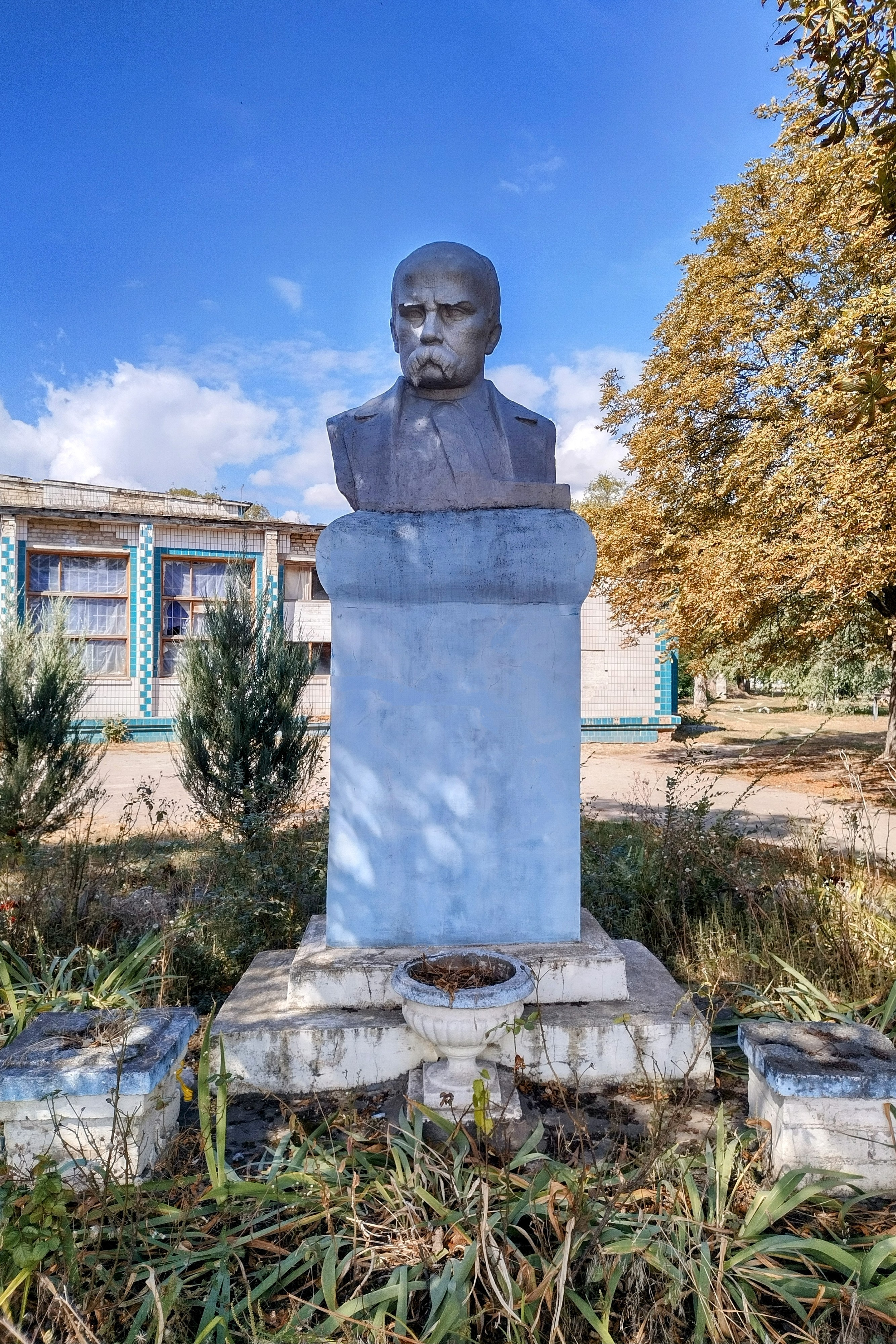
Погруддя Шевченку у Спаському

- Тернівка (Павлоградський район). Пам'ятник встановлено в центрі міста на площі ім. Шевченка.

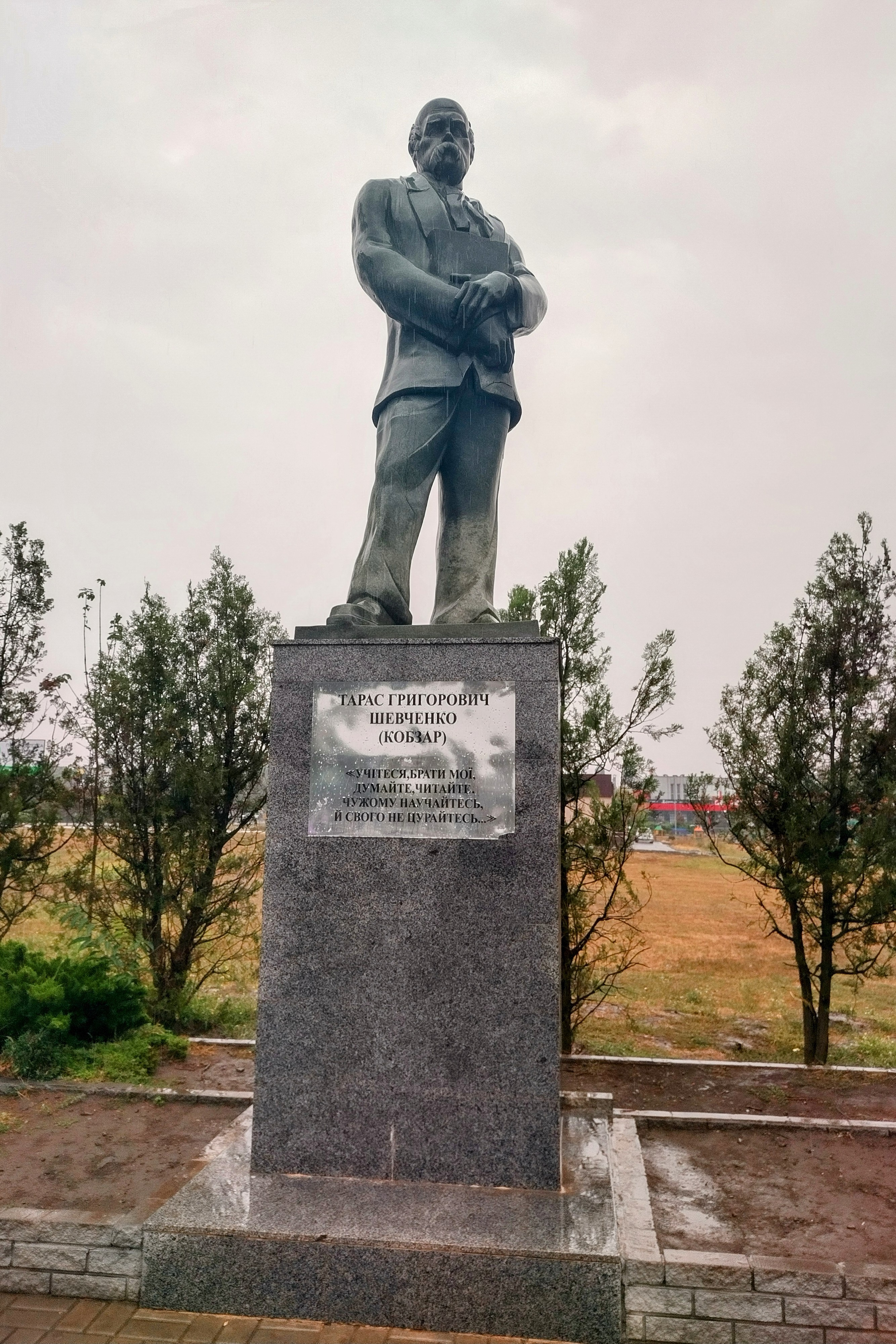
Пам'ятник Шевченку в Тернівці

- Томаківка (Нікопольський район). Пам'ятник встановлено на Центральній площі у 2007 році. Автор — Красняк Д. Н., матеріал — мідь, граніт, залізобетон, цегла[34].
- Українка. Погруддя встановлено у 1979 році. Матеріал — цегла, листова мідь[34].
- Хуторо-Чаплине (Васильківський район). Пам'ятник встановлено з ініціативи члена колгоспу «Прогрес» Василя Івановича, активіста ТУМ (товариства української мови) 20 вересня 1990 року біля закритої школи на тодішній вул. Колгоспній, 1. Автор — Стрижеус В[34].
- Царичанка (Дніпровський район). Погруддя встановлено в сквері ім. Т. Г. Шевченка у 2001 році. Автори — Логвинов Г. П. та Логвинов П. Ф., матеріал — мідь, граніт, залізобетон[34].

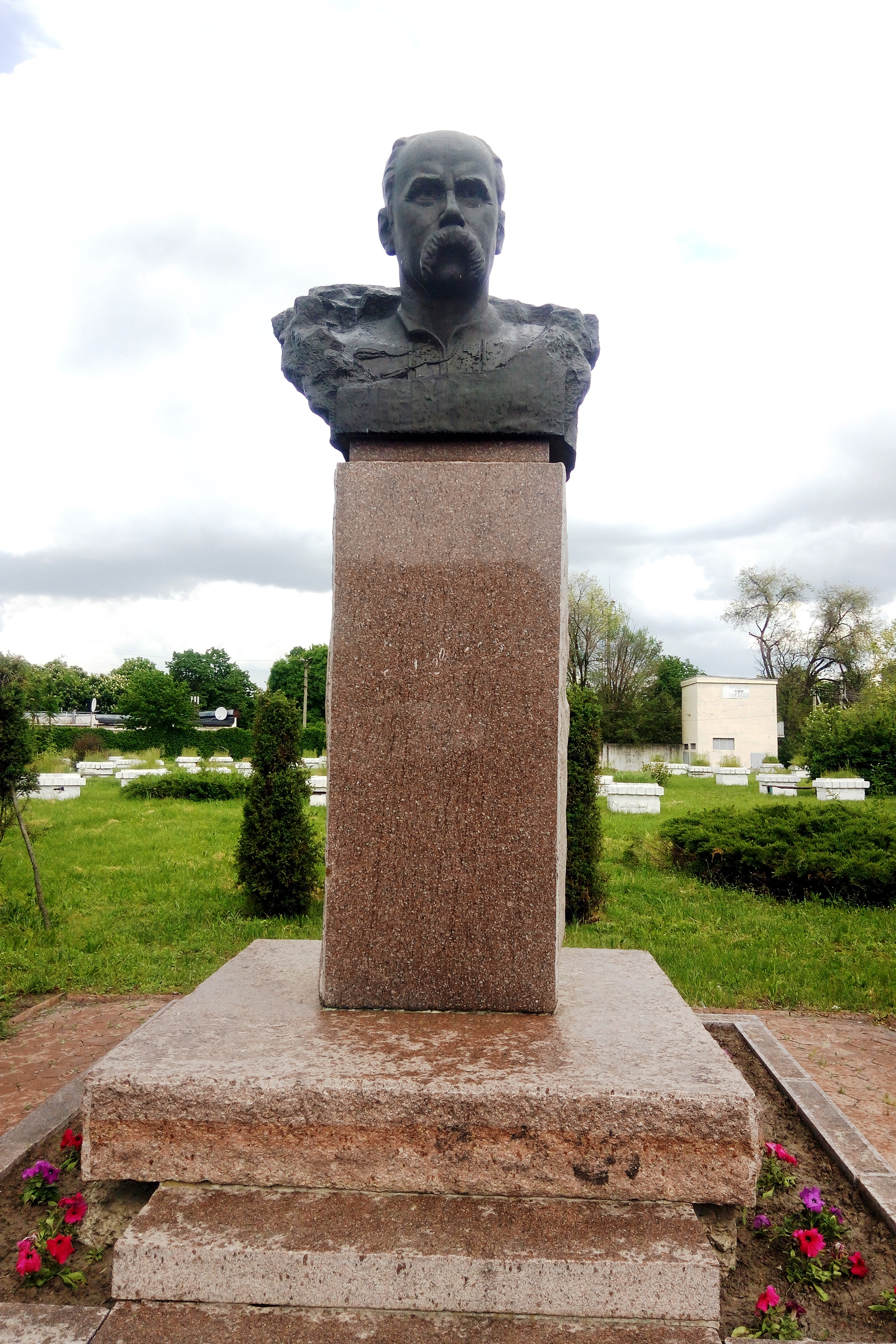
Погруддя Шевченкові у Царичанці

- Шевченківське (Криворізький район). Гіпсове погруддя встановлено у 1961 році біля сільської ради по вул. Софіївська, 16[34].
- Шевченко (Васильківський район). Пам'ятник встановлено по вул. Центральній.
- Шевченко (Дніпровський район). Залізобетонне погруддя встановлено по вул. Шкільній у 1967 році[34].
- Широке (Криворізький район). Залізобетонний повнофігурний пам'ятник на гранітному постаменті встановлено у 1965 році в парку по вул. Набережній біля середньої школи № 1[34].

### Донецька область
- Донецьк. Бронзовий пам'ятник встановлений на честь 300-ї річниці Переяславської ради на бульварі ім. Шевченка 8 вересня 1955 року за проєктом архітектора Шарапенка В. О. Скульптори Вронський М. К. та Олійник О. П.[43] Також у Донецьку є скульптура Кобзаря в Театрі кіно імені Тараса Шевченка.

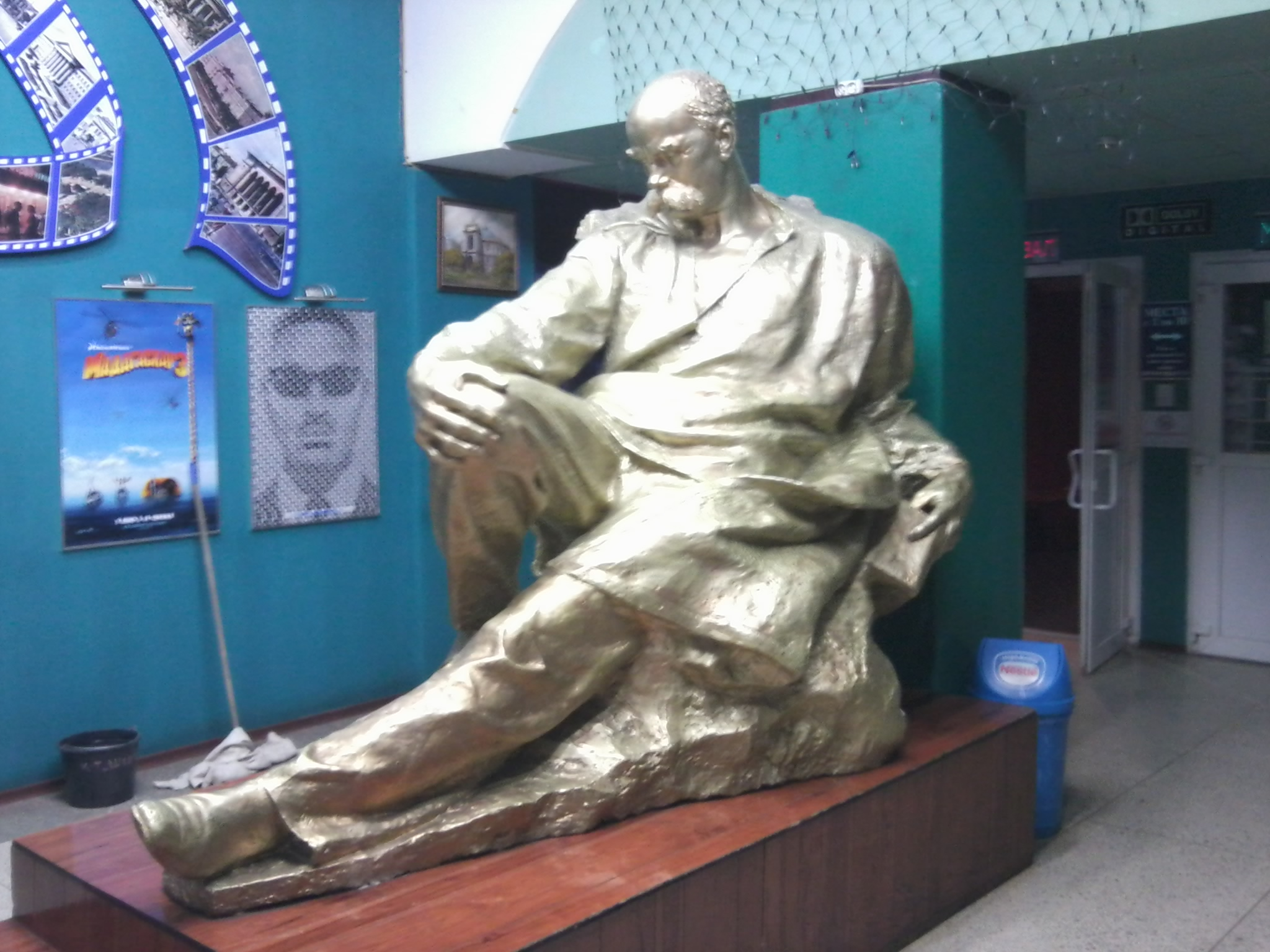
Пам'ятник у Театрі кіно імені Тараса Шевченка

- Авдіївка. Пам'ятник встановлено на честь 170-річчя з дня народження поета у березні 1984 року на бульварі Шевченка. Матеріал — залізобетон, метал.[43]

Пам'ятник Шевченку в Авдіївці

- Білицьке. Погруддя встановлено біля будинку культури ім. Т. Г. Шевченка.

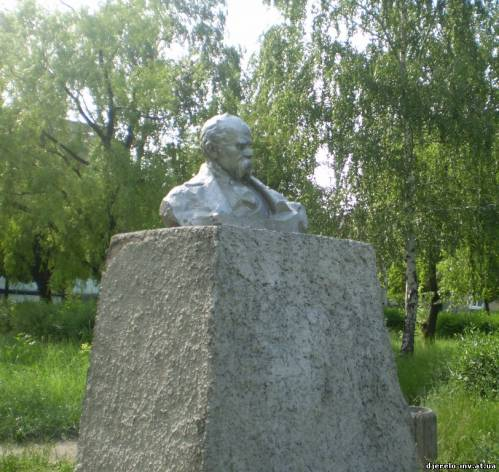
Погруддя Шевченку в Білицькому

- Горлівка. Пам'ятник з штучного каменю встановлено на честь 170-ї річниці з дня випуску Кобзаря і 200-річниці з дня народження поета в Центрально-Міському районі на перетині бульвару ім. Димитрова та вул. Рудакова 1 вересня 2006 року. Автори — художник і скульптор Антип П. І. та Іллюхін Д.[43]

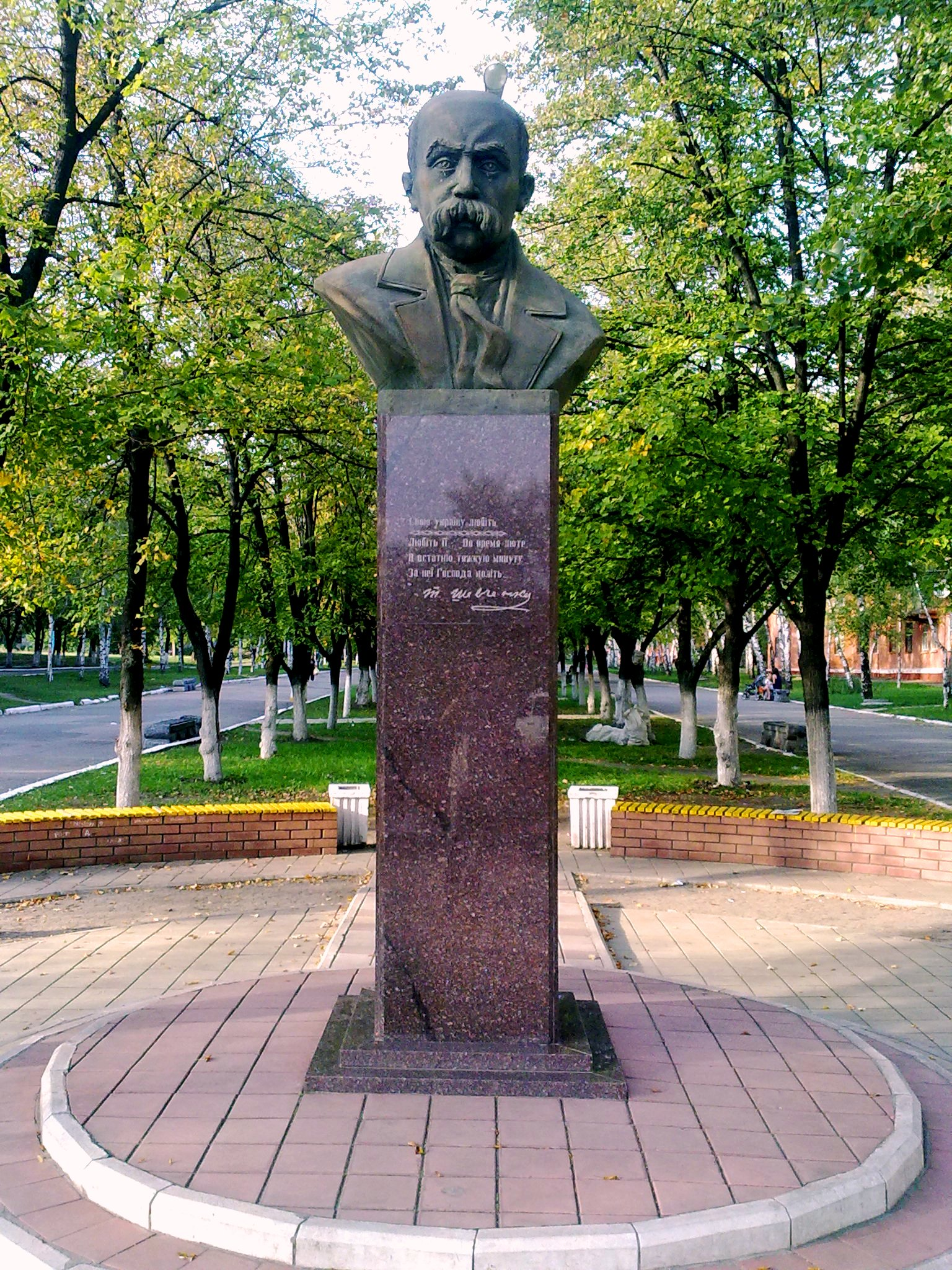
Пам'ятник Шевченкові у Горлівці

- Добропілля. Гранітний пам'ятник встановлено на честь 10-ї річниці Незалежності України на просп. Шевченка 24 серпня 2001 року. Автор — Антип П. І., архітектор — Чудновський К. Д.[43]

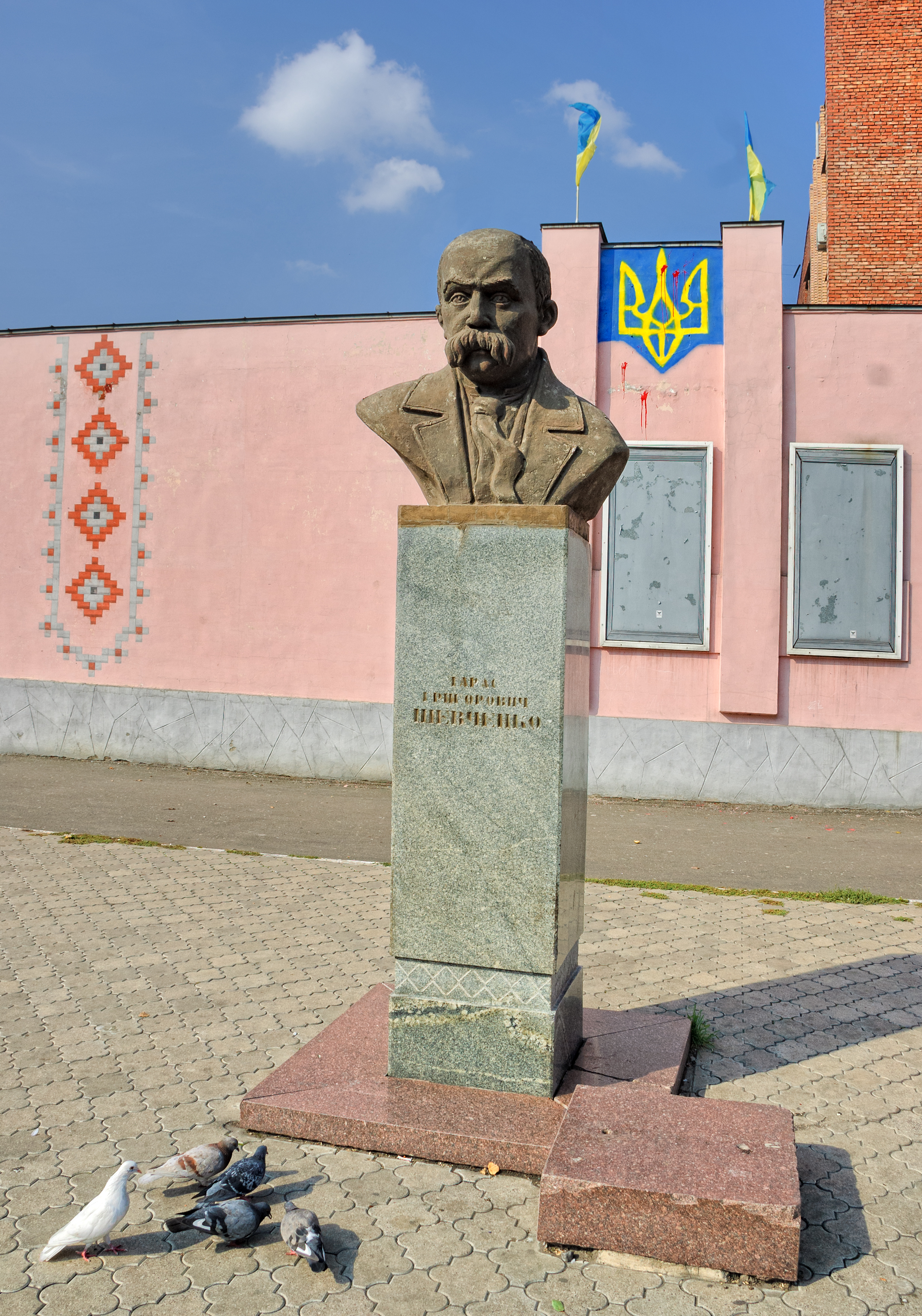
Погруддя Шевченку в Добропіллі

- Дружківка. Пам'ятник у вигляді барельєфного портрету поета виконаний на природному камені з Дружківських кар'єрів встановлено у міському парку «Святогор» по вул. Козацькій у 2001 році. Автор — Топуз Ю. В., архітектор — Федоренко В. (ескіз).[43]
- Костянтинівка. Погруддя відкрито 13 жовтня 2017 року біля входу до міського управління освіти, споруджено на гроші міської громади. В той же день в місті відкрито пам'ятник героям-захисникам Незалежності України. На відкритті були присутні міністр молоді та спорту України, Ігор Жданов і голова Донецької ОДА, Павло Жебрівський[44][45].
- Краматорськ. Пам'ятник-погруддя відкрито в центрі міста на площі Миру, біля міської ради 27 вересня 2008 року. Автор — скульптор Базилевський І.[46]

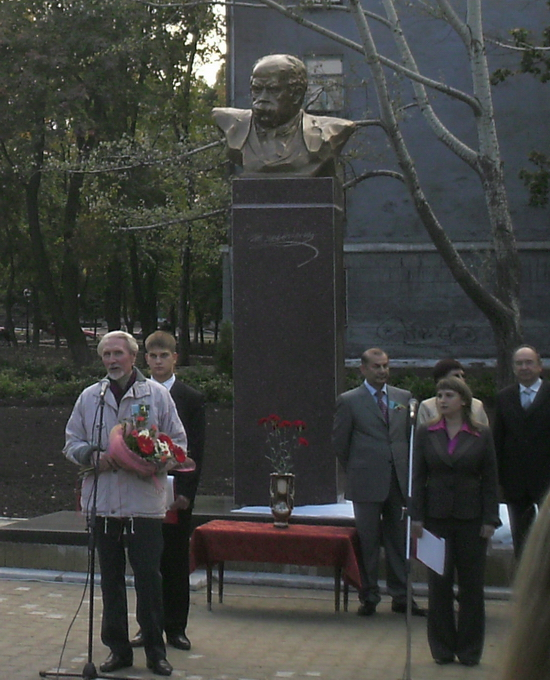
Пам'ятник Шевченку в Краматорську, на передньому плані — автор.

- Красногорівка. Залізобетонний пам'ятник встановлено на честь 148-ї річниці з дня народження поета у ЦПКіВ ім. Т. Г. Шевченка біля Літнього театру у 1962 році. Автор — Гонтар С. О.[43]
- Мар'їнка. 18 травня 2017 року в центрі міста Мар'їнка відбулося урочисте відкриття пам'ятника.
- Маріуполь. У місті є два пам'ятники Шевченку. Перше погруддя встановлено на просп. Миру, 42 навпроти Театрального скверу на честь 150-річчя з дня народження поета 10 березня 1964 року. Автор — Баранніков І. С., архітектор — Чорний К. В. Погруддя поета виконано з каменю та споруджено на цементну стелу. Шевченко на ньому — зрілий чоловік.[43][47] Друге встановлено до 10-ї річниці Незалежності України на перетині бульвару Шевченка та проспекту Металургів 24 серпня 2001 року. Автор — житомирський скульптор Вітрик О. П., архітектори — Кадиров А. та Андруткевич Е. Висота скульптури — 2,5 м, постамент з чорного та червоного граніту має такі розміри — 1,5 х 1,3 х 1,9 метра. Сам пам'ятник виготовлений із залізобетону та фанерований листовою міддю.[43]

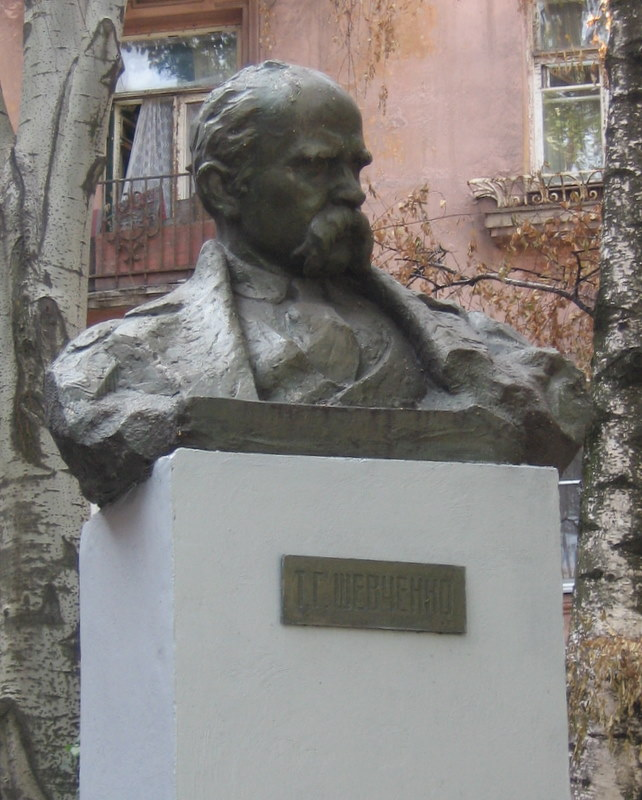
Погруддя Шевченку на просп. Миру у Маріуполі

- Новогродівка. Пам'ятник встановлено на честь 10-ї річниці Незалежності України в парку на розі вулиць Європейської та Центральної 8 вересня 2001 року. Це подарунок від жителів спорідненого міста Калуша. Автор — Скакун Я. І., архітектор — Макогон П., матеріал — мідь, залізобетон.[43]

Пам'ятник Шевченку у Новогродівці

- Сартана. Скульптурний портрет встановлено в приміщенні середньої спеціалізованої школи № 8 ім. Героя України Бойка В. С. по вул. Генерала Куркчі, 37.[46]
- Святогірськ. Бронзове погруддя на цегляному постаменті на розі вулиць Соборної та Молодіжної встановлене у 1954 році і реконструйоване 1991 року. Автор — скульптор Шишов В.Є.[46]

Погруддя Шевченку в Святогірську

- Слов'янськ. Залізобетонний пам'ятник встановлено на честь 186-ї річниці з дня народження поета на розі вулиць Шевченка і Шнурківської у 1992 році.[43]

Погруддя Шевченка в Слов'янську

- Нікольське. Бронзовий пам'ятник встановлено на честь річниці з дня народження поета і 10-річчя Незалежності України по вул. Свободи, 120 перед будинком міського ІРЦ у 2001 році.[43]

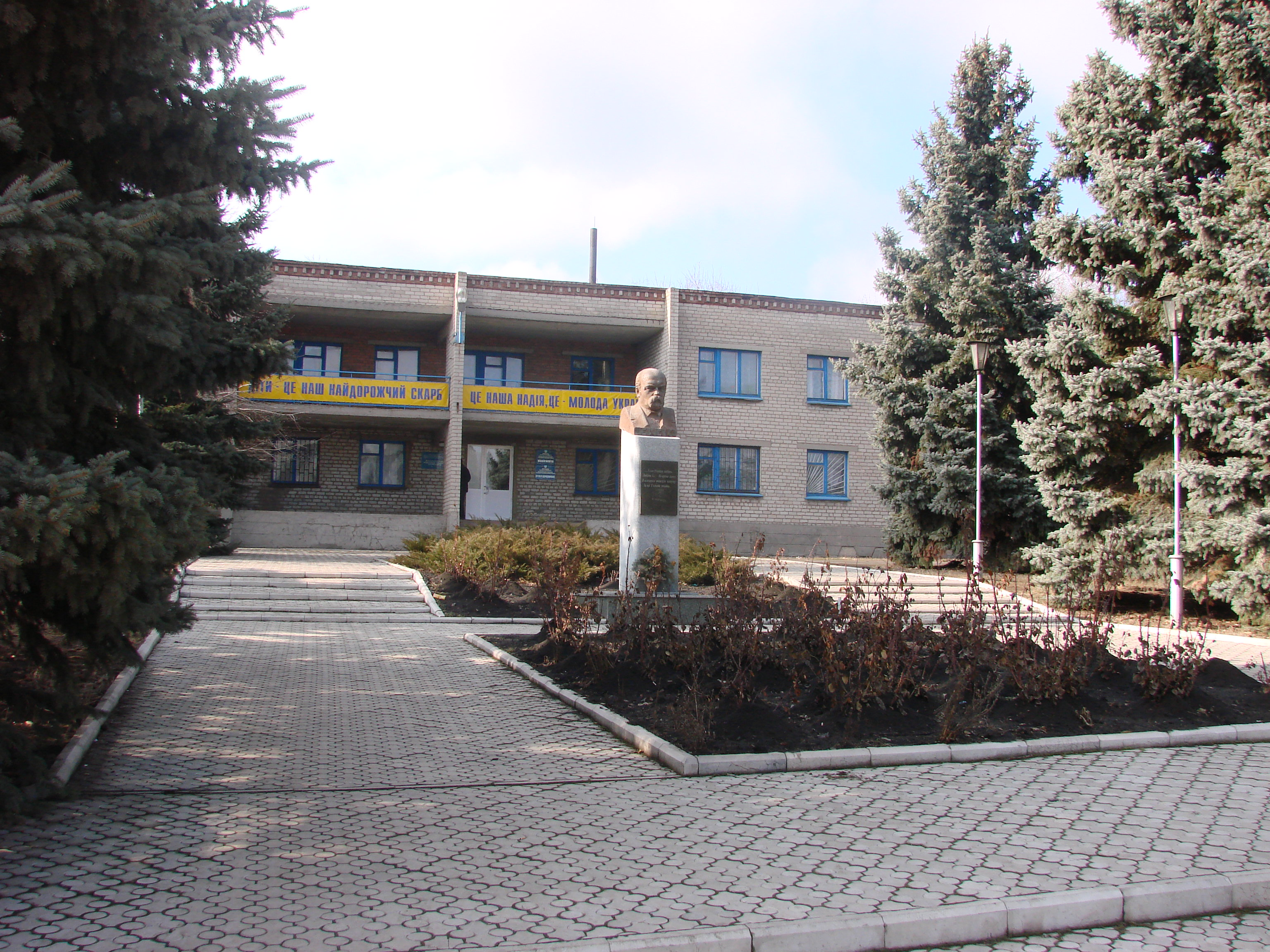
Погруддя Шевченку в Нікольському
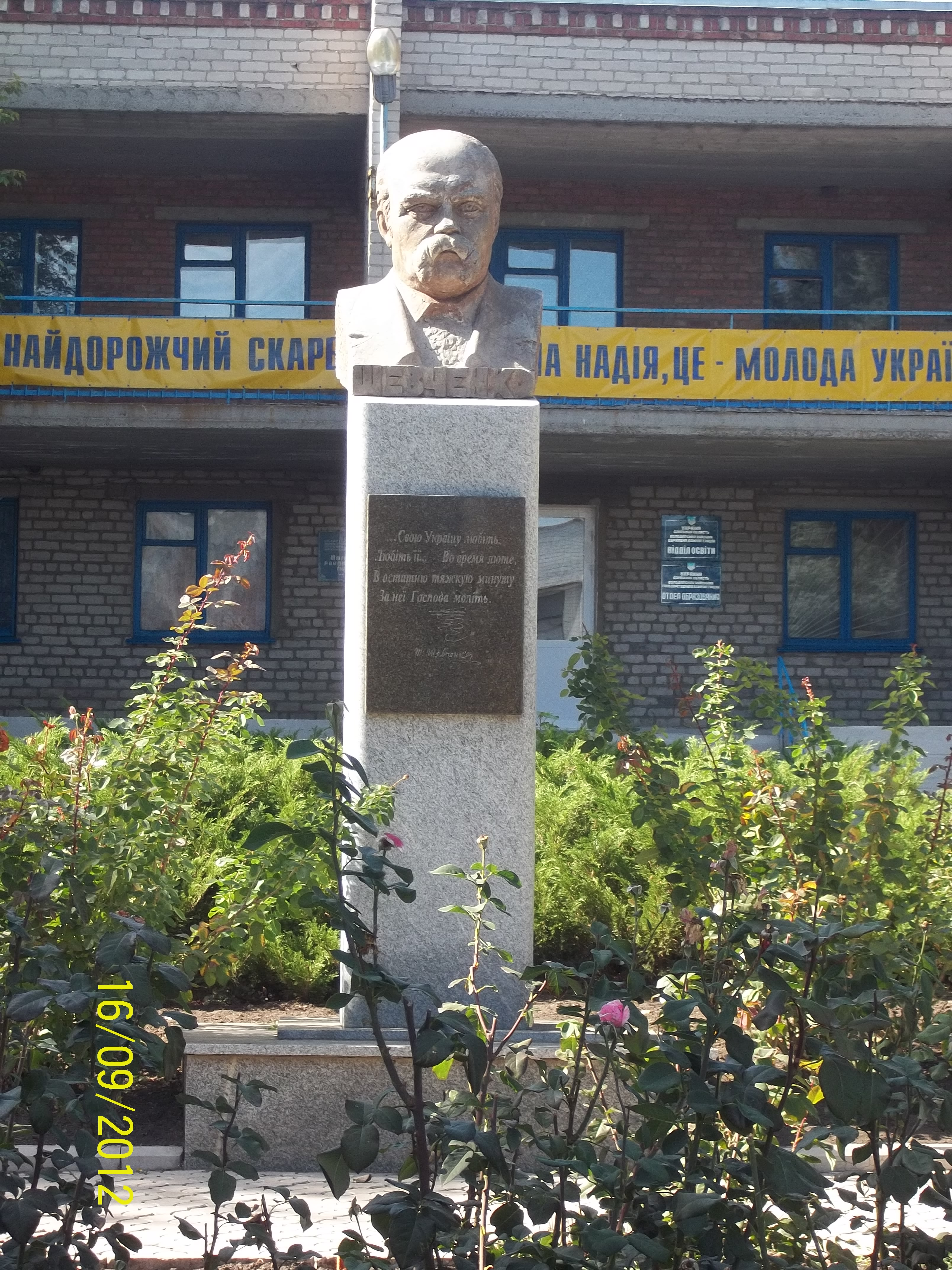
Погруддя зблизька

- Шевченко. Залізобетонний пам'ятник встановлено у 1955 році біля селищної ради на вул. Центральній, 1 у зв'язку з тим, що місцева шахта-замовник пам'ятника носить ім'я Т. Г. Шевченка. Автор — Гонтар С. О.[43]

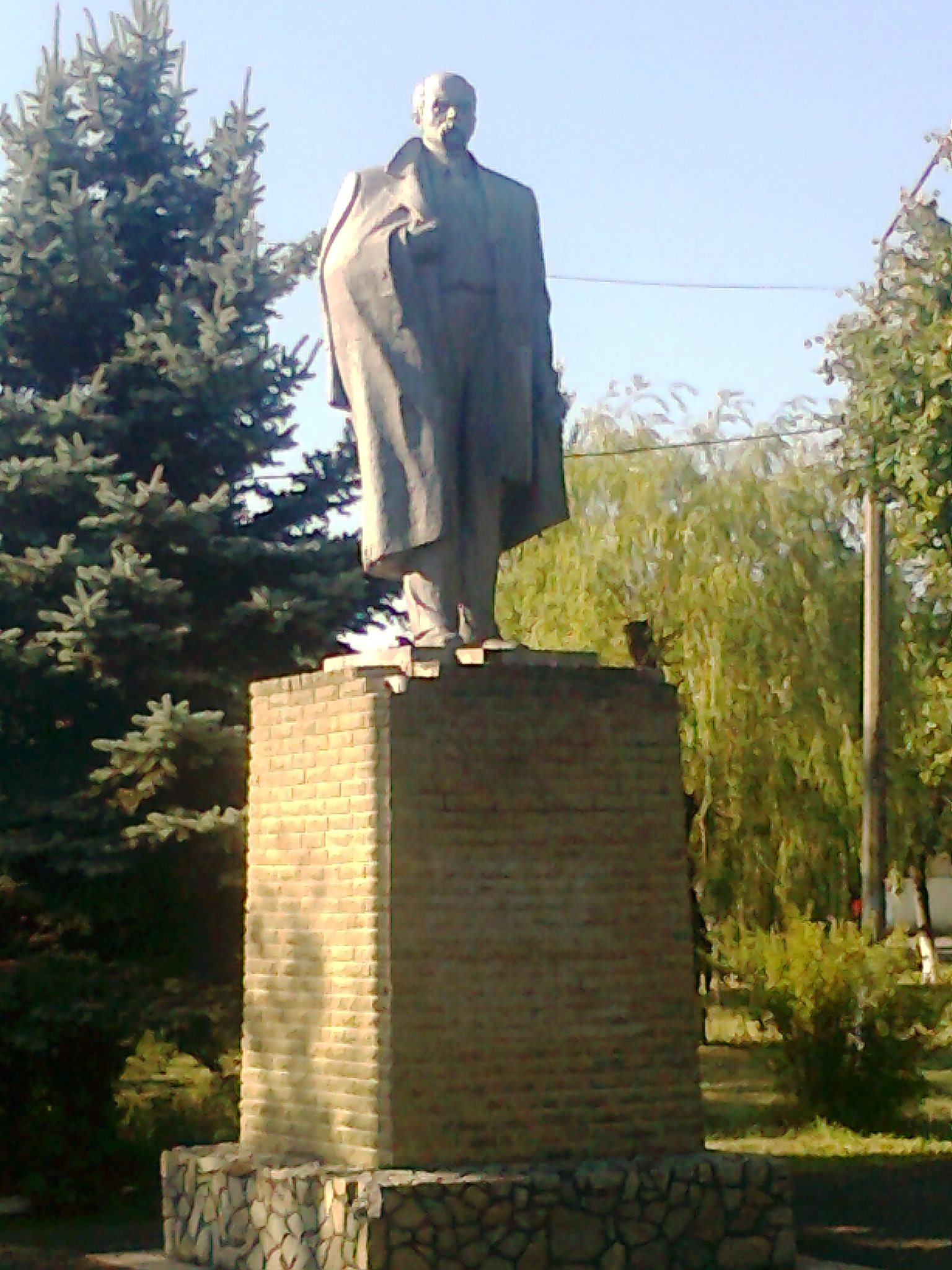
Пам'ятник Кобзарю в смт. Шевченко

### Житомирська область
- Житомир. Пам'ятник Тарасові Шевченку встановлений у 1976 році на розі вулиць Великої Бердичівської та Шевченка. Автори — скульптор Карловський Б. М. та архітектор Бірюк П. М. Пам'ятник являє собою бронзове погруддя поета (заввишки 1,25 м), встановлене на прямокутному у поперечному розрізі постаменті (заввишки 3,2 м) з темно-сірого крупнозернистого з білими невеликими, густо розсіяними включеннями польового шпату полірованого граніту, що стоїть на такому ж стилобаті (0,4 х 2,6 х 2,6 м). Встановлення пам'ятника безпосередньо пов'язане із історичними подіями — перебуванням Шевченка в Житомирі 1846 р. у складі Київської археографічної комісії для запису переказів, оповідань, пісень, збирання відомостей про могили та урочища, опису та замальовок визначних монументальних пам'яток і стародавніх будівель та на честь ознаменування дня народження і проведення Шевченківських свят. У 1981 році погруддя було відреставровано[48].

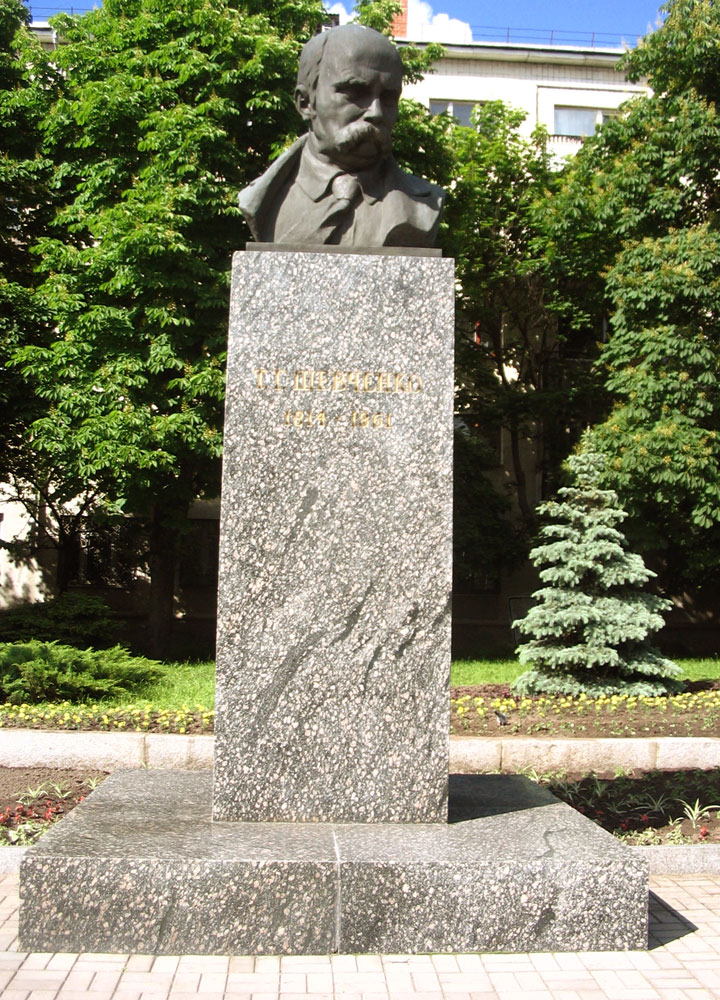
Пам'ятник Шевченку в Житомирі

- Андрушівка (Бердичівський район). Пам'ятник встановлено на площі Тараса Шевченка перед Андрушівською районною радою.
- Бердичів. Пам'ятник Тарасові Шевченку відкрито під час мітингу трудящих міста 3 березня 1960 року під час підготовки до 100-ліття від дня смерті (1961) та встановлений біля головного входу в міський парк культури і відпочинку, що нині носить ім'я Т. Г. Шевченка. Автор скульптури — уродженець Бердичева, скульптор Петро Мойсейович Криворуцький. Скульптура виготовлена із сірого залізобетону. У середині 1980-х років пам'ятник покрили міддю. Висота скульптури 2,5 м, розміри постаменту — 1,4 × 1,55 × 2,2 м.

- Брусилів. Гранітне погруддя встановлено на честь 900-річчя селища в центрі біля дитячої бібліотеки 18 жовтня 1997 року. Автор — Рожик В. М.[49]

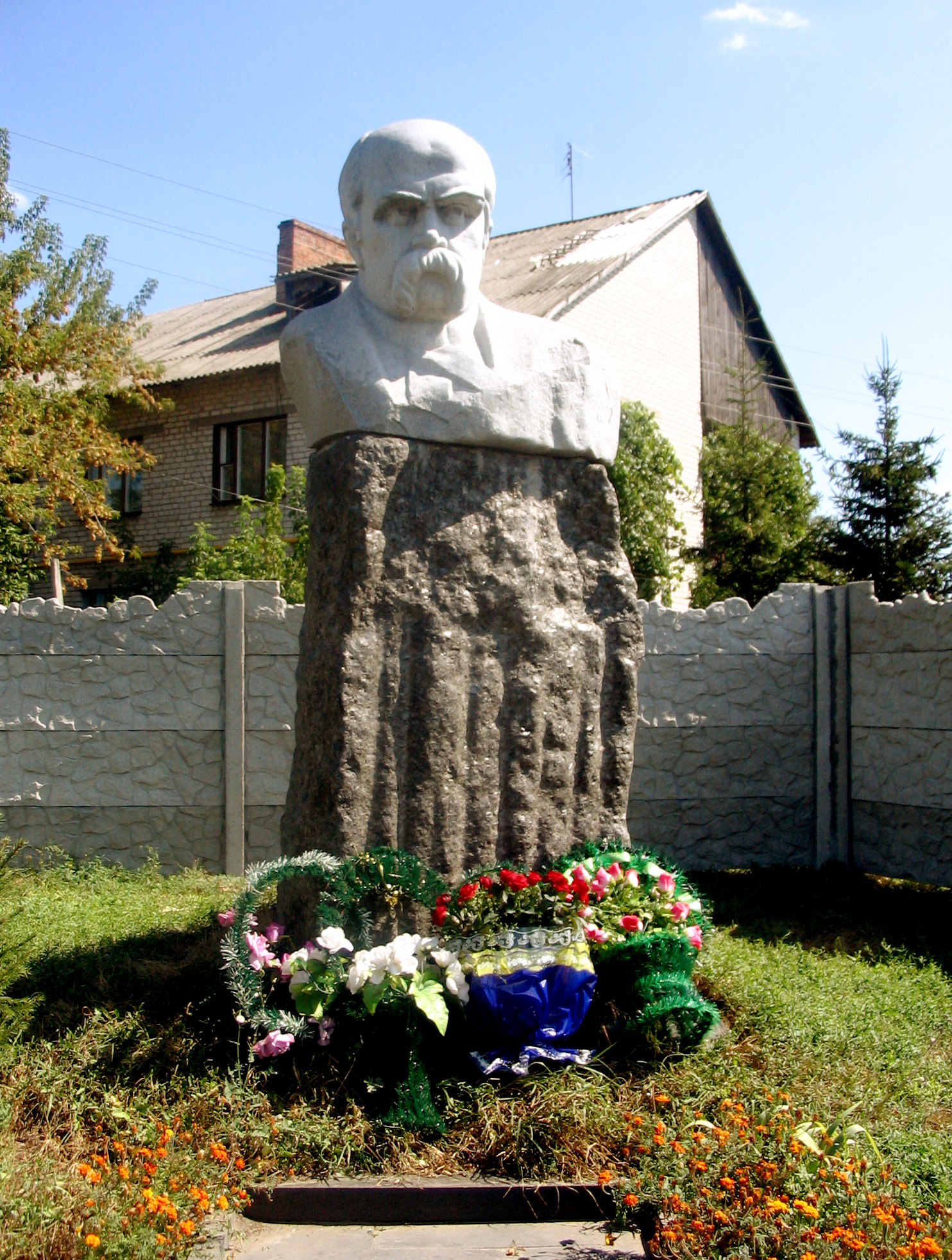
Пам'ятник Шевченку у Брусилові

- Гульськ (Звягельський район). Пам'ятник встановлено на честь перебування Т. Г. Шевченка в с. Гульськ у 1846 р. Матеріал — чорний габро, сірий граніт[49].
- Ємільчине. Погруддя розташоване біля Ємільчинського парку по вул. Соборній.

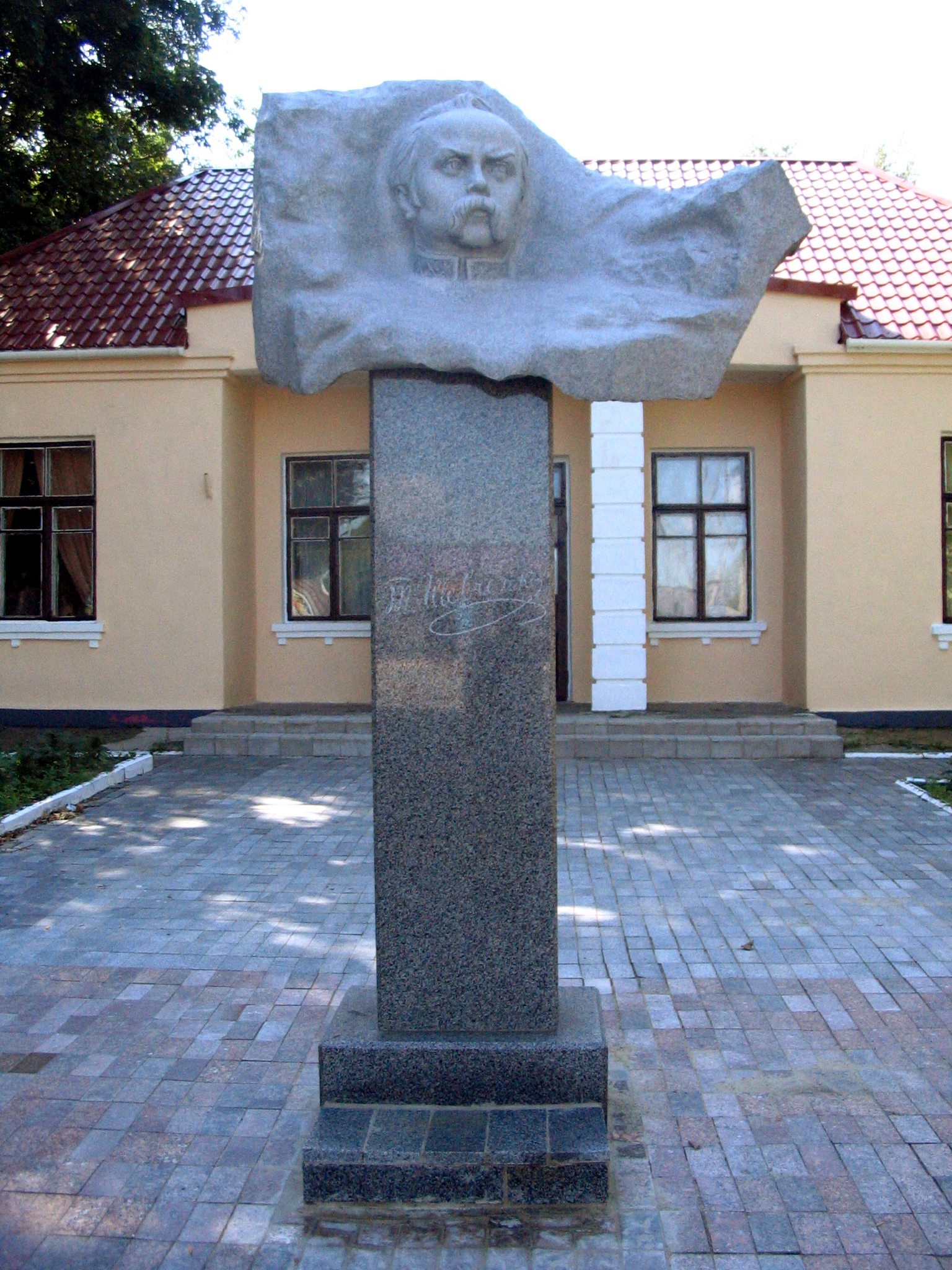
Пам'ятник Шевченку у Ємільчиному

- Звягель. Бронзовий пам'ятник на гранітному постаменті встановлено на честь10-річчя Незалежності України 24 серпня 2001 року у центрі міста на площі біля автовокзалу. Автори — скульптор Коркушко Олена Олексіївна, архітектор Черниченко Алла.[50]

Пам'ятник Шевченку у Звягелі

- Кодня (Житомирський район).Пам'ятник Т. Г. Шевченку, що побував тут у 1846 році, вироблений з поліського рожевого граніту встановлено на майдані в центрі села у 1990 році. Пам'ятник розташований у сквері, який утворився після остаточного знищення римо-католицького костелу[51]. Автор — Нечуйвітер Володимир Іванович[49].
- Коростень. У місті є два пам'ятники Шевченку. Перший встановлено до 100-річчя з дня смерті Т. Г. Шевченка у 1961 році в парку, який носить ім'я Кобзаря[49]. Другий знаходиться на площі біля Будинку культури по вул. Грушевського.

Пам'ятник поету в парку ім. Шевченка у м. Коростень

- Коростишів. Гранітне погруддя знаходиться на скульптурній алеї Віталія Рожика у Коростишівському парку культури і відпочинку.

Пам'ятник у Коростишеві

- Лугини (Коростенський район). Бронзовий пам'ятник поету, що сидить, встановлений у парку по вул. Михайла Грушевського в жовтні 2004 року. Автор — Вітрик Олександр Павлович, архітектор — Коляда Олександр Степанович[49].
- Миропіль (Житомирський район). Пам'ятник встановлено біля селищної ради до 15-річчя Незалежності України у 2006 році. Автор — Красняк Дмитро Никифорович[49].
- Пилиповичі (Житомирський район). Пам'ятник-погруддя встановлено в центрі села у 1966 році[49].
- Попільня (Житомирський район). Пам'ятник встановлено по вул. Богдана Хмельницького на честь вшанування пам'яті поета та до 20-ї річниці Незалежності України 19 серпня 2011 року. Автор — Костюк Олександр Володимирович[49].

Пам'ятник Шевченкові в Попільні

- Потіївка (Житомирський район). Мідний пам'ятник на гранітному постаменті встановлено по вул. Центральній на подвір'ї школи-інтернату у 2006 році. Автор — Лантух Петро[49].
- Радомишль (Житомирський район). Погруддя встановлено на майдані Соборному в сквері біля кінотеатру ім. Тараса Шевченка у 1964 році. Автор — Фуженко Анатолій Семенович, матеріал — граніт, залізобетон, цегла[49].

Пам'ятник Шевченку у Радомишлі

- Хорошів. Пам'ятник встановлено 21 серпня 2016 року[52].

### Закарпатська область
У Закарпатській області Тарасу Шевченку встановлено 9 погрудь, 2 меморіальні дошки та 7 пам'ятників, що взяті на облік.
- Ужгород. Повнофігурний пам'ятник відкрито на площі Народній 9 березня 1999 року з нагоди 185-ї річниці від дня народження Великого Кобзаря. Автор — Михайлюк М., архітектор — Лезу Б., матеріал — андезіт, бронза[49] Також в місті є бронзова меморіальна дошка-барельєф на будівлі по вул. Набережна Незалежності яка відкрита у 1987 році з нагоди 27-ї річниці присвоєння школі імені Т. Г. Шевченка. Автор — Маснюк І.[49].

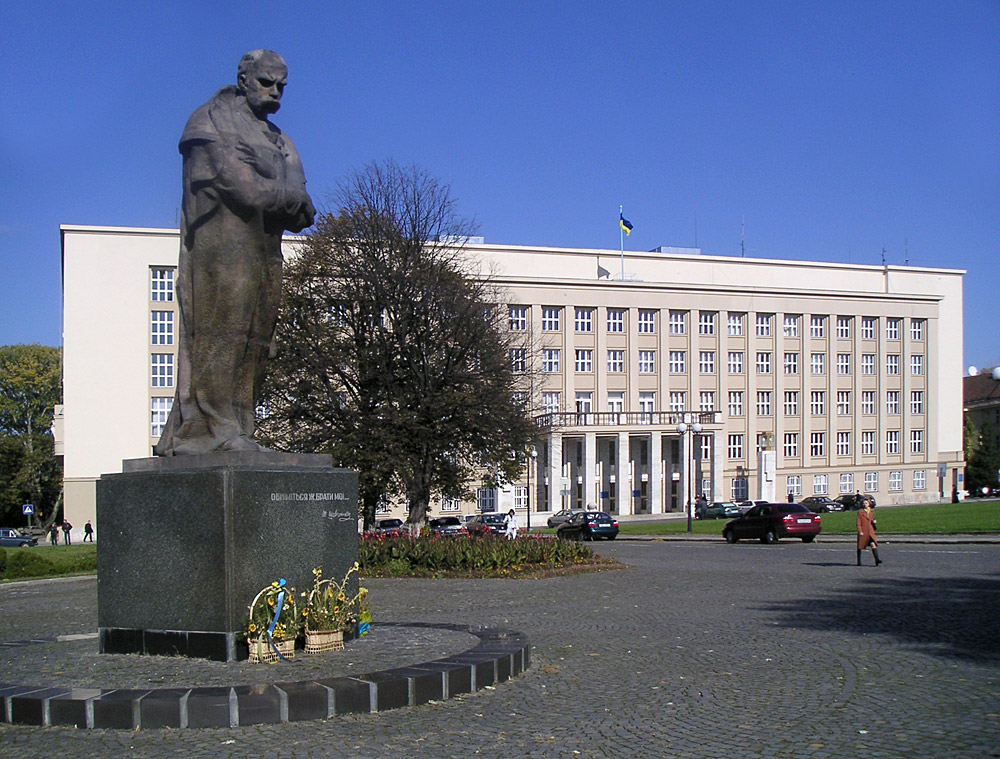
Пам'ятник та Народна площа перед облрадою
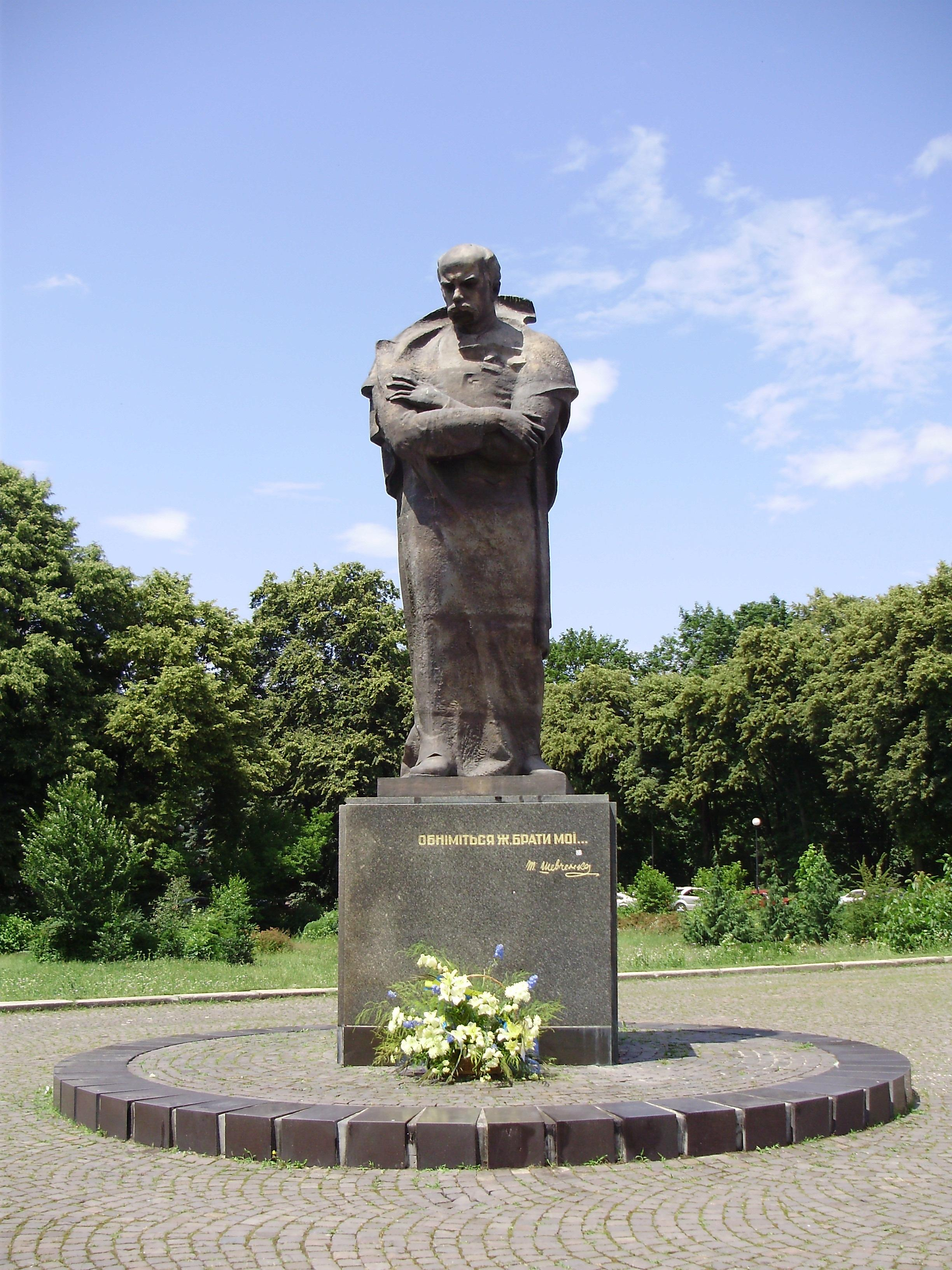
Пам'ятник Шевченкові
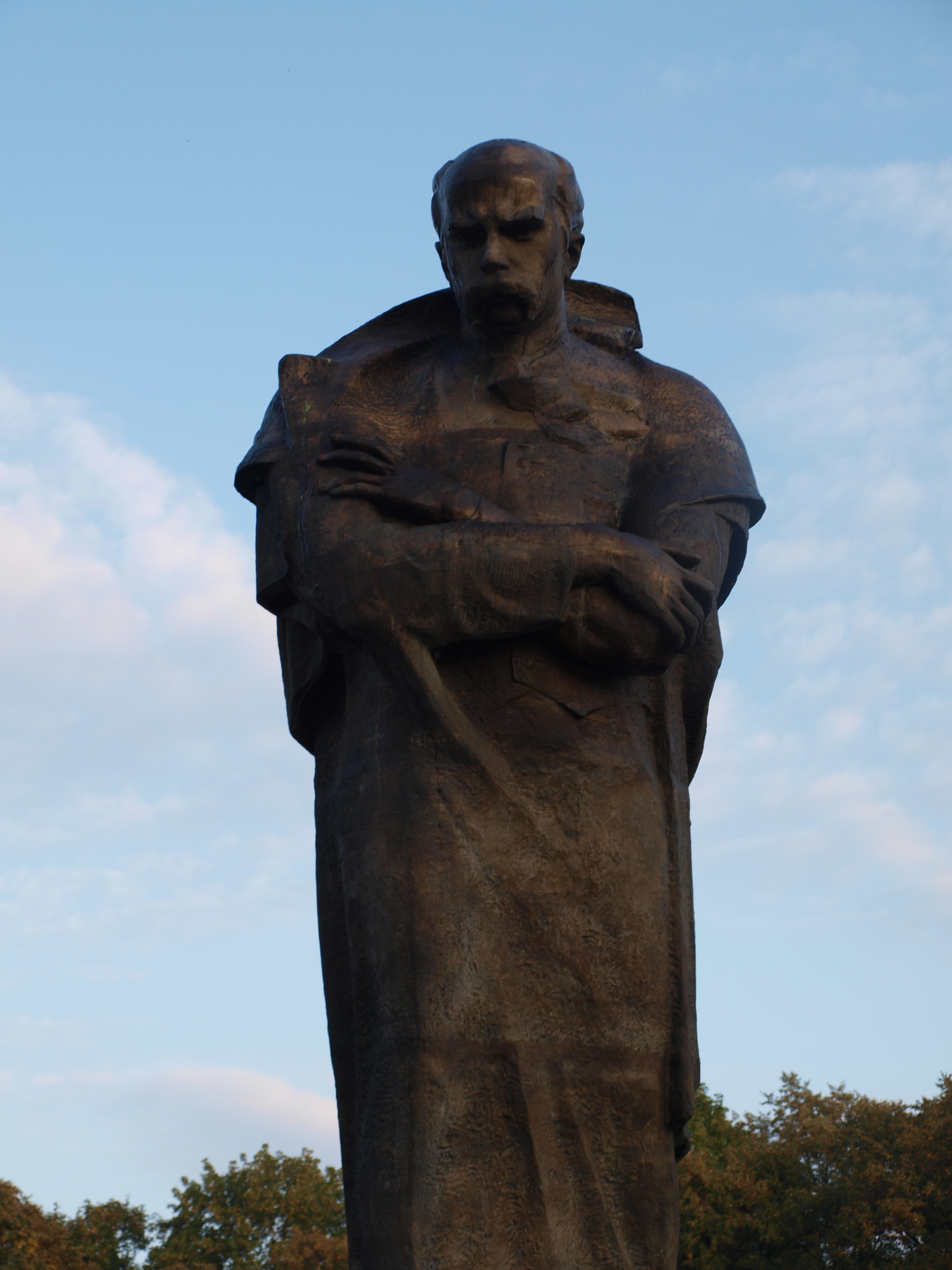
Фігура Шевченка зблизька

- Берегове. Пам'ятник встановлено у сквері на вул. Шевченка. Також в місті по вул. Томаша Есе, 1 у 1989 році було відкрито меморіальну дошку з нагоди 175-ї річниці від дня народження Великого Кобзаря. Автор — Горват Г., матеріал — мармур, бронза[49].

Пам'ятник Шевченкові у Береговому.

- Великі Лучки (Мукачівський район). Повнофігурний залізобетонний пам'ятник відкрито у 1964 році з нагоди 150-ї річниці від дня народження Великого Кобзаря по вул. Мукачівській[49].

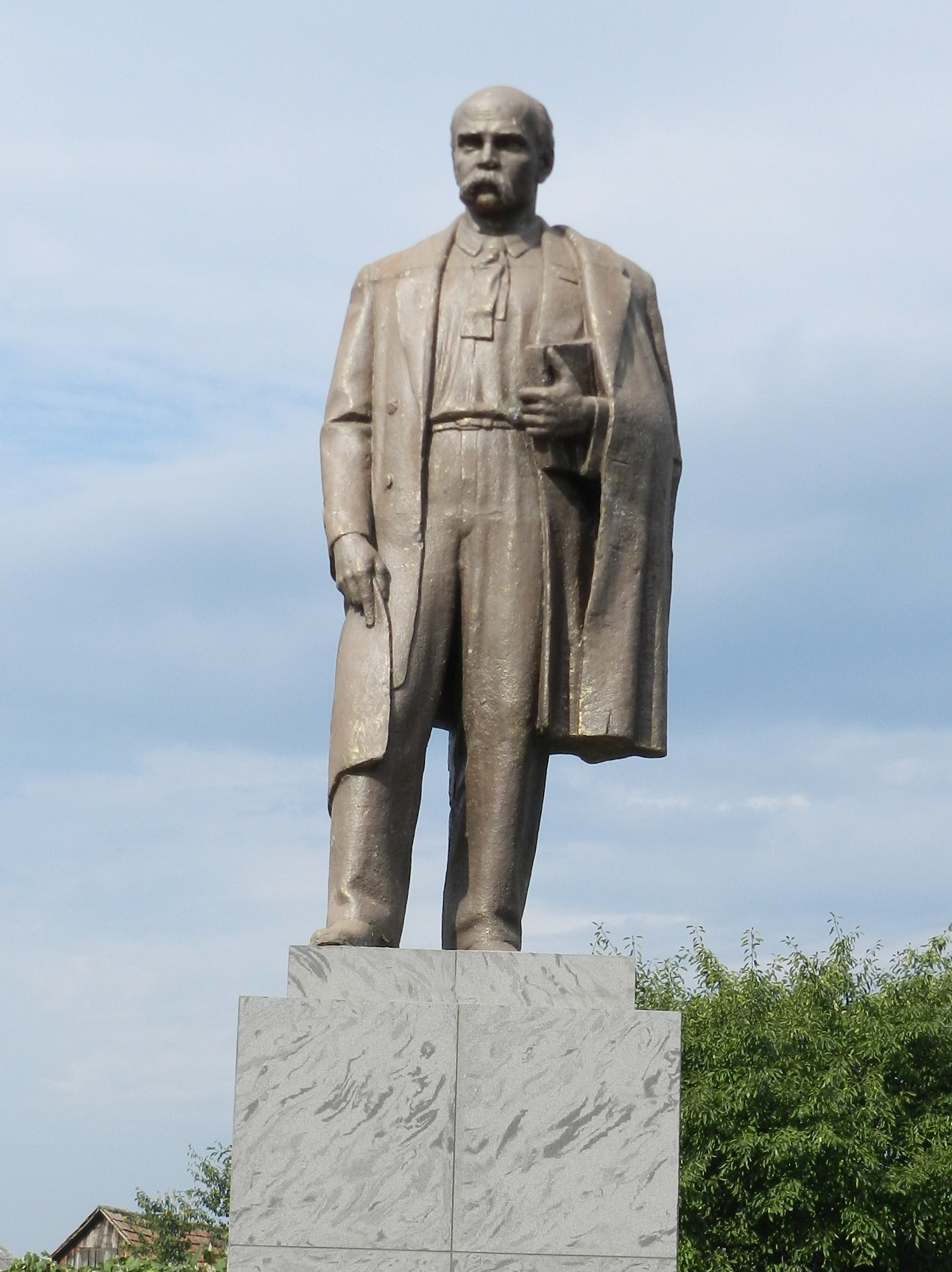
Пам'ятник Шевченкові у Великих Лучках.

- Великий Березний (Ужгородський район). Бронзовий пам'ятник поетові, що сидить на гранітному постаменті, встановлено на розі вулиць Шевченка та Корятовича поблизу парку-арборетуму у 1990 році. Автор — Ульянов В., архітектор — Горобець В.[49].
- Великий Бичків (Рахівський район). Залізобетонний пам'ятник відкрито з нагоди 150-ї річниці від дня народження Великого Кобзаря у 1964 році[49].
- Виноградів (Берегівський район). Бронзовий пам'ятник встановлено по вул. Шевченка у 1957 році[49].
- Воловець (Мукачівський район). Бронзовий пам'ятник на гранітному постаменті встановлено по вул. Героїв України у 2007 році. Автор — Олашин В., архітектор — Гайович П.[49].
- Заріччя (Хустський район). Повнофігурний залізобетонний пам'ятник відкрито з нагоди 150-ї річниці від дня народження Великого Кобзаря у 1967 роц на розі вулиць Шевченка та Центральної[49].
- Колочава (Хустський район). Бронзовий пам'ятник на гранітному постаменті відкрито з нагоди 19-ї річниці Незалежності України по вул. Шевченка у 2010 році. Автор — Штаєр П., архітектор — Буркало В.[49].
- Королево (Берегівський район). Залізобетонний пам'ятник встановлено у 1957 році[49].
- Міжгір'я (Хустський район). Залізобетонний пам'ятник встановлено по вул. Шевченка у 1957 році[49].
- Мукачево. В місті наразі є два пам'ятники Шевченку. Перше бронзове погруддя на гранітному постаменті встановлене у 2000 році по вул. Ужгородській, ліворуч від навчального корпусу № 1 Мукачівського державного університету. Це робота відомих народного художника України Івана Бровді та заслуженого архітектора України Олександра Андялоші[49]. Друге мармурове погруддя встановлене на головній алеї перед ЗОШ № 2 ім. Т. Г. Шевченка у 2012 році. Автор — Белень М.[49].

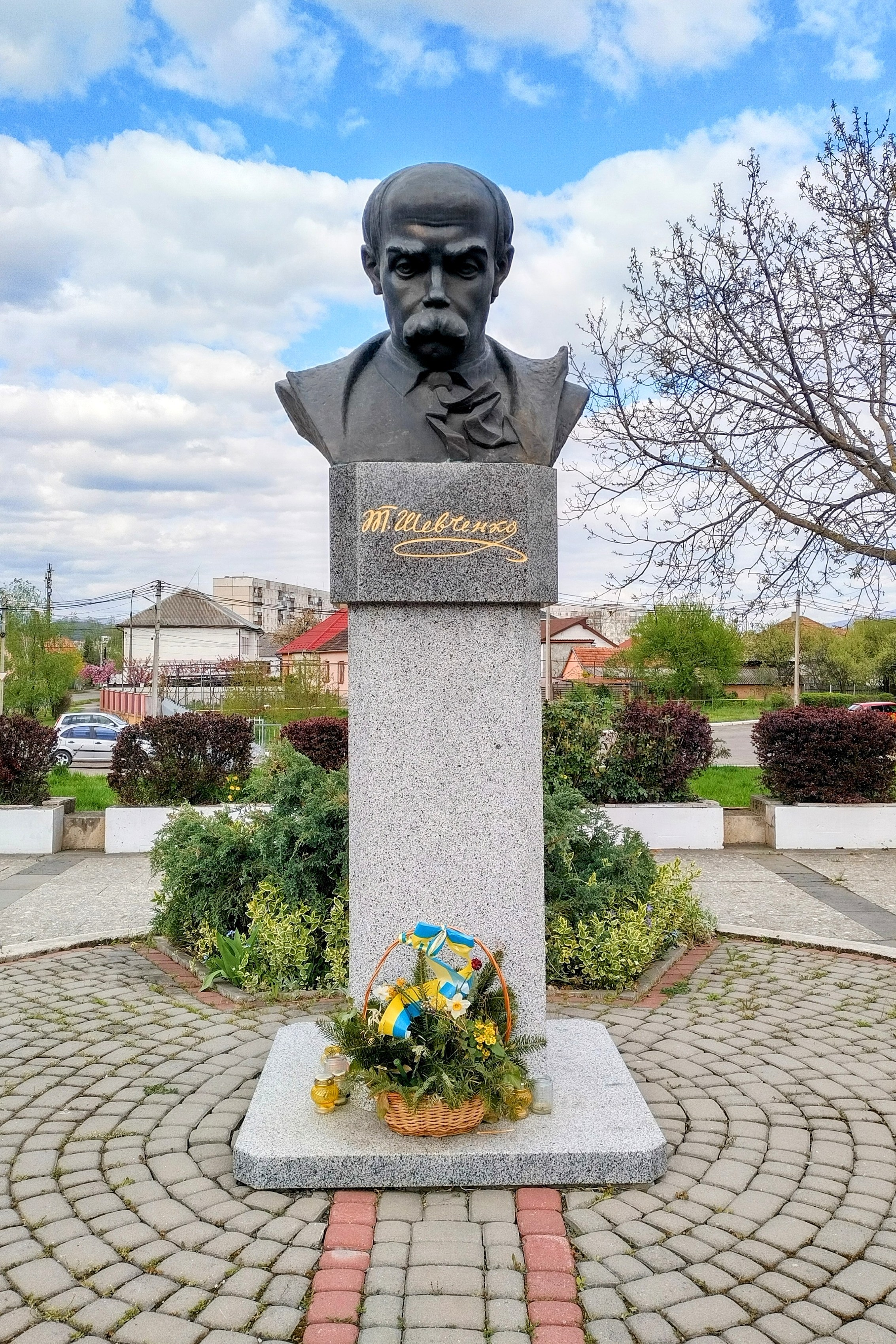
Погруддя Шевченку у Мукачеві

- Рахів. Залізобетонний пам'ятник поетові, що сидить, встановлено в однойменному парку по вул. Богдана Хмельницького у 1993 році. Автор — Гавюк Ю., архітектор — Кравчук М.[49].
- Тячів. Повнофігурний залізобетонний пам'ятник встановлено на розі вулиць Кошута та Армійської в 1964 році[49].
- Хуст. Бронзовий пам'ятник встановлено по вул. Карпатської Січі до Дня Конституції України у 2012 році. Автор — Ігор Гречаник[54].

### Запорізька область
- Запоріжжя. У Запоріжжі два погруддя Шевченку. Перше встановлено з нагоди 175-річчя від дня народження Т. Г. Шевченка у 1989 році біля Шевченківської райради по вул. 8-го Березня. Автор — Олійник В., матеріал — бронза, граніт[35]. Друге розташовано по вул. Гоголя перед 3-м корпусом Запорізького національного університету.

Пам'ятник-погруддя Шевченку біля Шевченківської райради
Фрагмент погруддя біля Шевченківської райради
Погруддя Шевченку по вул. Гоголя
Фрагмент погруддя Шевченку по вул. Гоголя

- Берестове. Пам'ятник встановлено з нагоди 100-річчя від дня смерті Т. Г. Шевченка у 1961 році. Матеріал — залізобетон, цегла[35].
- Енергодар. Пам'ятник встановлено з нагоди 190-річчя з дня народження поета 30 квітня 2004 року перед палацом культури «Сучасник» по просп. Будівельників, 27-А. Автор — Логвинов П. Ф.[35].
- Мелітополь. У місті є три пам'ятники Тарасові Шевченку.

1. Пам'ятник Шевченку на площі Перемоги відкритий 22 травня 2011 року. Фігура поета встановлена на гранітному постаменті заввишки 2,2 м авторства житомирського скульптора Віталія Рожика[55].
2. Погруддя на подвір'ї Таврійського державного агротехнологічного університету на просп. Богдана Хмельницького, 18.
3. Погруддя у Новоолександрівському парку.

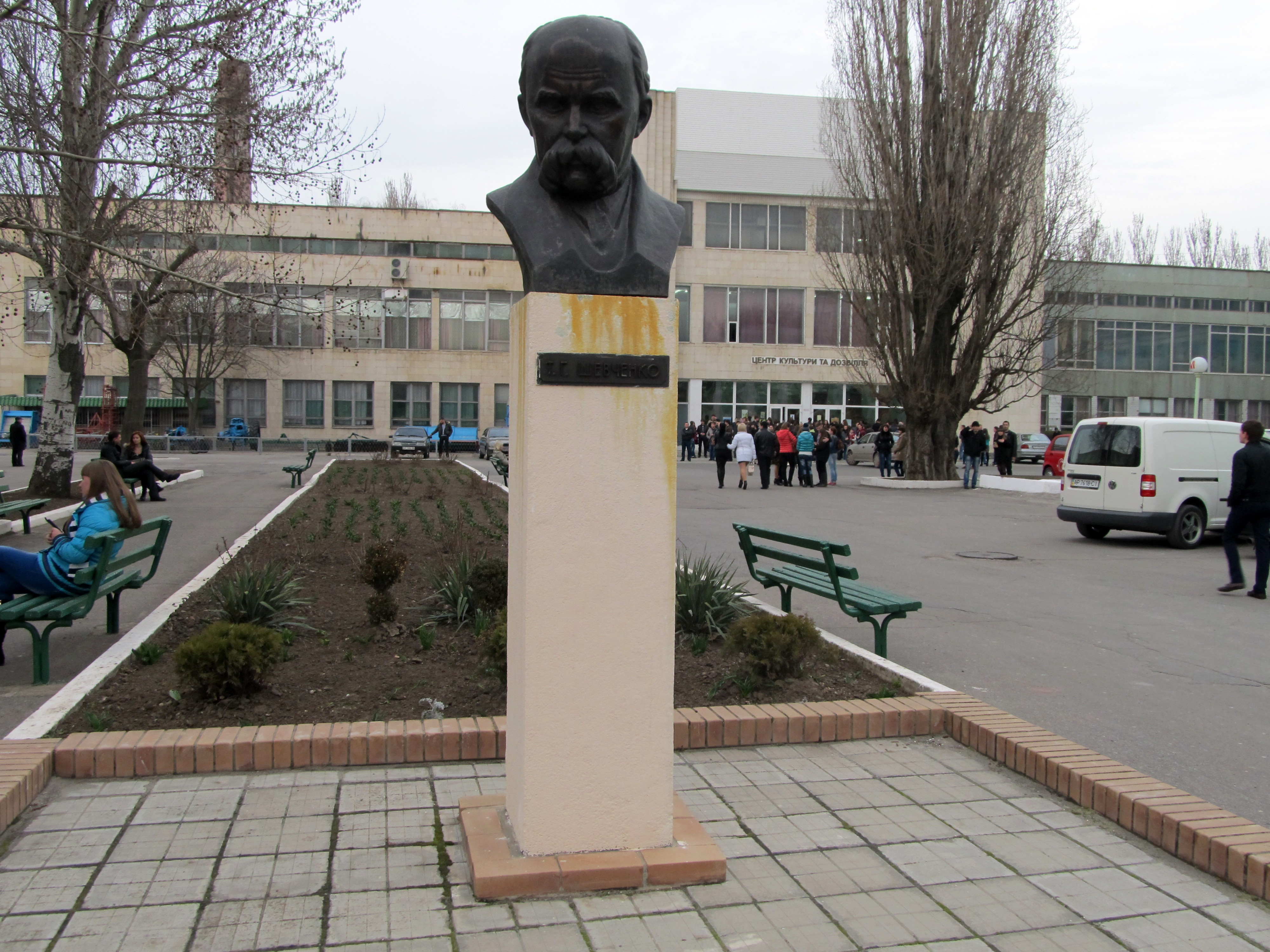
Погруддя у дворі ТДАТУ
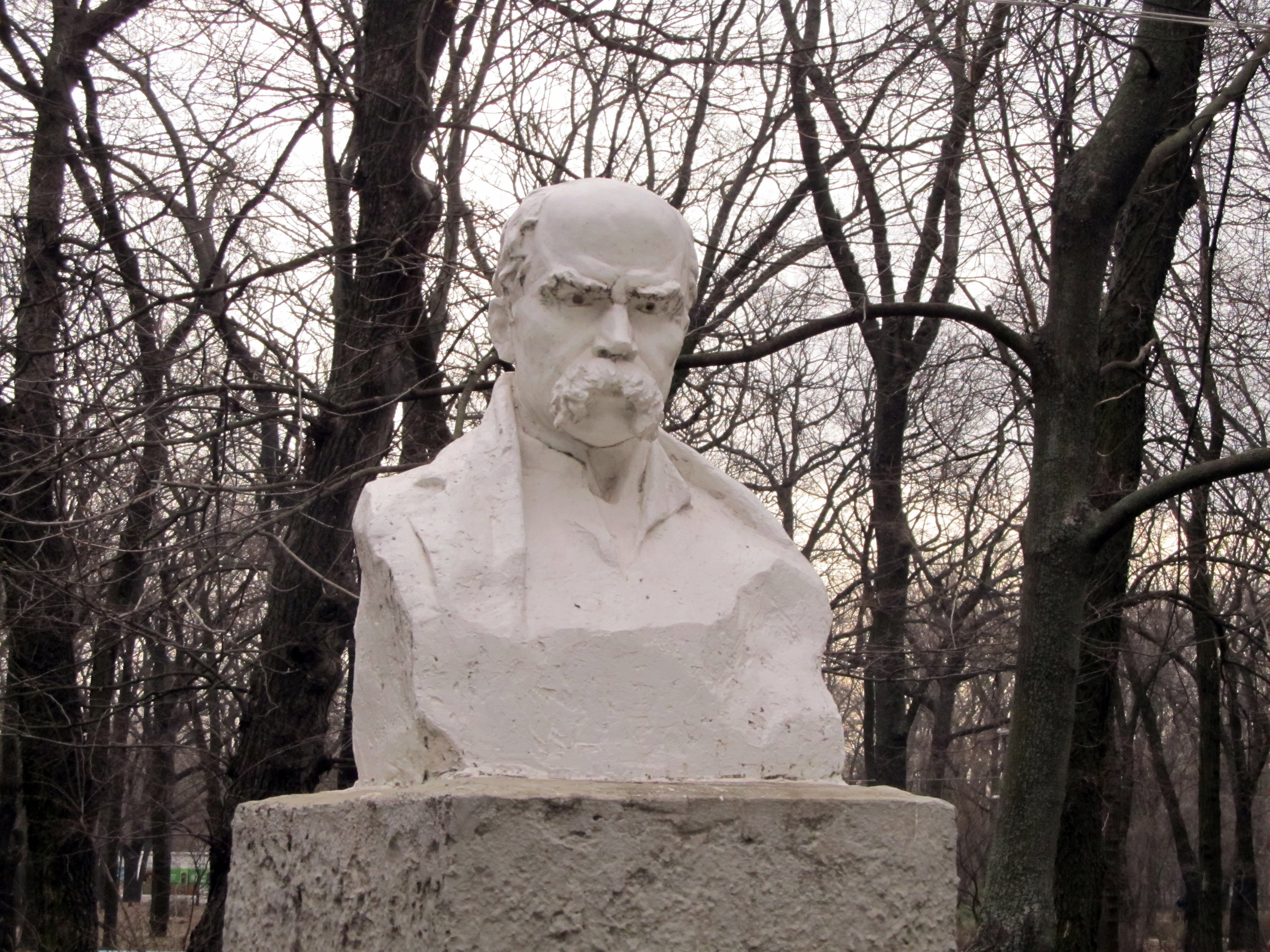
Погруддя у парку Новоолександрівському

- Токмак. У місті встановлено два пам'ятника Тарасу Шевченку. Перший знайдено в землі у 1970 році під час ремонту Токмацької міської тепломережі. Директор спеціалізованої школи № 2 подбав про те, щоб пам'ятник Шевченку було реставровано і встановлено на шкільному подвір'ї по вул. Шевченка, 33. Матеріал — цемент[35]. Другий знаходиться перед міськрадою по вул. Центральна.
- Шевченківське. Залізобетонний пам'ятник встановлений з нагоди 179-річчя з дня народження поета у 1993 році в центрі села. Автор — Зайцев Ф. І., архітектор — Чаговець П. Н.[35].

### Івано-Франківська область
Тарас Шевченко ніколи не бував на Прикарпатті, але на Івано-Франківщині йому встановлено понад 211 пам'ятників — найбільше в Україні, з них до 1939 року було встановлено 18, а у 2014 році, на відзначення 200-літнього ювілею — дев'ять.
- Івано-Франківськ. У місті є три пам'ятники Кобзареві.

1. Погруддя Тарасові Шевченку в Івано-Франківську встановлено у парку, який носить його ім'я. Автор — скульптор Йосип Николишин.
2. 22 травня 2011 року в день 150-ї річниці перепоховання Тараса Шевченка, в Івано-Франківську відкрили пам'ятник Кобзареві роботи Лео Мола[57].
3. Ще одне погруддя відкрите 6 березня 2013 року на території Української гімназії № 1. Пам'ятник встановлений за ініціативи батьківського колективу школи, автор — місцевий скульптор Василь Вільшук[58].

Пам'ятник Шевченку в Івано-Франківську
Погруддя в парку імені Тараса Шевченка
Погруддя на території Української гімназії № 1

- Білі Ослави (Надвірнянський район)
- Більшівці (Галицький район)

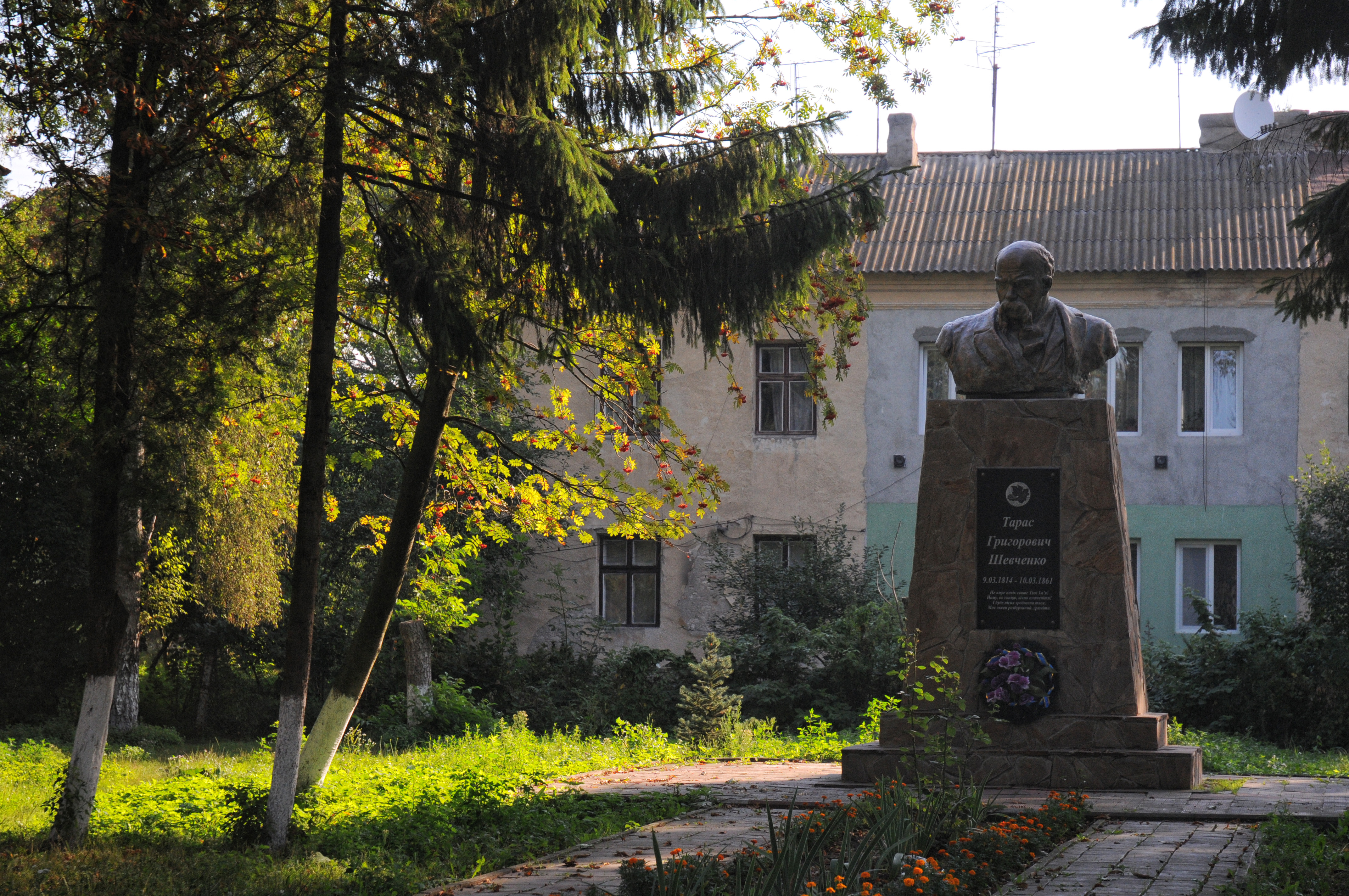
Погруддя Шевченка в Більшівцях

- Богородчани. Погруддя споруджене в 1994 році. Скульптор М. Лозинський[59].
- Бурштин. Повнофігурний пам'ятник Тарасові Шевченку споруджений до 180-річчя від дня народження поета у 1994 році (автори — скульптор Анатолій Кущ і архітектор Олег Стукалов), встановлений біля ПК «Прометей»[60].
- Верховина.

Пам'ятник Шевченку у Верховині

- Вовчинець (Івано-Франківська міська рада). Пам'ятник споруджено у 1911 році.

Пам'ятник Шевченку в селі Вовчинці

- Ворохта. Пам'ятник встановлено у сквері по вул. Данила Галицького.

- Галич. Пам'ятник встановлено на площі Волі.
- Городенка.

Пам'ятник Шевченку у Городенці

- Джурків. Пам'ятник встановлений у 1989 році.

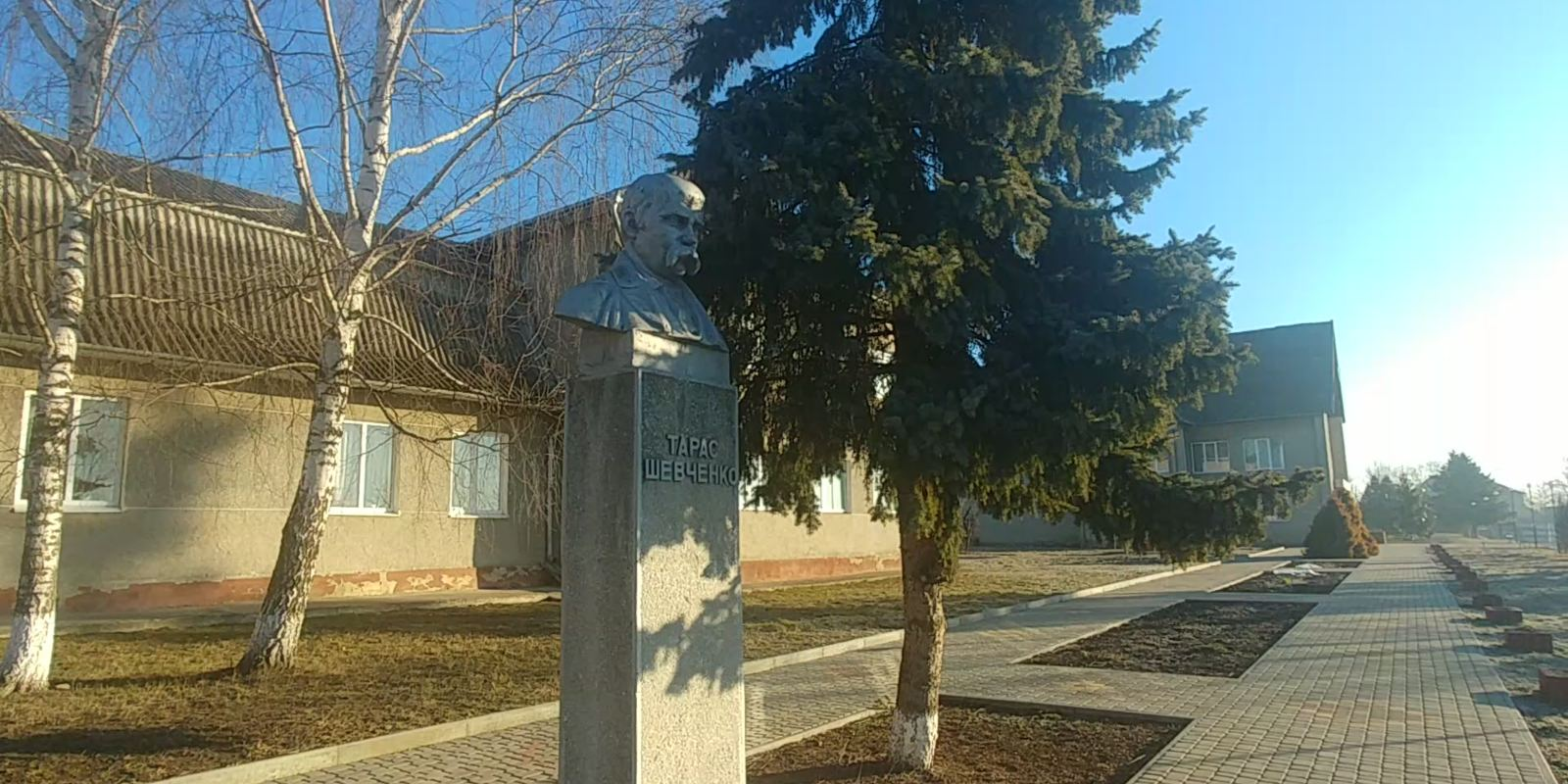
Пам'ятник Шевченку в с. Джурків

- Долина.

Пам'ятник Шевченку у м. Долина

- Єзупіль (Тисменицький район). Пам'ятник встановлений 11 червня 2000 року на кошти мецената-емігранта Володимира Войцюка[61]. Автором проєкту пам'ятника є прикарпатський скульптор Володимир Довбенюк, а майстер спорудження пам'ятника — Василь Лучків[62].
- Заболотів (Снятинський район). 16 жовтня 2005 року у центрі селища встановлено величний пам'ятник Тарасові Шевченку. Автором монумента, кошторисна вартість якого становила 100 тис. грн, є скульптор з міста Чернівців М. Мірошниченко[63].

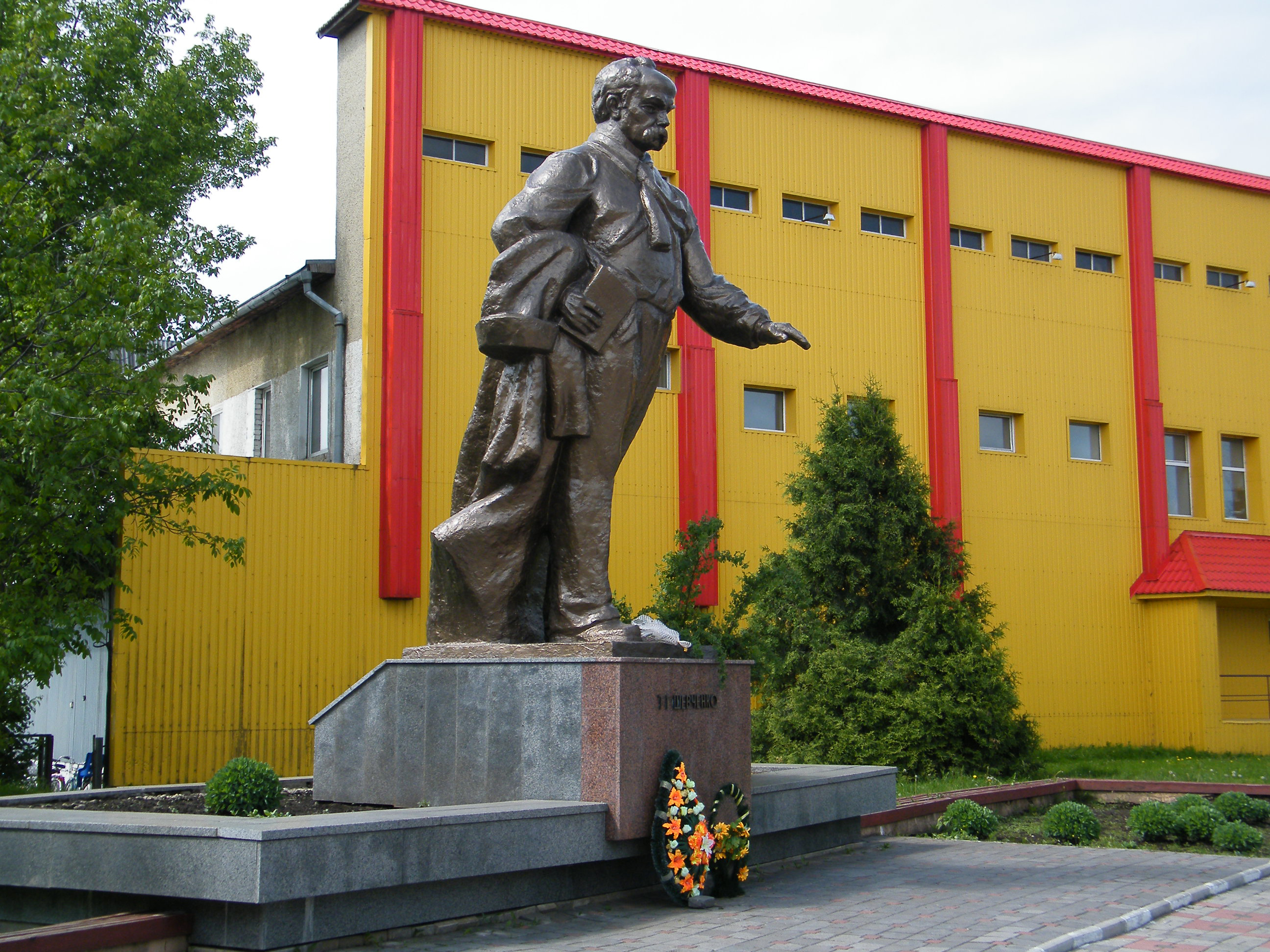
Пам'ятник Шевченку в Заболотові

- Коломия.

Пам'ятник Шевченку в Коломиї
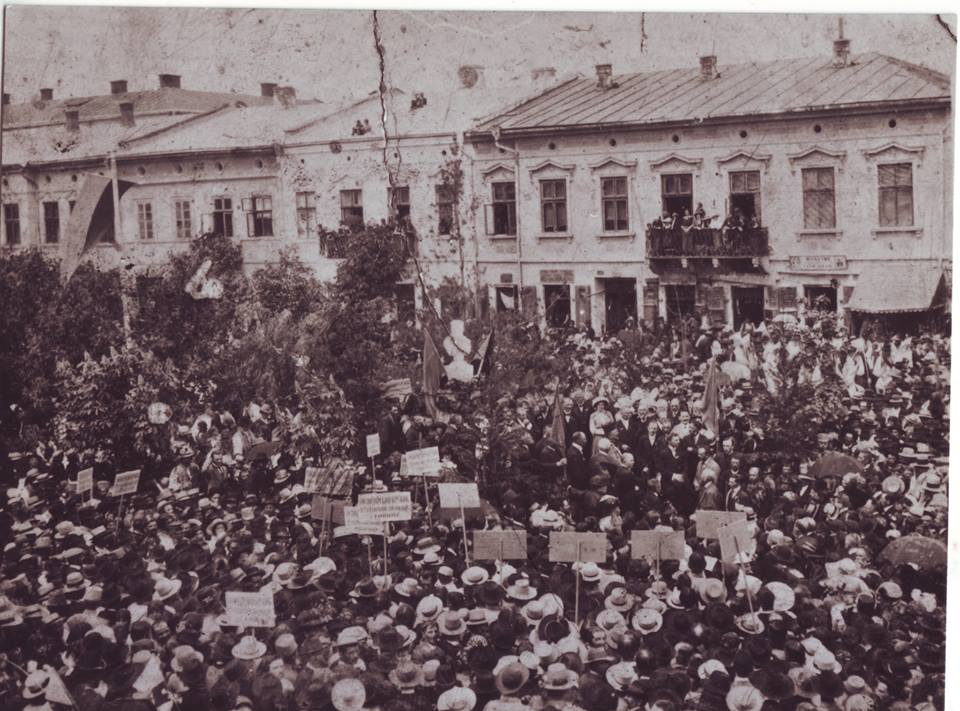
Урочисте відкриття пам'ятника Тарасові Шевченку 28 травня 1914 р. на площі Тараса Шевченка

- Крихівці.
- Кути (Косівський район). Пам'ятник встановлений у 1961 році.

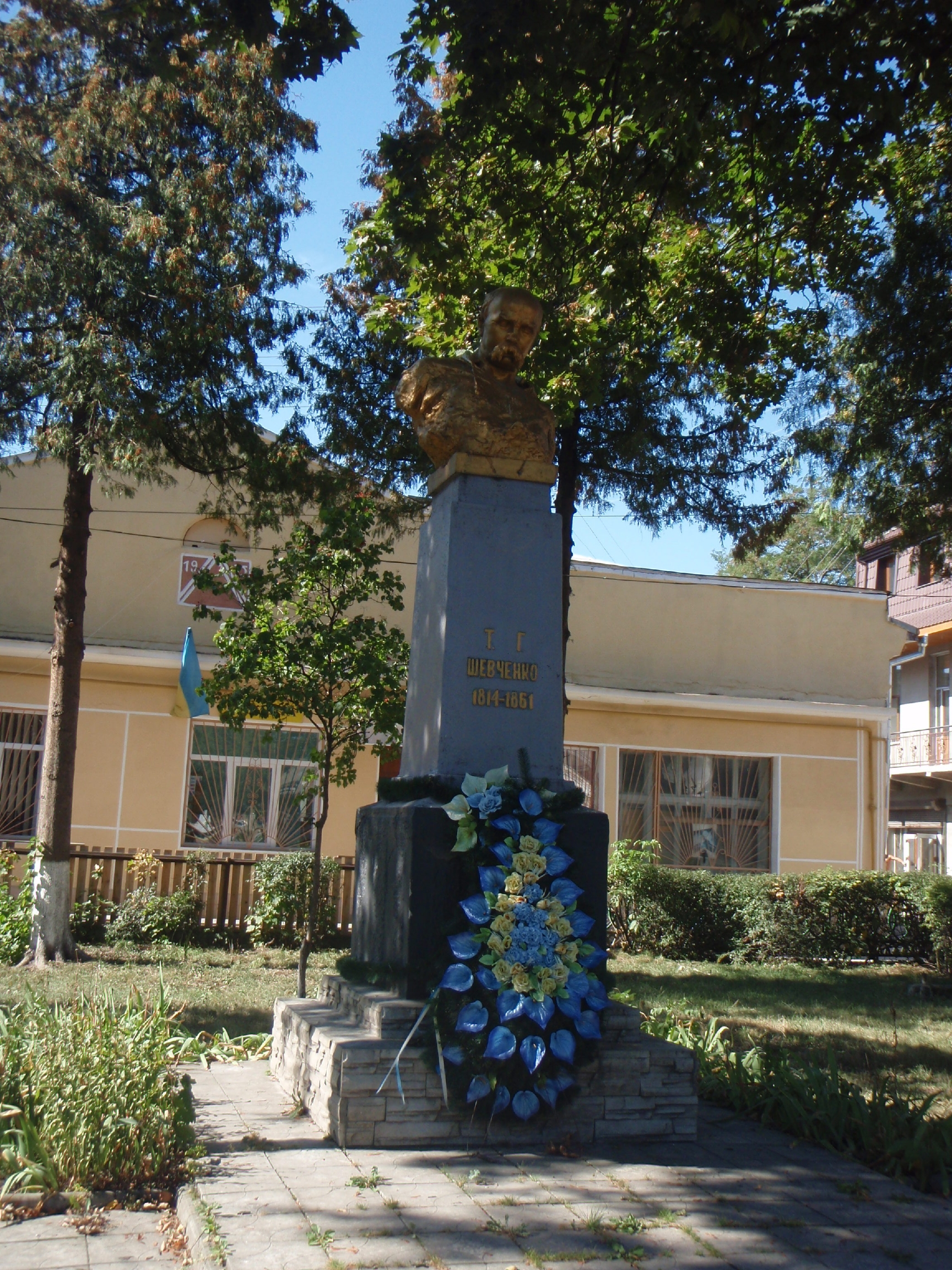
Погруддя Шевченка в Кутах

- Надвірна.

- Мостище.

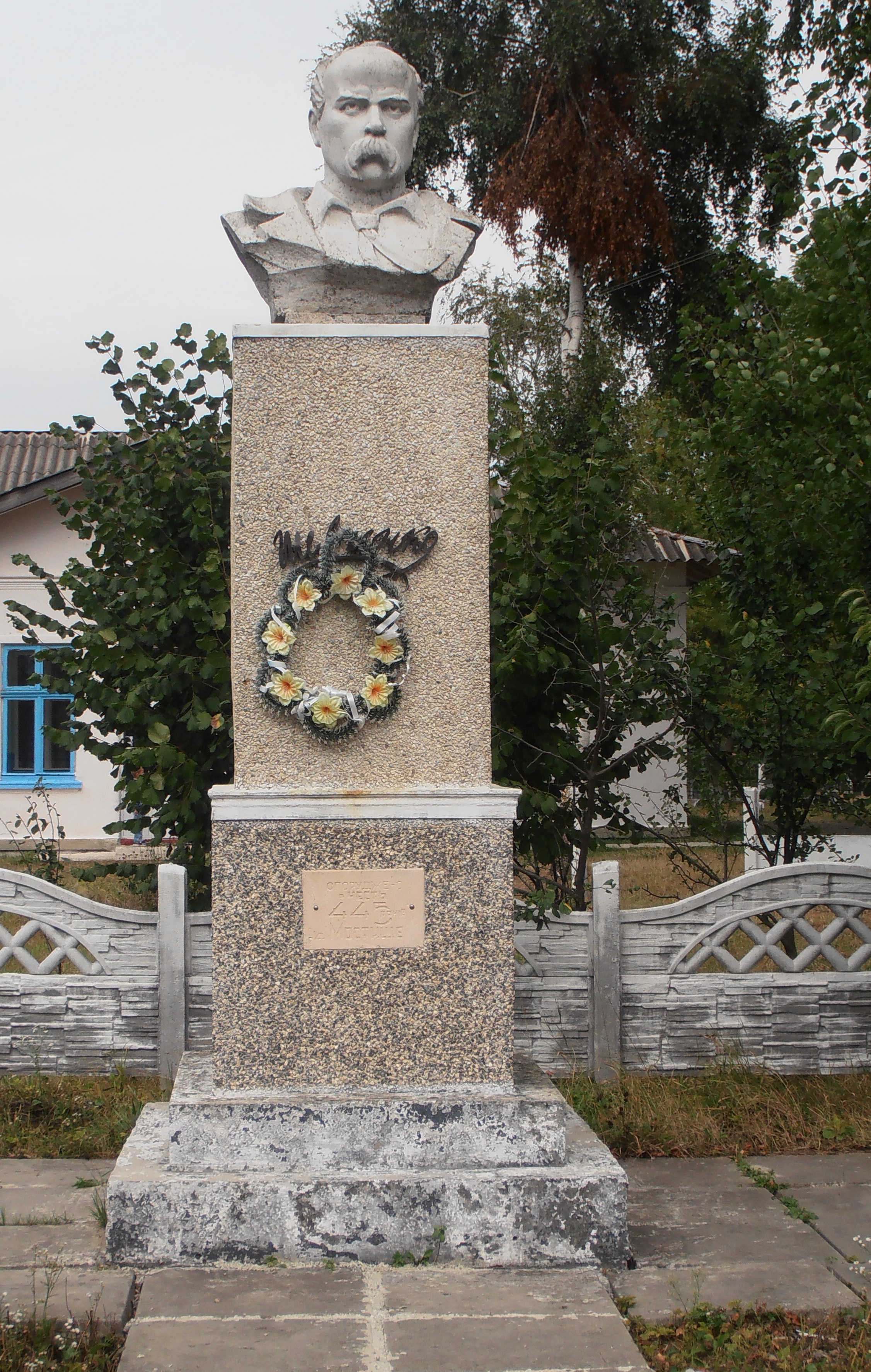
Погруддя Шевченка у Мостищі

- Отинія (Коломийський район)

Погруддя Шевченка в смт Отинія

- Стратин (Рогатинський район)

Пам'ятник Шевченку в с. Стратин

- Старі Кривотули (Тисменицький район).
- Татарів (Надвірнянський район). Пам'ятник встановлено перед Будинком культури по вул. Незалежності.   - Пам'ятник Шевченку в Татарові
- Тисмениця.

Пам'ятник Шевченку у Тисмениці

- Топорівці (Городенківський район).

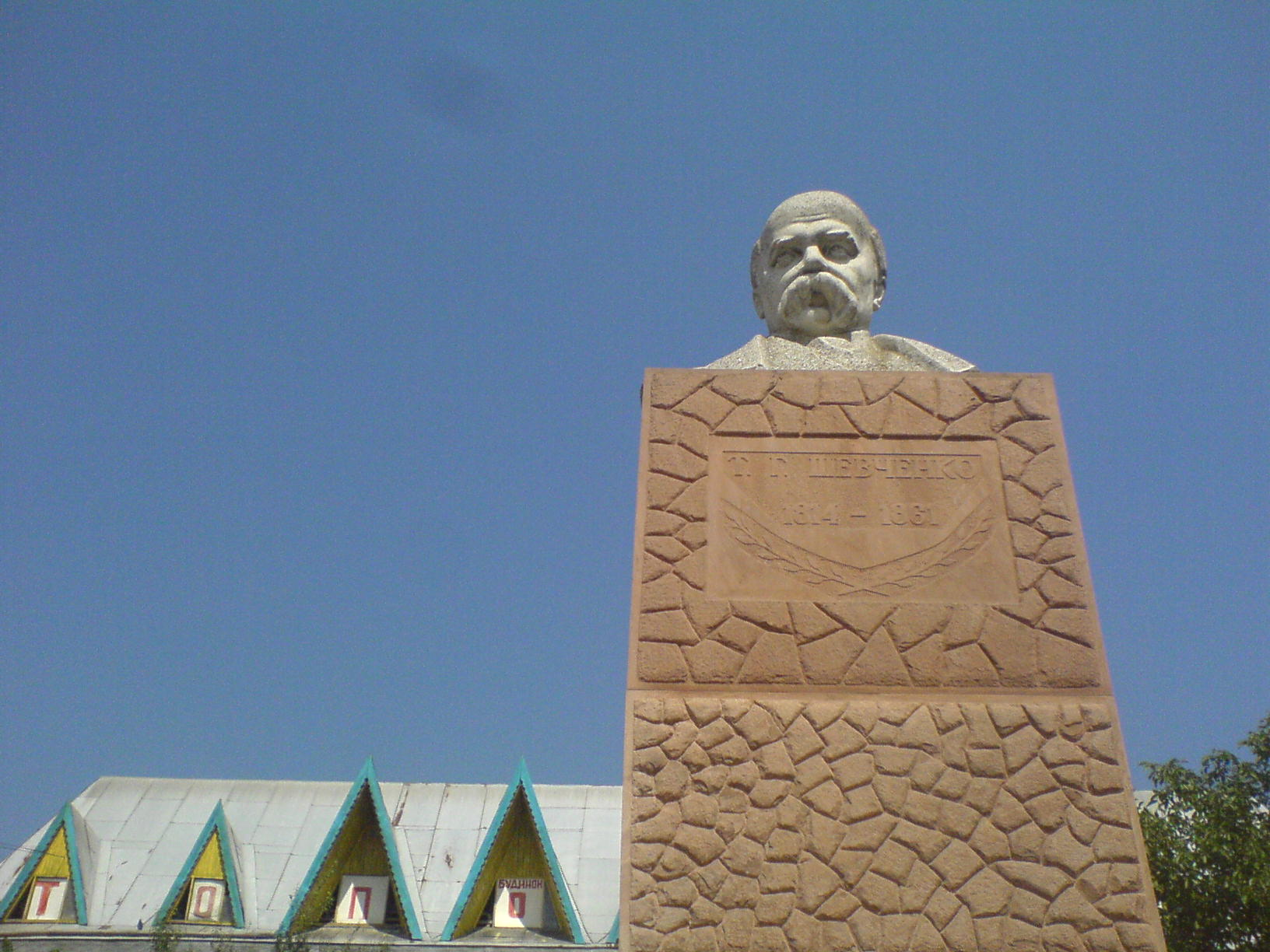
Пам'ятник Шевченку у с. Топорівці

- Тюдів (Косівський район). Пам'ятник Тарасові Шевченку над Черемошем встановлено в 1990 за ініціативою жителів сіл Тюдів, Великий Рожин, Малий Рожин, Розтоки на честь 175-ліття від дня народження поета за громадські кошти колгоспу «17 Вересня»[64]. У Тюдові є ще пам'ятний знак Шевченкові на Сокільській скелі. Дослідники схиляються до думки, що це перший у світі пам'ятник поетові, встановлений у 1862 році, і хочуть довести це.

Пам'ятник Тарасові Шевченку над Черемошем поблизу села Тюдів
Вид на пам'ятник від Черемоша

- Угорники. Пам'ятник встановлений навпроти сільської ради у 2018 році.

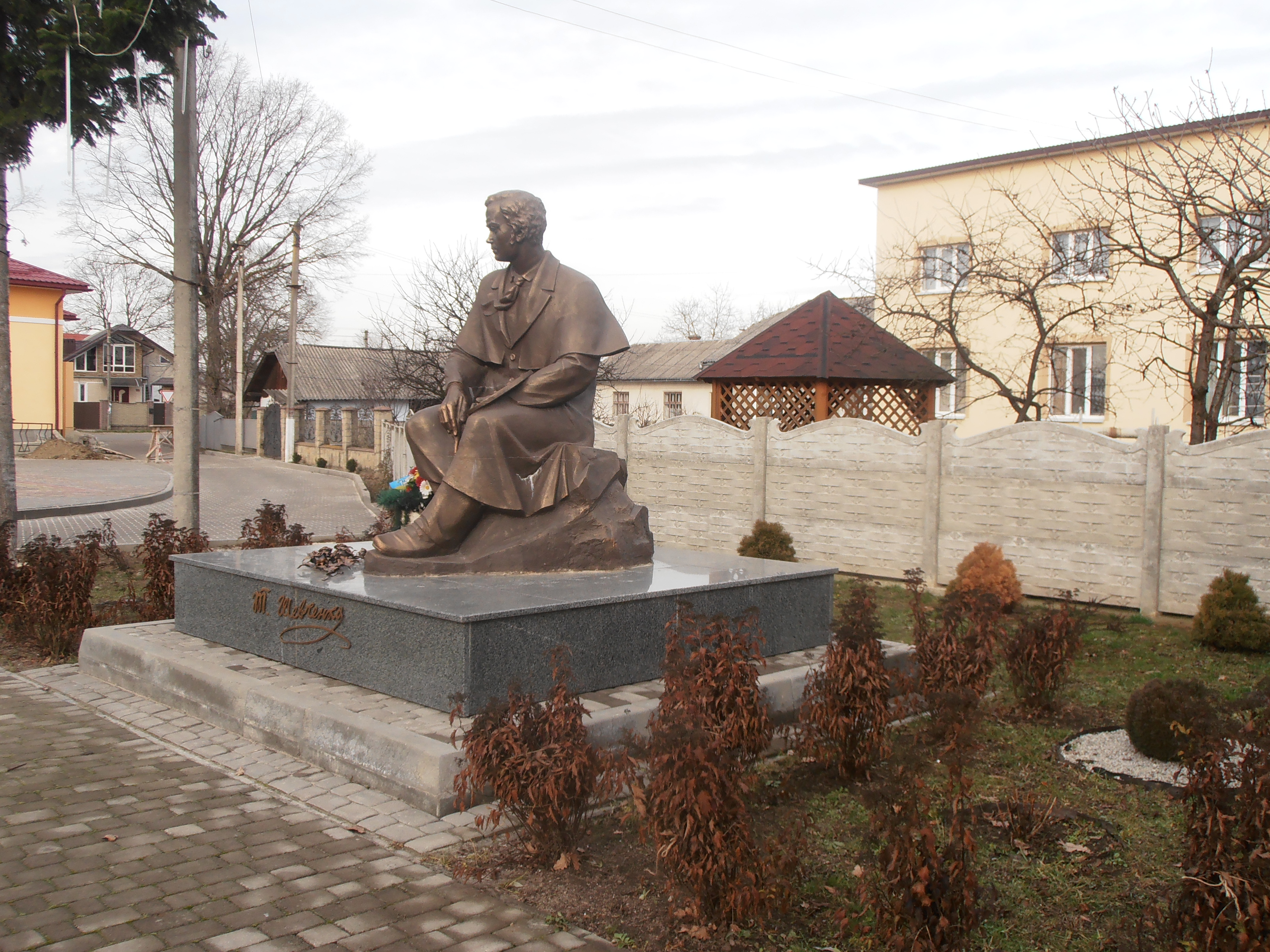
Пам’ятник Шевченку в Угорниках

- Шепарівці (Коломийський район). Пам'ятник встановлено у 1953 році біля греко-католицької Троїцької церкви, освяченої 4 грудня 2004 року.

Пам’ятник Шевченку в Шепарівцях

- Шешори. 8 серпня 1965 року у селі Шешори попри заборону влади встановили пам'ятник Тарасові Шевченку. На відкритті були присутні Вячеслав Чорновіл, Тарас та Зеновія Франко, Тетяна Цимбал, Леонід Кореневич. Автор пам'ятника — Іван Гончар.

### Київська область
- Барахти (Обухівський район). Пам'ятник встановлено по вул. Михайлівська біля Будинку культури у 1982 році. Матеріал — бетон, бронза, граніт[49].
- Баришівка. Пам'ятник-погруддя встановлено в сквері біля дитячої музичної школи по вул. Центральній у 1989 році. Автор — Шило М. К., матеріал — мідь, граніт, залізобетон[46].

Пам'ятник Шевченкові у Баришівці

- Березань. У місті є два пам'ятники Шевченку. Перше погруддя встановлено перед місцевим краєзнавчим музеєм у 1986 році. Автор - київський скульптор Муська П. В. Друге погруддя встановлено на центральному майдані міста у 2016 році. Автор — дизайнер Грохольський Р.А. Авторську роботу, скульптуру погруддя, погодився надати відомий скульптор України, заслужений художник України, доцент Київської державної академії декоративно-прикладного мистецтва і дизайну імені Бойчука Білик М. І.[65].

Пам'ятник-погруддя Шевченку в місті Березані
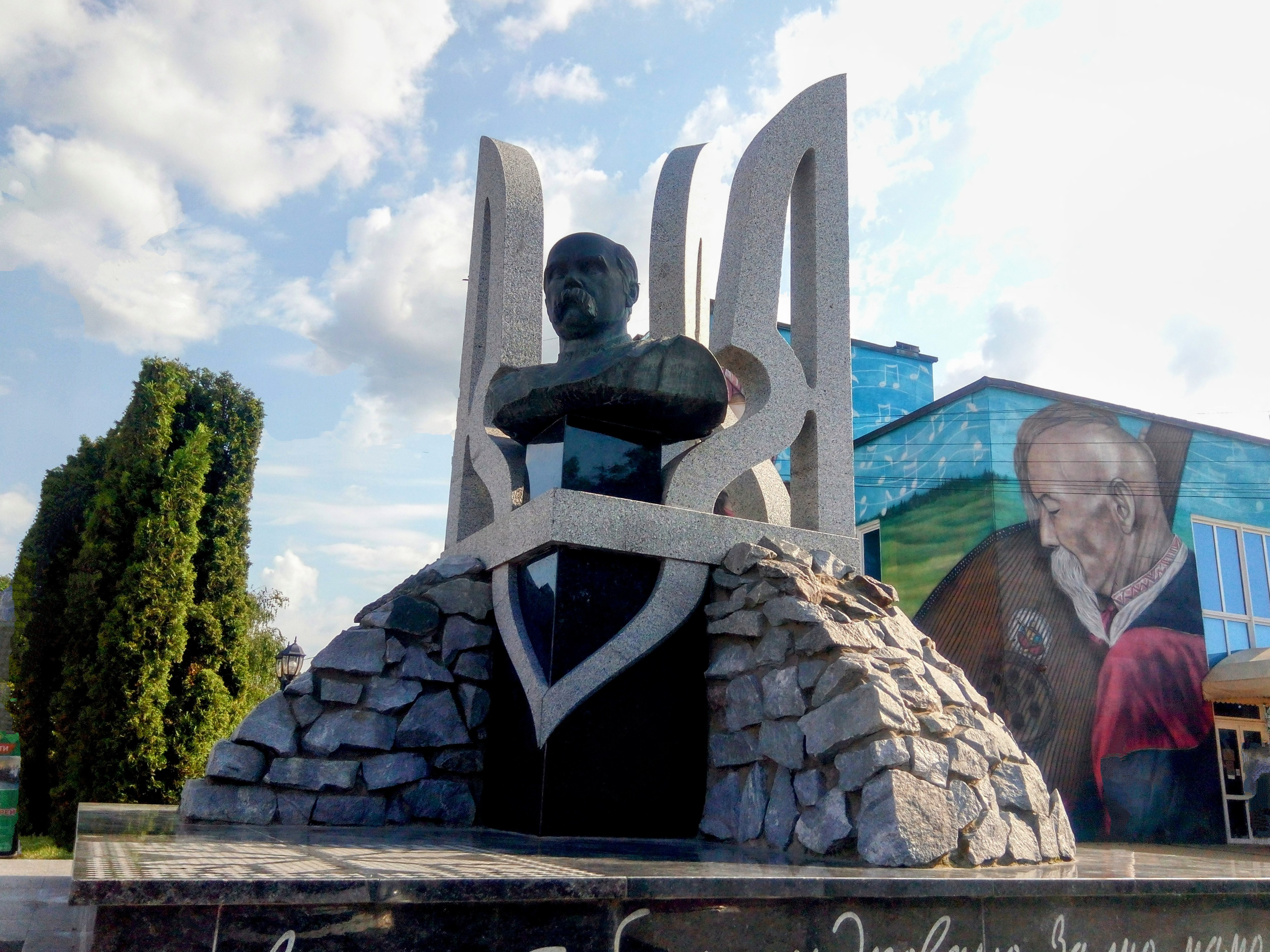
Пам'ятник Шевченку на центральному майдані Березані

- Біла Церква. Погруддя встановлене в 1991 році. Тарас Шевченко неодноразово відвідував місто та згадував його у своїх творах.

Пам'ятник Тарасу Шевченку в центрі міста.
Барельєф Шевченку на брамі дендропарку «Олександрія»

- Богуслав. Погруддя відкрите у сквері між вулицями Шевченка та Ярослава Мудрого у березні 1989 року. Автори — скульптор Братерський Т.М., архітектор Юрченко П. Г. Матеріал — граніт, склобетон[49].

Погруддя Шевченка у Богуславі

- Бориспіль. Пам'ятний знак на честь перебування Т. Г. Шевченка в Борисполі, розташований біля Свято-Покровського собору на трасі «Київ — Харків», відкрито 24 серпня) 1994 року (День Незалежності України). Автори — О. Скобліков, Є. Скоблікова, Ю. Новохацько, І. В. Моліт, В. Мохнієнко[66].

Пам'ятний знак на честь перебування Т. Г. Шевченка в Борисполі

- Бородянка. Погруддя встановлено 24 серпня 1992 року на площі ім. Шевченка. Автор — скульптор Міщук М. П., мистецтвознавець — Крайнєв А. Т. Матеріал — граніт, залізобетон, мідь[49]. Пам'ятник був розстріляний російськими військами у квітні 2022 року під час повномасштабної російської військової агресії проти України і став одним із символів вторгнення Росії в Україну 2022 року[67].

Пам'ятник Шевченку в Бородянці

- Боярка. Пам'ятник встановлений перед Будинком культури. Автор — скульптор Мовчун Б[68].

Пам'ятник Шевченку в Боярці

- Бровари. Пам'ятник на Розвилці, що розташований у парку ім. Тараса Шевченка на розі вулиць Київської та Ярослава Мудрого, відкрито 1964 року. 2009 року пам'ятник відреставрували, зокрема замінили облицювання на постаменті. 2013 року пройшла повна реконструкції парку включно з пам'ятником. На оновленому пам'ятнику викарбувано цитату з вірша Шевченка «Молитва»: «А всім нам в купі на землі єдиномисліє подай і братолюбіє пошли»[27].

Пам'ятник Шевченку у сквері Шевченка після реконструкції 2013 р.
Пам'ятник Шевченку у однойменному сквері до реконструкції 2013 р.
Пам'ятна табличка на місці поштово-кінної станції, де часто бував Шевченко
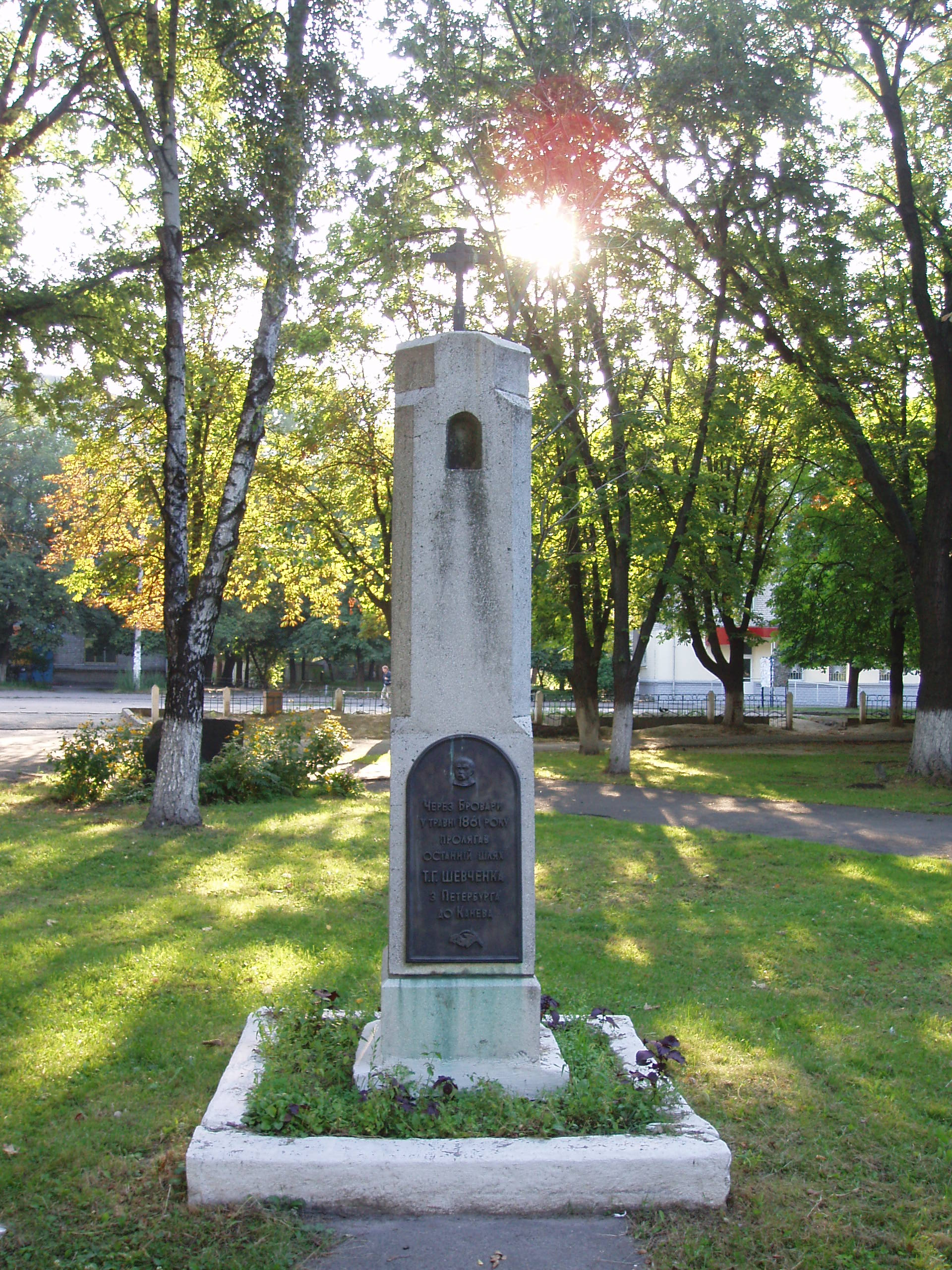
На відзначення 150-ї річниці похорону Шевченка

- Буча. У 2008 році Бучанська міська рада вирішила знайти місце для встановлення пам'ятного знака Тарасу Шевченку. У серпні 2010 року розпочалися роботи з облаштування скверу і встановлення пам'ятника поблизу Бучанської спеціалізованої школи-інтернату з боку вулиці Вокзальної[69]. Там же організована і бульварна частинка. Навколо пам'ятного знака є чаша, оздоблена орнаментом у стилі пам'ятника. Пам'ятник відкрито 9 вересня 2010 року[27] за участі Президента України Віктора Януковича та інших урядовців.

Загальний вид пам'ятника Шевченку і прилеглої території
Пам'ятник Шевченку в Бучі
Пам'ятник зблизька

- Васильків. Оригінальний пам'ятник, що зображує молодого Шевченка, який сидить на низькому постаменті встановлений у 1993 році.[27]

Пам'ятник Шевченку у Василькові

Пам'ятні знаки з нагоди 200-ліття Т. Г. Шевченка встановлені 2014 року в селах Васильківського району: Гребінки, Ксаверівка, Митниця, Мар'янівка.
- Вишгород. Пам'ятник молодому поету встановлено біля будинку культури «Енергетик» по просп. Мазепи у 1990 році. Автори — скульптор Іван Липовка, архітектор Олег Распопін. Матеріал — мармур, граніт[49].

Пам'ятник Шевченку у Вишгороді

- Вишневе. Погруддя встановлено у центрі міста в скверику по вул. Святошинській.

Пам'ятник Шевченкові у Вишневому
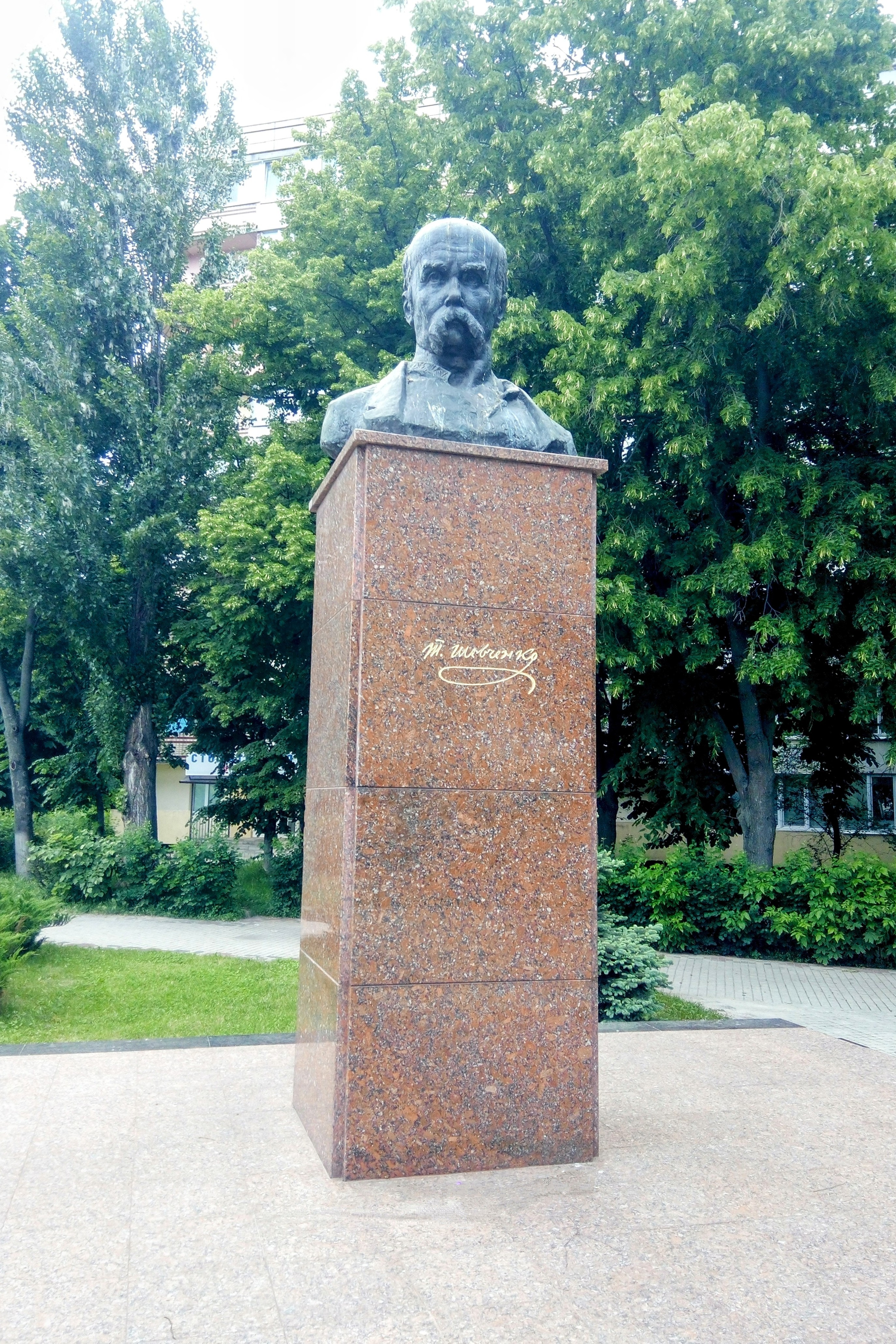
Погруддя Шевченку зблизька

- Володарка. Погруддя встановлено на площі Миру 5 березня 2008 року. Автор — Зоренко І. Я., матеріал — мармур, гіпс, бронзова фарба[49].

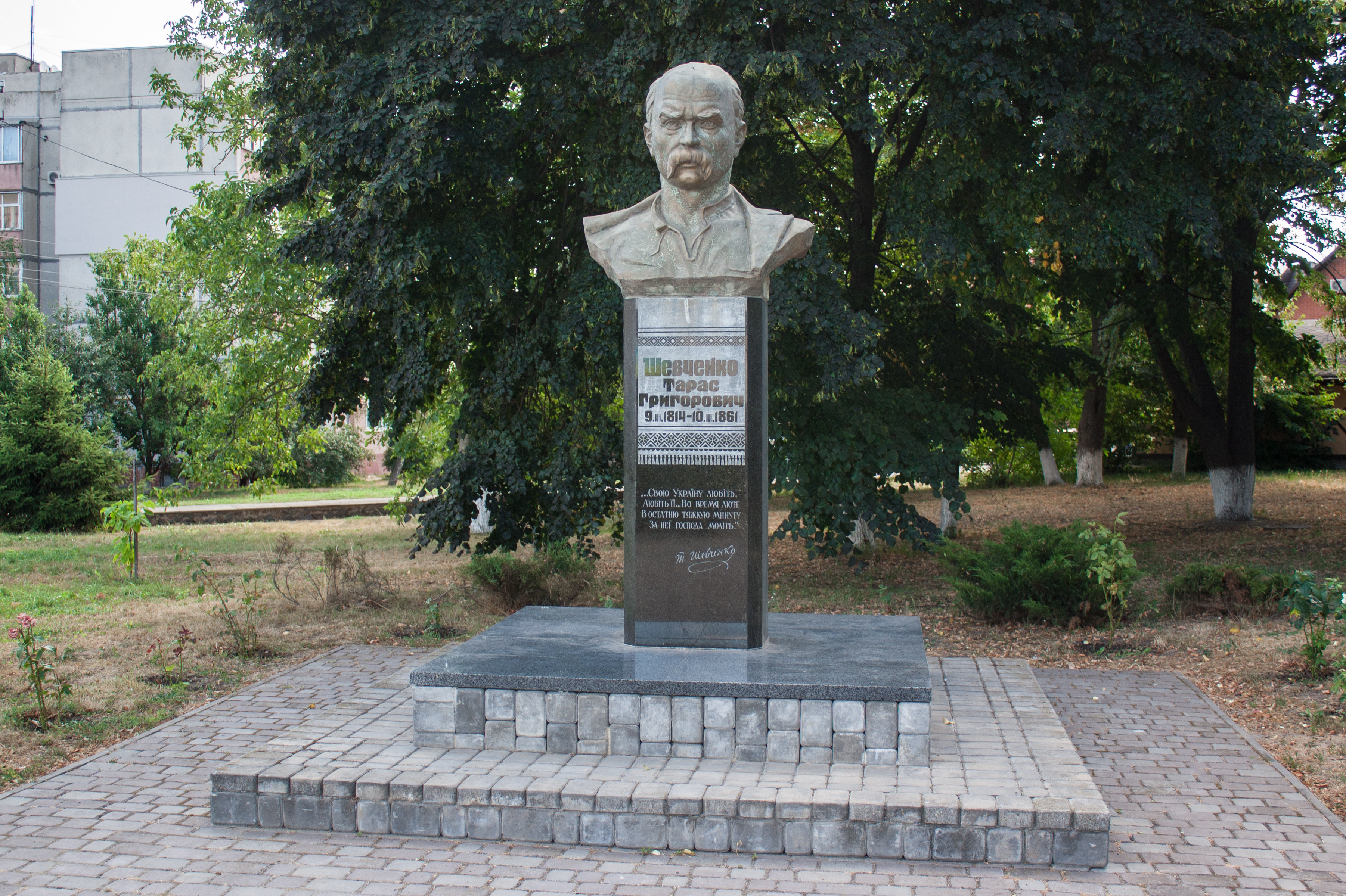
Пам'ятник Шевченку у Володарці

- Гатне. Пам'ятник встановлено біля Гатненської сільської ради.

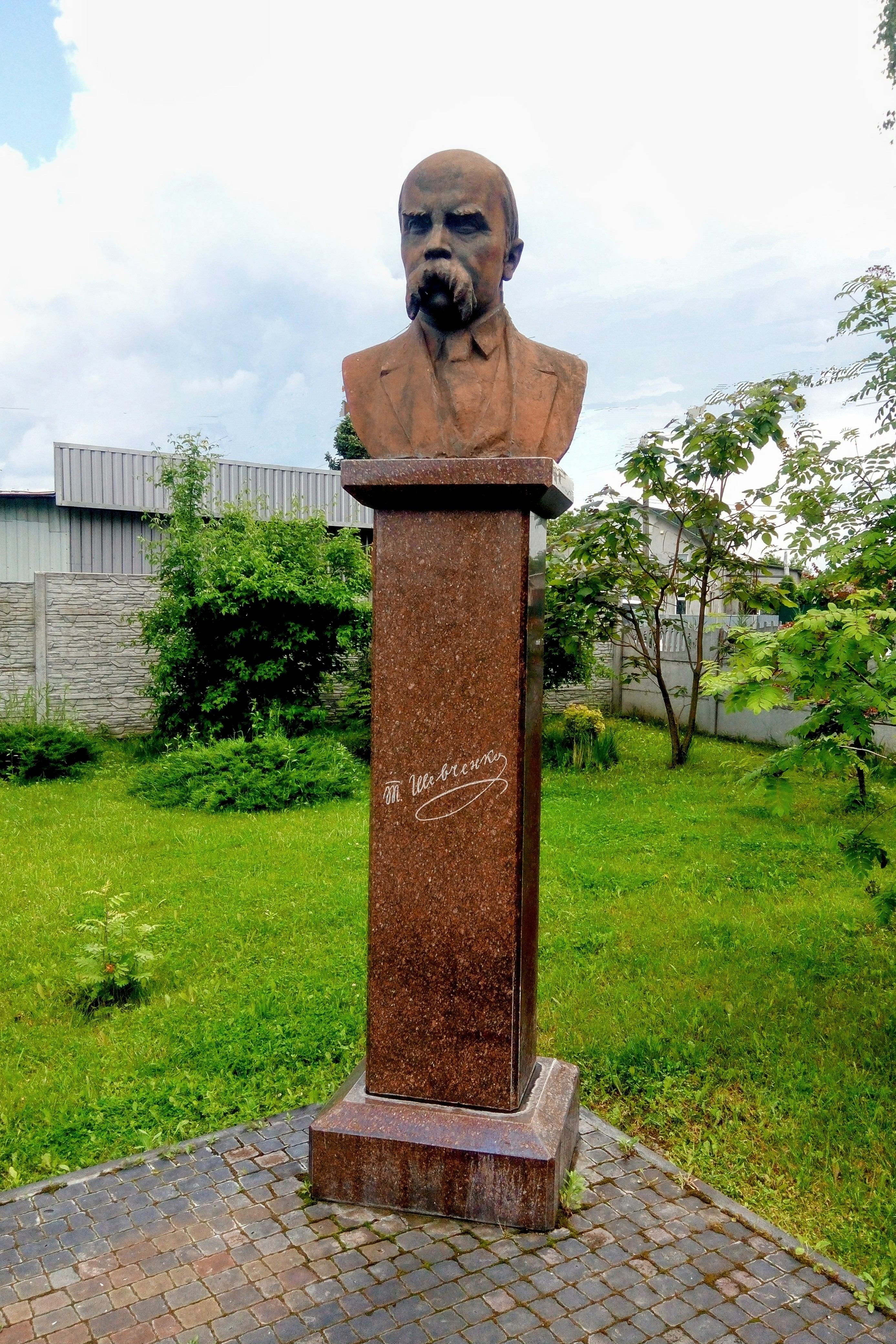
Погруддя Шевченку в селі Гатне

- Гоголів (Броварський район). Гранітний пам'ятник встановлено перед Гоголівським ліцеєм по вул. Київській у 1989 році[49].
- Гребінки. Погруддя встановлено 2014 року.
- Ірпінь. У місті є два пам'ятники Шевченкові. Перший встановлено на головному майдані міста, друге погруддя знаходиться біля багатоповерхівки по вул. Шевченка, 4а.

Пам'ятник Тарасові Шевченку на головному майдані містаПам'ятник Тарасові Шевченку на головному майдані міста
Пам'ятник-погруддя Кобзарю по вул. Шевченка в Ірпені

- Кагарлик. Погруддя встановлено у сквері по вул. Парковій.

Погруддя Шевченка в Кагарлику.

- Княжичі (Броварський район). Пам'ятник встановлено на вул. Слави біля Княжицької сільської ради 13 жовтня 2007 року. Автор — архітектор Пшеничний В. А., матеріал — граніт, метал[49].

Макарів (Бучанський район). Погруддя встановлено на майданчику перед районним Будинком культури 5 червня 2007 року. Автор — скульптор Олександр Рачковський.   - Погруддя Шевченка у Макарові
- Макіївка (Білоцерківський район). Пам'ятник-погруддя встановлено на відзначення 195-ої річниці від дня народження Т. Г. Шевченка у 2009 році. Матеріал — гіпс, залізобетон[48].
- Медвин (Білоцерківський район). Пам'ятник встановлено біля середньої ЗОШ по вул. Олександра Василенка у 1967 році. Автор — Олійник О. П., матеріал — цемент, цегла, склобетон[49].
- Мигалки (Бучанський район). Стелла з рельєфним зображенням Т. Г. Шевченка встановлена у 1983 році. Автор — Дерев'янко Іван Онуфрійович, матеріал — гіпс, цегла, фарба[49].
- Переяслав. У місті є два пам'ятники Шевченку:

1. Перший, що міститься на території Музею «Заповіту Тараса Шевченка», відкрито 1954 року. Автори — архітектор О. П. Олійник, скульптор М. К. Вронський.
2. Другий, що міститься на розі вулиць Тараса Шевченка та Івана Мазепи, встановлено 1989 року. Скульптор — В. Шишов.

Пам'ятник Кобзарю на території Музею «Заповіту Тараса Шевченка» в Переяславі
Пам'ятний знак на честь твору Т.Г. Шевченка «Заповіт», на розі вул. Шевченка і Івана Мазепи, біля будинку по вул. Івана Мазепи, 11 в Переяславі

- Ржищів. Пам'ятник встановлений у парку ім. Тараса Шевченка.

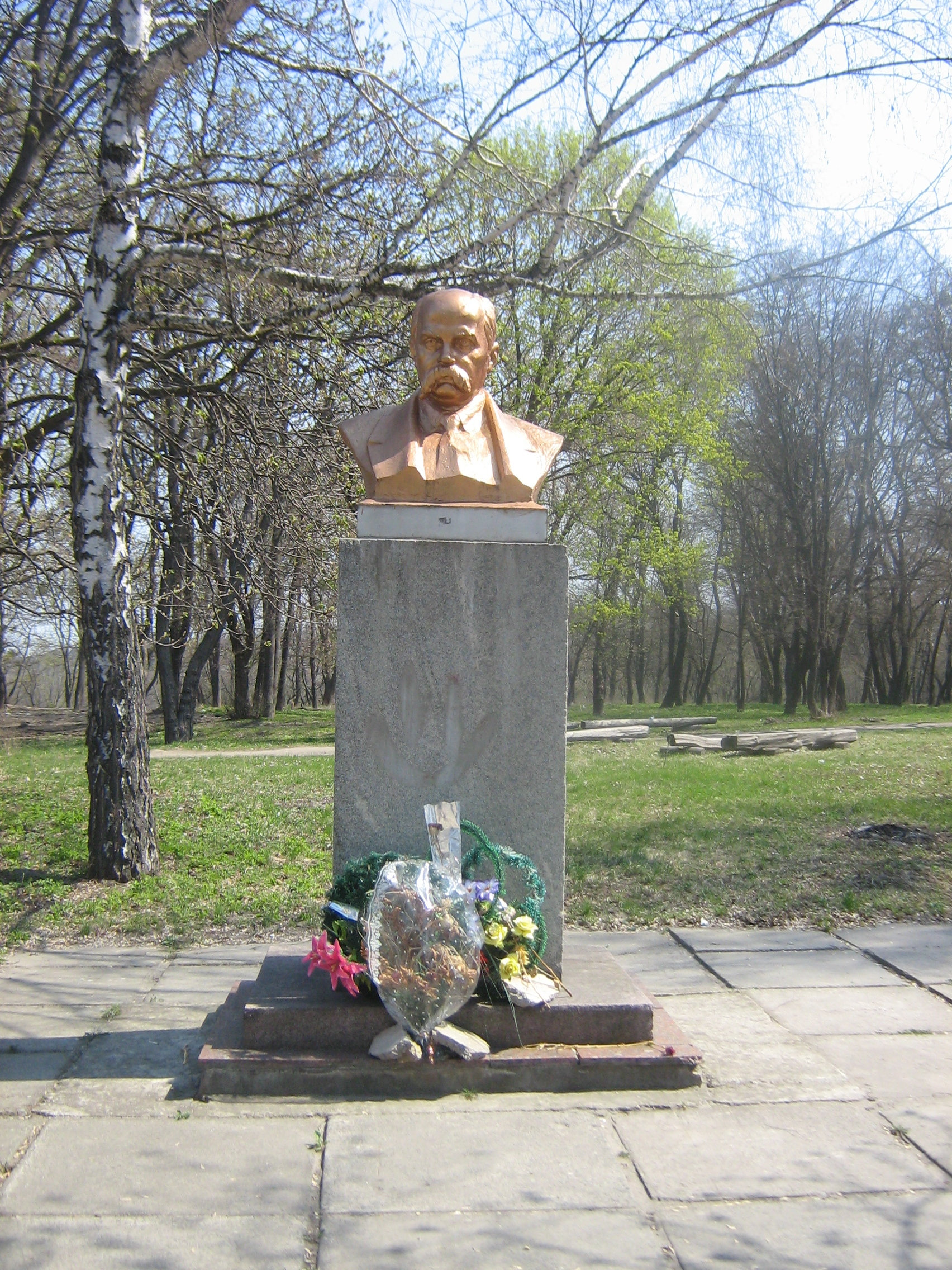
Пам'ятник Шевченкові в Ржищеві.

- Святопетрівське (Києво-Святошинський район). Пам'ятник встановлено на території сільської школи у травні 2012 року. Автори — Сидорук О. Ю. і Крилов Б.Ю.
- Тарасівка (Білоцерківський район). Залізобетоний пам'ятник встановлено біля Будинку культури у 1961 році[48].
- Томилівка (Білоцерківський район). Залізобетонне погруддя встановлено в центрі села у 1966 році[49].
- Тростинка (Обухівський район). Пам'ятник встановлено по вул. Миру біля ПСП ім. Т. Г. Шевченка у 1990 році. Матеріал — бетон, бронза, гіпс[49].
- Узин. Залізобетонний пам'ятник встановлено в сквері по вул. Коханка у 1992 році[46].
- Фастів. У місті є два пам'ятники Шевченку:

1. Пам'ятник-погруддя на прямокутному постаменті встановлено на розі вулиць Шевченка та Брандта в 1994 році. Автор — скульптор Древецький А.А.
2. Старий пам'ятник, який раніше стояв у парку Шевченка, перенесений на подвір'я ЗОШ № 9 у 1994 році.

Пам'ятник Шевченку у Фастові
Старий пам'ятник Шевченку панорамно
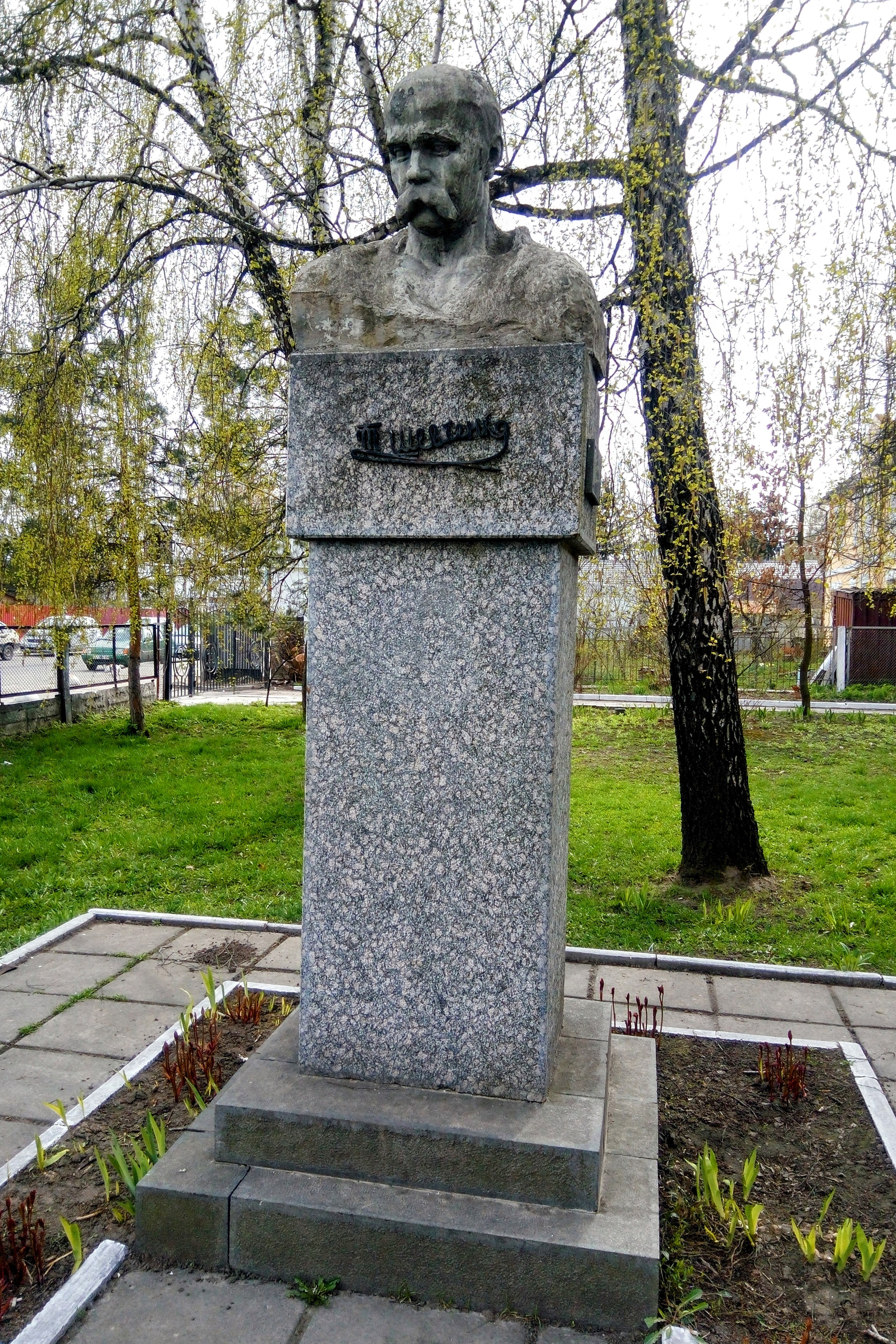
Старий пам'ятник Шевченку зблизька

- Фастівець (Фастівський район). Пам'ятник-погруддя на прямокутному постаменті встановлено у 1999 році. Автор — скульптор Древецький А.А. На кургані Переп'ят на околиці села, де в 1846 році на розкопках брав участь Тарас Шевченко, йому встановлений пам'ятний знак.

Пам'ятник-погруддя Шевченку у Фастівці
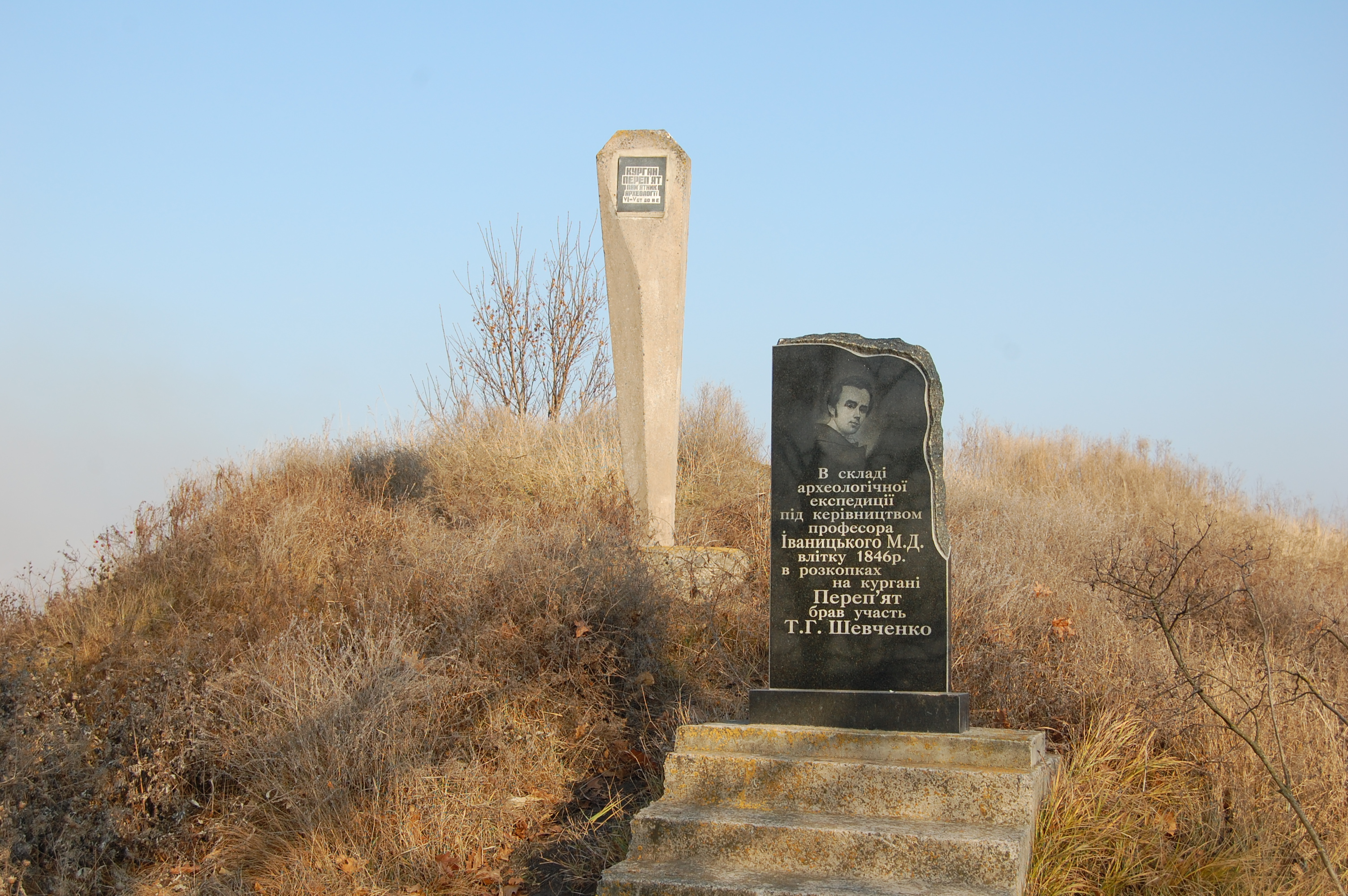
Пам'ятний знак Шевченкові на кургані Переп'ят

Шкарівка (Білоцерківський район). Пам'ятник встановлено у центральному парку ім. Тараса Шевченка.   - Пам'ятник Шевченку у Шкарівці
- Яготин. У місті є три пам'ятники Шевченку. Перший у міському парку, другий на площі біля середньої школи № 3, третій біля музею «Флігель Т. Г. Шевченка» на території Яготинської районної лікарні.

Пам'ятник-погруддя Шевченку у міському парку
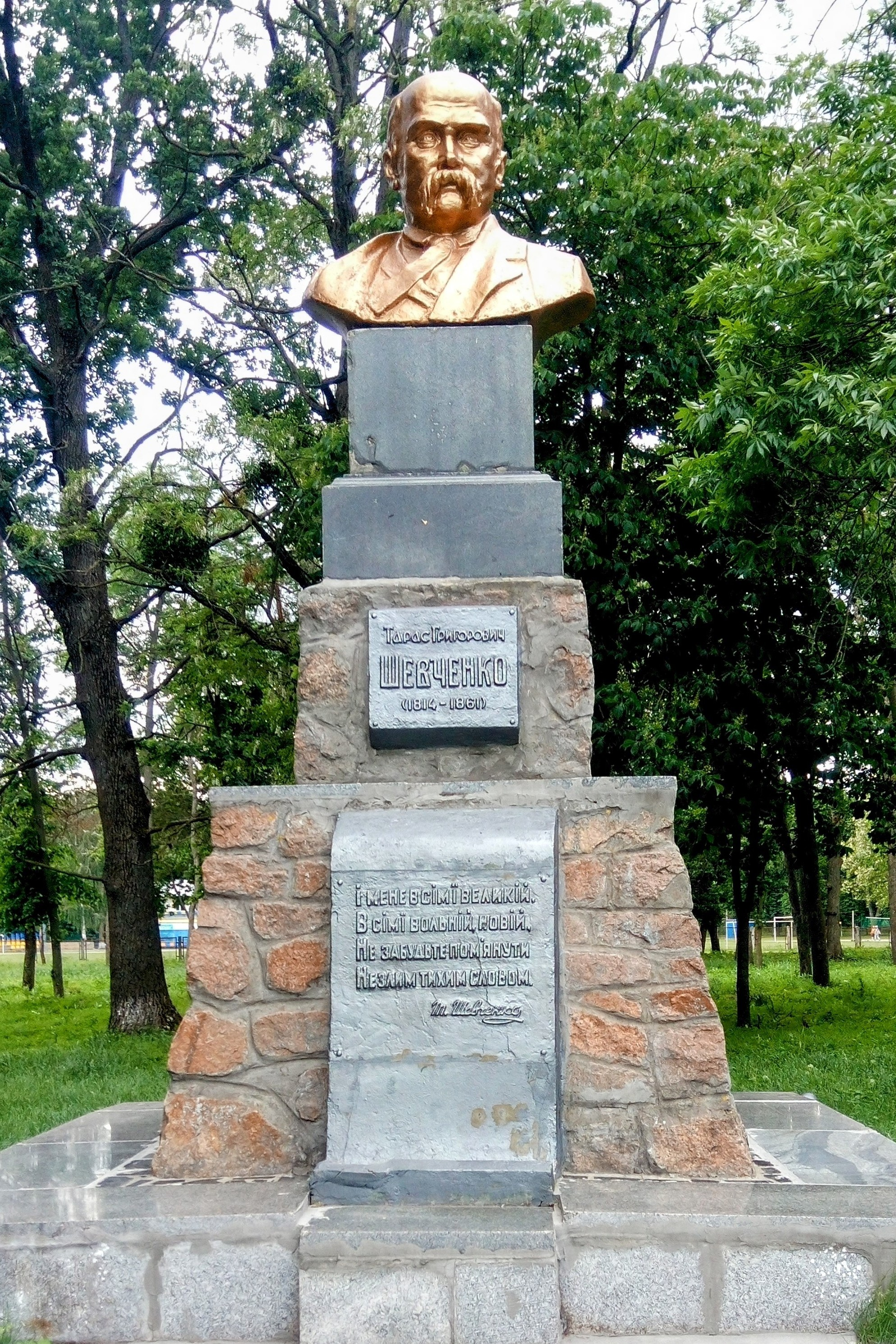
Погруддя Шевченку у міському парку зблизька
Пам'ятник на площі біля середньої школи № 3
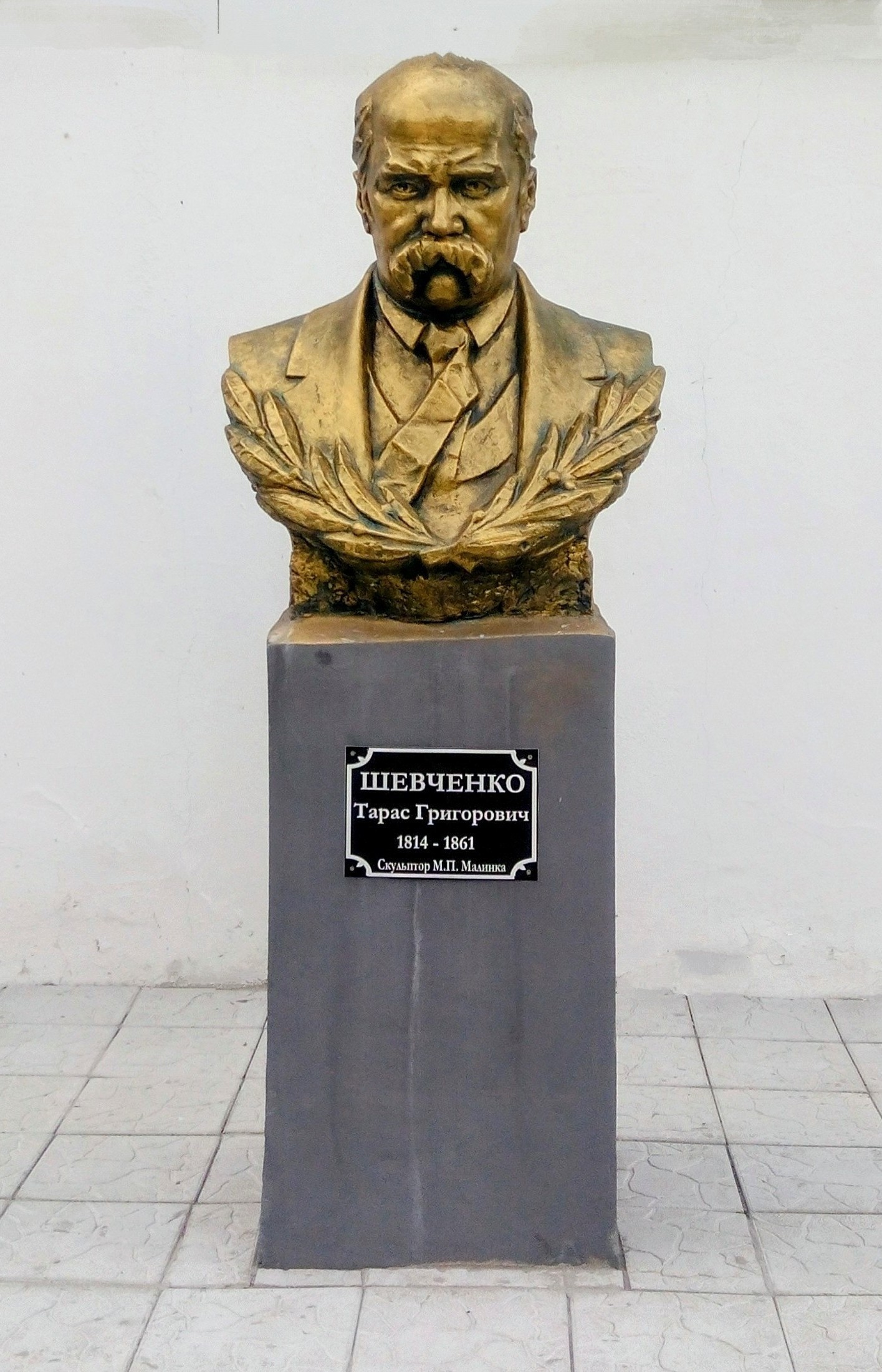
Погруддя Кобзарю біля музею "Флігель Т.Г.Шевченка"

### Кіровоградська область
- Кропивницький. Пам'ятник Тарасові Шевченку розташований перед будівлею Кіровоградської обласної бібліотеки для дітей по вул. Шевченка, 5/22.

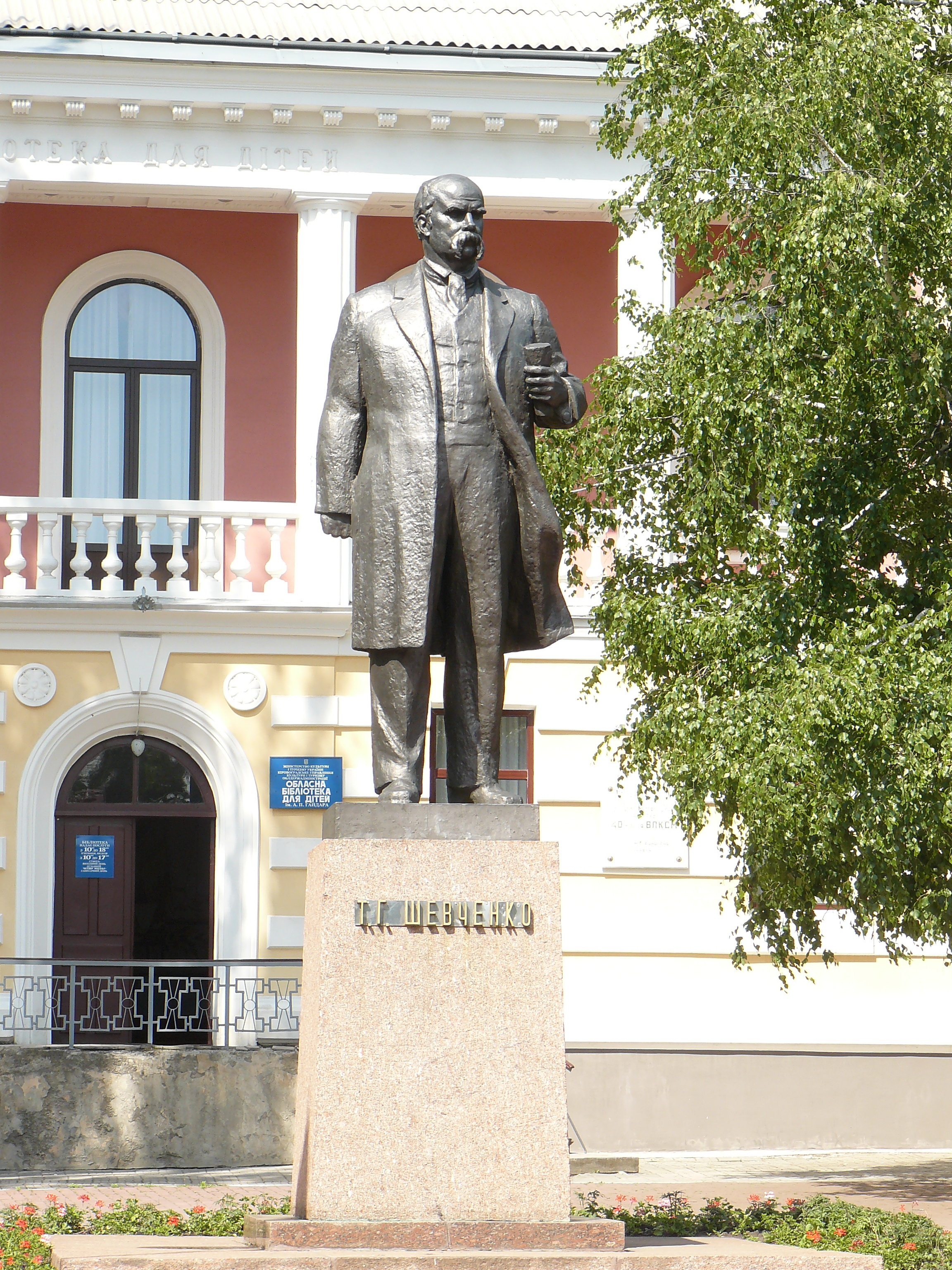
Пам'ятник Шевченку у Кропивницькому

- Кропивницький, Ковалівка. Пам'ятник «Могила Шевченка» був насипаний учнями Єлисаветградського ремісничо-грамотного училища у садку при училищі (нині вулиця Вокзальна, 14) у 1871 році — до 10-річчя смерті Т. Шевченка. Це перший відомий пам'ятник Т.Шевченкові у світі. Курган обсаджений деревами та квітами простояв до середини 20 століття. Ініціатор створення пам'ятника освітній діяч, учитель, офіцер Микола Федорович Федоровський (1837—1918).[70][71][72]

- Вільшанка. Встановлене погруддя письменника. Скульптор — Микола Береза.

Пам'ятник Шевченку у Вільшанці

- Гайворон. Встановлений пам'ятник-погруддя Кобзарю. Автор — скульптор Георгій Логвинов.

Пам'ятник Шевченку в Гайвороні

- Долинська. Встановлене погруддя письменника.
- Знам'янка (Кропивницький район). Погруддя встановлене у 2008 році по ініціативі його нащадка В'ячеслава Шкоди, знаходиться на вул. Михайла Грушевського.

Пам'ятник Шевченку в Знам'янці
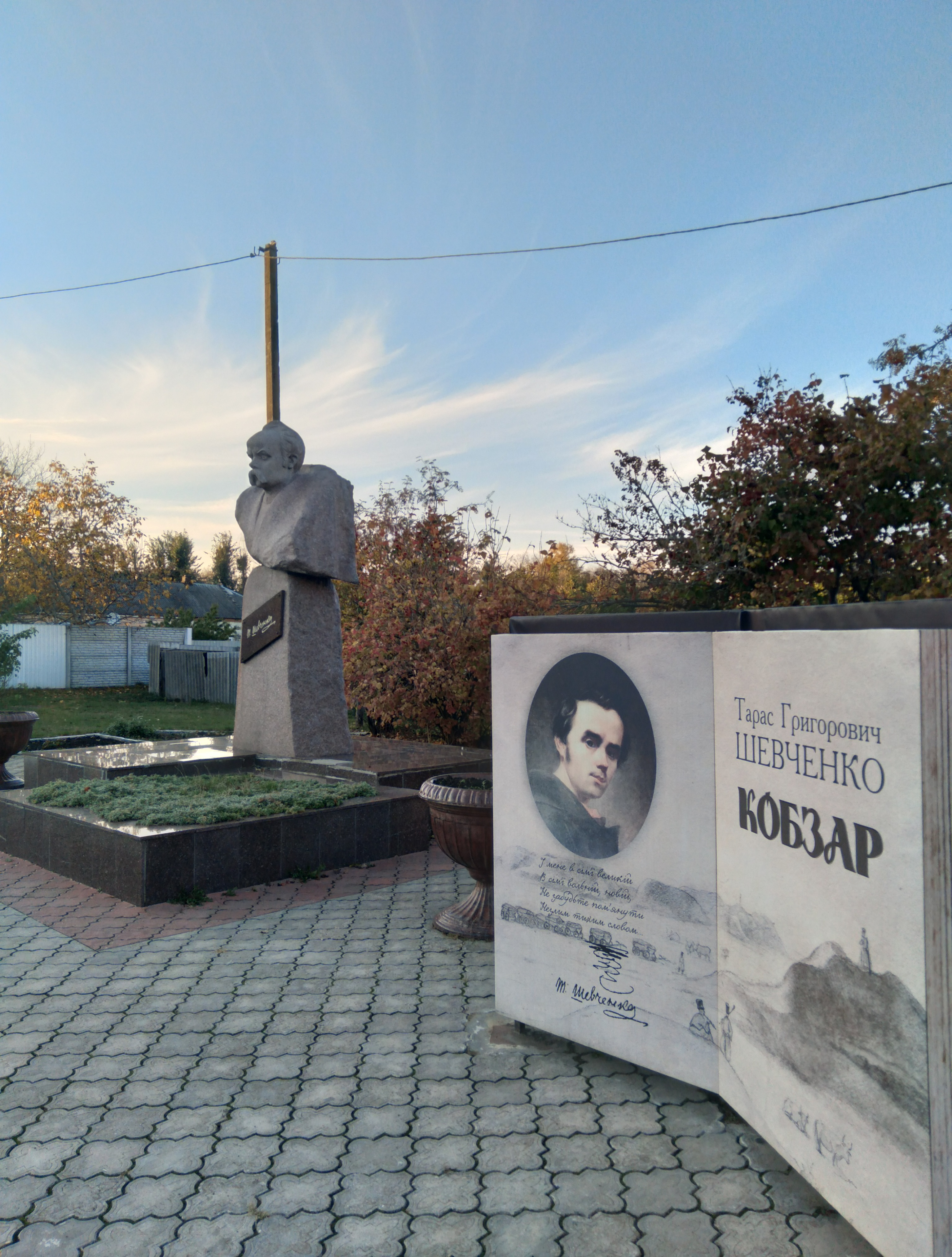

- Несваткове. Пам'ятник встановлено в 2009 році. Автор — Ніколенко М. С.
- Новомиргород. Пам'ятник Шевченкові в Новомиргороді відкрито 25 червня 2010 року перед будівлею міської ради. Скульптор Владислав Диймон зобразив Тараса Шевченка молодим та сповненим сил[73].

Пам'ятник Шевченкові в Новомиргороді

- Олександрія. Пам'ятник розташований на просп. Соборному поряд з гімназією № 1 імені Т. Г. Шевченка. У 2000-х роках бюст замінено, оскільки попередній почав руйнуватися під впливом погодних чинників.

Пам'ятник Шевченку в Олександрії

- Олександрівка. В селищі встановлено два пам'ятники Шевченку. Перший був відкритий 1968 році по вулиці Шкільній біля Олександрівської середньої школи № 1 (тепер — Олександрівська філія № 3 КЗ «Олександрівське НВО № 1»). В 2003 році ще один пам'ятник встановили в центрі Олександрівки по вулиці Леніна (тепер — Незалежності України) між будинками дитячої музичної школи і районного військового комісаріату. Автор — Ніколенко М. С. (1920—2003)[74].

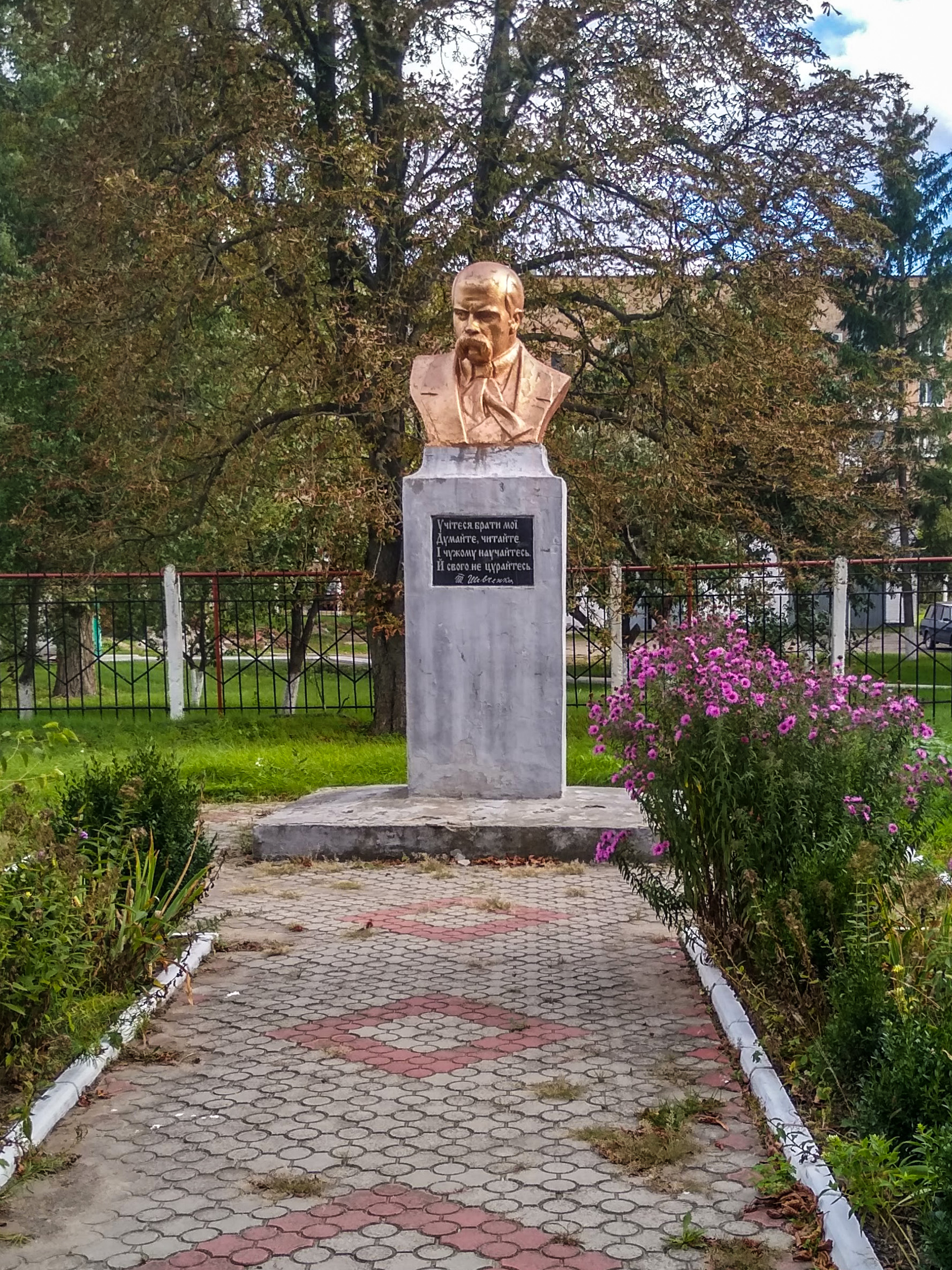
Пам'ятник Шевченку в Олександрівці в центрі

- Світловодськ. Пам'ятник Кобзарю знаходиться в самому центрі міста — парку культури і відпочинку імені Тараса Шевченка, встановлений у 1978 році. Автори — скульптор Мацієвський А. Ю., архітектор Губенко А.

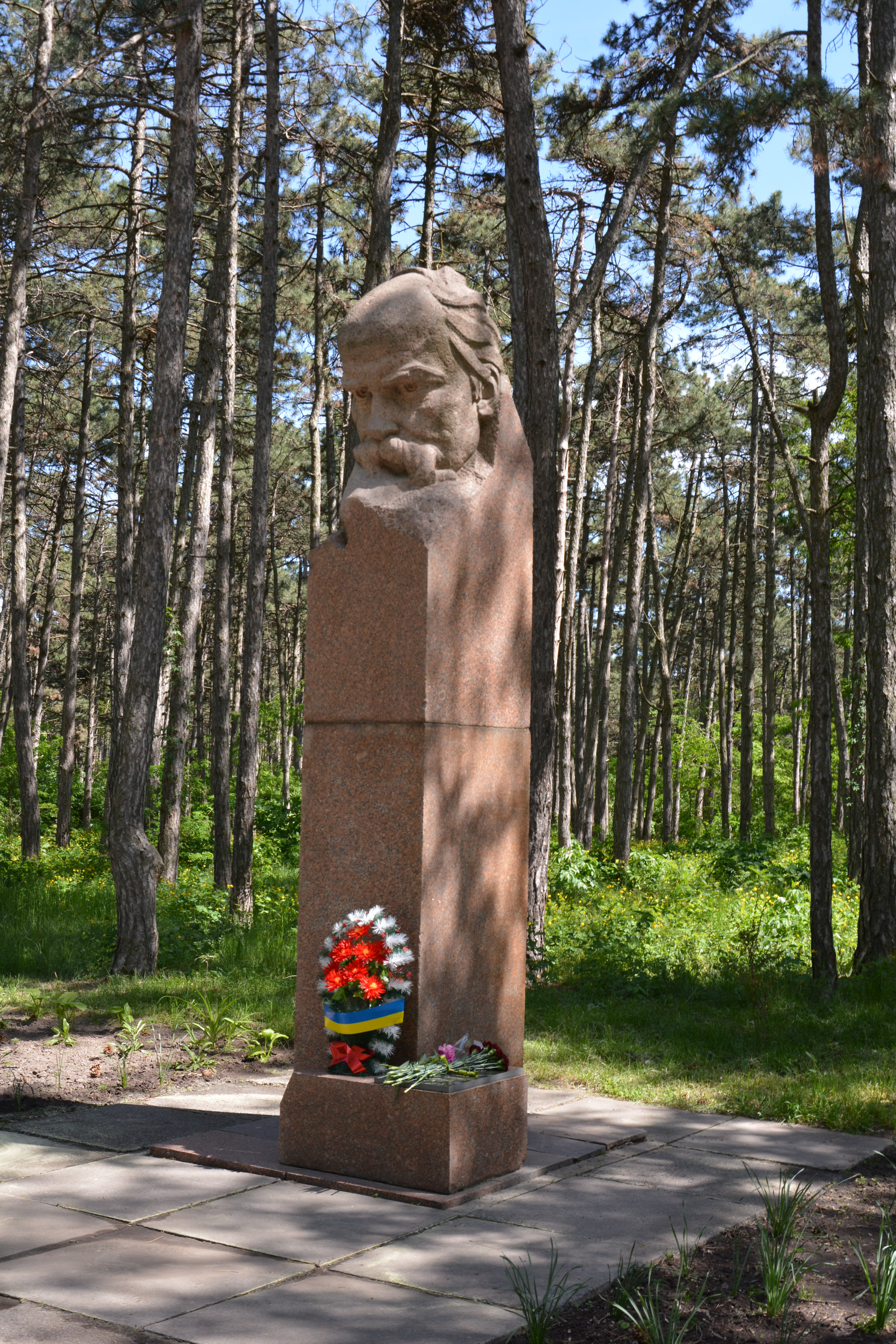
Пам'ятник Шевченку в Світловодську

### Луганська область
- Луганськ. Пам'ятник встановлений 22 травня 1998 року у сквері Героїв Великої Вітчизняної війни. Автор — відомий український скульптор І. М. Чумак (1926—2004).

Пам'ятник у День Незалежності України (2012)

- Антрацит. Пам'ятник встановлений у 1964 році у сквері навпроти кінотеатру імені Т. Г. Шевченка. Матеріал — залізобетон. Виробник — Ростовський художньо-виробничий комбінат
- Білокуракине. Пам'ятник встановлено в сквері поблизу школи.
- Свистунівка. Пам'ятник встановлений біля Свистунівського НВК.
- Сіверськодонецьк. Пам'ятник Тарасу Шевченку встановлений в сквері біля Сіверськодонецького міського театру драми у 1956 році.

Пам'ятник Шевченку у Сіверськодонецьку

- Старобільськ. У місті є два пам'ятники Шевченку. Перше давнє погруддя на центральному майдані. Друге сучасний пам'ятник, також на центральному майдані.

Сучасний пам'ятник Шевченку в Старобільську
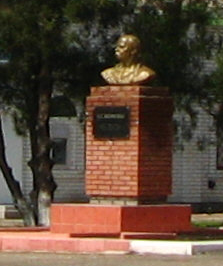
Давнє погруддя Шевченку на центральному майдані

### Львівська область
У Львівській області встановлено понад 196 пам'ятників поету.
- Львів. У Львові є декілька пам'ятників Тарасові Шевченку.

1. Найперший встановлений у 1960 році на подвір'ї львівської середньої загальноосвітньої школи № 63, на Личакові.
2. Старіший є біля входу в «Шевченківський гай» на вулиці Чернеча Гора (скульптор — Юрій Гав'юк).
3. Новіший, відкритий у 1992 році, розташований на проспекті Свободи.
4. Погруддя Т. Г. Шевченку в фоє готелю «Гетьман», що на вулиці Володимира Великого. Матеріал — бронза.
5. Погруддя Т. Г. Шевченку у приміщенні державного інституту проектування міст «Містопроект», що на вулиці Генерала Чупринки.
6. Пам'ятник розташований на вул. Незалежності України в центрі селища Брюховичі, що підпорядковане Шевченківському району міста Львова. Урочисте відкриття пам'ятника молодому Тарасові Шевченку відбулося 18 вересня 1994 року (скульптор — Любомир Кукіль)[76].
7. Пам'ятник розташований на вул. Шевченка в центрі міста Винники, що підпорядковане Личаківському району міста Львова. Його відкрито 28 вересня 1913 року: це перший на Західній Україні скульптурний пам'ятник Кобзареві. Пам'ятник виготовлено з каменю-пісковику, який видобувають у Застіночівському кар'єрі у с. Застіноче Теребовлянського району Тернопільської області, архітектор — Олександр Лушпинський, скульптор — Андрій Яворський. Пам'ятник споруджено коштом місцевої української громади, комітет з будівництва пам'ятника очолював голова винниківської «Просвіти» Володимир Левицький[77].

Пам'ятник у центрі Львова
Пам'ятник біля входу у «Музей народної архітектури і побуту імені Климентія Шептицького»
Пам'ятник молодому Т. Г. Шевченку у Брюховичах
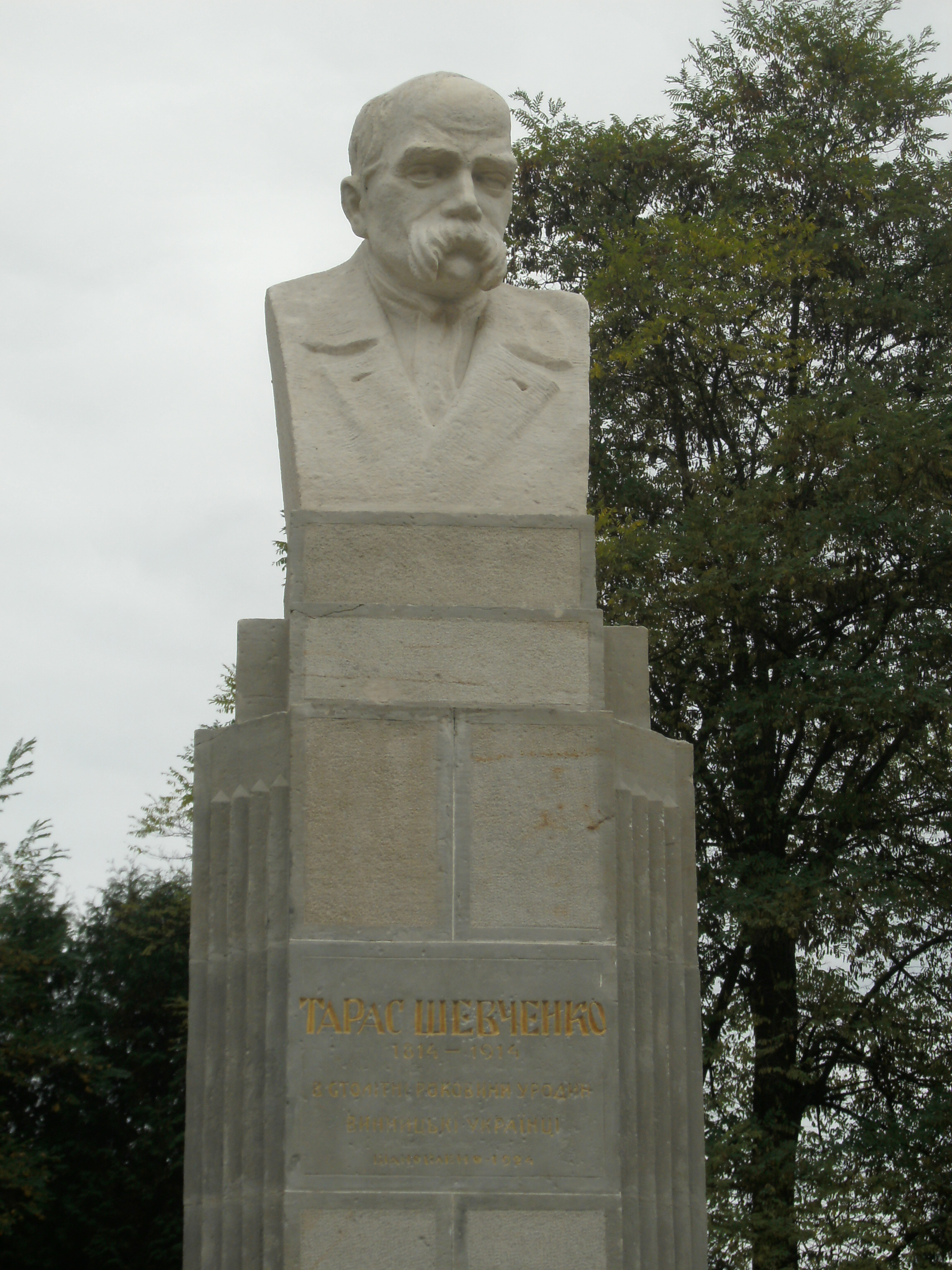
Погруддя Т. Г. Шевченку у Винниках
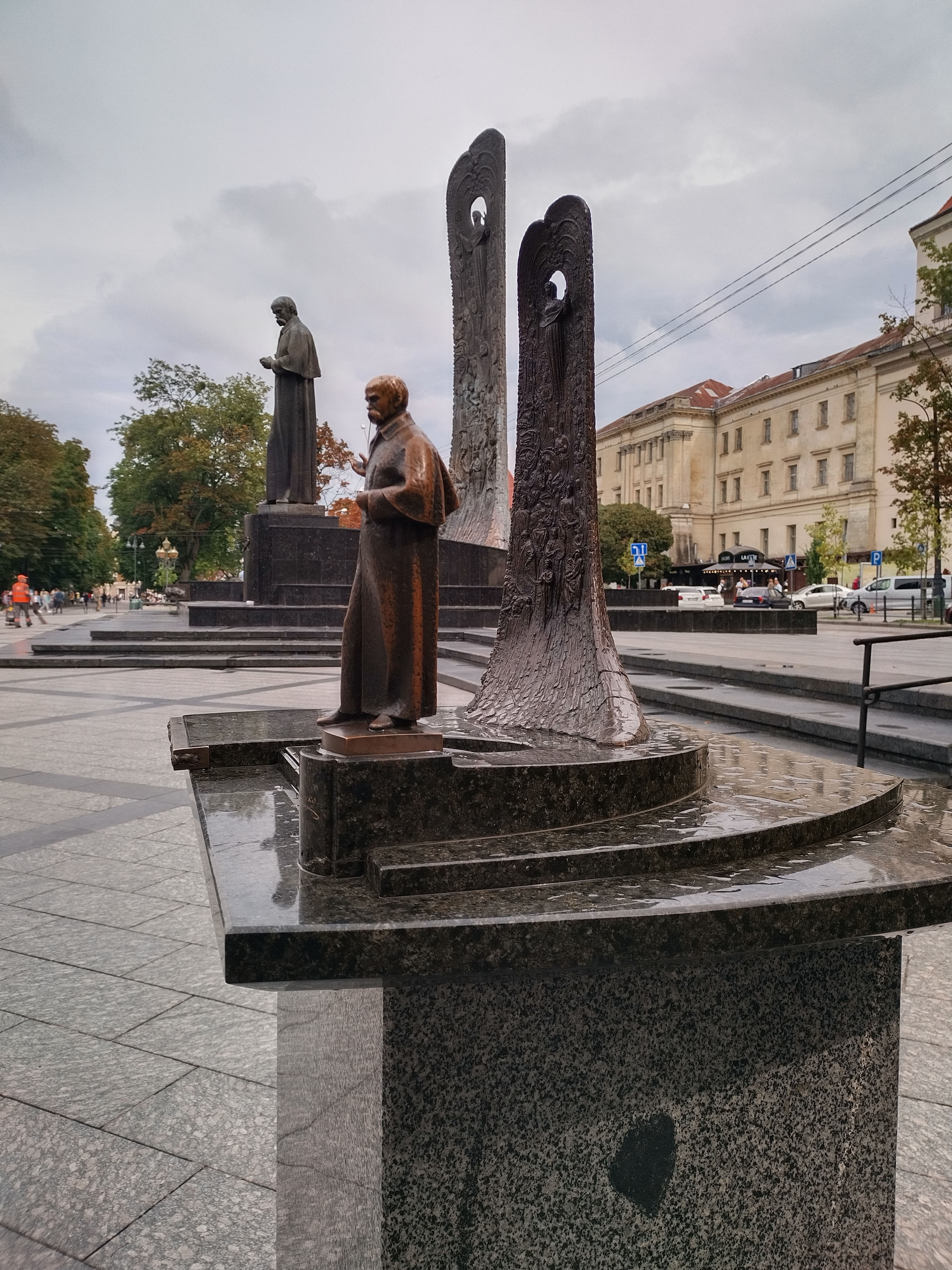
Монумент та мініатюрний пам'ятник на проспекті Свободи
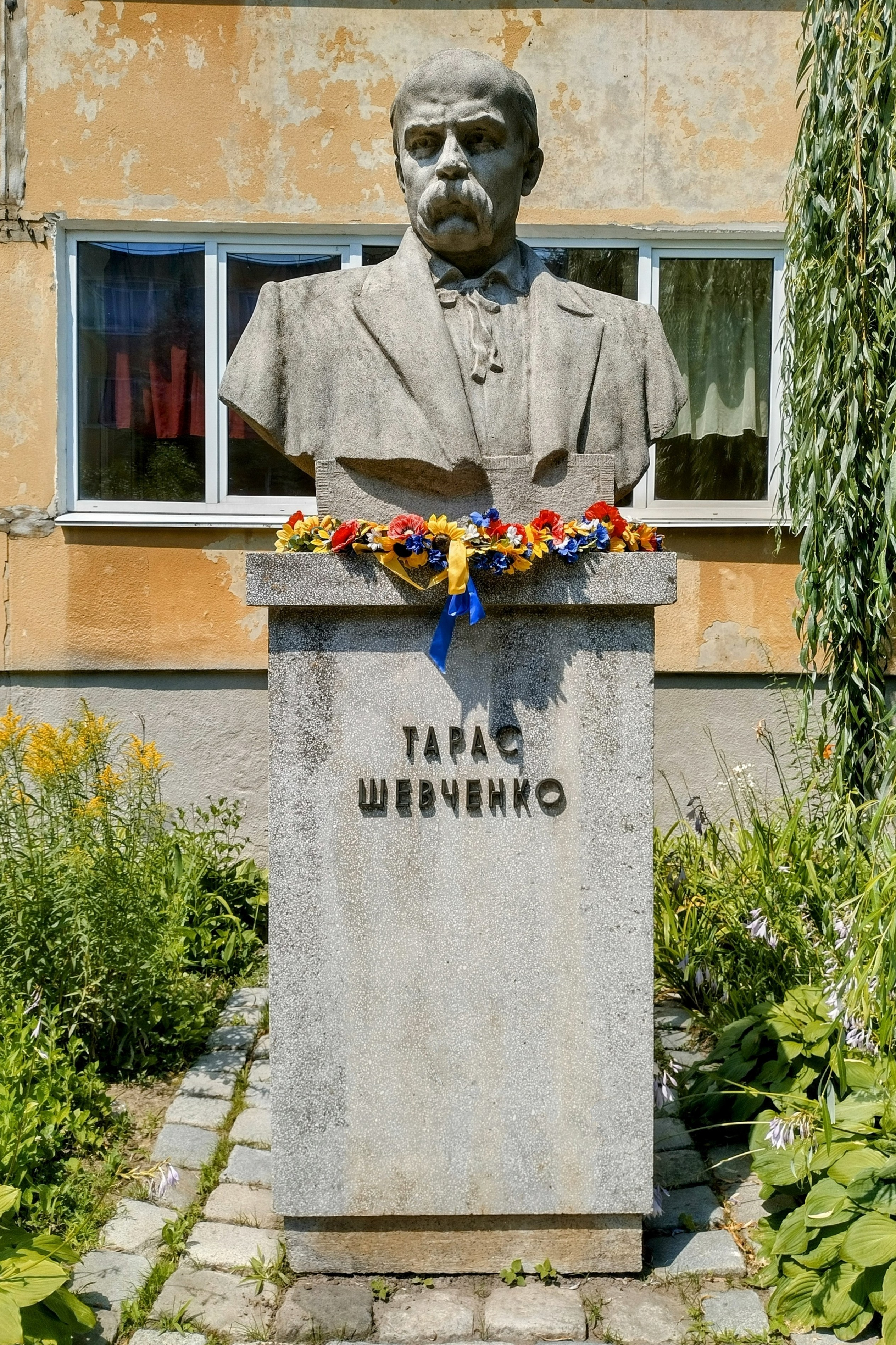
Пам'ятник Т. Шевченку на подвір'ї СЗОШ № 63 на вул. Личаківській

- Берлин (Золочівський район). Пам'ятник Тарасу Шевченку відкритий 21 жовтня 1991 року.
- Бірки (Яворівський район). 30 листопада 2014 р. у Бірківському НВК «ЗОШ I—III ступенів — ДНЗ» ім. Тараса Шевченка відкрито пам'ятну стелу «Молодий Шевченко».
- Болотня (Львівський район). Відкритий у 1992 році. Автори пам'ятника - скульптор Е. Бучинський, архітектор Б. Цар. Матеріал - мармурова крихта, бетон.
- Бородчиці (Жидачівський район). Пам'ятник Тарасу Шевченку відкритий 1991 року.

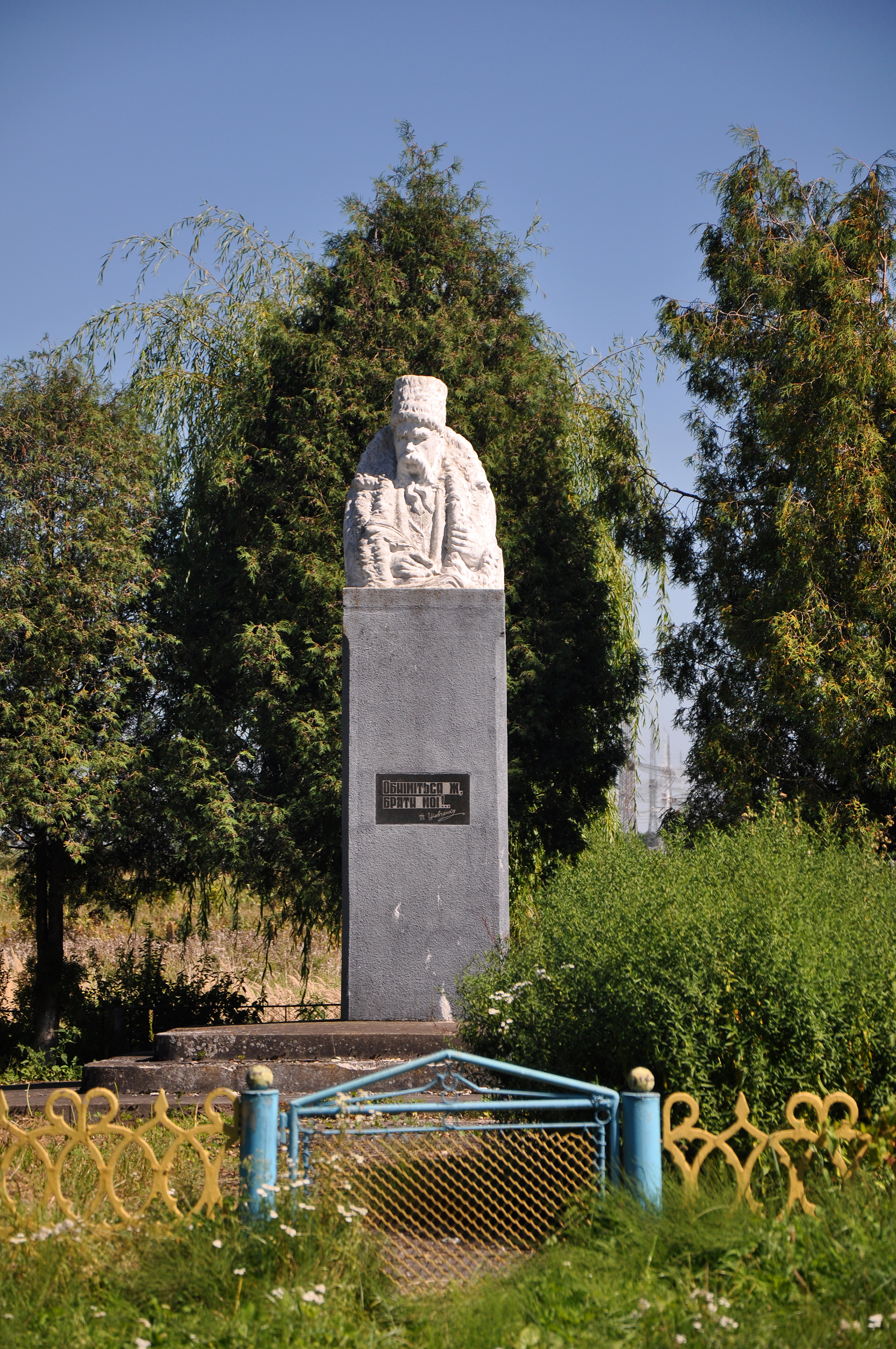
Пам'ятник Шевченку в Бородчицях

- Борислав. Перший бетонний м'ятник Т. Г. Шевченку вперше встановлений у 1940 році, не зберігся. Замість нього у 1979 році було виготовлено нову скульптуру — з мармурової крихти[78].

Пам'ятник Тарасові Шевченку в Бориславі

- Броди. Пам'ятник Шевченку встановлений 25 липня 1993 року на центральній площі міста Броди - площі Ринок.

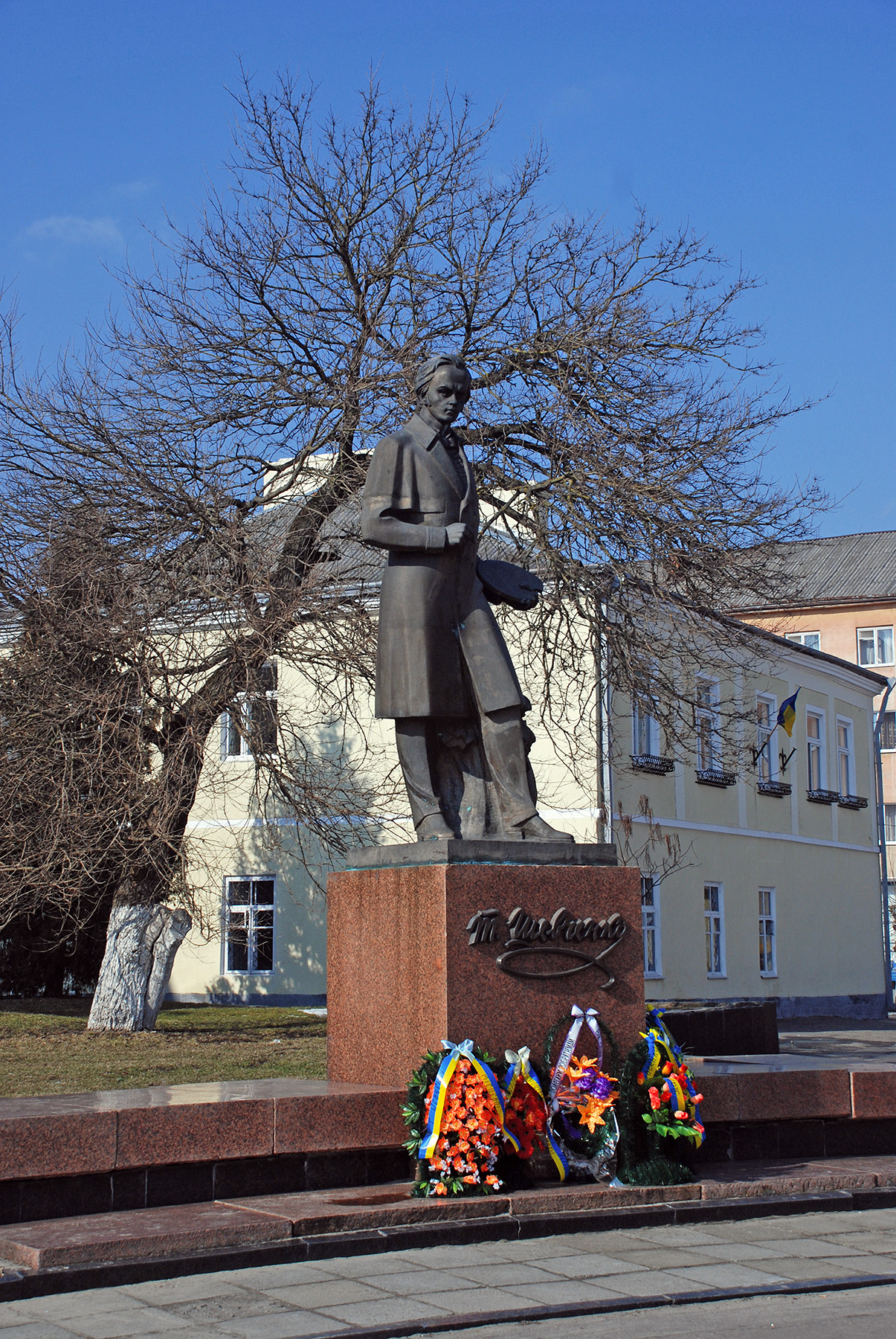
Пам'ятник Тарасові Шевченку в Бродах

- Бунів (Яворівський район). Пам'ятник-погруддя Тарасу Шевченку відкрито на подвір'ї селищної ради 18 серпня 1996 року.

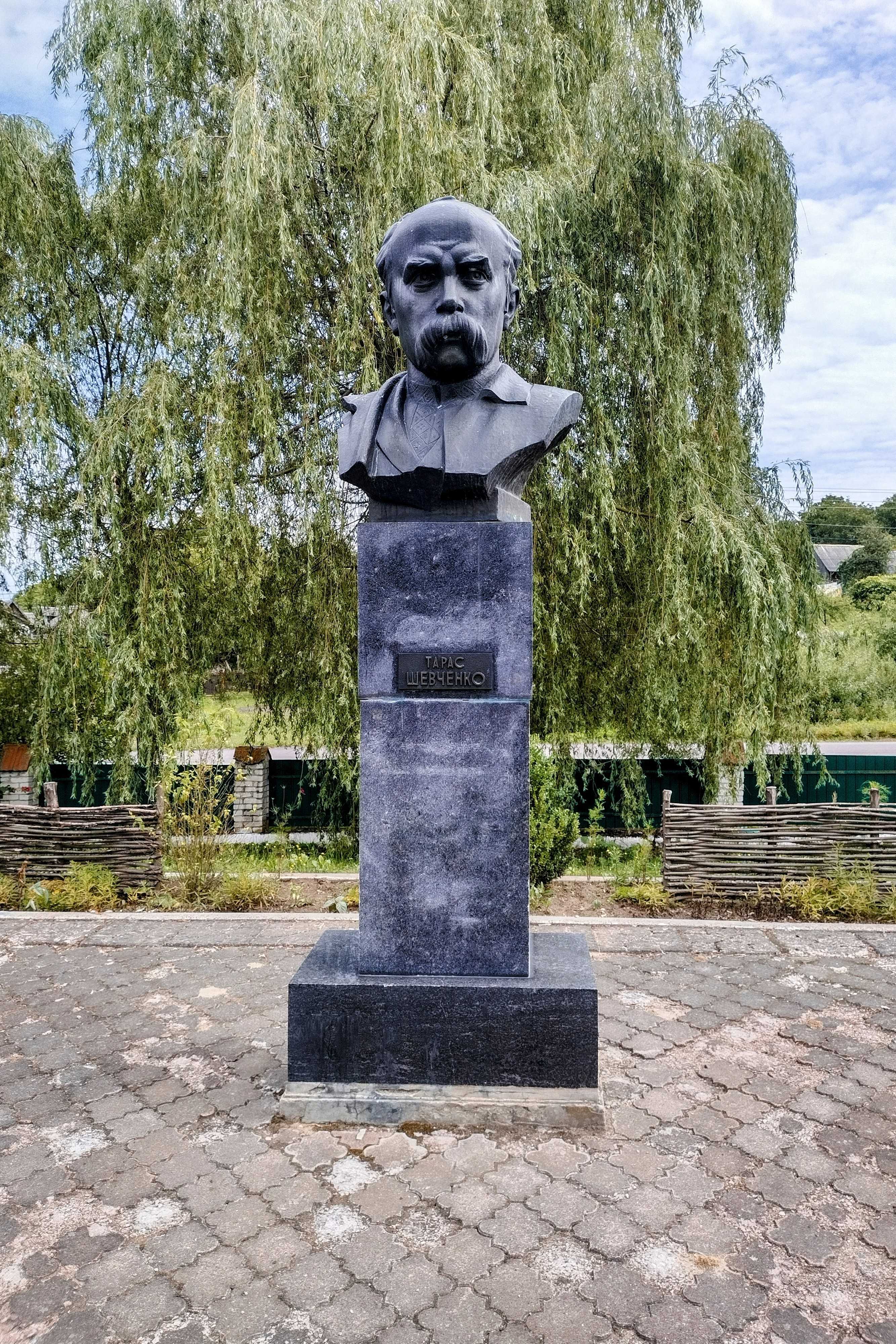
Пам'ятник-погруддя Тарасу Шевченку в с. Бунів

- Ванів (Червоноградський район. Белзщина). Погруддя встановлено у 2011 році за кошти громади села Ванова при сприянні сільського голови Г. Пагули, Сокальської РДА та за підтримки підприємців, які працюють на території Ванівської сільської ради[79].
- Великий Любінь (Львівський район). Почав свою історію пам'ятник ще у 1992 році на території Львівського заводу комунального устаткування, де був встановлений з нагоди першої річниці Незалежності України колективом підприємства. На жаль, виробництво зазнало краху з цілої низки причин, і погруддя юного Тараса чекала гірка доля забуття і занедбання. У 2000 році до тодішнього голови селищної ради Я. Юрчака звернувся громадський діяч В. Мацелюх, якого непокоїв стан пам'ятника. Активний краянин і запропонував подарувати погруддю шанс на достойне майбутнє. На прохання громади Великого Любеня й розпочалися перемовини, внаслідок яких було прийнято ухвалу про безкоштовну передачу громаді пам'ятника для встановлення на території курортного містечка. З 30 жовтня 2004 року на площі, що поблизу міської лікарні, з високого постаменту гордо споглядає на свій народ український Геній. На бронзовій таблиці у вигляді палітри — напис «Тарас Шевченко»[80].

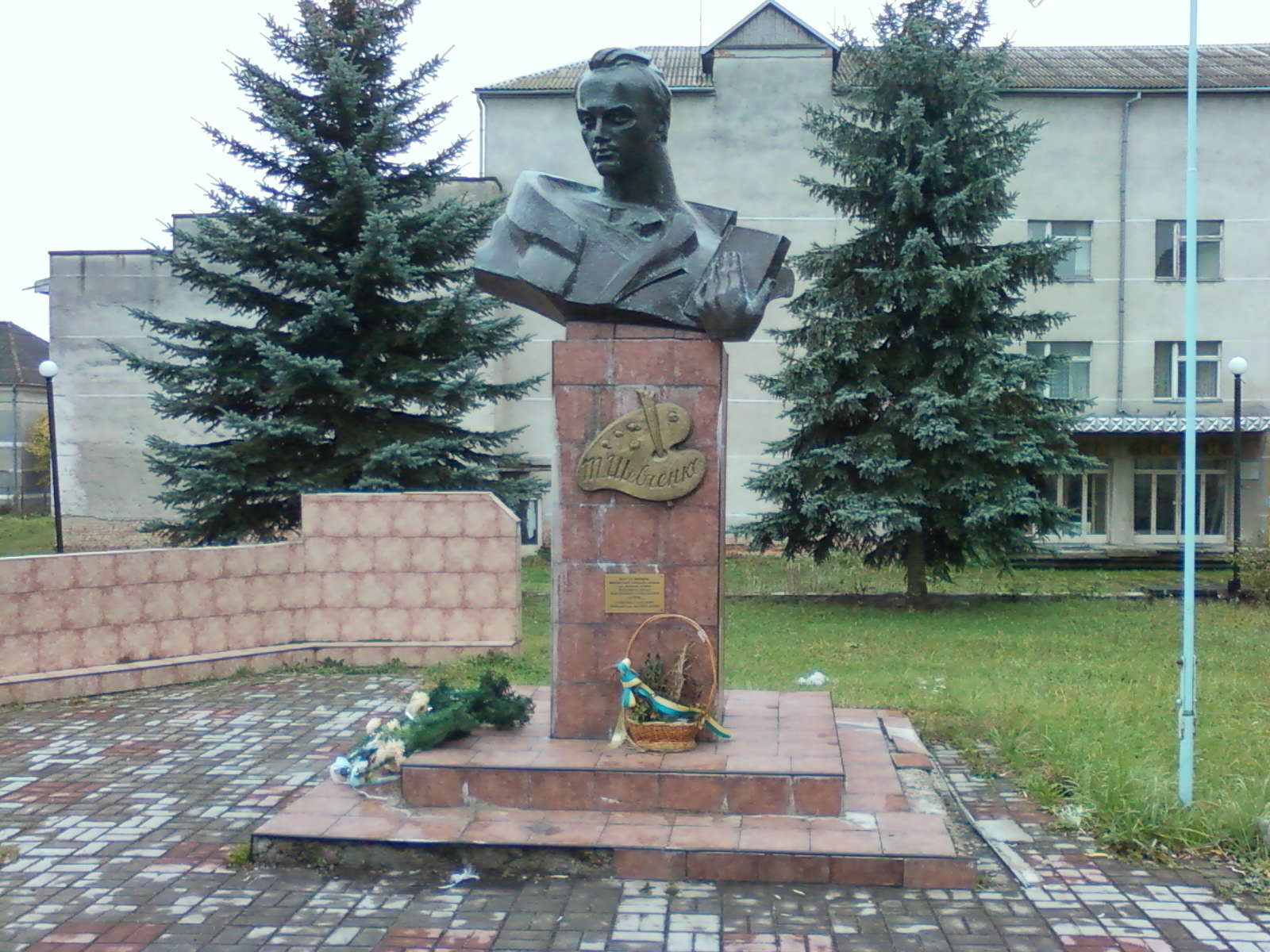
Погруддя письменника у Великому Любені

- Віжомля (Яворівський район). Пам'ятник Кобзарю відкрито 13 липня 2014 року.

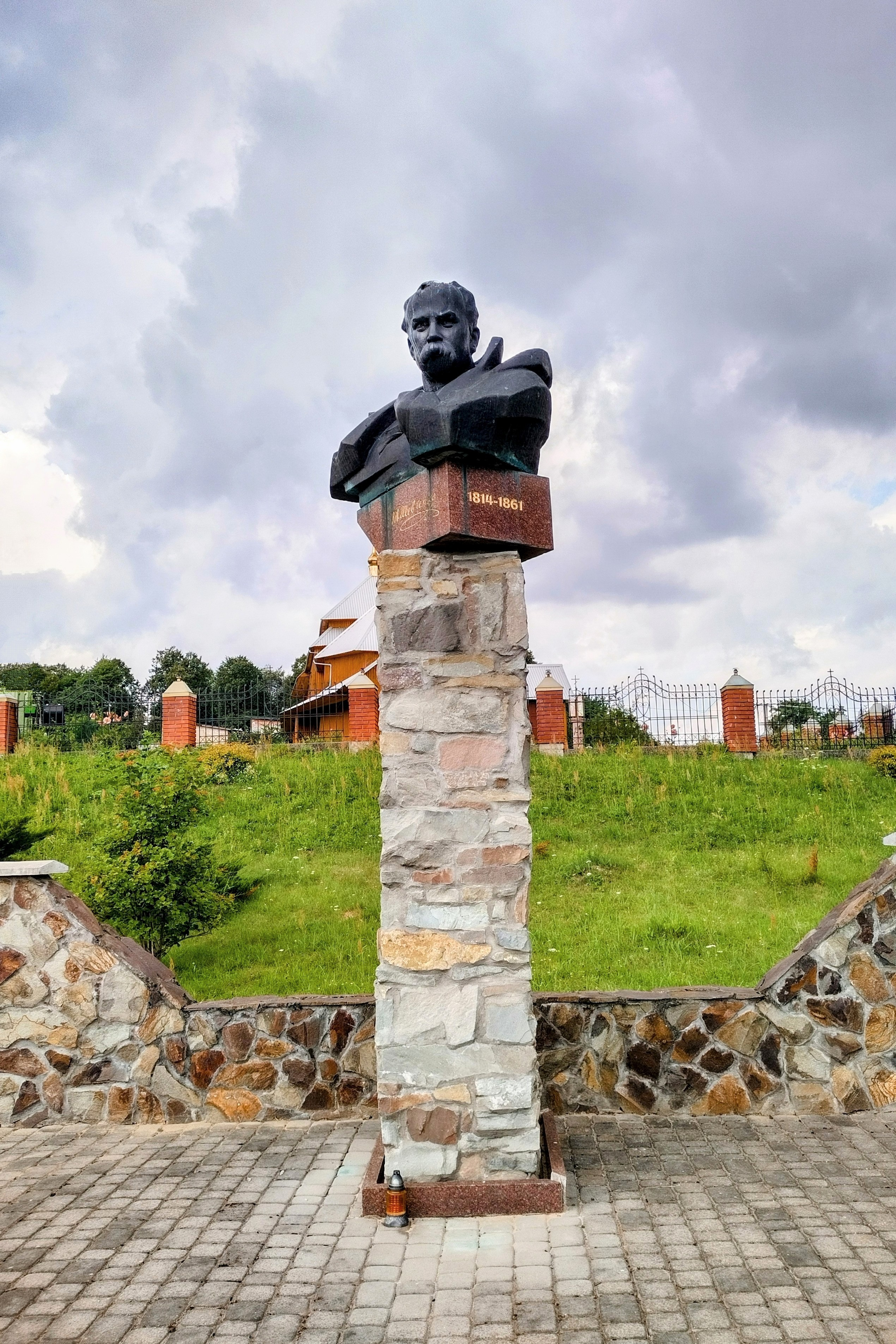
Погруддя Тарасу Шевченку в с. Віжомля

- Вовчухи (Львівський район). Виготовлений у львівському Державному коледжі декоративного та ужиткового мистецтва ім. І.Труша, як дипломна робота бакалаврів Лариси Романишин і Андрія Фешера. Керівники дипломного проекту, викладачі коледжу, члени Національної спілки художників Олександр Гавюк, Ярослав Троцько. Консультант з архітектури Юліан Квасниця. Кошти на виконання скульптури надали вихідці з села: Василь Откович, Мирослав Откович, Михайло Макар. Будівельні роботи, упорядкування площі забезпечив сільський голова Любомир Галів з громадою села[80].
- Городок. Пам'ятник Кобзарю відкрили 24 серпня 1971 року. Автор роботи — львівський скульптор Василь Ордехівський. Спочатку погруддя планували встановити на вулиці Тараса Шевченка, але районний архітектор Тарас Ільчишин домігся, щоб пам'ятник все ж таки встановили на центральній площі міста.

- Градівка (Львівський район). Пам'ятник Тарасу Шевченку споруджено 6 вересня 1964 року. Це був на той час перший пам'ятник Кобзареві на Городоччині, збудований коштом сільської громади під наполегливим керівництвом Івана Павловича Бучківського, який, побувавши в Каневі на Тарасовій могилі, взяв звідти грудочку землі і поклявся, що збудує у Градівці пам'ятник Шевченку. Хоч як КГБ залякувало п. Івана Бучківського, але він все-таки зорганізував громаду — кожен мешканець села жертвував на благодійну справу. Це будівництво почалося всупереч забороні влади. А відкрили пам'ятник до 150-річчя з дня народження Кобзаря[80].
- Домажир (Яворівський район). Пам'ятник встановлено 24 серпня 2010 р.
- Дрогобицький район. На 16-му кілометрі узбіччя автошляху Т 1418 (Дрогобич — Самбір).

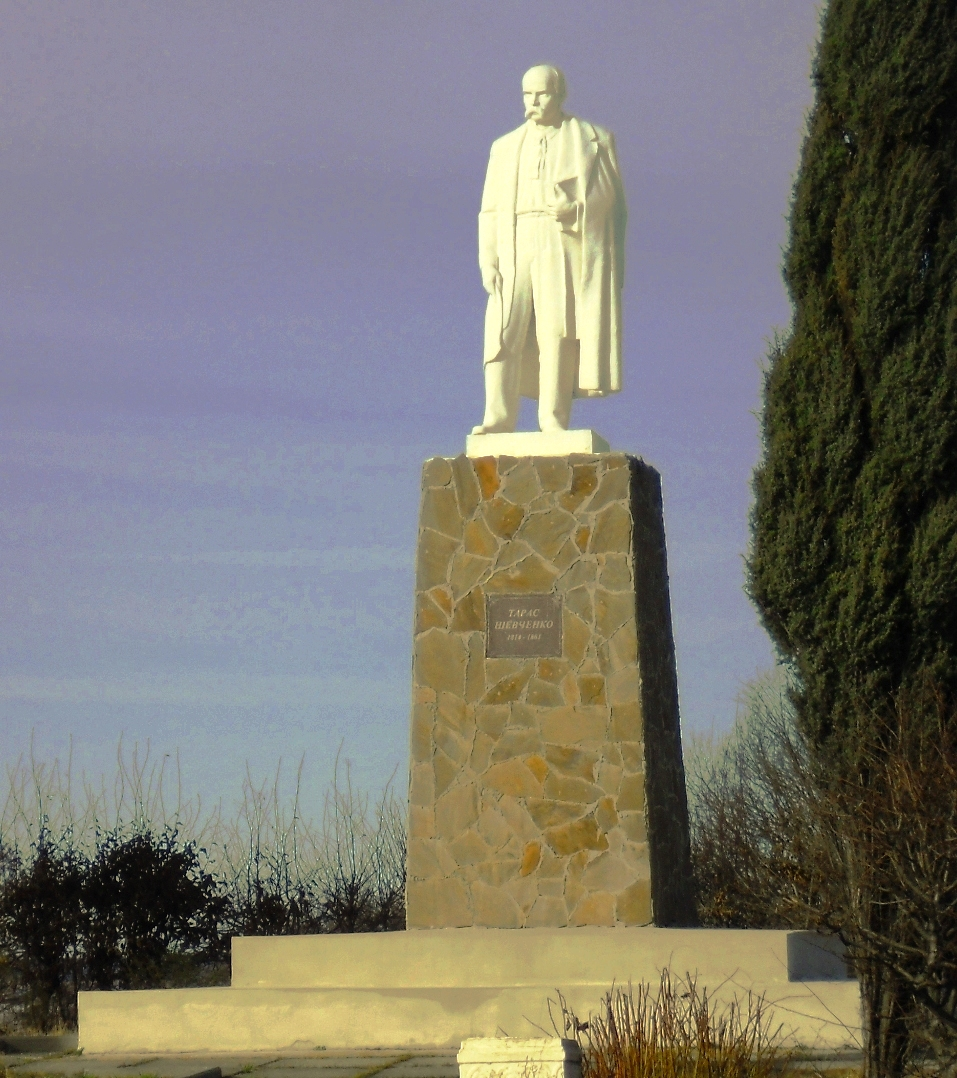
Пам'ятник Тарасу Шевченку на 16-му кілометрі узбіччя автошляху Дрогобич — Самбір

- Дрогобич. Пам'ятник встановлений перед готелем «Тустань».

Пам'ятник Тарасові Шевченку в Дрогобичі
Гаївка на площі біля пам'ятника Тарасові Шевченку під час Великої Гаївки. Квітень 2012 року.

- Дубляни (Львівський район). Пам'ятник Шевченкові встановлено біля Дублянського опорного ліцею імені Героя України Анатолія Жаловаги.

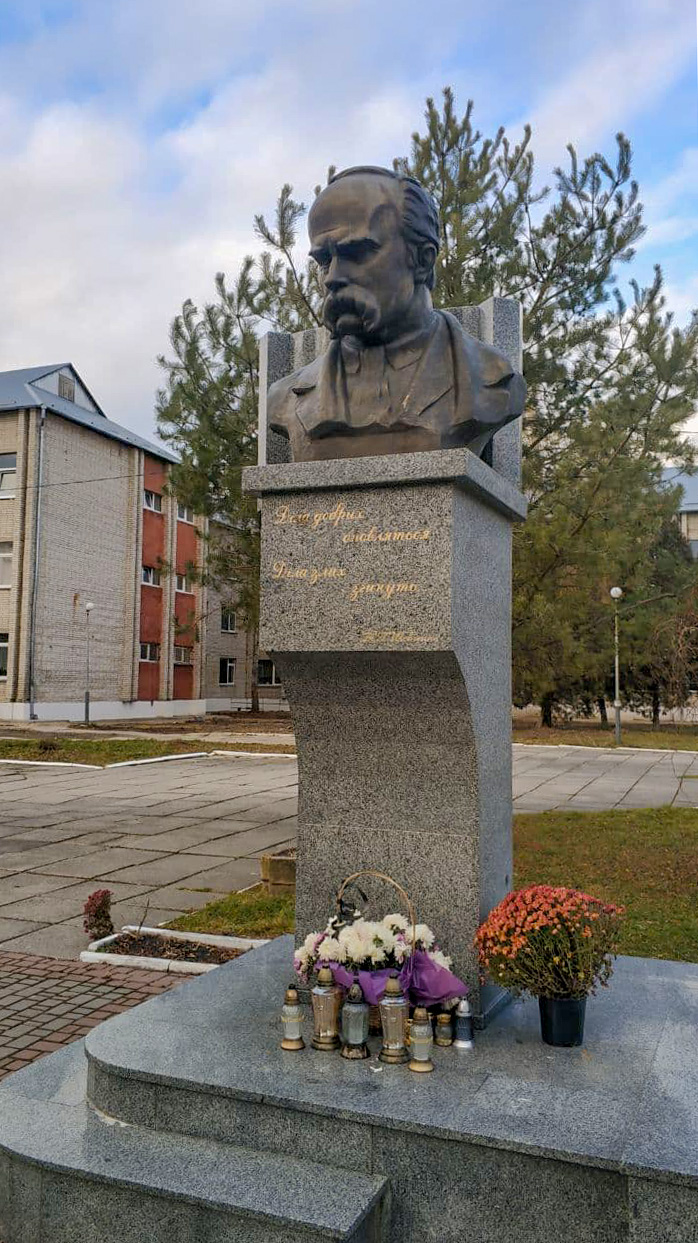
Пам'ятник Шевченкові в Дублянах

- Дунаїв (Львівський район). Пам'ятник Шевченку Т. Г., українському поету і художнику, відкритий 1961 року у місцевому парку. 1972 року внесений до реєстру пам'яток монументального мистецтва Перемишлянського району під охоронним № 1640.
- Жовква. Пам'ятник-барельєф встановлено поруч з Жовківським міським народним будинком.

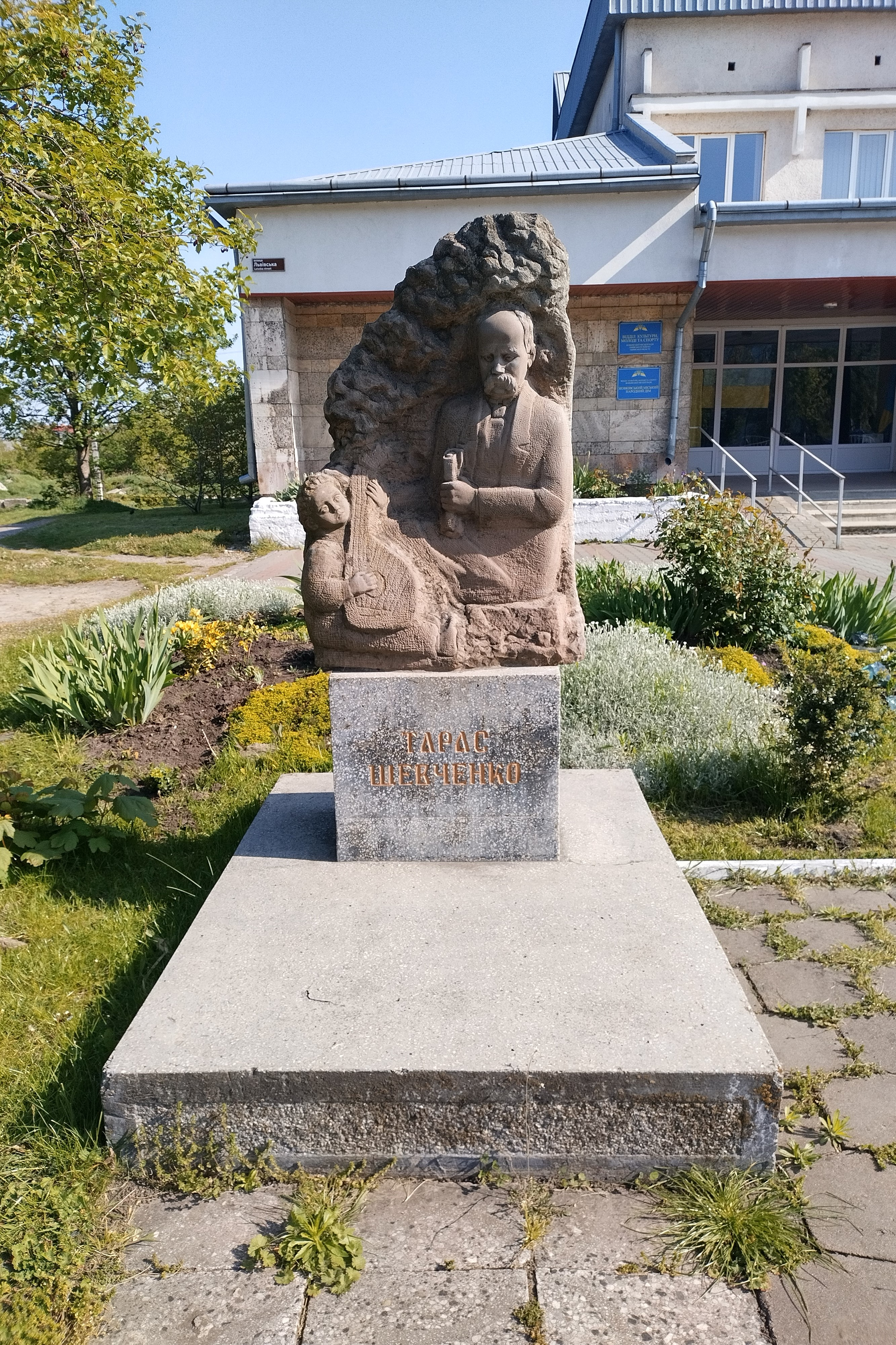
Пам'ятник-барельєф Шевченку у Жовкві

- Завадів (Стрийський район). У Завадові встановлено два пам'ятники Тарасові Шевченку, один з яких належить до найстаріших, на яких поет зображений у повний зріст, відкритий у 1916 році.
- Завидовичі (Львівський район). Пам'ятник Шевченку відкрито у 1992 році.
- Заверешиця (Львівський район). Пам'ятник встановлений в 2009 році на честь 10-ої річниці школи на подвір'ї Заверешицької ЗОШ І-ІІІ ст. «Берегиня». Скульптор — Петро Федорович Штаєр.
- Золочів. Пам'ятник з мармурової крихти встановлений у 1991 році на площі, яка носить ім'я Шевченка. Автор - скульптор Євген Дзиндра.

Пам'ятник Шевченку у Золочеві

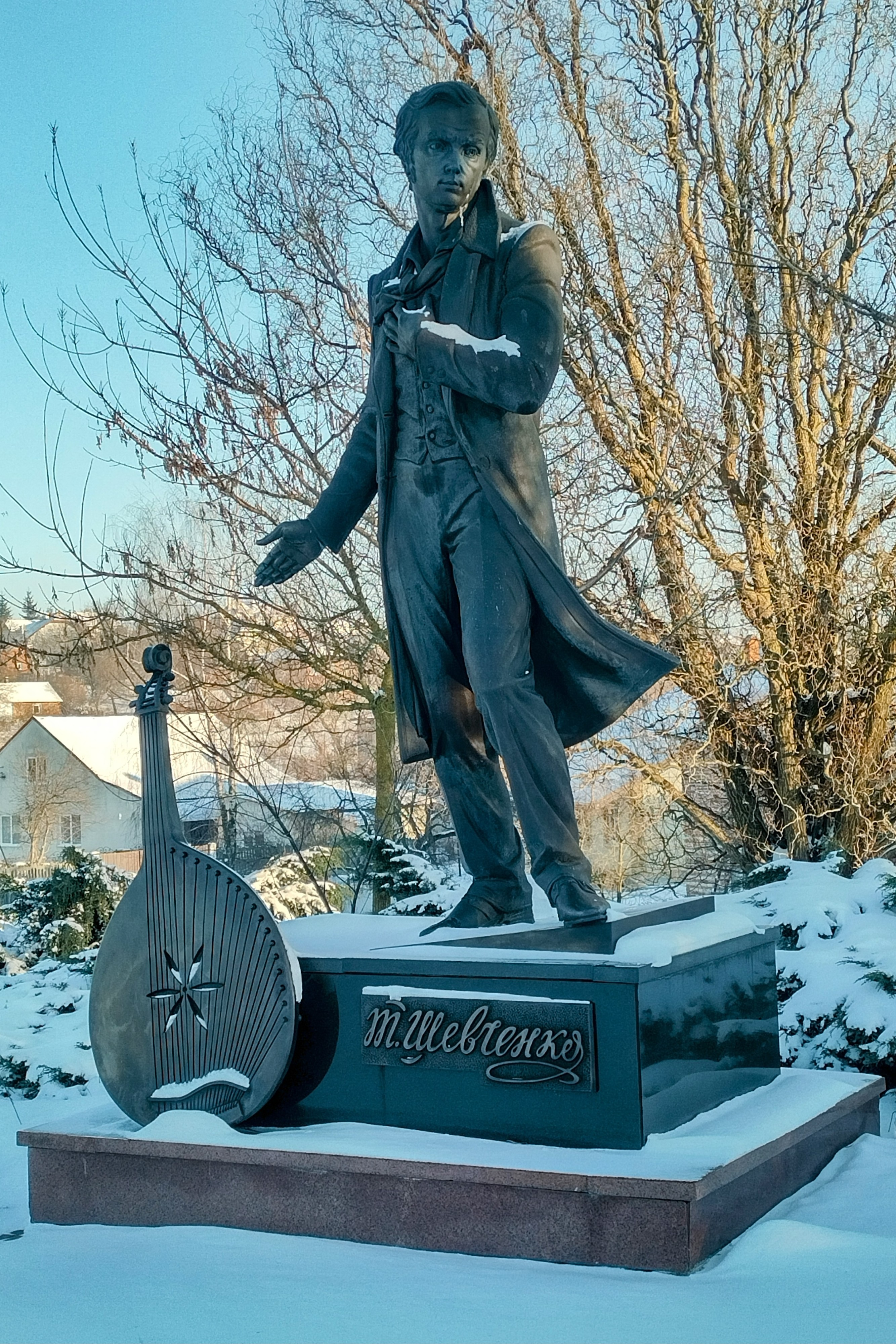
Зубра (Львівський район). Повнофігурний пам'ятник молодому Шевченкові відкрито у сквері у 2012 році (скульптор — Любомир Кукіль).   - Пам'ятник Шевченку в с. Зубра
- Івано-Франкове (Яворівський район). Погруддя Тарасу Шевченку встановлено 4 грудня 2005 року.

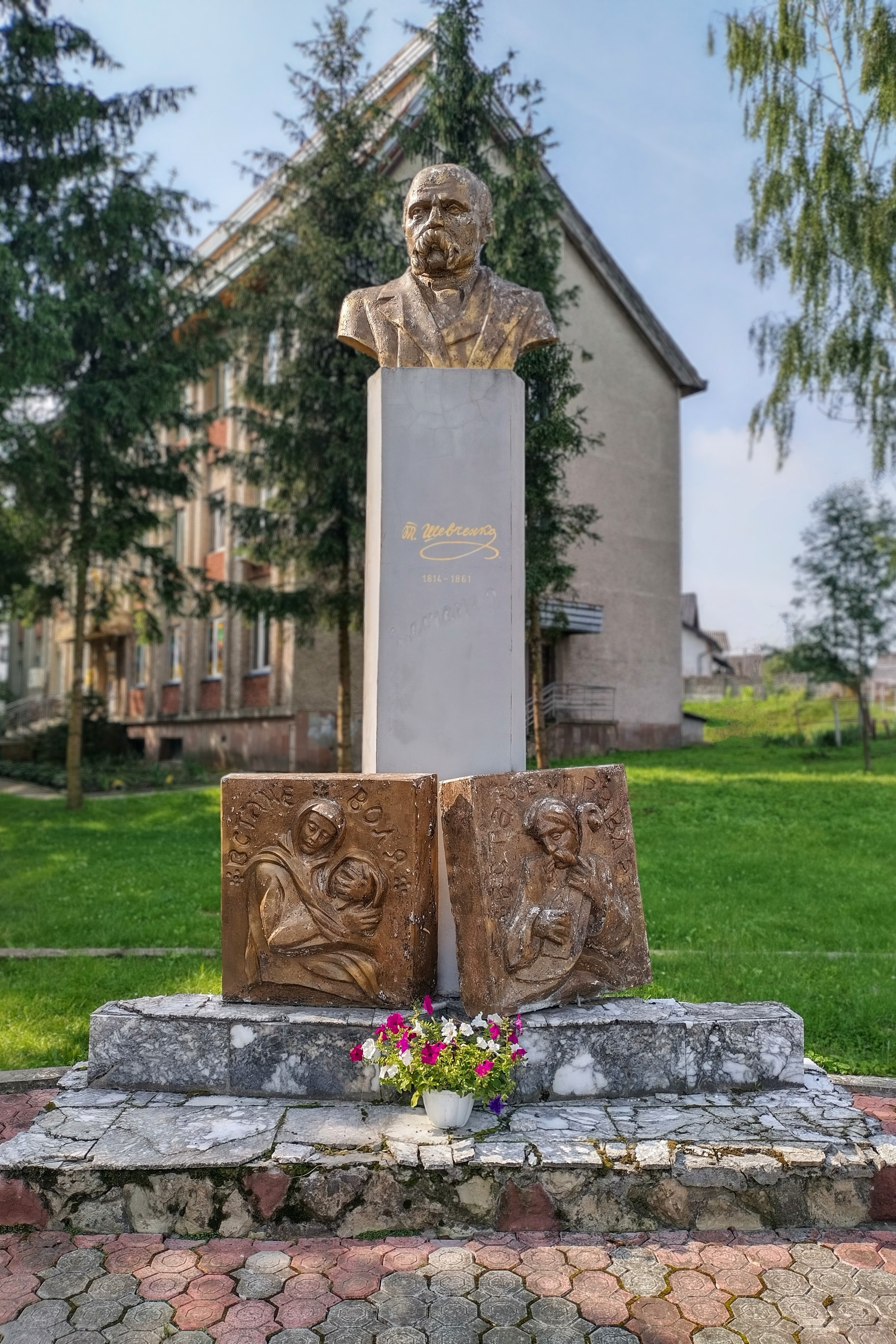
Погруддя Шевченку в Івано-Франковому

- Кам'янка-Бузька. Пам'ятник встановлено у парку імені Тараса Шевченка.

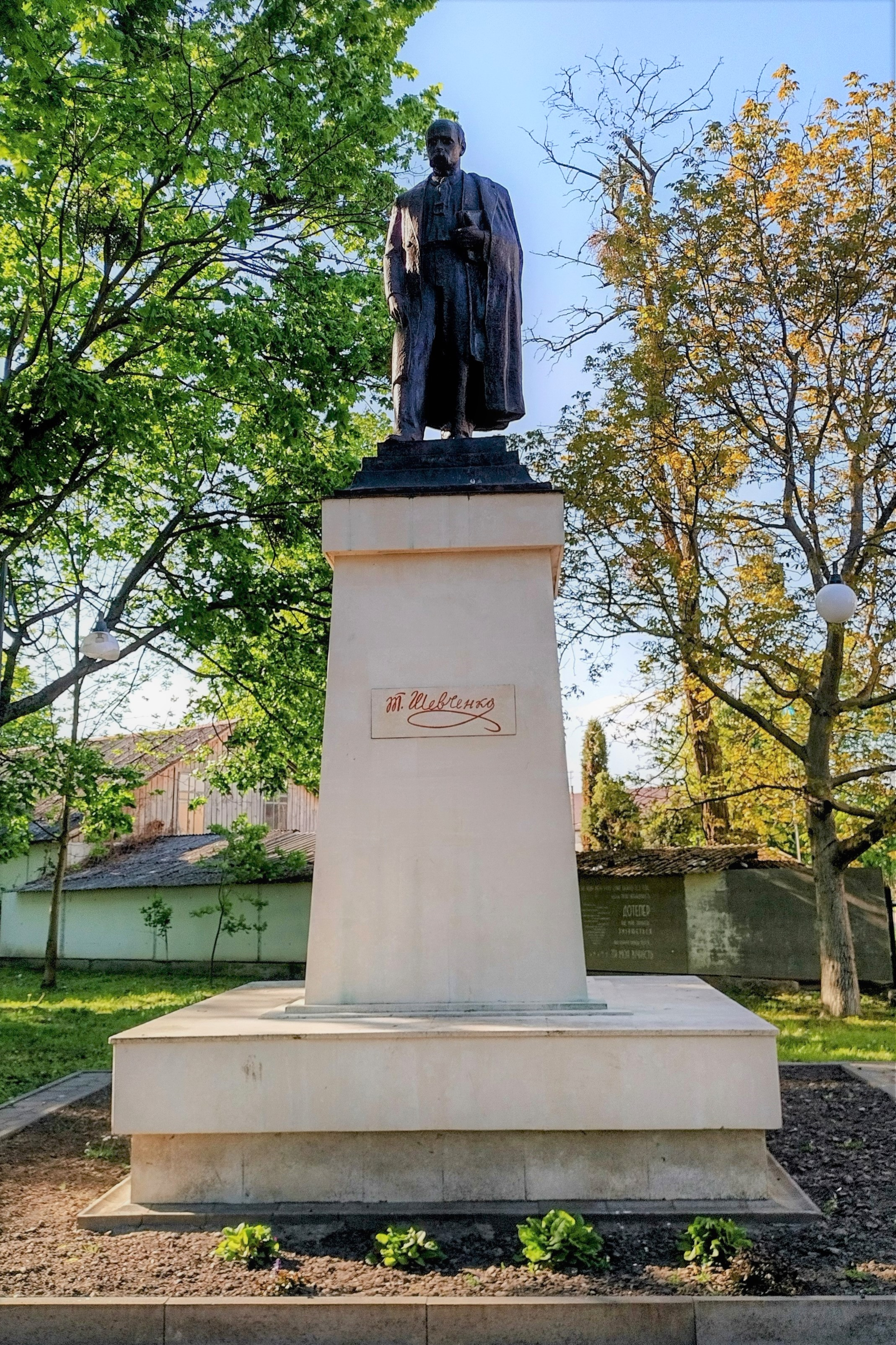
Пам'ятник Шевченку у Кам'янці-Бузький

- Керниця (Львівський район). Погруддя Тарасу Шевченку встановлено на виїзді з села в сторону Артищіва.

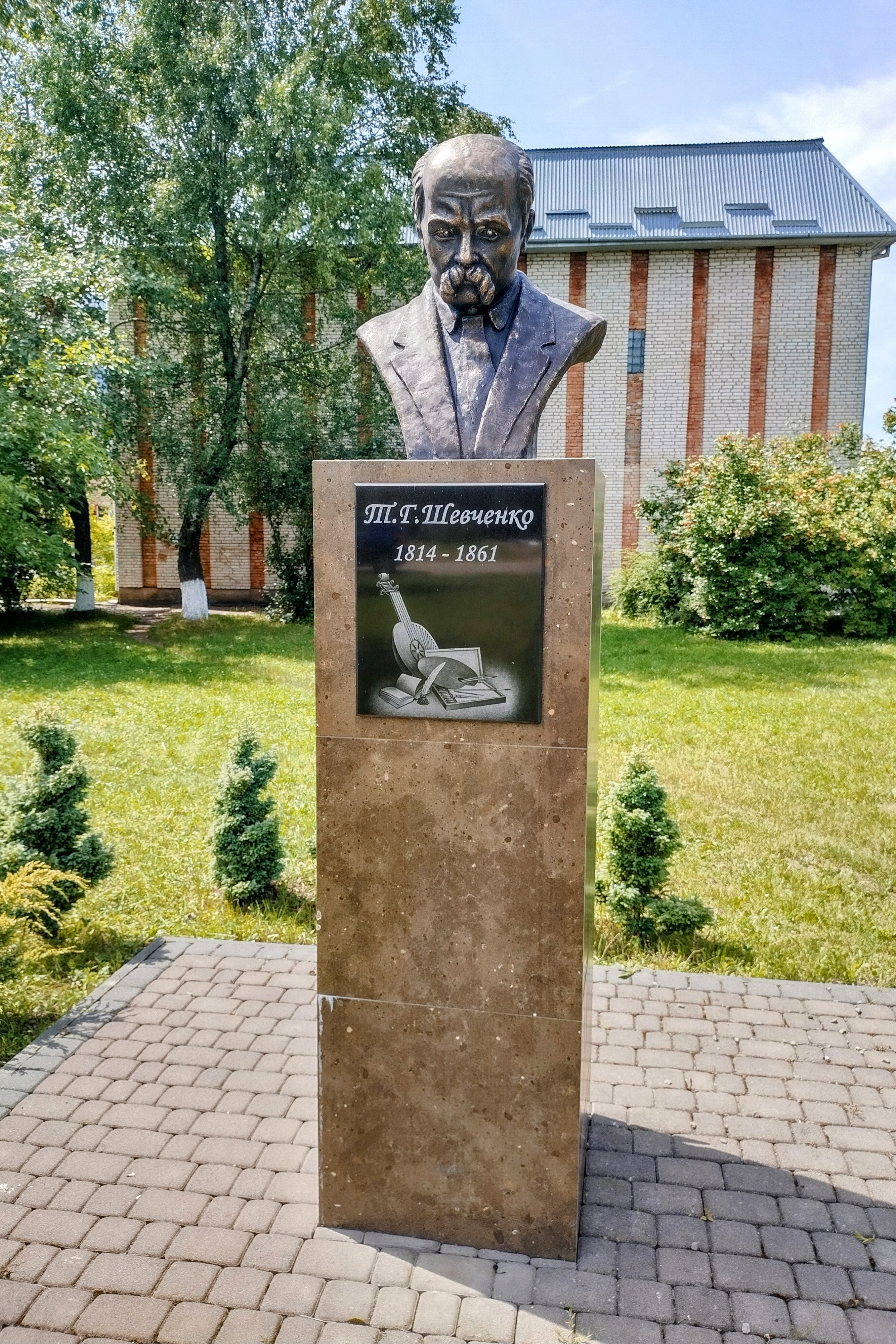
Погруддя Шевченку в с. Керниця

- Лисиничі (Львівський район). З ініціативи лисиничівської читальні «Просвіти» та на кошти сільської громади в Лисиничах було встановлено пам'ятник Тарасу Шевченкові — перший в Україні громадський пам'ятник Кобзареві. Відкриття відбулося 17 вересня 1911 року з нагоди 50-ліття від дня смерті поета. Спочатку пам'ятник мав вигляд увінчаної хрестом піраміди з вмонтованим порцеляновим портретом Кобзаря і нагадував первісну могилу Т. Шевченка на Чернечій (Тарасовій) горі у Каневі. До 100-річчя з дня смерті поета хрест і портрет зняли, а на вершечку піраміди встановили бронзове погруддя[81].

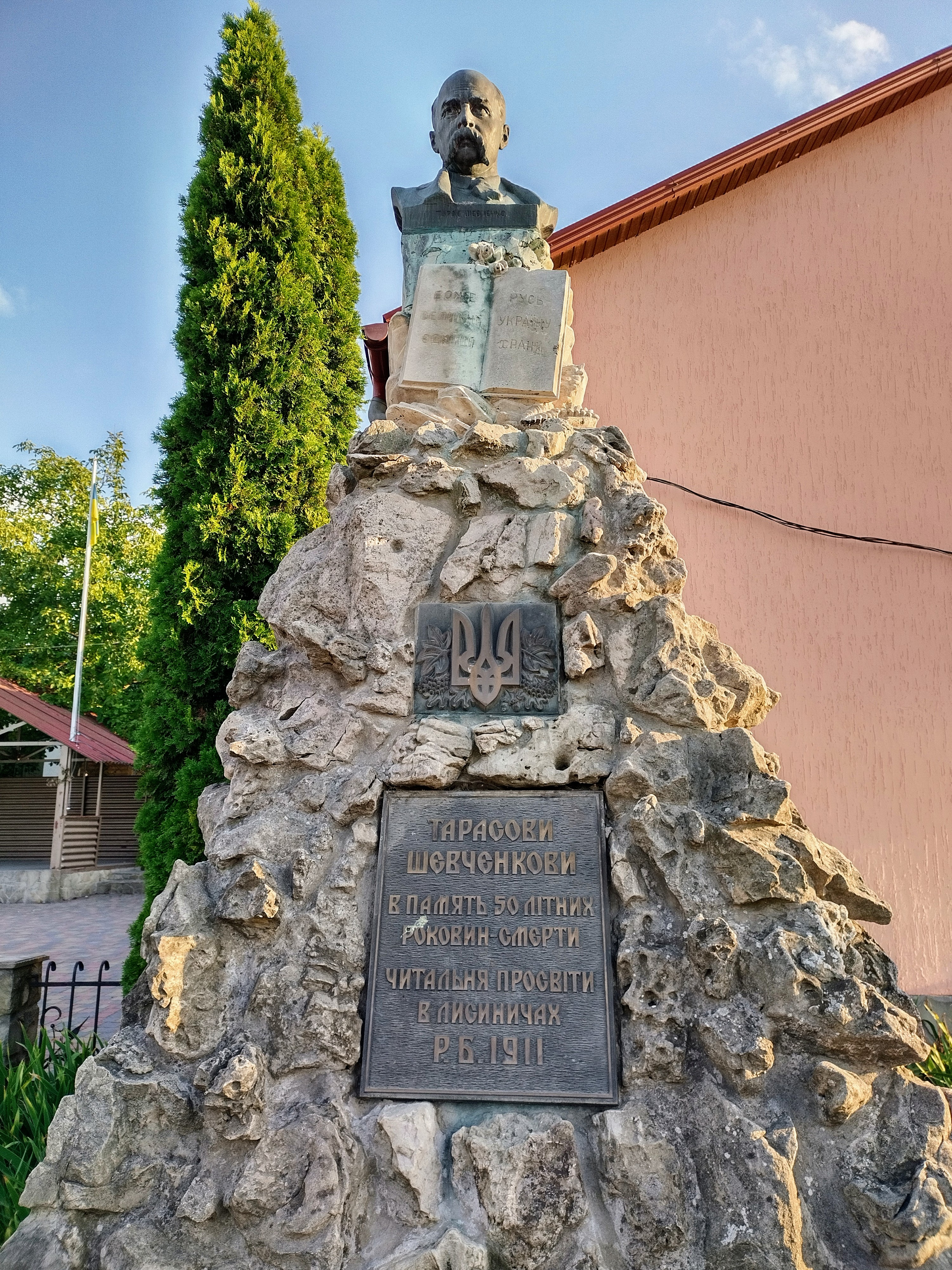
Погруддя Шевченку в Лисиничах

- Моршин. Бронзовий пам'ятник Шевченкові встановлений у 1997 році. Автори - скульптори Микола Посікіра, Любомир Яремчук, архітектор Василь Каменщик.
- Мостиська. Бронзовий пам'ятник Кобзареві на постаменті з мармурової крихти встановлений в центрі міста у 1994 році. Автори - скульптори Еммануїл Мисько, Любомир Яремчук, архітектор Василь Каменщик.
- Мшана (Львівський район). Пам'ятник-погруддя Тарасові Шевченку побудований 22 травня 2008 р. та встановлений на подвір'ї Мшанського НВК ім. Степана Тисляка. Скульптор — Петро Федорович Штаєр. Ініціатором пам'ятника була громада с. Мшана[80].

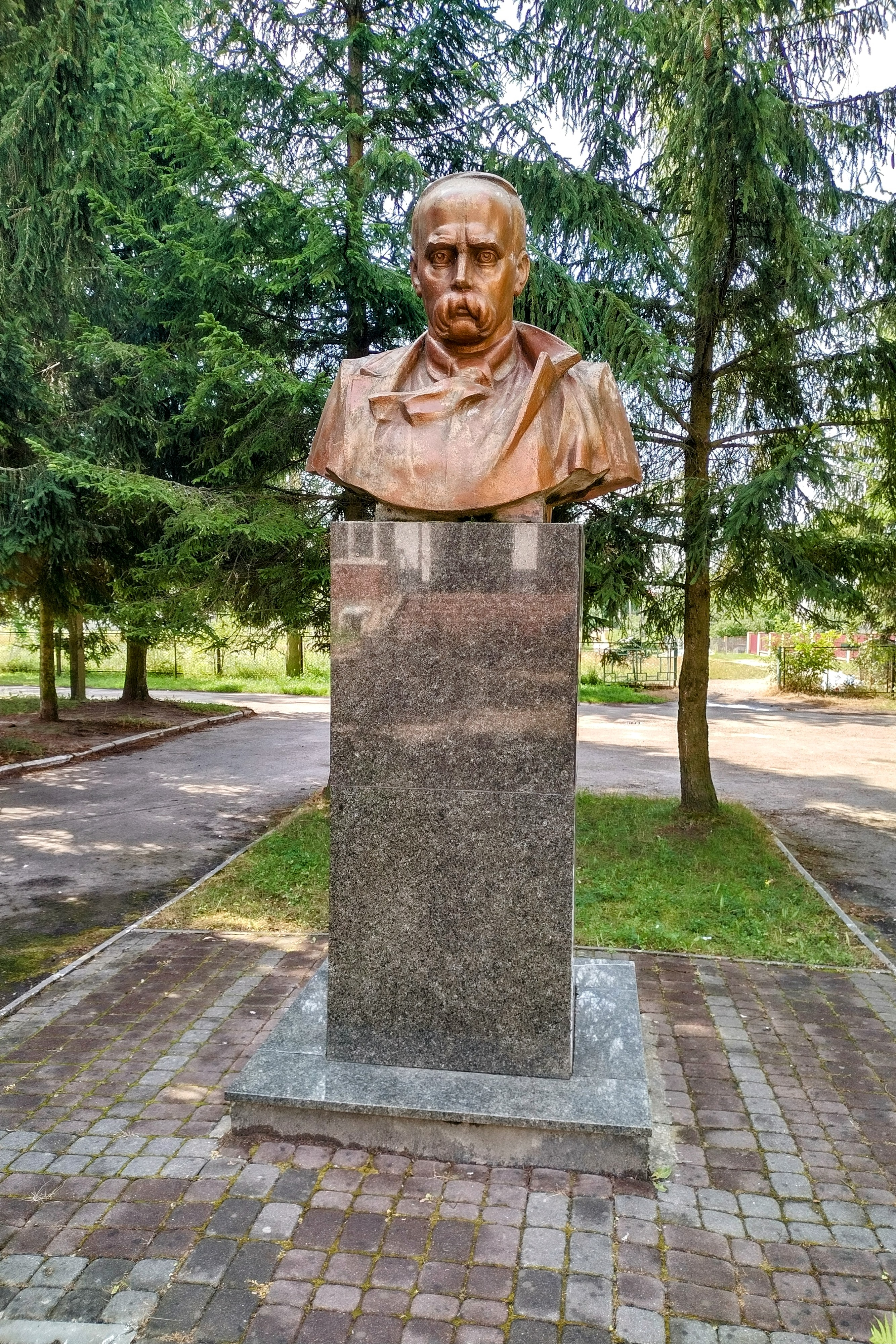
Погруддя Шевченку в с. Мшана

- Муроване (Червоноградський район. Белзщина). Погруддя встановлено у травні 1992 року за ініціативи голови сільського осередку Народного руху Медуни Володимира Даниловича. Постамент зроблено з бронзи скульптором Іваном Івановичем Підковою, за кошти сільської громади[79].
- Немирів (Яворівський район). Пам'ятник відкрито біля школи у 2009 р.
- Низи (Червоноградський район. Белзщина). Пам'ятник встановлено в 1967 році за ініціативи лісничого Низівського лісництва Круглія Михайла Ворфоломійовича та громади села. Знаходиться на території Низівського лісництва[79].
- Нижанковичі (Старосамбірський район). Пам'ятник Шевченкові з мармурової крихти встановлений у 1954 році на території парку.
- Новий Кропивник (Дрогобицький район). Пам'ятник встановлено у 2014 році і урочисто відкрито 9 березня 2014 року.
- Новояворівськ. Пам'ятник Т. Г. Шевченку урочисто відкрито 12 липня 1997 року з участю великої кількості людей греко-католицької і православної громад міста на чолі зі своїми настоятелями, представників громадських і політичних організацій, міської і районної влади.

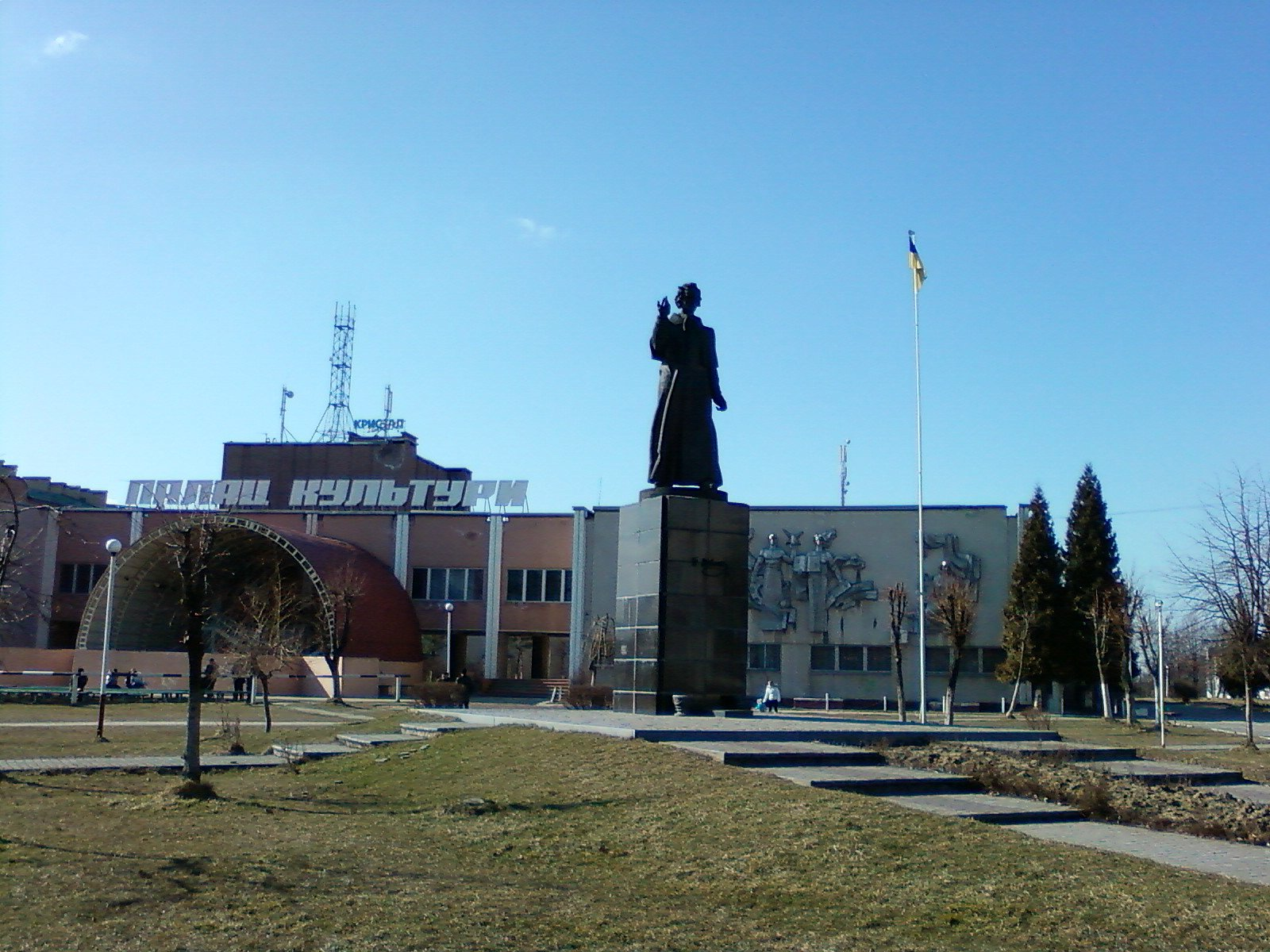
Пам'ятник Шевченку в Новояворівську

- Оброшине (Львівський район). Пам'ятник Шевченку встановлено у 1993 році.

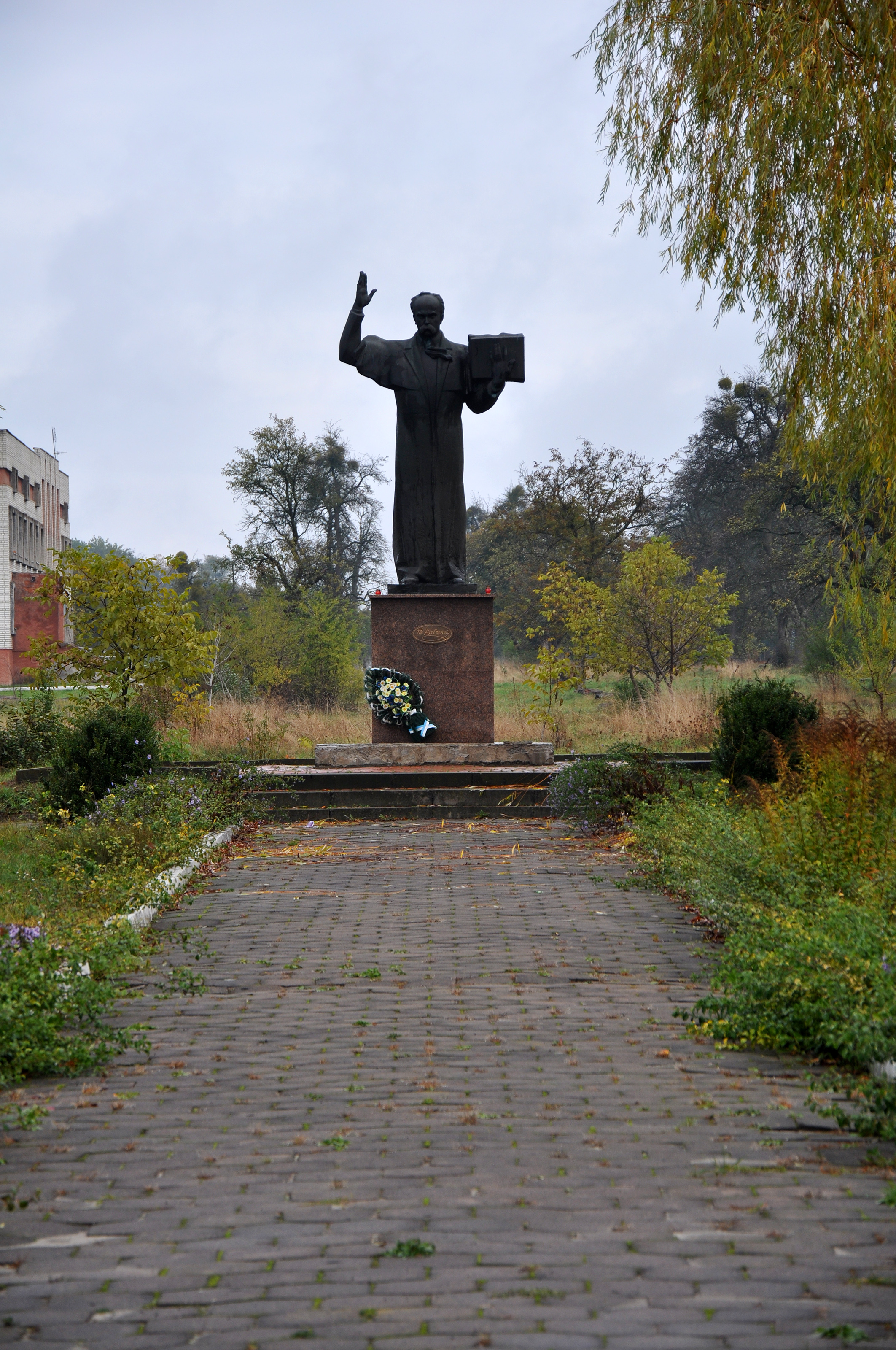
Пам'ятник Шевченку в Оброшині

- Підгірці (Золочівський район). Відкритий 6 березня 2014 року.

Пам'ятник Шевченку в Підгірцях

- Підзвіринець (Львівський район). Встановлений в 1992 році. Скульптор — Кордіяка Михайло Миколайович.
- Перемишляни

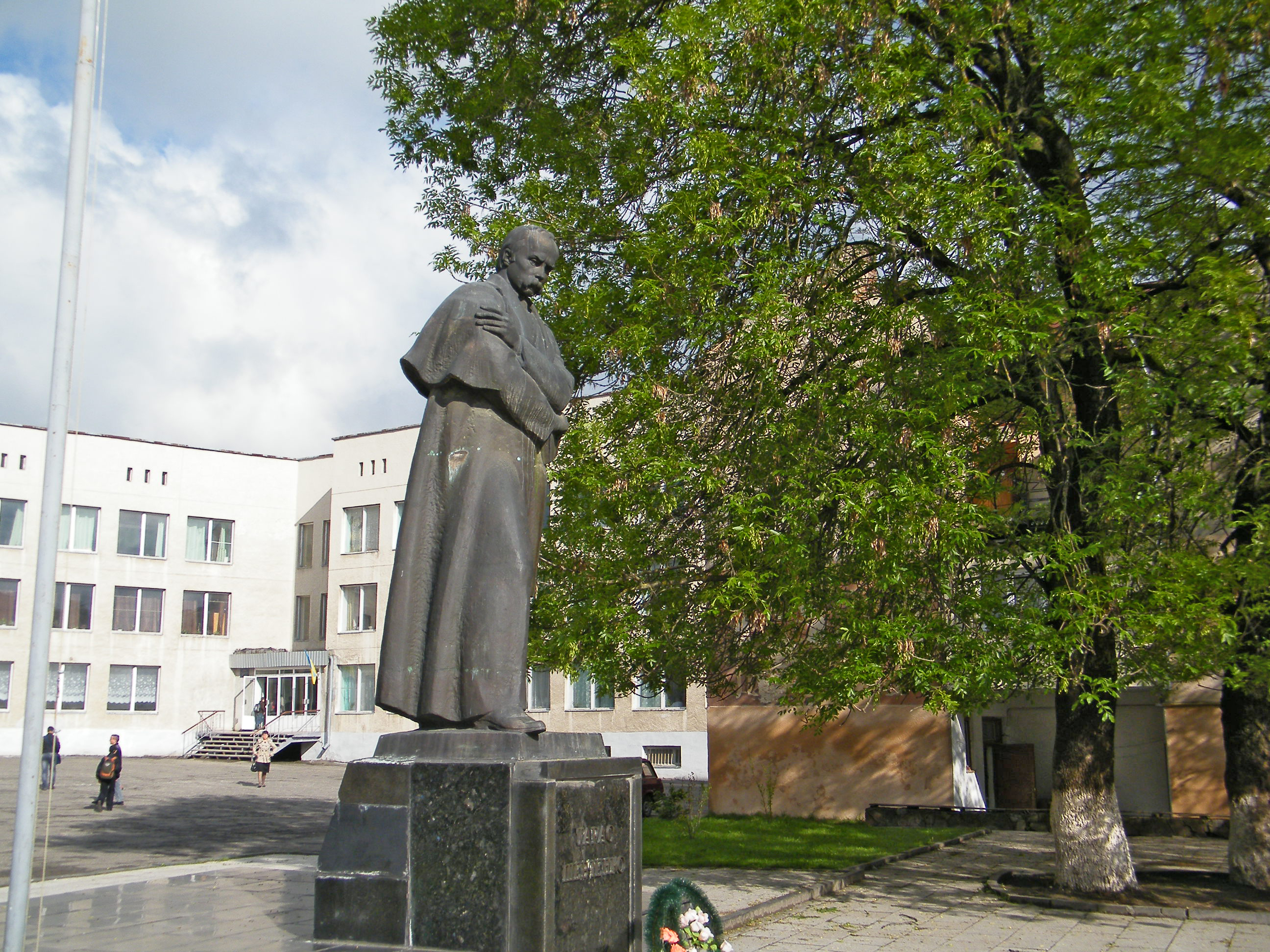
Пам'ятник Кобзареві в Перемишлянах

- Потелич (Львівський район). Пам'ятник-погруддя Тарасу Шевченку встановлено на території Потелицької загальноосвітньої школи.

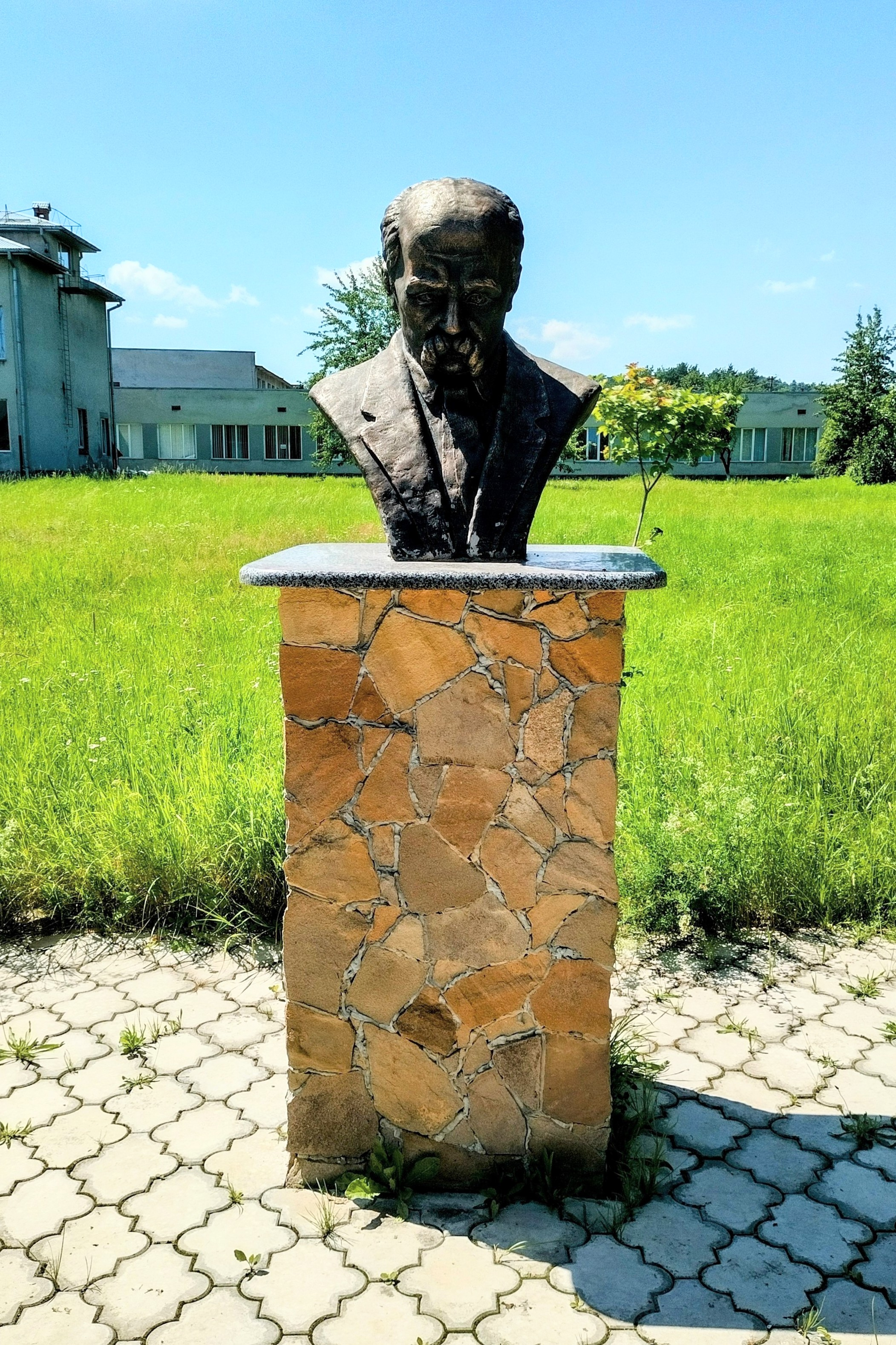
Погруддя Шевченку в с. Потелич

- Рава-Руська. Пам'ятник із залізобетону та мармурової крихти встановлений 1960 року в парку на вулиці Вокзальній. Автор — скульптор Ярослав Чайка.

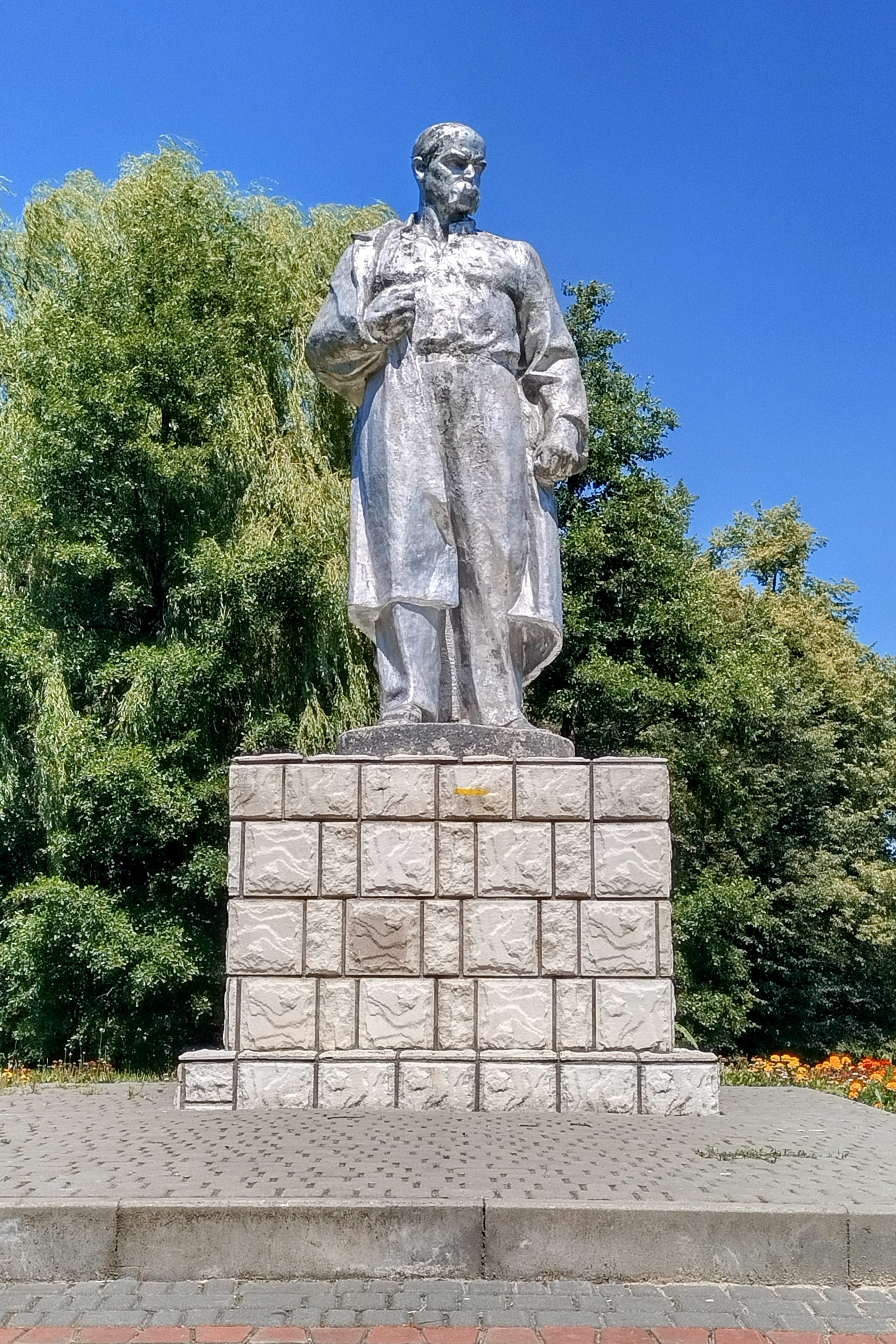
Пам'ятник Шевченку в Раві-Руській

- Радехів. Пам'ятник Тарасу Шевченку встановлено в сквері на проспекті Відродження.

Пам'ятник Шевченку у Радехові

- Рудники. Пам'ятник встановлений 1965 року на вулиці Шкільній.
- Рудне (Львівський район). Пам'ятник-погруддя Тарасу Шевченку встановлено перед Народним Домом «Просвіта» на перехресті вулиць Михайла Грушевського, Володимира Івасюка та Володимира Великого.

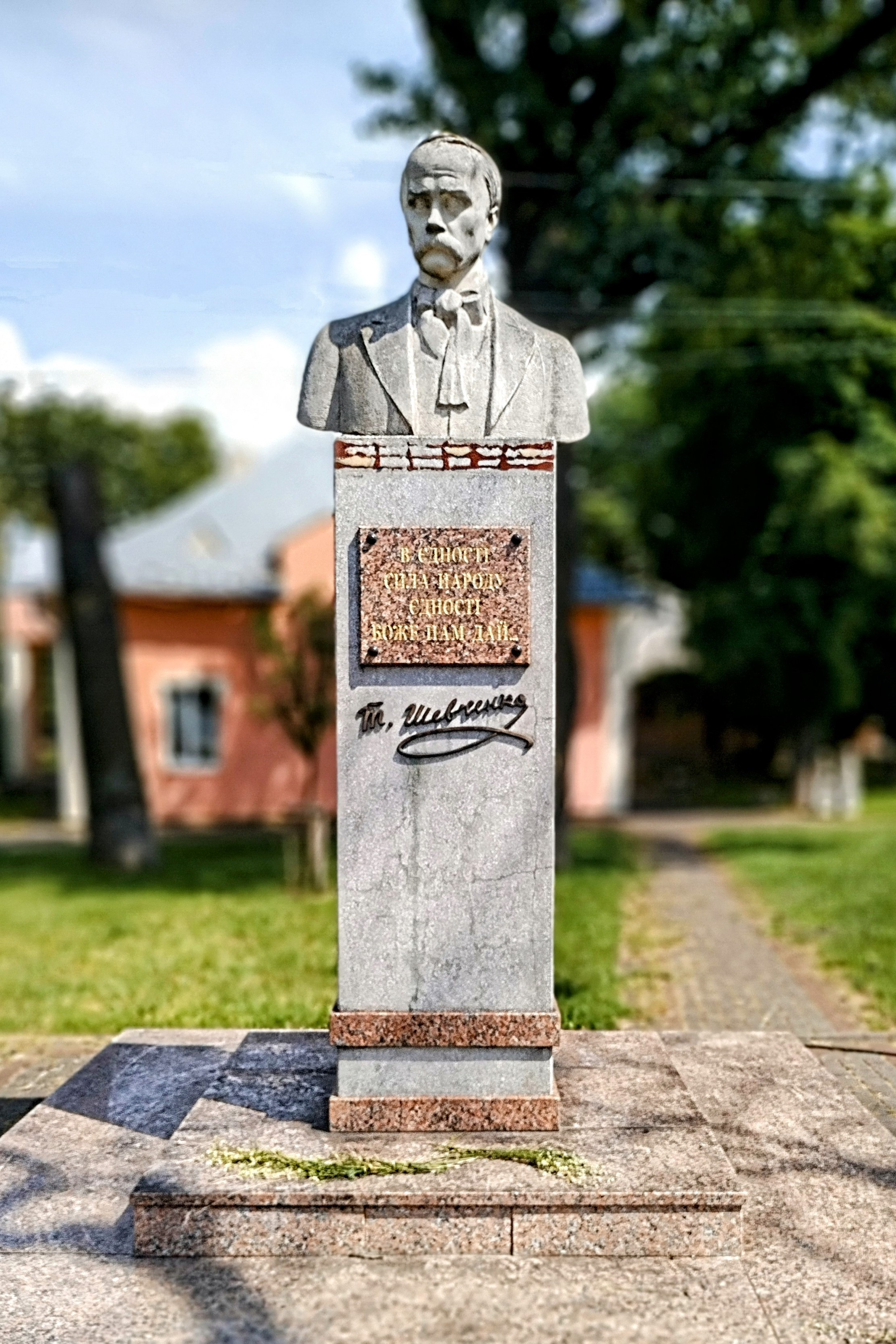
Погруддя Шевченку в смт Рудне

- Самбір. Пам'ятник Шевченкові встановлений на вулиці, яка носить його ім'я. Відкритий 1953 року (матеріал — мармурова крихта, залізобетон).

Пам'ятник Шевченкові в Самборі

- Сарни (Яворівський район). Пам'ятник встановлений в 1970 році.
- Середкевичі (Яворівський район). Пам'ятник відкрито 1 червня 2014 року.
- Сколе. Пам'ятник Т. Г. Шевченку на вулиці Стрийській. Скульптор Володимир Сколоздра (1961; мармурова крихта).

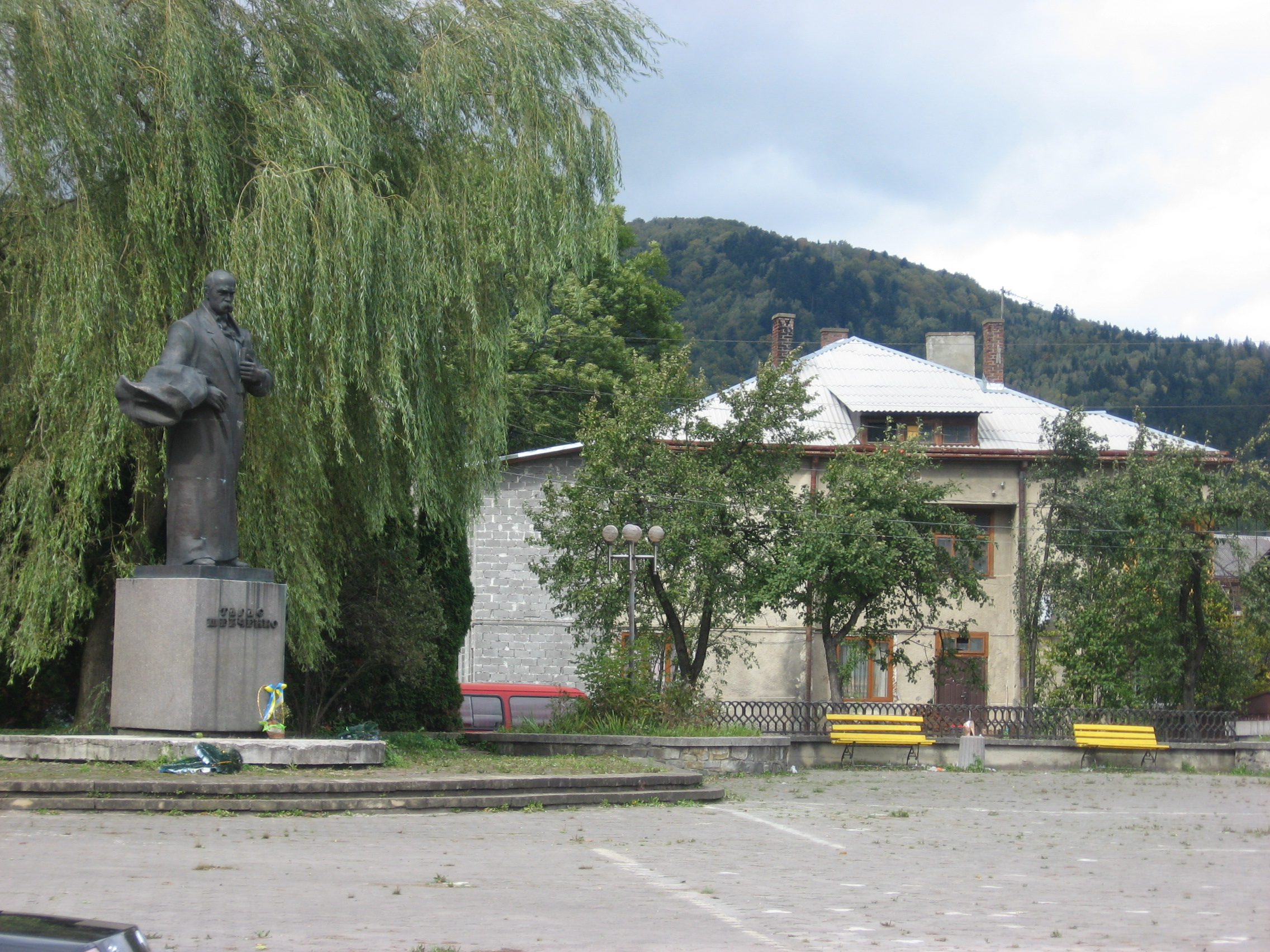
Сколівський пам'ятник Шевченку

- Славське. Пам'ятник Тарасу Шевченку встановлено на вул. Шептицького у 1963 році. Скульптор Володимир Сколоздра, архітектор Микола Мікула[82].

- Сокаль. Пам'ятник встановлено на площі Січових Стрільців. Скульптор Еммануїл Мисько, архітектор Василь Каменщик (1995; бронза, мармурова крихта). Раніше там стояло невелике погруддя Тараса Шевченка.

Пам'ятник Шевченкові в Сокалі

- Сокільники. Пам'ятник на вулиці Данила Галицького. Скульптори Мирон Амбіцький, Богдан Фреїв, О. Католик, Б. Мисько; архітектори В. Бліщук, Юліан Квасниця (1996)[83].

Пам'ятник Шевченкові в Сокільниках

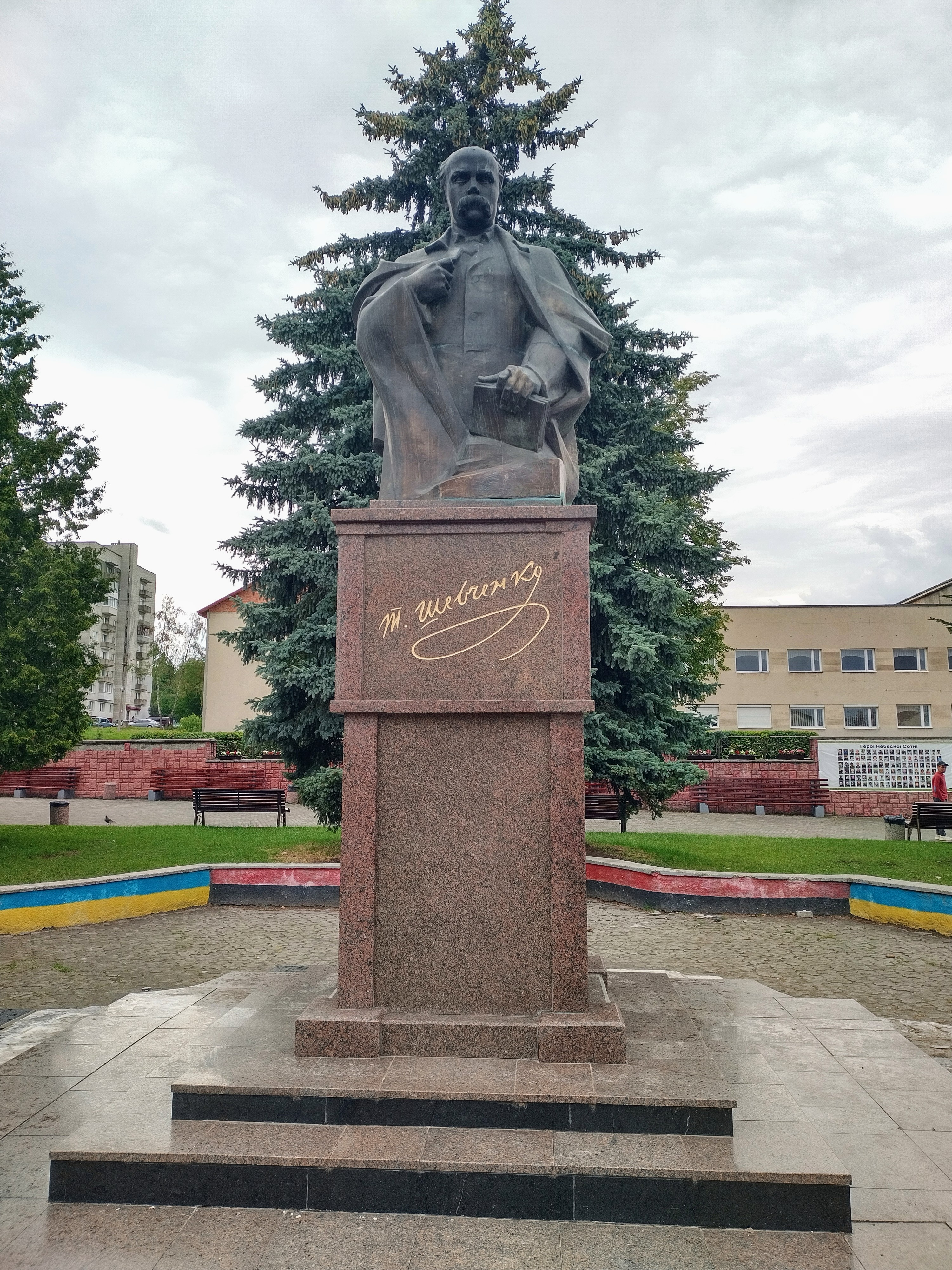
Стебник. Пам'ятник встановлено на майдані Тараса Шевченка біля будинку культури. Проект В. Федана. Скульптуру встановили ще навесні 1995 року, а відкриття пам'ятника приурочили до дня народження Кобзаря у неділю 9 березня 1997 р.  - Пам'ятник Шевченку в Стебнику
- Стрий. У Стрию є два пам'ятники Шевченку.

1. Пам'ятник «Будителям», де в одному монументі об'єднали постаті найславетніших українських класиків-літераторів — Тарасові Шевченку, Іванові Франку та Лесі Українці. Встановлено на майдані Незалежності 24 серпня 1995 р. Скульптори — Василь та Володимир Одрехівські, матеріал — бронза.
2. Пам'ятник Шевченкові у парку культури і відпочинку, який носить його ім'я. Бронзовий пам'ятник на бетонному постаменті встановлений у 1958 році. Сплюндровано в грудні 2017 та лютому 2018 року[84][85].

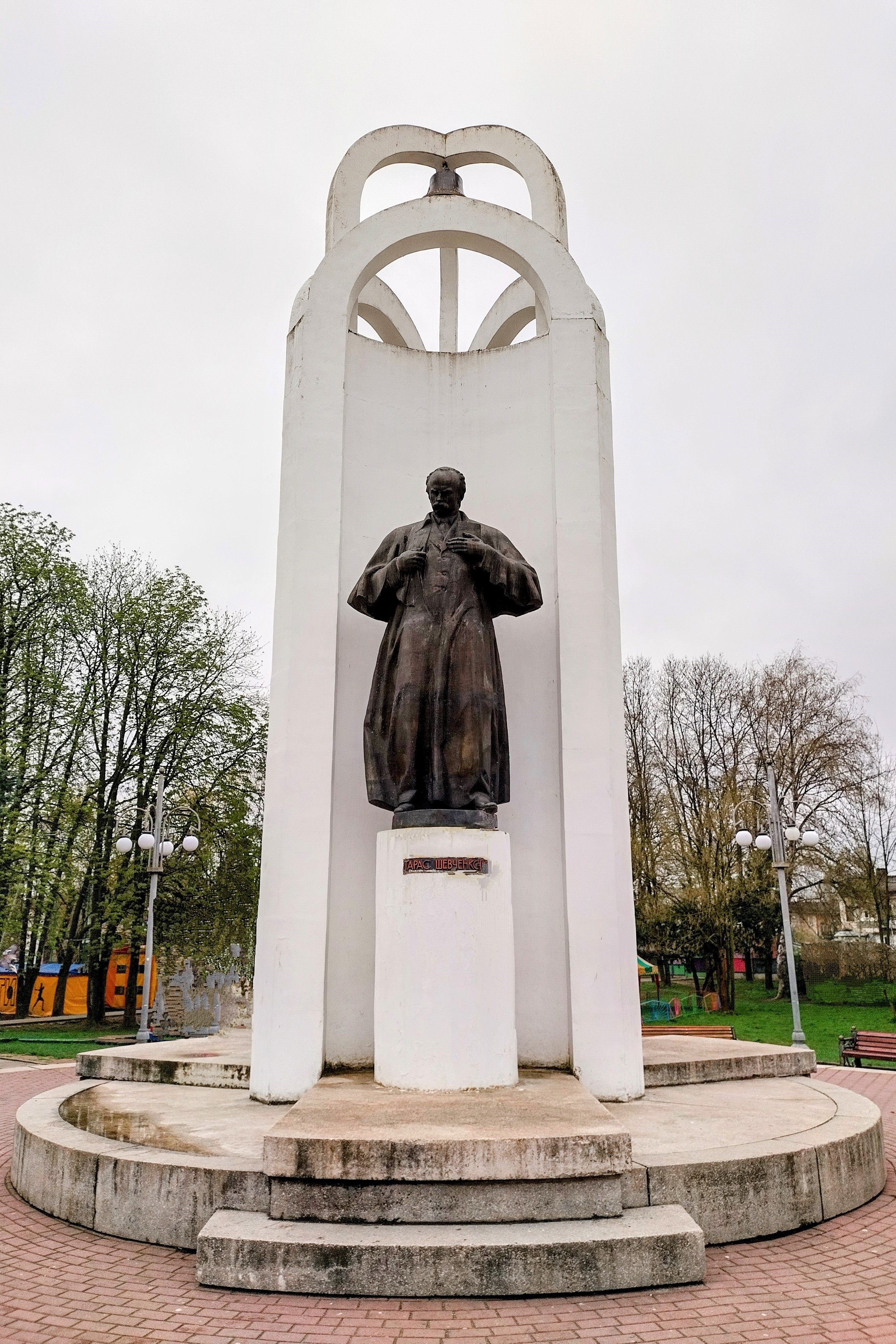
Пам'ятник "Будителям" Тарас Шевченко

- Суховоля (Львівський район). Пам'ятник встановлений в 1991 році у міському парку. Ініціатором став осередок Товариства української мови імені Т. Г. Шевченка. Скульптор — член Спілки художників України Анатолій Мокревський.

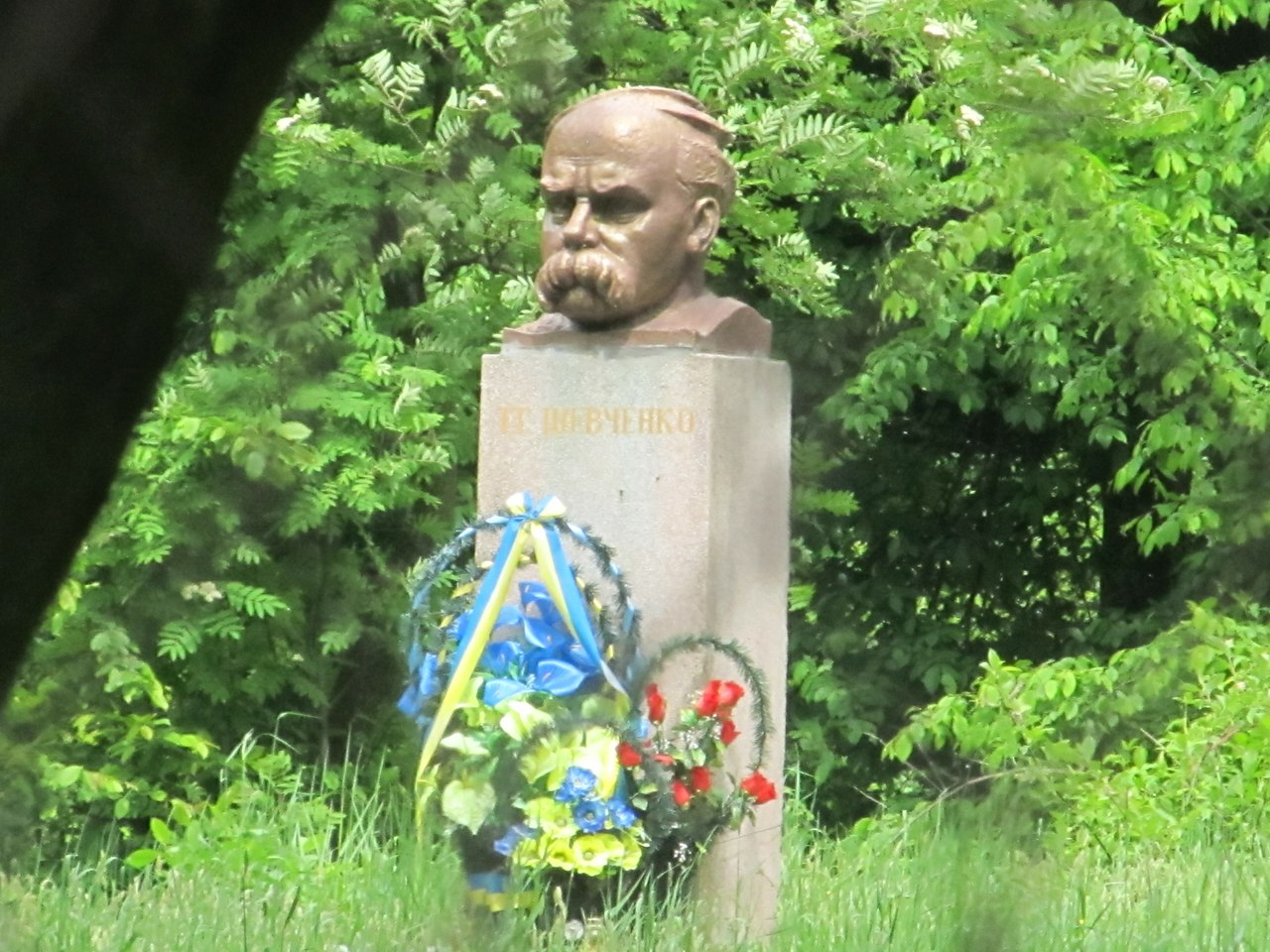
Пам'ятник-погруддя Шевченку в Суховолі

- Східниця. Погруддя Т. Г. Шевченку встановлено 24 серпня 1992 року перед будівлею Східницької селищної ради.

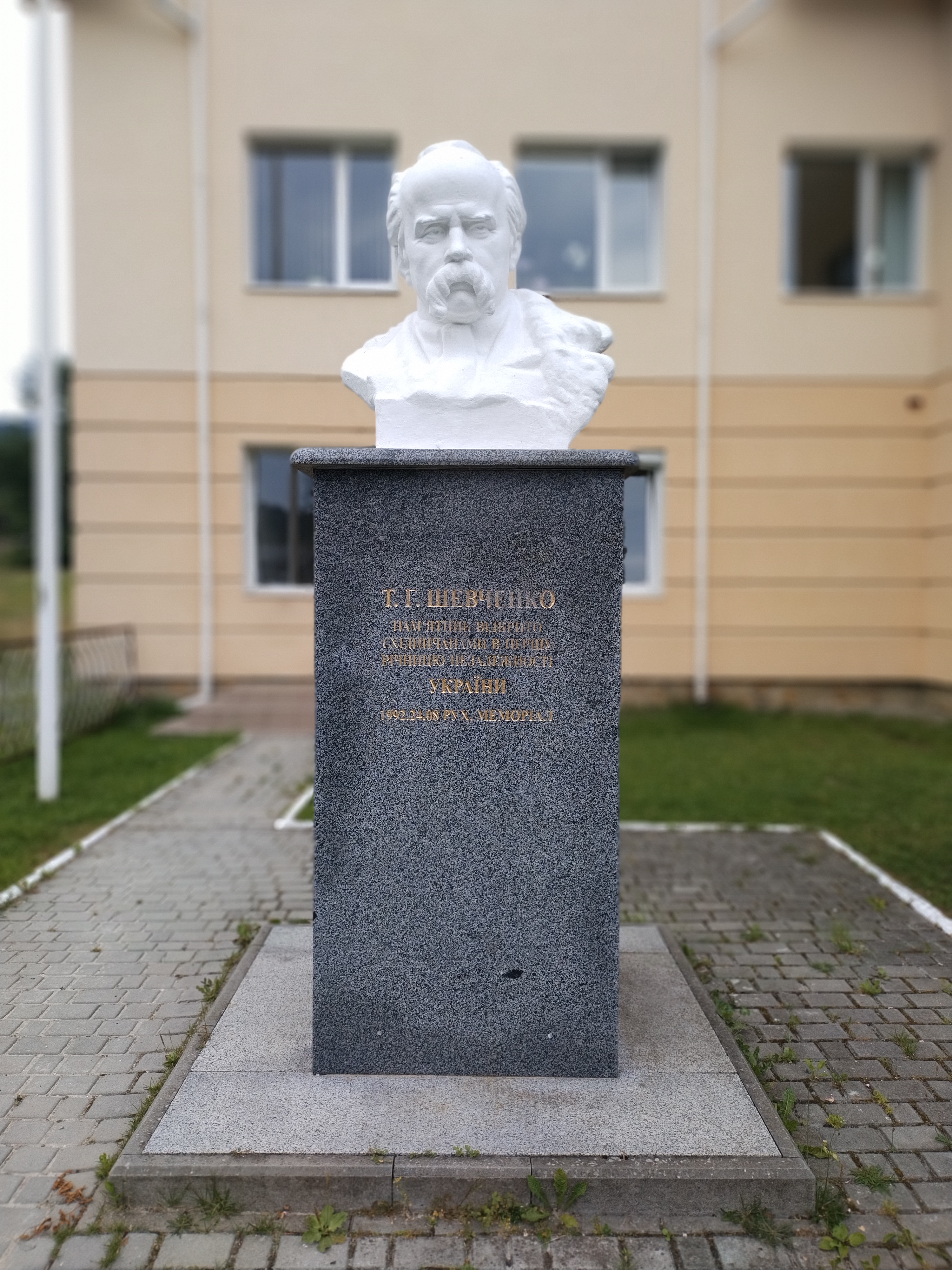
Погруддя Тарасу Шевченку
Погруддя Т. Г. Шевченку біля сільради

- Трускавець. Кам'яний пам'ятник-погруддя встановлено по вул. Т.Шевченка, ще за часів радянської окупації. Бронзовий пам'ятник встановлений на майдані Кобзаря перед Палацом культури у 1991 році, автор — скульптор Роман Романович.

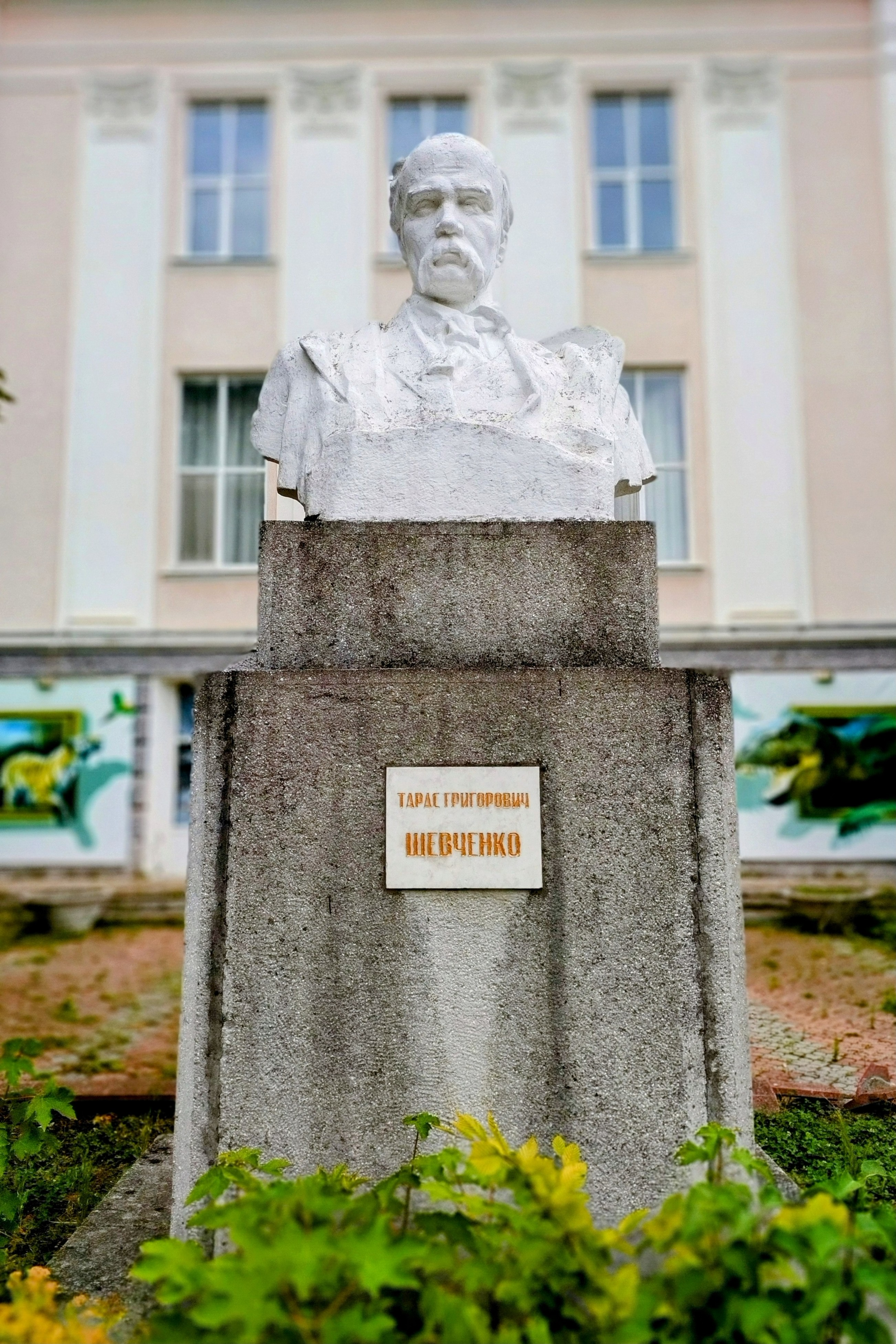
Погруддя Шевченку в Трускавці
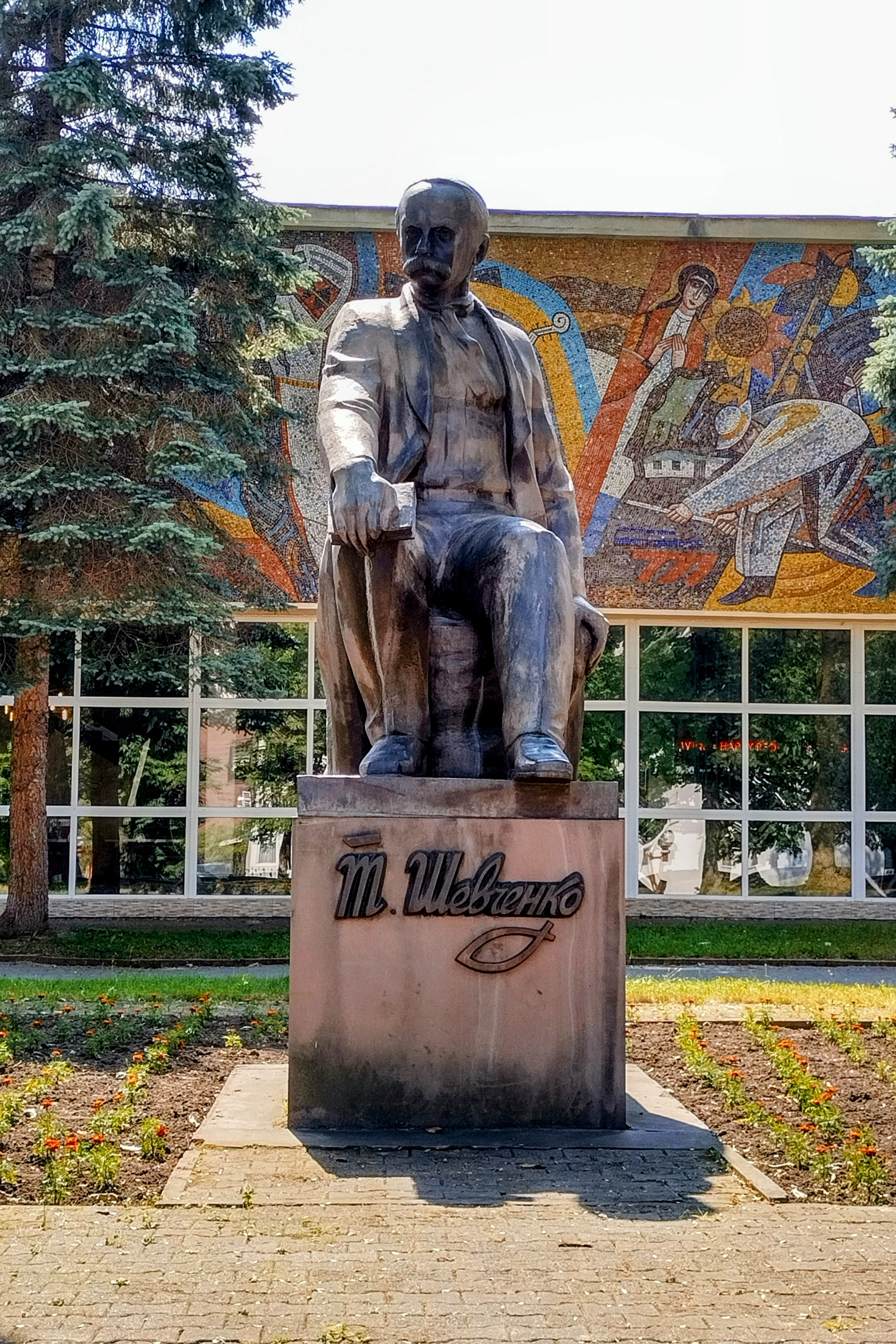
Пам'ятник Шевченку перед Палацом культури в Трускавці

- Турка. Пам'ятник Шевченкові в Турці відкрито у 1990 зусиллями місцевих організацій Народного Руху та товариства «Меморіал»[86].

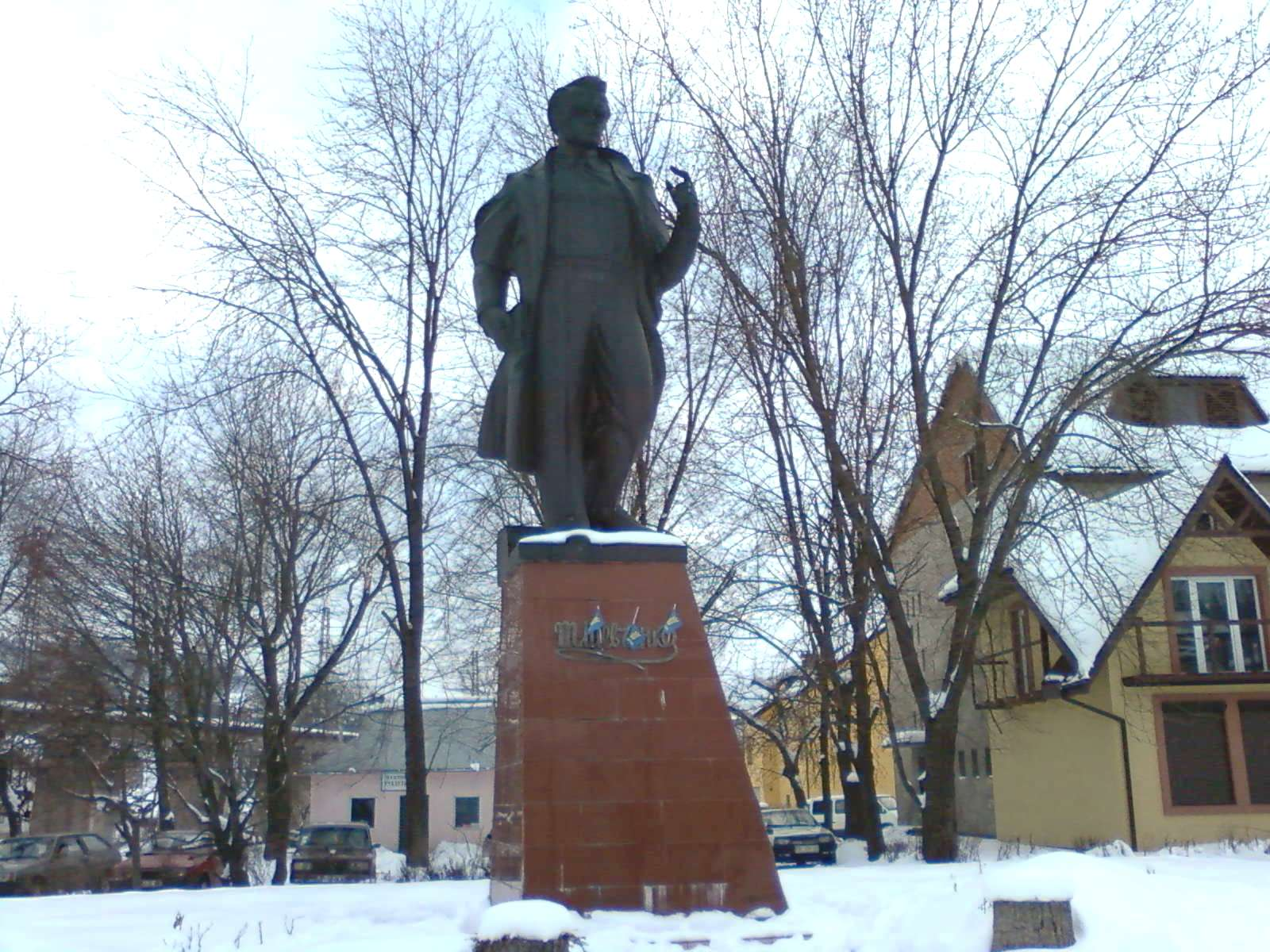
Пам'ятник Шевченку в Турці

- Угерсько (Стрийський район). Пам'ятник «Єдність» Тарасові Шевченку та Іванові Франку встановлено у 1989 році. Автори - скульптор В. Одрехівський, архітектор О. Кикта. Матеріал — лабрадорит, бронза.

Пам'ятник Тарасові Шевченку та Іванові Франку «Єдність»

- Хишевичі (Львівський район). В літку 1997 року пам'ятник-погруддя Тарасу Шевченку був споруджений в центрі села на роздоріжжі. Скульптор — художник Василь Михайлович Кравець.

- Червоноград. Бронзовий сидячий пам'ятник встановлений у 1996 на площі Вічевій. Автори — скульптор С. Якунін, архітектори В. Захаряк, Ісаров.

Пам'ятник Кобзареві в Червонограді

- Чернилява. Пам'ятник-погруддя Тарасу Шевченку відкрито на подвір'ї загальноосвітньої школи 21 травня 1991 р.

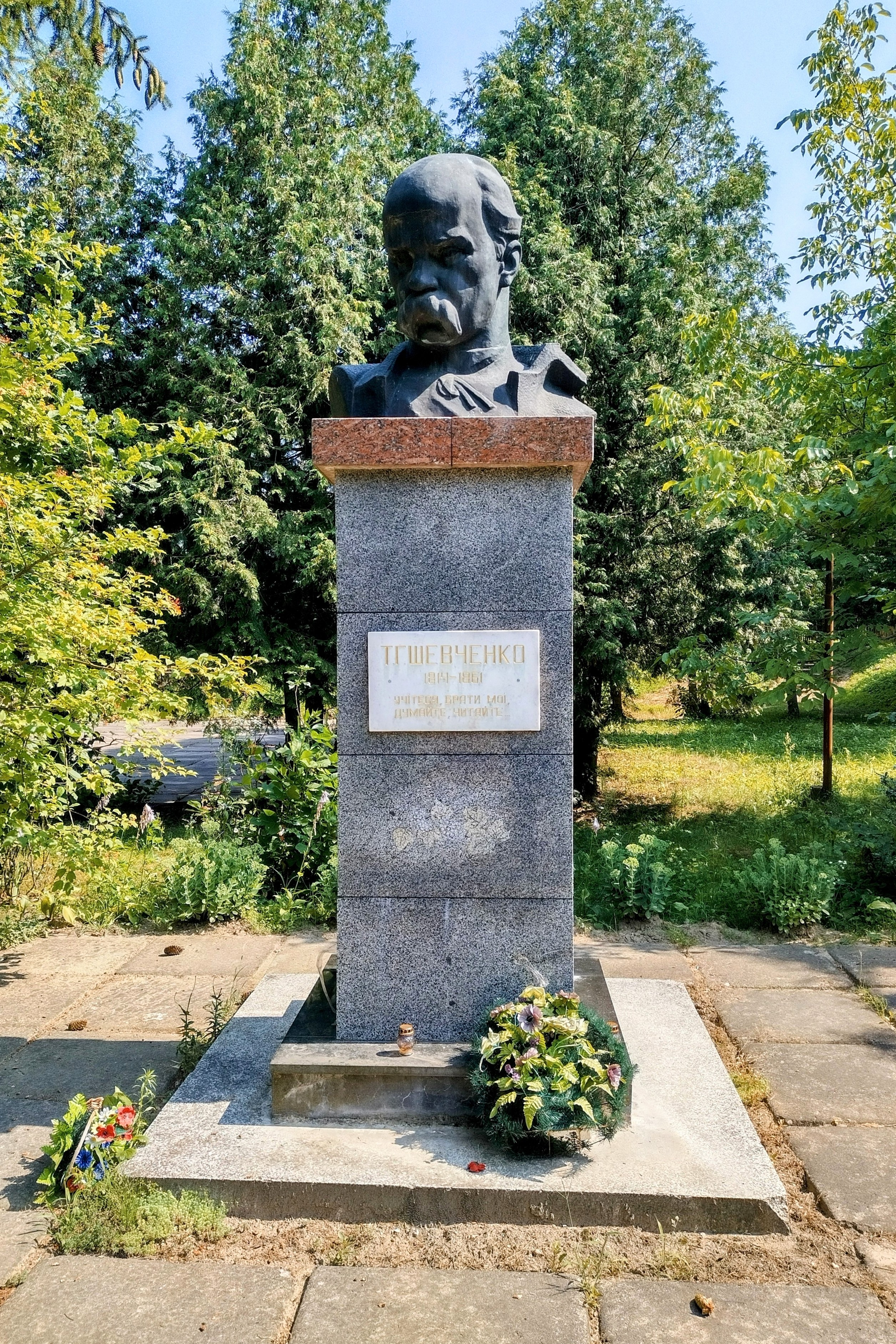
Пам'ятник-погруддя Шевченку в Черниляві

- Щирець (Львівський район). Пам'ятник Шевченку встановлено у 1992 році.

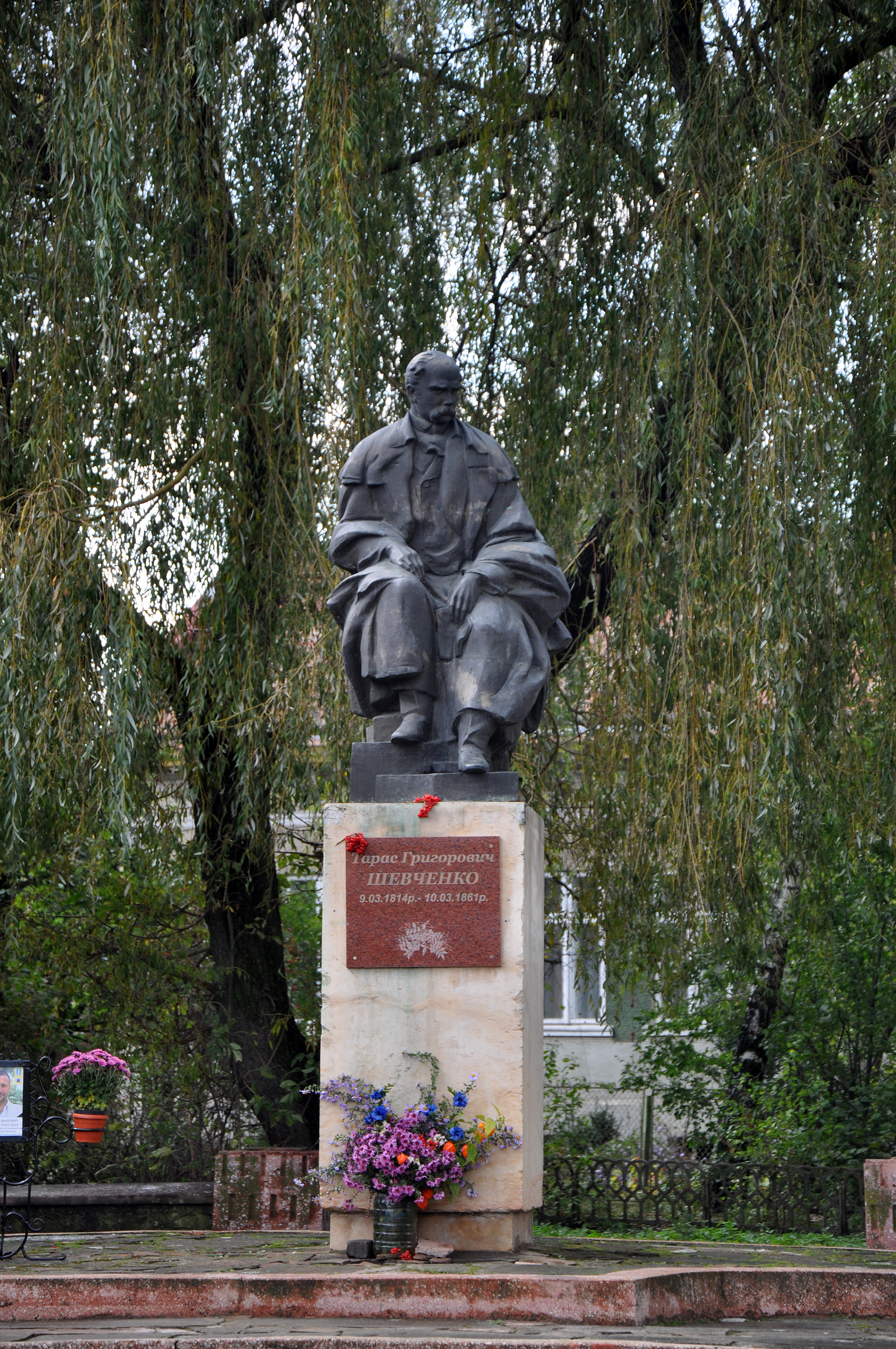
Пам'ятник Шевченку в смт Щирець

- Яворів. Пам'ятник відкритий на 5-й День незалежності 24 серпня 1996 року (разом із пам'ятником Андреєві Шептицькому). Автори цього пам'ятника — скульптори Петро Штаєр та Петро Чепель.

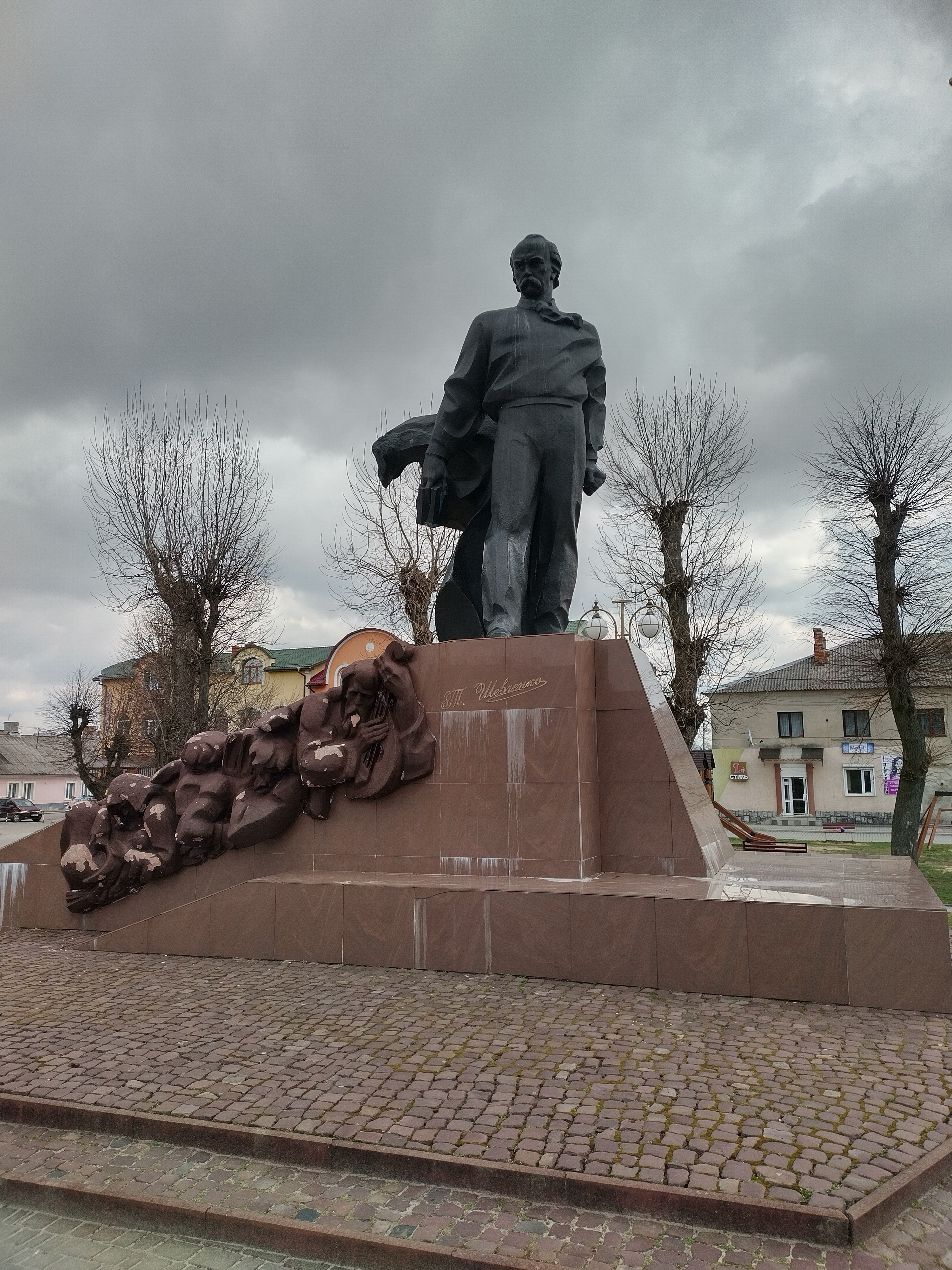
Пам'ятник Шевченку в Яворові

### Миколаївська область
- Миколаїв. Пам'ятник Тарасу Григоровичу Шевченку в Миколаєві встановлено у 1958 році; автор — скульптор І. Диба.

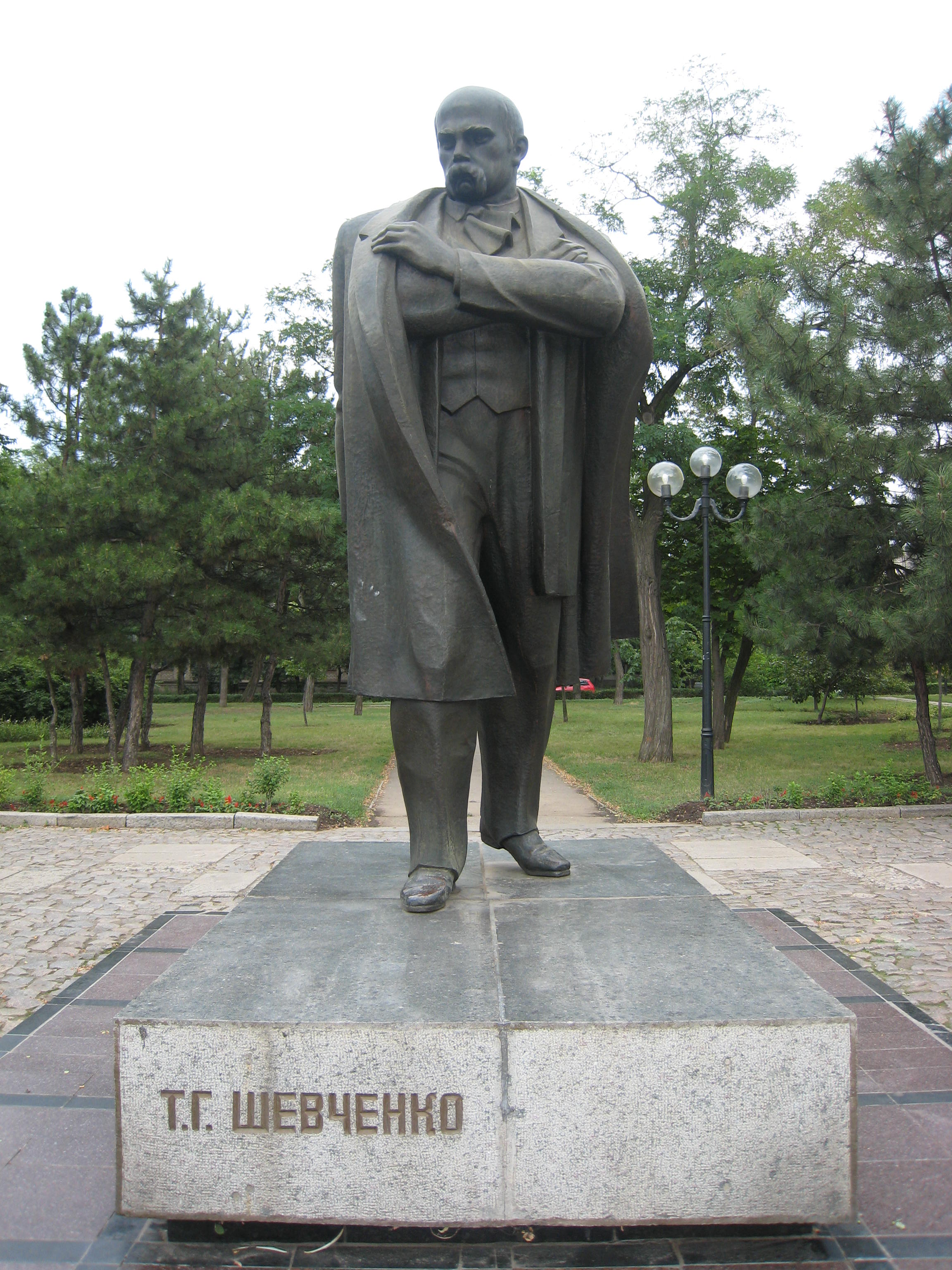
Пам'ятник Шевченкові у однойменному сквері

- Веселинове.
- Вознесенськ.

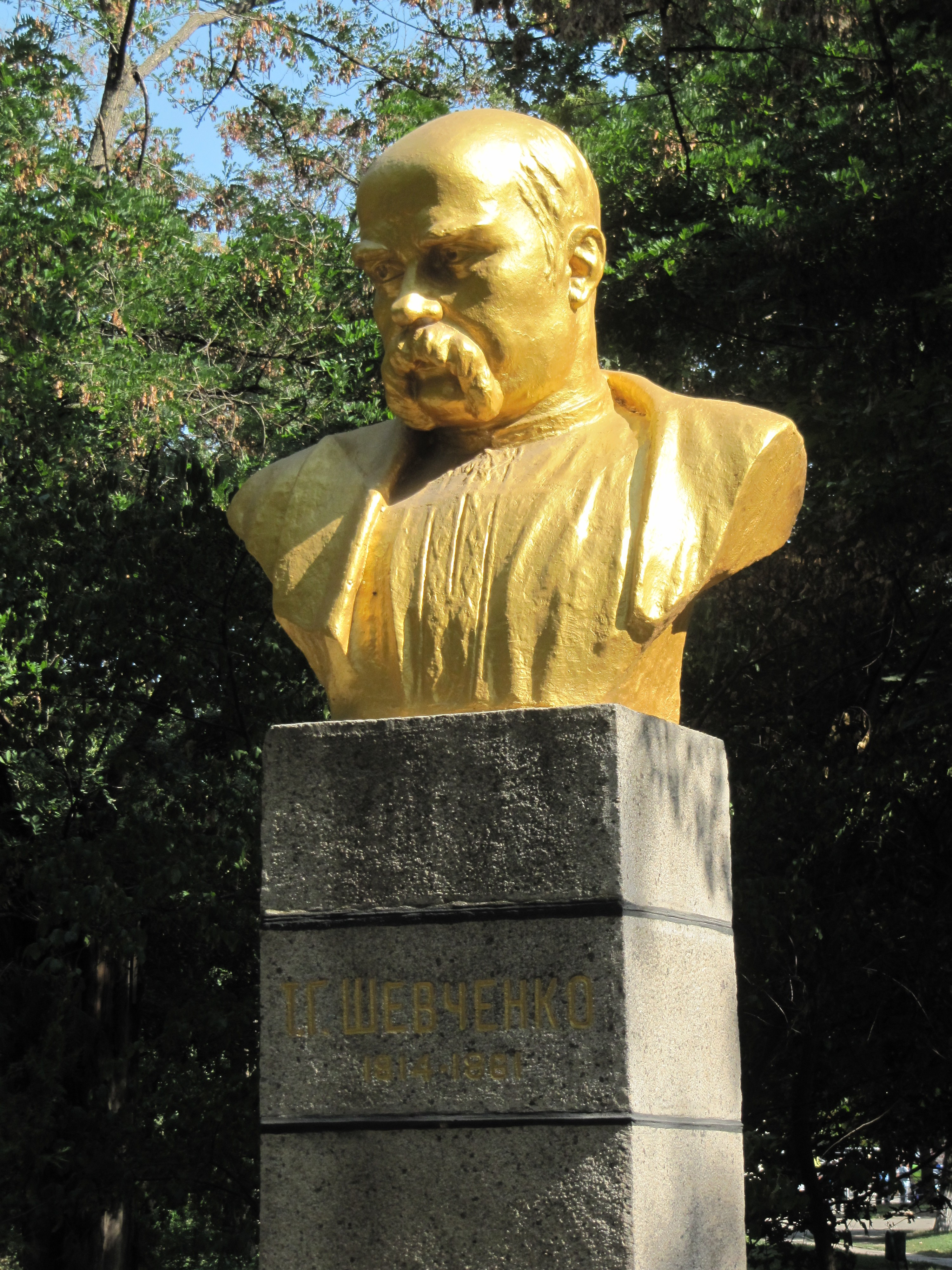
Пам'ятник Шевченкові у Вознесенську

- Первомайськ.

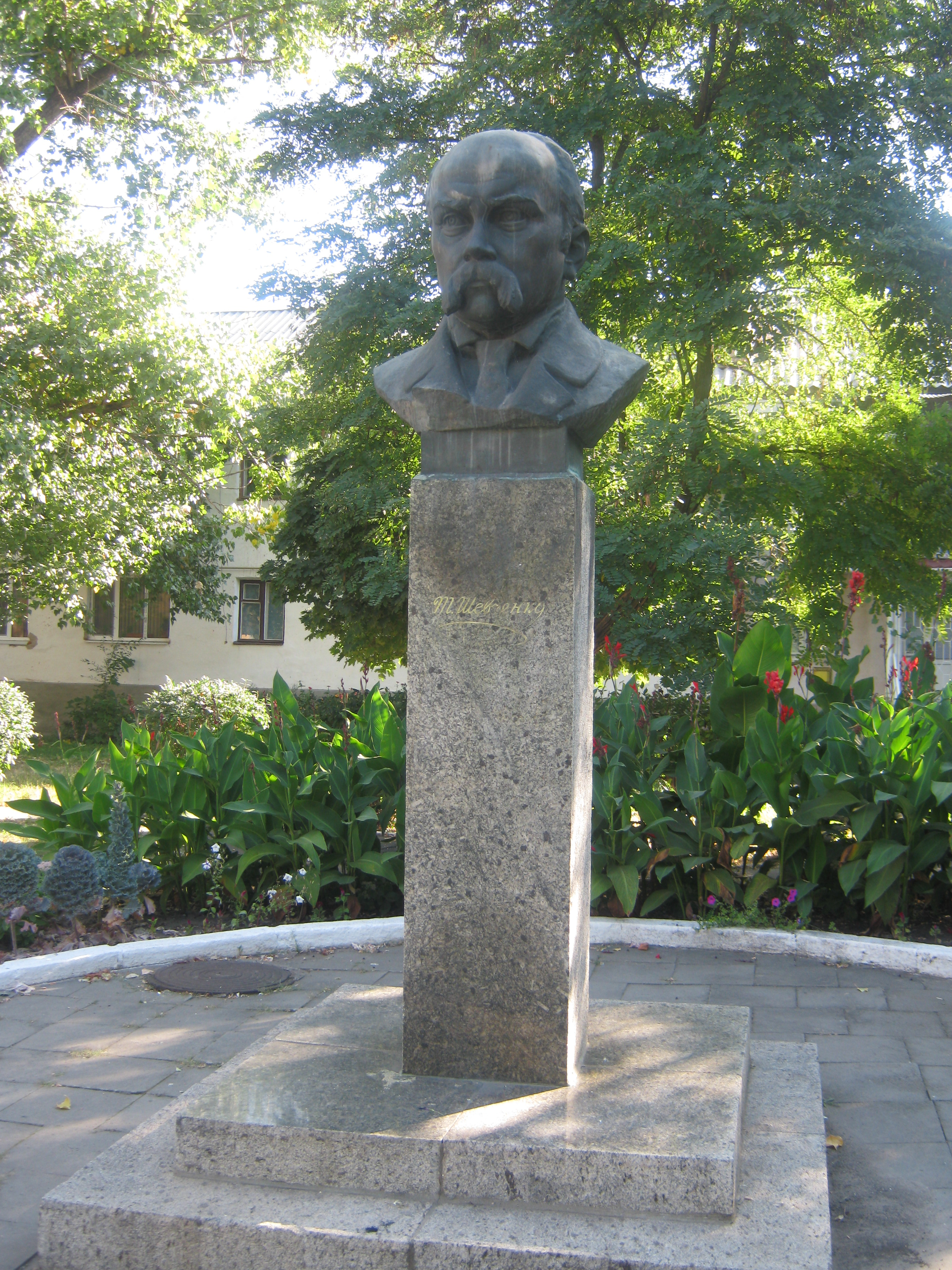
Пам'ятник Шевченкові у Первомайську

- Південноукраїнськ.

### Одеська область
- Одеса.

1. Пам'ятник у міському Парку Т. Г. Шевченка. Встановлено 1966 року. Автори — скульптори А. Ю. Білостоцький та О. О. Супрун[87].
2. Пам'ятник на території санаторію МНС на 16-й станції Великого Фонтану
3. Пам'ятник Шевченку в Суворовському районі на вулиці Зоряна

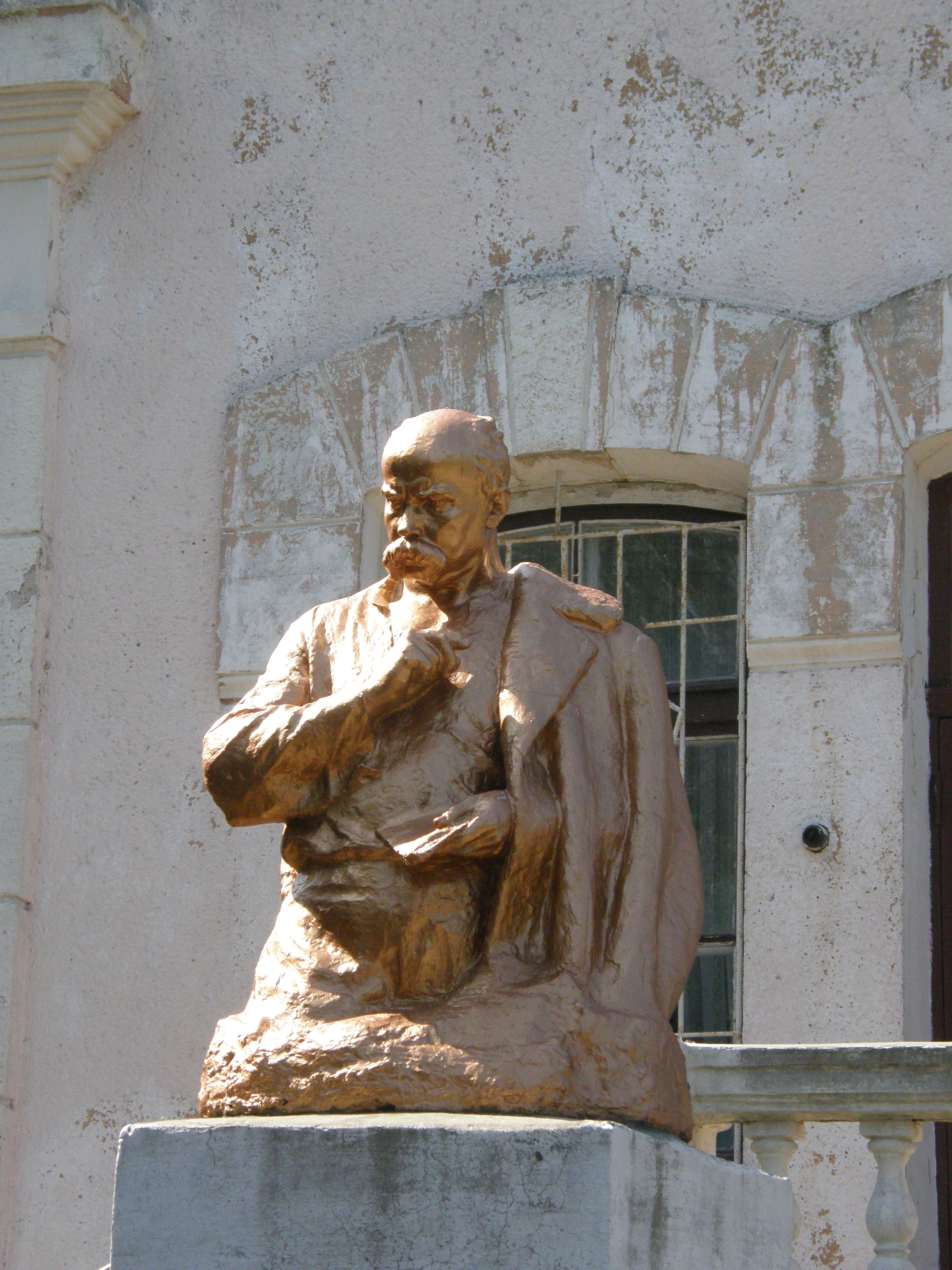
Пам'ятник на 16-й станції Великого Фонтану

- Арциз. Пам'ятник Т. Г. Шевченку встановлено у 2006 році за сприяння Української народної партії.
- Балта. Погруддя поета встановлено на початку березня 2014 року перед будівлею районної державної адміністрації. Раніше на постаменті перебувало погруддя В. І.  Леніна[88].
- Березівка

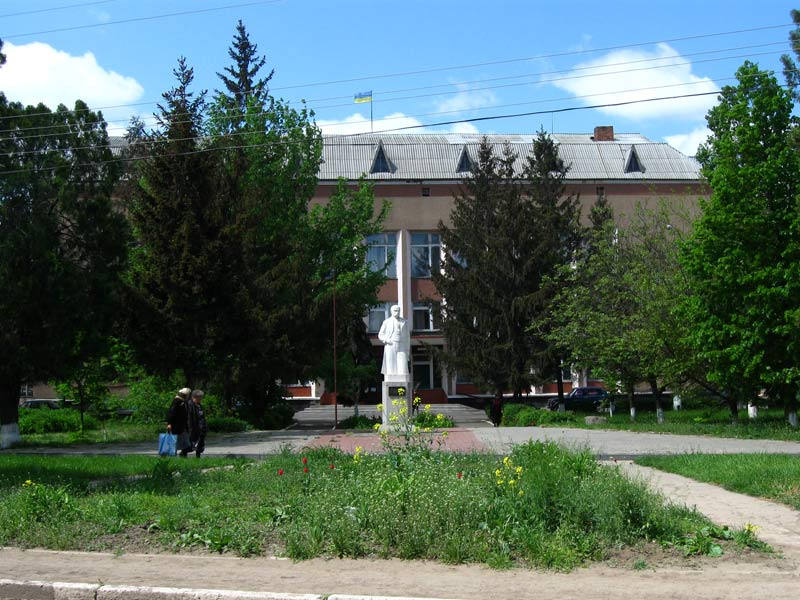
Пам'ятник Шевченкові у місті Березівка.

- Білгород-Дністровський
- Болград. Пам'ятник Т. Г. Шевченку встановлено у 2017 році на місці колишнього пам'ятника Леніну. Скульптор Вячеслав Федорченко з Черкащини.

Пам'ятник Шевченкові в Болграді.

- Ізмаїл. Пам'ятник Т. Г. Шевченку встановлено у середині XX століття в центрі міста на проспекті Суворова поблизу районного будинку культури імені Т. Г. Шевченка.

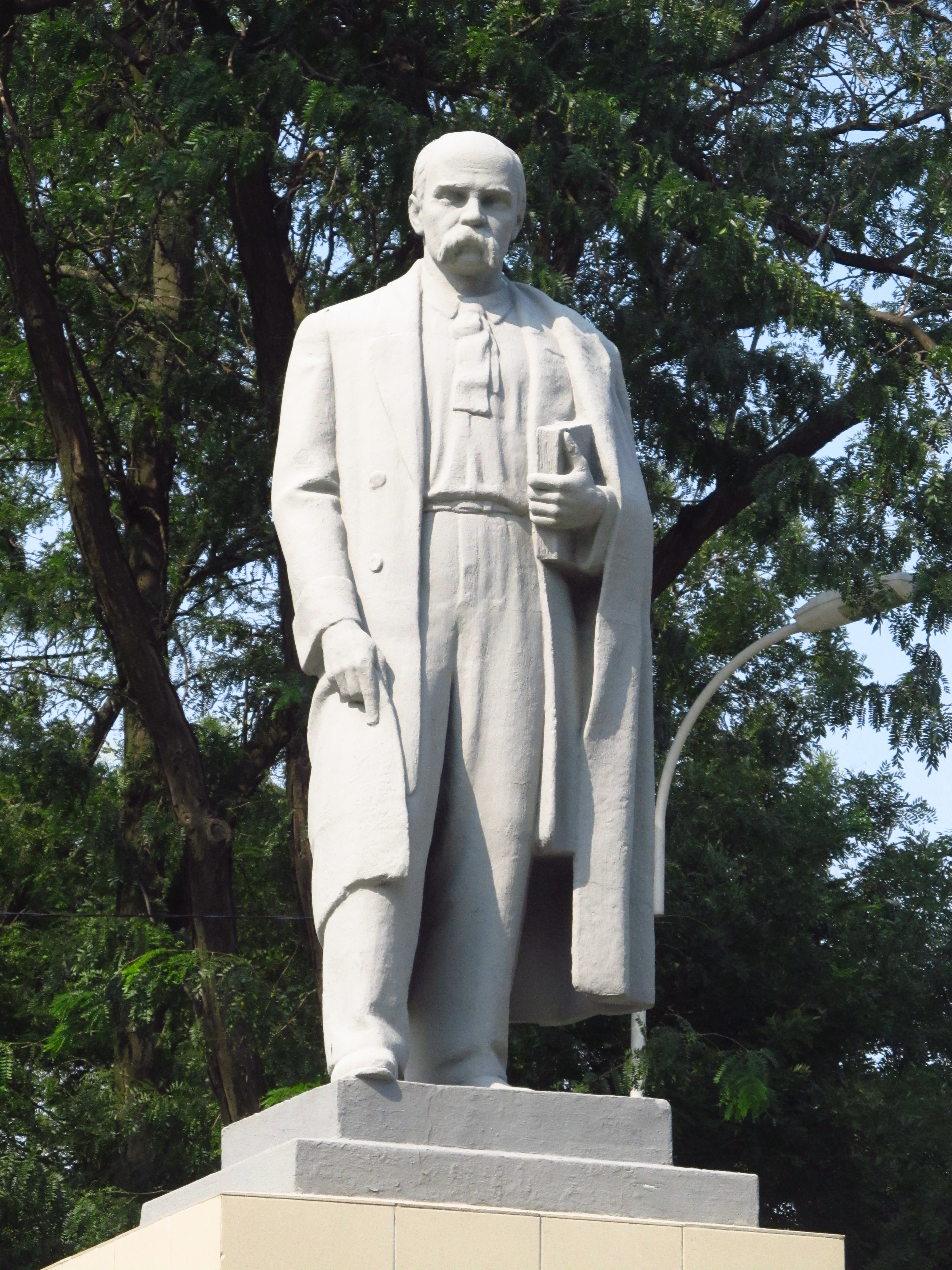
Пам'ятник Шевченкові в Ізмаїлі.

- Роздільна. Урочисте відкриття 6-метрового монумента Т. Г. Шевченку в Роздільній відбулося 14 жовтня 2008 року на привокзальній площі райцентру. Пам'ятник Кобзареві створили відомі українські художники Володимир Цирулік та Василь Мироненко. Кошторисна вартість монумента склала 270 тис. гривень. Ці кошти були зібрані мешканцями Роздільнянського району за ініціативою активістів об'єднання «Просвіта» за сприяння Українського козацтва[89][90].
- Сарата. Пам'ятник Шевченку встановлено в березні 2014 р. з нагоди 200-річного ювілею народження Кобзаря.
- Шевченкове (Кілійський район). Пам'ятник Шевченкові встановлено в селі, яке названо на його честь, в 1957 році. Автор — скульптор Недопака.

Пам'ятник Шевченкові в Шевченковому.

### Полтавська область
- Полтава. Пам'ятник у Полтаві споруджений українським скульптором Іваном Кавалерідзе у стилі конструктивізм. Відкритий 12 березня 1926 року у Петровському парку, навпроти Полтавського краєзнавчого музею[50].

Пам'ятник у Полтаві роботи Кавалерідзе.

- Глобине. Пам'ятник встановлено в центрі міста, урочисто відкрито 7 березня 2014 року на честь 200-річчя.

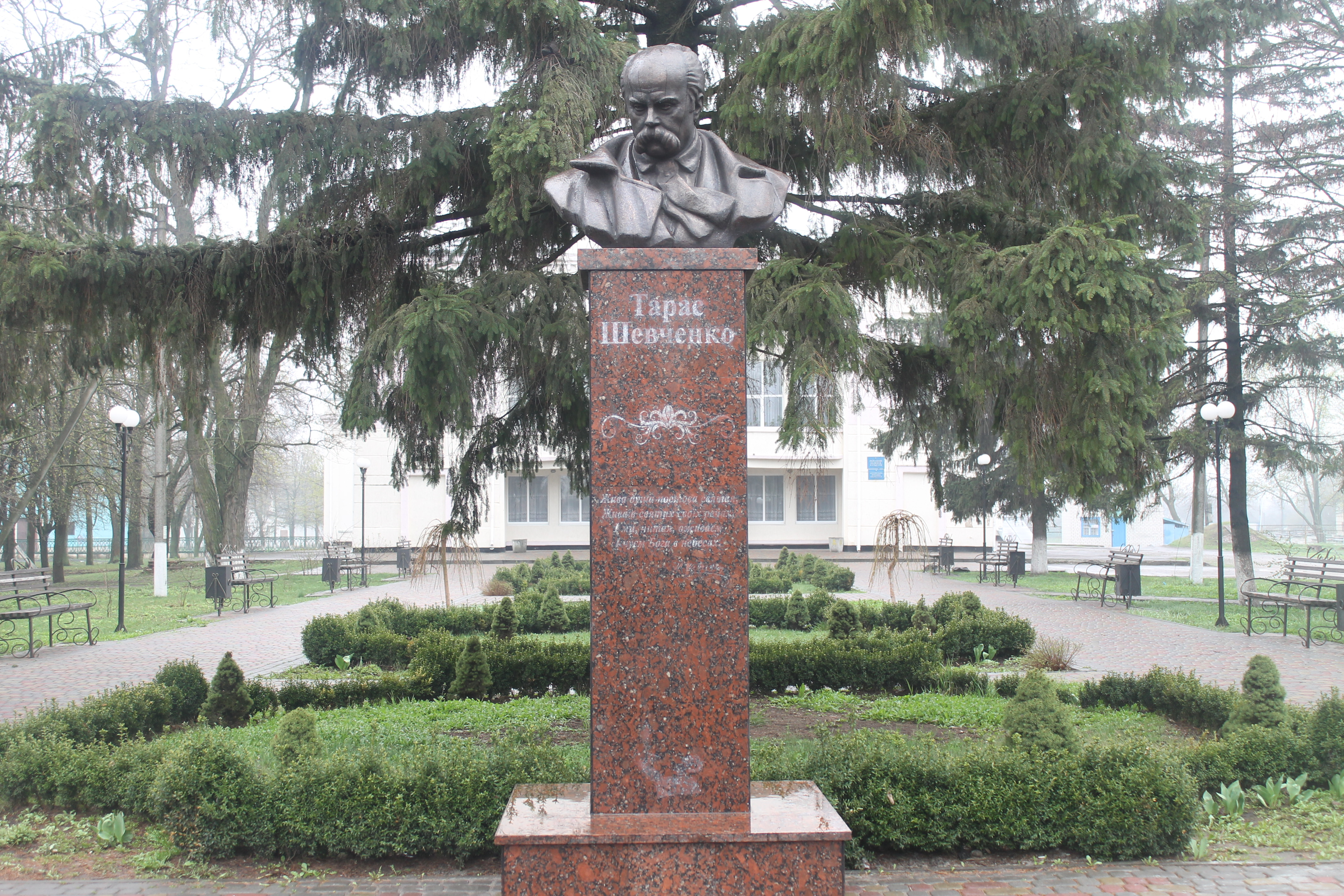
Пам'ятник у м. Глобине.

- Гребінка. Пам'ятник установлено на вулиці Петровського на честь 175-річчя від дня народження Кобзаря 1989 року. Автори — скульптор В. І. Білоус та архітектор О. Ф. Охріменко.

Пам'ятник у Гребінці.

- Горішні Плавні. Встановлений у сквері на розі проспекту Героїв Дніпра і вулиці Миру.

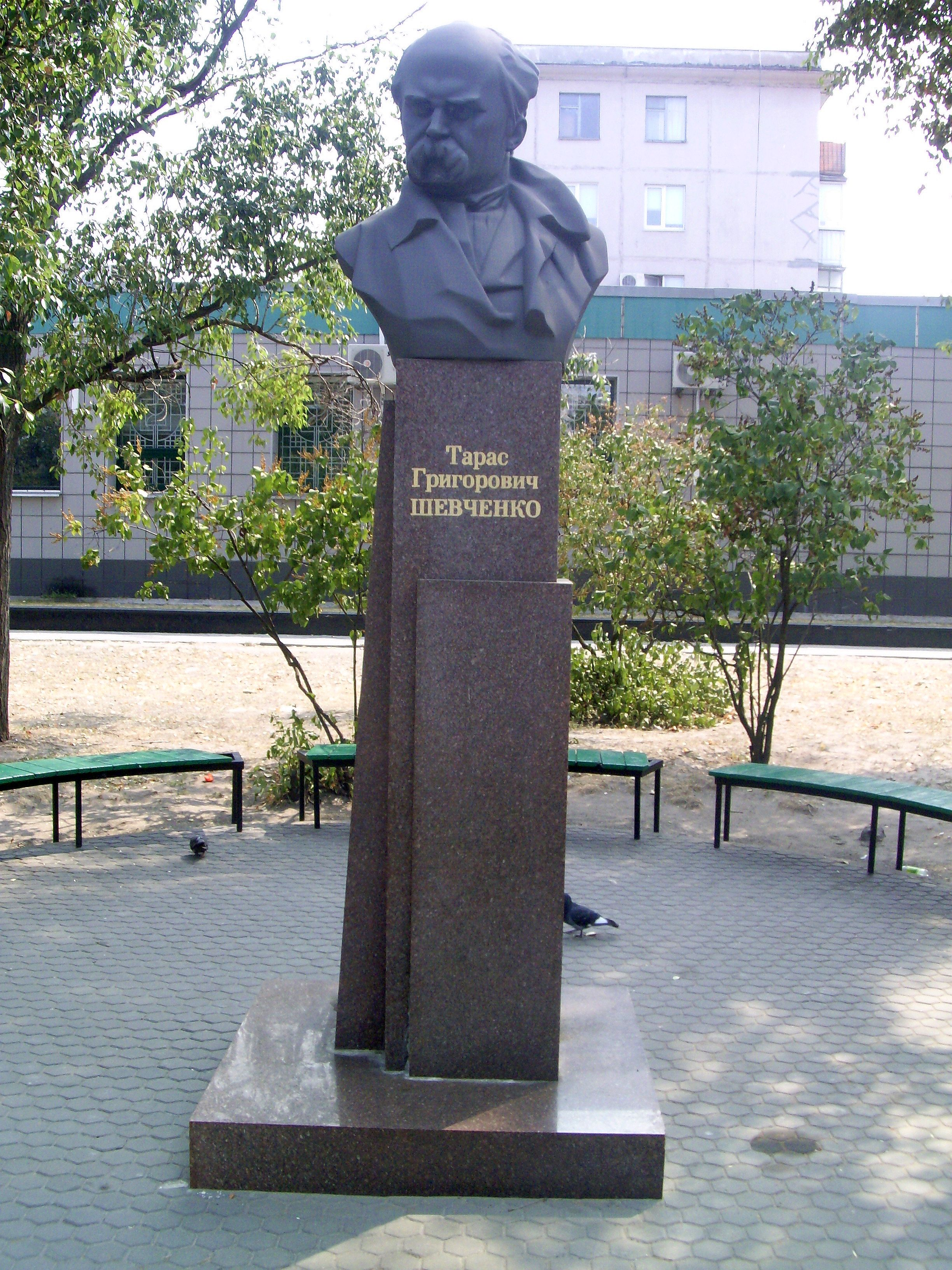
Загальний вигляд пам'ятника

- Заводське. Погруддя Тараса Шевченка встановлено у центрі міста.

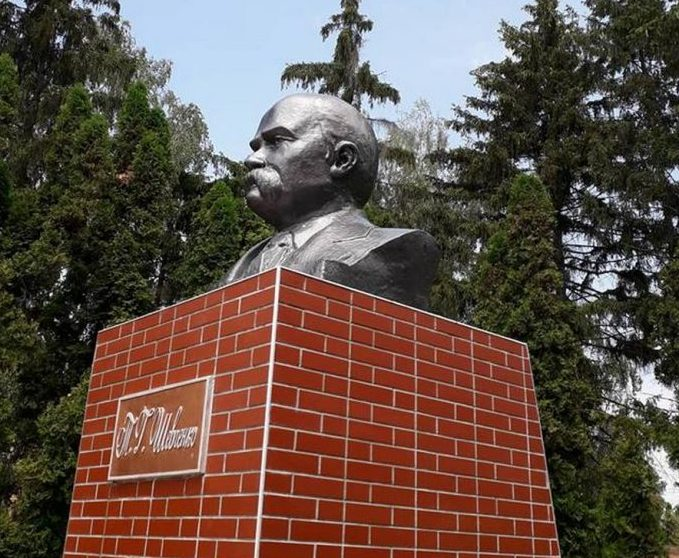
Погруддя зблизька

- Карлівка. Пам'ятник встановлено на вулиці Полтавський шлях, поблизу від музею.

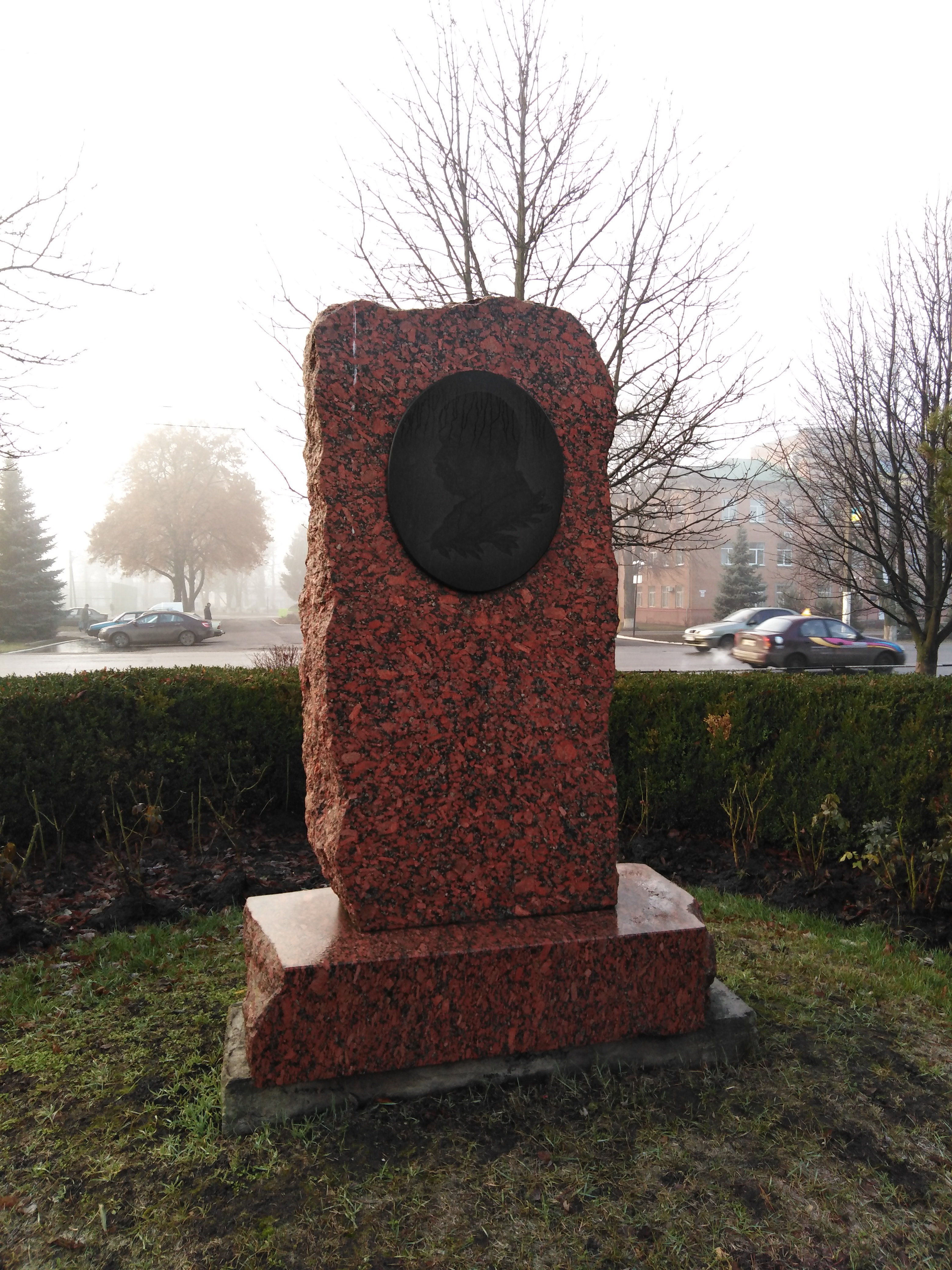
Пам'ятник у Карлівці.

- Кременчук. Пам'ятник установлено на честь 190-річчя від дня народження Кобзаря 2004 року в парку «Ювілейний». Пам'ятну стелу в місті встановлено на розі вул. Соборної та Шевченка з нагоди 150-річчя перепоховання Тараса Шевченка. Пам'ятний знак Тарасу Шевченку встановлено у 1990 році на бульварі Пушкіна.

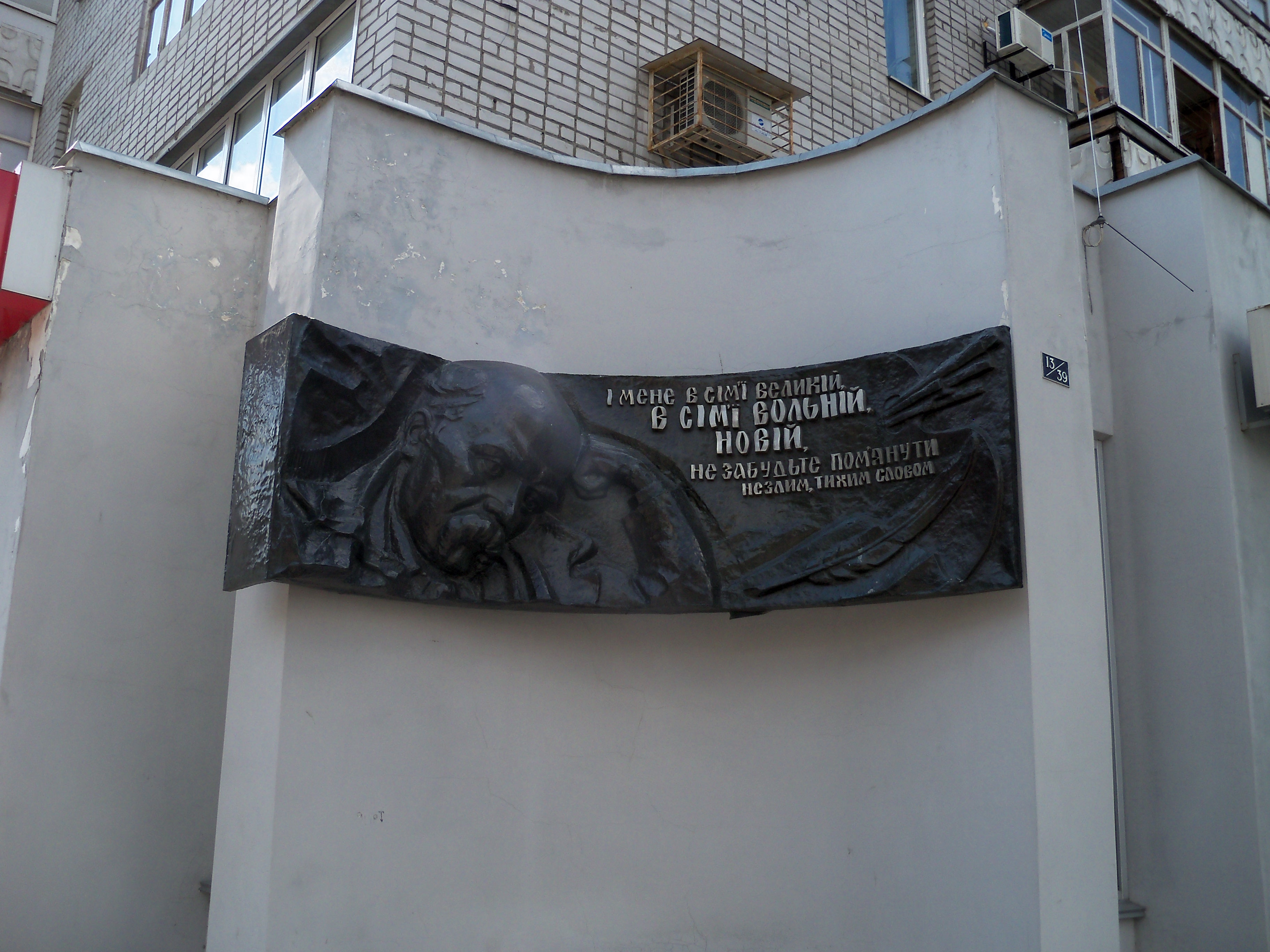

- Лохвиця. Пам'ятник-погруддя Тарасові Шевченку в Лохвиці відкрито 4 грудня 2009 року перед будівлею райдержадміністрації за сприяння Лохвицької районної організації ВО «Свобода»[91].

Пам'ятник у Лохвиці.

- Лубни. Пам'ятник був установлений на честь 150-річчя від дня народження Кобзаря (1964); до 200-річчя великого Кобзаря (2014) пам'ятник реконструйовано, внаслідок чого він набув фактично нового вигляду.

Пам'ятник, відкритий 1964 року
Новий пам'ятник, відкритий 2014 року

- Миргород. Пам'ятник Т. Г. Шевченку, встановлений у 1971 році на вул. Гоголя № 126.

Пам'ятник у Миргороді.

- Пирятин. Пам'ятник Т. Г. Шевченку, встановлений на вулиці Сергія Литвиненка, 2а неподалік Пирятинського ліцею. Урочисте відкриття монументу відбулося 18 вересня 1993 року. Автор проєкту — скульптор Баланчук М. Н. Пам'ятник виготовлений з граніту[92][93].

Пам'ятник у Пирятині.

- Хорол

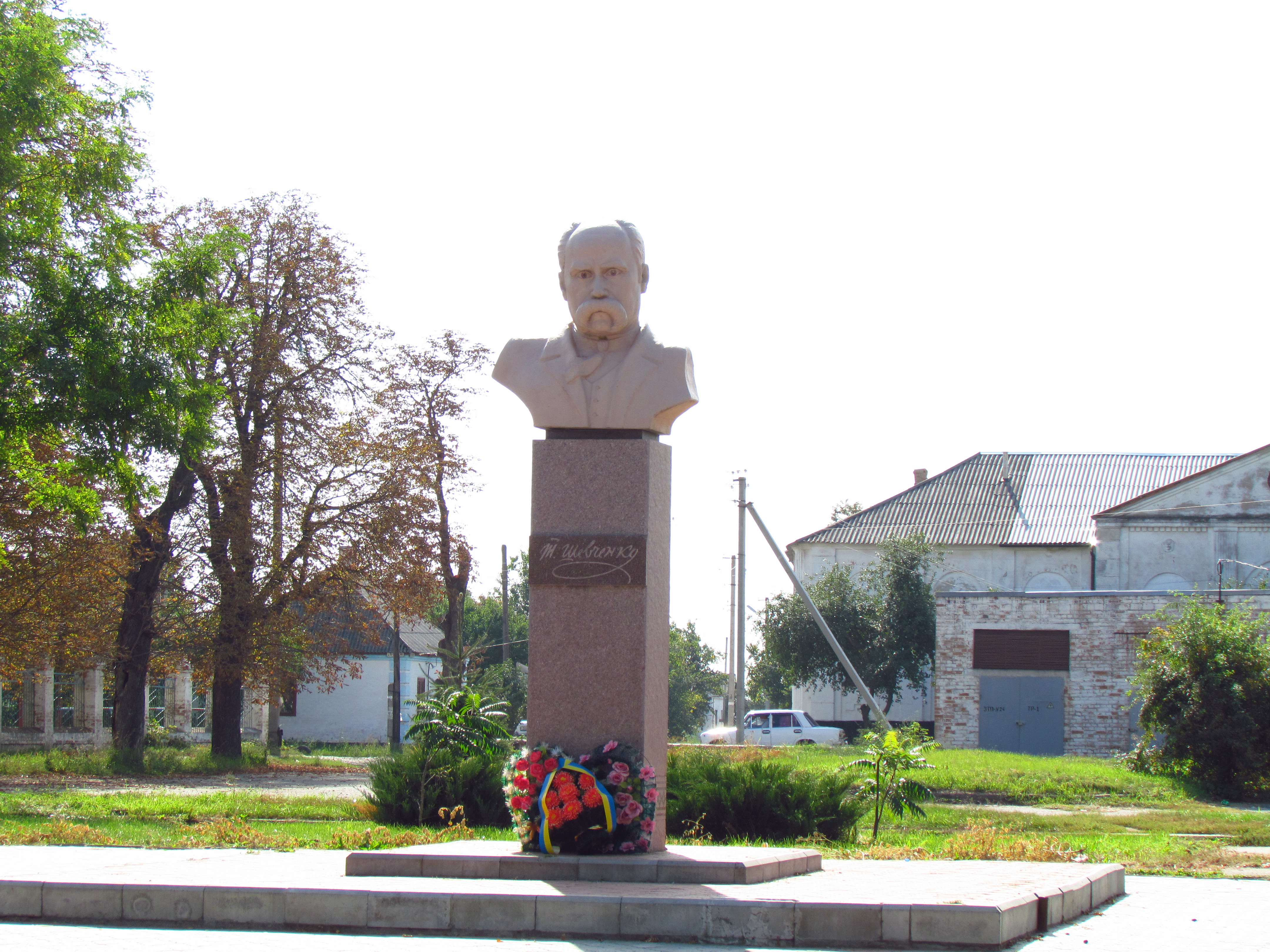
Погруддя Шевченка у Хоролі.

- Диканька. Пам'ятник установлений у центрі селища.

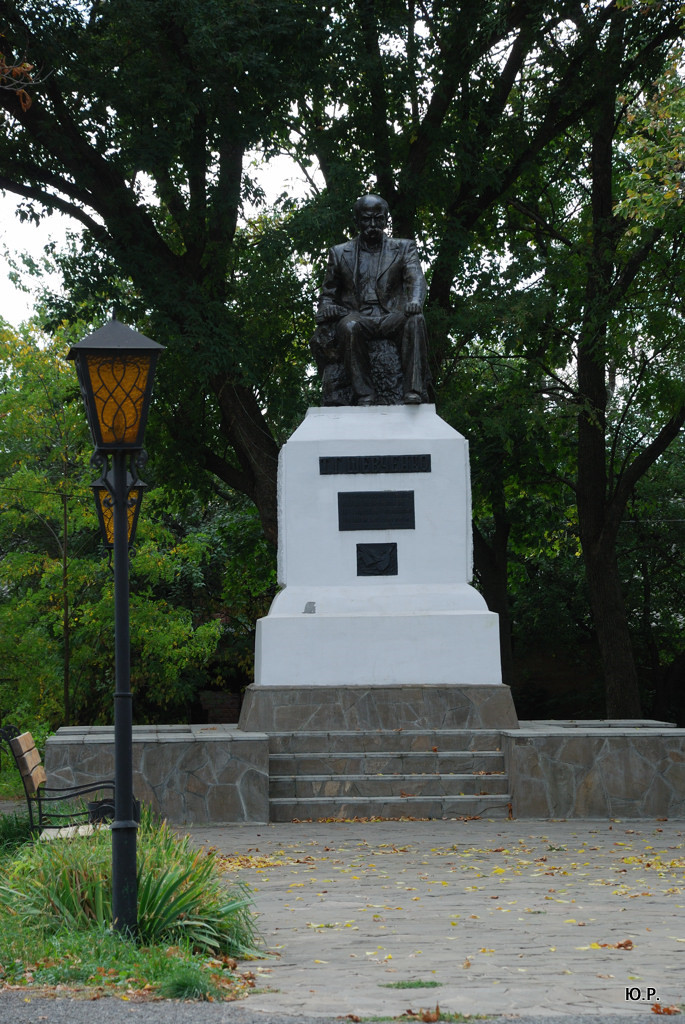
Шевченко в Диканьці

- Нові Санжари. Пам'ятник Тарасу Шевченку встановлений у парку Перемоги.

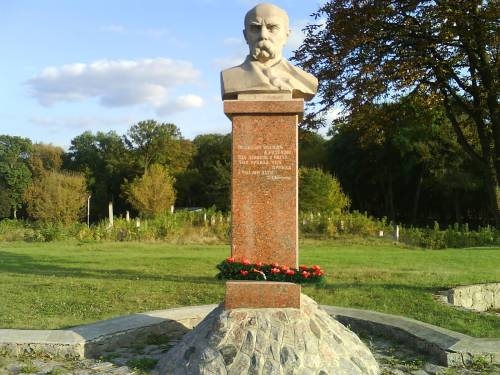
Пам'ятник у Нових Санжарах

- Березова Рудка (Пирятинський район). У Березовій Рудці великий український поет гостював тричі: у 1843, 1845 та 1846 роках. Тут він почав писати поему «Кавказ». Автори пам'ятника — заслужений скульптор України В. І. Білоус та заслужений архітектор України Є. В. Ширай.

Пам'ятник у с. Березова Рудка Пирятинського району (2007)

- Козлівщина (Котелевський район). Пам'ятник встановлений біля місцевої школи

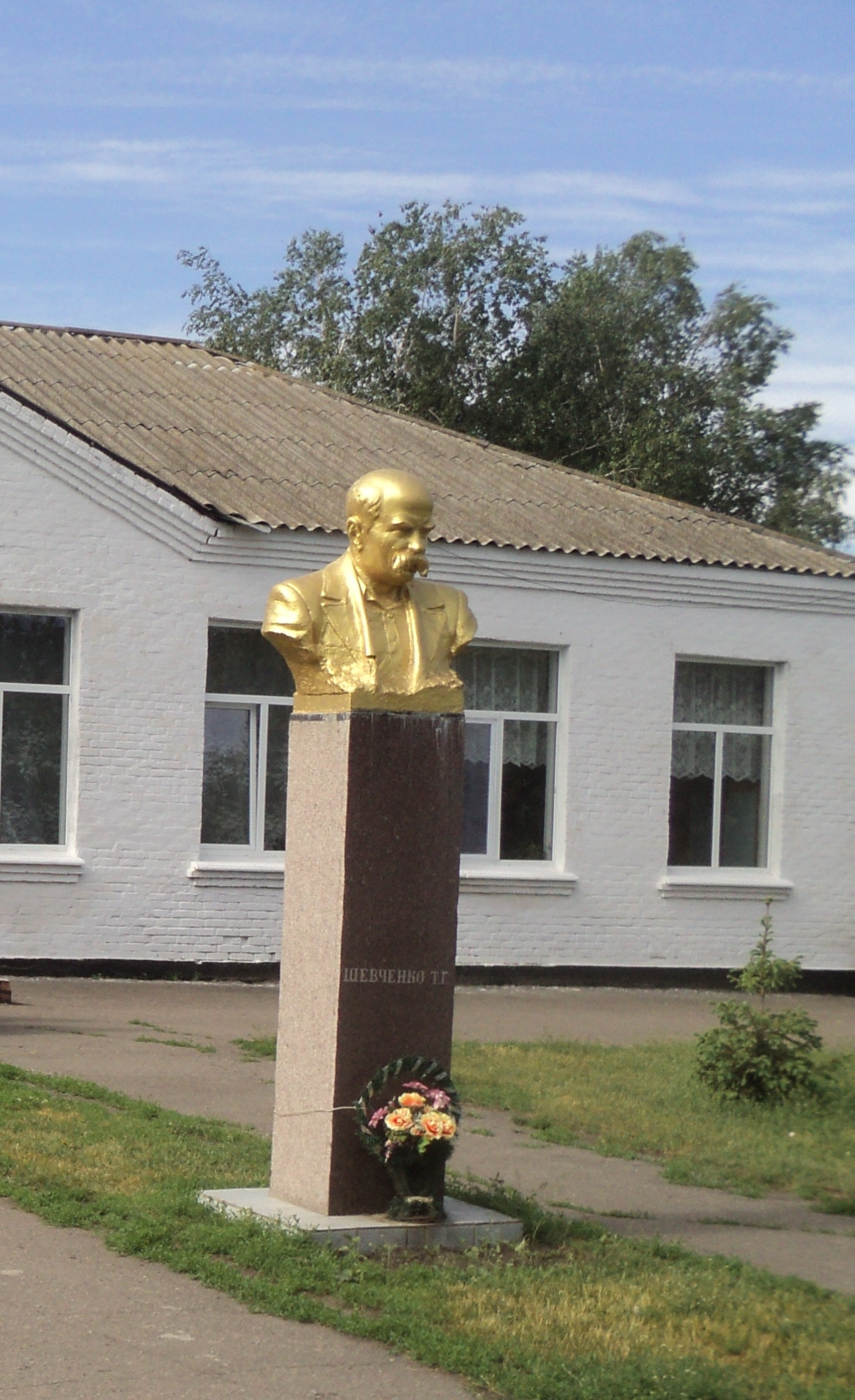
Погруддя Шевченка в Козлівщині

- Микільське (Полтавський район)

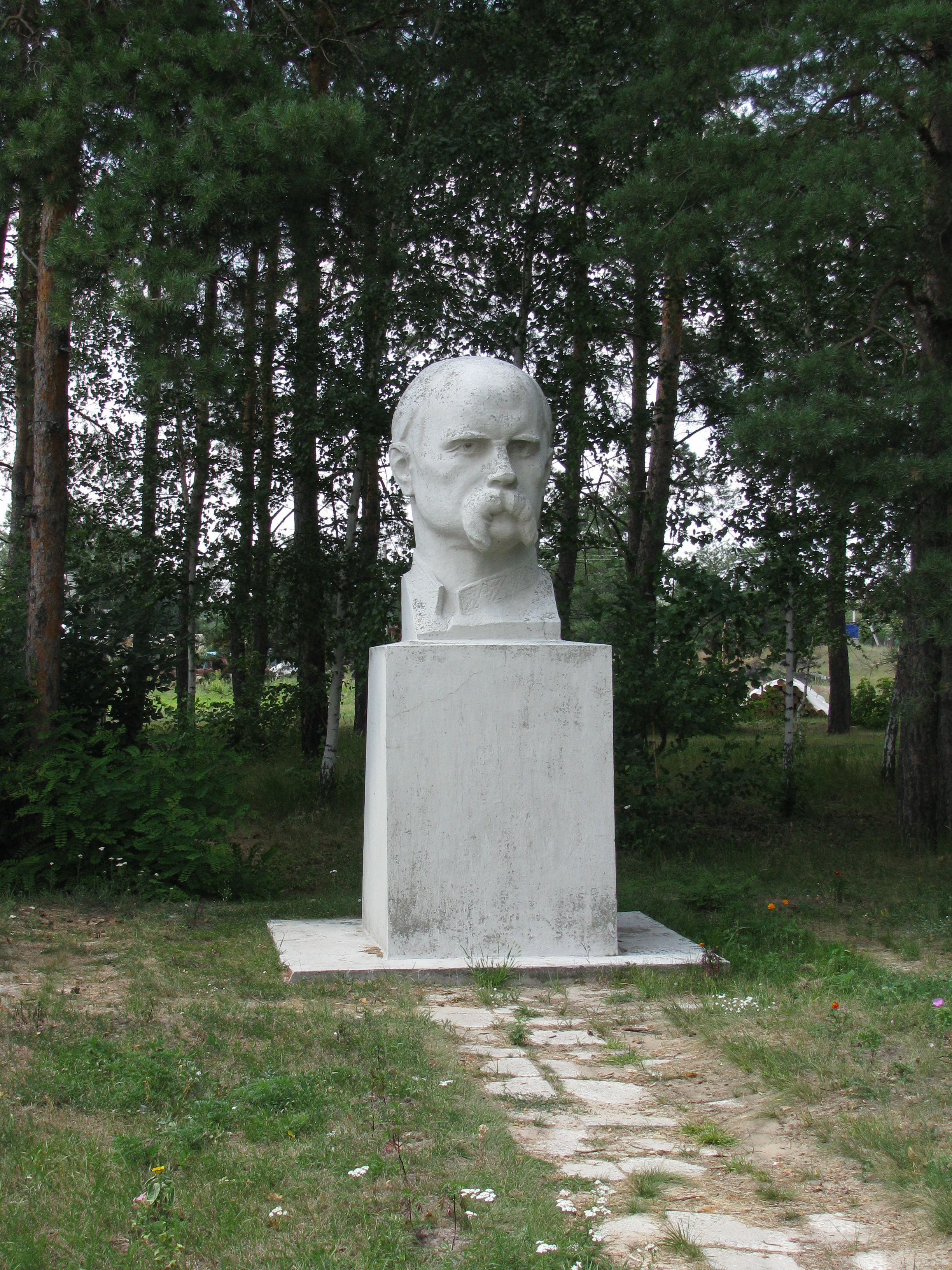
Погруддя Шевченка в селі Микільському

- Семенівка (Семенівський район). Пам'ятник встановлений біля бібліотеки.

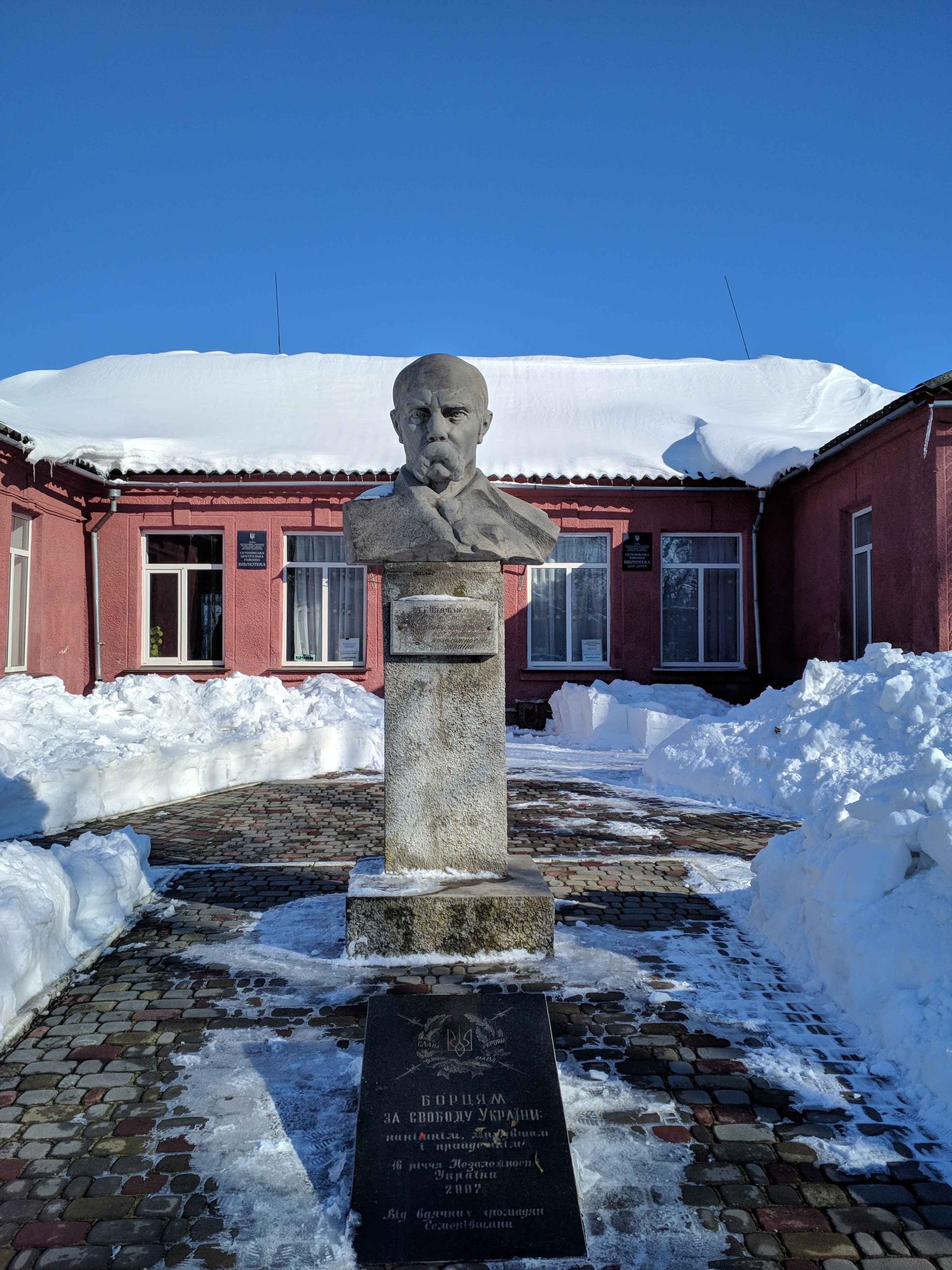
Погруддя Шевченка в Семенівці

- Стасі (Диканський район)

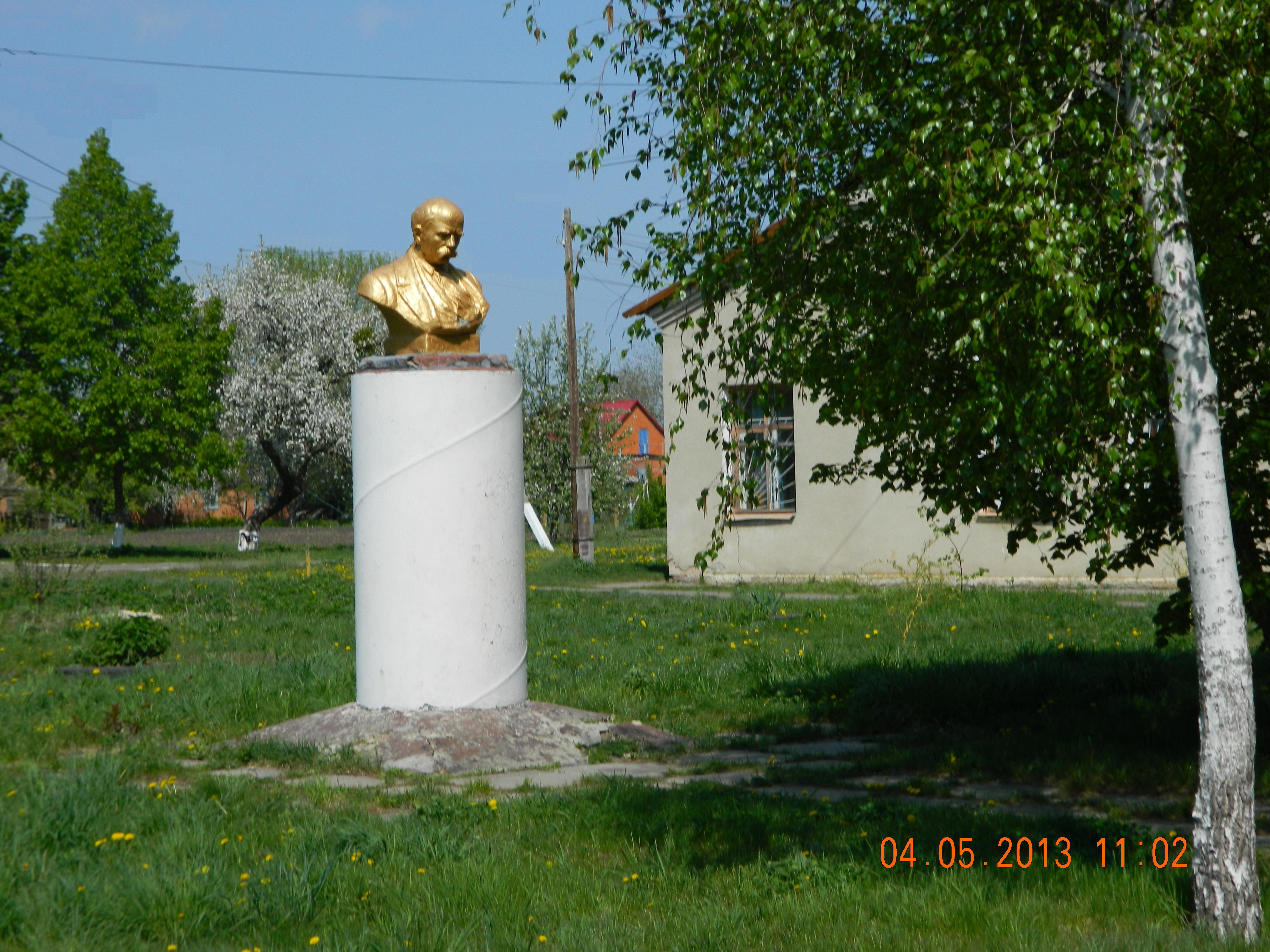
Погруддя Шевченка в Стасях

- Тарасівка (Гребінківський район). Встановлений у 1967 році.

Пам'ятник Шевченкові у Тарасівці Гребінківського району

- Хомутець (Миргородський район)

Пам'ятник у с. Хомутець Миргородського району, 2007

### Рівненська область
- Рівне. У Рівному три пам'ятники Тарасові Шевченку.

1. Старий пам'ятник — погруддя поета в парку Шевченка, що відкрите 1941 року та реконструйоване у 1963 році. Автор — Шульман Г. М., архітектор — Герасименко В. М. Матеріал — бетон, граніт[8].
2. Новий пам'ятник — на центральному майдані Незалежності урочисто відкрито 1999 року. Автори — скульптори Подолець П. М. і Стасюк В. І., архітектор — Ковальчук В. Ф. Матеріал — бронза[8].
3. Пам'ятник-погруддя в приміщенні Національного університету водного господарства та природокористування.

Пам'ятник Шевченку на майдані Незалежності

- Бережниця (Дубровицький район). Мармуровий пам'ятник встановлено у 1964 році по вулиці Дубровицькій, виконаний уродженкою села, скульпторкою Теодозією Бриж[35].
- Березне. Пам'ятник встановлено у 2001 році на площі Незалежності перед будинком культури по вул. Київській. Автор — Співак М.С[35].

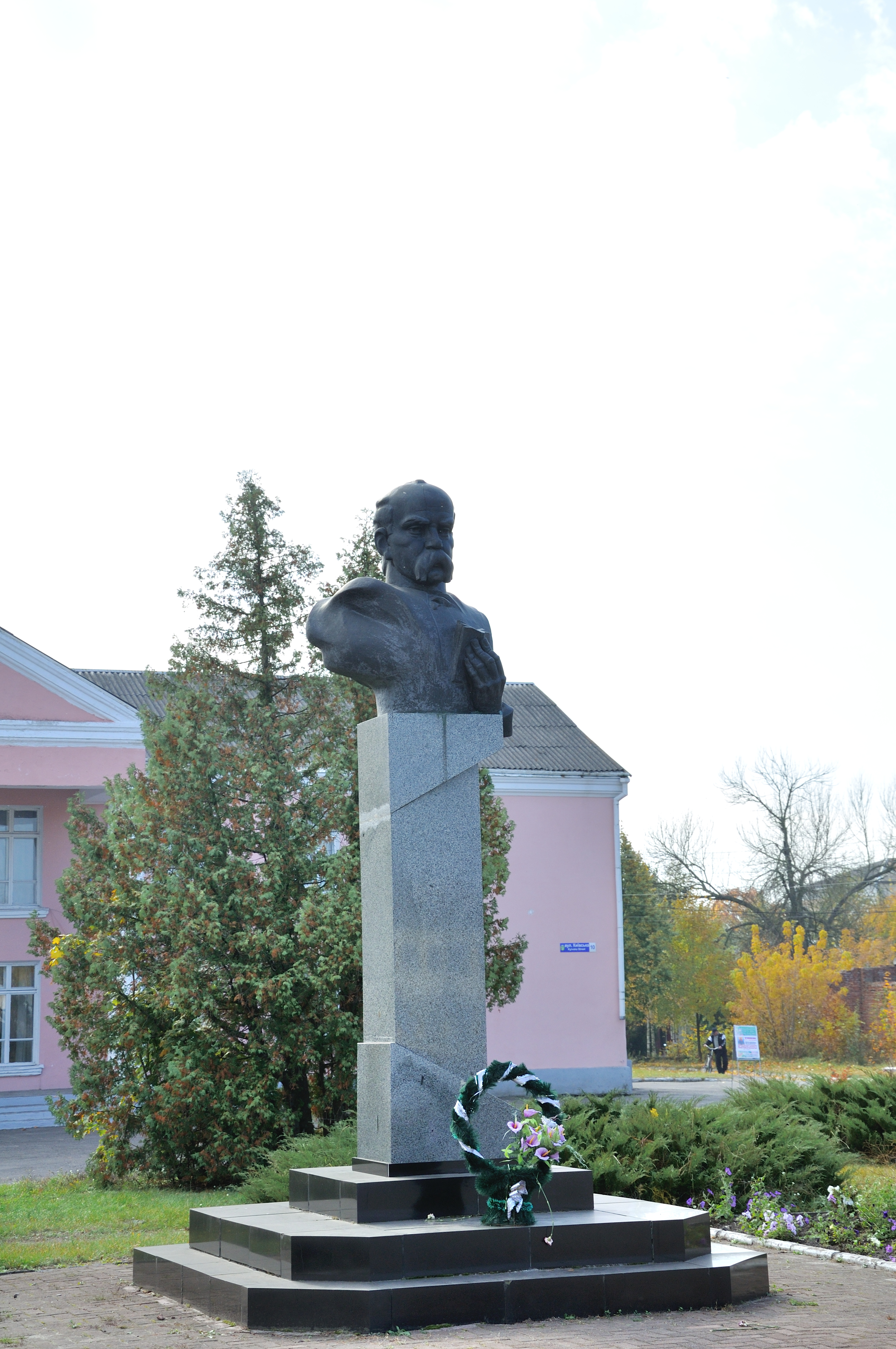
Пам'ятник Шевченку у м.Березне

- Великі Цепцевичі. Бетонний пам'ятник на гранітному постаменті типового проєкту роботи Рівненської художньо-виробничої майстерні встановлено у 1974 році[35].
- Вовковиї (Демидівський район). Пам'ятник українському поетові і мислителю один із небагатьох радянських пам'ятників району встановлено у 1967 році по вул. Шевченка, матеріал — бетон, цегла[94][35].
- Глинськ. Пам'ятник типового проєкту роботи Львівської художньо-виробничої майстерні встановлено у 1964 році. Матеріал — бетон, цегла[35].

- Гоща. Пам'ятник встановлено у 1956 році в парку ім. Т. Г. Шевченка. Автор — Безюк Л. Л., матеріал — бетон, цегла, цемент[35].
- Демидівка.
- Дубно. Пам'ятник відкрито 16 липня 1991 року по вул. Данила Галицького поряд з районним будинком культури. Автором трифігурної композиції є скульптор, народний художник УРСР Скобліков О. П. Матеріал — бронза, граніт.[27][8].

Пам'ятник Шевченку в Дубно

- Дубровиця. Погруддя встановлено у 1962 році в Центральному парку. Архітектор — Мельничук Ф., матеріал — базальт, бетон, граніт[35].

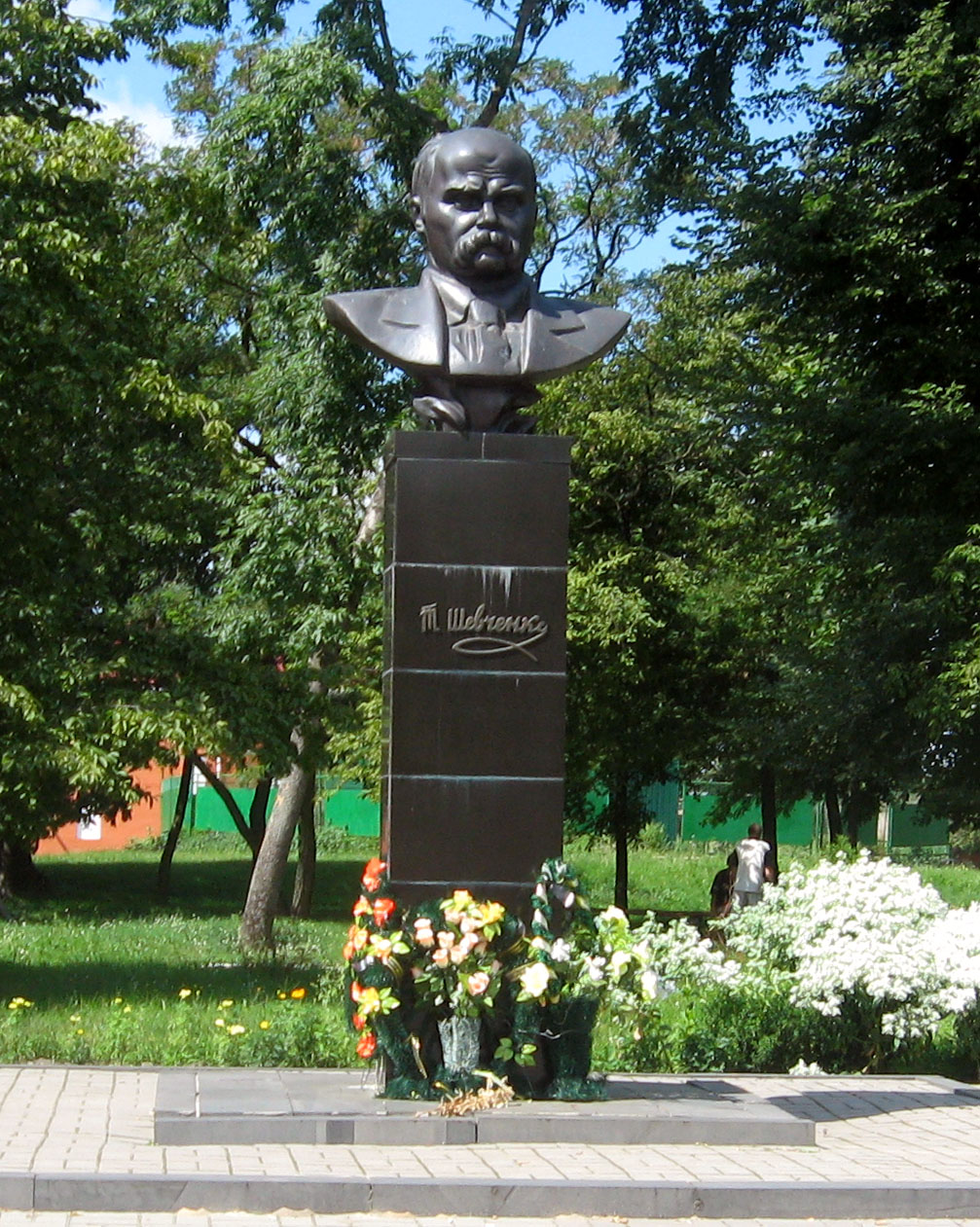
Погруддя Шевченку в Дубровиці

- Жадківка. Пам'ятник встановлено у 1956 році[35].
- Здолбунів. 22 травня 2009 року в місті Здолбунів-2 відбулось урочисте відкриття погруддя Т. Г. Шевченка до 40-річчя товариства «Просвіта» і 195-ліття від дня народження поета. Монумент споруджено на благодійні кошти церковної громади храму Івана Богослова УПЦ КП, що розташований у м. Здолбунів-2, товариства «Просвіта», депутатів міської ради, підприємців селища, громадян[95].
- Зірне. Бетонний пам'ятник встановлено у 1959 році біля будинку культури по вул. Мироненка[35].

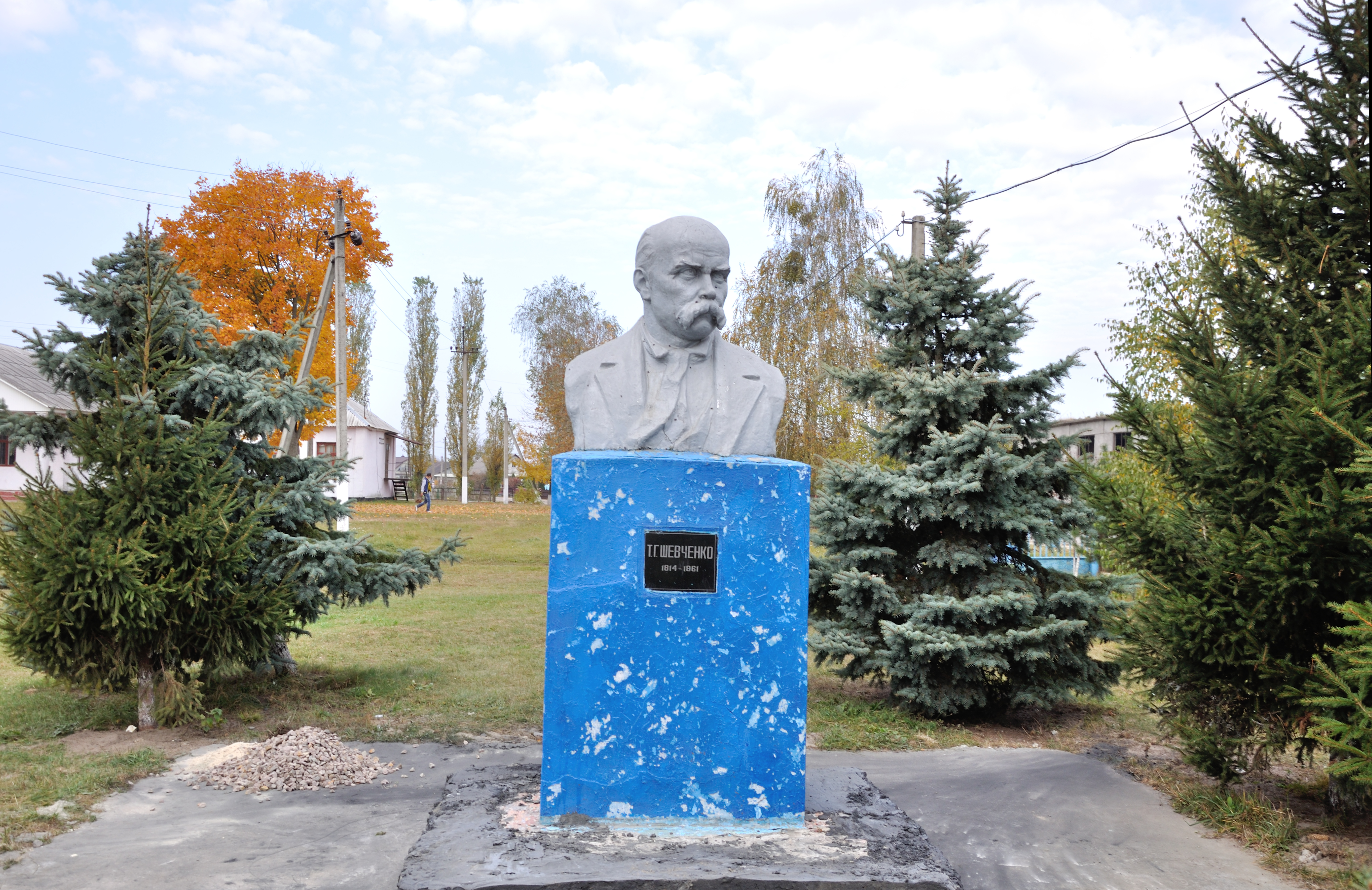
Пам'ятник Шевченку у селі Зірне

- Копитів. Пам'ятник встановлено у 1956 році[35].
- Копиткове. Пам'ятник встановлено у 1962 році. Автор — Безюк Л. Л., матеріал — бетон, цегла[35].

- Корець. Фігура з нетиповим для радянських пам'ятників поглядом вгору встановлена у 1965 році біля історичного музею по вул. Київській. Автор — Безюк Л. Л., матеріал — бетон, цегла[35].

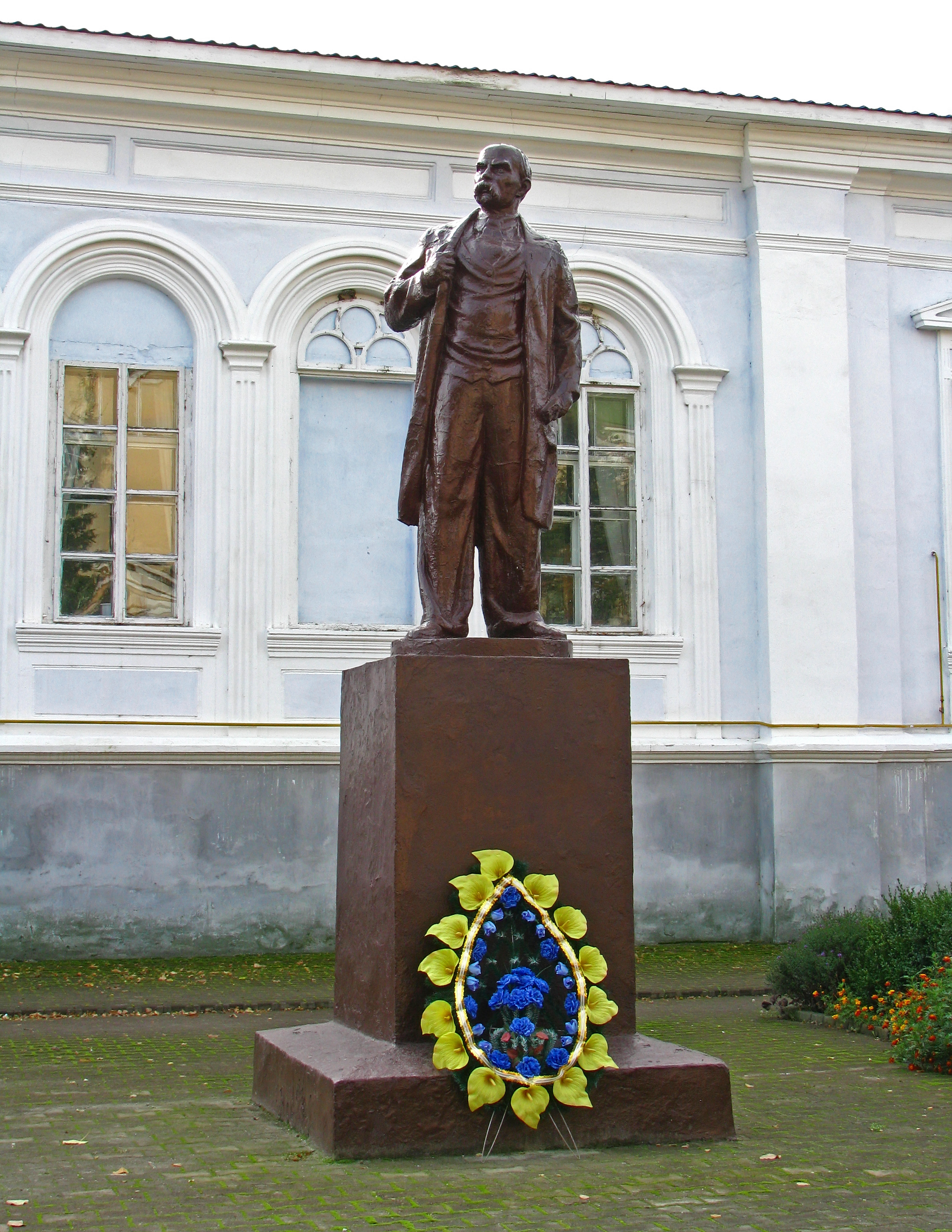
Пам'ятник Кобзарю в Корці
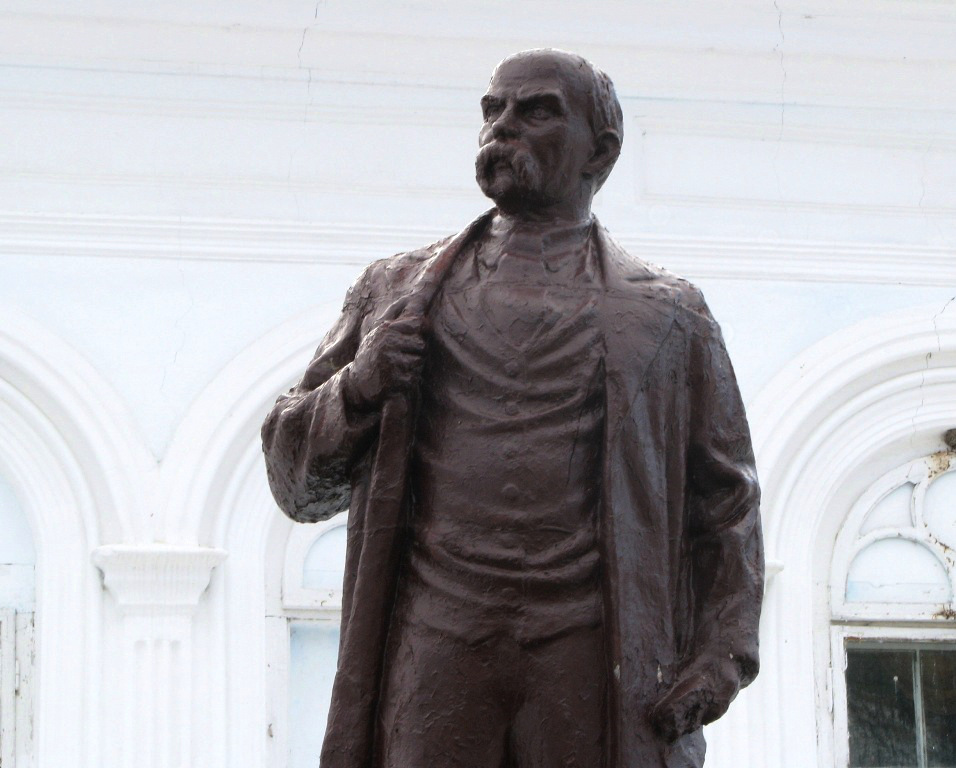
Фігура Шевченка зблизька

- Корост. Пам'ятник встановлено у 1972 році. Матеріал — базальт, бетон[8].
- Костопіль. Пам'ятник встановлено 22 травня 1995 року по вул. Грушевського. Автор — Євтушенко О., матеріал — бронза, мармур[35].
- Мізоч. Пам'ятник встановлено у 1957 році. Автор — Безюк Л. Л., матеріал — бетон, цегла[35].
- Острог. Бетонний пам'ятник-погруддя встановлено у 1963 році по вул. Академічній. Автор — Безюк Л.Л[35].

Пам'ятник-погруддя Шевченкові у Острозі

- Млинів. У Млинові є два пам'ятники. Перший повнофігурний меморіал височіє на площі перед РДА по вул. Івана Франка. Другий пам'ятник-погруддя встановлено у 1959 році в парку навпроти краєзнавчого музею. Автори — Ричков Б. В. і Беленюк П. І., матеріал — бетон, цегла[35].

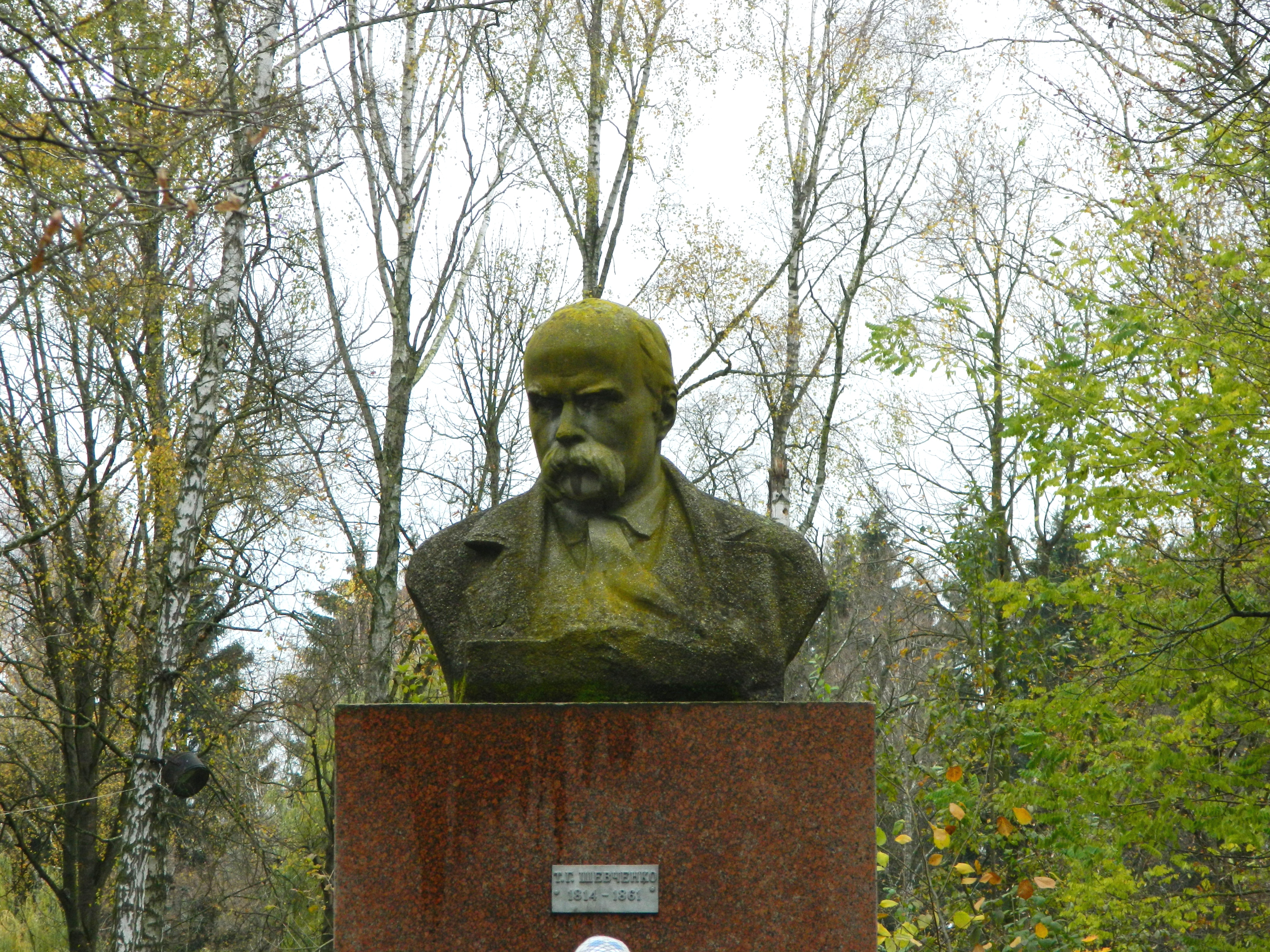
Погруддя Шевченка у Млинові в парку
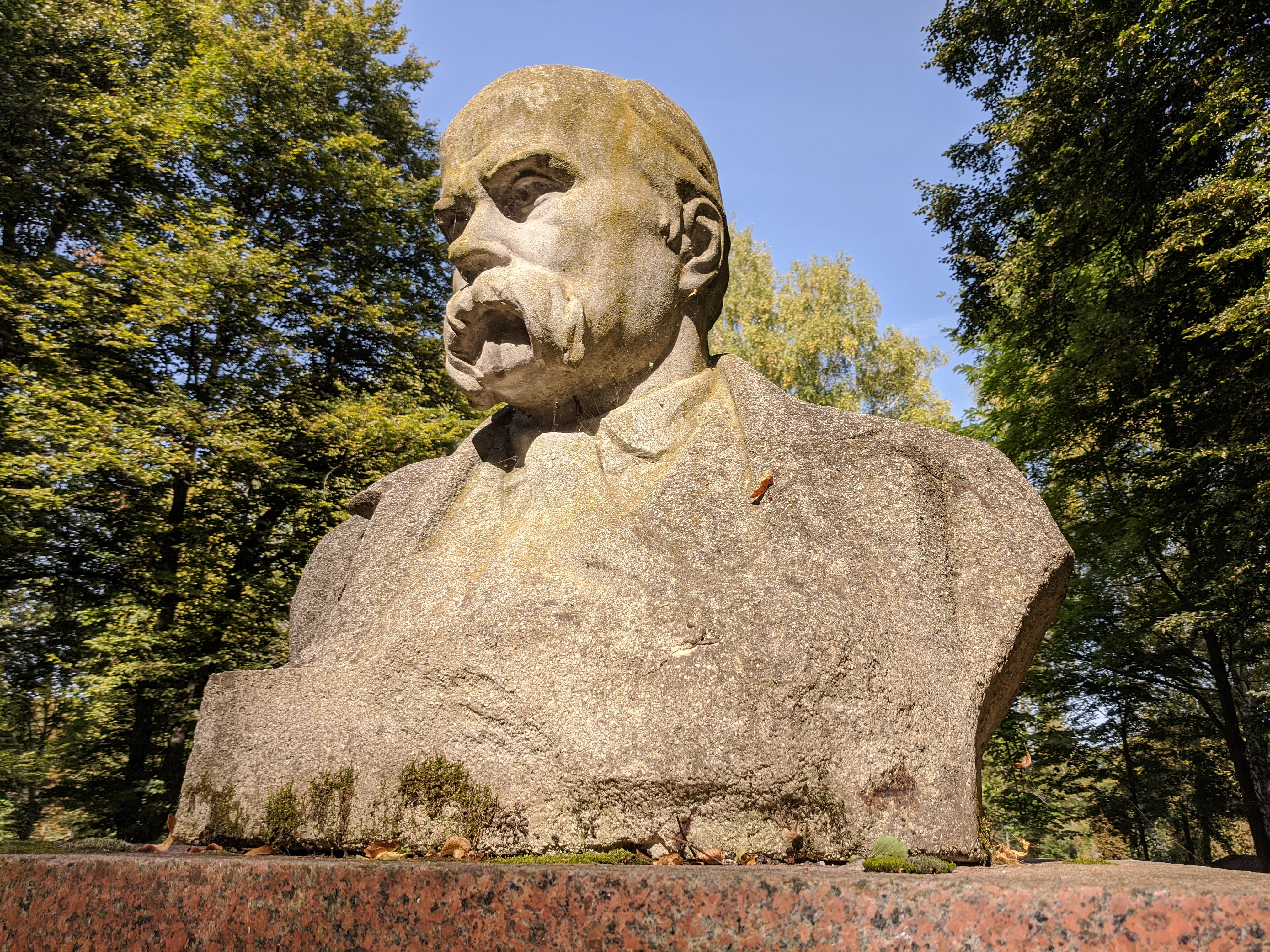
Погруддя у парку детально
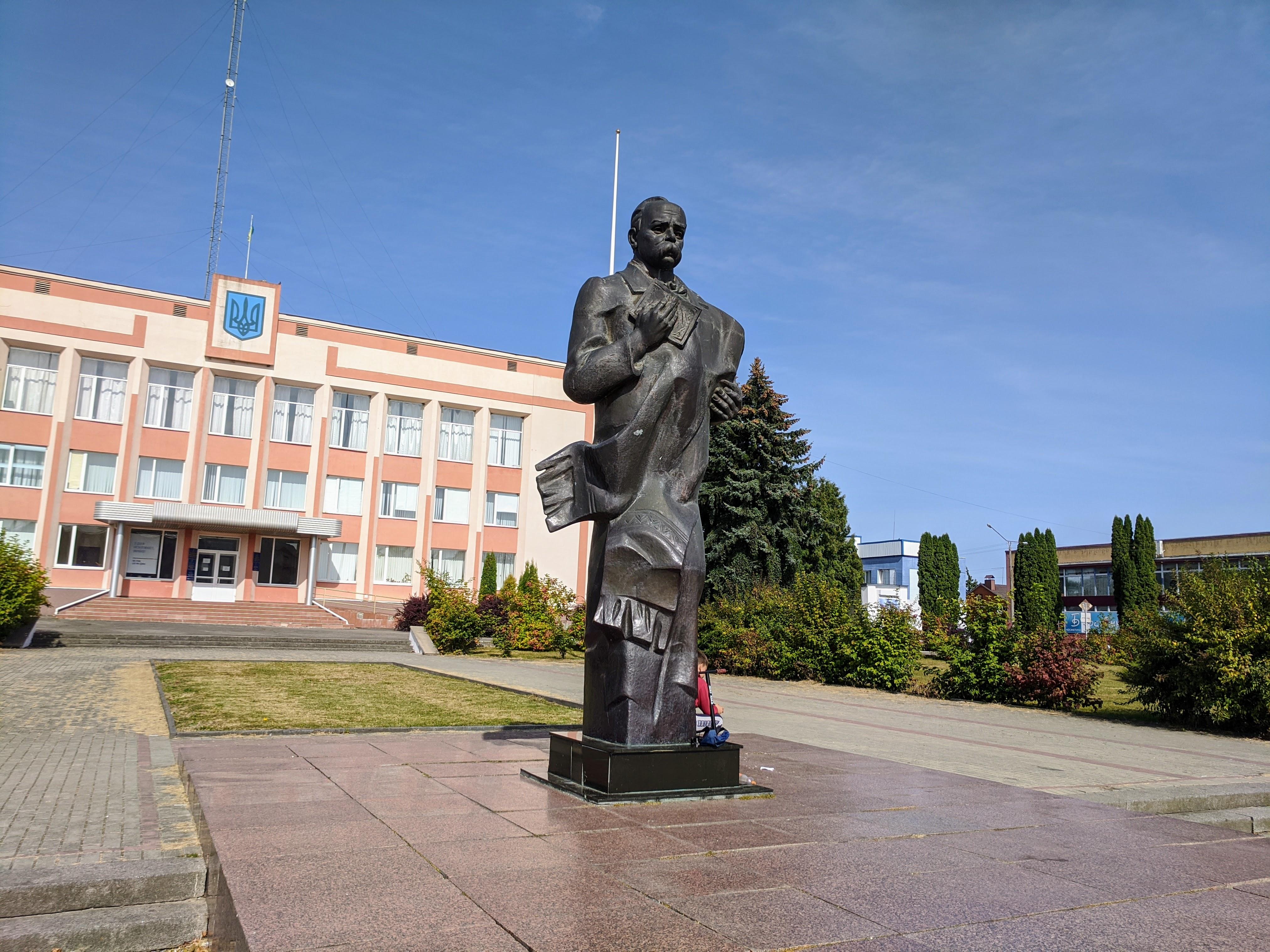
Пам'ятник на площі перед РДА

- Городок (Рівненський район). Пам'ятник-погруддя встановлено у 1965 році в місцевому парку перед будинком культури. Автор — Козлишин М. П., матеріал — бетон, цегла, цемент[8].

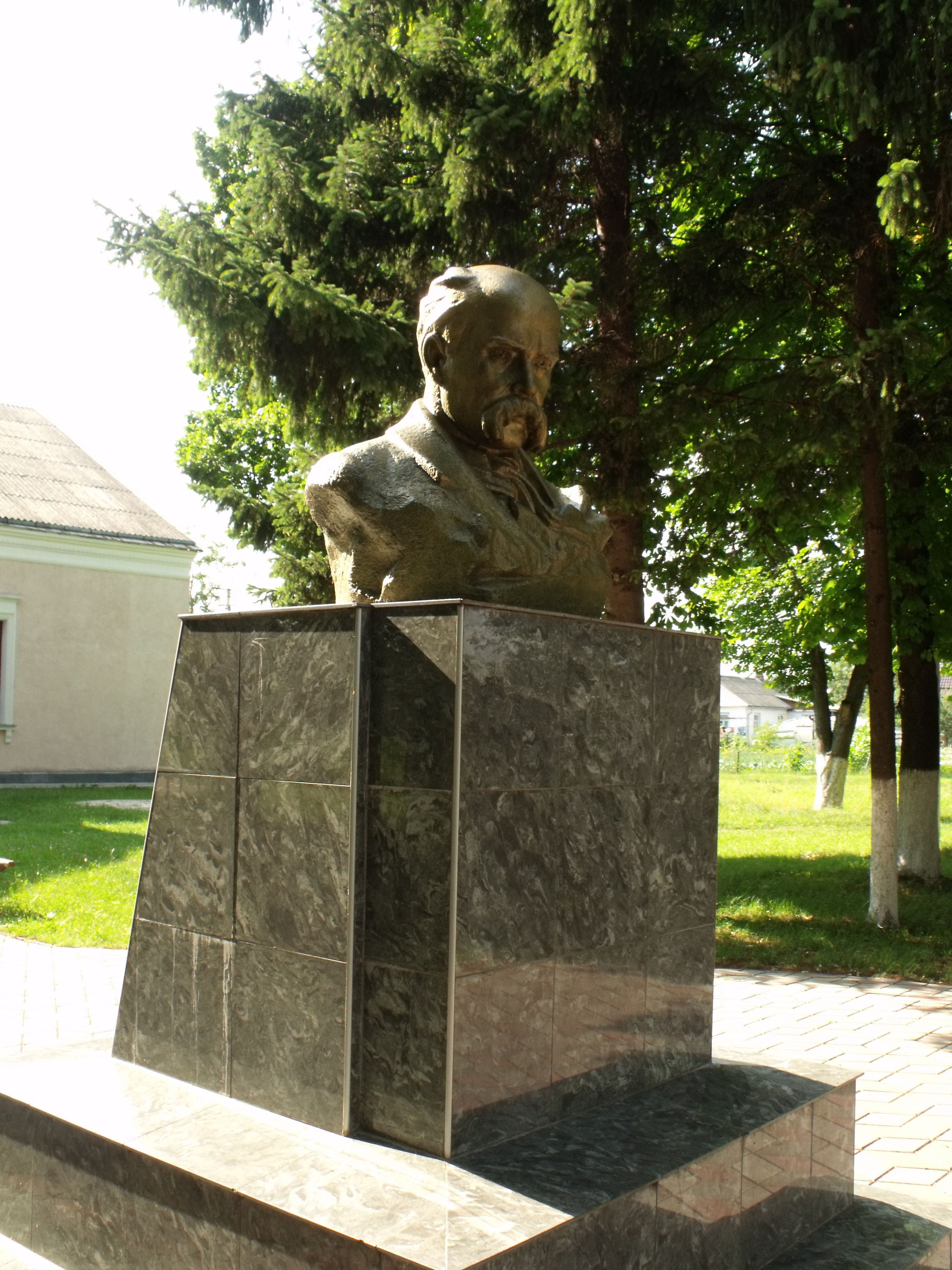
Пам'ятник Шевченку в Городку

- Підлужжя (Дубенський район). Пам'ятник Шевченку що сидить встановлено у 1968 році біля джерела, де, за переказами, у 1846 році зупинявся поет. Автор — скульптор Ричков Б. В., матеріал — бетон, гранітна крихта, камінь[96][35].

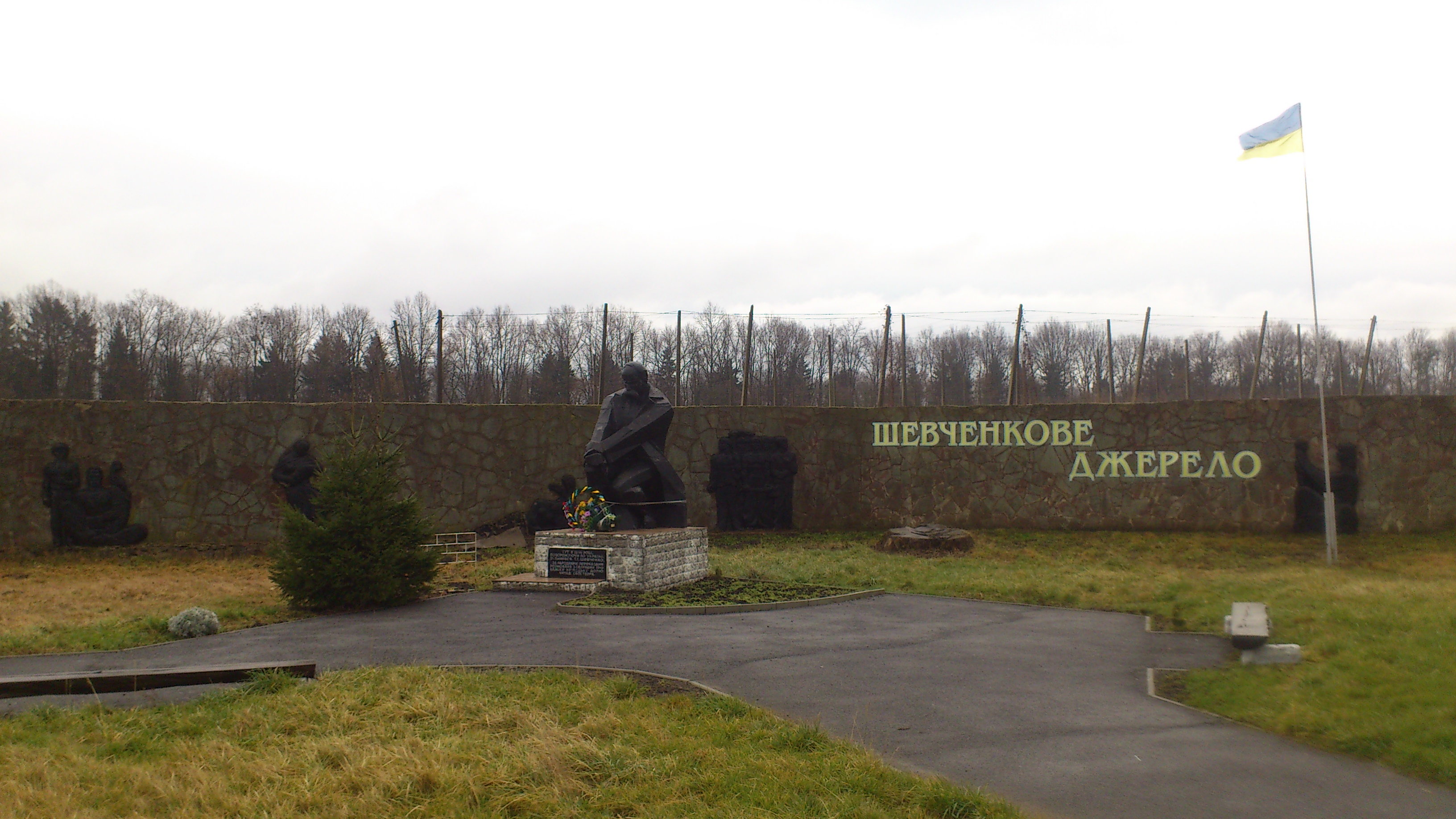
Шевченкове джерело

- Річки. Пам'ятник встановлено у 1959 році. Автор — Степанець І. К., матеріал — бетон, цегла[35].
- Самостріли. Пам'ятник встановлено у 1965 році. Автор — Степанець І. К. Погруддя Шевченка розміщено на прямокутному двоступінчатому п'єдесталі. Розміри: висота бюста — 1,1 м, постамент — 1,4 х 1,52×1,03 м. Матеріал — бетон, мармур, цегла[35].

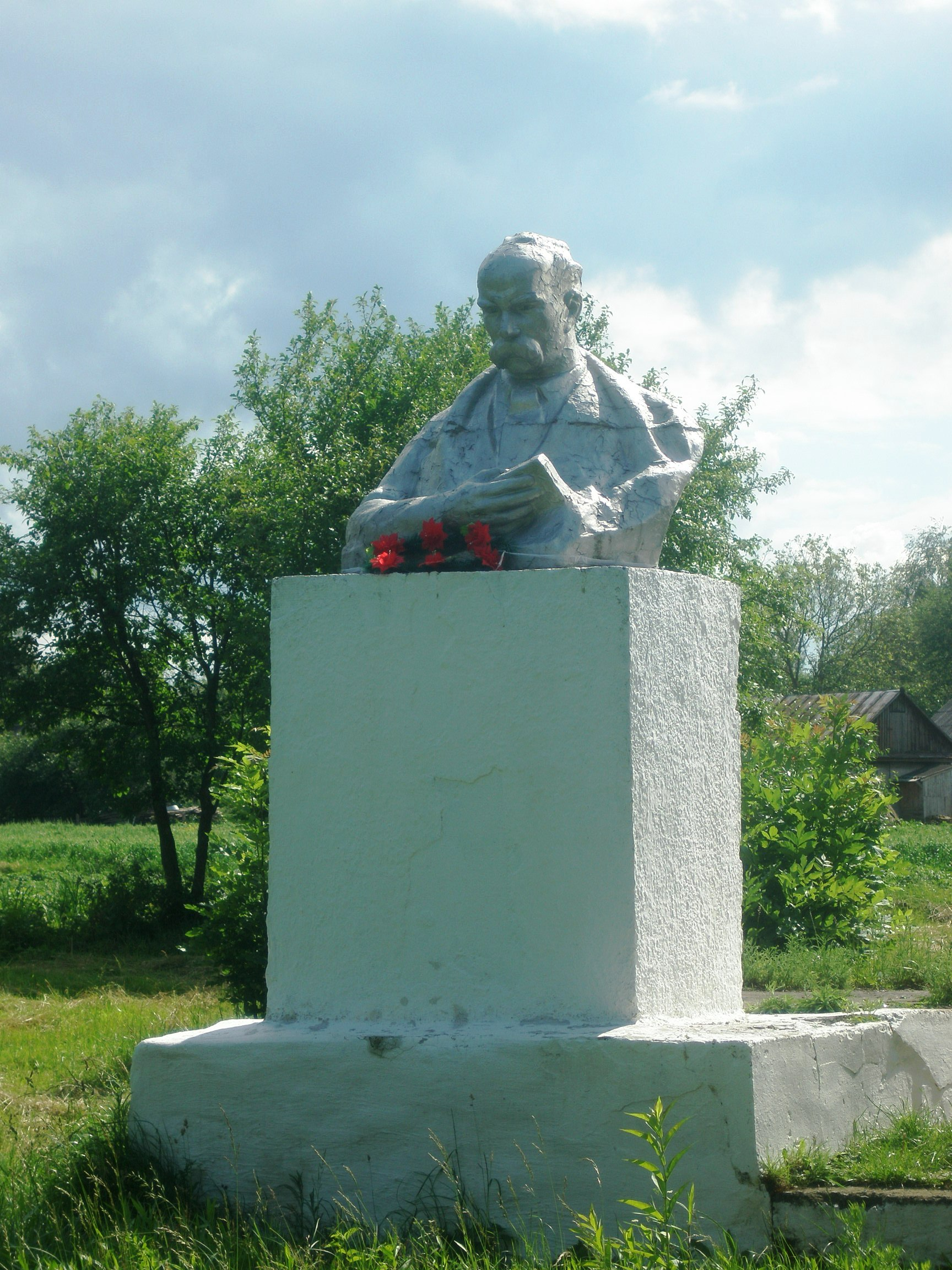
Пам'ятник Шевченку у с. Самостріли

- Ступно. Пам'ятник встановлено у 2000 році біля сільської ради по вул. Центральній[35].
- Теслугів (Радивилівський район). Пам'ятник встановлено у 1963 році. Автор — Гулійчук В. І., матеріал — бетон, цегла[35].

- Тучин (Гощанський район).

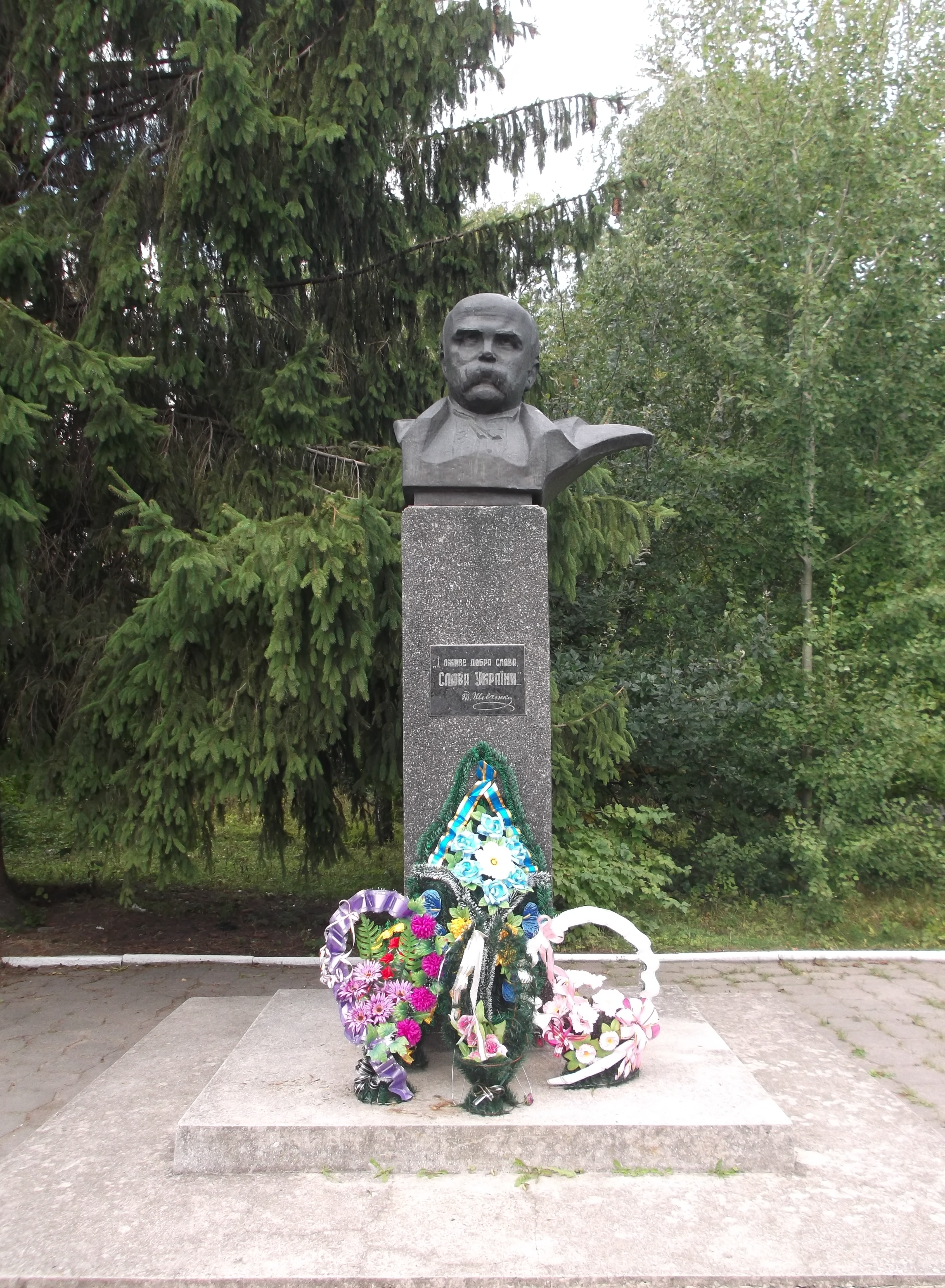
Погруддя Шевченка в Тучині

- Хорупань (Млинівський район).

### Сумська область
- Суми. Перший пам'ятник Шевченкові у Сумах встановлений у 1926 році. Пам'ятник у стилі кубізму виконав скульптор Іван Кавалерідзе. Однак у 1953 році пам'ятник зруйнований: вважається, що в ньому побачили «кавказький сепаратизм», а Хрущову не подобався кубізм. Новий пам'ятник встановлений у 1957 році, його створив сумський скульптор Яків Красножон[97].

Зруйнований пам'ятник роботи Кавалерідзе
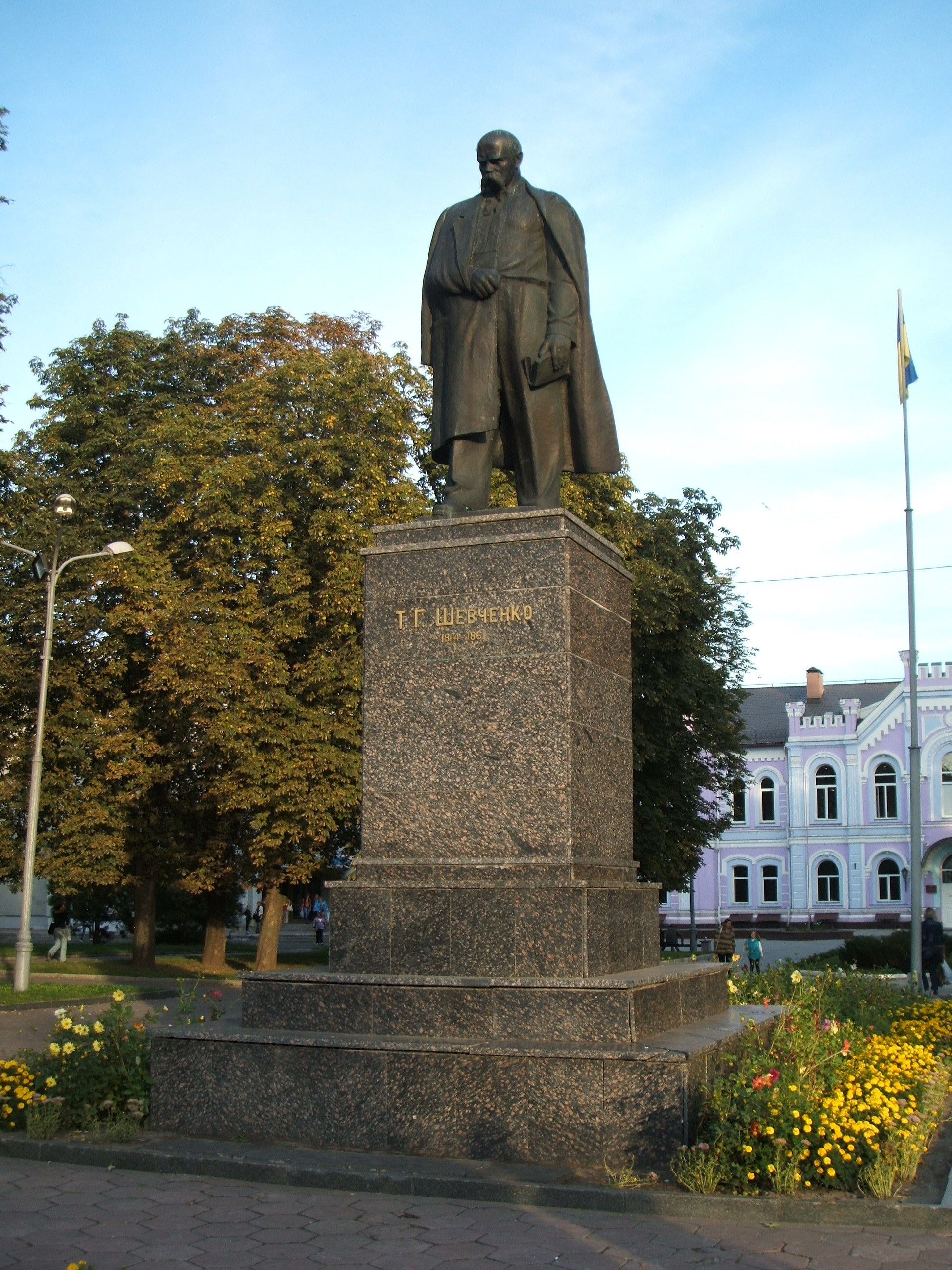
Пам'ятник Тарасу Шевченку у сквері імені Тараса Шевченка.

- Білопілля

Білопільський пам'ятник Шевченку

- Буринь

Буринський пам'ятник Шевченку

- Глухів.

1. У травні 1991 року до 130-річчя перепоховання Т. Шевченка на старому Київському шляху відкрито пам'ятний знак у вигляді стели з хрестом на верхівці.
2. 1 вересня 2017 року було відкрито другий пам'ятник Тарасові Шевченку.

Пам'ятний знак (листопад 2011 року)
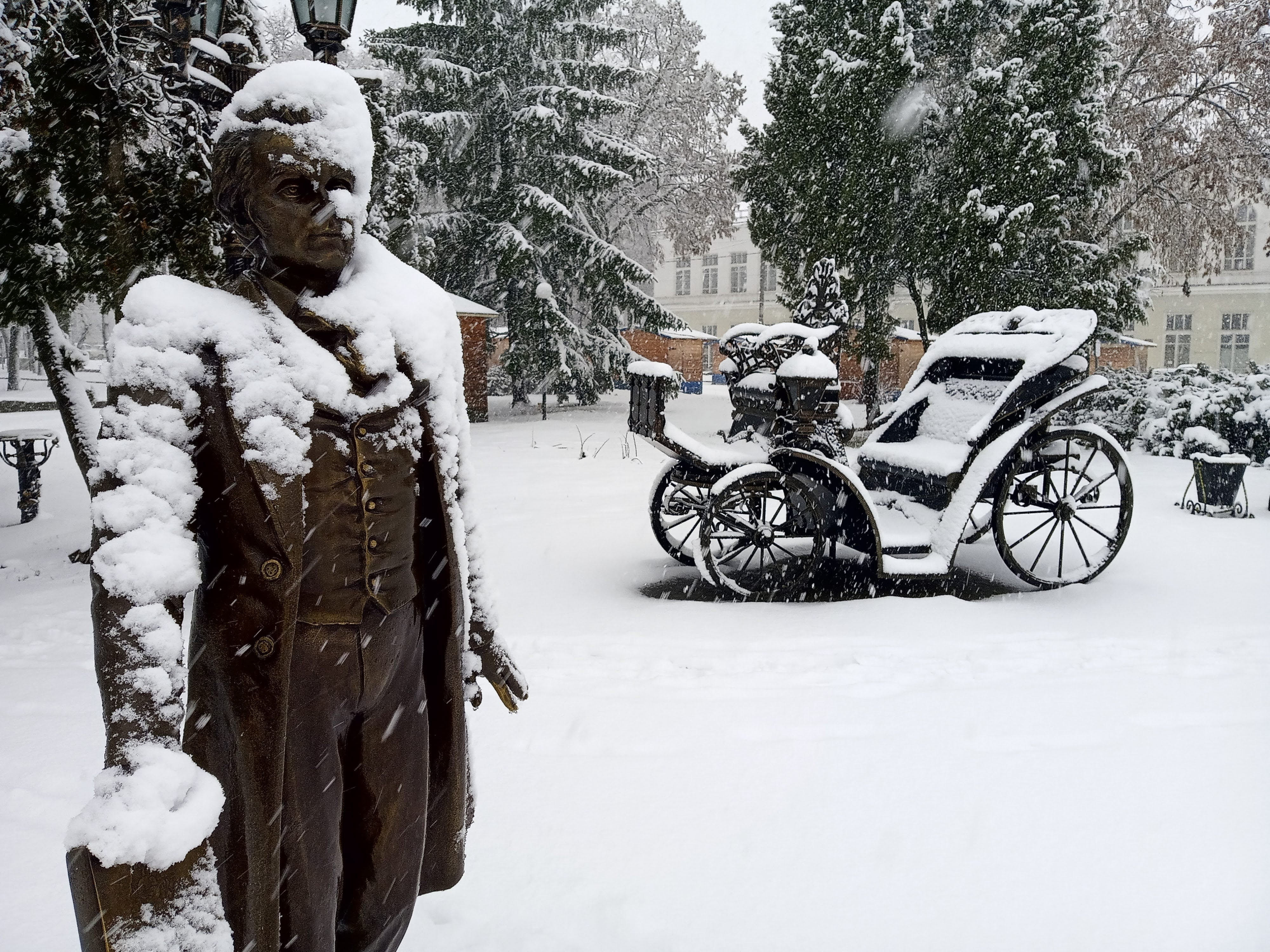
Пам'ятник у снігу (січень 2020 року)

- Конотоп. У Конотопі два пам'ятники Тарасові Шевченку.

Пам'ятник Тарасу Шевченку в Конотопі, 2008.
Пам'ятник Тарасу Шевченку біля ЗОШ № 2 (2008)

- Кролевець. Пам'ятник Шевченку встановлений на бульварі, який носить його ім'я.

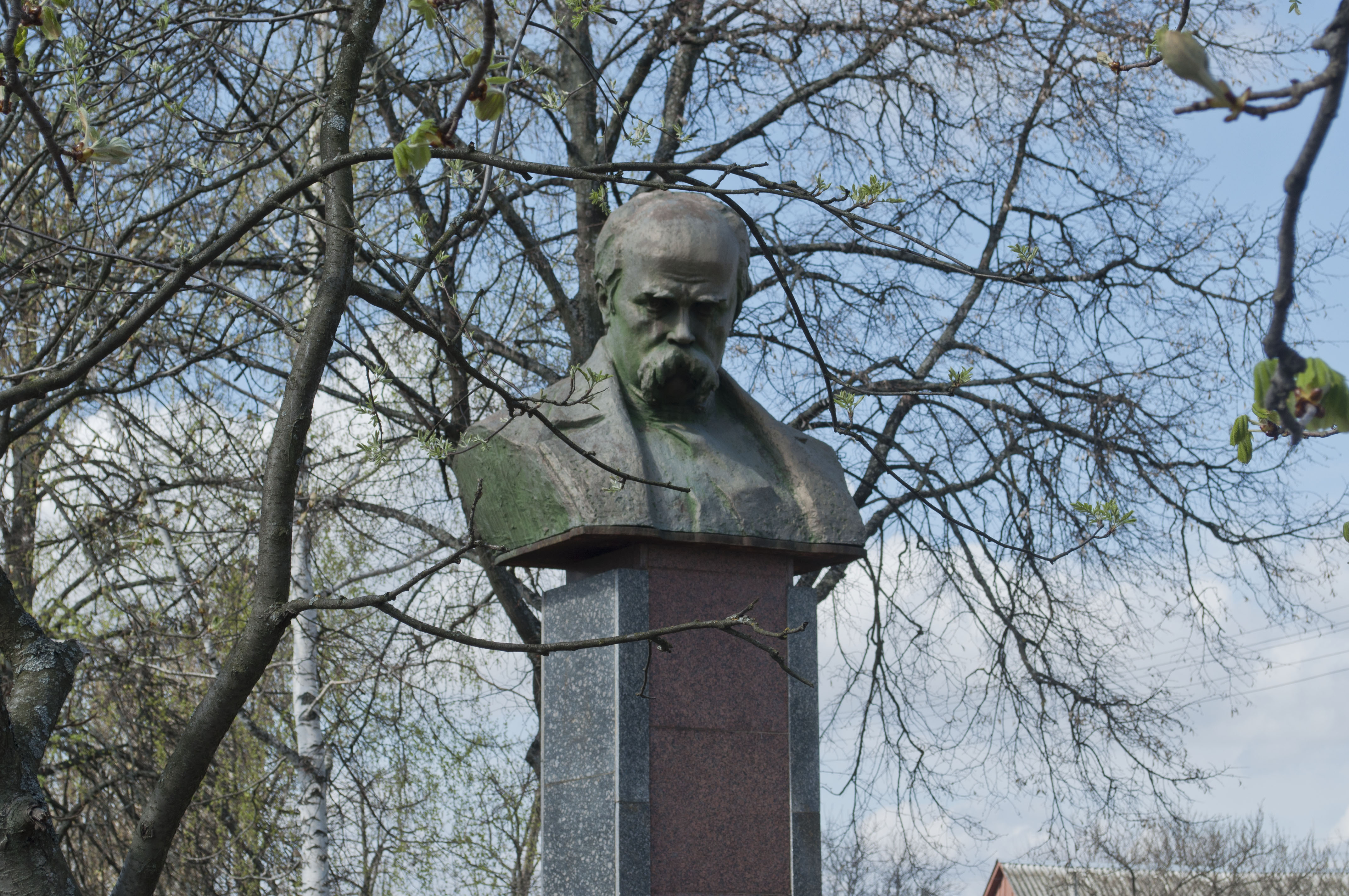
Кролевецький пам'ятник Тарасу Шевченку

- Лебедин

Лебединський пам'ятник Тарасу Шевченку

- Липова Долина

Липоводолинський пам'ятник Шевченку

- Охтирка. Пам'ятник Тарасу Шевченку знаходиться на вулиці Незалежності. Крім цього, погруддя Шевченку встановлено в Охтирці на території ТЕЦ (в 2014 році) і на території міськрайвідділу поліції (перший в Охтирці).
- Ромни. Пам'ятник Тарасові Шевченку встановлено 27 жовтня 1918 року (один із перших пам'ятників Кобзареві у світі). Автор — відомий український скульптор і культурний діяч І. П. Кавалерідзе.

Пам'ятник Тарасові Шевченку в Ромнах

- Тростянець

Пам'ятник-погруддя Тарасу Шевченку (офіційно — пам'ятний знак із нагоди проголошення Незалежності України) в місті Тростянці.

- Недригайлів

Пам'ятник Тарасу Шевченку в смт Недригайлів.

- Чернеччина (Охтирський район). Погруддя встановлено орієнтовно в 2008 році.
- Андріївка (Роменський район). 1967 року в селі встановлено пам'ятник Т. Г. Шевченку з нагоди його перебування в селі восени 1843 року.
- Буймерівка (Охтирський район).

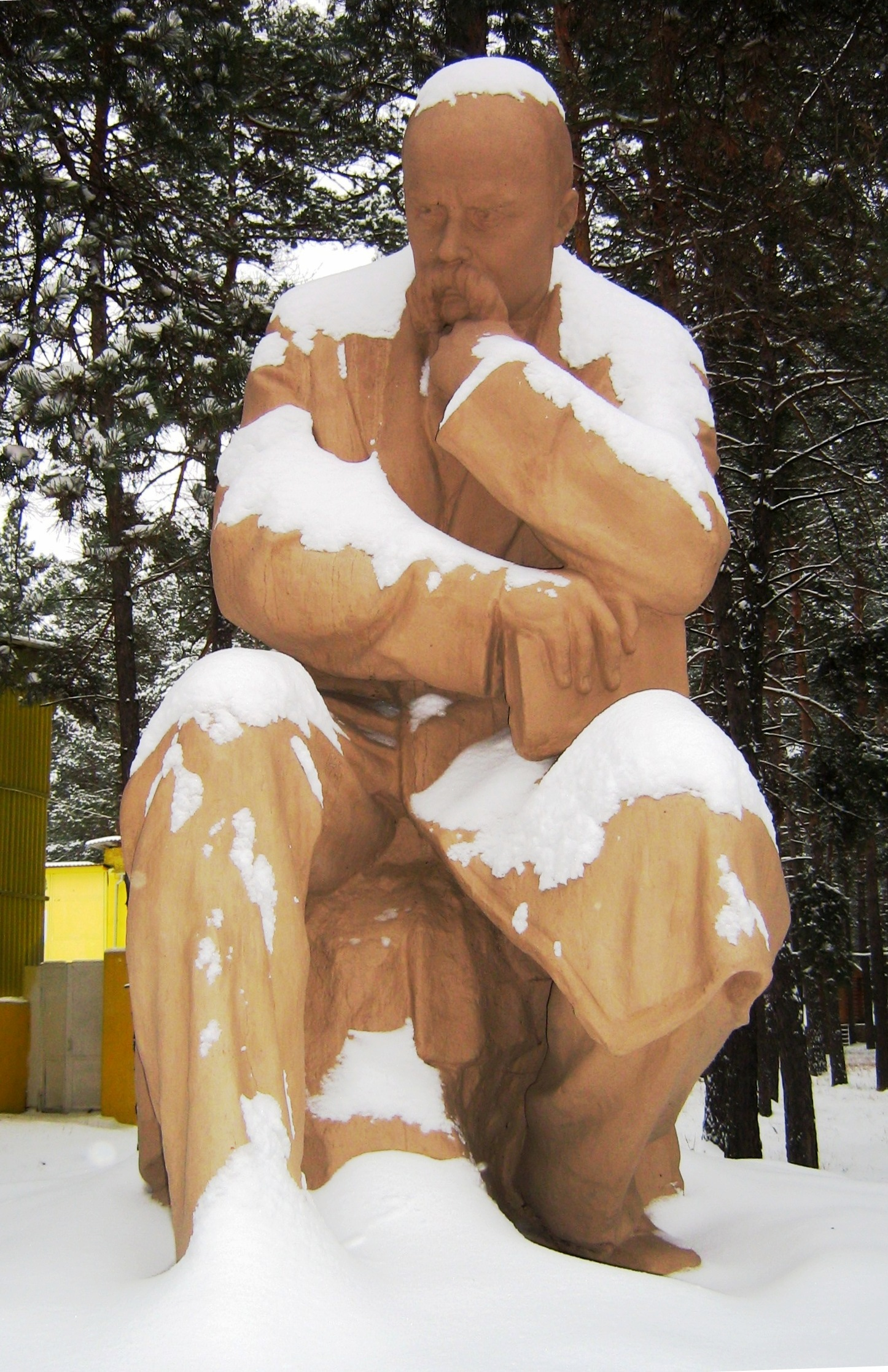
Пам'ятник Тарасу Шевченку на території спа-курорту Буймерівка.

### Тернопільська область
Тернопільська область є українським регіоном, де встановлено чи не найбільшу кількість пам'ятників Тарасові Шевченку. Станом на 2014 рік на Тернопіллі споруджено 171 пам'ятник Кобзареві, з яких 91 — після відновлення Україною незалежності.
- Тернопіль. Візитівкою міста став пам'ятник Т. Шевченку встановлений 1982 року біля обласного драмтеатру його імені. Автор — скульптор Микола Невеселий.

Пам'ятник Шевченку в Тернополі

- Бережани. Пам'ятник Тарасові Шевченку споруджено і освячено 30 серпня 1992 року. Автори — скульптор М. Посікіра, Л. Яремчук, архітектор В. Каменщик[99].

Пам'ятник Шевченку у Бережанах (2004)
Пам'ятник Шевченку у Бережанах (2014)
Фігура поета зблизька

- Борщів. У Борщеві є два пам'ятники Шевченку.

1. Пам'ятник на вул. Шевченка в центрі міста споруджено 1991 року. Автори — скульптор Іван Сонсядло, архітектор Віктор Бабій.
2. Пам'ятник на території тютюнової фабрики (вул. Степана Бандери, 95), встановлений 1961 року.

Пам'ятник Шевченку у Борщові
Погруддя Шевченку на території тютюнової фабрики

- Бучач. У Бучачі є три пам'ятники Шевченку.

1. Повнофігурний пам'ятник у центрі міста встановлено у 1994 році. Автори — скульптор Савчук В., архітектор Бевз М. В., реконструйовано Вільгушинським Р. К. у 2015 році.
2. Погруддя на вулиці Шевченка біля музичної школи встановлено у 1968 році.
3. Погруддя у вестибюлі адміністративного будинку на майдані Волі.

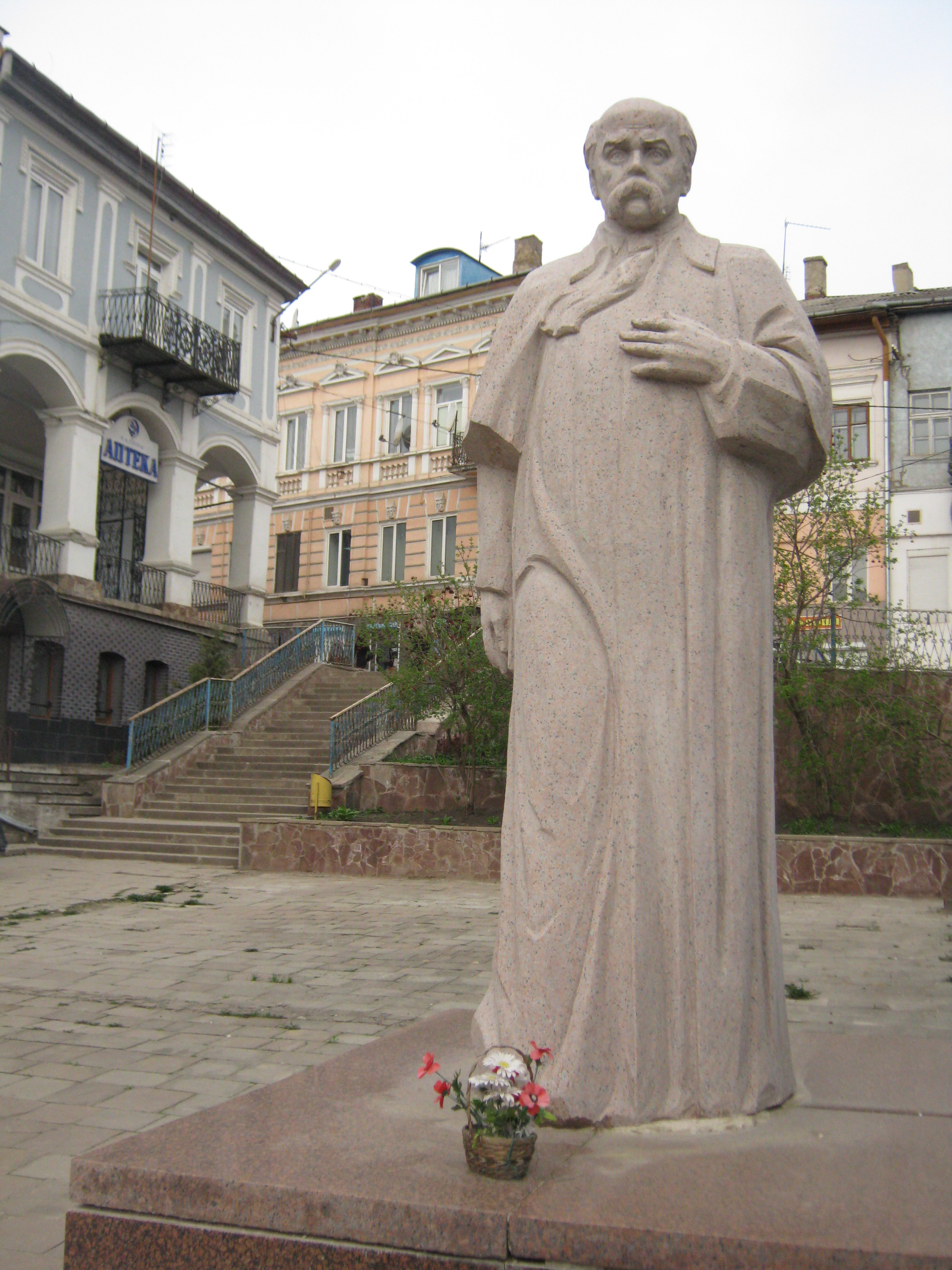
Кобзар біля ратуші в Бучачі після реконструкції
Погруддя на вулиці Шевченка

- Заліщики. Пам'ятник встановлено у 1961 році. Автор — скульптор Дмитро Крвавич.
- Зборів. Повнофігурний пам'ятник встановлено у 1994 році біля міської ради на пожертви та спонсорські кошти.

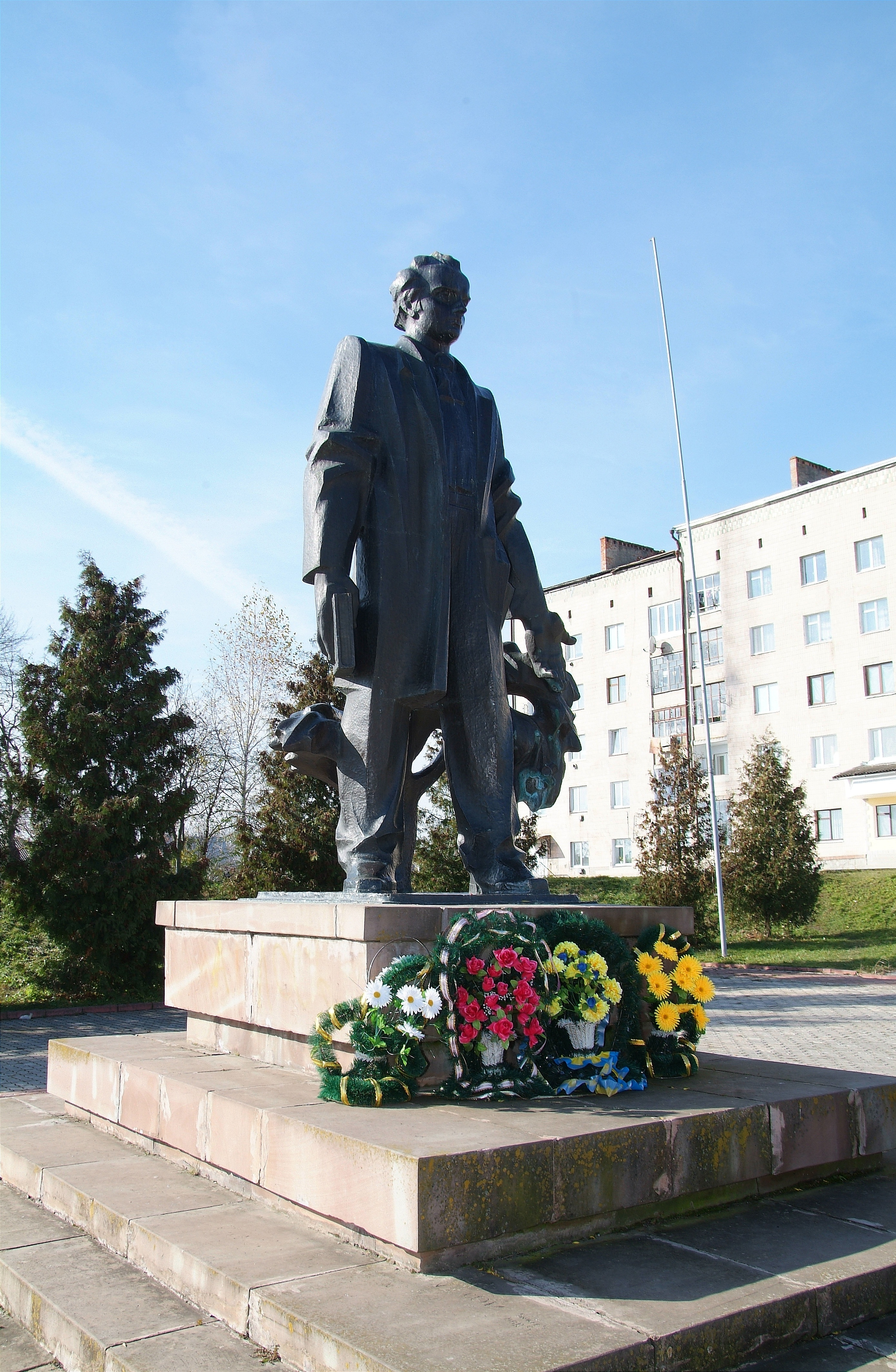
Пам'ятник Шевченку у Зборові

- Кременець. Повнофігурний пам'ятник встановлений 1995 року.

Пам'ятник Шевченкові у Кременці.
Вид на пам'ятник збоку

- Копичинці. У Копичинцях є два пам'ятники Шевченку.

1. Пам'ятний знак на честь 100-річчя з дня народження Тараса Шевченка, встановлений у 1914 році
2. Пам'ятник поетові, встановлений 1948 року.

- Монастириська. У Монастириськах є два пам'ятники Шевченку.

1. Пам'ятник на території заводоуправління будматеріалів, встановлений 1971 року.
2. Пам'ятник у центрі міста, встановлений у 1993 році. Автор — скульптор Я. Голець.

Пам'ятник Тарасові Шевченку в Монастириськах
Пам'ятник Шевченкові у 2014 році.

- Почаїв. Повнофігурний пам'ятник встановлений 1995 року навпроти Лаври.

Пам'ятник Тарасові Шевченку в місті Почаїв

- Теребовля. Пам'ятник Тарасові Шевченку встановлений у 1954 році. Автор пам'ятника — скульптор Коробко. На сучасному місці розташування (сквер на вулиці Шевченка) — від 1991 року.

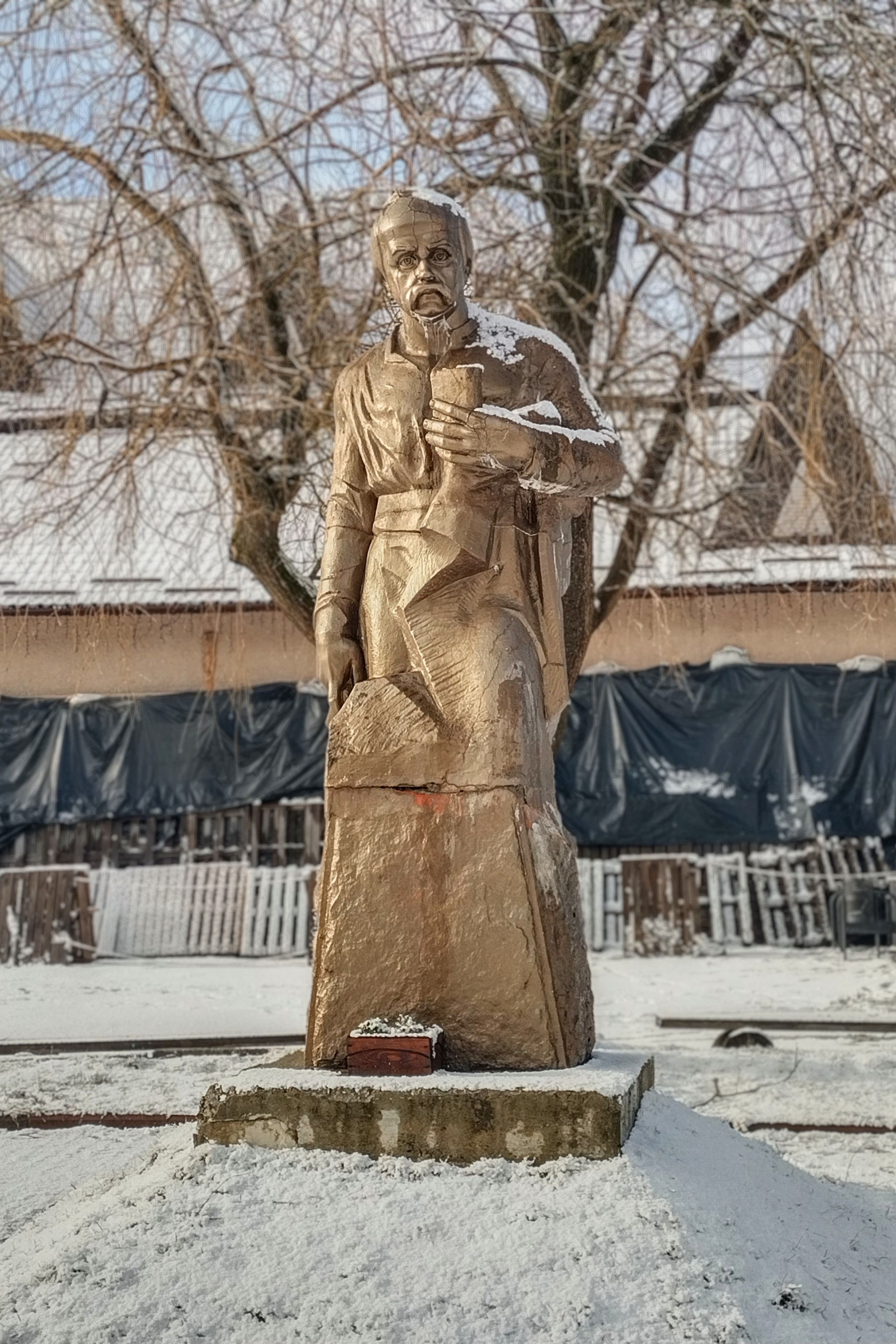
Пам'ятник Тарасу Шевченку в Теребовлі.

Пам'ятник Тарасу Шевченку в Теребовлі.

- Велика Березовиця (Тернопільський район). Повнофігурний пам'ятник встановлений 1993 року за мостом через Серет, скульптор — Микола Невеселий.

Пам'ятник Шевченкові у Великій Березовиці.
Загальний вигляд пам'ятника.

- Великі Бірки (Тернопільський район). Погруддя встановлене 1995 року на вул. Грушевського біля селищної ради. Скульптор — Микола Невеселий

Пам'ятник Т. Г. Шевченку у Великих Бірках.
Погруддя Шевченка зблизька.

- Вишнівець (Збаразький район). Повнофігурний пам'ятник встановлений 1989 року. Скульптори — Володимир та Василь Одрехівські (Львів).

Пам'ятник Шевченкові у Вишнівці

- Гримайлів (Гусятинський район). Повнофігурний пам'ятник встановлений 1957 року в парку.

Пам'ятник Шевченкові в Гримайлові.

- Гусятин. Повнофігурний пам'ятник, який зображає поета сидячим на лаві з книгою в руках, встановлений 1993 року, автор — скульптор М. Обезюк.

Пам'ятник Шевченкові в Гусятині.

- Залізці (Зборівський район). Пам'ятник встановлений 1995 року.

Пам'ятник Тарасові Шевченку
Фігура письменника зблизька.

- Золотий Потік (Бучацький район). Погруддя встановлене 1965 року.

Погруддя Шевченка в Золотому Потоці

- Козлів (Козівський район). Погруддя встановлене 1992 року, автор — скульптор В. Мельник.

Погруддя Шевченка в смт Козлів

- Козова. Пам'ятник споруджено 1993 року. Автори — скульптор Іван Сонсядло, архітектор Віктор Бабій.

Кобзар у Козові.

- Коропець (Монастириський район). Пам'ятник урочисто відкрили 1996 року. Автор — скульптор Р. Романович зі Львова.

Пам'ятник Тарасові Шевченку

- Мельниця-Подільська (Борщівський район). Пам'ятник встановлений 1995 року.

Пам'ятник Шевченкові в Мельниці-Подільській.

- Підволочиськ. Погруддя встановлене 1966 року біля музичної школи.

Погруддя Шевченка в Підволочиську

- Товсте (Заліщицький район). Пам'ятник встановлений 1993 року, автор — скульптор Л. Юрчук.
- Антонів (Чортківський район). Погруддя встановлене 1959 року, реставроване у 2011 році.
- Байківці (Тернопільський район) Пам'ятник споруджено 2002 року. Автор — скульптор Іван Сонсядло.

Пам'ятник Т. Г. Шевченку в Байківцях

- Більче-Золоте (Борщівський район).
- Бліх (Зборівський район). Пам'ятник споруджений 1997 року.
- Богданівка (Підволочиський район).
- Божиків (Бережанський район). Пам'ятник споруджено 1999 року.
- Бриків (Шумський район). Пам'ятник споруджено 1960 року.
- Буглів (Лановецький район). Погруддя споруджене 1988 року.
- Бурдяківці (Борщівський район). У селі є два пам'ятники Шевченкові.

1. Пам'ятний хрест до 50-річчя з дня смерті поета, один із перших пам'ятників Тарасу Шевченку в Галичині, встановлений 1911 року.
2. Повнофігурний пам'ятник встановлений 1964 року біля будинку культури по вул. Маковщина, скульптор — В. Одрехівський.

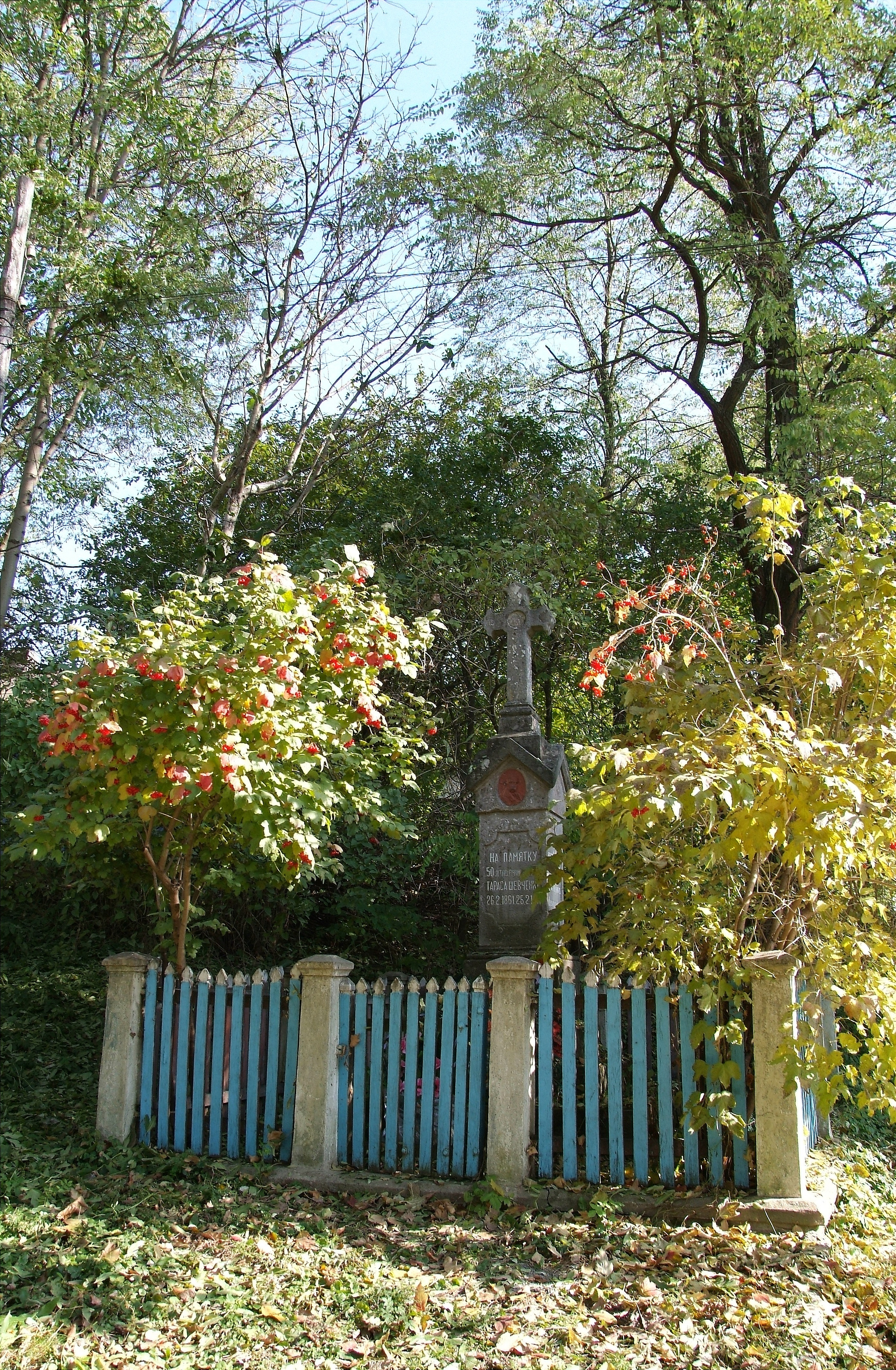
Пам'ятний хрест в Бурдяківцях
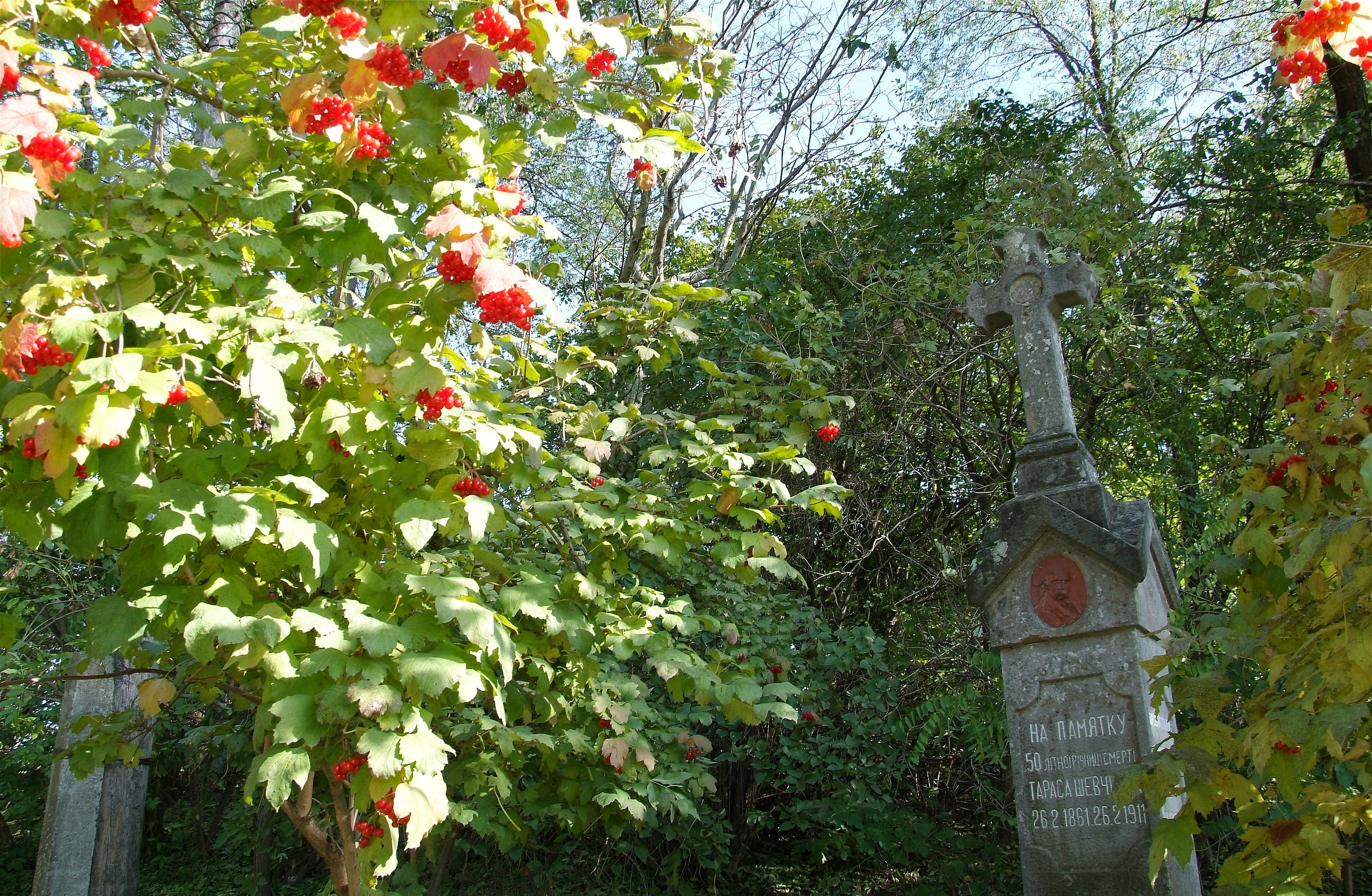
Пам'ятний хрест зблизька
Пам'ятник Шевченку в Бурдяківцях

- Велика Плавуча (Козівський район). Пам'ятник встановлено 1990 року.

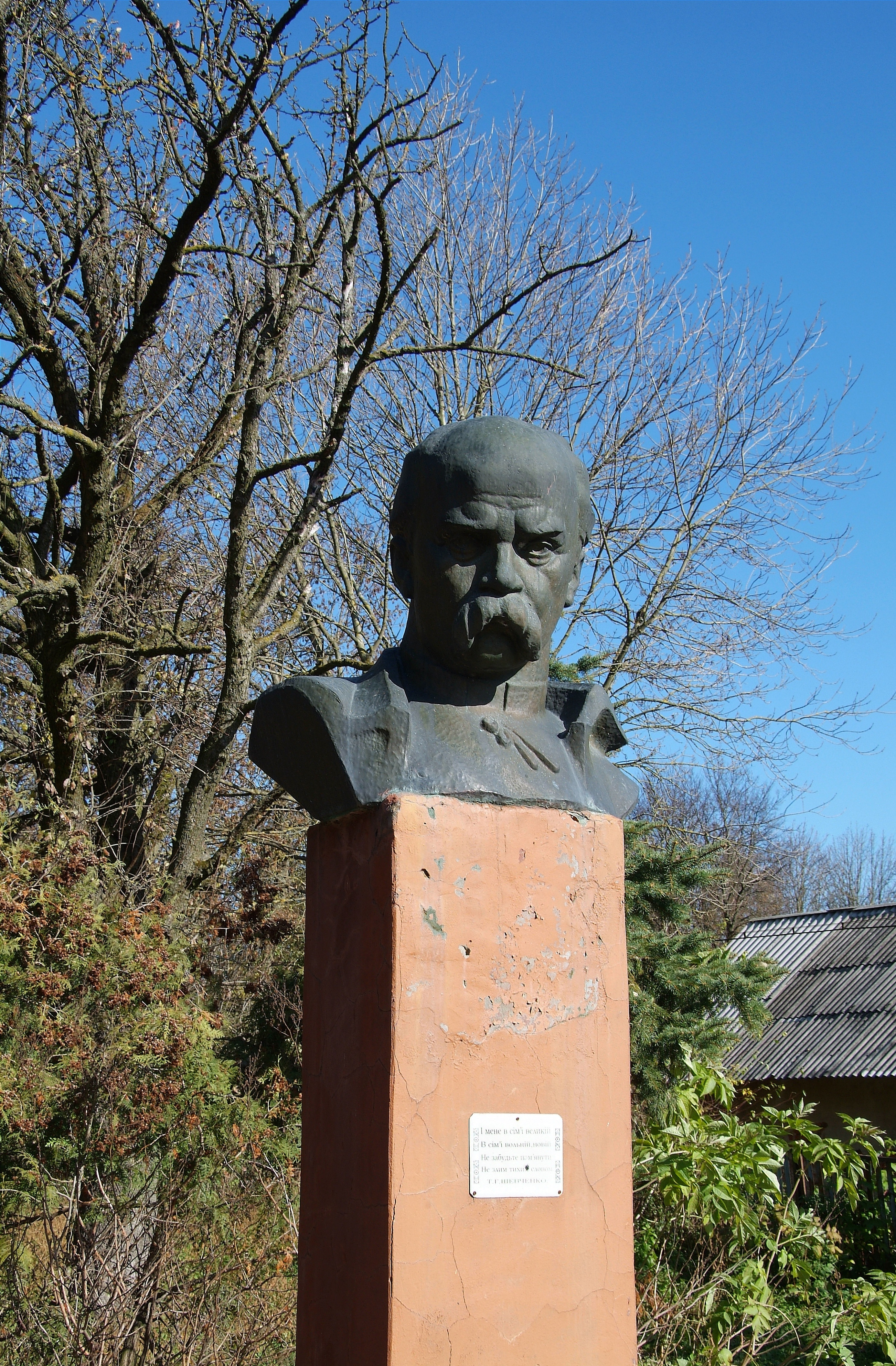
Погруддя Шевченка у Великій Плавучій.

- Великі Гаї (Тернопільський район). Пам'ятник розташований у центральній частині села, поруч із стадіоном у Гаю Кобзаря.
- Великий Глибочок (Тернопільський район). Пам'ятник відкритий у 1966 році.

Пам'ятник Шевченкові у Великому Глибочку
Вигляд пам'ятника після реконструкції.

- Великі Чорнокінці (Чортківський район). Погруддя встановлене 1960 року, автор невідомий.

Погруддя Шевченка у Великих Чорнокінцях.

- Висічка (Борщівський район). Пам'ятник встановлений 1992 року, скульптор І. Мулярчук.

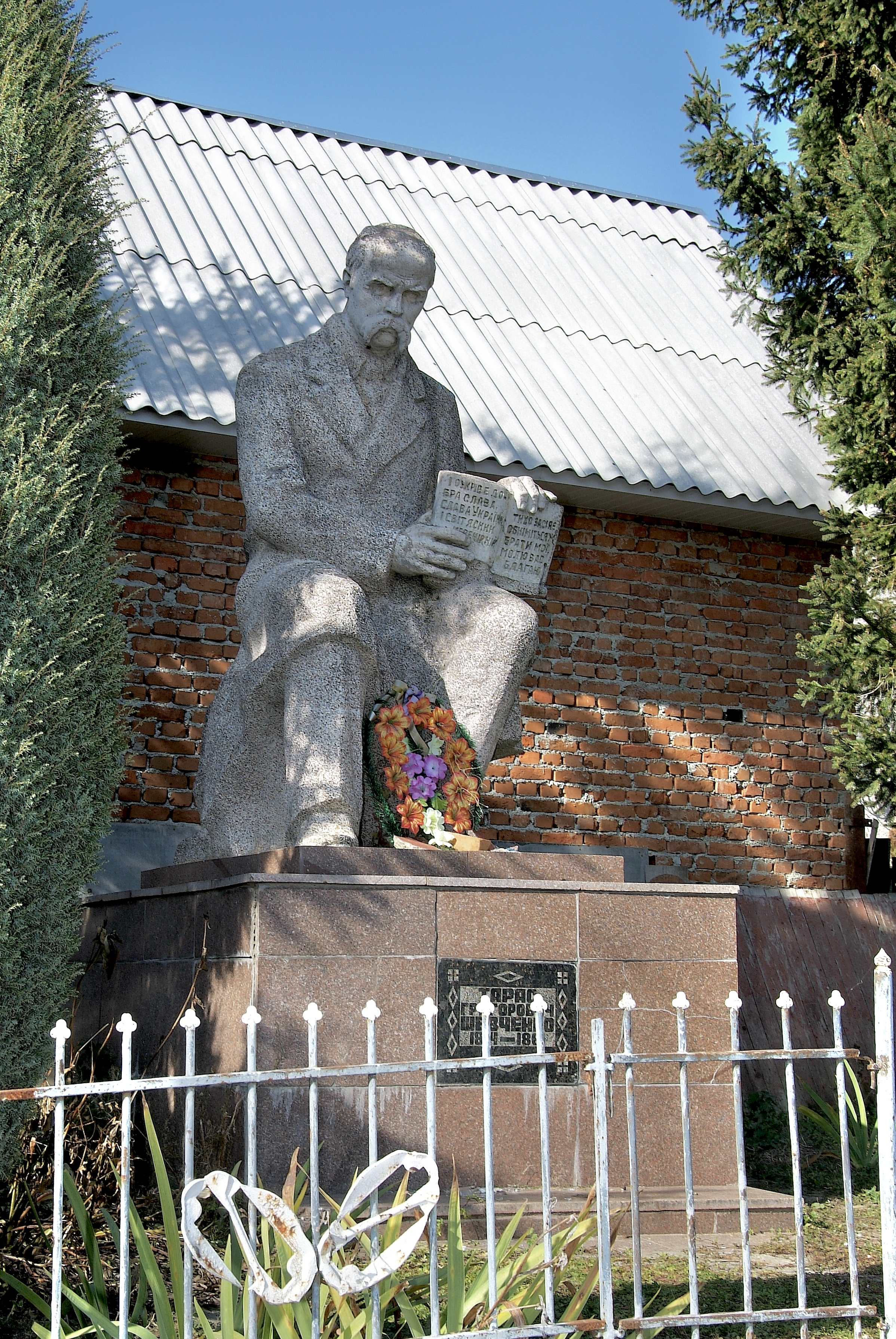
Пам'ятник Шевченкові у Висічці.

- Гермаківка (Борщівський район). Повнофігурний пам'ятник встановлений 1972 року, скульптор В. Горн.

Пам'ятник Шевченкові в Гермаківці.

- Гиновичі (Бережанський район). Пам'ятник-погруддя встановлений у 1999 році біля школи, скульптор В. Красновський.

Погруддя Шевченка в Гиновичах

- Гиньківці (Заліщицький район). Пам'ятник встановлений 1991 року.
- Глібів (Гусятинський район). Повнофігурний пам'ятник встановлений 1992 року, автор — скульптор Б. Рудий.

Пам'ятник Шевченкові в Глібові.

- Городище (Зборівський район). Погруддя встановлене 1989 року біля церкви.

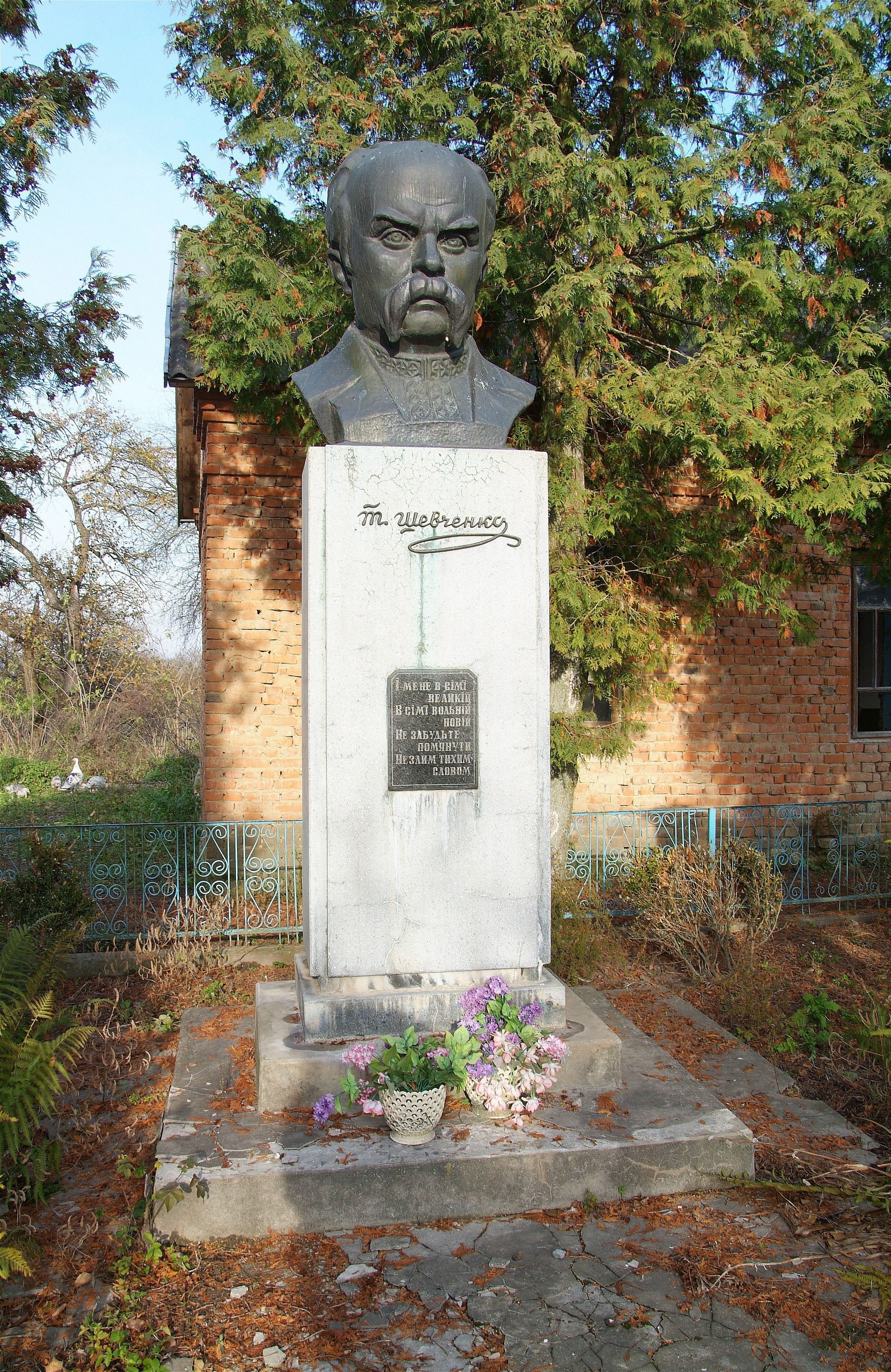
Погруддя Шевченка в Городищі.

- Горошова (Борщівський район). Погруддя встановлене 1991 року.

Погруддя Шевченка в Горошовій.

- Денисів (Козівський район). Пам'ятник встановлено 1983 року, автор — скульптор Т. Олієвський.

Погруддя Шевченка в Денисові.

- Джуринська Слобідка (Чортківський район). Погруддя встановлене 1964 року.
- Доброводи (Збаразький район). Погруддя встановлене 1964 року, скульптор Я. Чайка.

Погруддя Шевченка в Доброводах.

- Дуплиська (Заліщицький район). Пам'ятник встановлений 1992 року.
- Жабиня (Зборівський район). Пам'ятник встановлений 2000 року біля школи, скульптор В. Косовський.
- Жизномир (Бучацький район). Пам'ятник споруджений 1964 року.

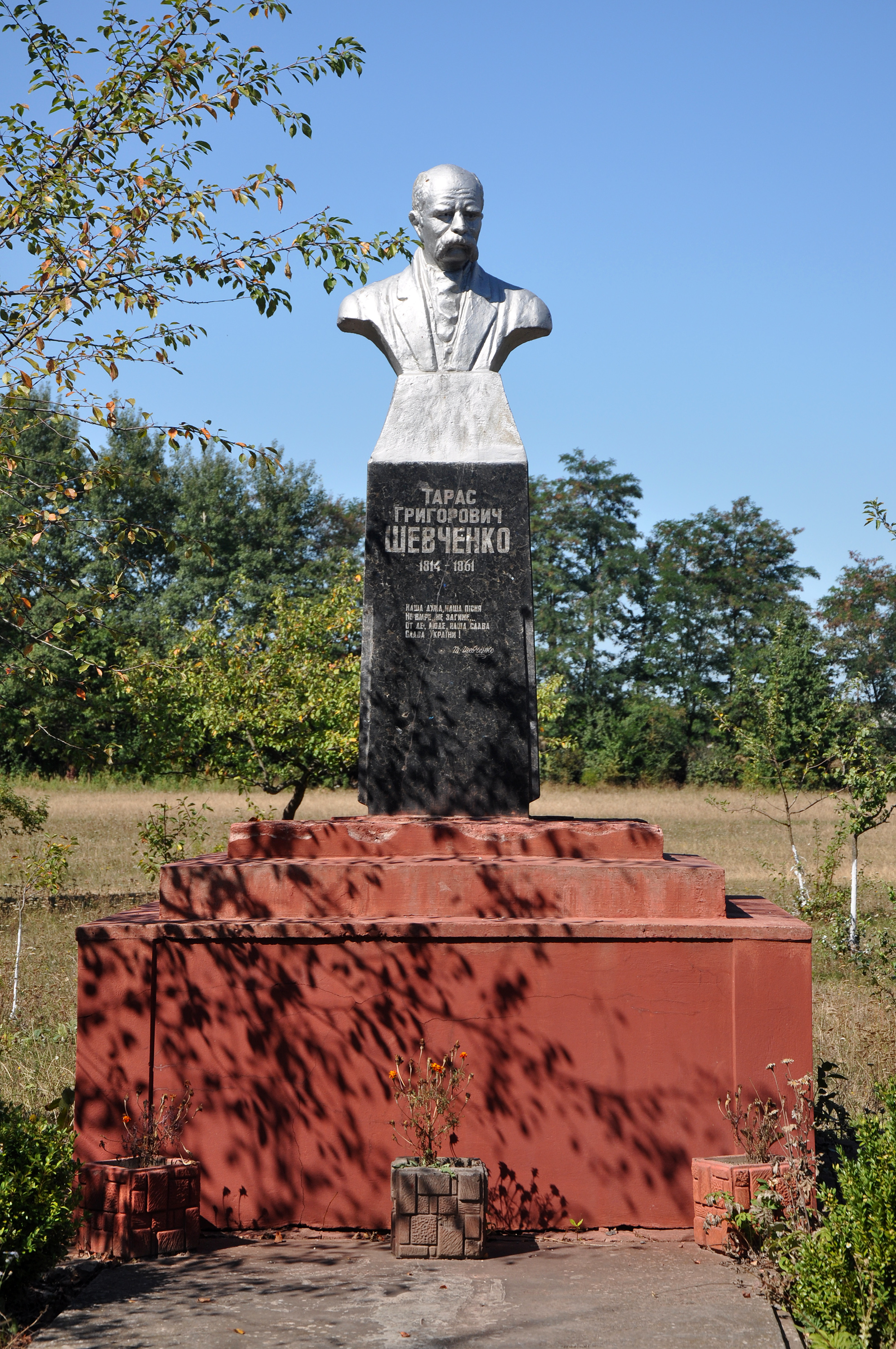
Погруддя Шевченка в Жизномирі.

- Жилинці (Борщівський район). Погруддя встановлене 1992 року.

Погруддя Шевченка в Жилинцях.

- Жуків (Бережанський район). Погруддя встановлене 1911 року біля сучасної автобусної зупинки, автор — Василь Бідула. Зруйноване за польських часів і реконструйоване 1967 року.

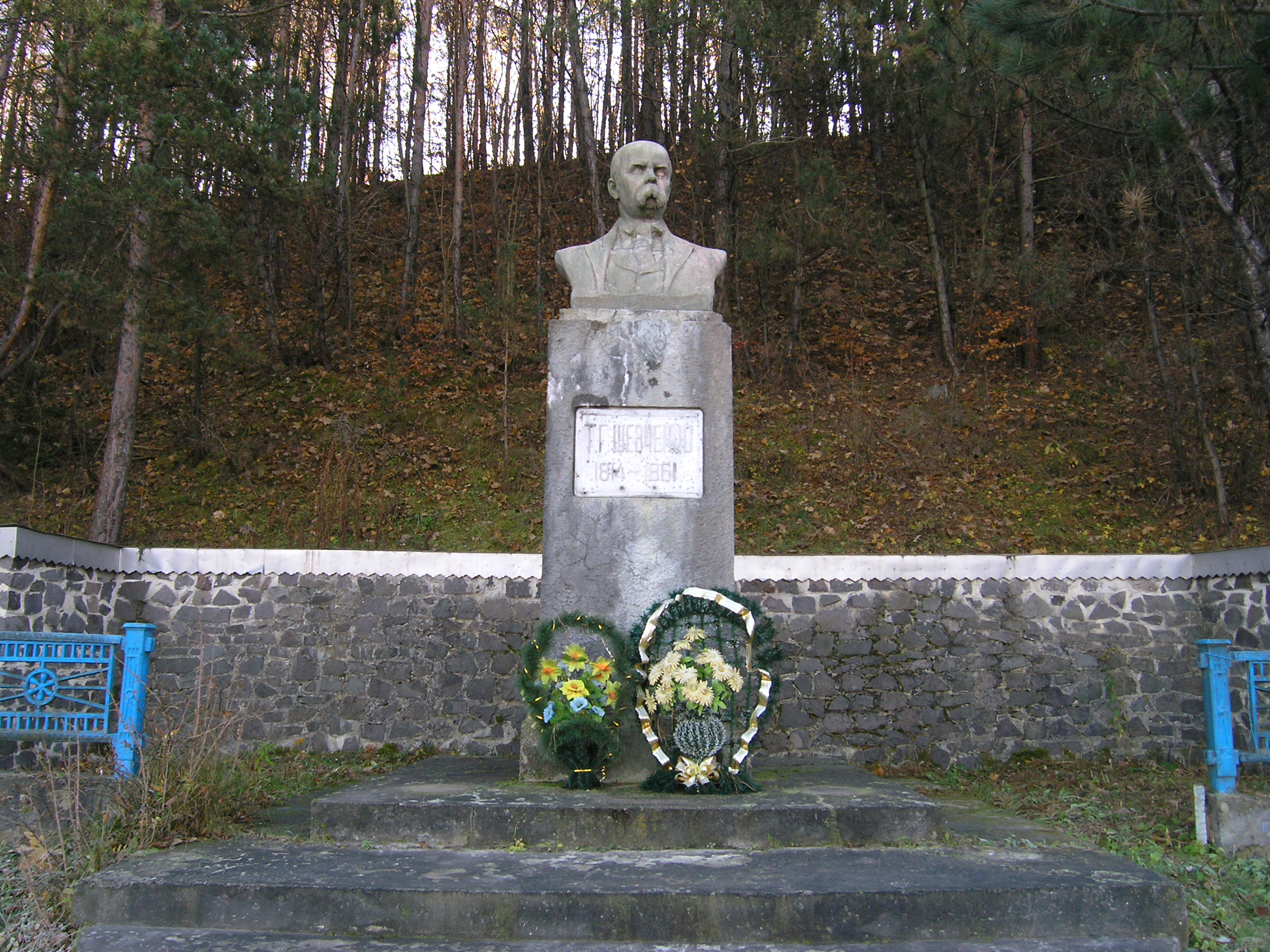
Погруддя Шевченка в Жукові

- Залав'є (Теребовлянський район). Пам'ятка монументального мистецтва місцевого значення роботи самодіяльних майстрів, перший у повіті пам'ятник Шевченку розташовано в центрі і встановлено у 1914 році. Матеріал — камінь, висота — 3,5 м[100].

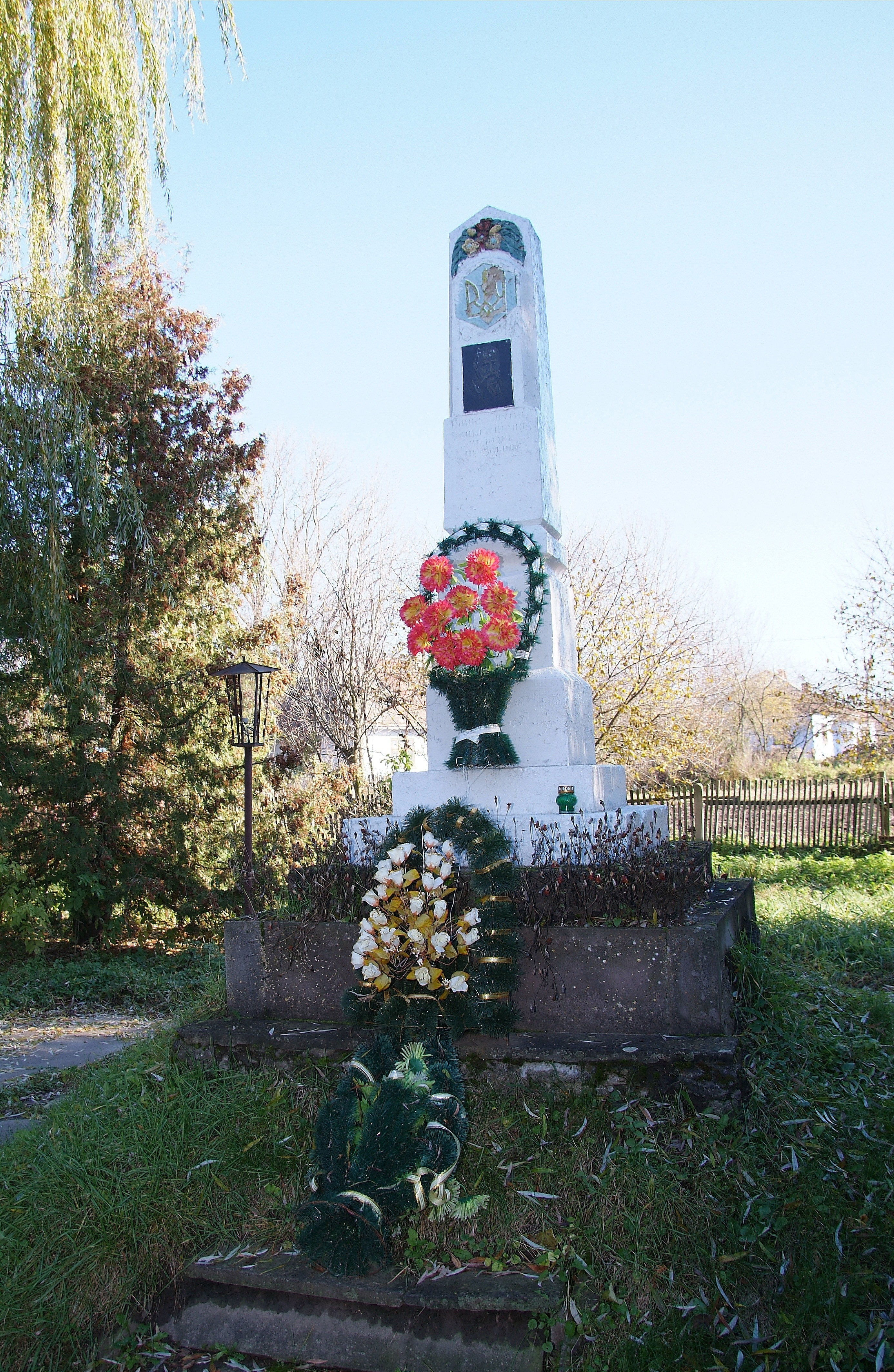
Пам'ятник Тарасові Шевченку
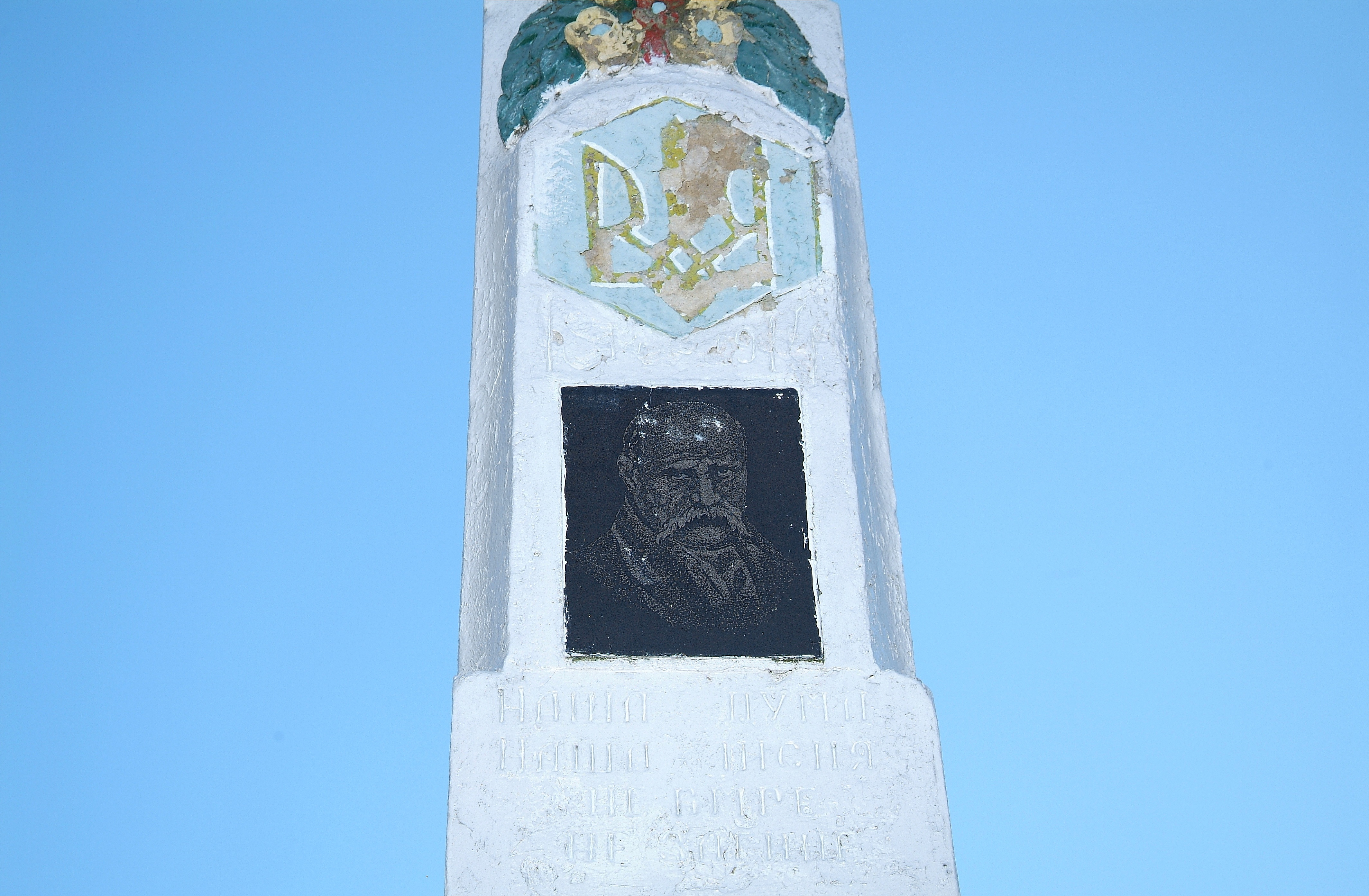
Табличка із зображенням Шевченка

- Звиняч (Чортківський район). Пам'ятник встановлений 1964 року.
- Зелене (Борщівський район). Повнофігурний пам'ятник встановлений 1967 року, скульптор В. Горн.

Пам'ятник Шевченкові в Зеленому.

- Зелений Гай (Заліщицький район). Пам'ятник встановлений 1990 року, автор — скульпутор С. Бродовий.
- Іване-Пусте (Борщівський район). Повнофігурний пам'ятник встановлений 1964 року, скульптор Еммануїл Мисько.

Пам'ятник Шевченкові в Іване-Пустому.

- Іванівка (Теребовлянський район). Пам'ятник споруджено 1993 року.

Пам'ятник Шевченкові в Іванівці.

- Івачів Долішній (Тернопільський район).

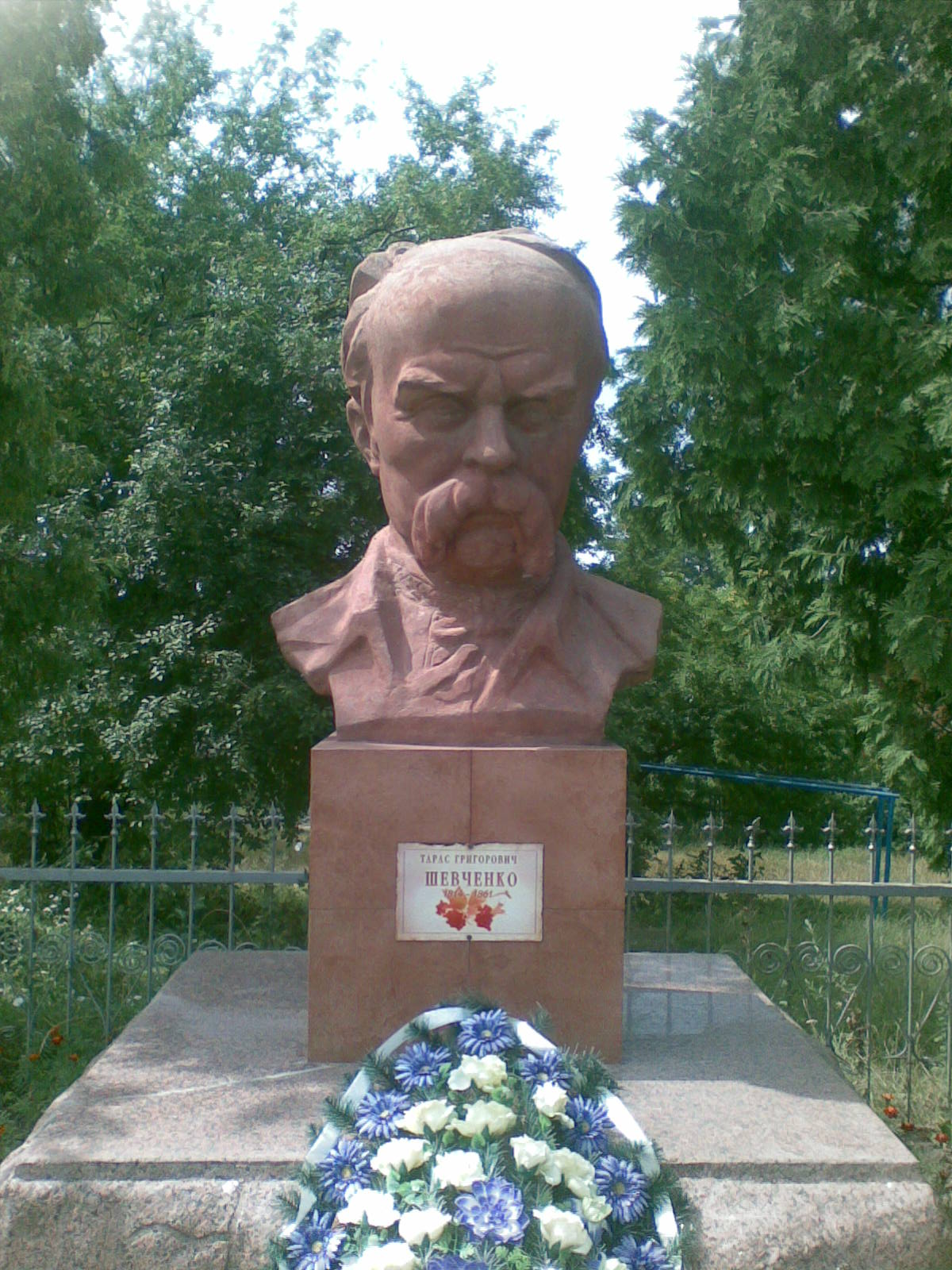
Погруддя Шевченка в с. Івачів Долішній

- Ілавче (Теребовлянський район). Повнофігурний пам'ятник встановлений 1993 року біля школи.

Пам'ятник Шевченкові в Ілавчому

- Касперівці (Заліщицький район). Пам'ятник встановлений 1991 року, автор — скульпутор С. Бродовий.
- Кобиловолоки (Теребовлянський район). Повнофігурний пам'ятник встановлений 1997 року на вул. Мурованка біля будинку культури, автор — скульптор І. Козлик.

Пам'ятник Шевченкові в Кобиловолоках

- Колодрібка (Заліщицький район). Пам'ятник споруджений в 1991 році, автори — скульптор М. Посікіра, архітектор Михайло Федик.

- Королівка (Борщівський район). Погруддя встановлене 1966 року.

Погруддя Шевченка в Королівці.

- Косів (Чортківський район). Пам'ятник встановлений 1960 року.
- Кошляки (Підволочиський район). Пам'ятник встановлений 1990 року, автор — архітектор Я. Чайка.
- Кривче (Борщівський район). Повнофігурний пам'ятник встановлений 1967 року.

Пам'ятник Шевченкові в Кривчому.

- Кудринці (Борщівський район). Погруддя встановлене 1991 року.

Погруддя Шевченка в Кудринцях.

- Курівці (Зборівський район). Пам'ятник встановлений 1964 року біля школи, автор — скульптор Володимир Лупійчук. Побудований за кошти, які вчителі школи та молодь села зібрали, виступаючи у навколишніх селах з постановкою п'єси Т. Шевченка «Назар Стодоля».
- Куропатники (Бережанський район). Повнофігурний пам'ятник встановлений у 1991 році.

Пам'ятник Шевченку в Куропатниках.

- Куряни (Бережанський район). Пам'ятник встановлений біля школи у 1962 році, перебудований 1998 року, скульптор М. Невеселий.

Погруддя Шевченка в Курянах.
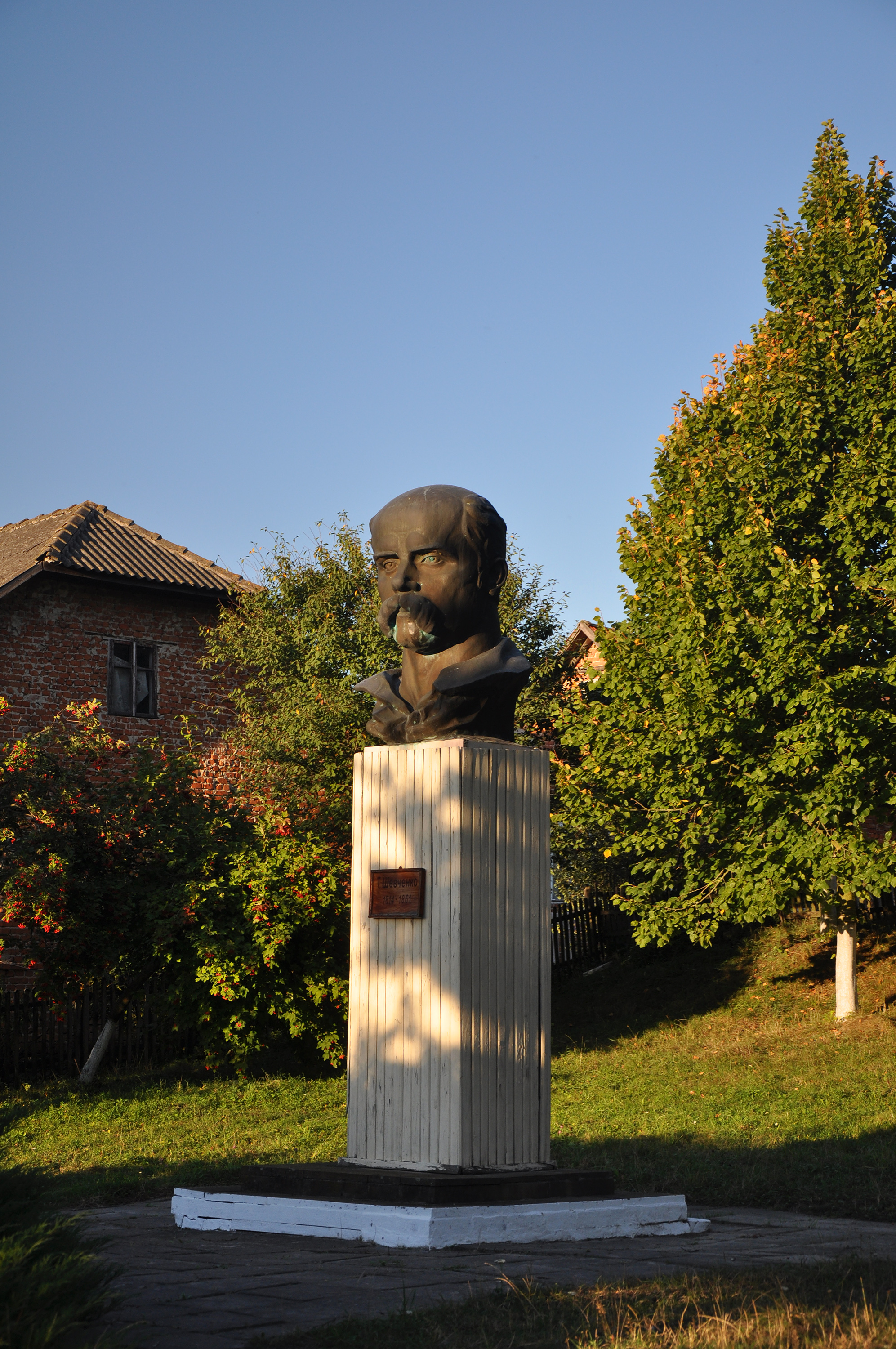
Погруддя Шевченка в серпні 2016 року.

- Ласківці (Теребовлянський район). Погруддя встановлене 2004 року на вул. Центральній навпроти школи.
- Лежанівка (Гусятинський район). Погруддя встановлене 1962 року.

Погруддя Шевченка в Лежанівці.

- Лисичинці (Підволочиський район). Пам'ятник встановлений 1957 року на заміну знищеному поляками пам'ятнику 1914 року, автор — скульптор В. Бець.

Погруддя Шевченка в Лисичинцях.

- Лозівка (Підволочиський район). Пам'ятник встановлений 1914, відновлений у 1960, скульптор Яків Чайка.
- Лосяч (Борщівський район). Погруддя встановлене 1991 року.

Погруддя Шевченка в Лосячі.

- Лошнів (Теребовлянський район). Лошнів має два пам'ятники Тарасові Шевченку.

1. Пам'ятний хрест на честь 100-річчя з дня народження поета, встановлений 1914 року біля церкви.
2. Повнофігурний пам'ятник, встановлений 1964 року біля церкви, навпроти будинку культури.

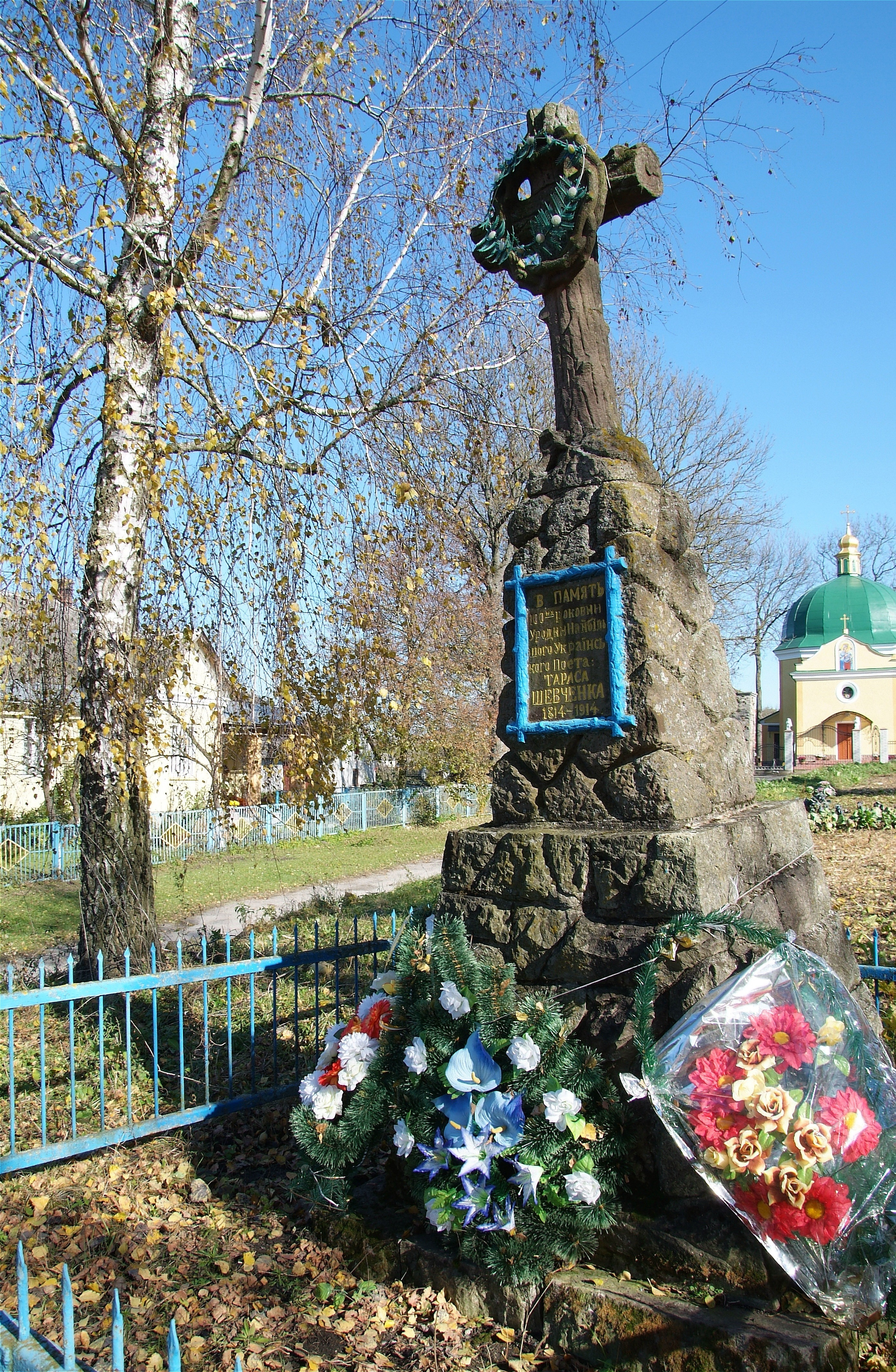
Пам'ятний хрест 1914 року.
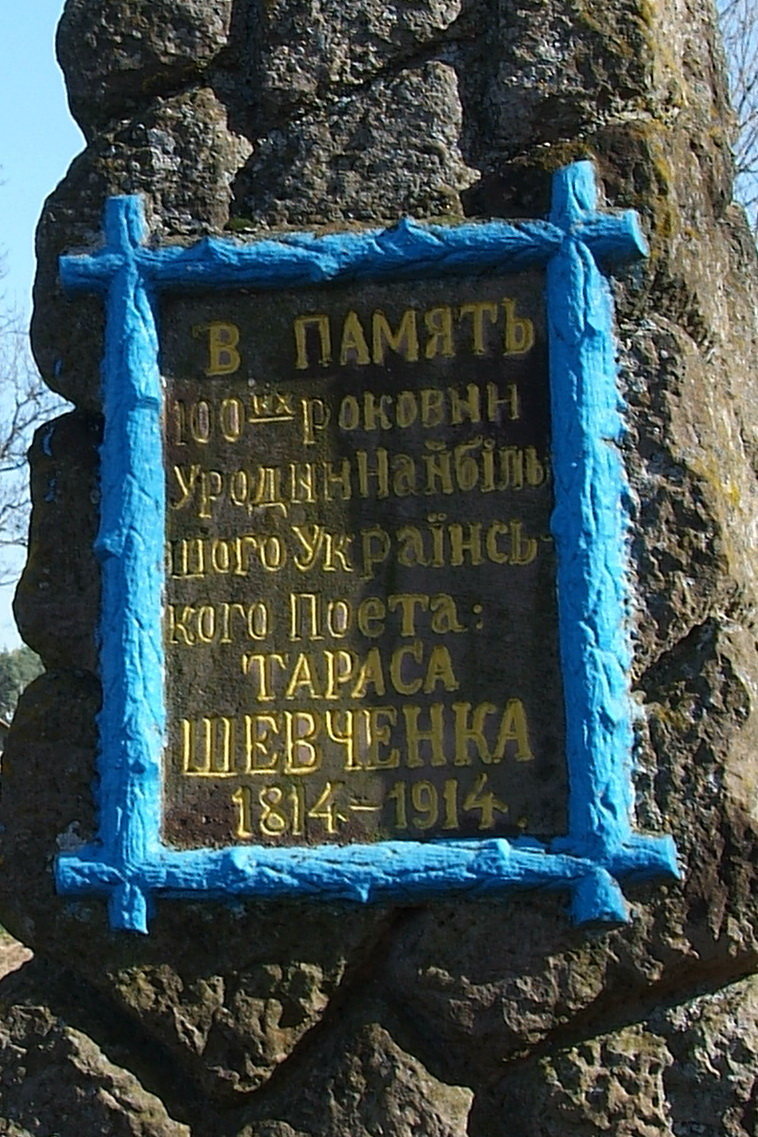
Табличка на пам'ятному хресті.
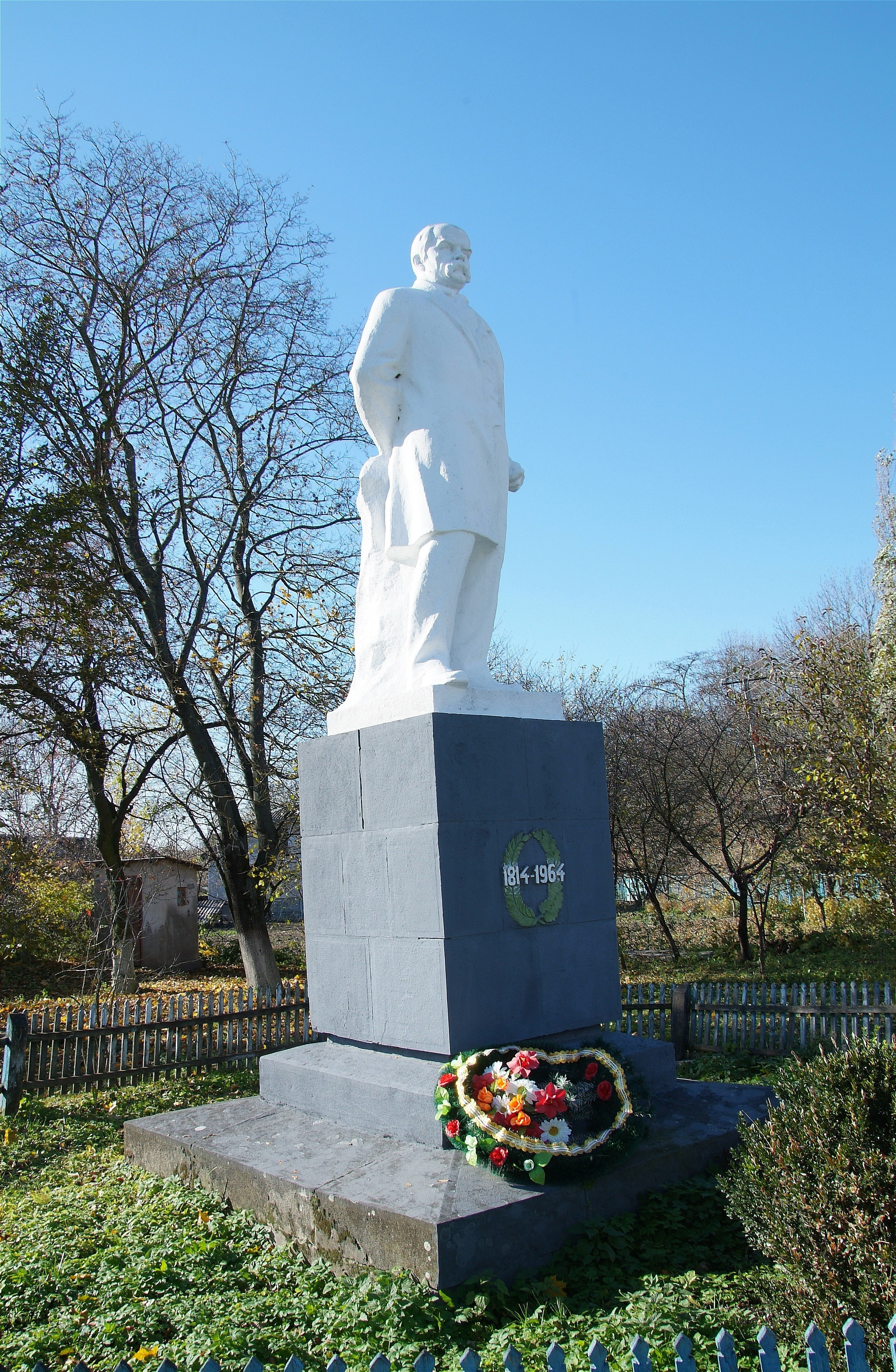
Повнофігурний пам'ятник 1964 року.

- Лука (Монастириський район). Погруддя встановлене 1961 року.

Погруддя Шевченка в Луці.

- Мізюринці (Шумський район). Погруддя встановлене 1992 року.

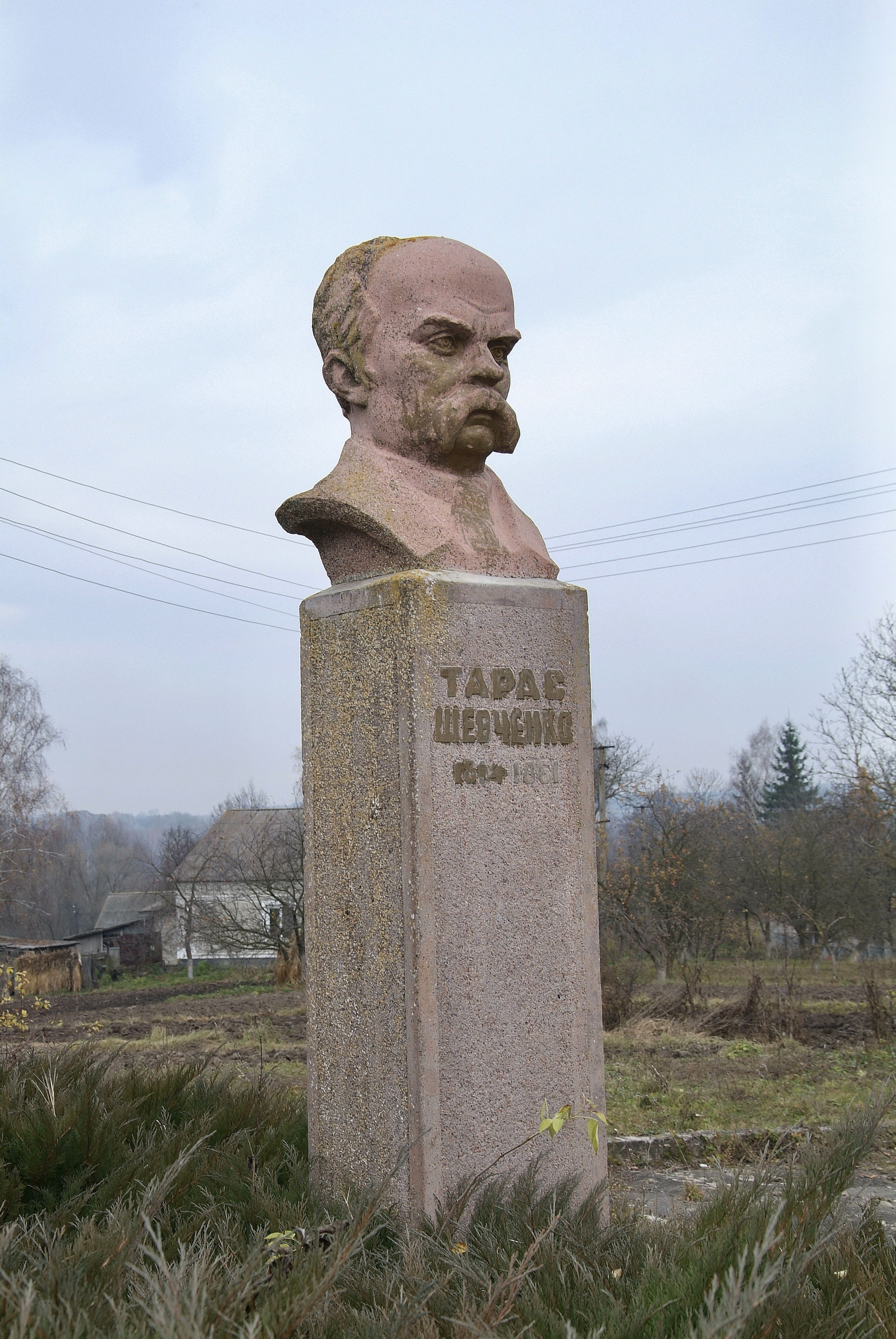
Погруддя Шевченка в Мізюринцях.

- Мухавка (Чортківський район). Погруддя встановлене 1959 року.

Погруддя Шевченка в Мухавці.

- Мушкатівка (Борщівський район). Погруддя встановлене 1991 року.

Погруддя Шевченка в Мушкатівці.

- Нагірянка (Чортківський район)

- Настасів (Тернопільський район). Пам'ятник встановлений у 1969 році на вул. Шевченка при роздоріжжі в напрямку ТОВ «Агропродсервіс». Автор — скульптор Я. Павуляк.
- Новосілка (Бучацький район). Погруддя встановлене 1961 року.

Погруддя Шевченка в Новосілці до реконструкції
Погруддя після реконструкції

- Озерна (Зборівський район). Побудований 1951 року біля школи, у зв'язку з розширенням дороги 1981 року перенесений до будинку культури.

Пам'ятник Шевченку в Озерній

- Оріховець (Підволочиський район).

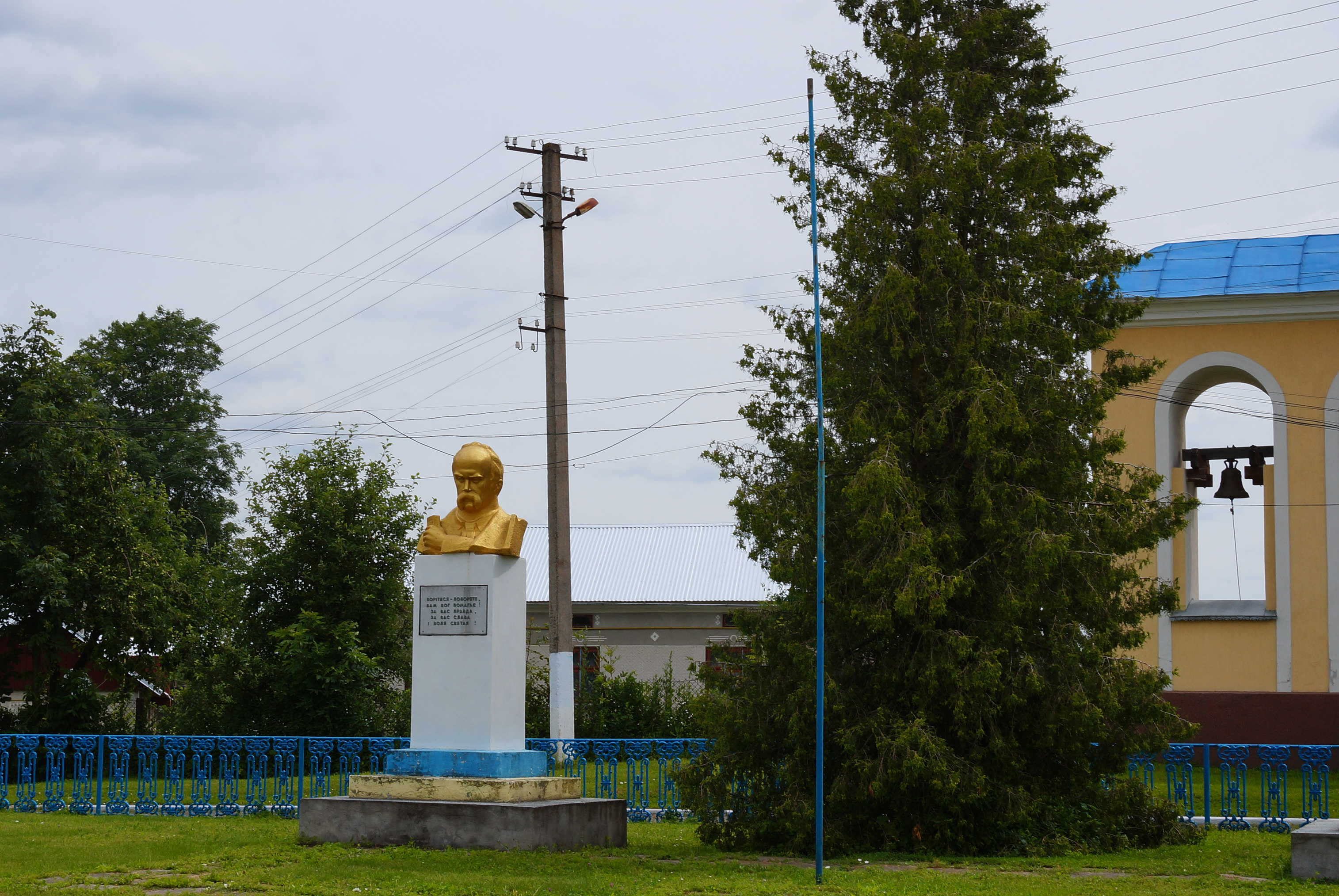
Пам'ятник у селі Оріховець.

- Перемилів (Гусятинський район). Пам'ятник встановлений 1992 року.
- Поділля (Заліщицький район). Пам'ятник встановлений 1966 року.

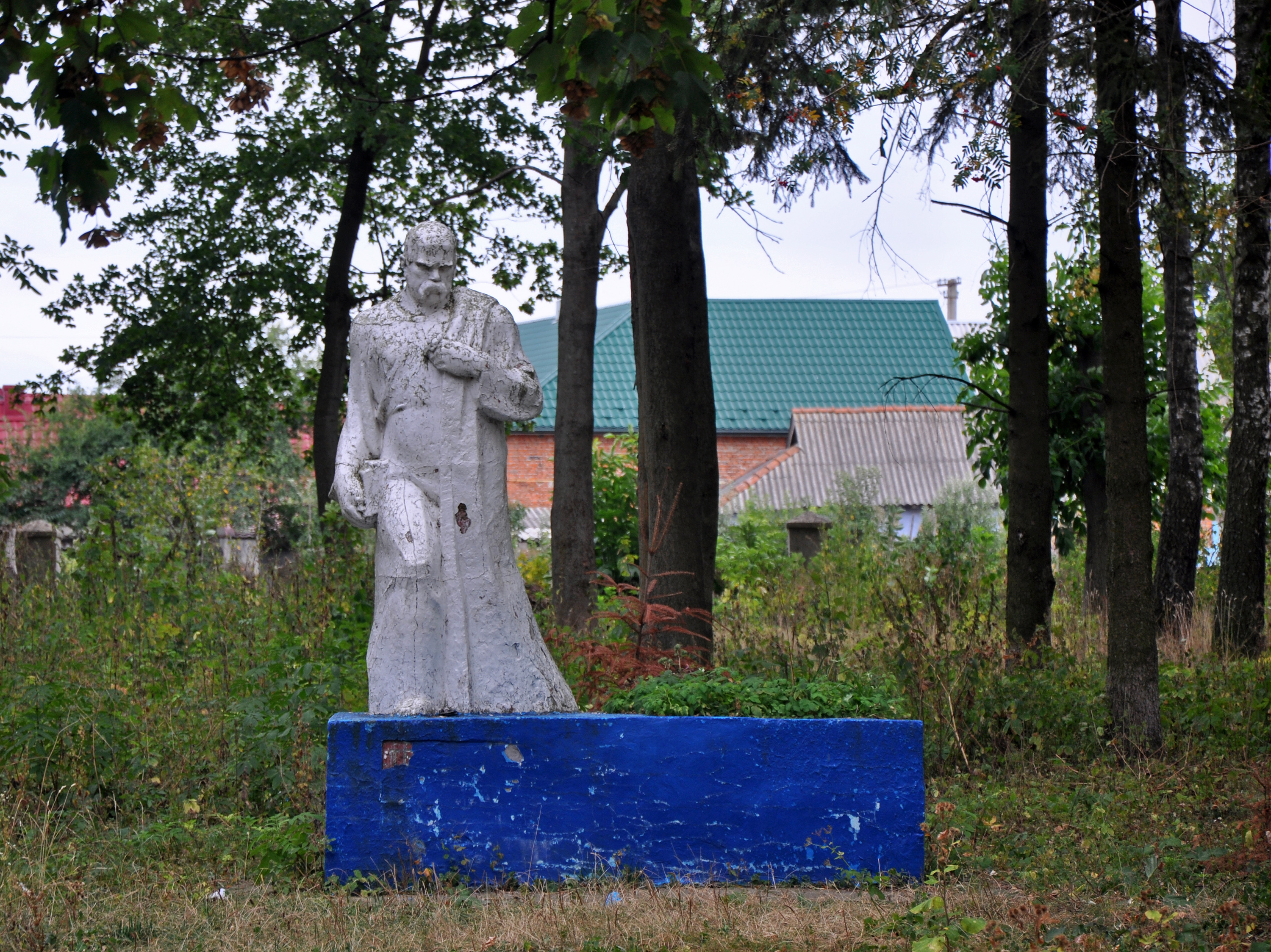
Пам'ятник Тарасові Шевченку в Поділлі.

- Покропивна (Козівський район). Погруддя встановлено у 1976 році.

Погруддя Шевченка в Покропивній.

- Романівка (Тернопільський район). Пам'ятник-погруддя урочисто відкрито 16 травня 2010 року. Автори — скульптори І. та Д. Мулярчуки.

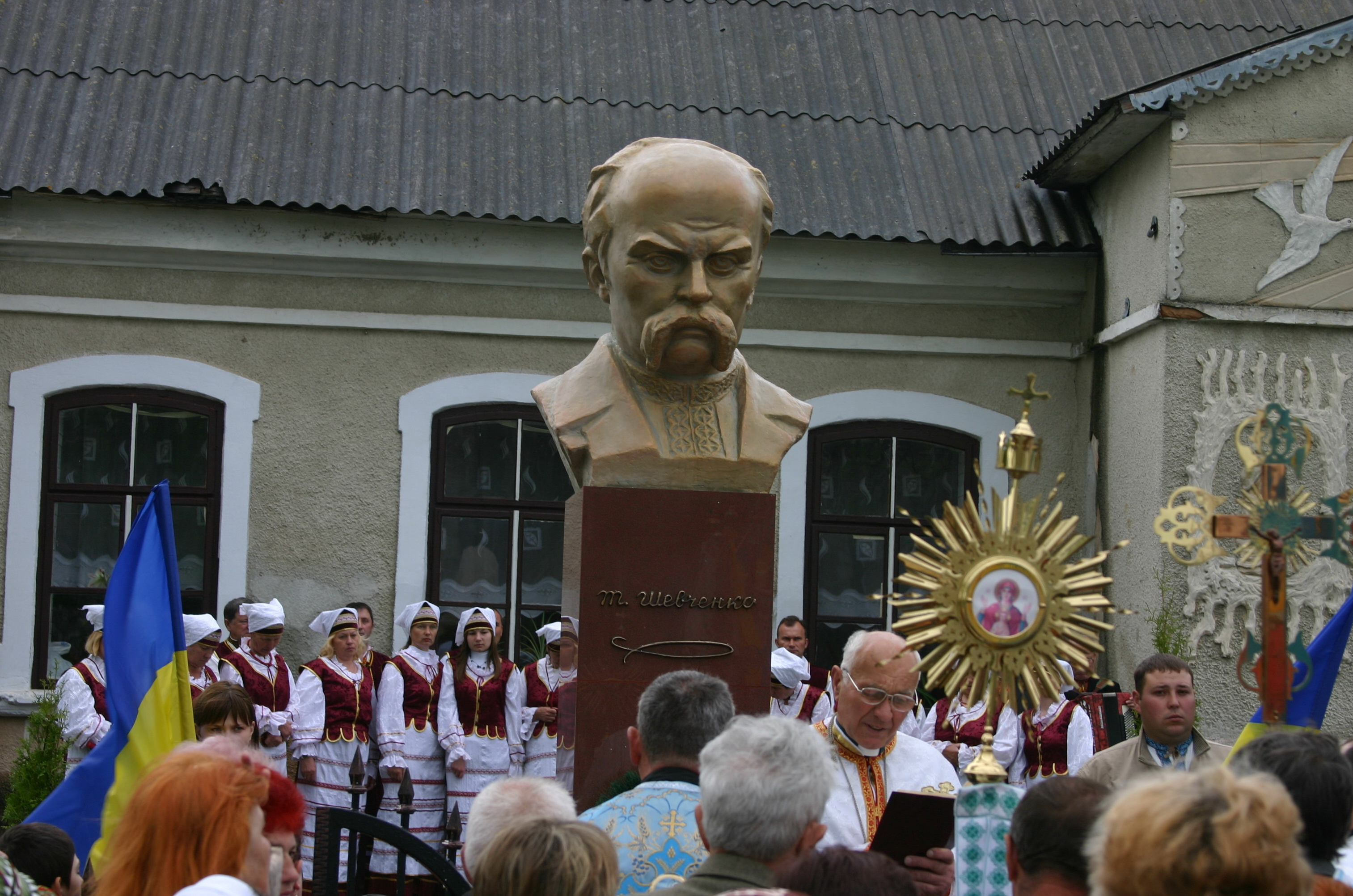
Погруддя Шевченка в с. Романівка.

- Свидова (Чортківський район). Погруддя встановлене 1959 року.

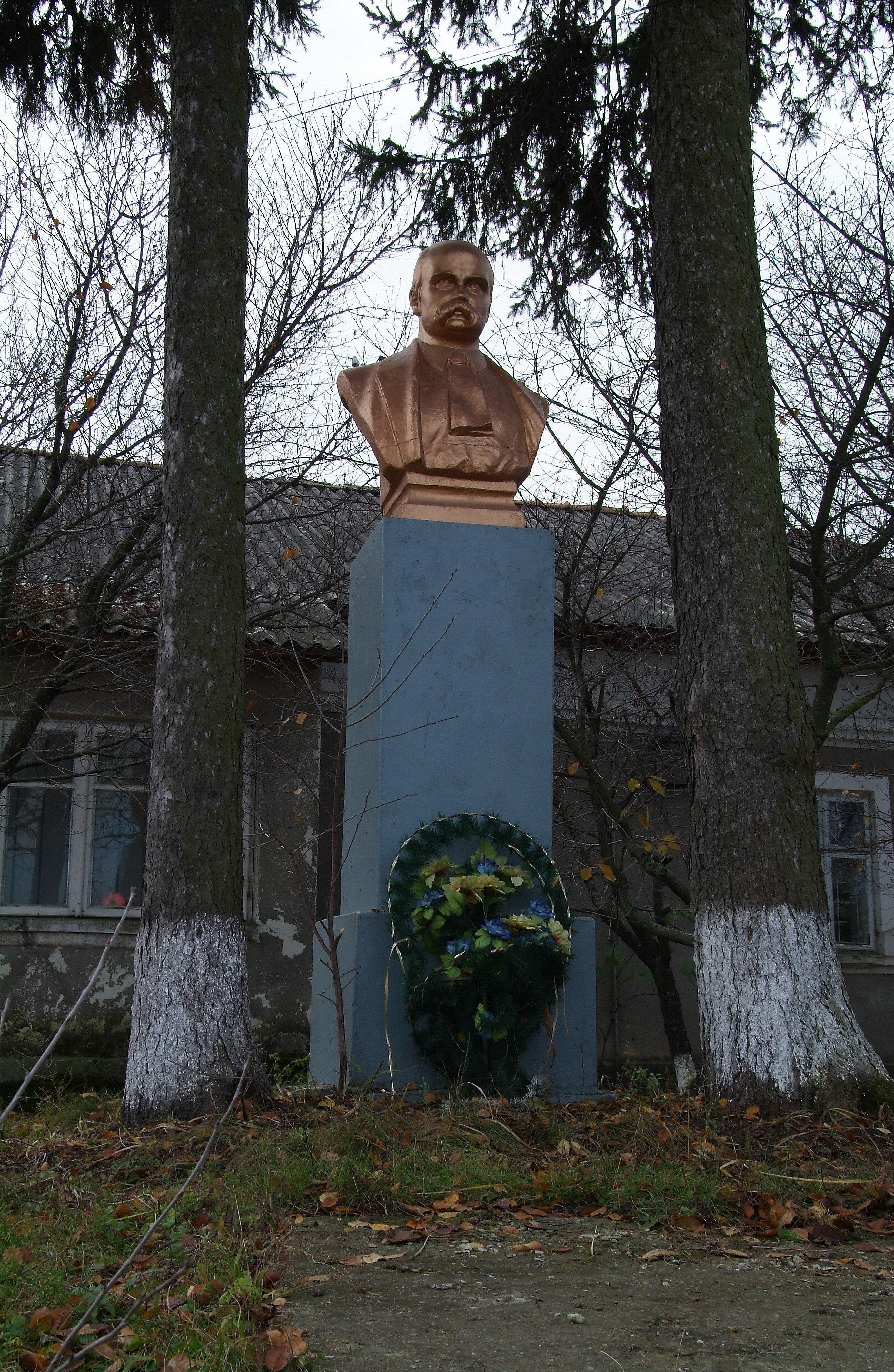
Погруддя Шевченка у Свидовій.

- Синява (Збаразький район). Погруддя встановлене 1961 року, скульптор Володимир Бець.

Погруддя Шевченка в Синяві.

- Сільце (Підгаєцький район). Пам'ятний знак на честь Тараса Шевченка споруджено 1992 року.

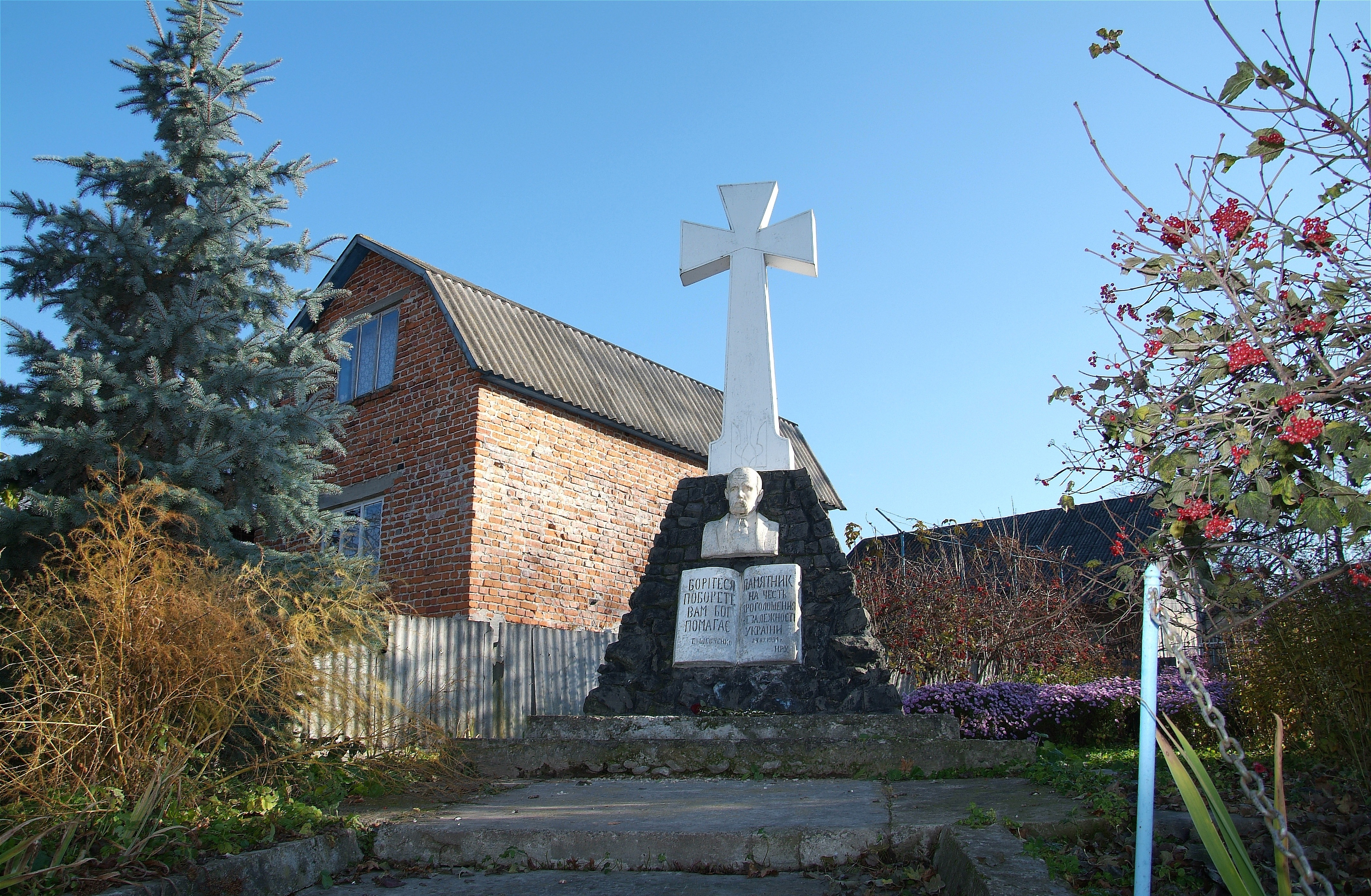
Пам'ятник Шевченкові в Сільці.

- Смиківці (Тернопільський район). Пам'ятник-погруддя урочисто відкрито 5 вересня 2010 року. Автор — скульптор Іван Мердак.

Погруддя Шевченка в селі Смиківці.

- Соколів (Бучацький район). Погруддя встановлене 1998 року.
- Солоне (Заліщицький район). Пам'ятник встановлений 1993 року.
- Сосулівка (Чортківський район). Погруддя встановлене 1965 року на подвір'ї сільського клубу.
- Стрілківці (Борщівський район). Повнофігурний пам'ятник встановлений 1991 року.

- Токи (Підволочиський район). Повнофігурний пам'ятник встановлений 1991 року.
- Торське (Заліщицький район). Пам'ятник встановлений 1961 року.
- Трибухівці (Бучацький район). Погруддя біля центрального корпусу Бучацького аграрного корпусу (1995 рік, скульптор В. Римар, архітектор Р. Кравецький)[101].

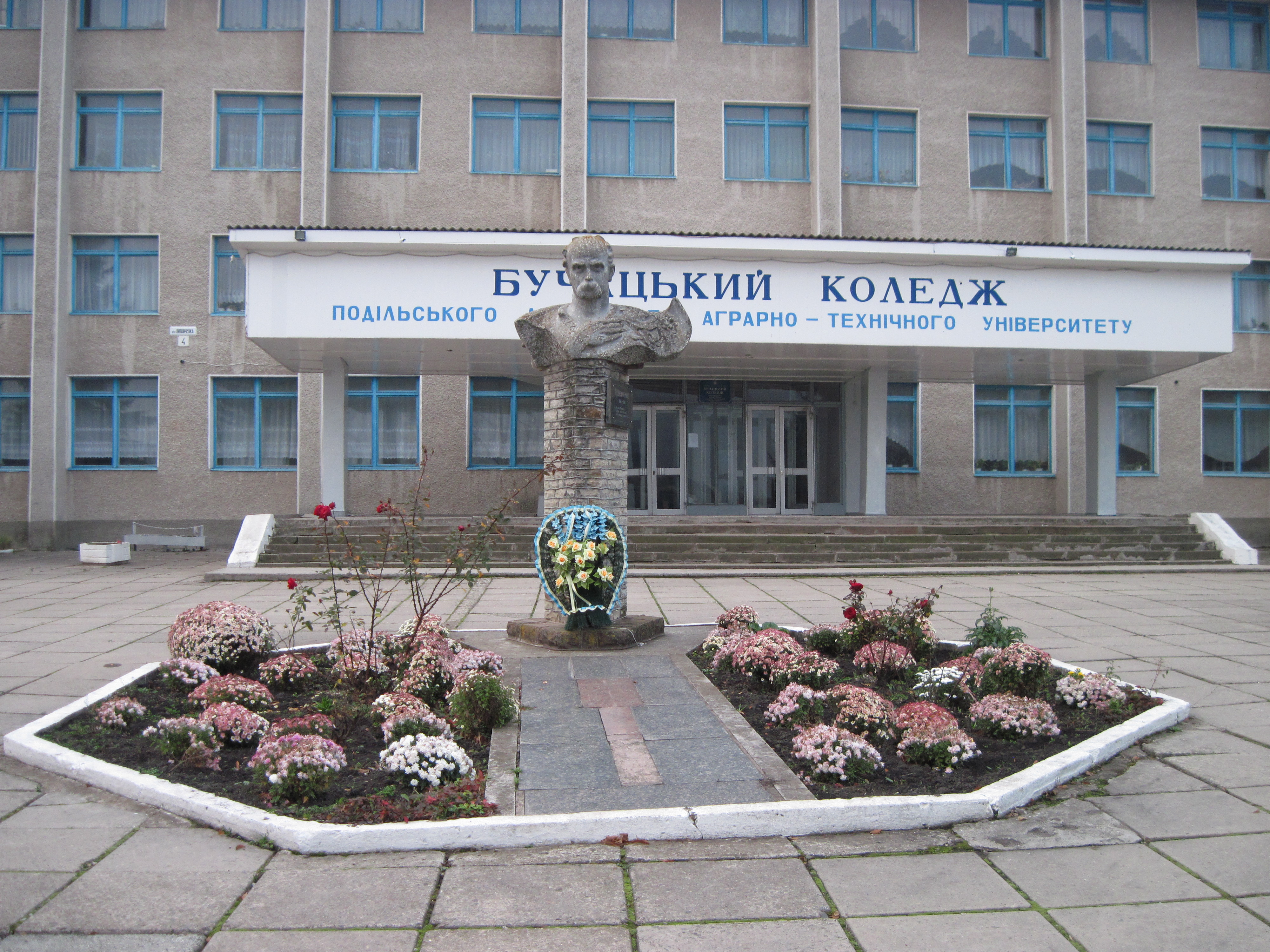
Пам'ятник Шевченкові біля Бучацького агроколеджу.

- Тростянець (Бережанський район). Пам'ятник споруджено у 1991 році біля Народного дому.

- Устя-Зелене (Монастириський район). Погруддя встановлене 1960 року біля школи.

Погруддя Шевченка в Усті-Зеленому.

- Хмелиська (Підволочиський район). Пам'ятник встановлений 2000 року.
- Хоростків. Пам'ятник встановлено у 1964 році.

- Цебрів (Зборівський район). Пам'ятник встановлений 1993 року.
- Цеценівка (Шумський район). В селі є погруддя Тараса Шевченка.

Погруддя Шевченка в Цеценівці.

- Чернихів (Зборівський район). Повнофігурний пам'ятник встановлений 1994 року біля будинку культури.

Пам'ятник Шевченкові в Чернихові.

- Чистопади (Зборівський район). Повнофігурний пам'ятник встановлений 1968 року.

Пам'ятник Шевченкові в Чистопадах.

- Чорнокінецька Воля (Чортківський район)

Погруддя Шевченка в Чорнокінецькій Волі.

- Чортків.
- Шельпаки (Підволочиський район). Пам'ятник встановлений 1993 року, автор — скульптор Я. Волошин.
- Шили (Збаразький район). Погруддя встановлене 1958 року, автор — скульптор Я. Чайка.

Погруддя Шевченка в Шилах.

- Шумляни (Підгаєцький район). Пам'ятник встановлений у 1990-х роках.

Пам'ятник Шевченкові в Шумлянах.

- Шумськ. Пам'ятник встановлений 1999 року на вул. Українській.
- Шупарка (Борщівський район). Погруддя встановлене 1991 року.

Погруддя Шевченка в Шупарці.

- Яблунів (Гусятинський район). Пам'ятник споруджено 1992 року за проєктом скульптора І. Малярчука.

### Харківська область
- Харків. У Харкові є кілька пам'ятників Шевченку, і ще один існував раніше.

1. Вважається, що перший в Україні пам'ятник Кобзарю — мармуровий бюст — встановлений са́ме в Харкові. Ініціаторами створення першого пам'ятника Шевченкові в місті (і Україні) виступила родина Алчевських, а автором — відомий скульптор Володимир Беклемішев. Пам'ятник Т. Г. Шевченку споруджено на території харківської садиби Алчевських — у провулку Мироносицькому (нині вул. Жон Мироносиць, 13). Саме там у саду О. Алчевського і стояв перший пам'ятник Кобзарю. Нині погруддя зберігається у Національному музеї Тараса Шевченка.
2. Величний пам'ятник, що вважається одним із найкращих у світі, розташований у саду Т. Г. Шевченка по вул. Сумській, 35. Він являє багатопланову композицію, домінантою якої є бронзова статуя Т. Г. Шевченка заввишки 5,5 м. на 11-метровому постаменті з лабрадориту, яку за спіраллю оточують 16 динамічних скульптур, що зображують персонажів творів Кобзаря і уособлені образи трудового народу. В результаті 3 конкурсів на спорудження монумента Шевченка, перший з яких оголошений ще 1929 року, в березні 1934 розпочато втілення проєкту відомого радянського скульптора Манізера М. Г. Архітектурну прив'язку здійснив архітектор Лангбард Й. Г. Урочисте відкриття монумента відбулося 24 березня 1935 року.
3. Бетонний пам'ятник в Кулиничах (колишньому приміському селі, від 2012 року — частина міста) відкрито 2003 року на території Кулиничівської селищної ради. До цього монумент 10 років був у складському приміщенні одного із транспортних підприємств селища Бабаї. Завдяки зусиллям Харківської районної державної адміністрації, голови Кулиничівської селищної ради пам'ятник викуплено (не за бюджетні кошти) і відкрито до 189-річниці з дня народження Великого Кобзаря.[102]
4. Пам'ятник на території Приладобудівного заводу якому у 1922 році присвоєно ім'я Т. Г. Шевченка встановлений у 1967 році за рішенням дирекції, партійної і профспілкової організацій Харківського заводу ім. Т. Г. Шевченка. Авторство Харківської скульптурної фабрики, матеріал — залізобетон, цегла.[11]
5. Цікава й непроста доля пам'ятника Т. Г. Шевченка, розташованого у дворі школи № 96 на Данилівці. Це найстаріший з усіх пам'ятників Кобзареві в Харкові. За спогадами старожилів, його ще до Жовтневого перевороту 1917 р., коли Данилівка була просто селом, земство купило і встановило перед своїм будинком. Через якийсь час його передали Данилівській бібліотеці. Під час війни бюст ховали, а після звільнення перенесли у двір місцевої школи.
6. Крім того, фасад Селянського будинку, спорудженого у 1912 році за проєктом архітектора Б. Корнієнко (Павлівський майдан, 4), прикрашає поміщений в ніші фронтону горельєф Т. Г. Шевченка.
7. Найбільш сучасний пам'ятник Тарасу Шевченку в Харкові розташований на території Саду скульптур (вул. Максиміліанівська, 18). Поет зображений з кобзою.
8. На майдані Архітекторів встановлена копія пам'ятника Тарасові Шевченка з однойменного саду. Вона була виготовлена 2009 року з мармуру скульптором Сейфаддіном Гурбановим.

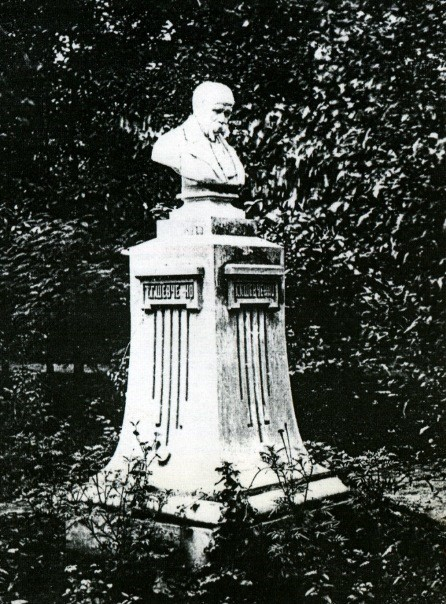
Пам'ятник у Харкові. Орієнтовно 1900 р.
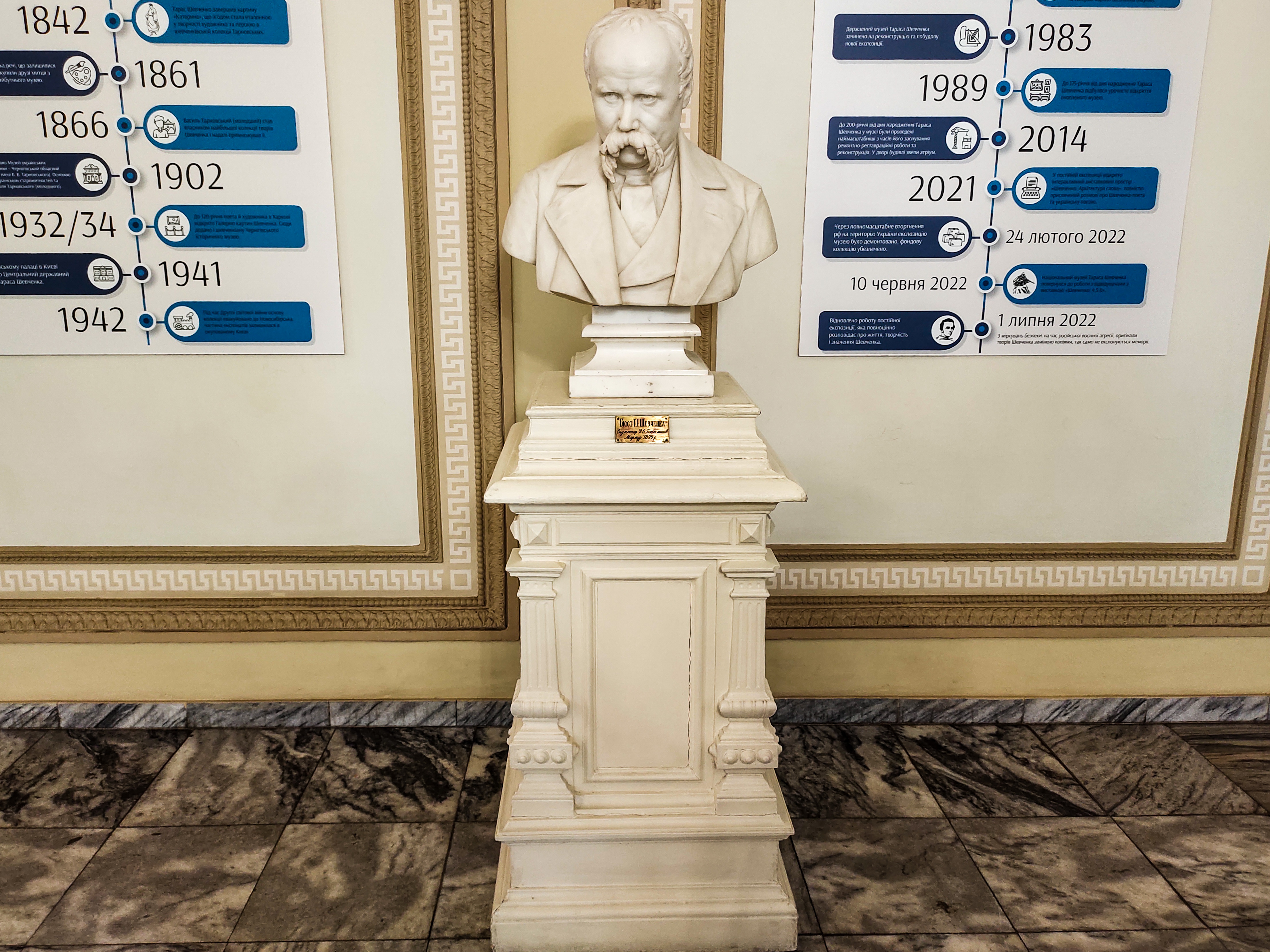
Бюст Тараса Шевченка з садиби Алчевських на новому постаменті у Національному музеї Тараса Шевченка
Величний пам'ятник Шевченкові у Харкові
Пам'ятник на території заводу імені Т. Г. Шевченка
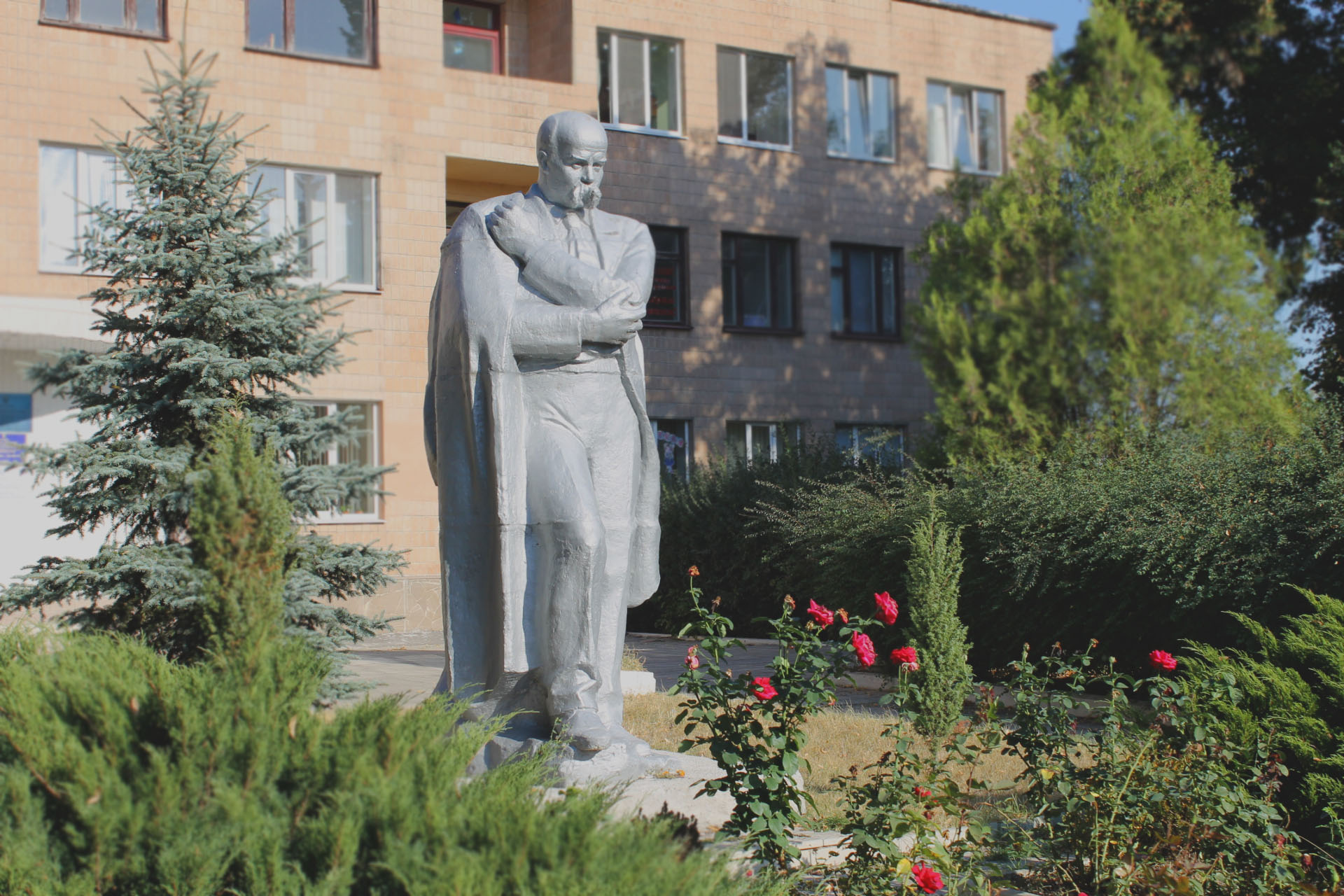
Пам'ятник Т. Г. Шевченку у Кулиничах
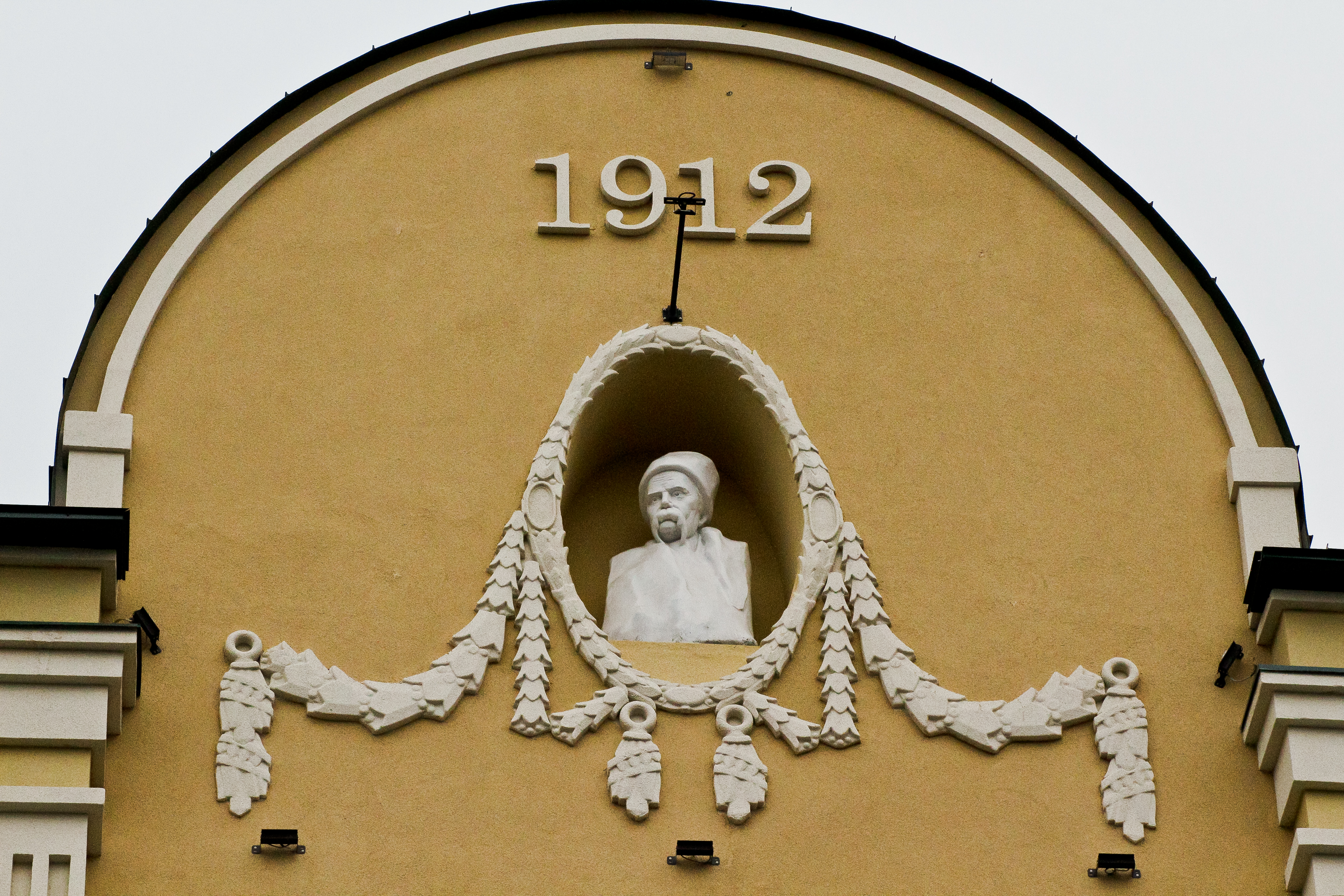
Бюст Шевченка у ніші будинку Піотровського

- Андріївка. Пам'ятник з сіро-рожевого середньозернистого граніту відкрито 19 серпня 2004 року в парку Шевченка. Скульптор — Ястребов І. П., архітектор — Сумець В. С.[103]
- Балаклія. Пам'ятник відкрито 2003 року в рамках урочистостей з нагоди 80-річчя Балаклійського району та 340-річчя Балаклії та встановлено перед будівлею районної адміністрації. Автор композиції — харківський скульптор, член Національної спілки художників України, лауреат міжнародної відзнаки ім. Сократа, Народний художник України Сейфаддін Гурбанов. Пам'ятник об'єднує дві скульптури: Кобзар, котрий присів відпочити, і поруч із ним дівчинка з голубом у руках, яка символізує молодість держави Україна.[102]

Пам'ятник Шевченку в Балаклії
Кобзар і дівчинка

- Березівське. Пам'ятник встановлено на території санаторію «Бермінводи» у 1964 році.
- Близнюки. Пам'ятник створений у 2003 році. Автор — харківський скульптор Сергій Ястребов.
- Богодухів. Пам'ятник встановлено в сквері в центрі міста у 1970 році. Автор — Лисенко М. Г., матеріал — бронза, граніт.[103]
- Великий Бурлук. Пам'ятник відкрито у 2004 році. Автор — архітектор П. Яценко.
- Дворічна. Пам'ятник (погруддя) встановлено в центрі селища у 2016 році.
- Дергачі. Пам'ятник споруджено за ініціативою народного депутата України Олександра Бандурки та за підтримки почесних меценатів на кошти Дергачівського районного благодійного фонду соціального розвитку. Відкриття відбулося на площі Перемоги 19 серпня 2001 року (у день 140-ї річниці смерті Т. Шевченка) і приурочене до 10-ї річниці Незалежності України. Не складна сюжетна композиція пам'ятника розміщена на невисокому простому гранітному постаменті. Тарас Шевченко зображений сидячим на відлитій з бронзи лаві. Пам'ятник виконано в традиціях поширеного в 1960-х роках гіперреалізму. Автори — скульптори Демченко О., Семенюк В., Шауліс О.; архітектор Лаптєв В., застосували принципи камерного рішення, що, в першу чергу, втілюється в можливості кожного, хто присяде на край бронзової лави, відчути відсутність грані між середовищем пам'ятника і реальним оточенням.[103]
- Зміїв. Пам'ятник встановлено при спуску до Сіверського Дінця на перехресті вул. 8 березня та Садової до 95-ї річниці з дня смерті Кобзаря у 1956 році. Проєкт розробив відомий український скульптор Агібалов В. І. Матеріал — залізобетон, цегла.[103]

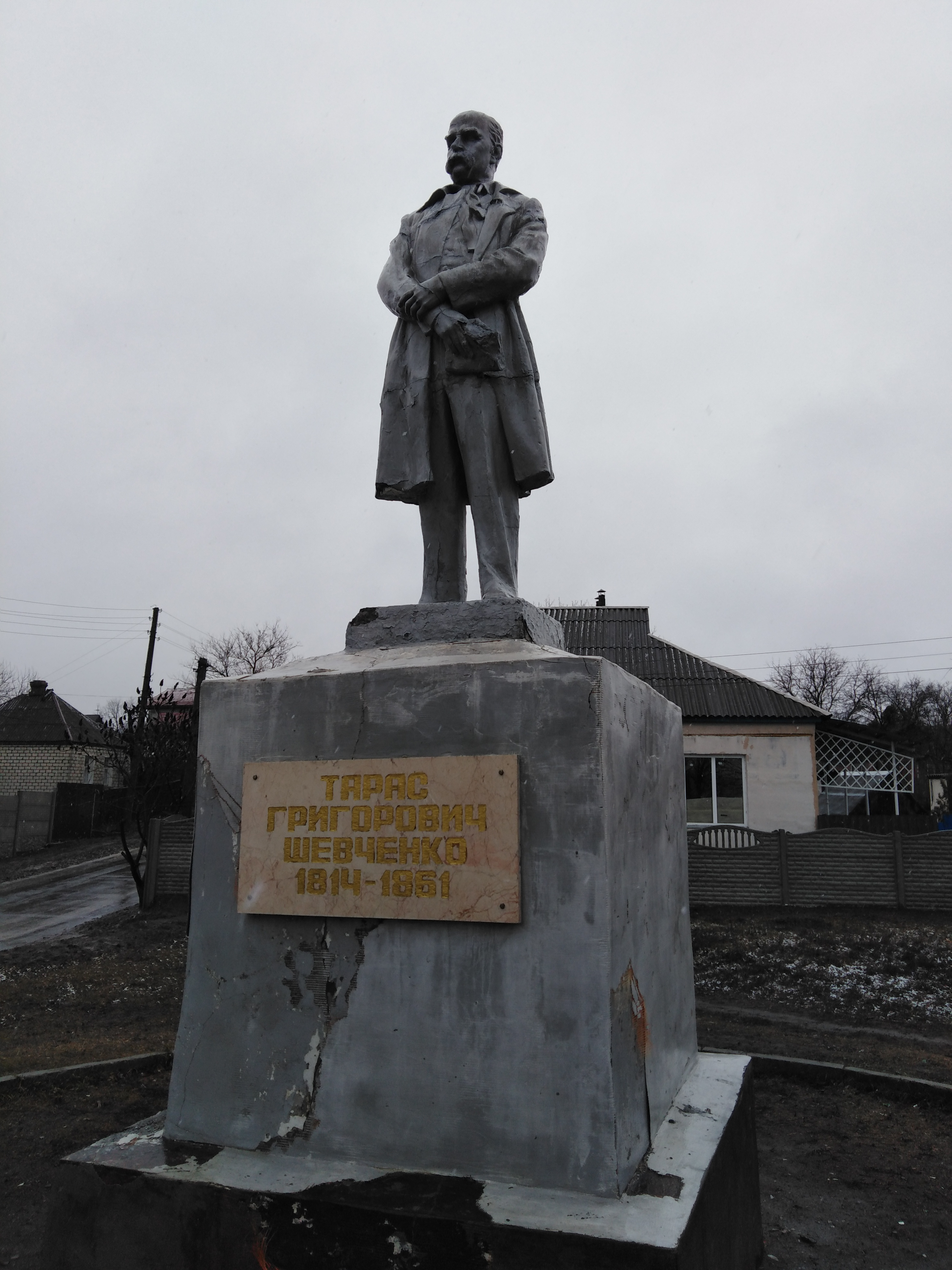
Пам'ятник Шевченку в м. Зміїв

- Золочів. Пам'ятник авторства Харківської скульптурної фабрики встановлено з нагоди 150-річчя з дня народження великого поета в парку Шевченка у 1964 році. Матеріал — мармурова крихта, цегла[104][103].

Пам'ятник Шевченкові в смт. Золочів (2011 р.)
Пам'ятник Шевченкові в смт. Золочів влітку
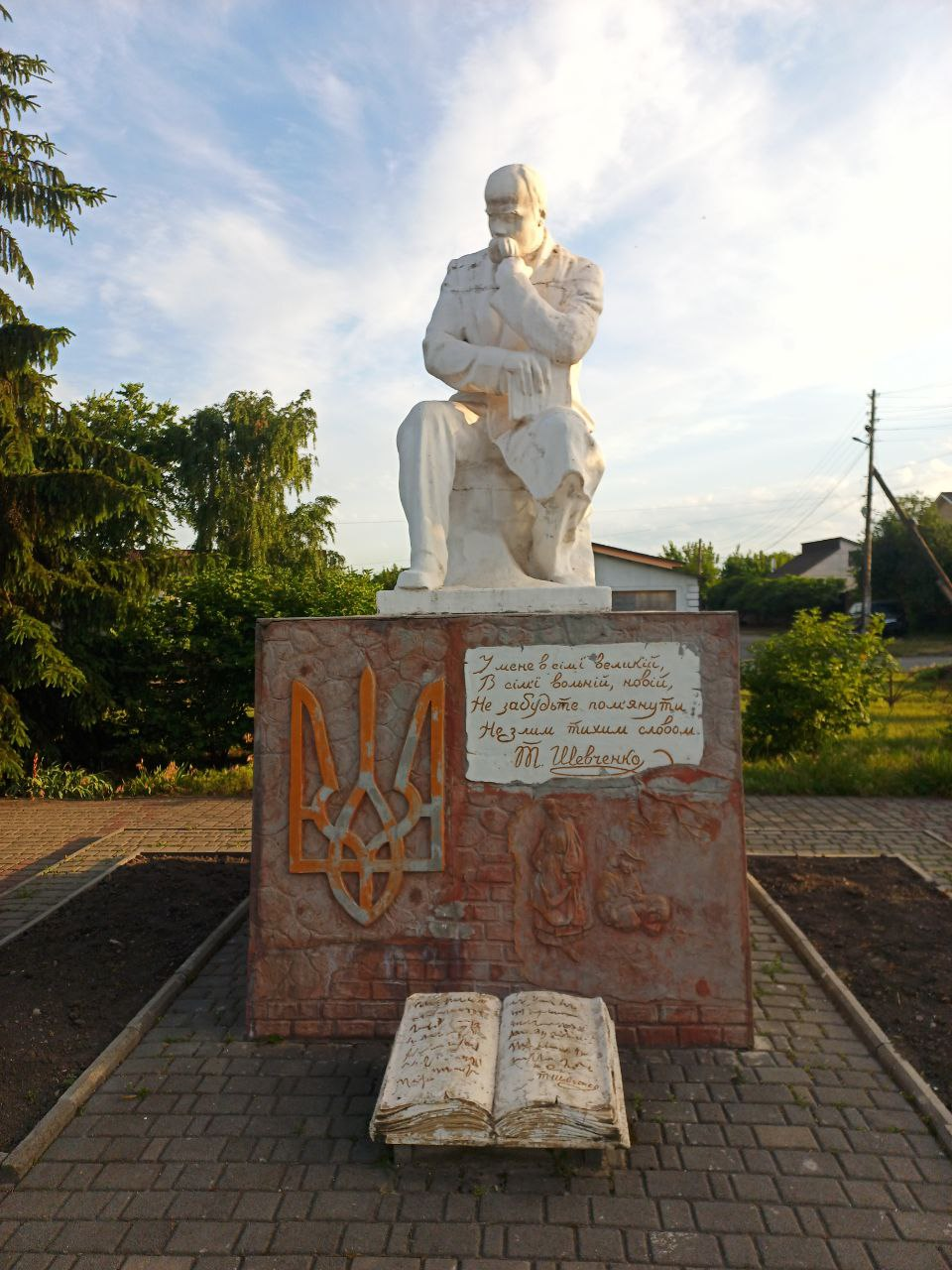
Пам'ятник Шевченку у Золочеві (у 2024 р.)
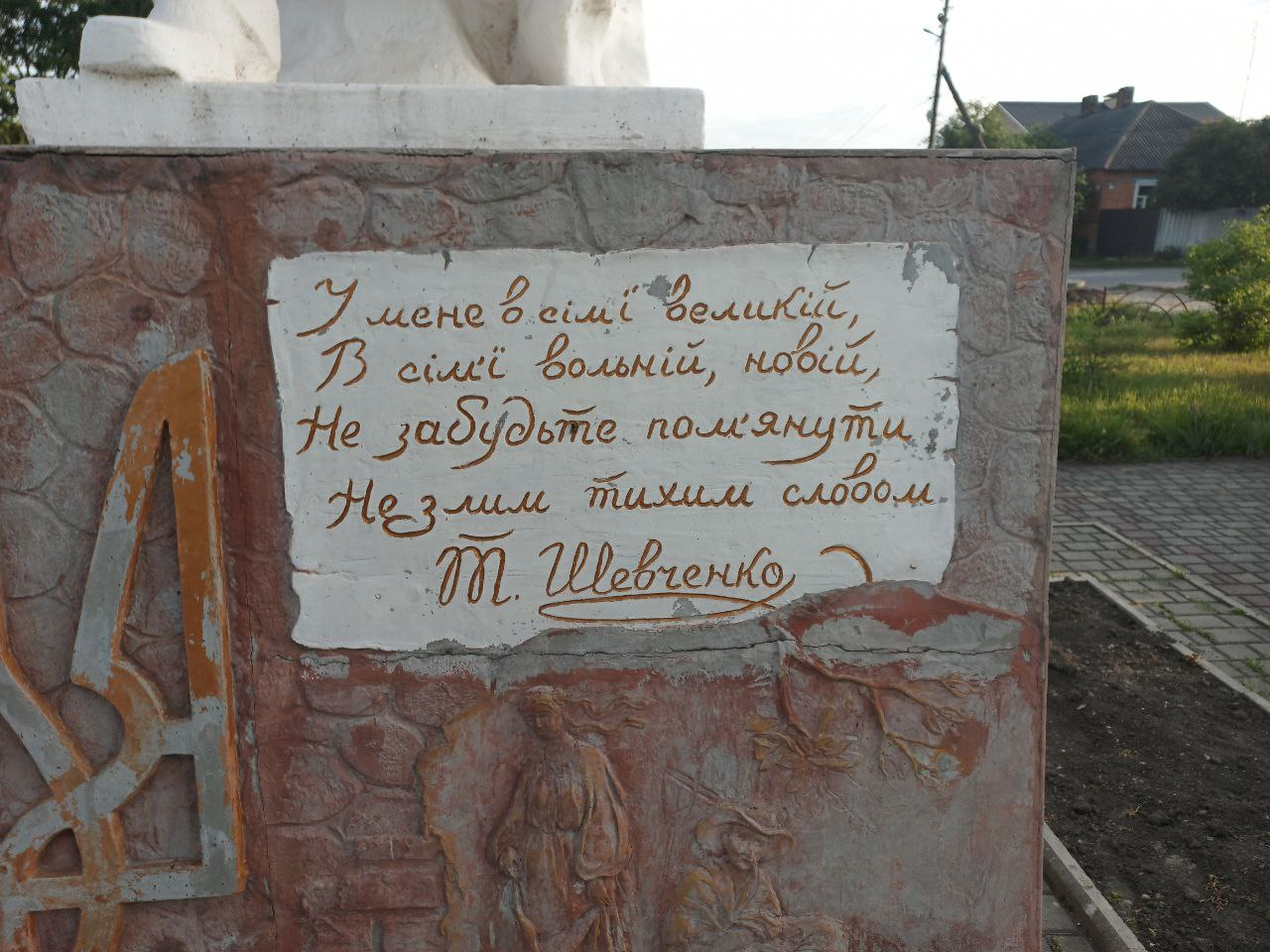
Цитата на пам'ятнику Шевченку у Золочеві
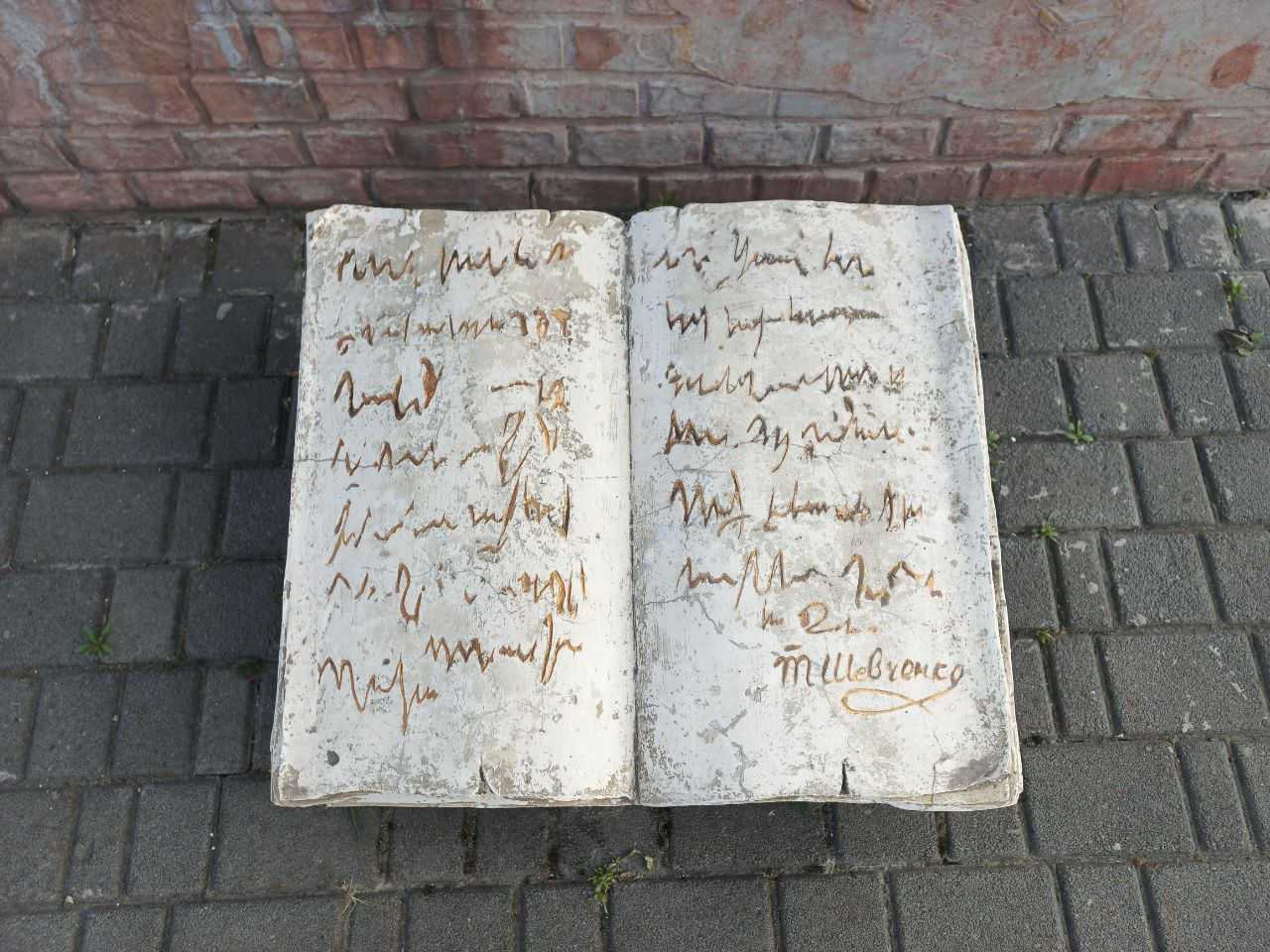
Фрагмент оновленого пам'ятника Тарасу Шевченку у Золочеві

- Ізюм. В Ізюмі 200-річчя Т. Г. Шевченка відзначили відкриттям 9 березня 2014 року пам'ятника українському письменнику, поету і громадському діячу. На Харківщині це 24-й пам'ятник Кобзареві. Пам'ятник створений в майстерні М. М. Ятченко, скульптори Олександр Рідний і Ганна Іванова.
- Красноград. Пам'ятник встановлено перед будівлею районної бібліотеки 12 листопада 1986 року. Автор — скульптор Скобліков О. П., матеріал — бронза, граніт.[103]
- Куп'янськ. Пам'ятник відкритий у 2009 році. Скульптор Ф. Я. Бетліємський, архітектор Е. П. Семененко, майстер по каменю В. І. Шелковніков.

Пам'ятник Шевченку в Куп'янську

- Курортне. Пам'ятник розташовується на території санаторію «Занки» в с. Курортне.
- Лозова. Погруддя урочисто відкрито у сквері ім. Шевченка на тогдашній вул. Жовтневій з нагоди 5-ї річниці Незалежності України 23 серпня 1996 року. Автор — Іллічов О. М., матеріал — граніт, мідь.[103]

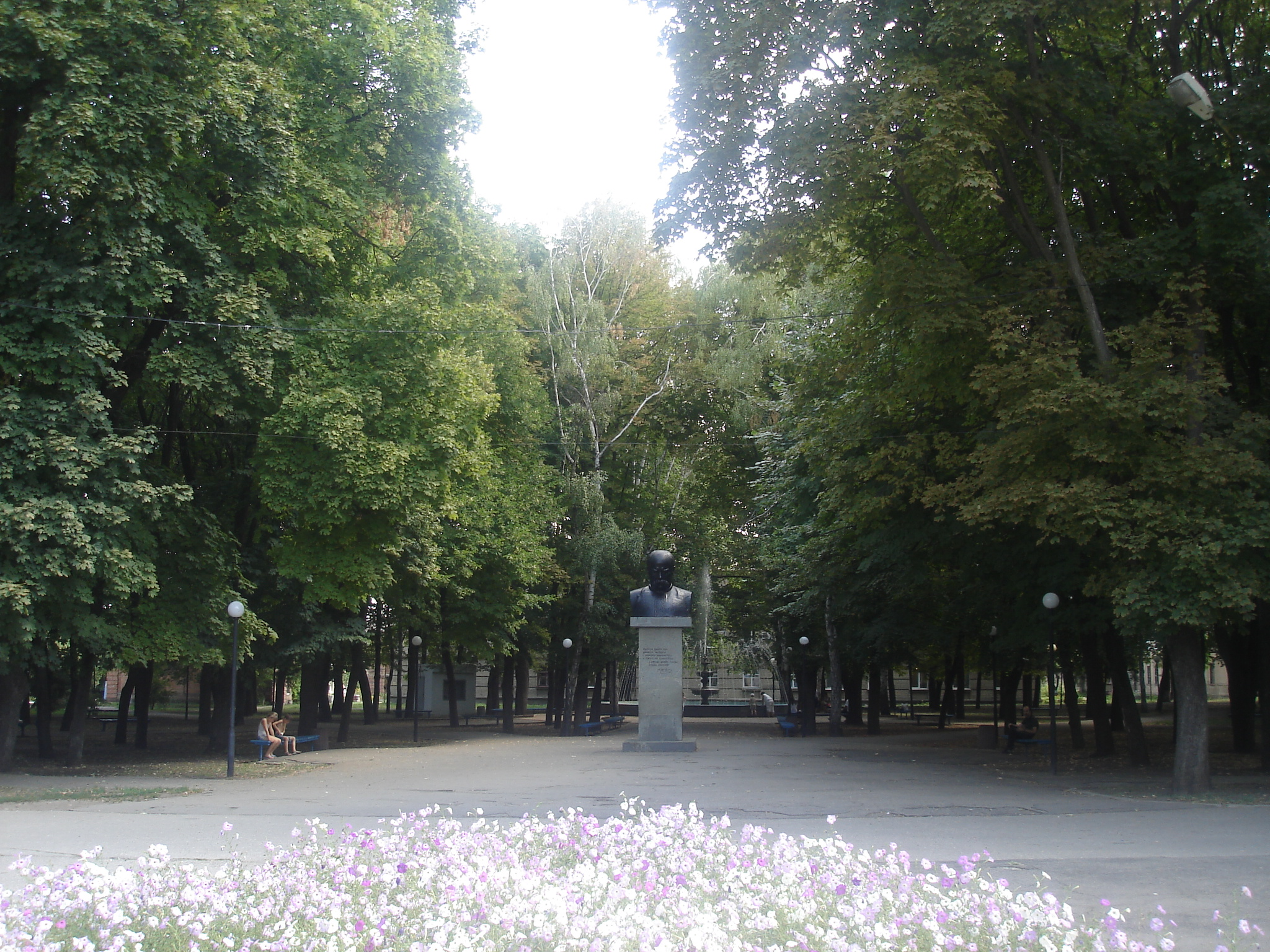
Погруддя Шевченка в Лозовій

- Малинівка (Чугуївський район). Гранітний пам'ятник відкритий з нагоди святкування 10-ї річниці Незалежності України в парку ім. Шевченка 25 серпня 2001 року.[103]
- Мерефа (Харківський район). Пам'ятник відкритий 22 травня 1994 року в річницю перепоховання Кобзаря.
- Пересічне (Дергачівський район). Скульптор Сейфаддін Гурбанов.
- Пісочин (Харківський район). Пам'ятник відкрито на території санаторію «Роща» у жовтні 2009 року.
- Шевченкове. У смт Шевченкове два пам'ятники Кобзарю — перший встановлено у 1957 році в сквері перед будівлею залізничного вокзалу, другий встановлено у 2000 році в центральному сквері з граніту та мідної виколотки.[103]

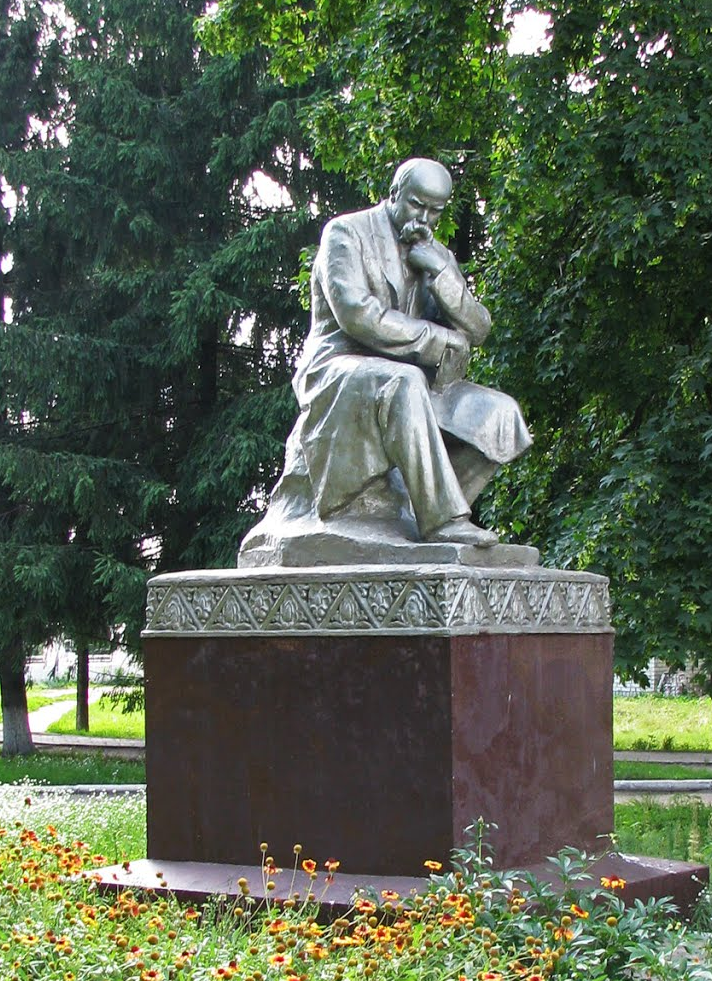
Пам'ятник Шевченку біля залізничного вокзалу
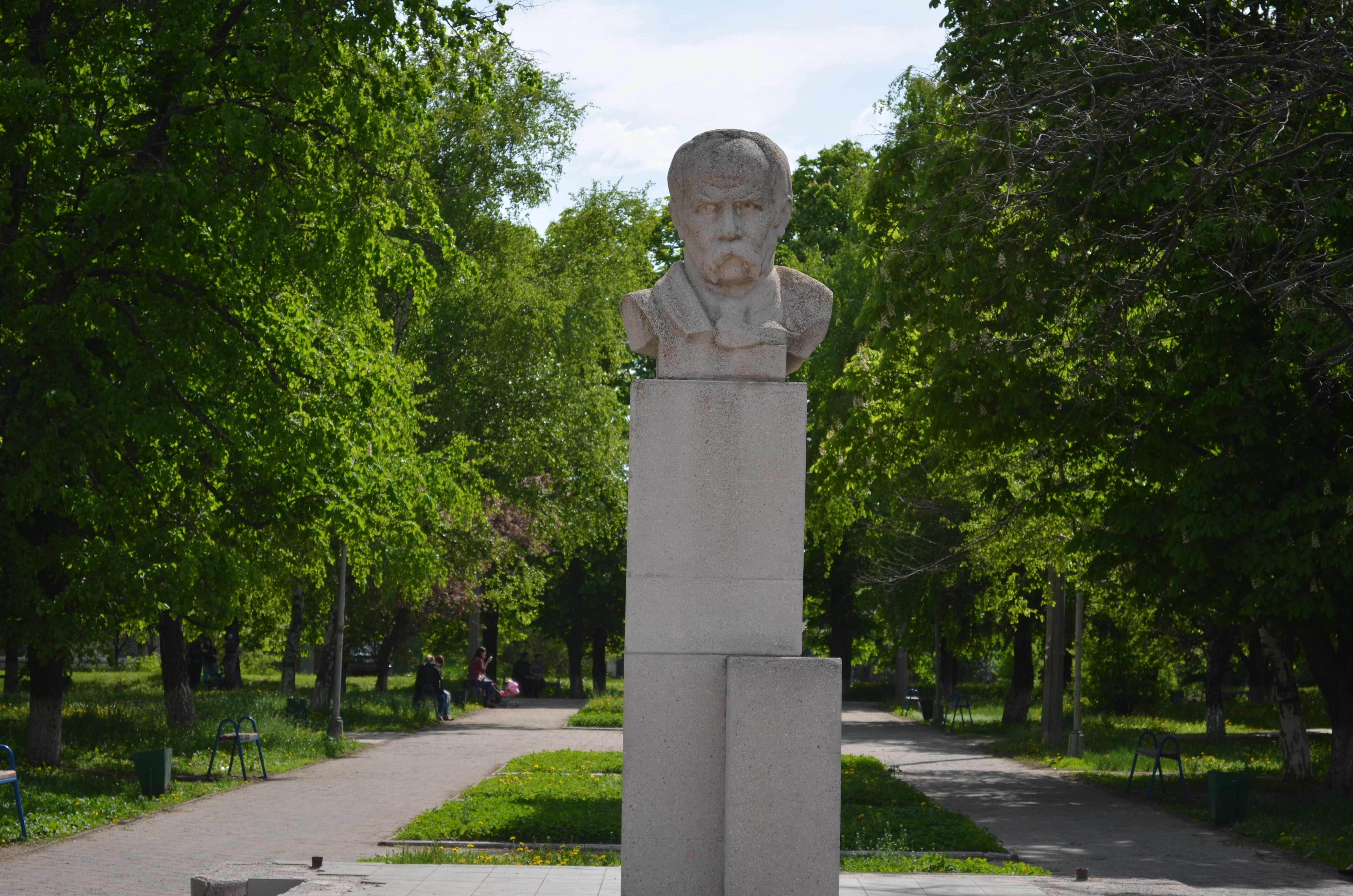
Погруддя Шевченка у центральному сквері

### Херсонська область
- Херсон.
  - Пам'ятник Кобзарю по просп. Текстильників, 1 відкрито у 1971 році. Залізобетонне, оковане міддю погруддя (висота — 2,4 м.) встановлене на вертикально видовженому прямокутному постаменті, обличкованому плитами з сірого полірованого граніту (висота — 4,6 м.) в центрі квіткової клумби, огородженої прямокутним бордюром з сірих гранітних блоків. Автори — скульптор Білокур І. Г. та архітектор Тарасов Ю. П.[103]
  - Погруддя в приміщенні ЗОШ № 52 ім. Тараса Шевченка. Автор — скульптор Мердак І. Г.

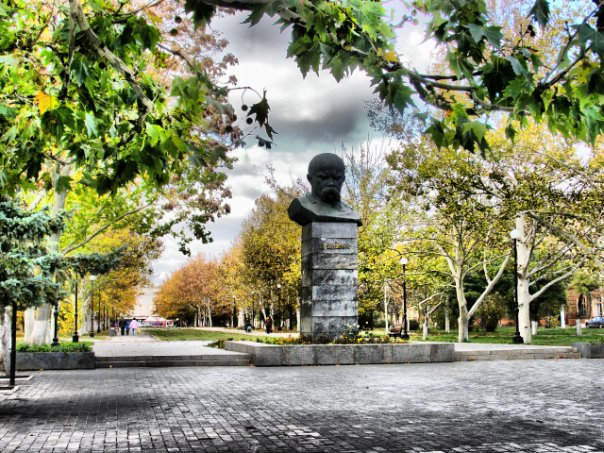
Пам'ятник на майдані Шевченка

- Берислав. Пам'ятник встановлено в міському парку Шевченка поряд з дніпровською набережною.
- Велика Олександрівка. Пам'ятник відкрито на тогдашній вул. Леніна біля районного будинку культури у 2001 році. Він являє собою погруддя висотою 1 м, встановлене на круглому, колоноподібному постаменті (2,3 м.), декоративно розділеному на три горизонтальні частини та спирається на плаский цоколь (0,5 м.), що покладений на прямокутний бетонний стилобат. Автор — Биков А. Ф.[43]
- Велика Лепетиха. Бетонний пам'ятник встановлено біля райдержадміністрації у 2004 році. Він являє собою погруддя висотою 1 м, встановлено під час реконструкції частини вул. Соборної, яка прилягає до центральної площі Миру.[43]
- Високопілля. Пам'ятник роботи Херсонських художньо-виробничих майстерень відкрито на вул. Кобзаря 23 серпня 1983 року у 33 річницю заснування колгоспу. Виготовлений із суміші бетону з мармуровою крихтою, що являє собою погруддя на прямокутному постаменті та широкому цоколі. Автор — Костюченко М. М.[46]
- Генічеськ. Пам'ятник встановлено у парку ім. Шевченка в 1982 році. Пам'ятник являє собою бетонне, оковане мідним листом погруддя загальною висотою 4,95 м, встановлене на видовженому прямокутному бетонному постаменті, вкритому плитами сірого полірованого граніту, на пласкій цокольній площадці з того ж матеріалу. Зображує поета в зрілому віці, із непокритою, трохи повернутою ліворуч головою. Автор — скульптор Кольцов В. А.[46]
- Гола Пристань. Пам'ятник встановлено на бульварі ім. Т.Шевченка у 1994 році. Пам'ятник складається з фігури висотою 1,5 м, виконаної з цементу з мармуровою крихтою на прямокутному постаменті з цегли, облицьованому у три яруси сірими гранітними полірованими плитами, що спирається на плаский цементний цоколь. Висота постаменту — 1,6 м, висота цоколя — 0,3 м. Загальна висота пам'ятника — 3,40 м. Автори — Потребенко В. М. і Білокур І. Г., архітектор — Костюченко М. М.[46]

Пам'ятник Шевченку в м. Гола Пристань

- Дар'ївка. Пам'ятник встановлено по вул. Робочій.[43]
- Догмарівка. Бетонний пам'ятник заввишки 2,75 м відкритий у 1979 році.
- Каланчак. Мідний пам'ятник на бетонному постаменті встановлено на площі ім Т.Шевченка біля селищної ради.[46]

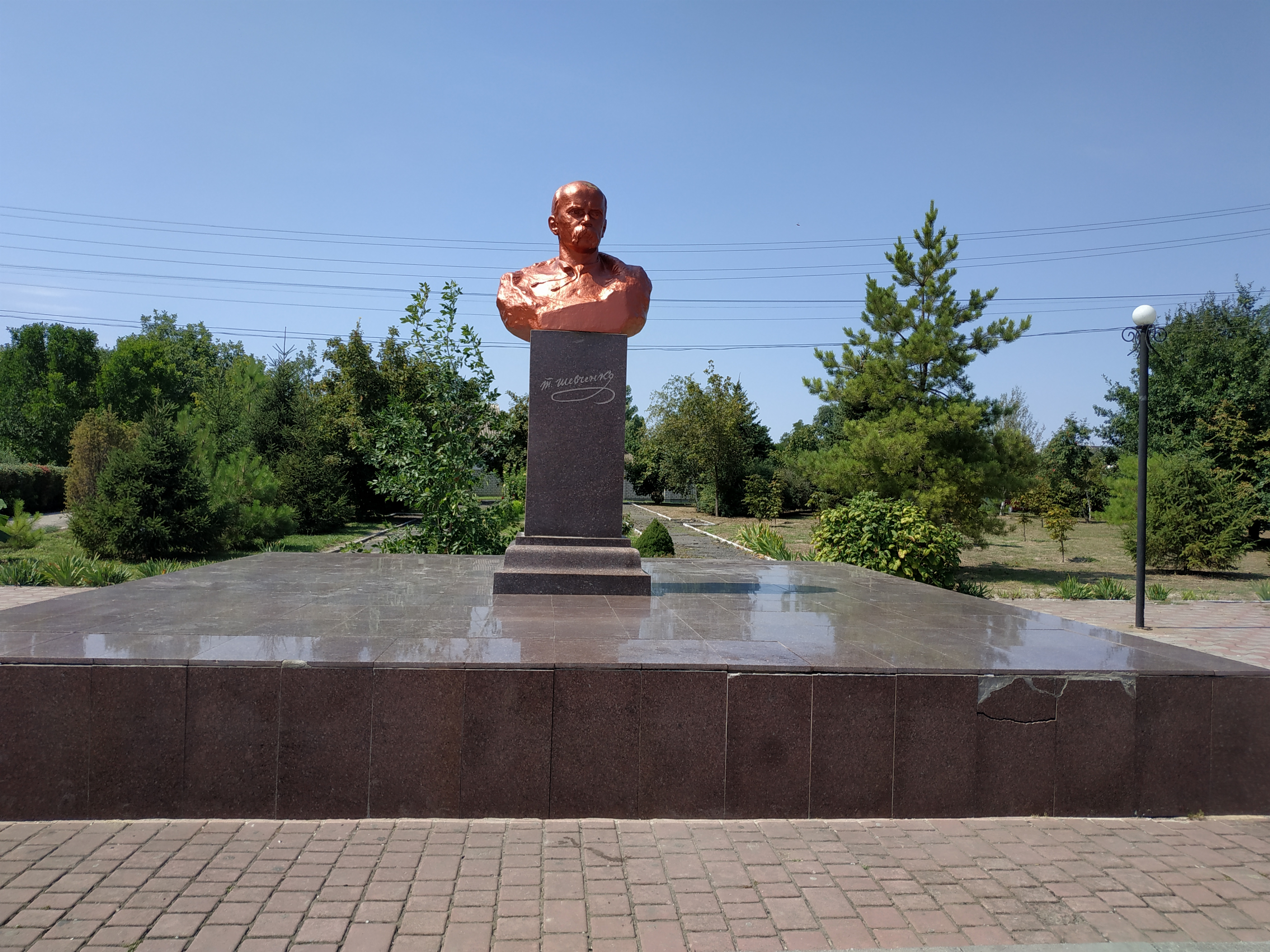
Пам'ятник Шевченку в Каланчаку

- Костянтинівка. Бетонний пам'ятник виготовлено місцевими майстрами та встановлено в центрі села у 1969 році.[46]
- Нова Каховка. Повнофігурний пам'ятник встановлено в сквері ім. Т. Г. Шевченка у 2002 році. Пам'ятник являє собою фігуру висотою 2,85 м на повний зріст, виконану із залізобетону, вкритого листовою міддю, встановлену на прямокутному рожевому гранітному постаменті (висота — 3 м.), що спирається у квадратний в плані цоколь, облицьований сірою бетонною плиткою. Автори — Потребенко В. М., Рашевський М. В.[46]

Пам'ятник Шевченку в Новій Каховці

- Олешки (Херсонський район). Пам'ятник Тарасові Шевченку встановлено на розі вулиць Софіївської та Гвардійської. Матеріал — граніт[48].
- Скадовськ. Бетонний пам'ятник авторства Херсонської художньої майстерні встановлено у 1964 році.

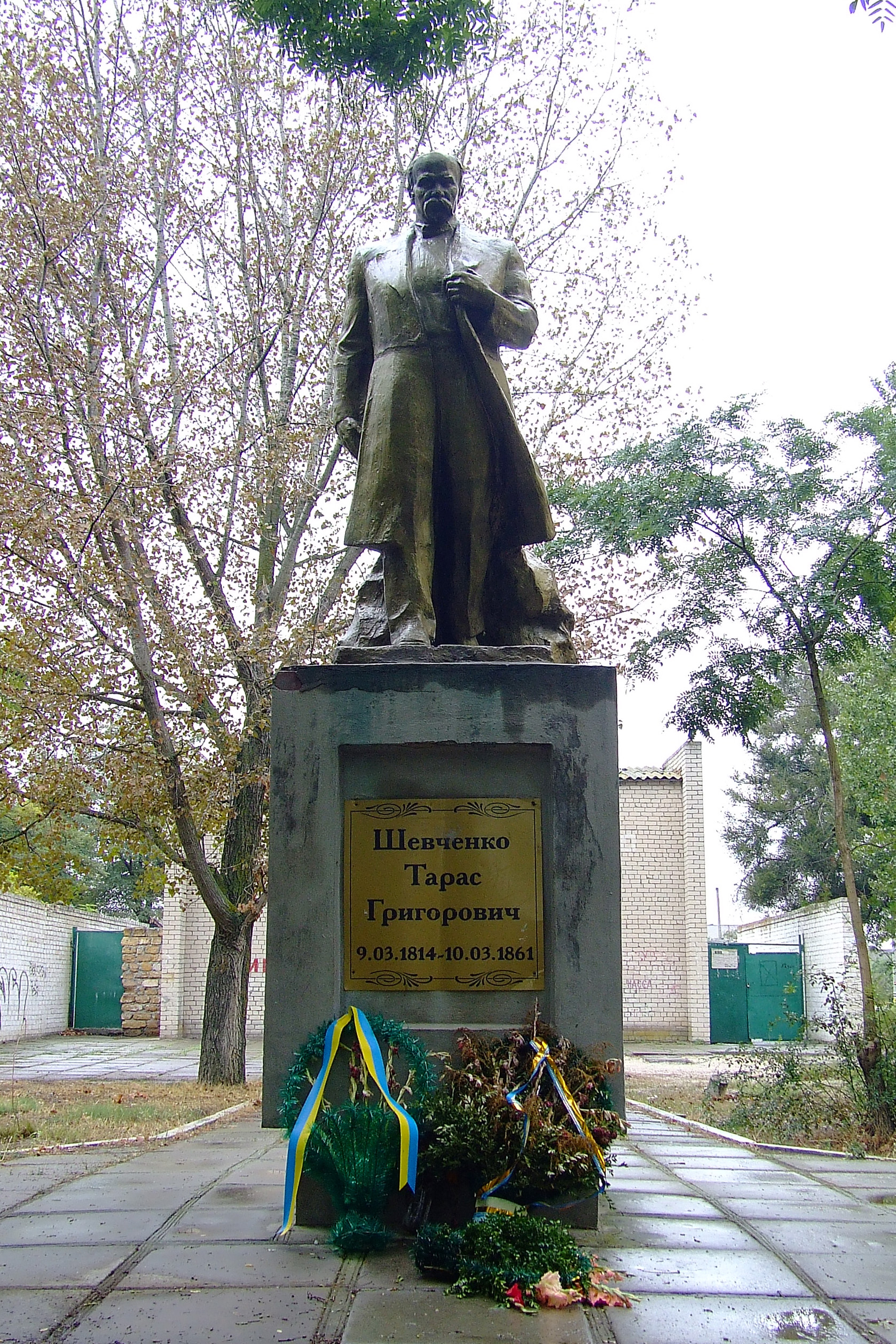
Пам'ятник Шевченкові в Скадовську

- Софіївка. Пам'ятник встановлено в центрі села.[43]
- Станіслав. Перший пам'ятник Т. Шевченку на Херсонщині встановлено у 1922 році перед ліцеєм ім. К. Й. Голобородька по вул. Свободи, 35.[43]
- Білозерка. Пам'ятник з гранітної крихти встановлено на тогдашній вул. Карла Маркса у 2001 році. Автор — Логвінова Т. Н.[103]

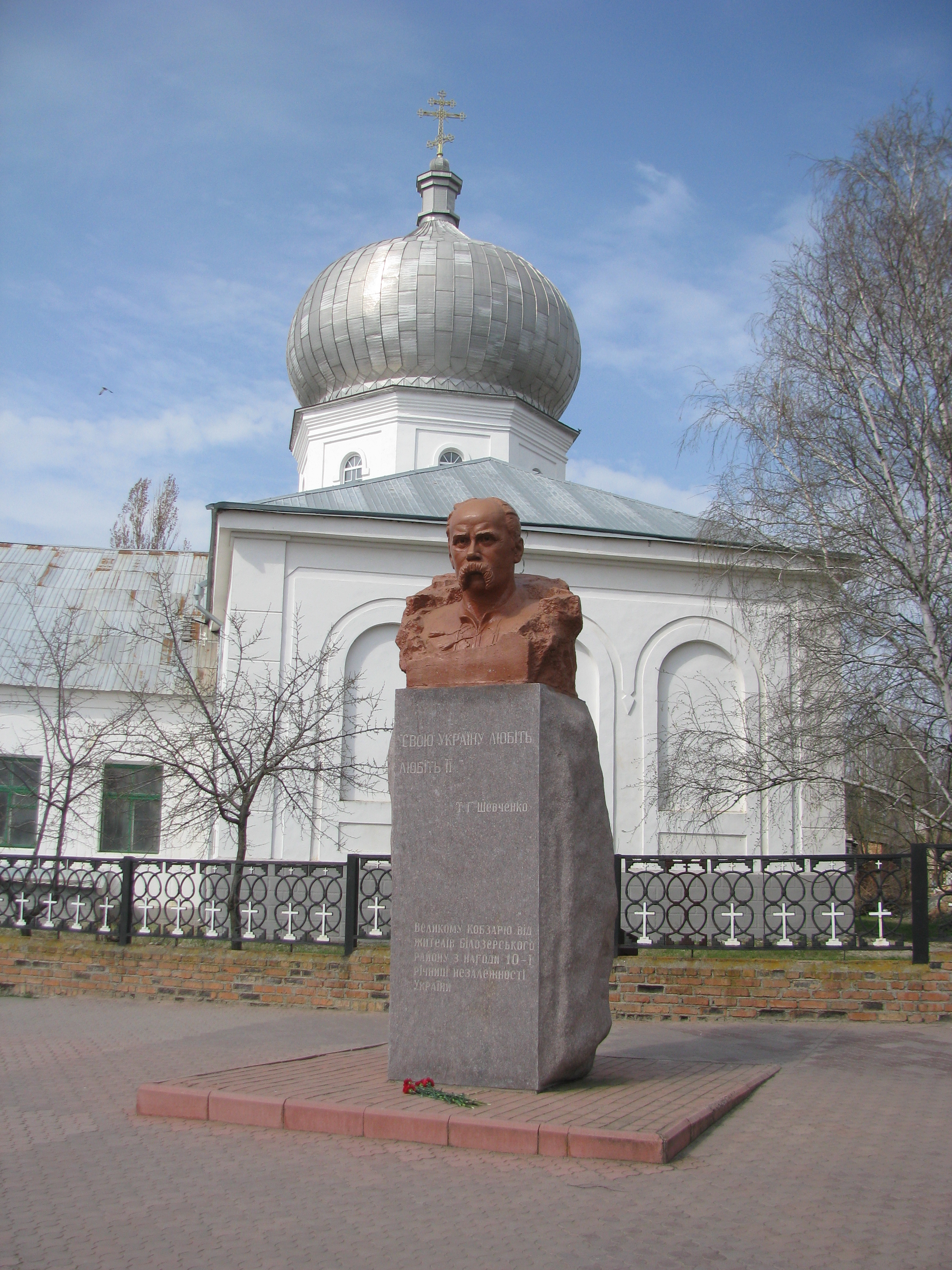
Пам'ятник Кобзареві в смт. Білозерка

- Широка Балка (Білозерський район). Мармуровий пам'ятник авторства Херсонської художньо-виробничої майстерні встановлено в центрі села перед будинком культури по вул. Херсонське шосе у 1964 році.[103]
- Ювілейне (Олешківський район). Пам'ятник Тарасу Шевченку з мідного листа на бетонному постаменті авторства Скадовських художніх майстернь встановлено у 1984 році[49].

### Хмельницька область
- Хмельницький. Пам'ятник Тарасу Шевченку в Хмельницькому урочисто відкритий 19 грудня 1992 року й розташований у центрі — в Парку імені Тараса Шевченка по вулиці Проскурівській. Автори пам'ятника — відомі українські скульптори І. Зноба (задум, проєкт) і народний художник України В. Зноба (втілення проєкту) та архітектор В. Громихін.

Пам'ятник Шевченку в Хмельницькому

- Волочиськ і район

У Волочиську пам'ятник Кобзареві відкрито у 2014 році за ініціативи громади й місцевого поета Миколи Федчишина. Автором скульптурної композиції є тернополянин Іван Сонсядло. Допомогу у фінансуванні робіт надали різні установи, підприємства та меценати. Крім райцентру, у Волочиському районі пам'ятники Тарасові Шевченку є у двох селах — Порохня і Щаснівка.
- Дунаївці. Пам'ятник встановлено в центрі міста.

Пам'ятник-погруддя Шевченку в Дунаївцях

- Кам'янець-Подільський. Погруддя Тараса Шевченка встановлено у 2000 році у парку поруч з міським Будинком культури. Автор пам'ятника — хмельницький скульптор Богдан Мазур.

Пам'ятник-погруддя Т. Г. Шевченка в Кам'янці-Подільському

- Красилів. Пам'ятник встановили у листопаді 1965 році — це був перший пам'ятник Кобзареві, котрий був встановлений у районному центрі Хмельницької області. Ця статуя була виготовлена на Львівській керамічно-скульптурній фабриці. У часи незалежності за кошти громади був реконструйований і набув теперішнього вигляду. Пам'ятник Т. Г. Шевченкові біля готелю «Парадіс»

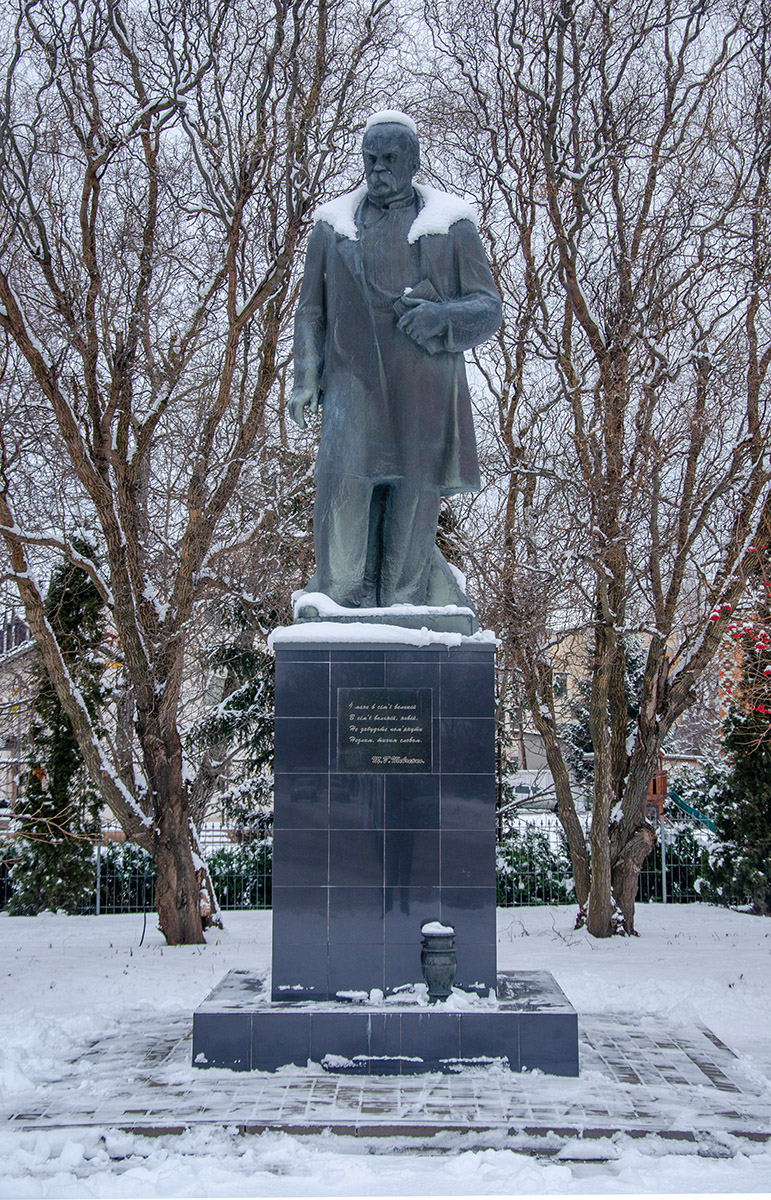
Пам'ятник Т. Г. Шевченкові біля готелю «Парадіс»

- Летичів. Пам'ятник встановлено біля районного будинку культури у 2010 році. Скульптор — Стука М. Є.

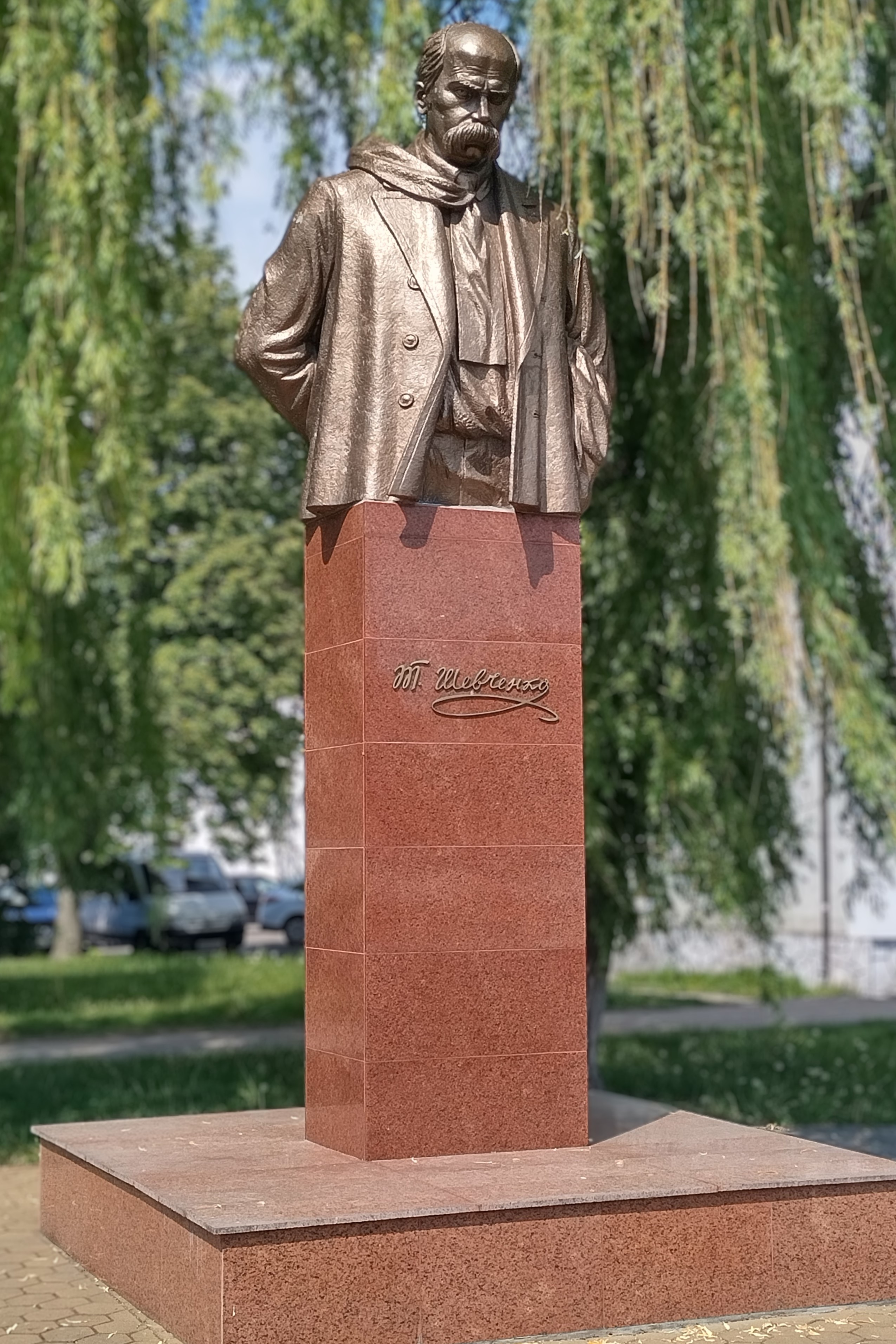
Пам'ятник Шевченку в Летичеві

- Плужне. Пам'ятник у внутрішньому дворі санаторної школи-інтернату.

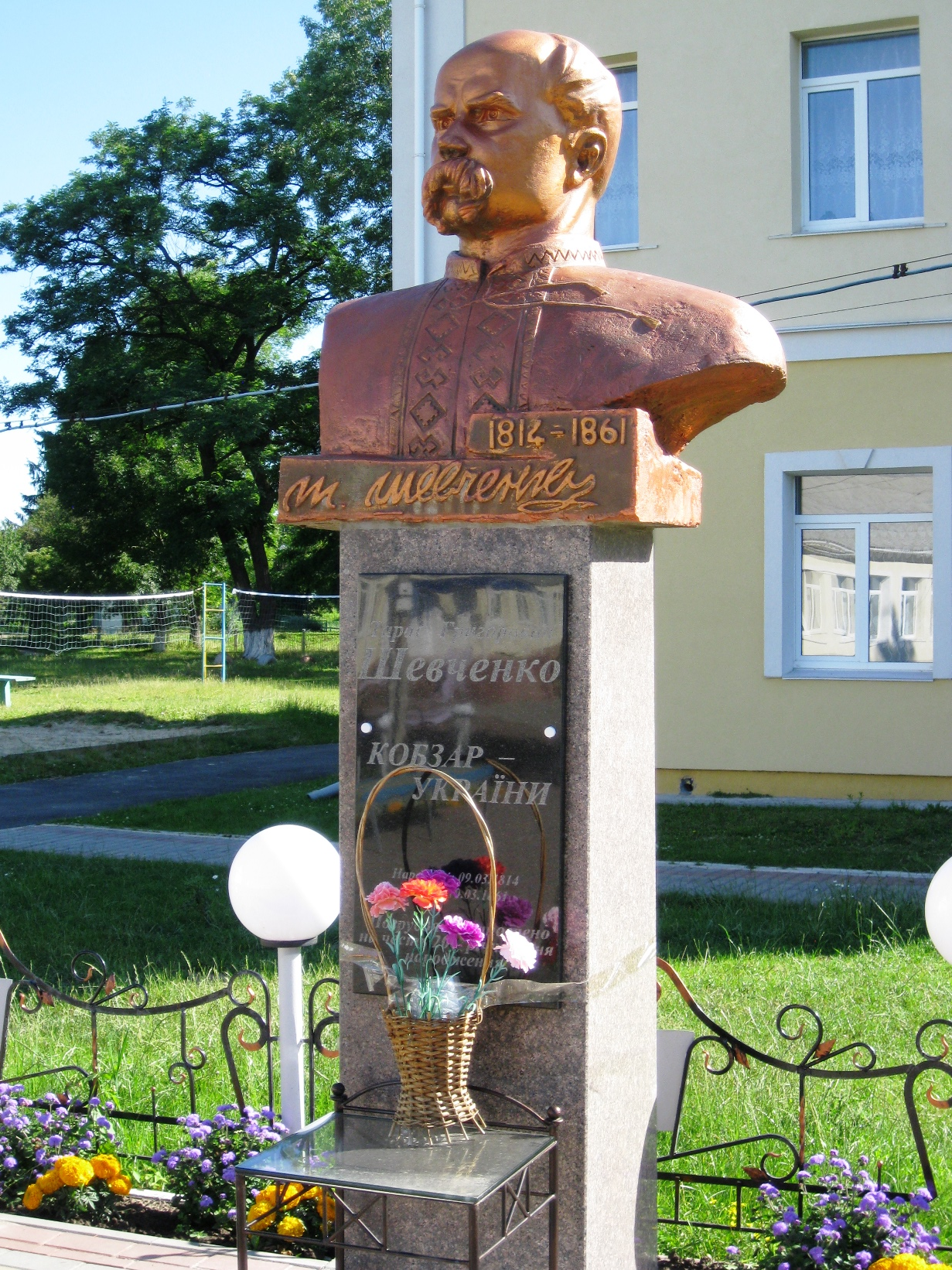
Пам'ятник Шевченку, 2014 рік

- Полонне. Пам'ятник відкрито до 1010-річчя міста на площі 1000-ліття міста Полонне у 2006 році[106].

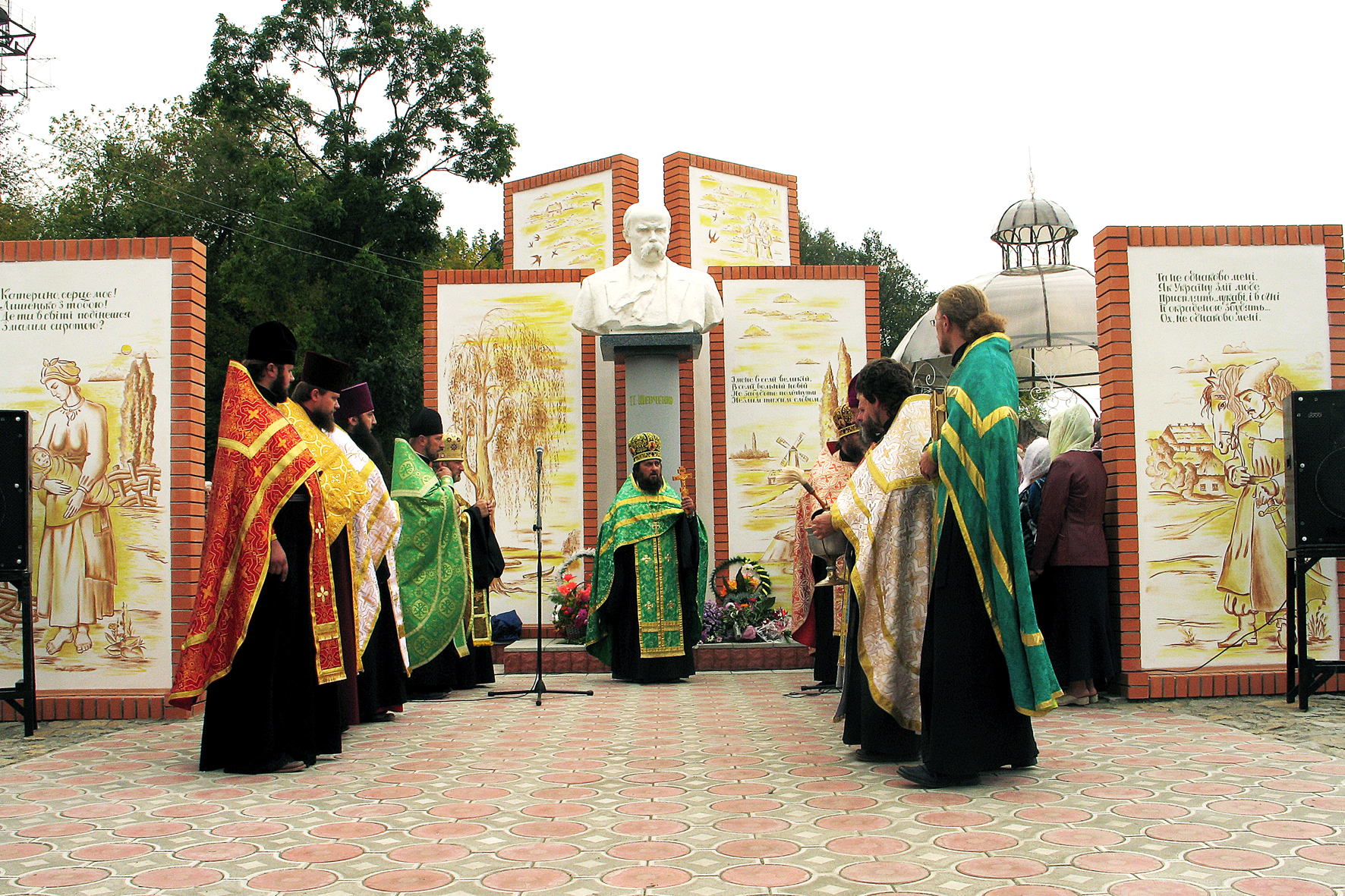
Освячення пам'ятника Шевченку в Полонному

- Рахнівка. Повнофігурний пам'ятник встановлено у 1984 році.

Пам'ятник Шевченку у Рахнівці

- Чемерівці. Пам'ятник відкрито 24 серпня 2001 року. Автор — скульптор Стаєр П.

Пам'ятник Шевченку у Чемерівцях

- Ярмолинці. Пам'ятник встановлено в центрі селища.

Пам'ятник-погруддя Шевченку у Ярмолинцях

### Черкаська область
- Черкаси. Пам'ятник Т. Г. Шевченкові в Черкасах відкритий у 1964 році до 150-річчя від дня народження поета на розі бульвару Шевченка і вулиці Дашковича. Автори — скульптори М. К. Вронський, О. П. Олійник, архітектор В. Г. Гнєздилов[107]. Також у Черкасах встановлені погруддя письменнику на території школи № 22 (1989, автор — А. І. Кравченко) та перед Гарнізонним будинком офіцерів.

Пам'ятник Т. Г. Шевченкові в обласному центрі.
Погруддя Шевченка на території ЗОШ № 22
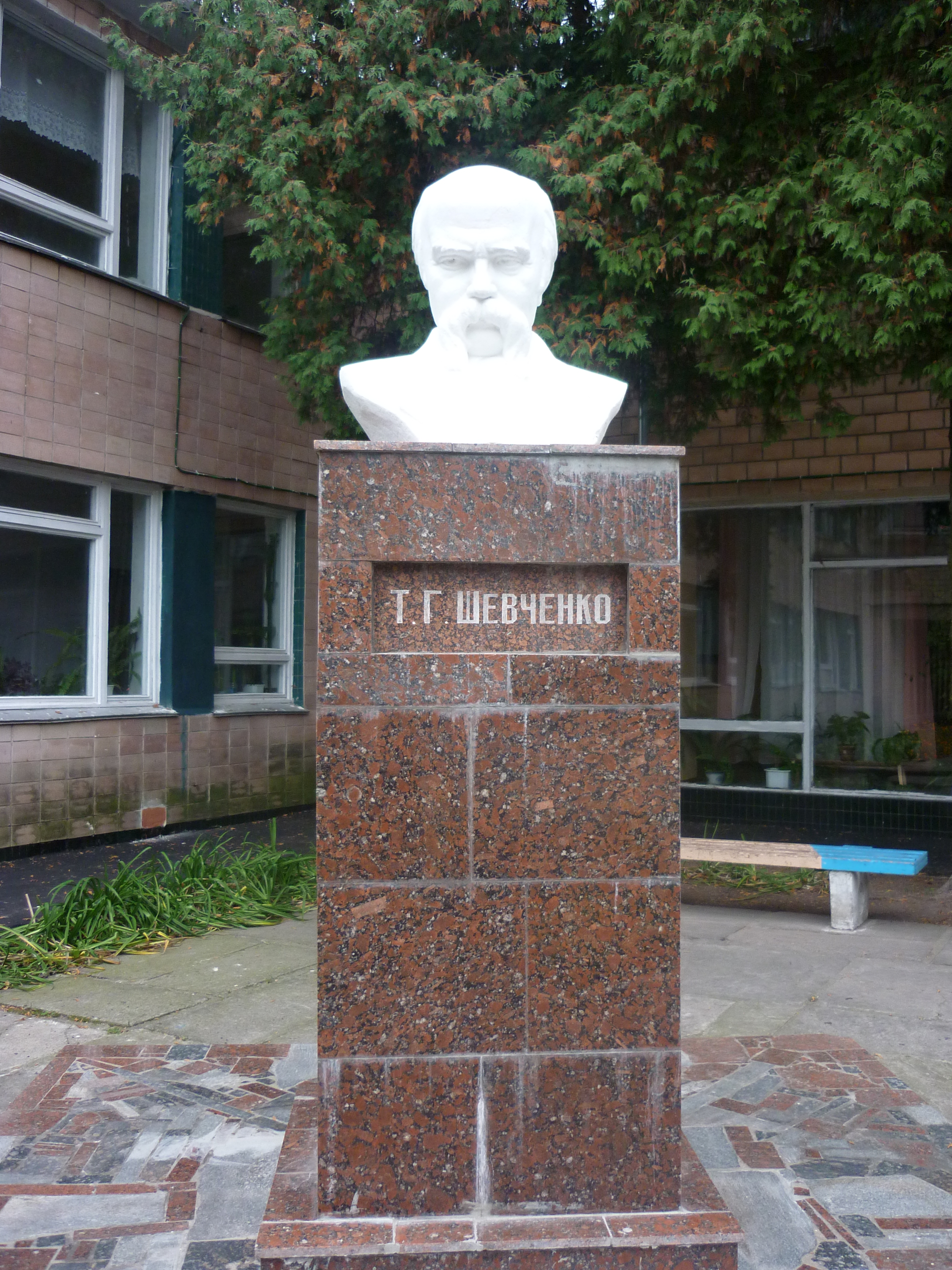
Погруддя перед Гарнізонним будинком офіцерів

- Городище. Пам'ятник роботи скульптора К. Терещенка встановлений перед будівлею лікарні.

Погруддя Шевченка в Городищі

- Звенигородка. У Звенигородці в 1981 році відкрито пам'ятник Шевченкові, який вперше в Україні зображає його молодим[108]. Автор монументу — скульптор Петро Остапенко[50].

Пам'ятник Тарасові Шевченку у Звенигородці.
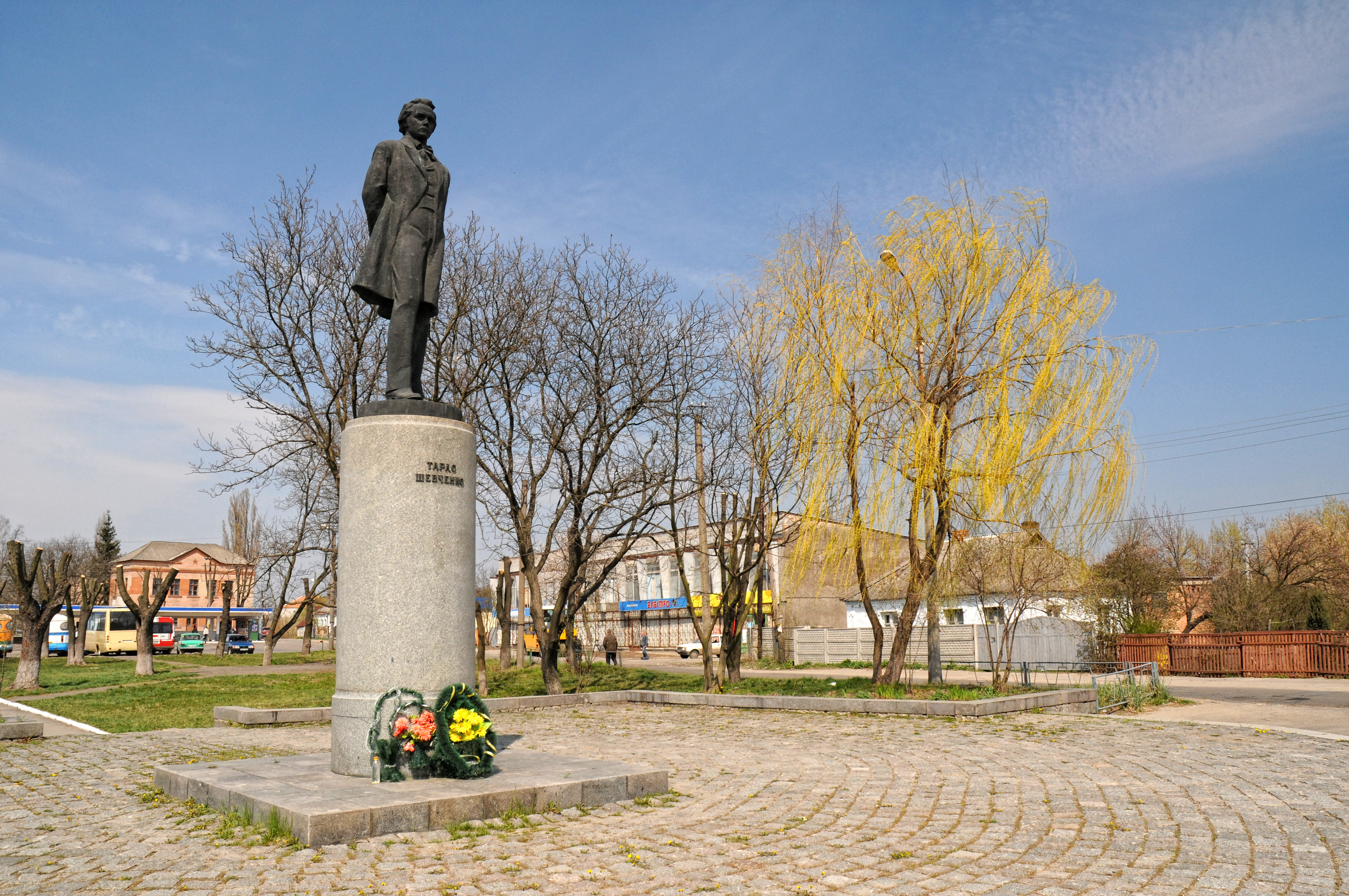
Загальний вигляд пам'ятника.

- Золотоноша. Бронозову фігуру Шевченка на гранітному постаменті встановлено біля входу до парку культури та відпочинку, який носить ім'я поета. Пам'ятник відкрито 20 липня 1993 року, автори — архітектор О. А. Гайдученя та скульптор П. Ф. Мовчун[109].

Пам'ятник Шевченкові взимку у Золотоноші
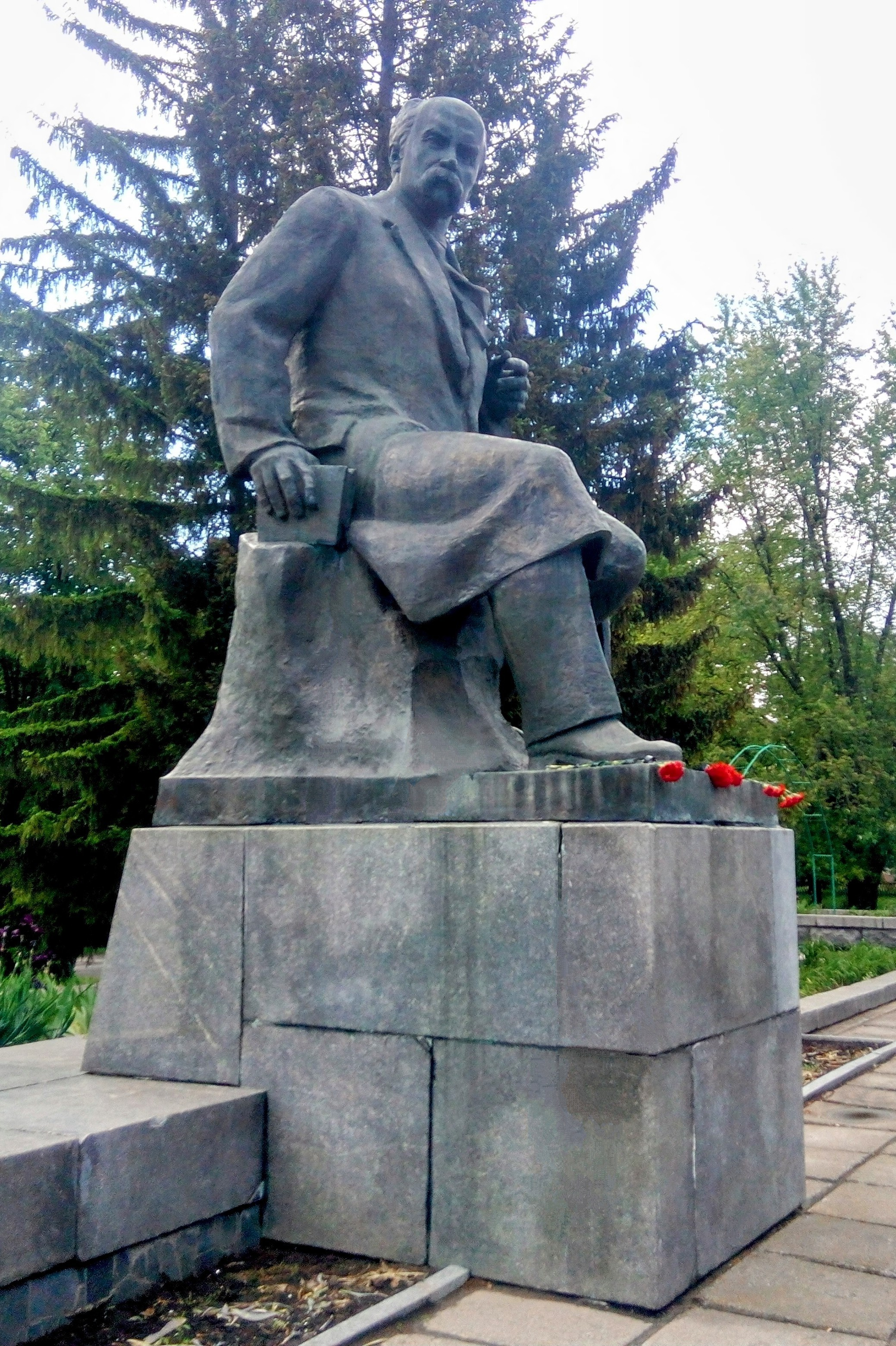
Пам'ятник Шевченкові влітку

- Кам'янка

Пам'ятник у м. Кам'янка.

- Канів. На Чернечій (Тарасовій) горі у Каневі є два пам'ятники Тарасові Шевченку: на могилі поета та біля музею Тараса Шевченка.

Пам'ятник біля музею Тараса Шевченка
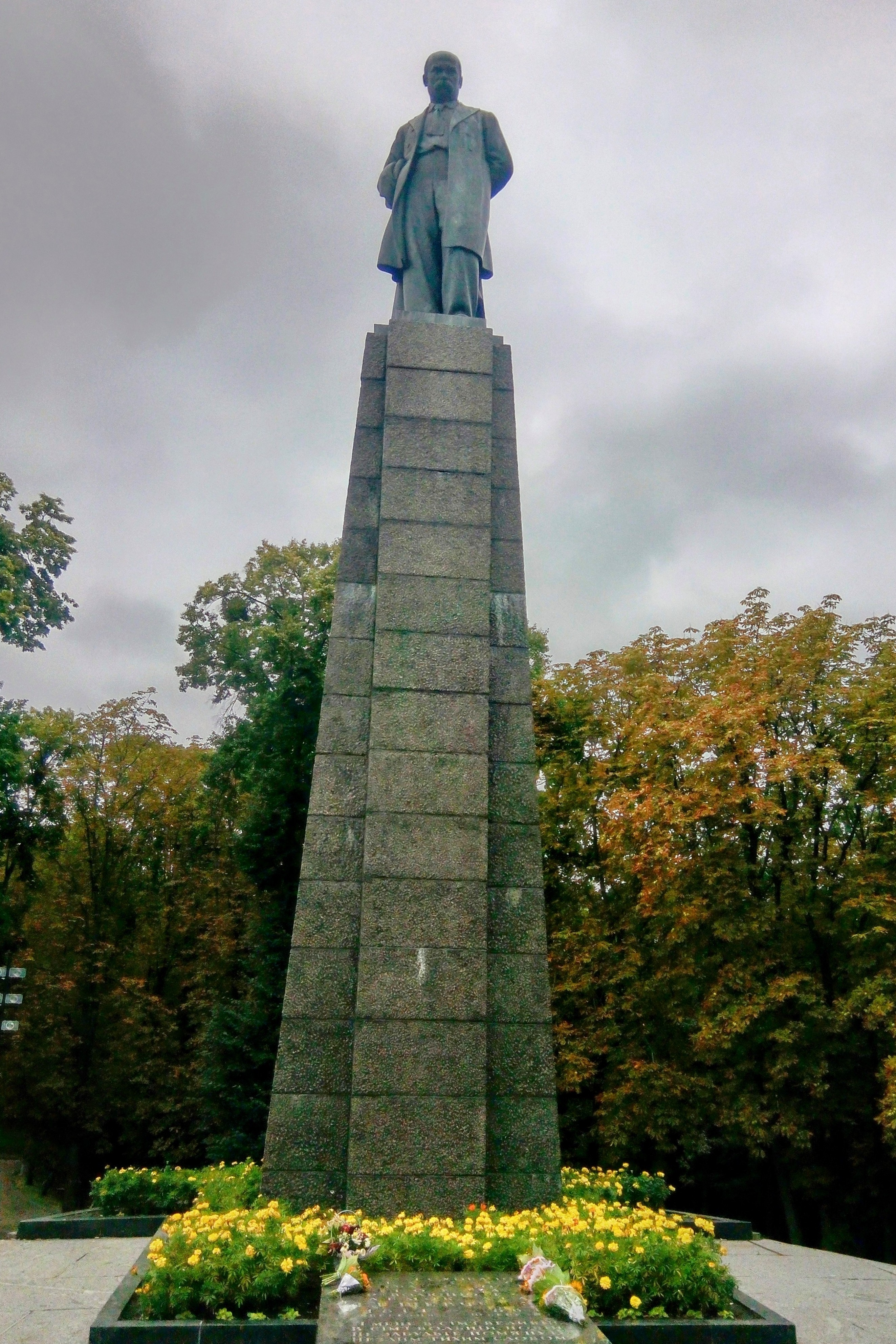
Монумент Шевченку на могилі поета

- Корсунь-Шевченківський. Історія Корсуні пов'язана з Тарасом Шевченком, місто носить ім'я поета. У Корсуні-Шевченківському аж 3 пам'ятники і декілька пам'ятних знаків Кобзарю.

1. Перший за часом створення (1957) — у міському парку в центрі міста;
2. У подвір'ї Корсунь-Шевченківського педагогічного училища (рік встановлення — 1970);
3. Третій за ліком відкрито 1999 року. Автори — скульптор Е. Кунцевич та архітектор К. Сидоров. Розташований біля центрального входу Корсунь-Шевченківського державного історико-культурного заповідника «Палацово-парковий ансамбль» на острові Коцюбинського;
4. Пам'ятний знак на честь останнього відвідання Корсуні (влітку 1859 року) Тарасом Шевченком — у ландшафтному парку на території Корсунь-Шевченківського державного історико-культурного заповідника «Палацово-парковий ансамбль» на острові Коцюбинського.

Пам'ятник-погруддя Тарасу Шевченку (1957)
Пам'ятник-погруддя Тарасу Шевченку (1970)
Пам'ятник Тарасу Шевченку біля палацу (1999)
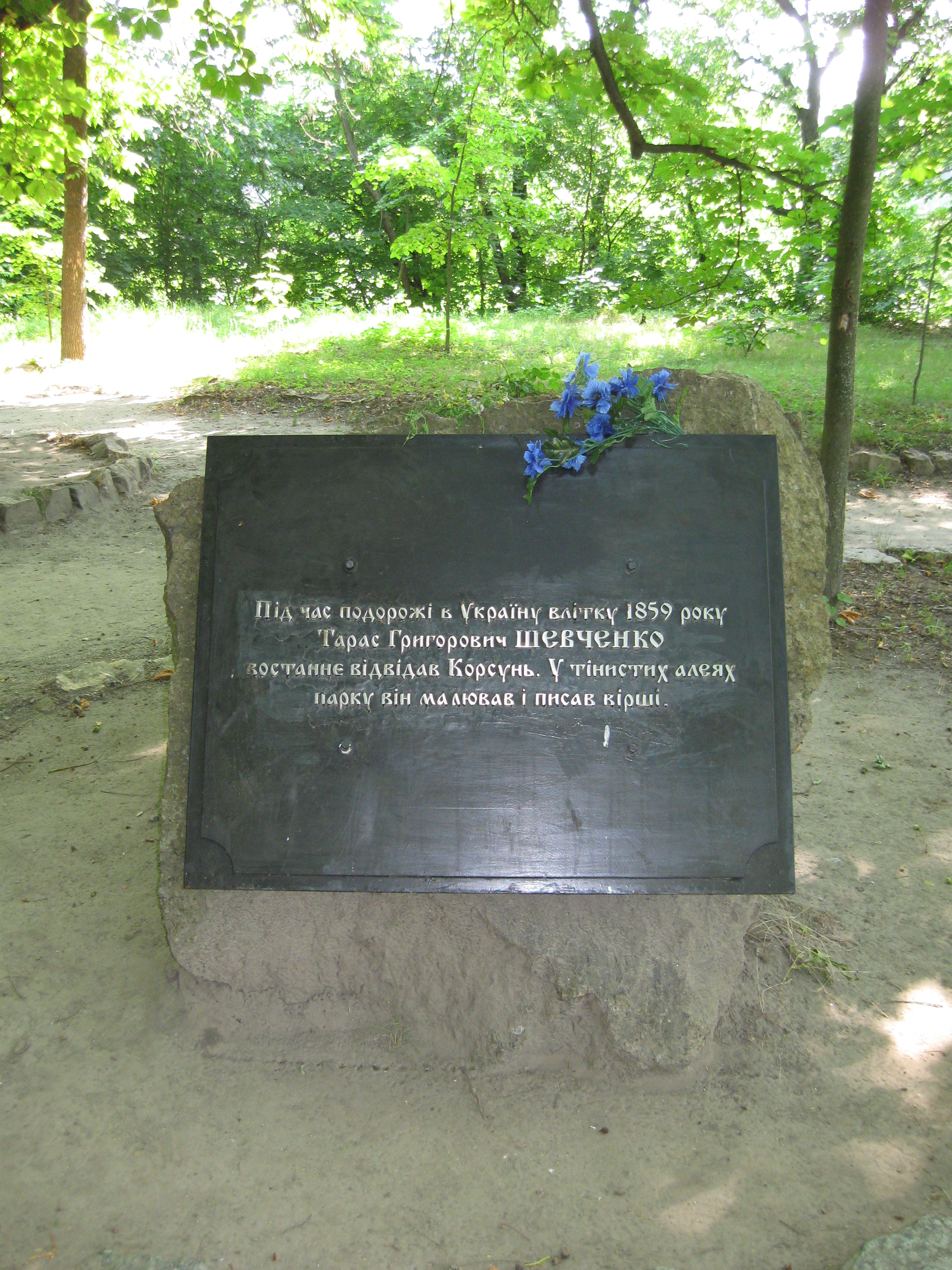
Пам'ятний знак про останнє відвідання Корсуні Шевченком

- Сміла.

Пам'ятник перед Південним вокзалом станції імені Тараса Шевченка у м. Сміла
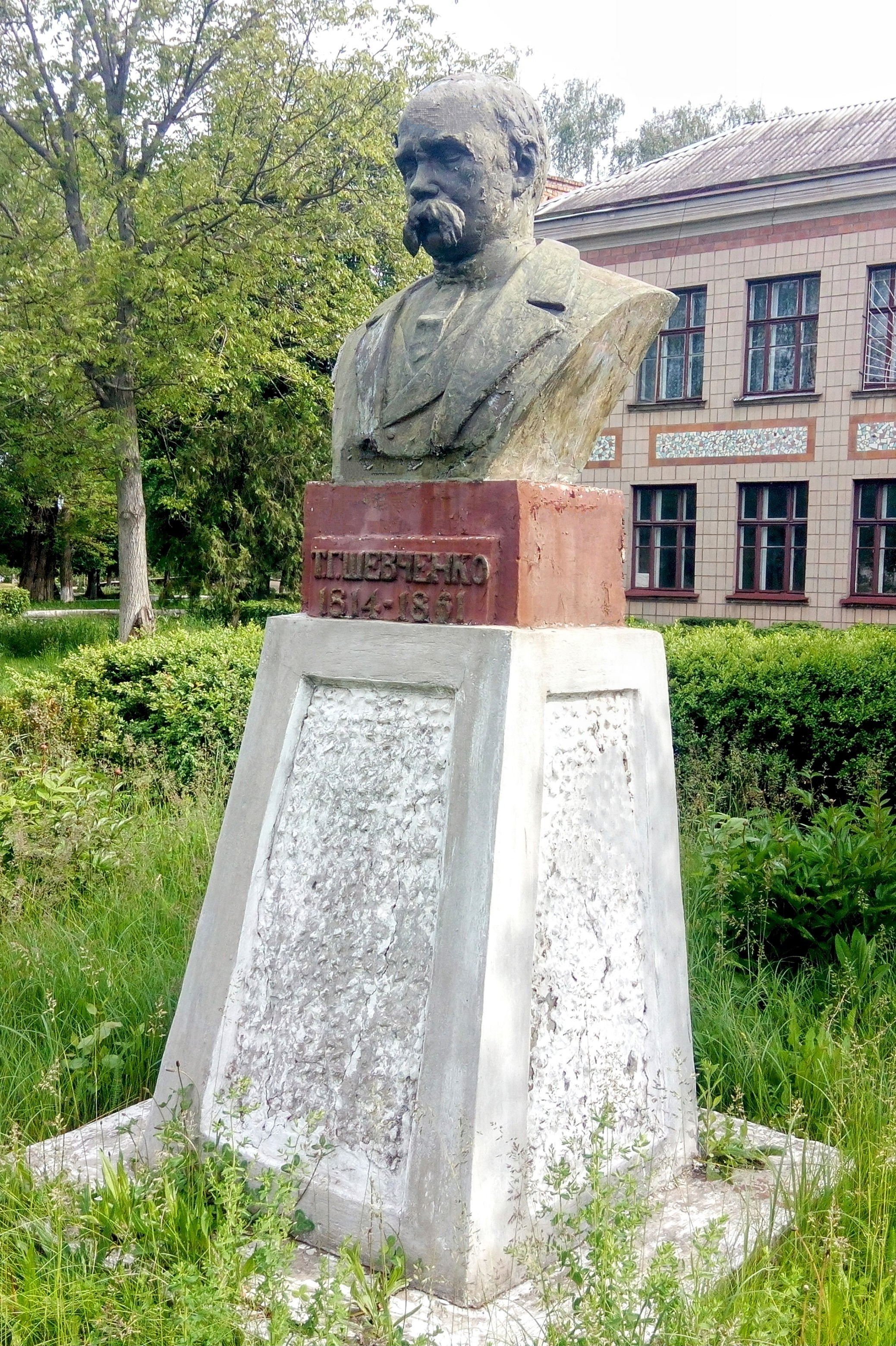
Погруддя Кобзарю на подвір'ї лікарні ім. Т.Г.Шевченка у м. Сміла

- Тальне.
- Умань. Пам'ятник Т. Г. Шевченку в Умані (у сквері по вулиці Незалежності над Осташівським ставом) урочисто відкрито на день народження поета 9 березня 1981 року. Автори монумента — народний художник України скульптор О. П. Скобликов і лауреат Державної премії УРСР архітектор А. Ф. Ігнащенко[110].

Уманський «Кобзар»

- Чигирин. У Чигирині є погруддя Шевченка в парку, що носить його ім'я, та пам'ятний знак на честь перебування Т. Г. Шевченка в місті, встановлений біля підніжжя Богданової гори (1992, архітектор Ю. Соміков).

Пам'ятник у Чигирині в парку Шевченка
Пам'ятний знак на честь перебування Т. Г. Шевченка в Чигирині

- Шпола. У Шполі існувало два пам'ятники Кобзареві.

1. Перший відкритий 10 травня 1925 року за ініціативи місцевих жителів і за участі родичів Тараса Шевченка, його автором був скульптор Калень Терещенко. Пам'ятник демонтовано у 1964 році.
2. Сучасний пам'ятник відкритий у березні 1979 року. Він являє собою бронзову скульптуру заввишки 3,55 м на гранітному постаменті. Автори — скульптор Макар Кіндратович Вронський, архітектор — Алісі Павлівна Павлова[111].

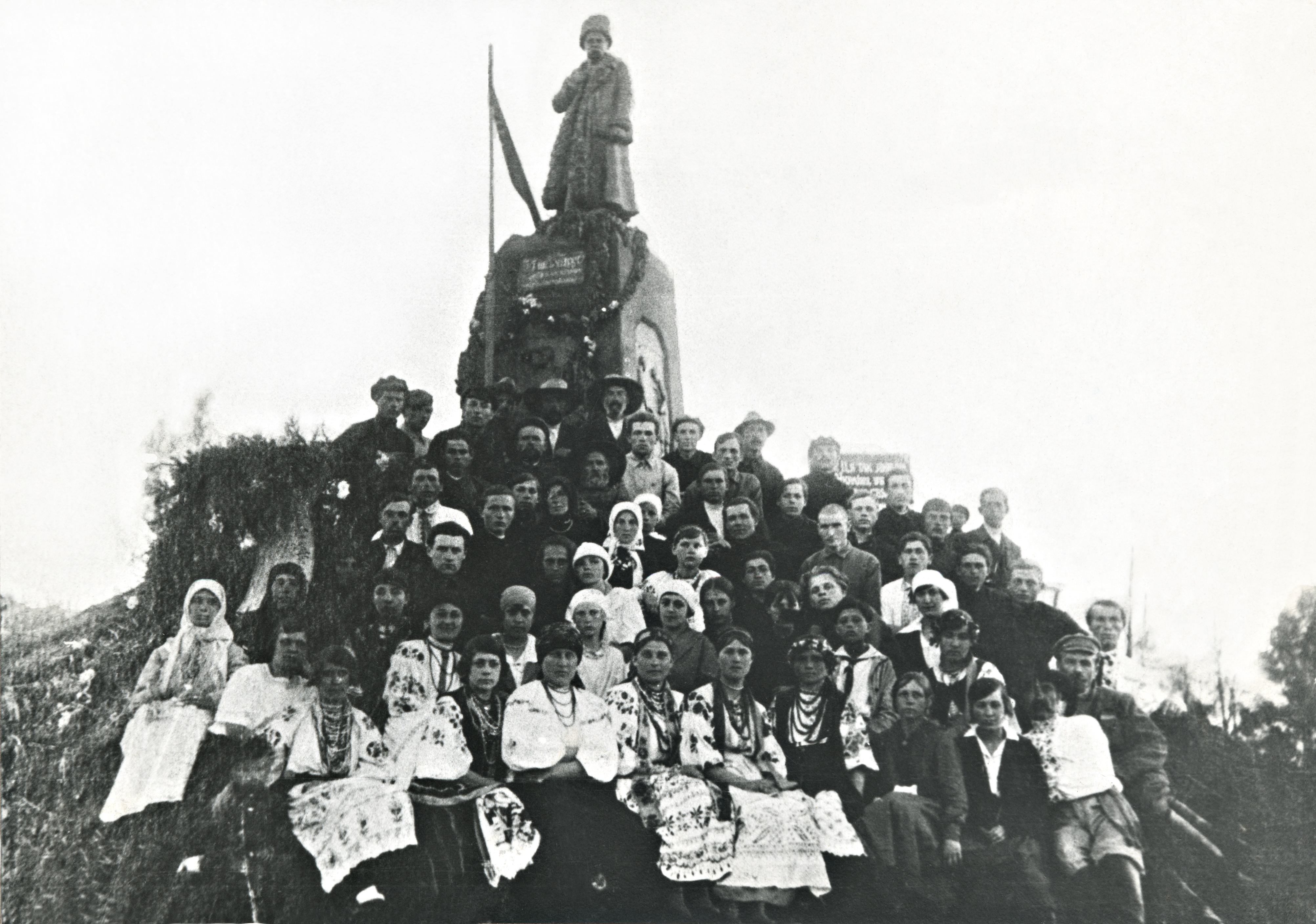
Відкриття першого пам'ятника в 1926 році
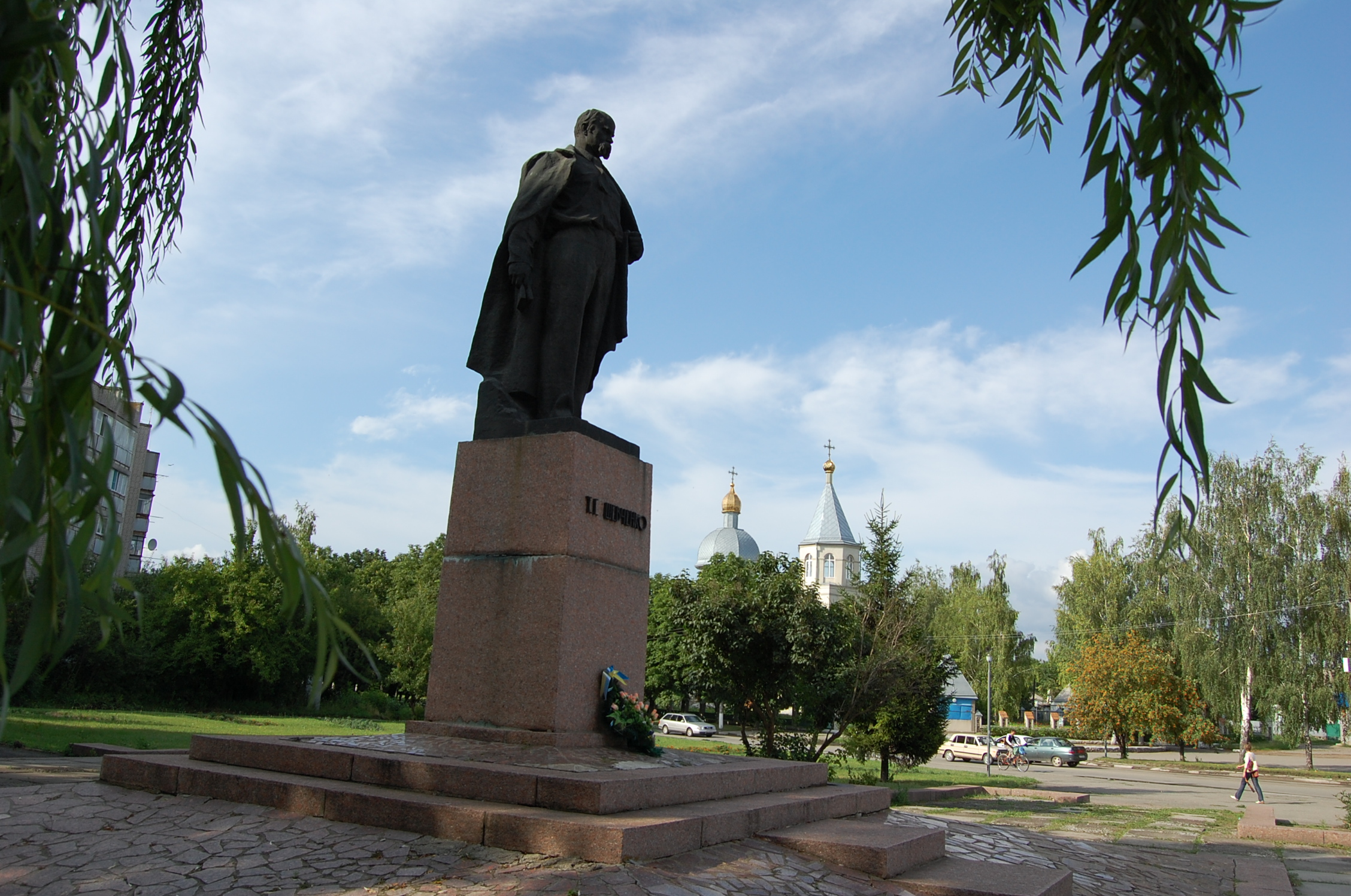
Сучасний пам'ятник Кобзареві

- Лисянка. Історико-етнографічний комплекс «Тарасова криниця» збудований у 2007—2008 роках. Включає пам'ятник Шевченку, криницю та місця для відпочинку[112].

Пам'ятник у смт Лисянці.
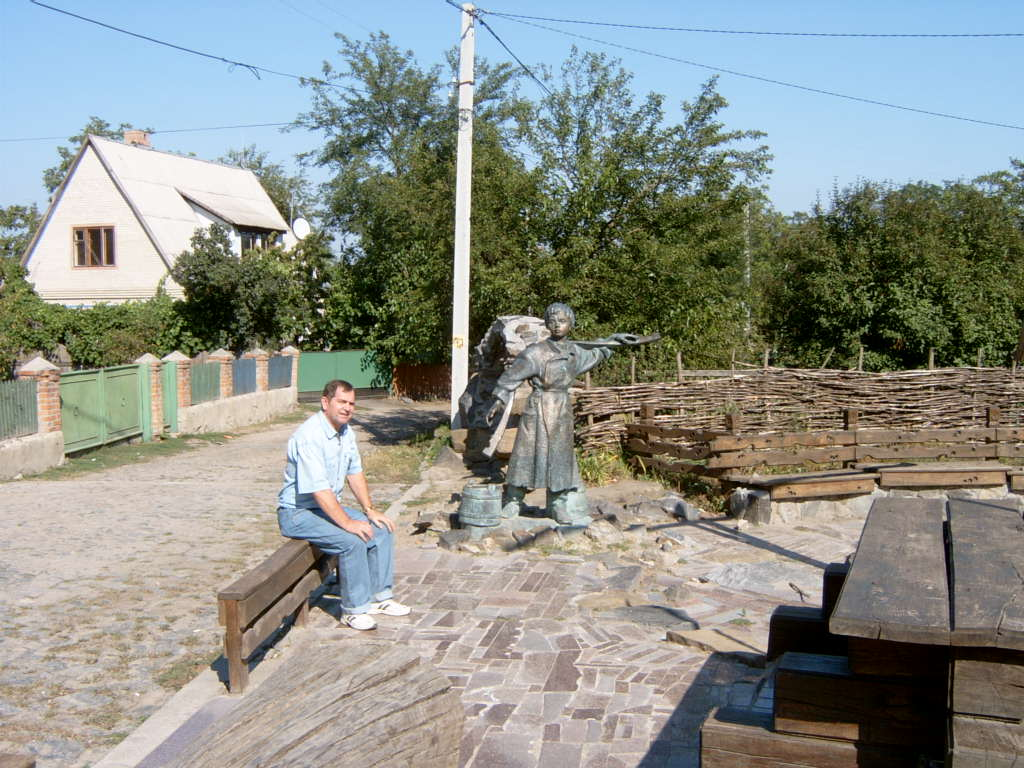
Пам'ятник молодому Шевченку біля Тарасової криниці.

- Шрамківка (Драбівський район)

- Будище (Звенигородський район). Пам'ятник встановлений на центральній площі села.

Погруддя Шевченка в центрі Будища.

- Вершаці (Чигиринський район)
- Гельмязів (Золотоніський район)

Пам'ятник Шевченку в Гельмязові.

- Зелена Діброва (Городищенський район). Погруддя Шевченка встановлене біля сільської школи.

Пам'ятник Шевченкові в Зеленій Діброві.

- Келеберда (Канівський район). У селі за сприяння благодійного фонду «Тарасова земля» відкрито пам'ятний знак «Гори мої високії» на місці, де Тарас Шевченко написав картину «Коло Канева».

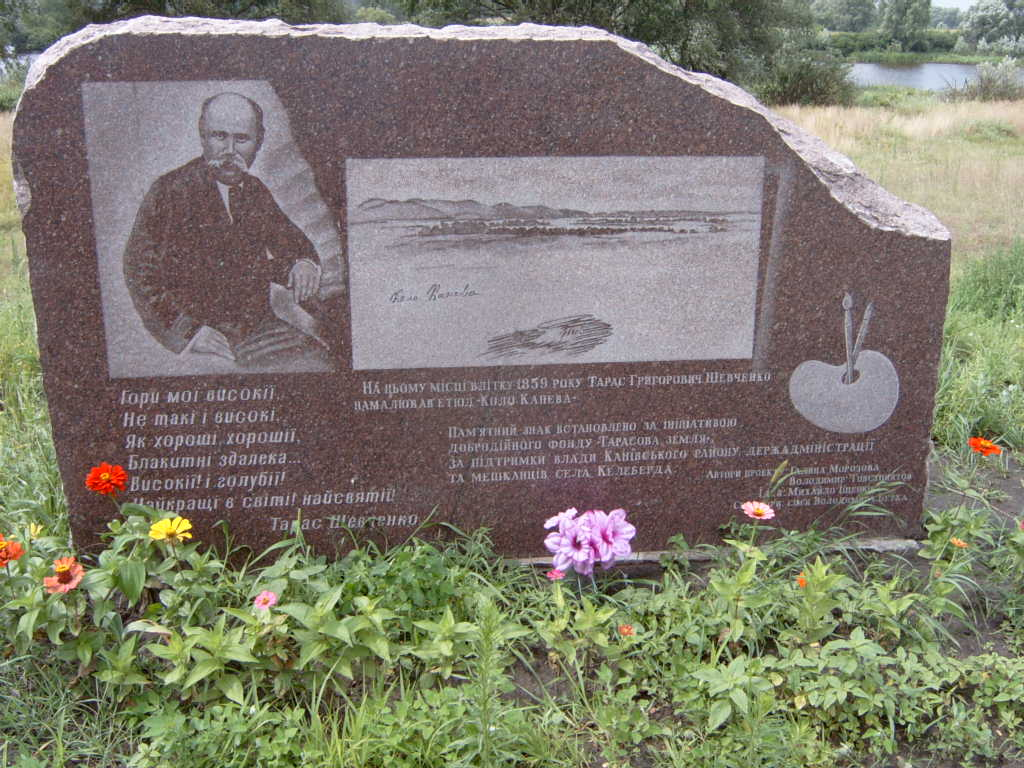
Пам'ятний знак на місці, де Т. Шевченко написав картину «Коло Канева»

- Козацьке (Звенигородський район)

Пам'ятник Кобзарю в селі Козацькому Звенигородського району.

- Криві Коліна (Тальнівський район). 21 листопада 2009 року в Кривих Колінах, у центрі села, за участі Президента України Віктора Ющенка урочисто відкрито майже 6-метровий пам'ятник Тарасові Шевченку (скульптор Олександр Хівренко, архітектор Анатолій Дітковський та каменяр Василь Коржов). На постаменті золотими літерами напис «У те найкращеє село, у те, де мати повивала. Мене малого…»[113].
- Леськи (Черкаський район)

Пам'ятник Кобзарю в селі Леськи Черкаського району.

- Лип'янка (Шполянський район). Пам'ятник Шевченкові роботи уродженця Лип'янки Івана Гончара встановлене в березні 1969 зусиллями Степана Кожум'яки та новомиргородської ШЕД-722[114].

Пам'ятник Тарасові Шевченку в Лип'янці Шполянського району

- Межиріч (Канівський район). У селі встановлений пам'ятник знак про відвідування села Тарасом Шевченком влітку 1859 року, який планував збудувати придбати в селі земельну ділянку.

Пам'ятний знак про відвідування села Тарасом Шевченком

- Мельники (Чигиринський район). Пам'ятник розташований біля будівлі Креселицького лісництва. В селі також встановлений пам'ятний знак (1968 рік) на території Мотронинського монастиря на честь перебування там Шевченка в 1822, 1843 та 1845 роках.

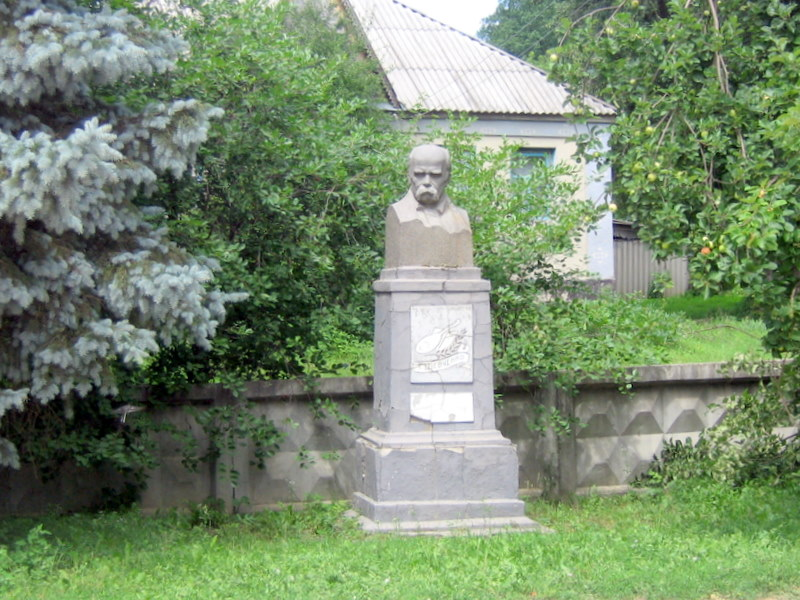
Пам'ятник у 2007 році.
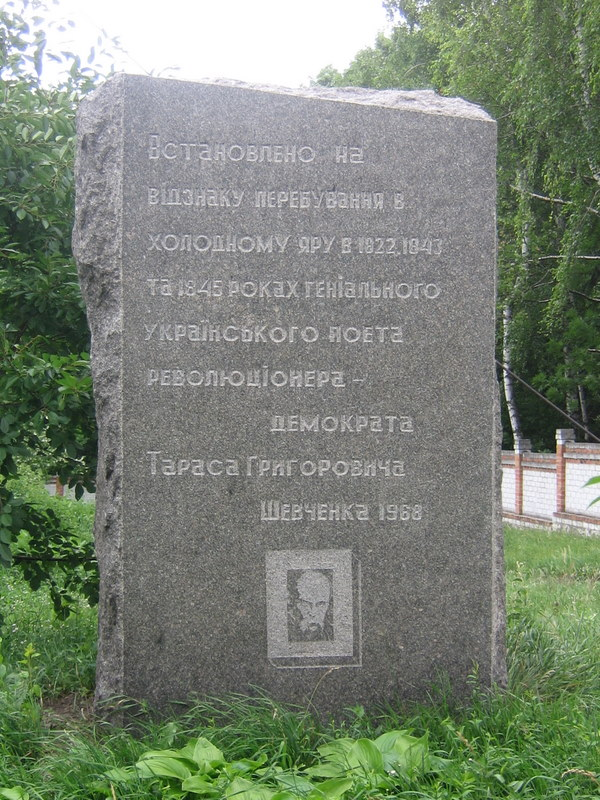
Пам'ятний камінь на території Мотронинського монастиря.

- Мліїв (Городищенський район). Автор погруддя — скульптор К. Терещенко.

Погруддя Тараса Шевченка у Млієві

- Моринці (Звенигородський район). Пам'ятник Т. Г. Шевченку відкрито у 1956 році на території садиби (автори — скульптори Макар Вронський, Олексій Олійник). У 2005 році його перенесено на центральну площу села. Також на в'їзді до села встановлений пам'ятний знак Шевченкові[27].

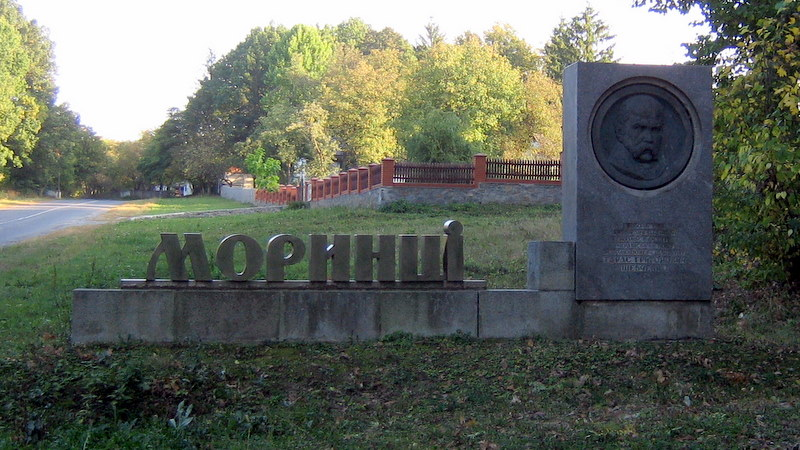
Пам'ятний знак на в'їзді до села

- Пекарі (Канівський район). У селі встановлений пам'ятник знак про відвідування села Тарасом Шевченком влітку 1859 року, який планував збудувати в селі власну оселю.

- Попудня (Монастирищенський район)

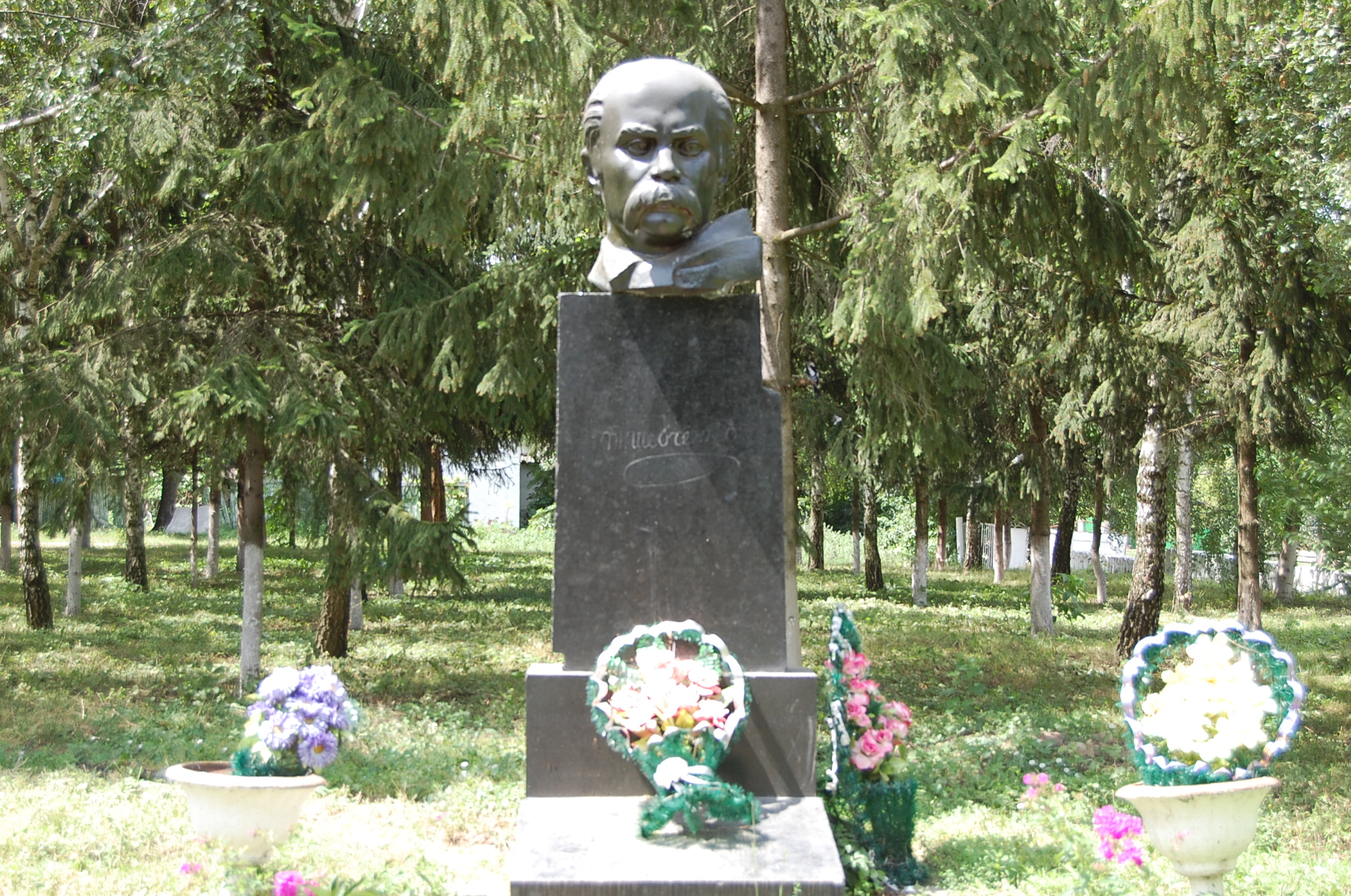
Погруддя Кобзаря в Попудні

- Поташ (Тальнівський район)

- Прохорівка (Канівський район). У селі встановлений пам'ятник знак на місці, де Тараса Шевченка заарештовано влітку 1859 року.

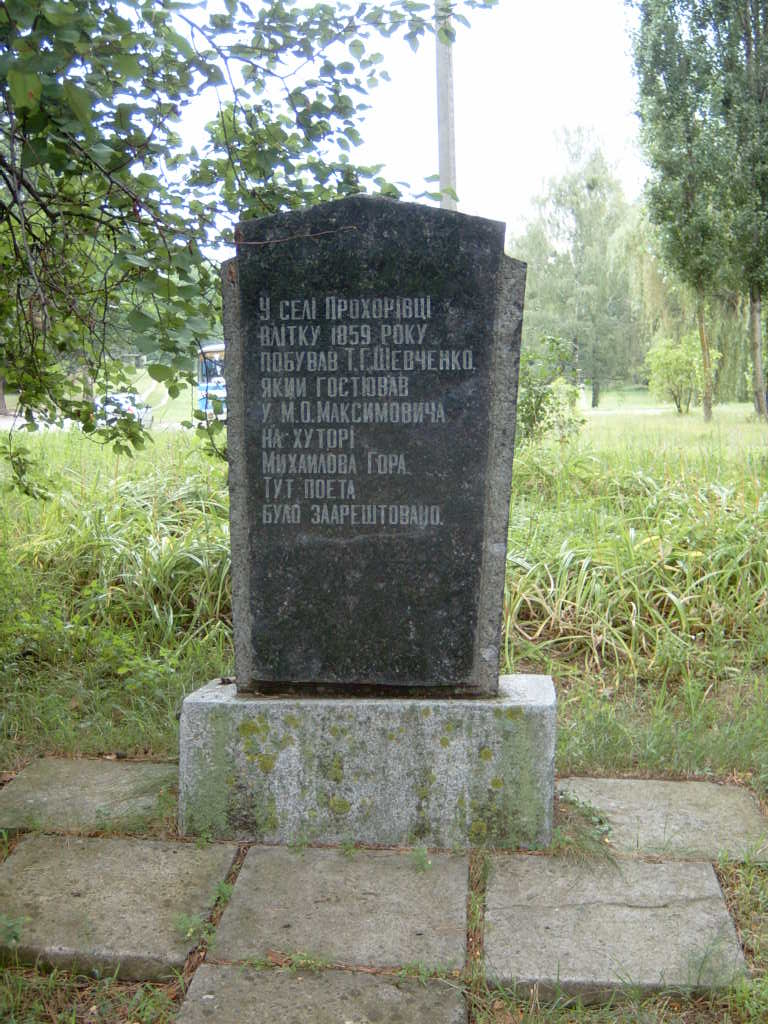
Пам'ятний знак на місці арешту Тараса Шевченка

- Родниківка (Уманський район). Пам'ятник розташований біля будівлі Креселицького лісництва.

Погруддя Шевченка у Родниківці.

- Руська Поляна (Черкаський район)

Погруддя Шевченка в Руській Поляні

- Червона Слобода (Черкаський район). У селі встановлене бронзове погруддя Т. Шевченка.

Погруддя Шевченка у Червоній Слободі

- Стеблів (Корсунь-Шевченківський район). Встановлено погруддя Т. Шевченка у центрі села.
- Шевченкове (Звенигородський район). В селі налічується п'ять пам'ятників Великому Кобзарю, наразі два з них викрадено або понівечено. Першим зустрічає мандрівників пам'ятник «Я пас ягнята за селом…» при в'їзді до села з боку села Будище та селища Шампанія. Маленький Тарас спирається на палицю, а поруч ягнятко. Таке собі нагадування подорожнім, що в цьому селі в сім'ї кріпака зростав геніальний поет, прозаїк, художник, фольклорист, етнограф, громадський діяч Тарас Григорович Шевченко[27][8]. Автор пам'ятника — український скульптор Анатолій Кущ. Фрагмент пам'ятника (фігуру ягняти та палиця, на яку спирався пастушок) у ніч із 26 на 27 березня 2015 року викрадено невідомими[115]. Другий повнофігурний пам'ятник розташований біля будинку культури в центрі села по вул. Шевченка. Третє погруддя Кобзарю встановлено у березні 1924 року, на відзнак 110-х роковин з дня народження Т. Г. Шевченка на садибі його батьків. Четвертий пам'ятний знак «Тарас мандрує» встановлено біля Літературно-меморіального музею Тараса Шевченка. П'ятий бронзовий пам'ятний знак-скульптура «Тарас малює» був встановлений при в'їзді у село з боку с. Вільшана 1988 року. Авторами скульптури є архітектор Михайло Барановський та скульптор Анатолій Кущ. В серпні 2016 року пам'ятний знак було викрадено.

"Я пас ягнята за селом..."
Пам'ятник-погруддя Кобзаря
Пам'ятник біля будинку культури
"Тарас мандрує"

### Чернівецька область
- Чернівці

1. Перший пам'ятник, що розміщений у нижній частині Центральної площі, встановлений у травні 1999 року. Автор — Микола Михайлович Лисаківський.
2. Другий пам'ятник, власне невеликий бюст радянського часу, міститься в затишному парку Ю. Федьковича, неподалік комплексу центральних корпусів Чернівецького університету.

Пам'ятник на площі Центральній
Пам'ятник на Центральній зблизька
Погруддя Т. Г. Шевченка у парку Ю. Федьковича

- Глибока.

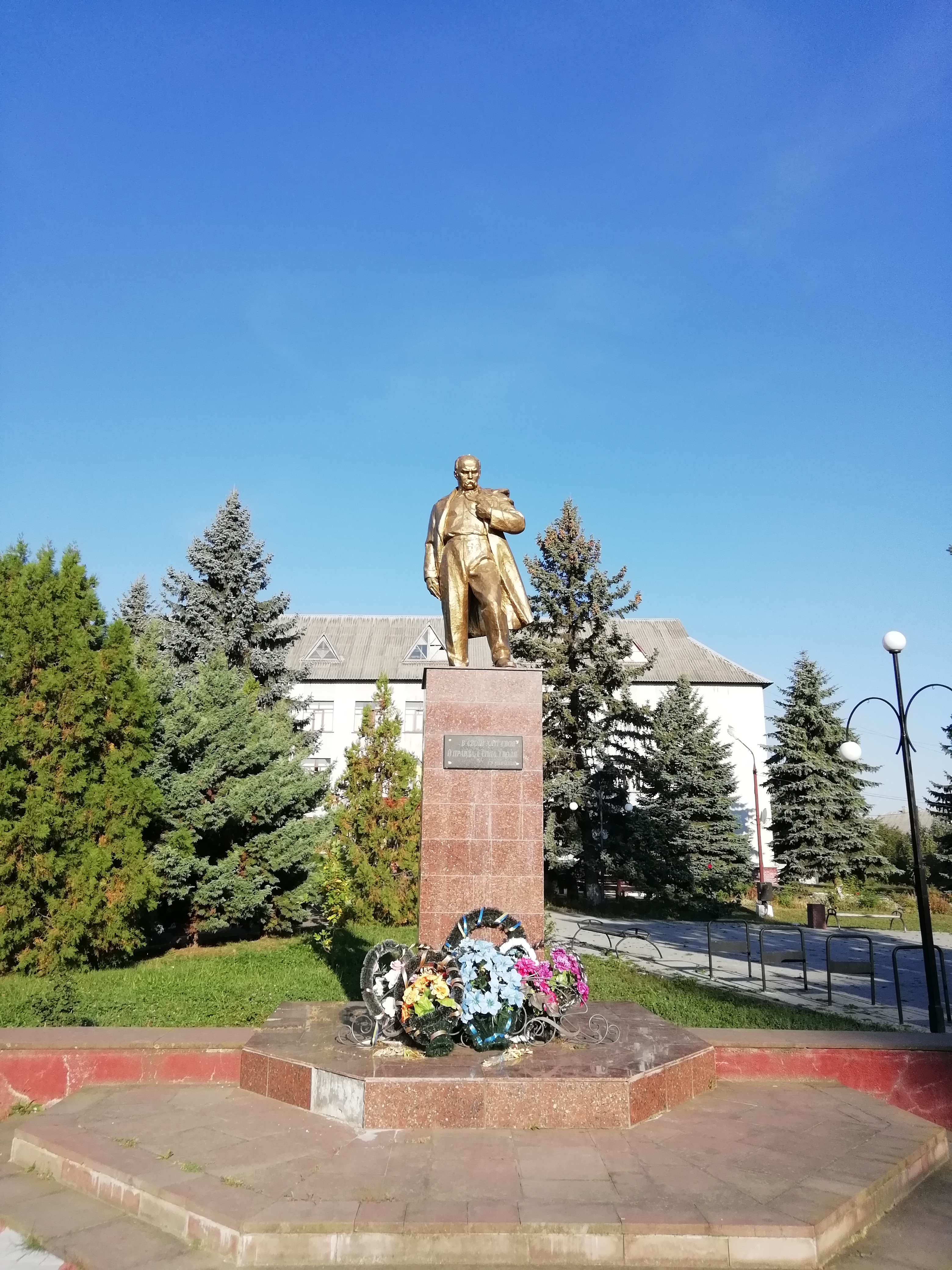
Повнофігурний пам'ятник у смт Глибока.

- Драчинці (Чернівецький район). Пам'ятник-погруддя Кобзарю встановлено біля клубу по вул. Шевченка.
- Новоселиця. Встановлено на Центральній площі.
- Сторожинець. Поряд із Центральною площею.

### Чернігівська область
У Чернігівській області станом на 1990 рік було 27 пам'ятників Тарасові Шевченку — як в обласному та районних центрах, так і по містах, смт і селах області. Історія їх зведення сягає 1919—1921 років, коли кілька проєктів таких пам'ятників виконав художник та скульптор І. Г. Рашевський. За роки Незалежності України (від 1991 року) на Чернігівщині встановлено відносно небагато «кобзарів» — величний пам'ятник Шевченкові-художнику в Прилуках (2007) і пам'ятник Кобзарю в Острі (2011, фактично виконано заміну погруддя, що існувало раніше, але теж встановлено у 1990-х) роках.
- Чернігів. У Чернігові два пам'ятники Тарасові Шевченку.

1. пам'ятник Тарасові Шевченку на Валу (1992, автор — Народний художник України В. А. Чепелик);
2. погруддя на території ЧДПУ імені Т. Г. Шевченка (2006) роботи Геннадія Єршова.

Погруддя на території ЧДПУ імені Т. Г. Шевченка

- Батурин. У Батурині встановлений пам'ятний знак на шляху процесії перепоховання у 1861 році тіла Тараса Шевченка.

Пам'ятний знак на шляху процесії перепоховання Т. Шевченка у Батурині

- Ічня. Гранітне погруддя встановлено з нагоди 195-ліття від дня народження Кобзаря та урочисто відкрито 13 вересня 2009 року на День міста. Автор — київський скульптор В. П. Луцак[117][118][119].

Погруддя Т. Г. Шевченка в Ічні

- Ніжин. Пам'ятник встановлений у парку ім. Шевченка. Також встановлений пам'ятний знак на місці, де на шляху процесії перепоховання у 1861 році тіла Тараса Шевченка відбулася панахида.

Пам'ятник Т. Г. Шевченку
Пам'ятний знак про панахиду, що відбулася під час перепоховання тіла Т. Г. Шевченка

- Носівка. Погруддя встановлено перед спорудою залізничної станції на Привокзальній площі. У 1861 році через Носівку проходив останній шлях Кобзаря з Петербурга до Канева, пам'ятник, зокрема, і встановили на відзначення сотих роковин цієї сумної події у 1961 році.

- Остер. Перший пам'ятник Шевченку (погруддя) — встановлено в 1990-х біля Остерського будівельного технікуму (тепер Остерський коледж будівництва та дизайну). У 2011 цей пам'ятник замінено на втілення творіння М. В. Зноби, спорудження якого здійснювалось за рахунок спонсорських коштів, зокрема благодійного фонду Миколи Миколайовича Рудьковського[120]., а урочисте відкриття відбулося на День незалежності України 24 серпня 2011 року[121].

«Старе» погруддя Шевченка в Острі

- Прилуки. Вшанування Шевченка в Прилуках має власну історію, у різні роки в місті були встановлені відразу декілька монументів Кобзареві.

Урочисте відкриття прилуцького великого сучасного пам'ятника Шевченкові, що став першим пам'ятником Шевченку-митцеві (художнику), у самому центрі міста — в міському сквері на Центральній площі на розі вулиць Київської та Незалежності — відбулося під час святкування Дня міста 22 вересня 2007 року. На церемонії виступали автори монумента — скульптори Народний художник України Володимир Небоженко та Семен Кантур, архітектор Павло Бережний, міський меценат, у тому числі й ініціатор встановлення цього пам'ятника, Юрій Коптєв, мер міста Юрій Беркут.

Пам'ятник Шевченкові в Прилуках
Погруддя Шевченка в ЗОШ № 7
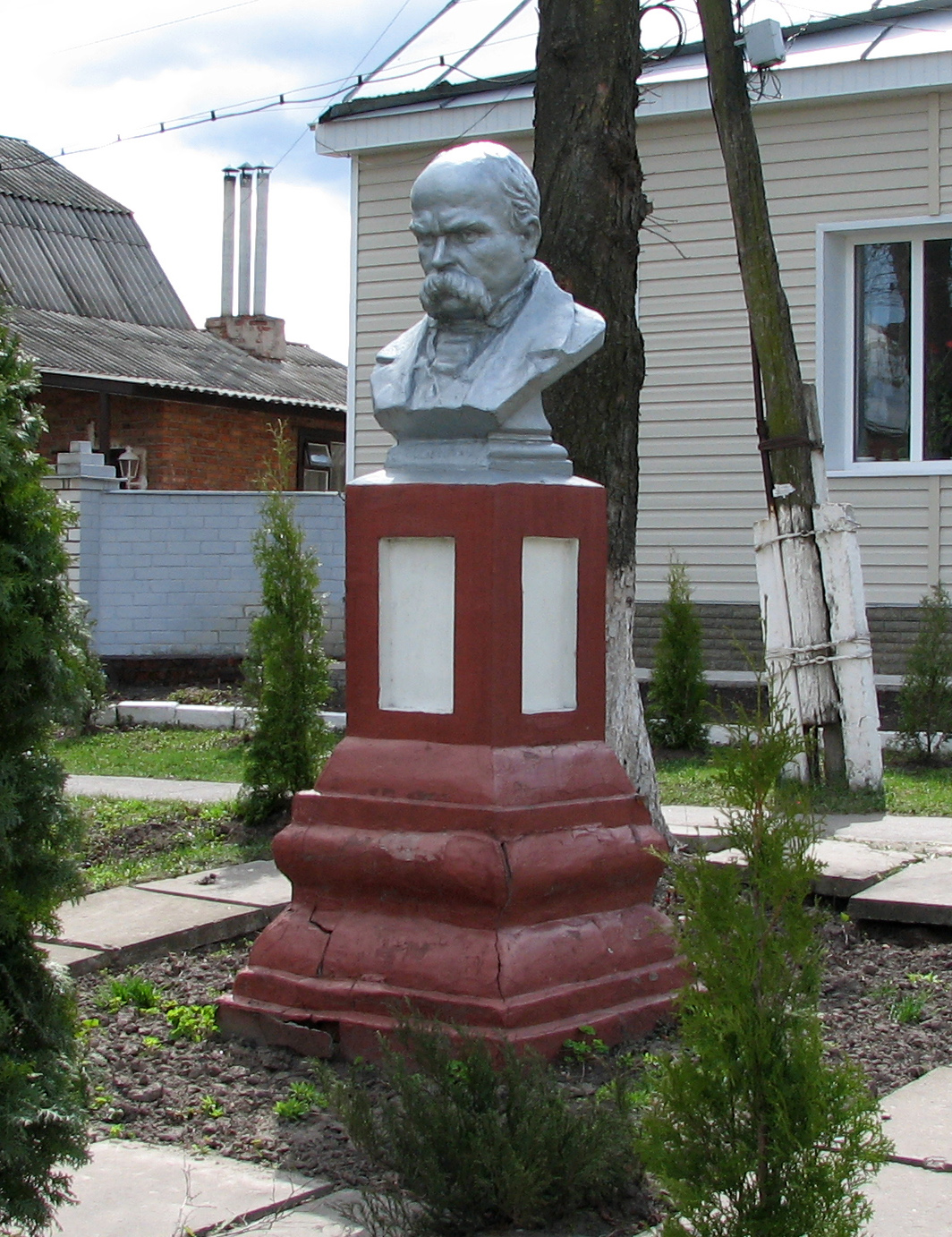
Погруддя Шевченка на вул. Київській
Погруддя Шевченка на вул. Пирятинській
Погруддя Шевченка на подвір'ї агротехнікуму

- Козелець. У Козельці встановлене погруддя Т. Г. Шевченку (1961 рік) та пам'ятний знак на шляху процесії перепоховання у 1861 році тіла Тараса Шевченка.

Погруддя Т. Г. Шевченку
Пам'ятний знак на шляху перепоховання Т. Шевченка у Козельці

- Лосинівка (Ніжинський район)

- Седнів (Чернігівський район). На подвір'ї садиби Лизогуба у 1903 році було встановлено перший пам'ятник на Чернігівщині та другий в Україні, автор — Михайло Гаврилко. Це погруддя було знищено німецькою авіацією у 1941 році. Нині на території колишньої садиби розташовано два пам'ятники.

1. Погруддя встановлено на постаменті 1903 року з нагоди перебування поета у Седневі у 1846 та 1847 роках та відкрито у 1957 році. Автор — седнівський скульптор Григорій Бистревський. Наразі переміщено на одну з алей парку[122].
2. Пам'ятник у повний зріст, який зображує молодого Шевченка, встановлено у 2010 році на території колишньої садиби Лизогубів. Автор — скульптор Адріан Балог[123].

Седнів. Фрагмент садиби Лизогуба з пам'ятником Шевченку.

- Качанівка (Ічнянський район)

Пам'ятник Т. Г. Шевченку

- Кобижча (Ніжинський район). Погруддя Тарасу Шевченку в селі Кобижча встановлене у 1974 році з нагоди 160-ліття від дня народження Т. Г. Шевченка. Погруддя розташоване біля Кобижчанського закладу загальної середньої освіти I—III ступенів № 1[124].

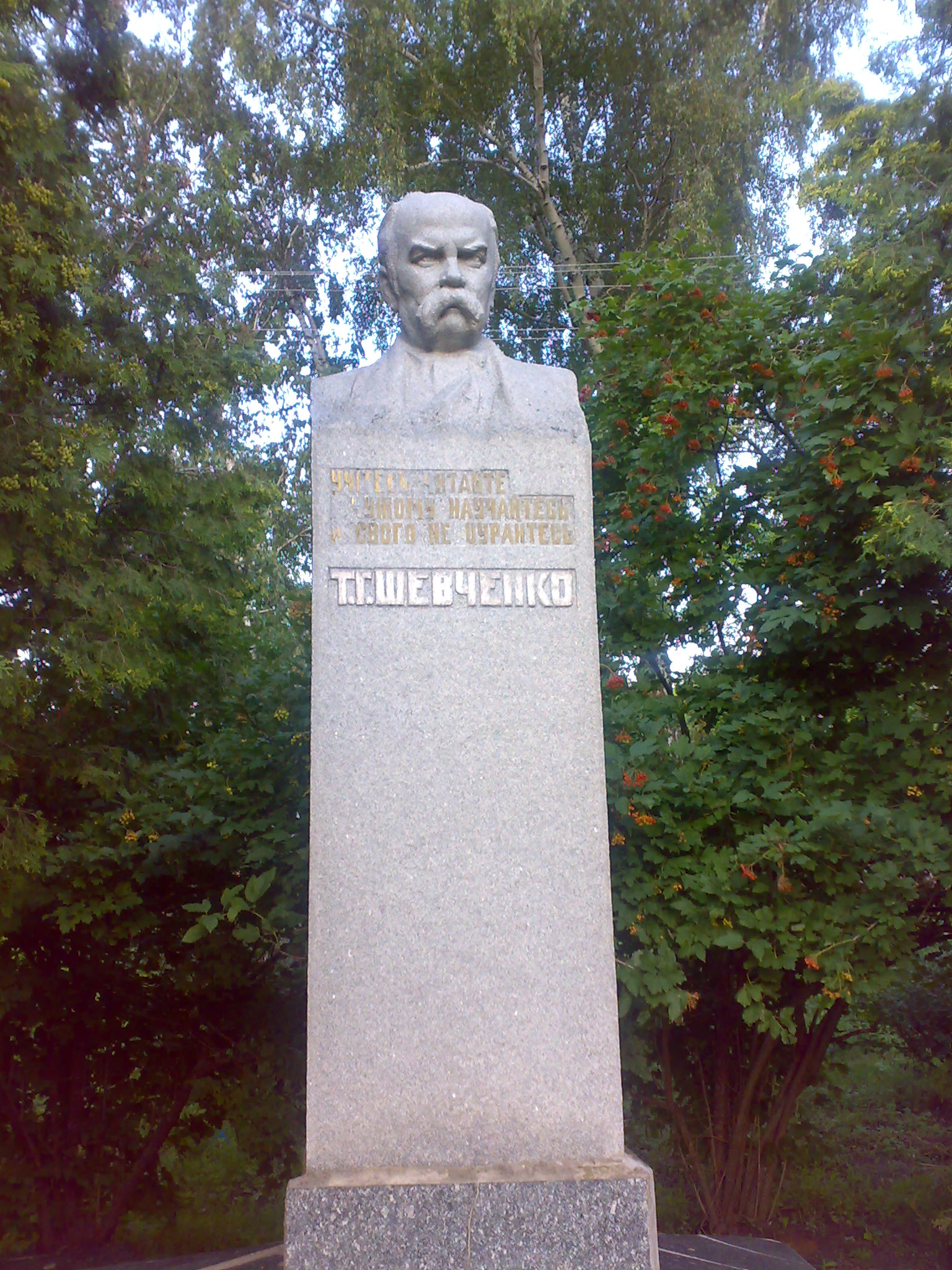
Пам'ятник Шевченку в Кобижчі

- Шевченкове (Бахмацький район). Погруддя Тарасу Шевченку в селі Шевченкове встановлене у 1970-х роках неподалік траси «Бахмач — Ромни».

## За межами України

### Австралія
- Канберра. Пам'ятник Великому Кобзареві Тарасові Григоровичу Шевченку «Шевченкові думи». Автор пам'ятника Анатолій Валієв. Подарунок 1999 року Київської міської державної адміністрації від України для української діаспори в Австралії, але через нерішучість голів українських організацій в Австралії, встановлений тільки 2005 року[125].

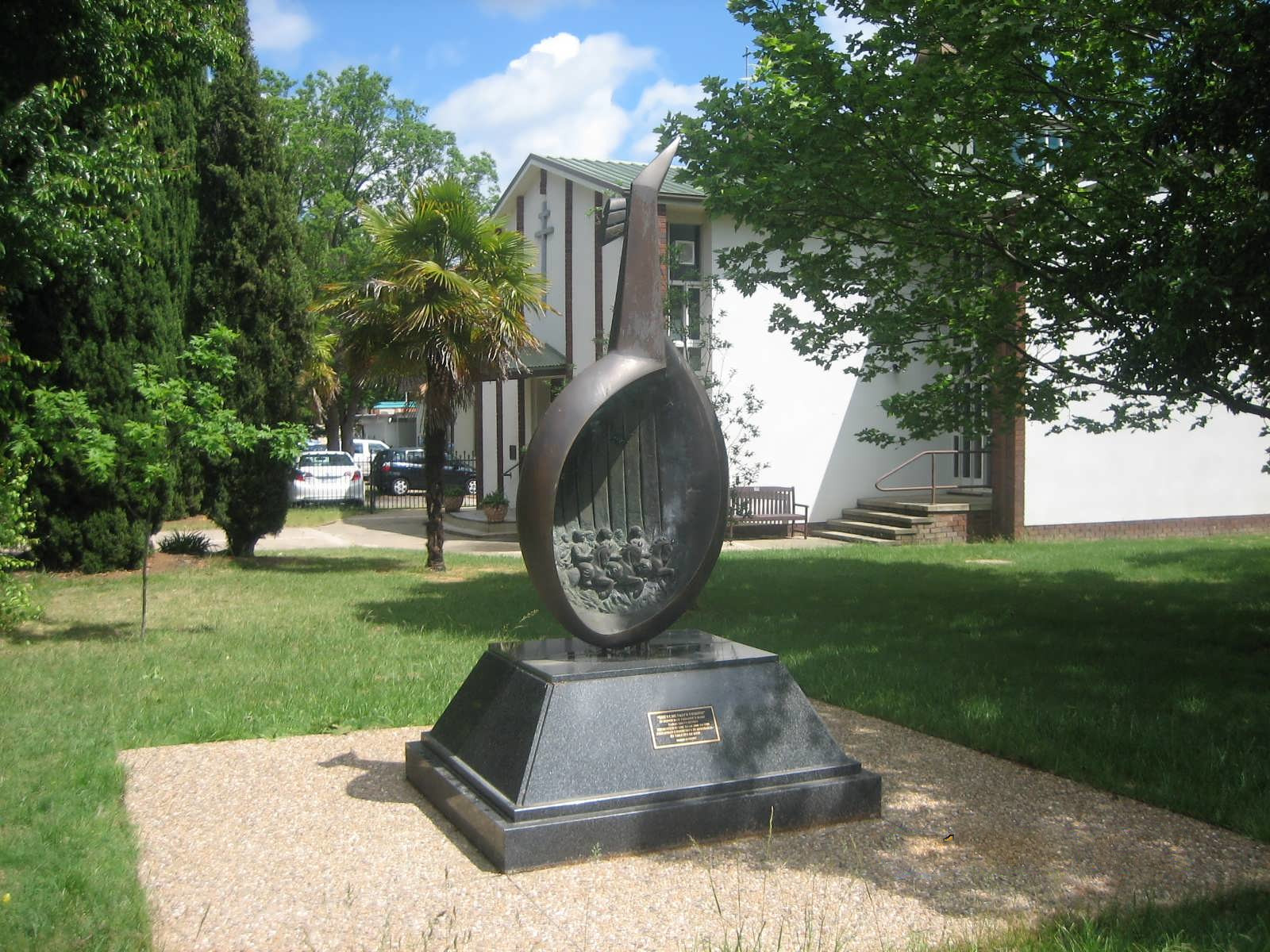
«Шевченкові думи» в Канберрі.

### Азербайджан
- Баку. Пам'ятник Тарасу Шевченку в Баку відкрито 30 червня 2008 року за участі голів держав України та Азербайджану[126]. Автор пам'ятника — член Національної спілки художників України Ігор Гречаник. Висота монумента 3,5 м[127].

Пам'ятник Тарасу Шевченку в Баку.

- Загатала. Пам'ятник Шевченку встановлено в центральному парку культури та відпочинку імені Г. Алієва.

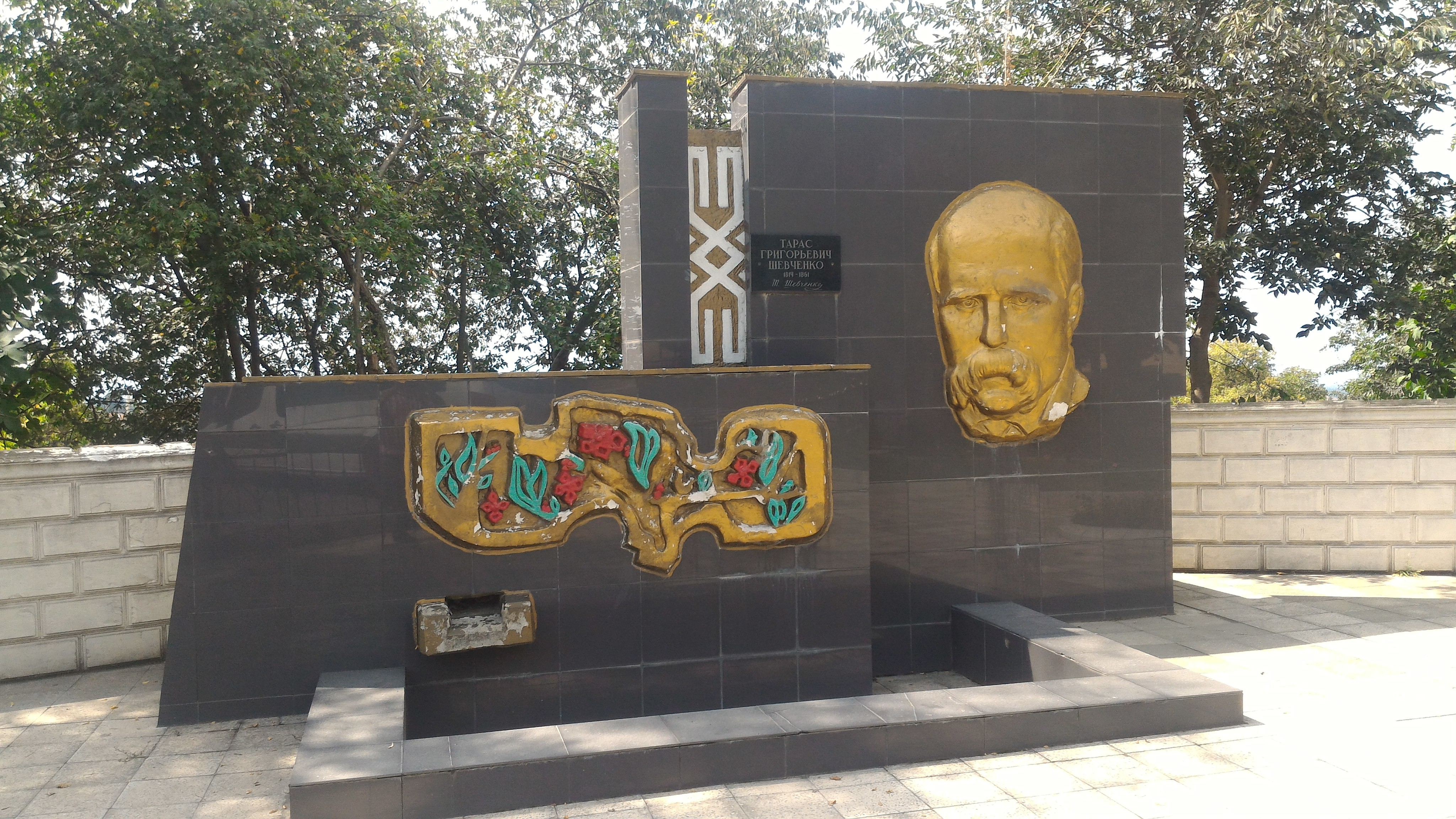
Пам'ятник Тарасу Шевченку в Загаталах.

### Аргентина
- Буенос-Айрес. Пам'ятник Тарасові Шевченку в Буенос-Айресі відкритий 5 грудня 1971 року на площі Антоніо Паєса в парку Третього лютого[128]. Пам'ятник подарований українською громадою Аргентини, за два роки до святкування 75-ї річниці прибуття перших емігрантів з України, на знак подяки за наданий притулок українським емігрантам[129]. Монумент складається з двох частин: власне бронзової фігури поета заввишки 3,45 м. (автор — канадський скульптор українського походження Леонід Молодожанин) та алегоричного рельєфу, розмірами 4,65×2,85 м. (автор — аргентинський скульптор Оріо даль Порто)[128].
- Апостолес. Встановлений 1977 року.
- Обера. Встановлений 1978 року.
- Лас-Бреньяс[en]. У вересні 2009 року у місті Лас-Бреньяс з ініціативи Почесного консула України у провінціях Чако та Формоса Оскара Коровайчука було відкрито площу України, на якій було встановлено погруддя Тараса Шевченка.
- Беріссо. 27 серпня 2011 року з нагоди 20-ї річниці незалежності України у місті Беріссо відбулася урочиста церемонія відкриття погруддя Тарасу Шевченку.

Пам'ятник Тарасу Шевченку в районі Палермо, Буенос-Айрес.

### Білорусь
Пам'ятники Тарасу Шевченку встановлені у таких містах Білорусі: Мінськ, Гомель, Берестя, Могильов, Слуцьк.
- Мінськ. Пам'ятник Тарасу Шевченкові в білоруській столиці (і перший за часом встановлення в цій країні) розташований у Степановському саду, поруч із новобудовою Посольства України в Республіці Білорусь. Автори пам'ятника — український скульптор Віктор Липовка та білоруський архітектор Віктор Крамаренко. Пам'ятник є подарунком Києва й урочисто відкритий 23 квітня 2002 року під час Днів Києва в Мінську.

Пам'ятник Т. Г. Шевченкові у Мінську.

- Берестя. Пам'ятник Тарасу Шевченкові в білоруському Бересті (розташований на початку бульвару Т. Г. Шевченка) встановлено 2002 року. Автори — скульптор В. Головко (Україна) та архітектор Р. Шилай (Білорусь). Пам'ятник є дарунком Берестю від Черкаської області України.

- Гомель. Пам'ятник Тарасові Шевченку урочисто відкрито в рік 190-ї річниці від народження великого українця — 24 травня 2004 року. Скульптуру Кобзаря гомельській міській владі передала українська сторона, роботи з упорядкування скверу Т. Г. Шевченка здійснено коштом гомельчан[131].

Пам'ятник Т. Г. Шевченкові у Гомелі.

- Могильов. Пам'ятник Тарасові Шевченку в Могильові відкрито 19 серпня 2005 року (напередодні 14-ї річниці незалежності України). Погруддя Шевченку встановлено у Могильові за ініціативи місцевих українських громад при організаційній підтримці Посольства України та за активної участі торгово-економічної місії при українському дипломатичному представництві. Автори проєкту — український скульптор Віктор Сухенко та білоруський архітектор Ірина Буреніна. З приводу відкриття відбулась урочиста церемонія[132].
- Слуцьк (Мінська область). Пам'ятник Шевченкові у Слуцьку є подарунком Броварів — міста-побратима Слуцька[133]. Відкрито в 1996 році. Скульптор — Анатолій Васильович Кущ[134].

Пам'ятник Шевченкові у Слуцьку

### Болгарія
- Софія. 22 травня 2009 року в Софії відкрито пам'ятник Шевченкові. Скульптор — Ігор Гречаник[135].

### Бразилія
У Бразилії, де проживають компактні групи українських емігрантів та їхніх нащадків, зокрема в штаті Парана встановлено чотири пам'ятники Т. Г. Шевченку — в містах Прудентополісі, Куритибі, Порту-Алегрі та Уніао-да-Віторіа (2015).
- Куритиба (Парана). Пам'ятник Т. Г. Шевченку в Куритибі — бронзова фігура поета у повний зріст на гранітному постаменті, встановлений 29 жовтня 1967 року площі України, що у центрі Куритиби. Автор — скульптор Шарл Андре[136].

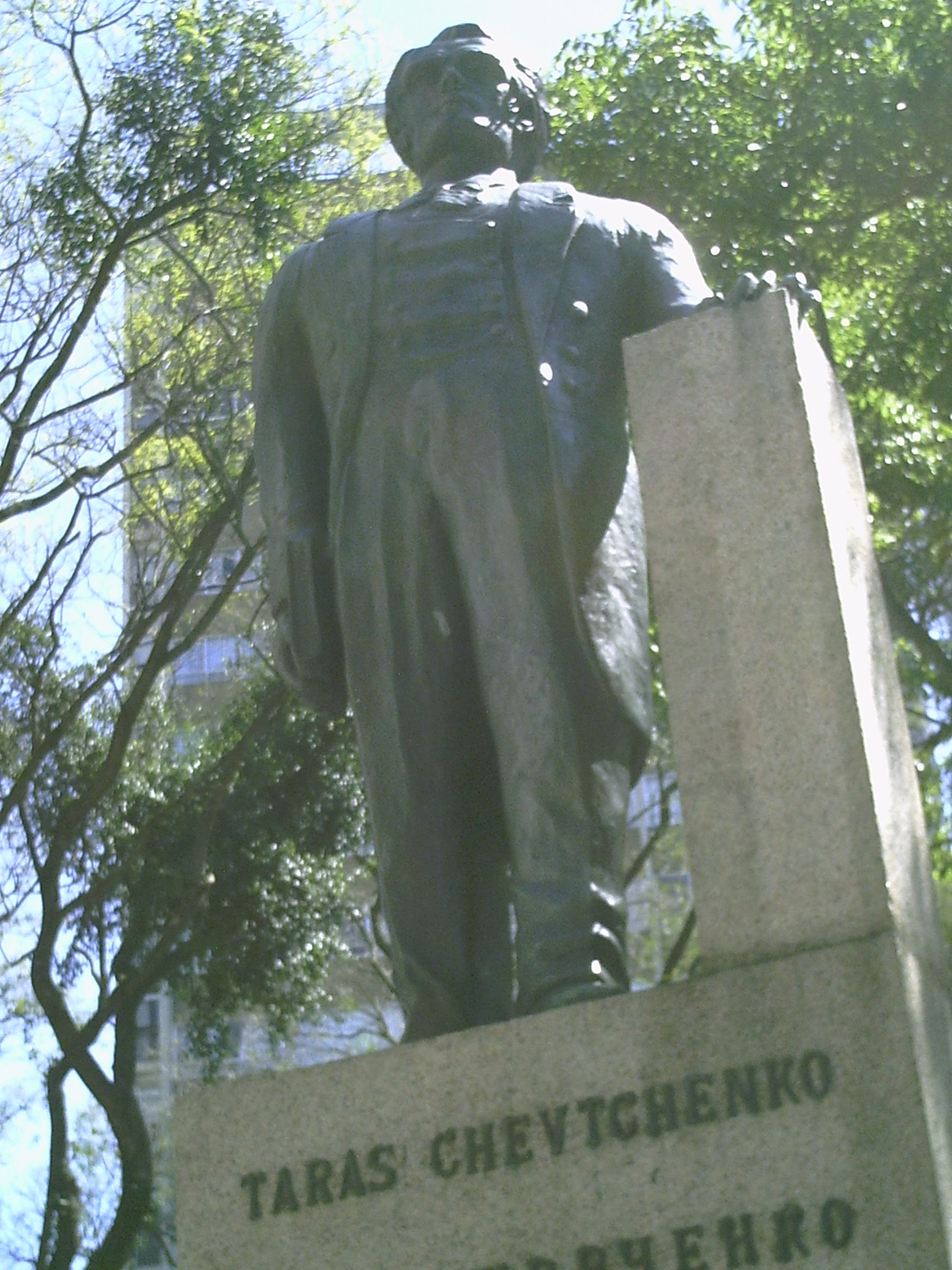
Пам'ятник Т. Г. Шевченкові у Куритибі.

- Уніао-да-Віторія (Парана). Пам'ятник Т. Г. Шевченку в Уніао-да-Віторія  встановлений 29 березня 2015 року на площі України[137].

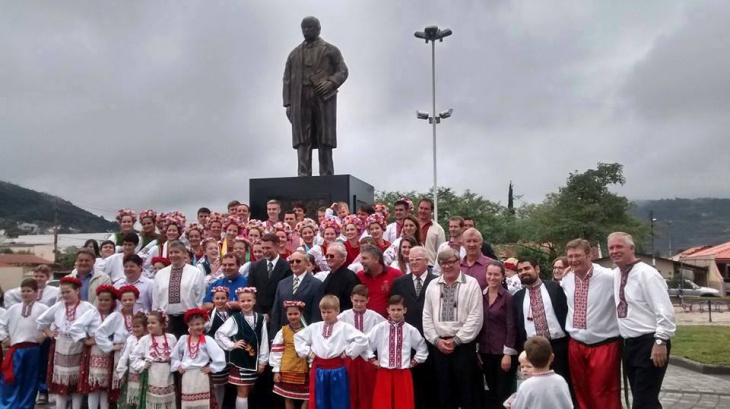
Пам'ятник Т. Г. Шевченку в Уніао-да-Віторія.

### Вірменія
- Єреван. У травні 2013 року в Єревані встановлено пам'ятник Шевченку. Архітектором пам'ятника є С. Сардарян, автором — В. Петросян. Пам'ятник розташований у парку «Охакадзев», що на вул. імені Лусаворича (Просвітителя)[138][139].

### Греція
- Афіни. У 2-й половині 2000-х років з перервою практично рівно у 4 роки відбулося встановлення й урочисте відкриття відразу 2 пам'ятників Тарасу Шевченку.

1. Вперше в столиці Греції Афінах відкриття пам'ятника Тарасові Шевченку відбулося в рамках Днів України в Греції й було приурочене до 192-ї річниці від дня народження Великого Кобзаря (9 березня 2006 року). На той момент пам'ятник став 45-м монументом Тарасові Шевченку, відкритим за кордоном[140].
2. 6 березня 2010 року в афінському передмісті Зографу відкрили пам'ятник Тарасу Шевченку. Пам'ятник Кобзарю збудований на кошти меценатів. Автори пам'ятника — скульптор Володимир Одрехівський та архітектор Михайло Федик. Відкриття пам'ятника привітав Президент України Віктор Янукович[141][142].

- Мандра — на площі «Грецько-української дружби» (2014)[143].

Пам'ятник Тарасові Шевченку (2006)
Пам'ятник Тарасові Шевченку (2010)
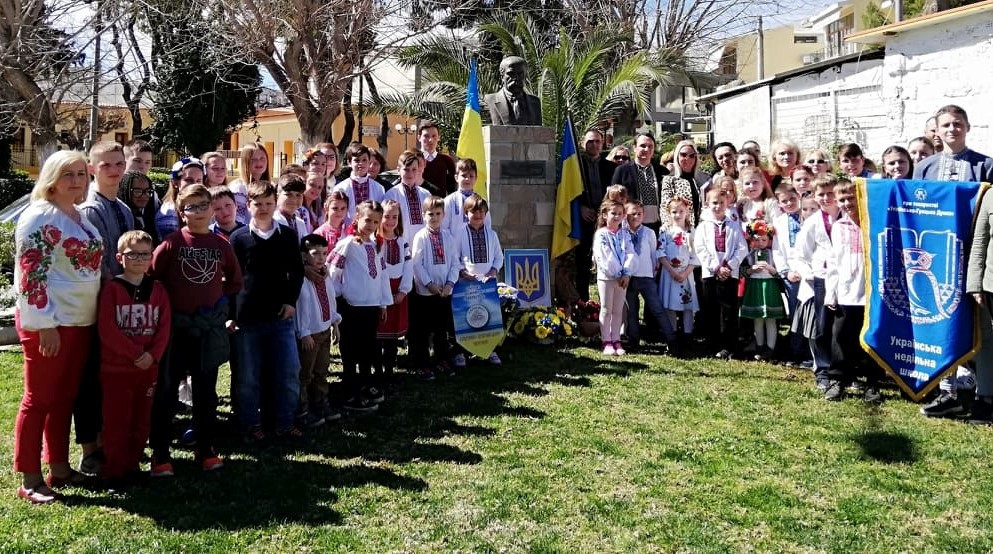
Пам'ятник Тарасові Шевченку у м. Мандра

### Грузія
- Тбілісі. Пам'ятник відкрито 2 березня 2007 року. У відкритті брали участь Президент України Віктор Ющенко (який перебував з офіційним візитом у Грузії) та Президент Грузії Михаїл Саакашвілі. Глави держав заклали у фундамент пам'ятника капсулу із землею з села Моринці Черкаської області, де народився Тарас Шевченко.

Цей пам'ятник Сакребулу міста Тбілісі подарувала Київрада. Його за дорученням Кабінету Міністрів України виготовлено Київським творчо-виробничим комбінатом «Художник» Національної спілки художників України за кошти міського бюджету.

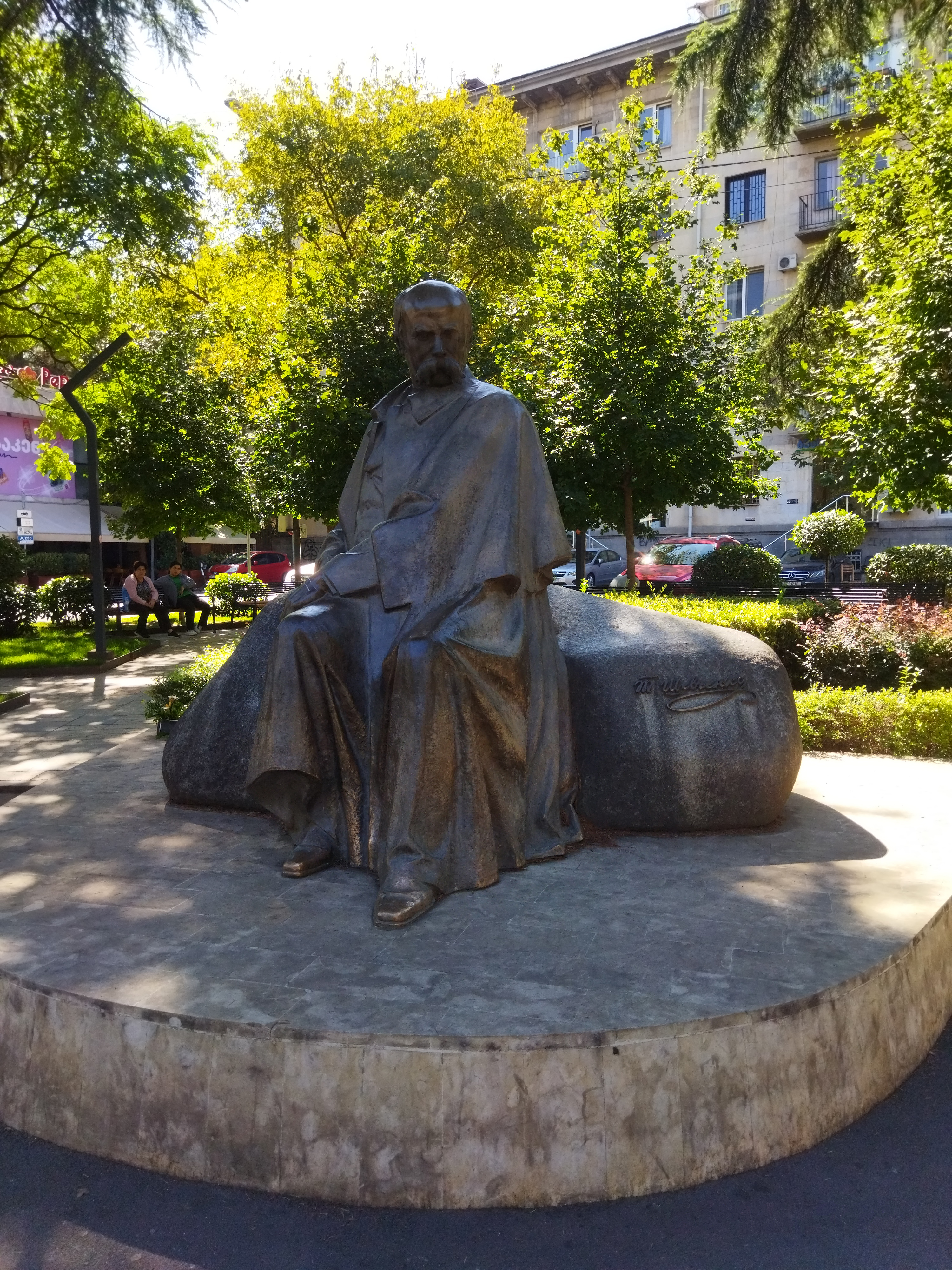
Пам'ятник Тарасові Шевченку в Тбілісі
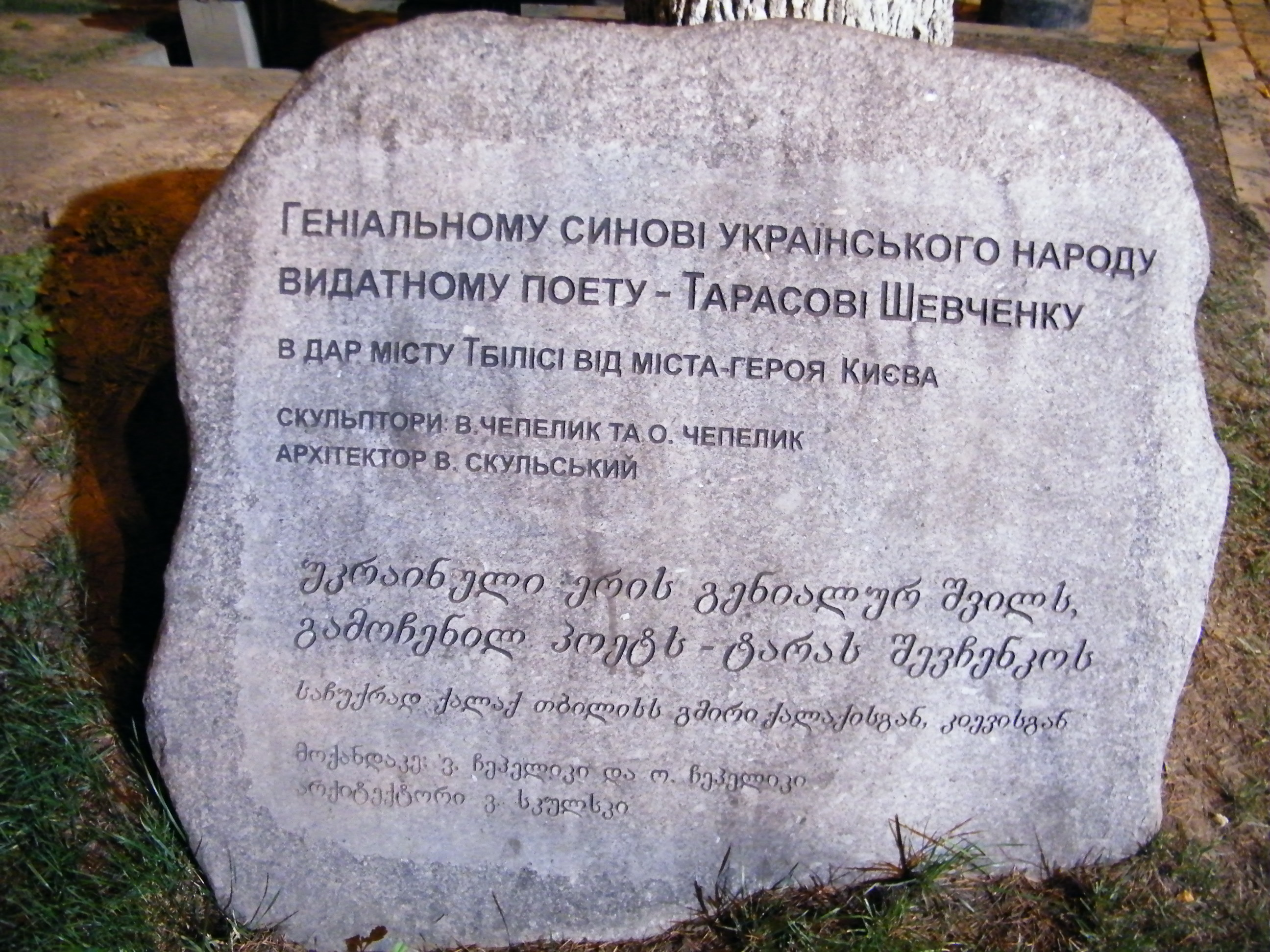
Табличка біля пам'ятника Тарасові Шевченку

- Батумі. У Батумі на початку бульвару ще в радянський час (1986) встановлено погруддя Тараса Шевченка. Автор — О. П. Скобліков.

Батумський пам'ятник Тарасу Шевченку.

### Данія
- Копенгаген. У вересні 2010 року в столиці Данського Королівства відбулось урочисте відкриття бюста національного поета України, що став першим і допоки єдиним пам'ятником Шевченкові у Скандинавії. Погруддя — у парку Естре Анлегу в копенгагенському середмісті. Встановлення пам'ятника Шевченкові ініціювали українська амбасада в Копенгагені та дансько-українське товариство, основне фінансування проєкту взяв на себе колишній посол України в Данії Павло Рябикін, частково витрати здійснені за рахунок приватних пожертв найстарішого ветерана УПА в Скандинавії Петра Балицького та Івана Нестера. Автор монумента — український скульптор Сергій Богуславський, що мешкає в Копенгагені[144].

Погруддя Шевченка в Копенгагені (2010)

### Італія
- Рим. Оригінальний пам'ятник, де Т. Г. Шевченка зображено як римського патриція, урочисто відкрито 1973 року перед собором Святої Софії УГКЦ; автор — італійський скульптор Уго Мацеї[9][128].

Пам'ятник Шевченкові в РиміПам'ятник Шевченкові в Римі

- Казерта (регіон Кампанія). Встановлений за кошти меценатів родин: Бурко, Дорош, Плахотний. Відкритий 19 березня 2017 року. Автор — скульптор В. Волкова[145].
- Флоренція. Встановлений на площі в центрі міста недалеко від флорентійського кафедрального собору Санта-Марія-дель-Фіоре і перед однією з найбільших бібліотек міста «Biblioteca delle Oblate». Урочисте відкриття пам'ятника відбулося 9 березня 2021 року. Автори скульптури Шолудько Володимир Борисович, Томашевський Богдан Ярославович, а виготовлений він за кошти меценатів та є подарунком Флоренції від міста Києва[146].

### Казахстан
- Алмати. Гранітний пам'ятник поету Тарасу Шевченку, що перебував на території Казахстану на засланні (1847-1857 рр.), встановлено на розі просп. Достик і вул. Шевченка у 2000 році на честь дев'ятої річниці Незалежності України. Автором монумента є український скульптор Віталій Рожик із Житомирщини[147]. Висота — 3,5 метри[8].

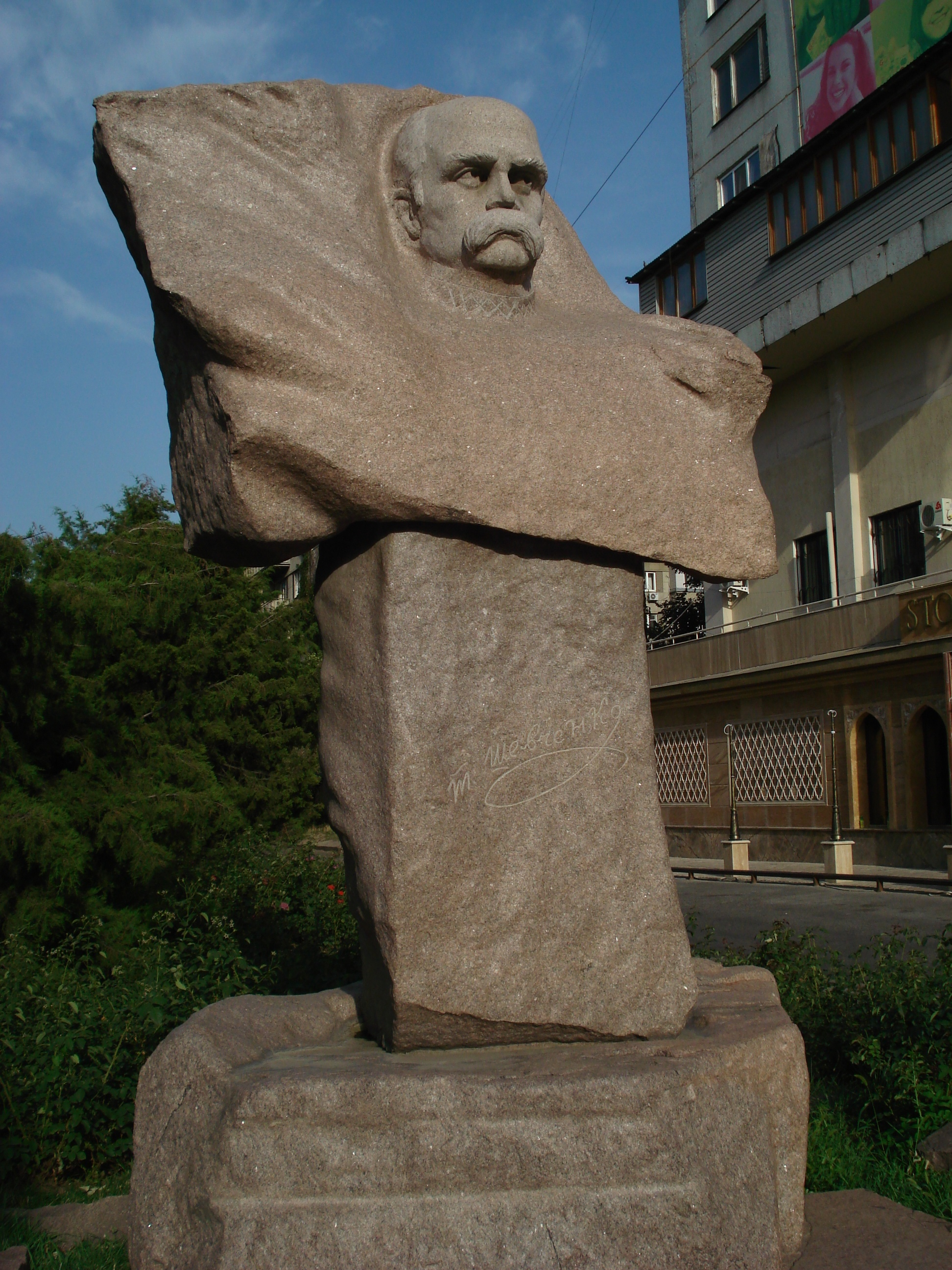
Пам'ятник Шевченку в Алмати

- Актау. Пам'ятник Т. Г. Шевченку встановлено у 1982 році в сквері і знаходиться між 4-м та 5-м мікрорайонами міста Актау що дає початок архітектурному ансамблю який надає особливого колориту бронза, граніт і живе дерево. Це не традиційний пам'ятник, а дуже цікаве монументальне зображення українського поета. Разом з видовими терасами, урочистим спуском до моря пам'ятник є єдиним комплексом, продовженням скверу[8].

Пам'ятник Шевченку в Актау (раніше — м. Шевченко)

- Карабутак. На прохання карабутакців, за підтримки влади, Спілкою архітекторів і художників СРСР в 1968 році в сільському парку було встановлено пам'ятник з граніту. Автор — скульптор Школовський[8]. В степу, за 40 км від селища Карабутак встановлено пам'ятну стелу невідомого автора з місцевого білого мармуру. У травні 1848 р., експедиція О. І. Бутакова, в якій був і Тарас Шевченко, на деякий час зупинилася у форті Карабутак[8].
- Форт-Шевченко. Перше погруддя Великого Кобзаря було встановлено у форті Олександрівському (колишньому Новопетрівському укріпленні), де проходив військову службу Т. Г. Шевченко. Споруджене на кошти прогресивного офіцерства і проіснувало до 1920 року, коли було зруйновано басмачами[148].

### Канада
- Вінніпег. У Вінніпезі є кілька пам'ятників Тарасу Шевченку: головний монумент біля провінційного парламенту, відкритий у 1961 році[149], та низка скульптур у парку скульптур Лео Мола (зокрема, проєкти пам'ятників Шевченку у Вашингтоні та Буенос-Айресі). Автором усіх є канадський скульптор українського походження Лео Мол (Леонід Молодожанин).

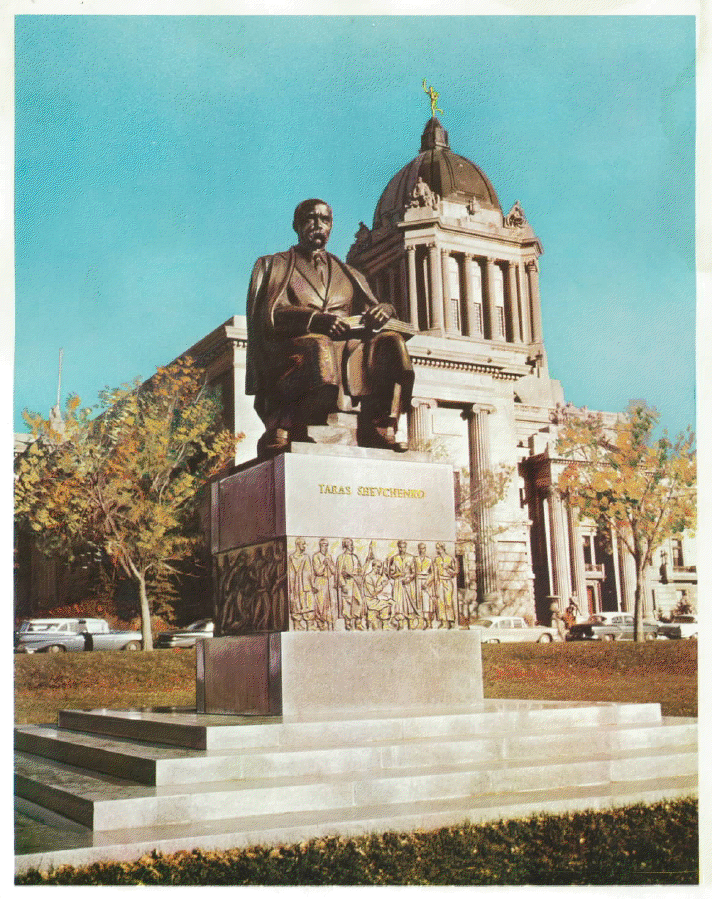
Пам'ятник Шевченку біля Парламенту Манітоби (1961)
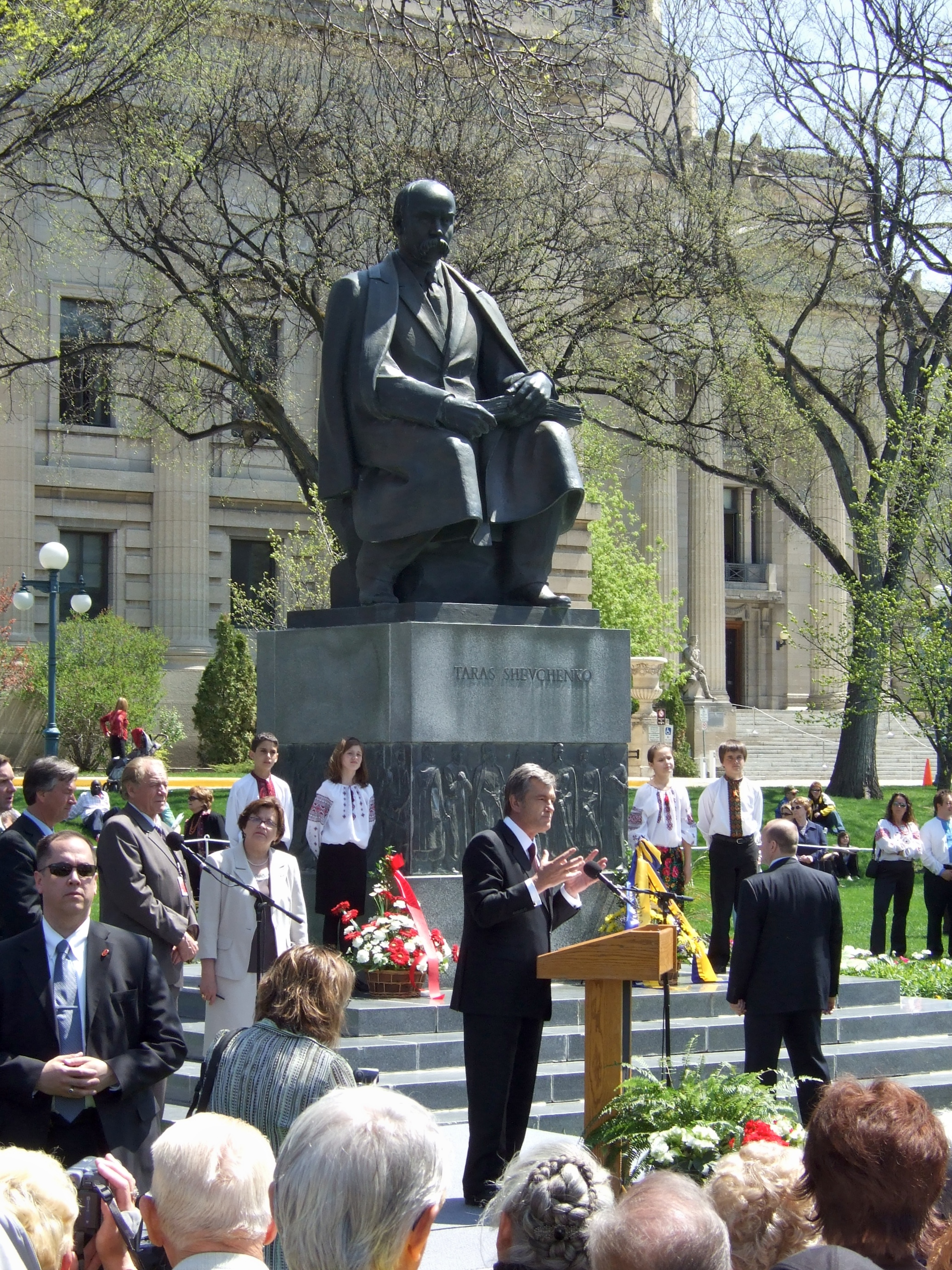
Віктор Ющенко виступає перед пам'ятником Шевченку біля Парламенту Манітоби
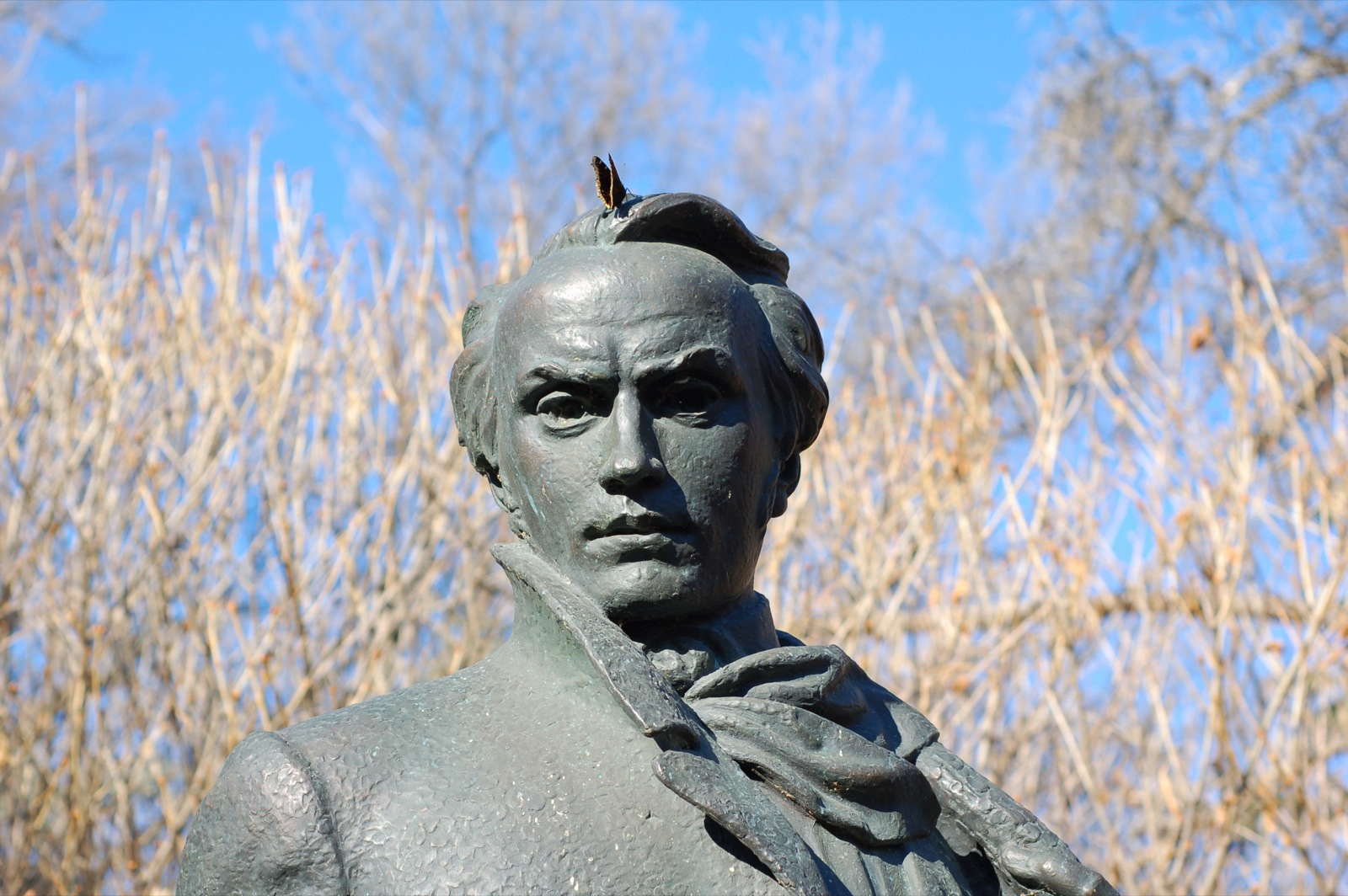
Скульптура Шевченка у Парку Лео Мола, Вінніпег
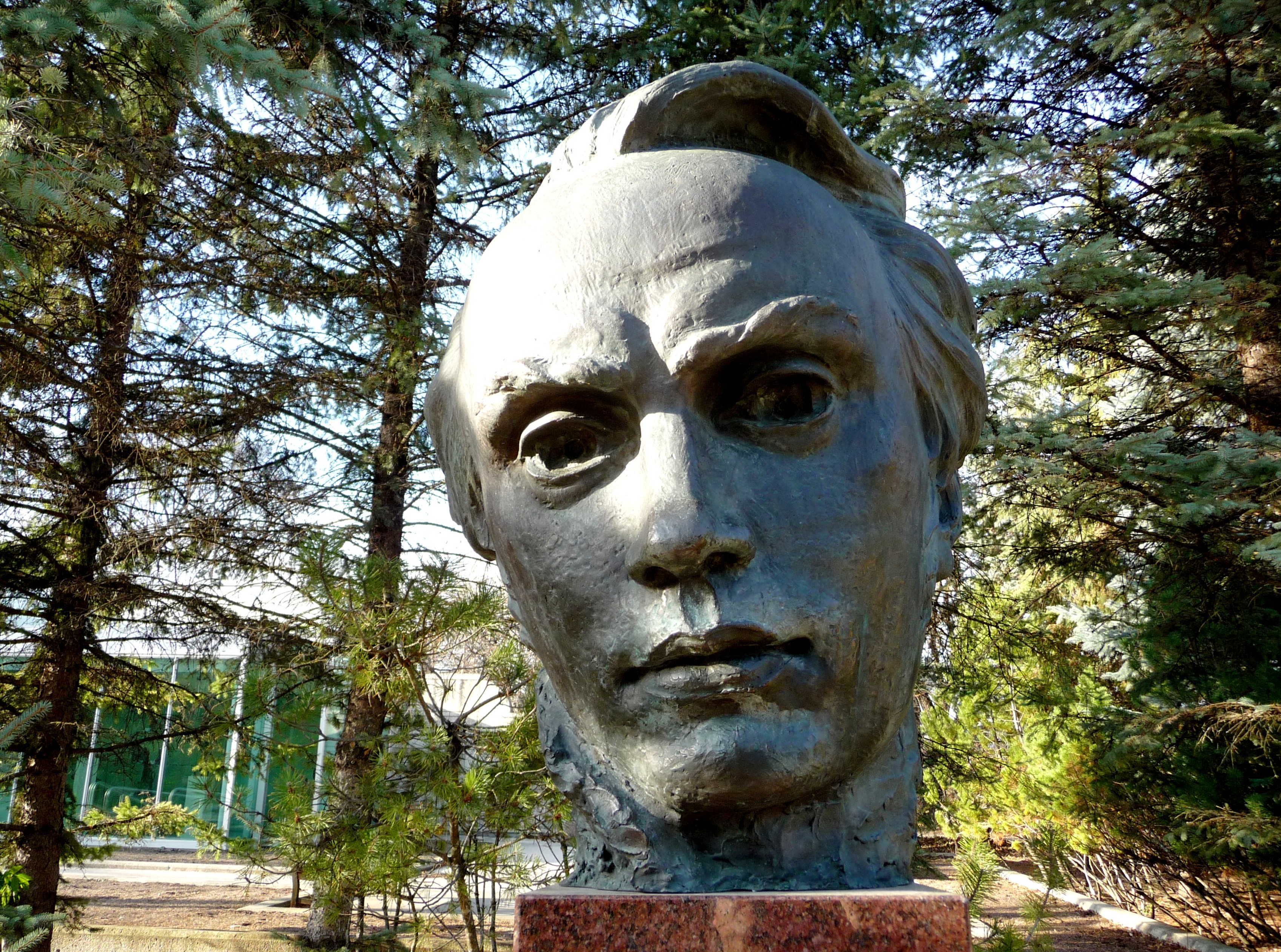
Проєкт голови для вашингтонського пам'ятника у Парку Лео Мола, 1964
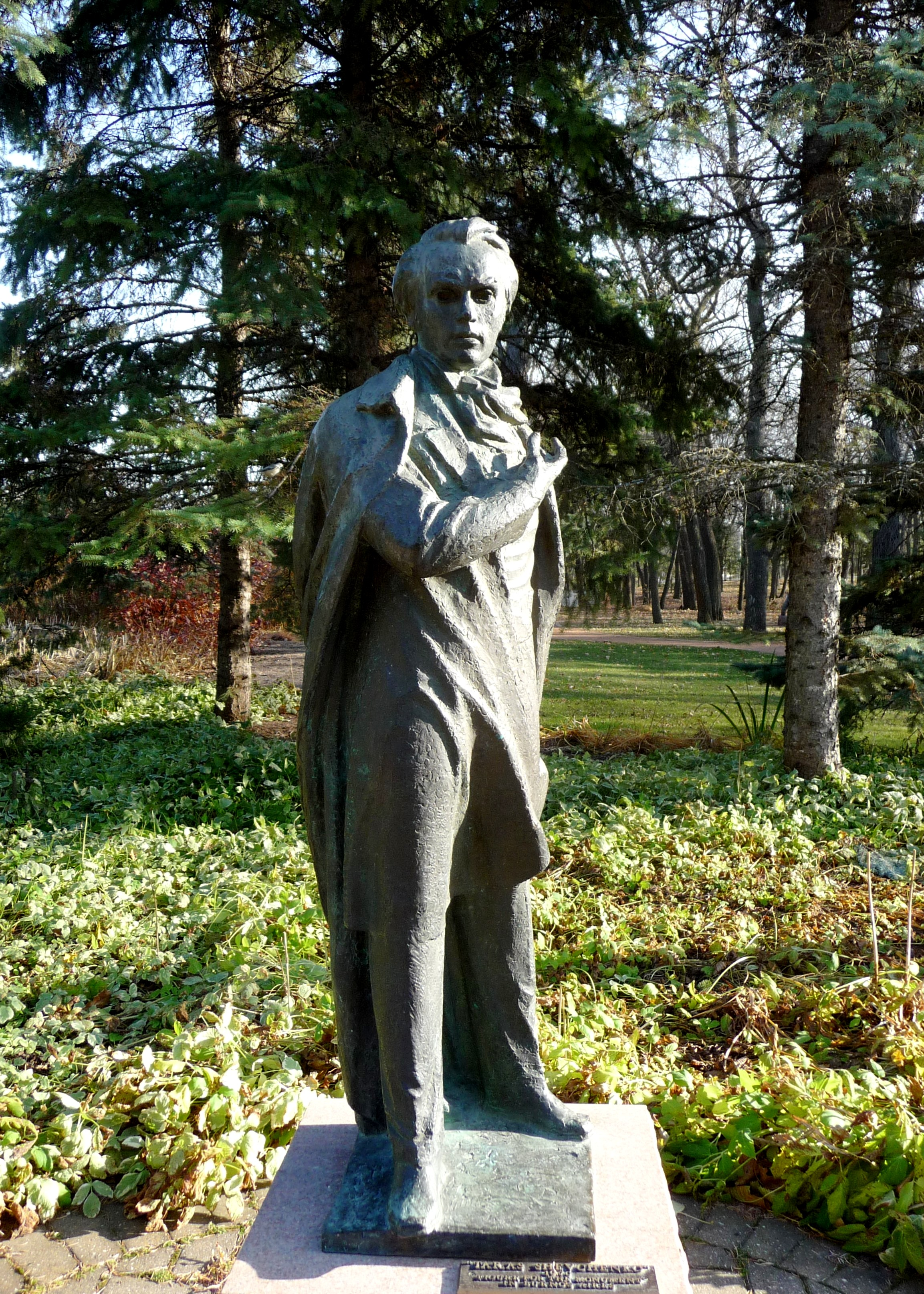
Проєкт пам'ятника для Буенос-Айреса у Парку Лео Мола, 1970

- Вайта. В українсько-канадському піонерському селі, первісна назва якого була Szewczenko, в однойменній школі встановлено погруддя Великого Кобзаря. Автор цього пам'ятника — вищезгаданий Лео Мол.

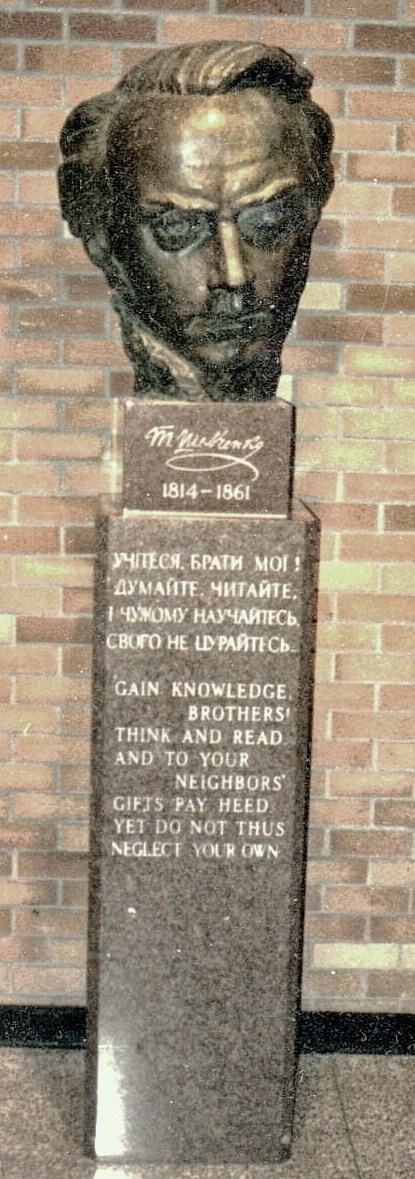
Бюст у фоє державної школи Shevchenko School в селі Вайта у провінції Манітоба.

- Квебек. 31 травня 2014 року, українська громада Квебеку здійснила свою мрію вшанувати 200-річчя від дня народження найвидатнішого українського поета Тараса Шевченка відкриттям бронзового погруддя Шевченка на Алеї поетів у Квебеку.[150]

- Оквілл. Пам'ятник Шевченкові відкрито 1 липня 1951 року як дарунок УРСР канадським українцям з нагоди 60-річчя української діаспори Канади. Автори пам'ятника — скульптори Вронський М. К. та Олійник О. П. У грудні 2006 року пам'ятник викрадено[151].
- Оттава. Пам'ятник Шевченкові в Оттаві відкритий 26 червня 2011 року роботи канадського скульптора українського походження Лео Мола. Висота монумента — 3 м[128].

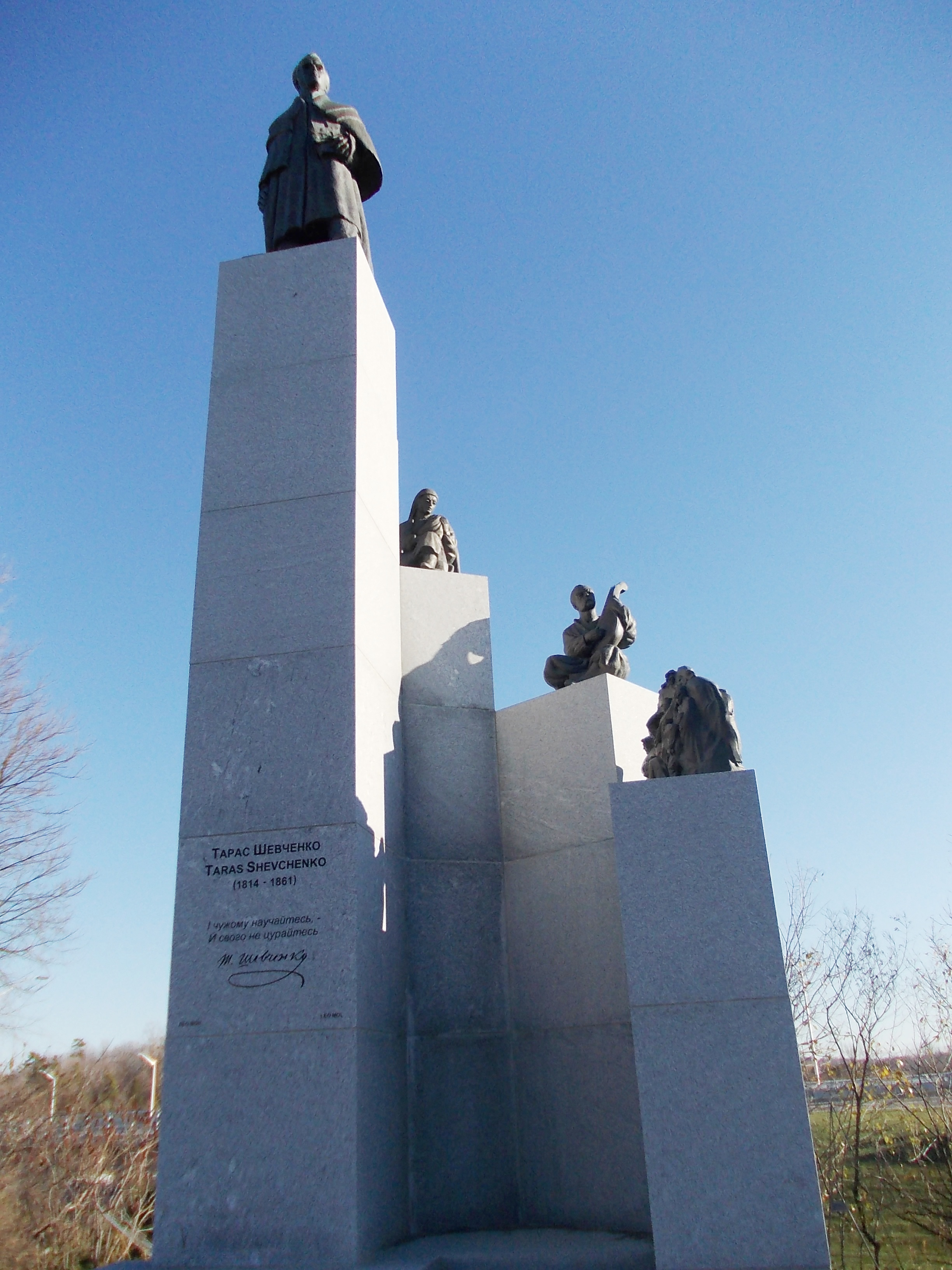
Пам'ятник
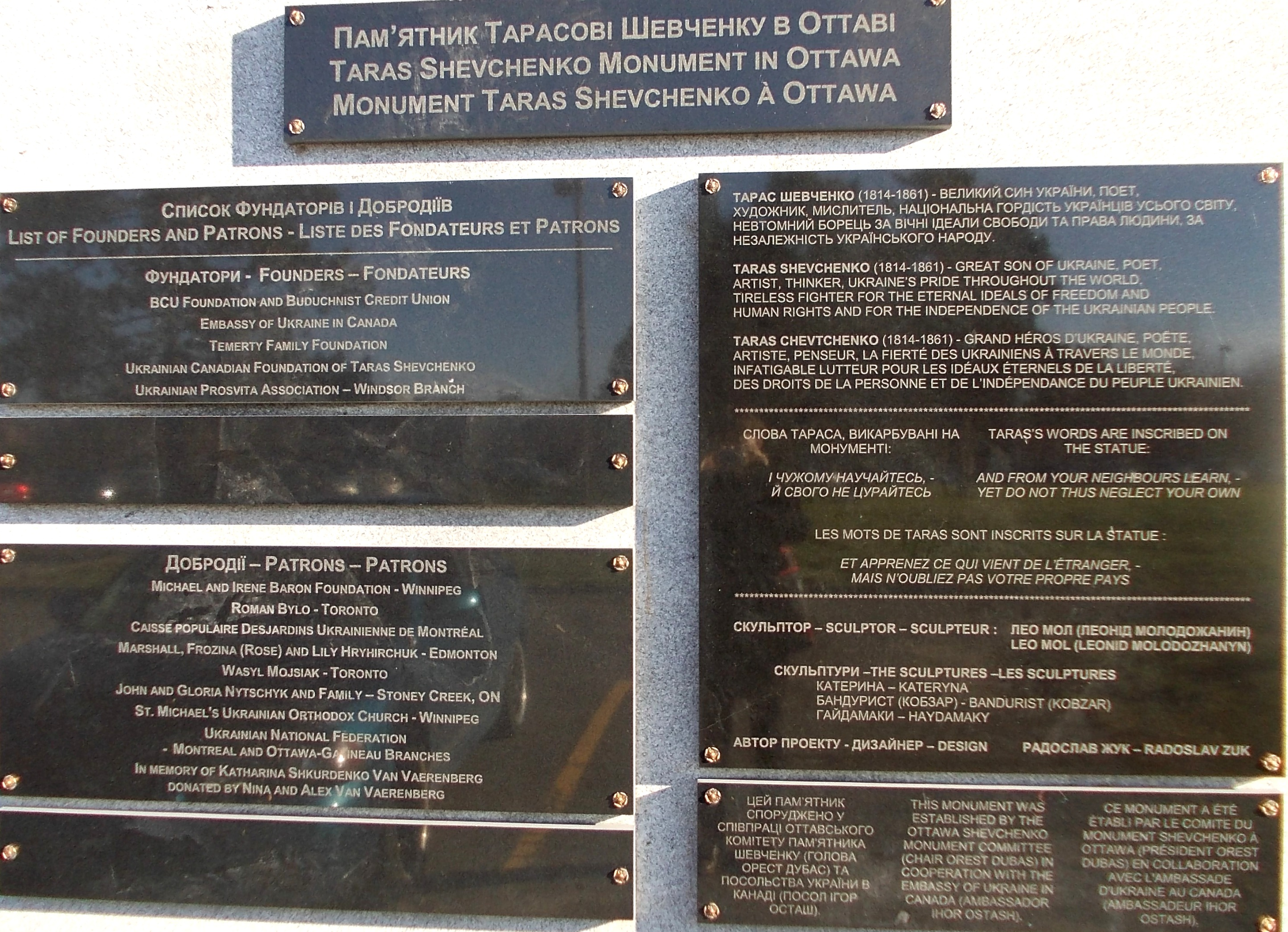
Пам'ятна таблиця
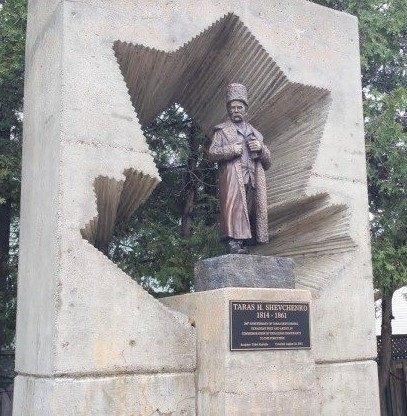
Памятник Т. Шевченку в парку Кобзар у місті Тіммінс, Онтаріо.

### Китай
- Пекін. 8 серпня 2008 року в Пекіні у парку «Чао-ян» відбулася церемонія відкриття погруддя Т. Г.  Шевченка. Пам'ятник Кобзареві єдиний не лише в Китаї, але й у Південно-Східній Азії. Скульптор — Юань Сікунь[128][152].

### Куба
- Гавана. У квітні 1999 року в столиці Куби місті Гавані відбулось урочисте відкриття пам'ятника Т. Г. Шевченку[153].

### Латвія
- 6 листопада 2015 р. в парку Кронвальда у Ризі, неподалік від Посольства України в Латвії, відкрили пам'ятник Тарасу Шевченку[154].

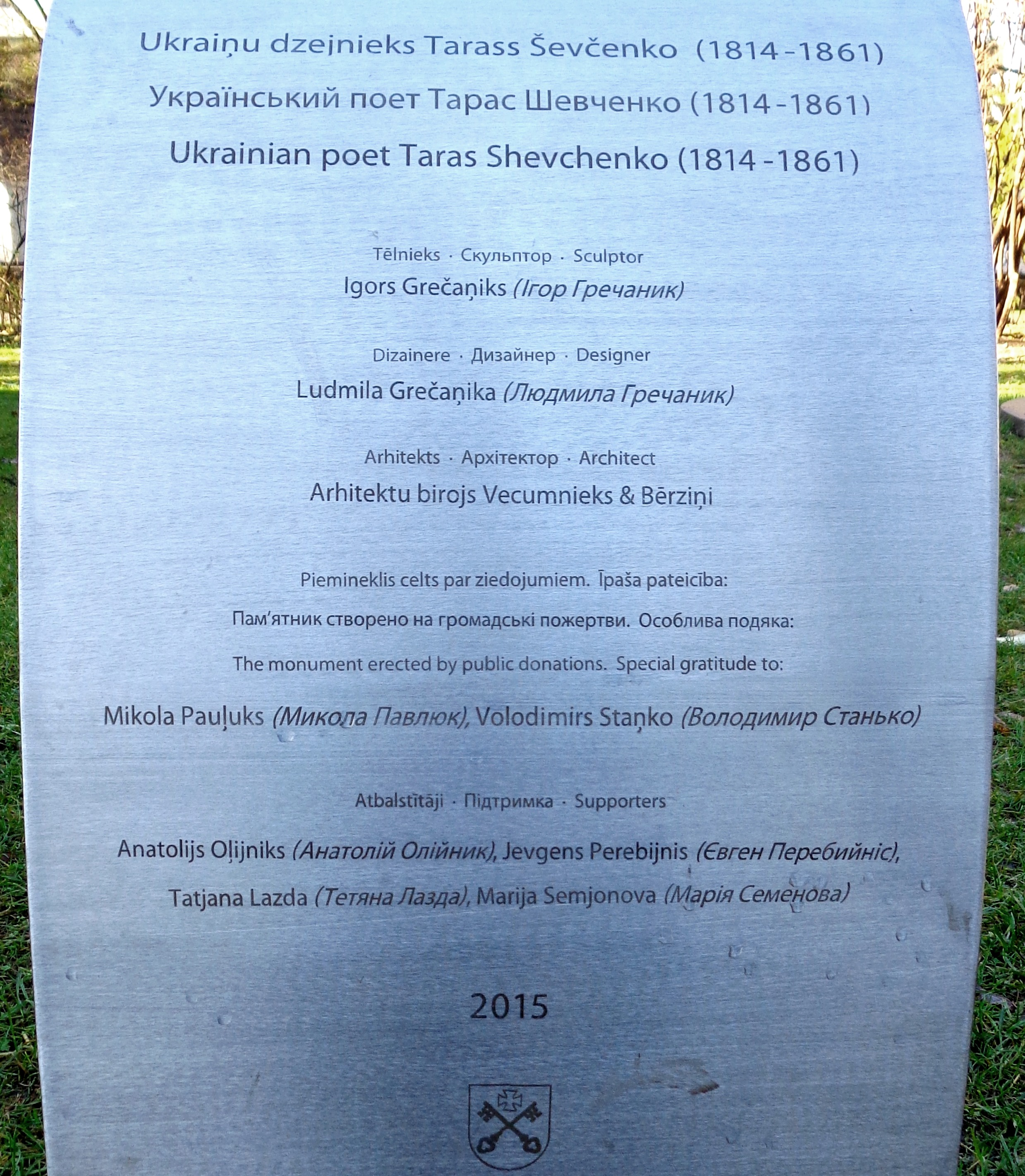
Пам'ятна дошка

### Литва
- Вільнюс. У вересні 2011 року в столиці Литви місті Вільнюс відбулося урочисте відкриття пам'ятника Т. Г. Шевченку[155].

### Ліван
- Баабда. 19 серпня 2021 року у місті Баабда за підтримки муніципалітету міста Баабда-Луайзе, Клубу ліванських випускників українських закладів вищої освіти та «Громади українців Лівану» в рамках відзначення 30-ї річниці Незалежності України відбулася церемонія урочистого відкриття пам'ятника Тарасу Шевченку, що став першим таким пам'ятником на Близькому Сході. Поруч з пам'ятником встановлено меморіальну стелу з висіченим на камені арабським перекладом «Заповіту». На заході були присутні й виступали посол України в Лівані Ігор Осташ, голова муніципалітету Баабда-Луайзе Антуан Хелу, радник міністра культури Лівану Нізар Дагер, голова Клубу ліванських випускників українських закладів вищої освіти Зукан Жарамані, секретар «Громади українців Лівану» Катерина Кабріт, автор пам'ятника Тарасу Шевченку в Лівані, скульптор П'єр Карам, експосол Лівану в Україні Юсеф Садака, представник Міністерства оборони Лівану, посли та дипломати посольств Польщі, Філіппін, Румунії, Кореї та України, представники муніципалітетів Баабда-Луайзе та Біблосу, українсько-ліванська громада[156].

### Молдова
- Кишинів. Погруддя.

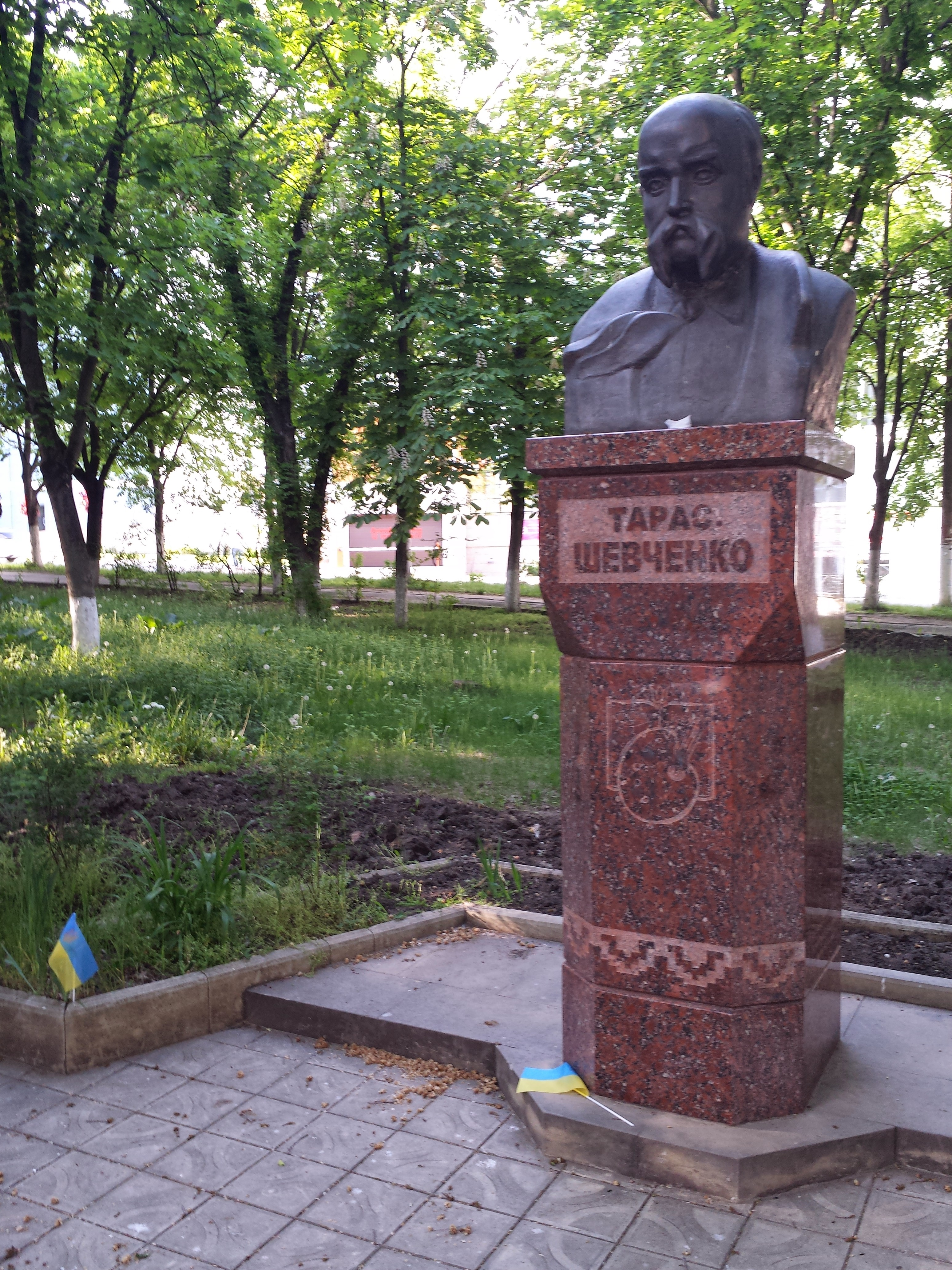
На шкільному подвір'ї
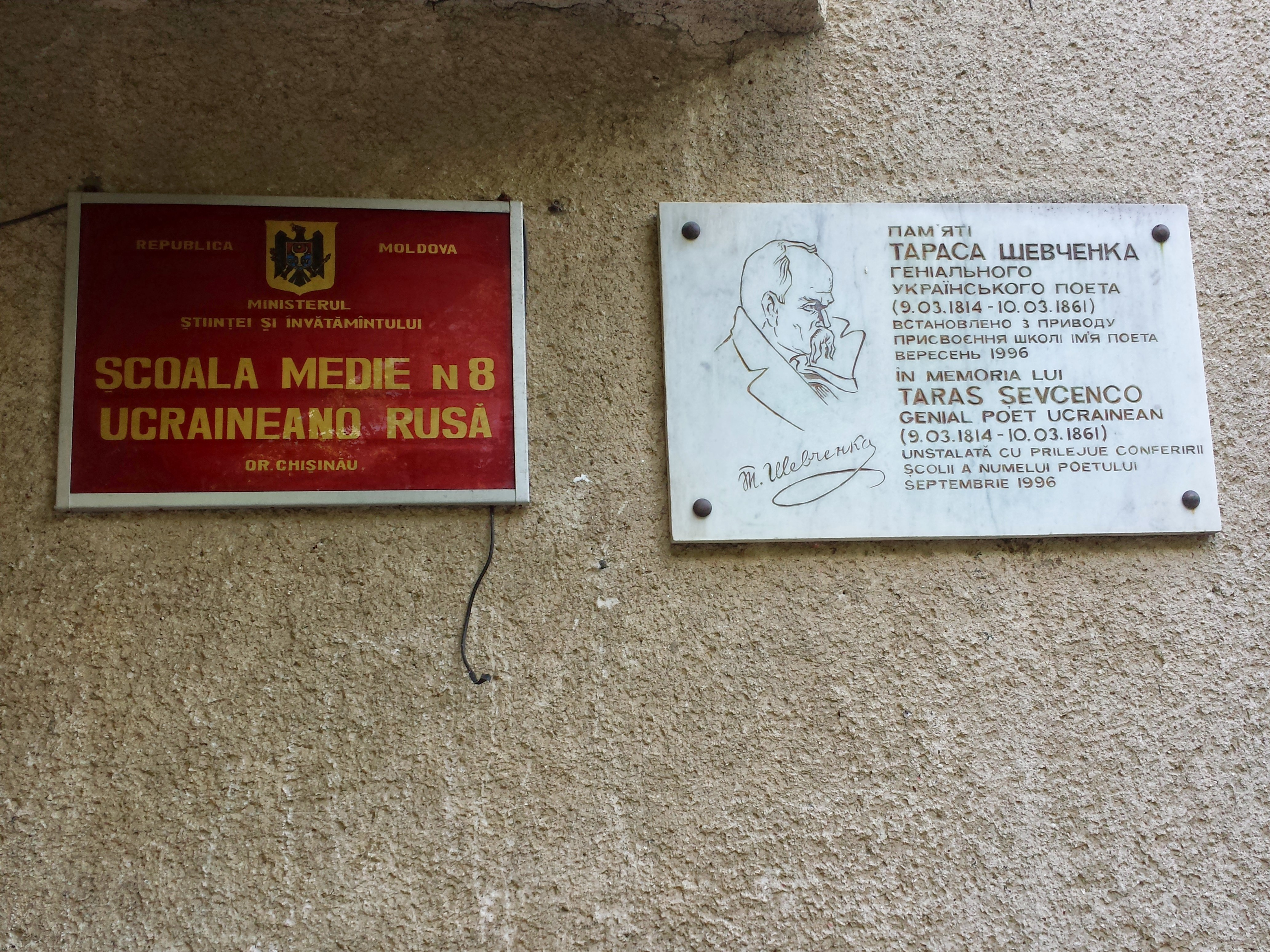
Меморіальна таблиця на фасаді школи, що їй присвоєно ім'я Шевченка

- Бєльці. Пам'ятник — погруддя на постаменті встановлено 2001 року.

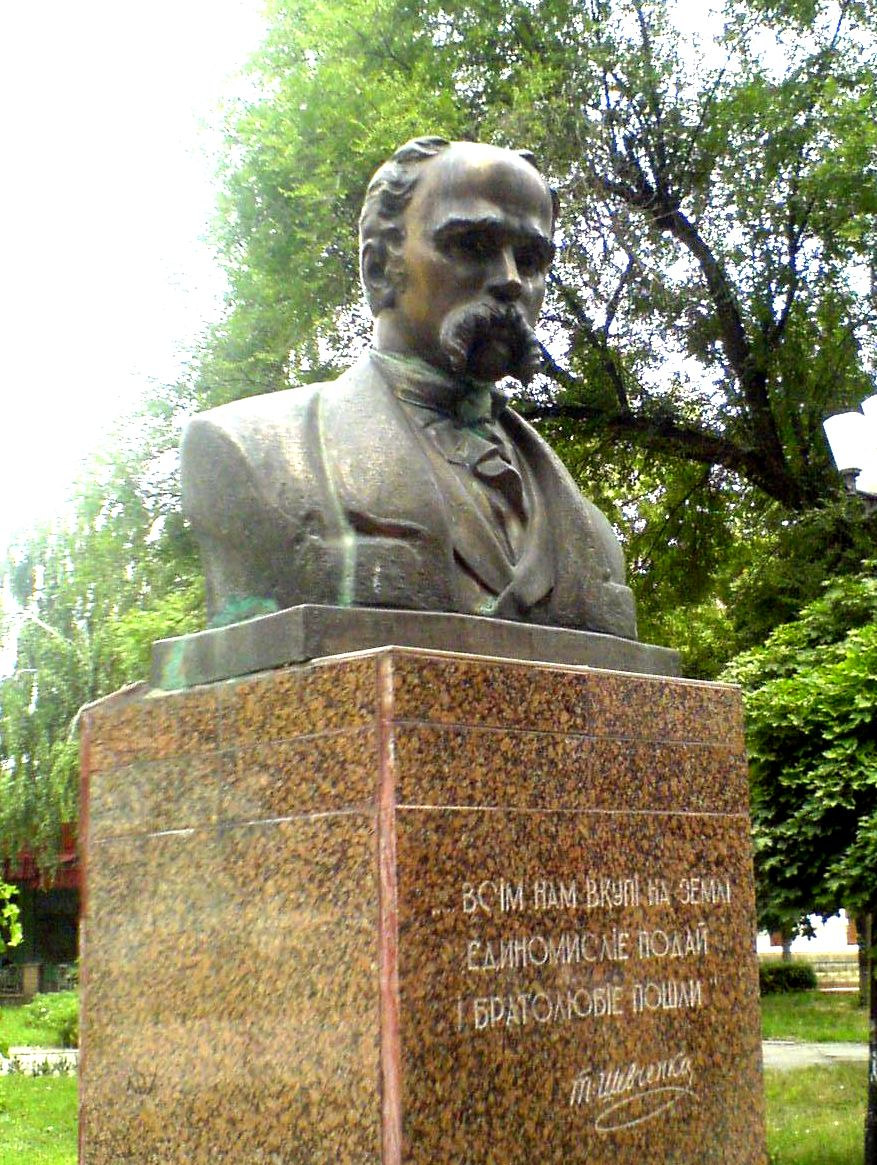
Пам'ятник Тарасу Шевченку в Бєльцях.

- Тирасполь. У Тирасполі є пам'ятник Тарасові Шевченку, який зображений на банкноті в 50 тисяч придністровських рублів.

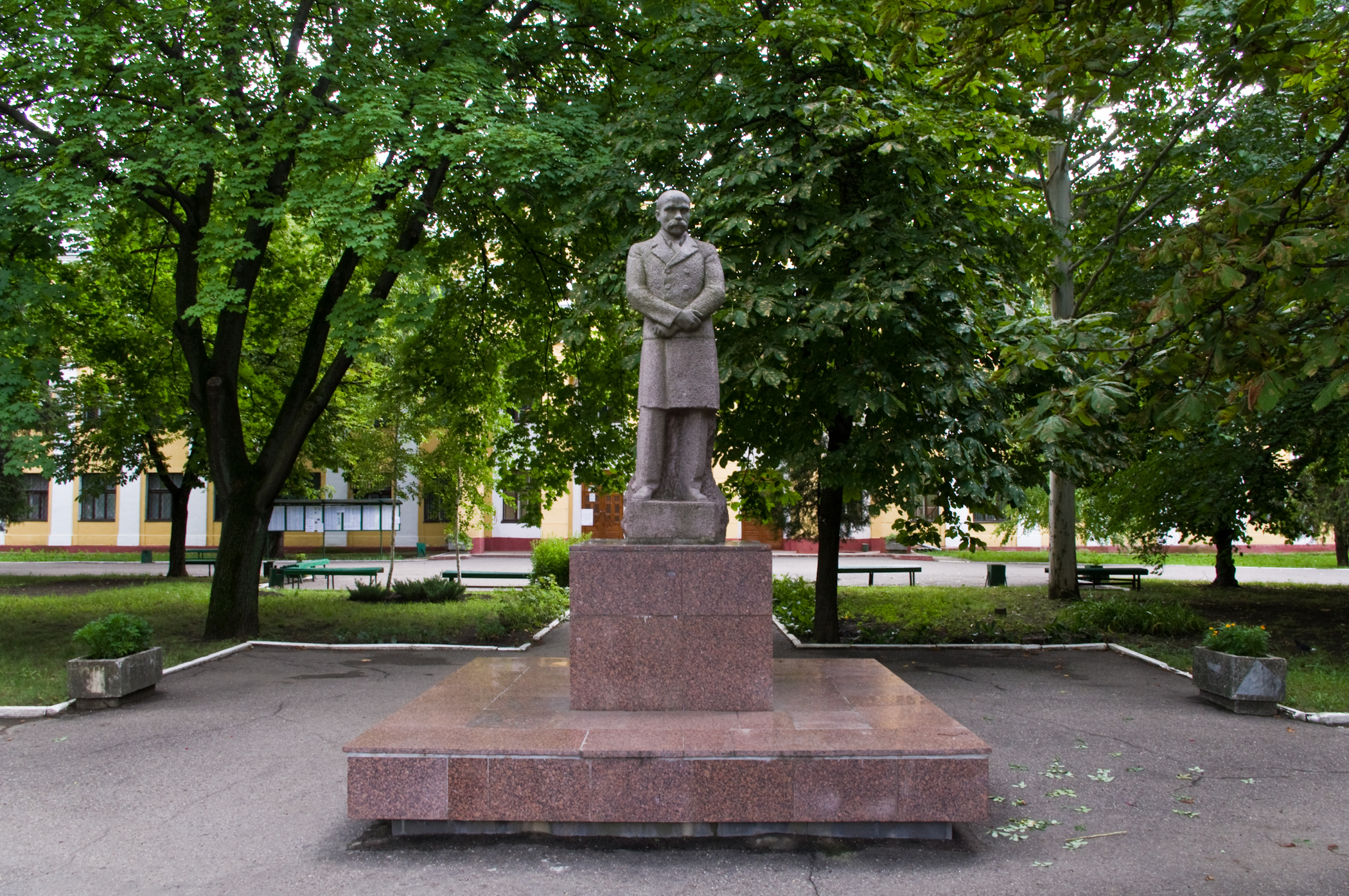
Пам'ятник Шевченкові в Тирасполі
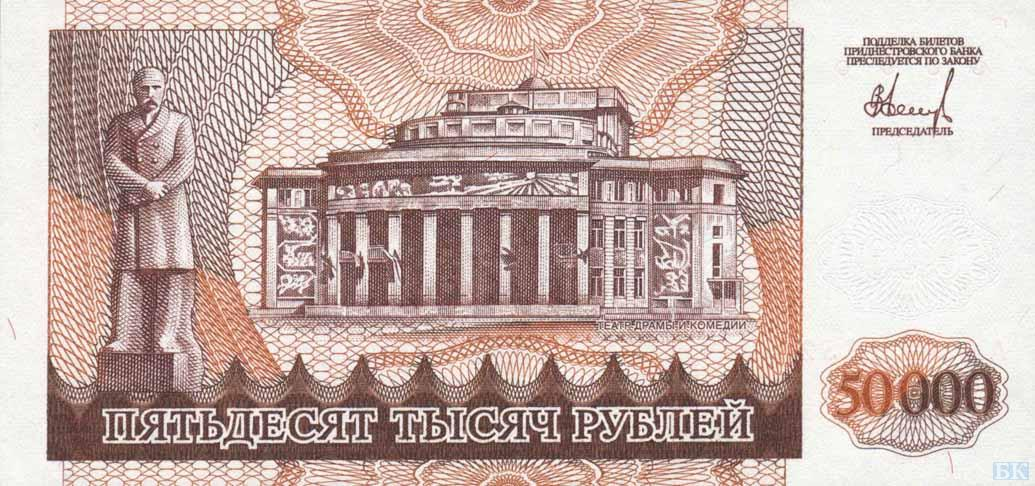
Пам'ятник на банкноті в 50 тисяч придністровських рублів

### Парагвай
- Енкарнасьйон. Погруддя Тарасові Шевченку відкрито під час проведення Тижня українського мистецтва та культури в Енкарнасьйоні 15 листопада 1976 року. Президент Альфредо Стресснер відкривав погруддя на площі Плаза де Армас у присутності гостей не лише з Парагваю, а також з українських товариств Аргентини, Бразилії, Сполучених Штатів та Канади. Важливу роль у проведенні Тижня та відкритті погруддя відіграла організація «Просвіта».

Українською на п'єдесталі написано: «Найбільший поет та національний пророк України».

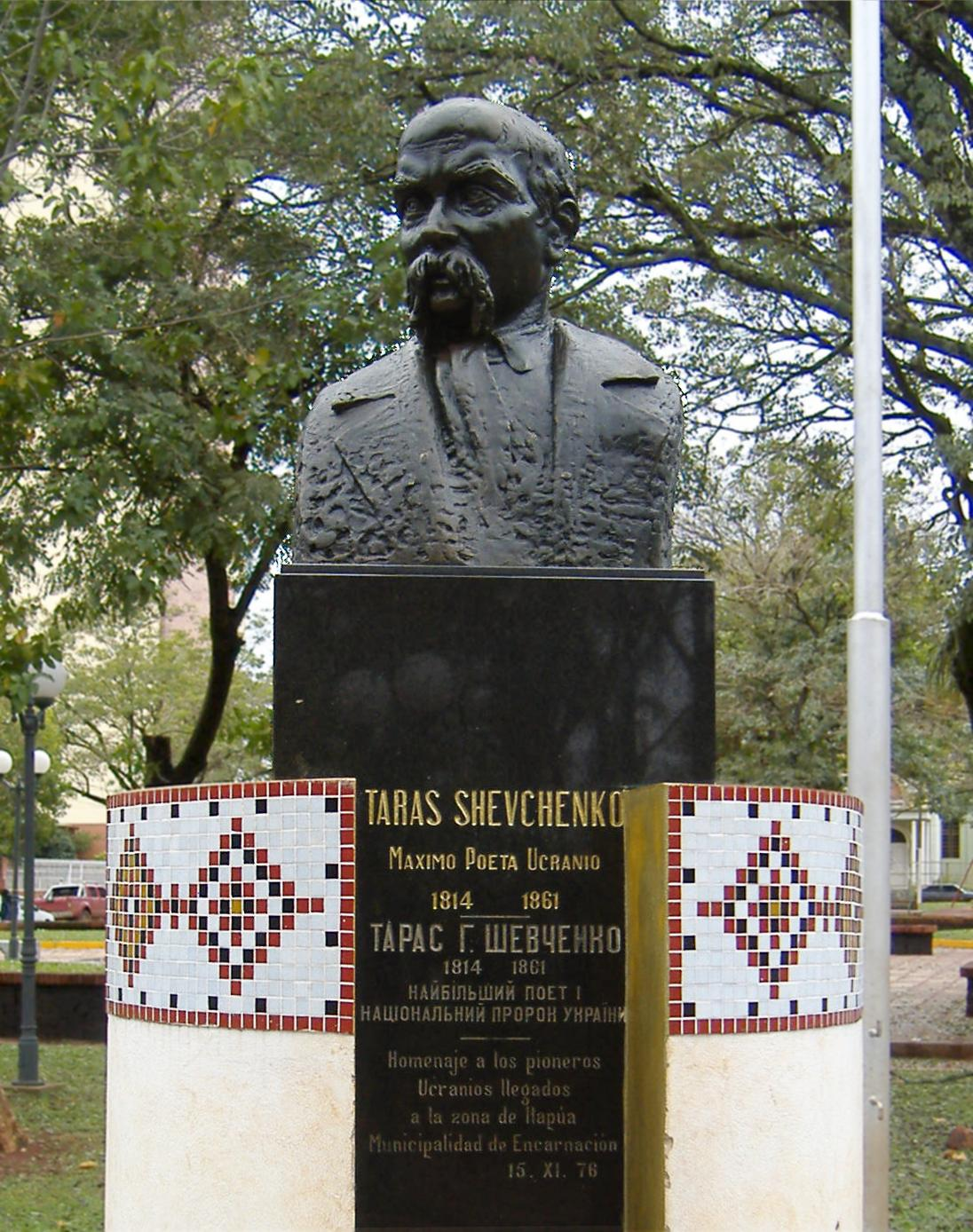

### Північна Македонія
- Скоп'є. У травні 2009 року в центральному парку столиці Македонії місті Скоп'є, розташованому просто навпроти національного парламенту республіки, урочисто (за участю представників македонських влади та інтелігенції, членів української громади, українських миротворців тощо) встановили бронзового Кобзаря. Автор погруддя — відомий македонський скульптор, академік Томе Серафімовський[136][157].

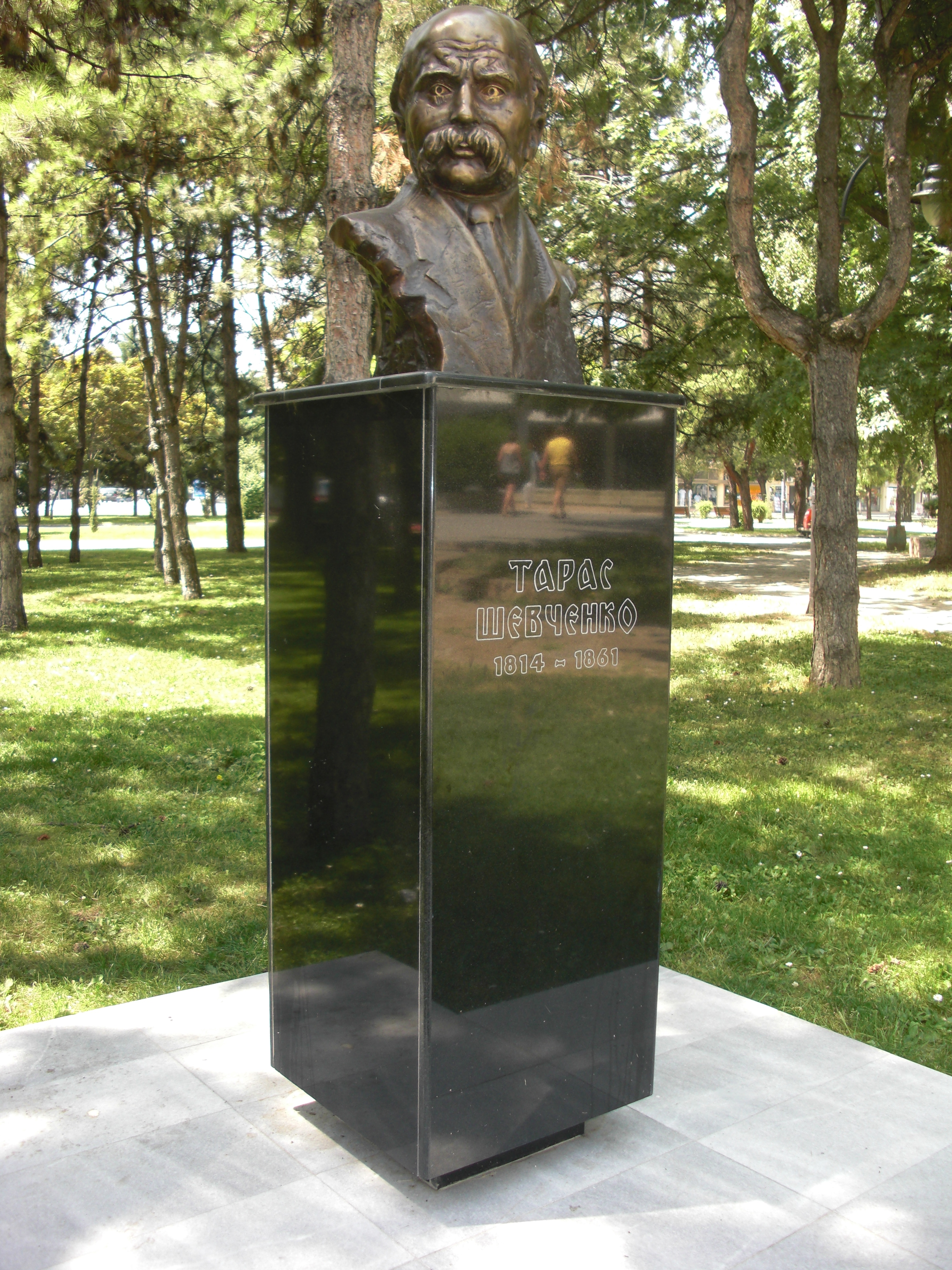
Погруддя Шевченка у Скоп'є
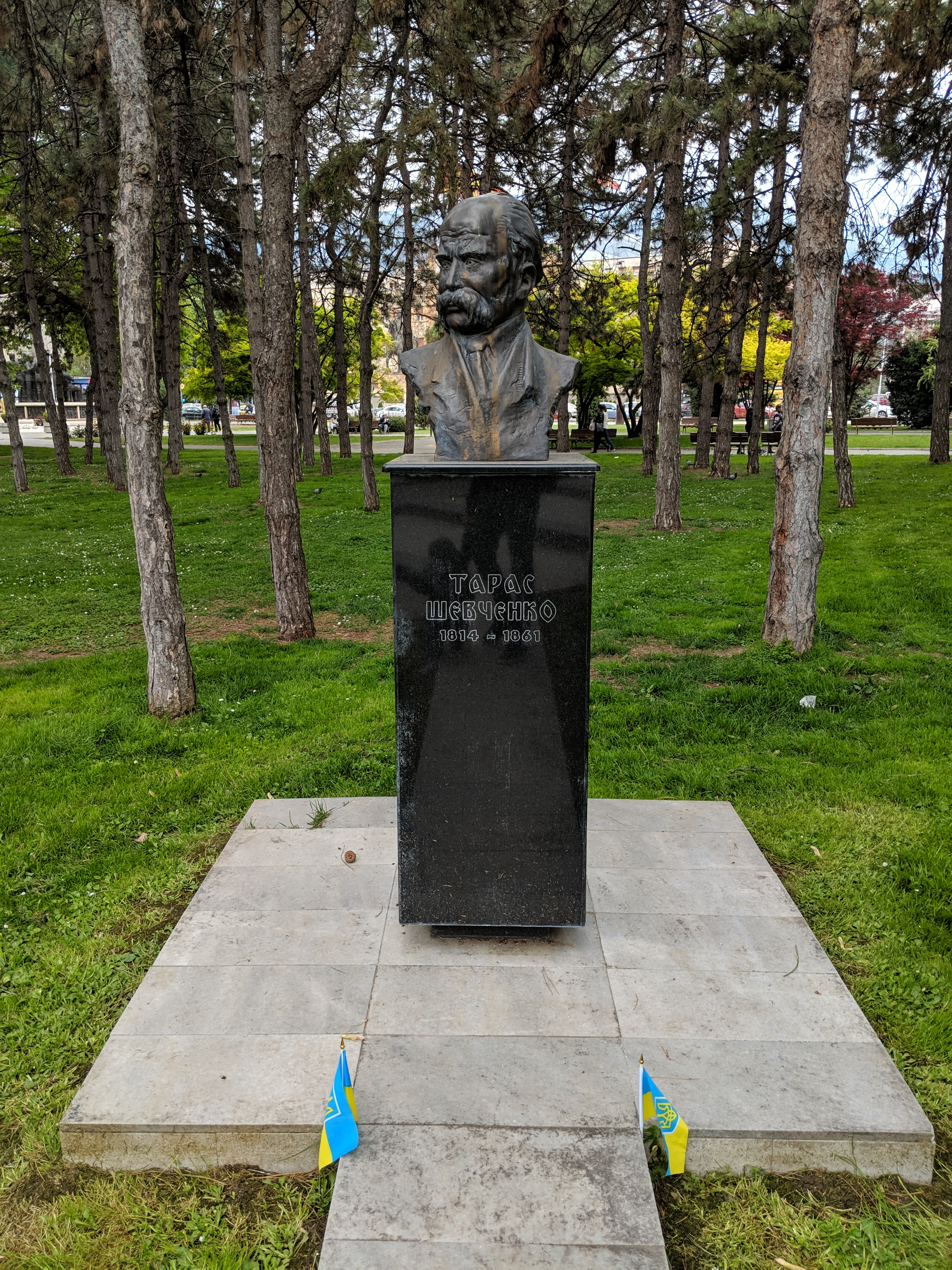
Станом на 2019 рік

### Польща
- Білий Бір. Пам'ятник Тарасу Шевченку в Білому Борі зведений у 1991 році, є даром українського народу для українців у Польщі. Його творці — скульптор Василь Бородай та архітектор Анатолій Ігнащенко.

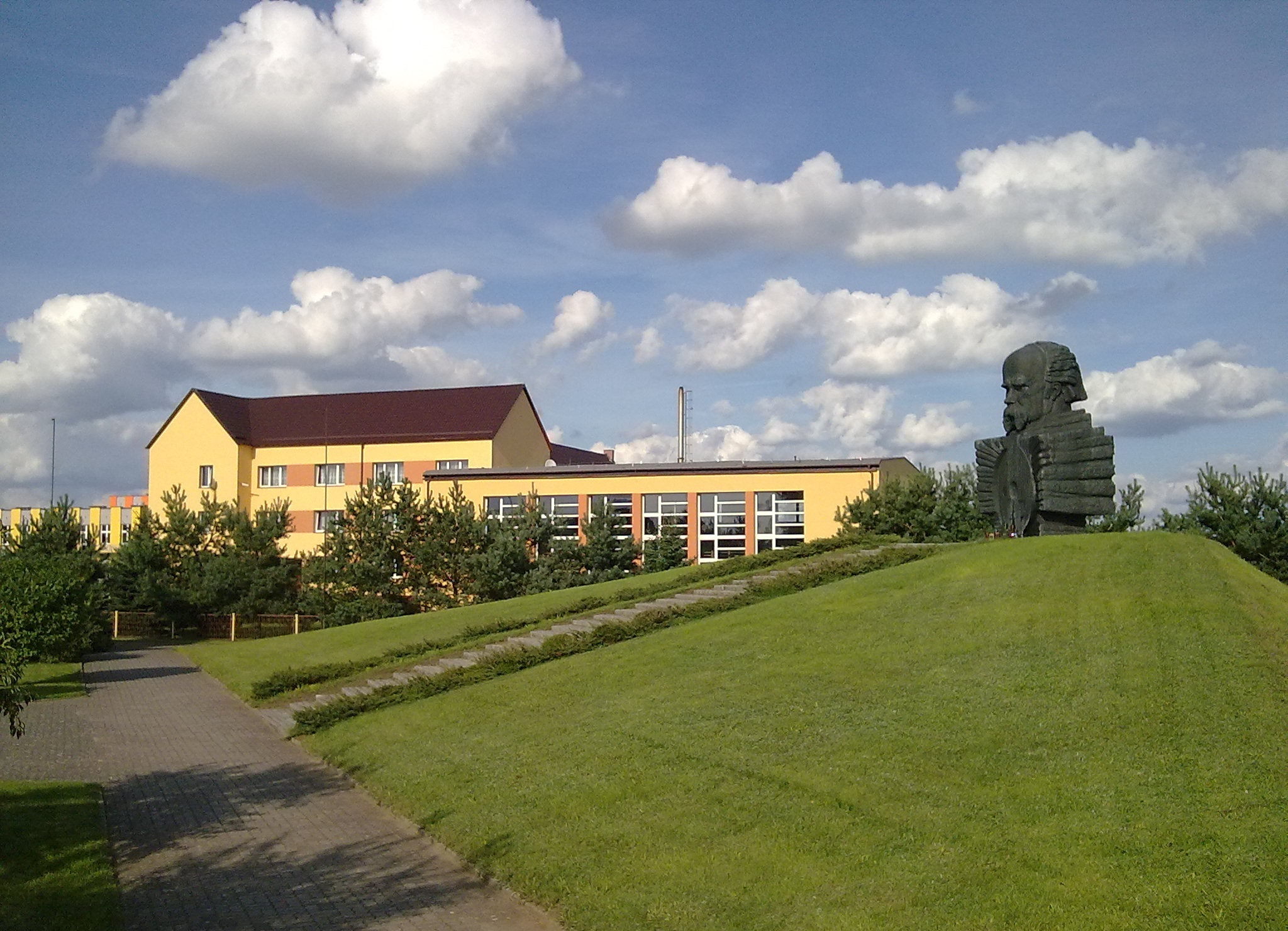
Пам'ятник Шевченкові у Білому Борі

- Варшава. Пам'ятник Тарасові Шевченку в Варшаві Відкритий за участю міністрів закордонних справ України та Польщі Анатолія Зленка та Влодзімежа Цімошевича 13 березня 2002 року у сквері його ж імені на перетині вулиць Спацерова, Говорка і Хотиньська. Інвестор — Об'єднання українців у Польщі на чолі з Мирославом Кертичаком. Автор скульптури — український скульптор Анатолій Кущ, автор п'єдесталу — польський архітектор Балтазар Брукальський. Фінансувала Київська міська рада і Львівська обласна державна адміністрація. Фірма «Edbud», на чолі з Едвардом Мазуром профінансувала монтаж пам'ятника, а також увесь комплекс робіт, пов'язаних із забрукуванням доріжок у сквері та площі перед самим п'єдесталом. Вагомий внесок для встановлення та відкриття пам'ятника зробив тодішній Посол України в Польщі Дмитро Павличко[158]. На пам'ятнику викарбувано чотири рядки з вірша Шевченка «Полякам»[136].:

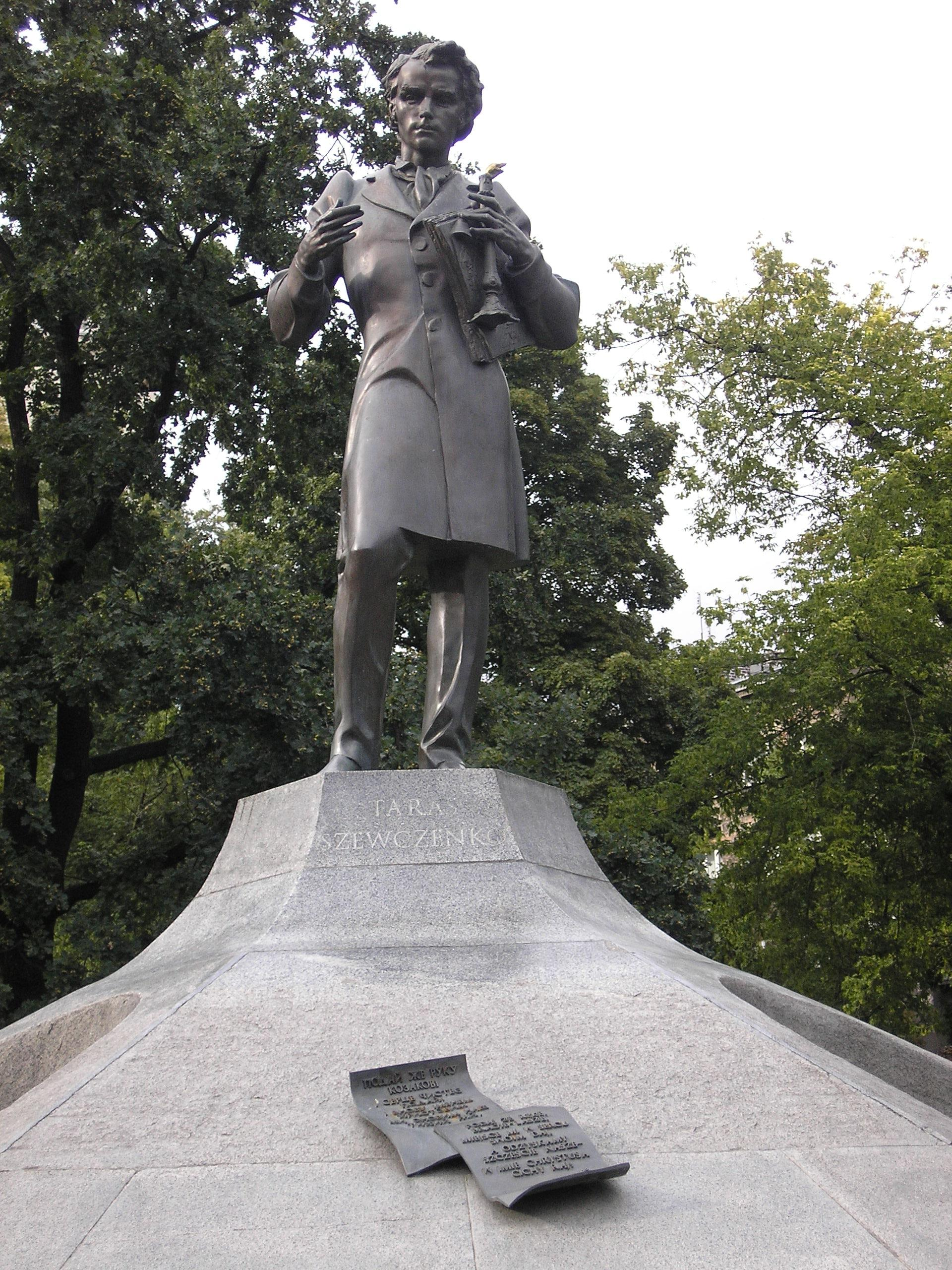
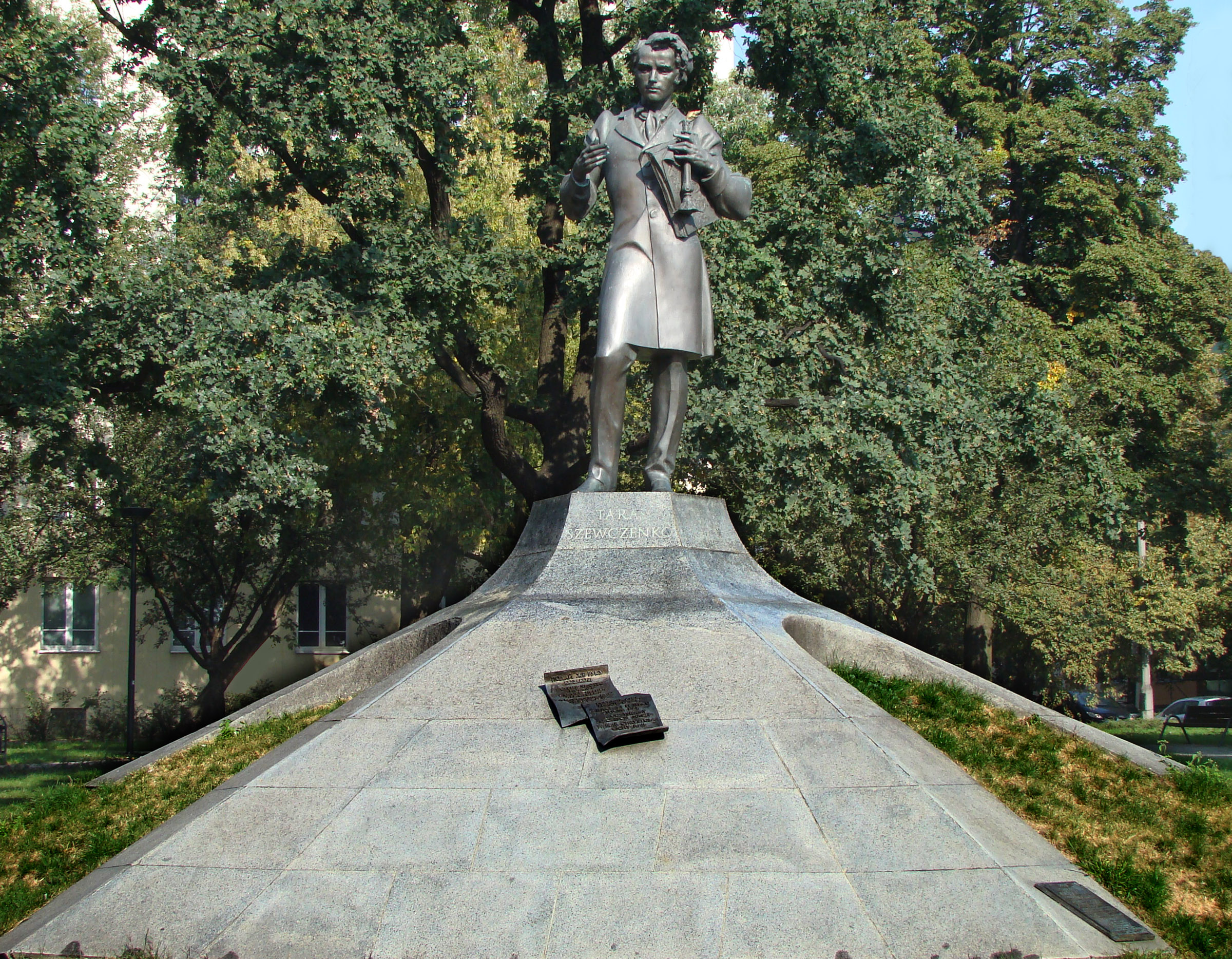
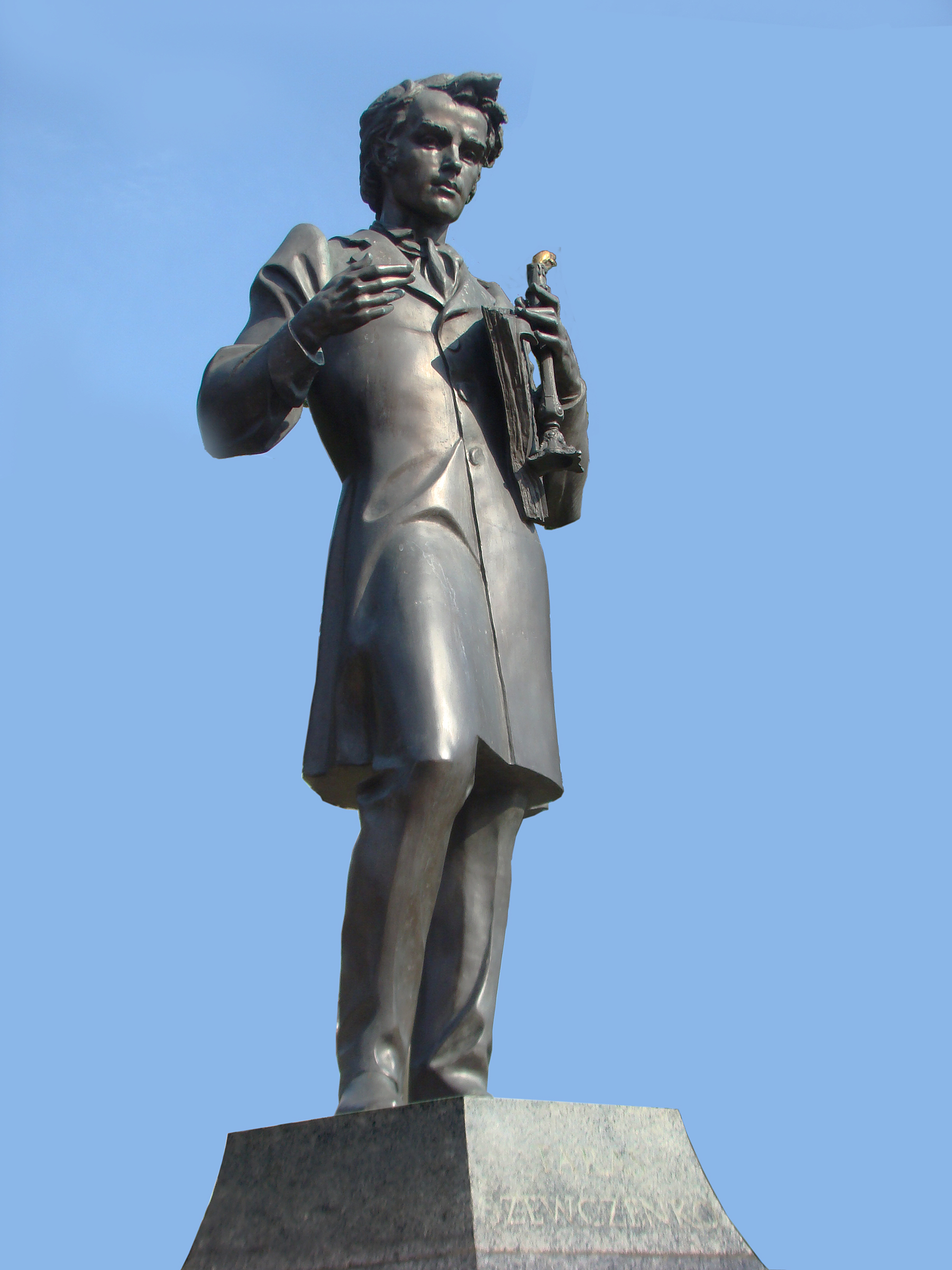
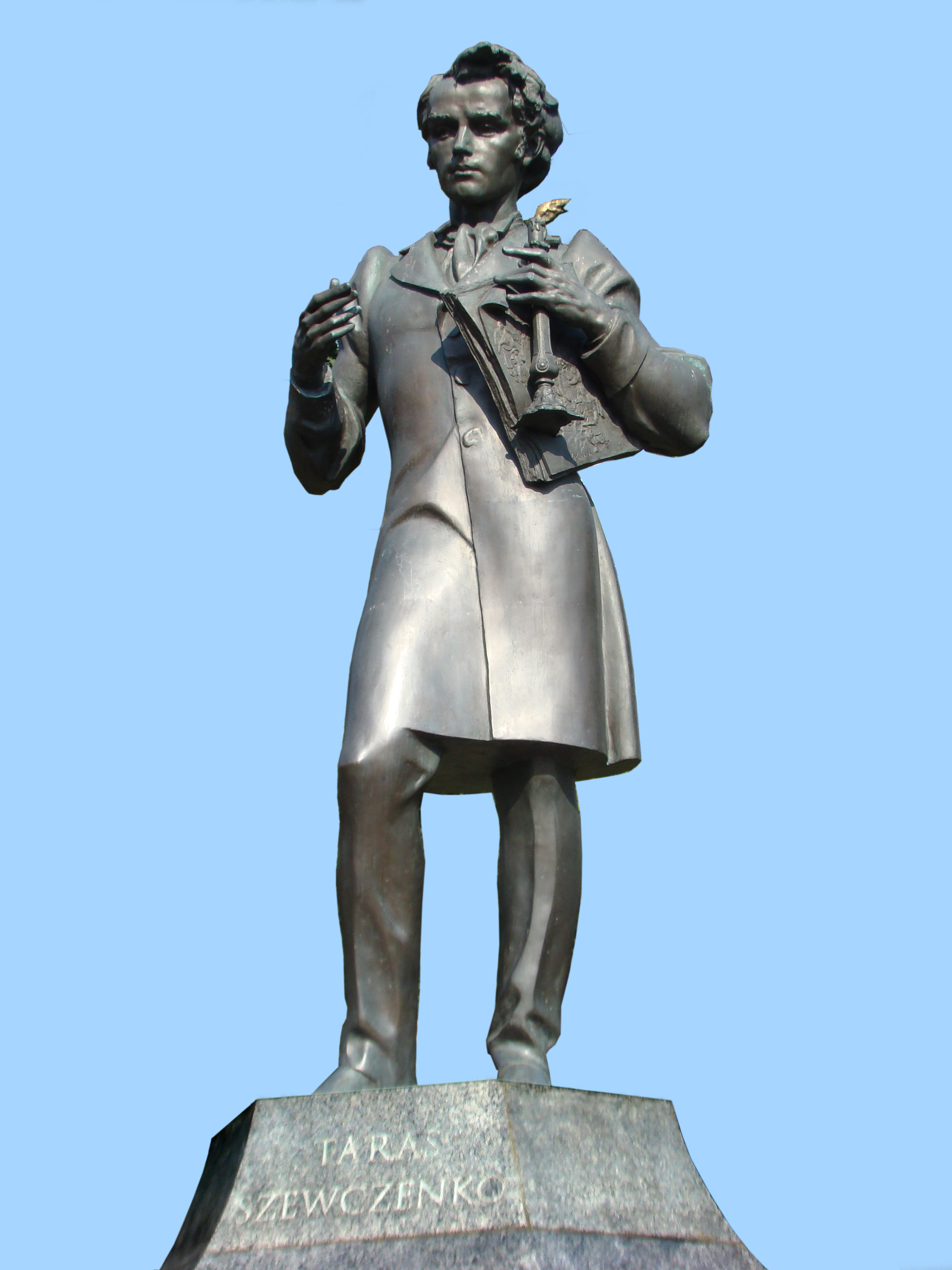
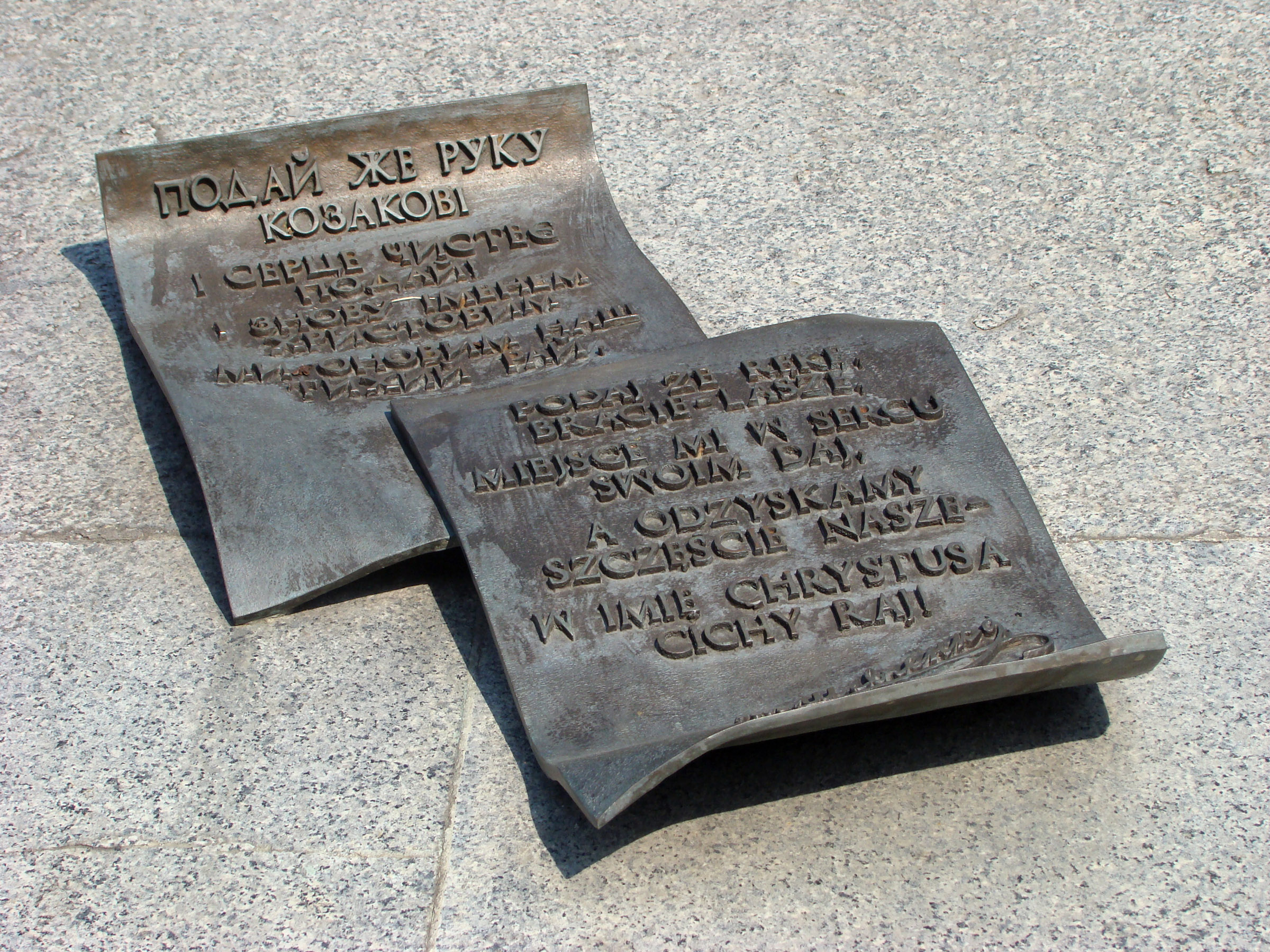

| Подай же руку козакові, І серце чистеє подай! І знову іменем Христовим ми оновим наш тихий рай. |

### Португалія
- Лісабон. 14 вересня 2019 року у Лісабоні з ініціативи Спілки українців Португалії було відкрито пам'ятник Тарасу Шевченку. Автором погруддя Шевченка є португальський скульптор Е. Де Карвалью, який став переможцем відкритого конкурсу. В лютому 2019 року муніципалітет Лісабона надав офіційний дозвіл на встановлення погруддя Тараса Шевченка на площі міста. У березні був підписаний договір про виготовлення пам'ятника українському поету Тарасу Шевченку, цьому посприяли посол України в Португалії Інна Огнівець та голова Спілки українців у Португалії Павло Садоха. Погруддя Кобзаря встановлено на постаменті, де є написи португальською та українською мовами: «Тарас Шевченко. Великий український поет», а також знамениті Кобзареві рядки «Борітеся — поборете! Вам Бог помагає! За вас правда, за вас слава і воля святая!»[159][160][161].

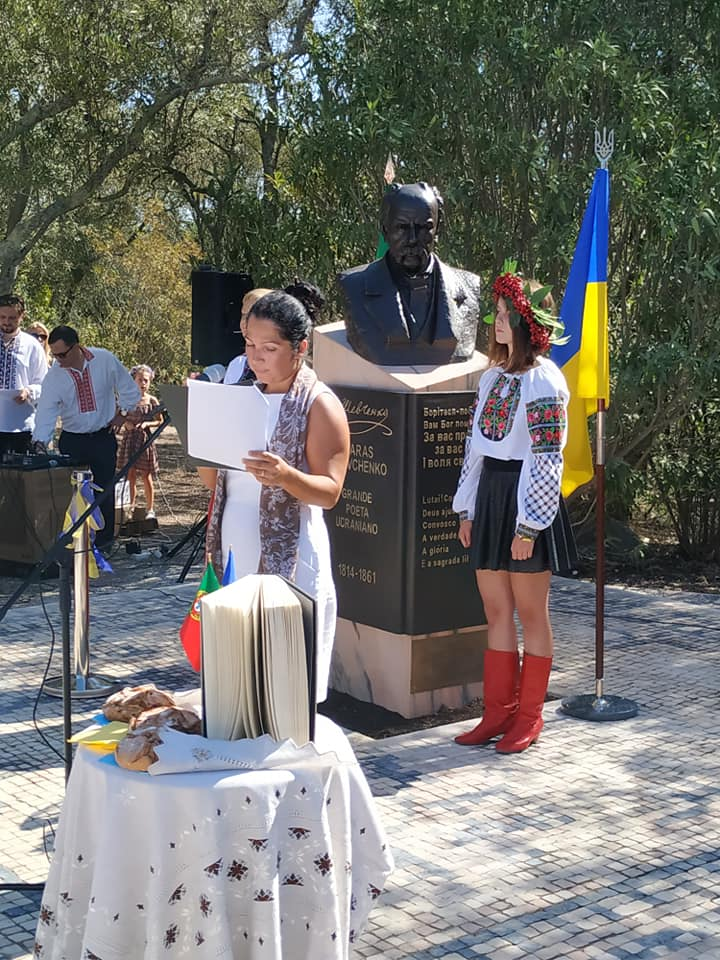
Пам'ятник Шевченку в Лісабоні.

### Росія
- Москва. Перший гіпсовий пам'ятник Кобзарю на дерев'яному постаменті роботи скульптора Волнухіна С. М. був урочисто встановлений на Різдвяному бульварі, поблизу Трубної площі 3 листопада 1918 року. У 1920-х роках Шевченківський монумент було розібрано і з того часу від нього не залишилося і гадки[162]. Теперешній повнофігурний Пам'ятник Тарасу Шевченку — роботи українських скульпторів Грицюка М. Я., Синькевича Ю. Л., Фуженка А. С. та архітекторів Сницарєва А. П. і Чеканюка Ю. А. урочисто відкритий у Москві 10 червня 1964 року з ініціативи Микити Хрущова. Пам'ятник являє собою бронзову фігуру поета (заввишки 5,6 м) на пласкому (з підвищенням) гранітному постаменті.
- Астрахань.
- Санкт-Петербург. Перший пам'ятник Шевченку в Росії. Автор — латиський скульптор Ян Тільберг. Пам'ятник, встановлений 1 грудня 1918 року, простояв лише вісім років. На п'єдесталі слова:

| Великому украинскому поэту-крестьянину Тарасу Григорьевичу Шевченко (1814—1861 гг.) Великий русский народ |

Другий пам'ятник поету встановлено 22 грудня 2000 року на розі пр. Левашовського та вул. Ординарної, біля станції метро «Петроградська». Цю триметрову скульптуру у 1993 році подарував Санкт-Петербургу канадський скульптор українського походження Лео Мол. 1995 року (за часів мера Собчака) її вирішено встановити, але через брак коштів не вдалося. Через деякий час, уже за розпорядженням губернатора Яковлєва, встановлення пам'ятника перенесли на 1999 рік. Проте відкриття відбулося під час зустрічі лідерів України та Росії у 2000 році.

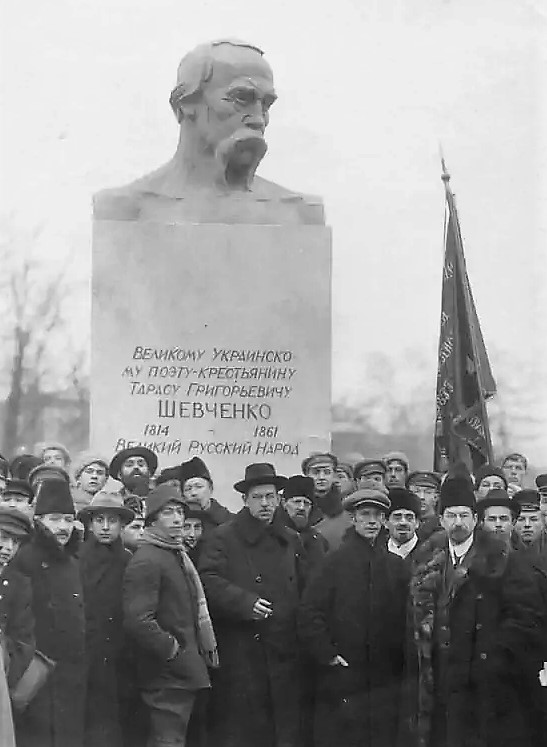
Перший пам'ятник Шевченку в Санкт-Петербурзі. Фото Віктора Булли
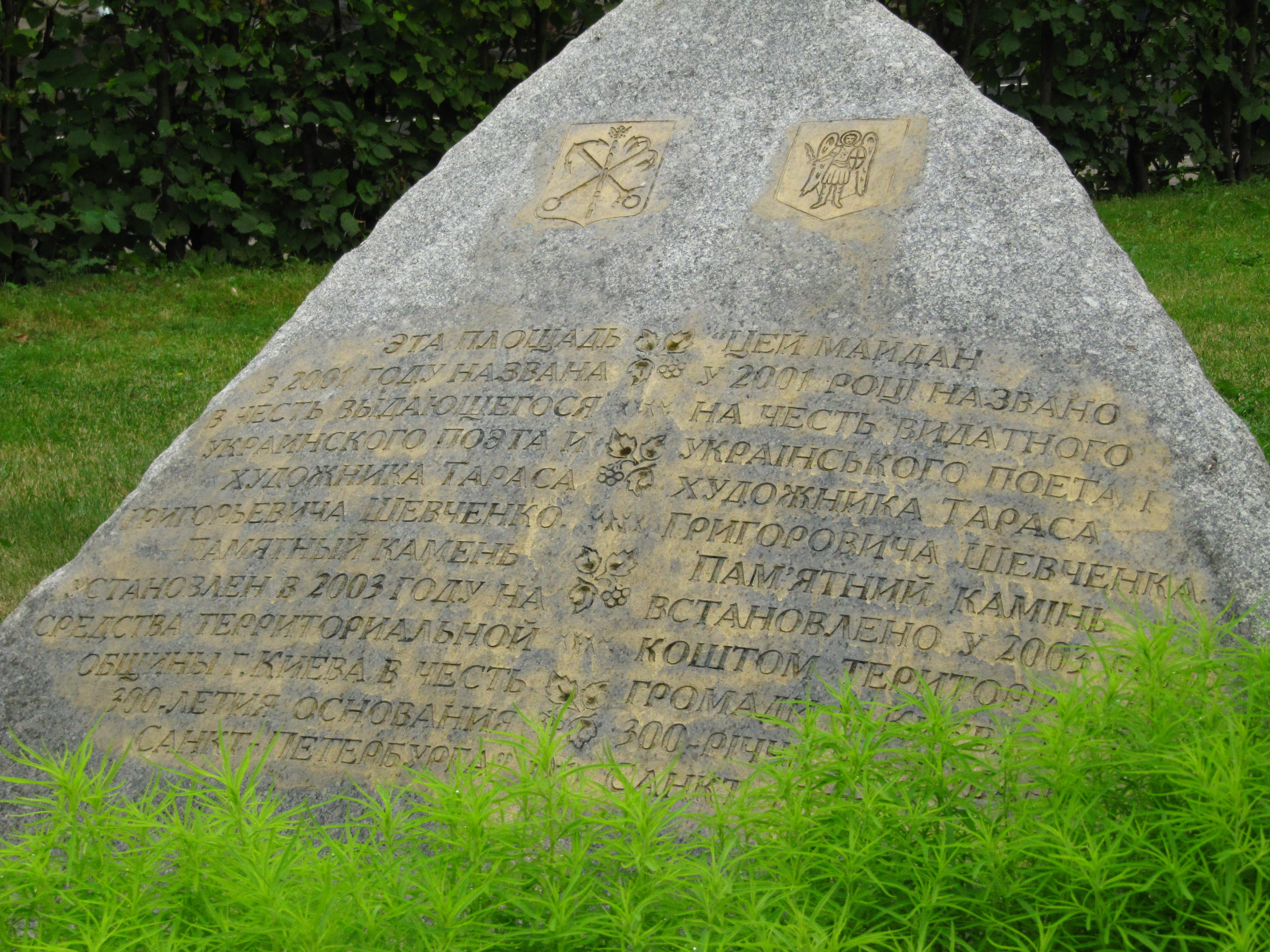
На майдані Шевченка

- Краснодар. Пам'ятник із мармурової крихти відкритий у 1980 році по вул. Шевченка біля перехрестя зі Ставропольскою. Автори — скульптор І. П. Шмагун, архітектор В. Т. Головєров.
- Новосибірськ.
- Орськ. Пам'ятник урочисто відкрили 17 серпня 1959 року у центральній частині міста на площі імені Т. Г. Шевченка. Автори — скульптор Л. М. Писаревський, архітектор М. К. Габелко[163]. Відлитий з бронзи на Митищинському заводі. Постамент облицьований гранітними плитами. Висота скульптури — 5 метрів, висота постаменту — 4 метри. Споруджений в пам'ять про перебування Шевченка в Орській фортеці з 22 червня 1847 по 11 травня 1848 року рядовим 3-ої роти 5-го лінійного батальйону, куди він був відправлений відбувати покарання за участь у діяльності Кирило-Мефодіївского товариства. Пам'ятник являє собою скульптуру сидячого Т.Г Шевченка в накинутій на одне плече шинелі. На постаменті текст: «Т. Г. Шевченко. 1814—1861»[8].

Пам'ятник Шевченкові в Орську.

- Шахти. Пам'ятник Шевченку встановлено 18 березня 1972 року на вході до Олександрівського парку, але на початку 1990-х його демонтували, а на його місці з'явився фонтан. У 2011 році ініціативна група жителів міста Шахти звернулася до міської адміністрації з проханням відновити пам'ятник. Ідею підтримав мер міста. У 2012 році пам'ятник поетові було відновлено, але на новому місці — біля краєзнавчого музею, розташованному вздовж вул. Шевченка[164][165].

### Румунія
- Бухарест. Гранітний пам'ятник Т. Г. Шевченку у Бухаресті. Вважається, що пам'ятник Тарасові Шевченку в одному з центральних парків румунської столиці міста Бухареста, що відкритий 1952 року, був першим пам'ятником українському Кобзареві в європейській країні поза Україною, однак 1993 року це погруддя, разом з іншими монументами соціалістичної епохи, було по-варварськи знищене невідомими[9]. Вже за 5 років, 1998 року, в Бухаресті, в парку Херестреу відкрито новий пам'ятник Шевченкові роботи відомого скульптора Геннадія Єршова.
- Негостина. У березні 2005 року біля культурного центру села Негостина Сучавського повіту відкрито погруддя Шевченка. Пам'ятник є подарунком України численній українській громаді села[166].

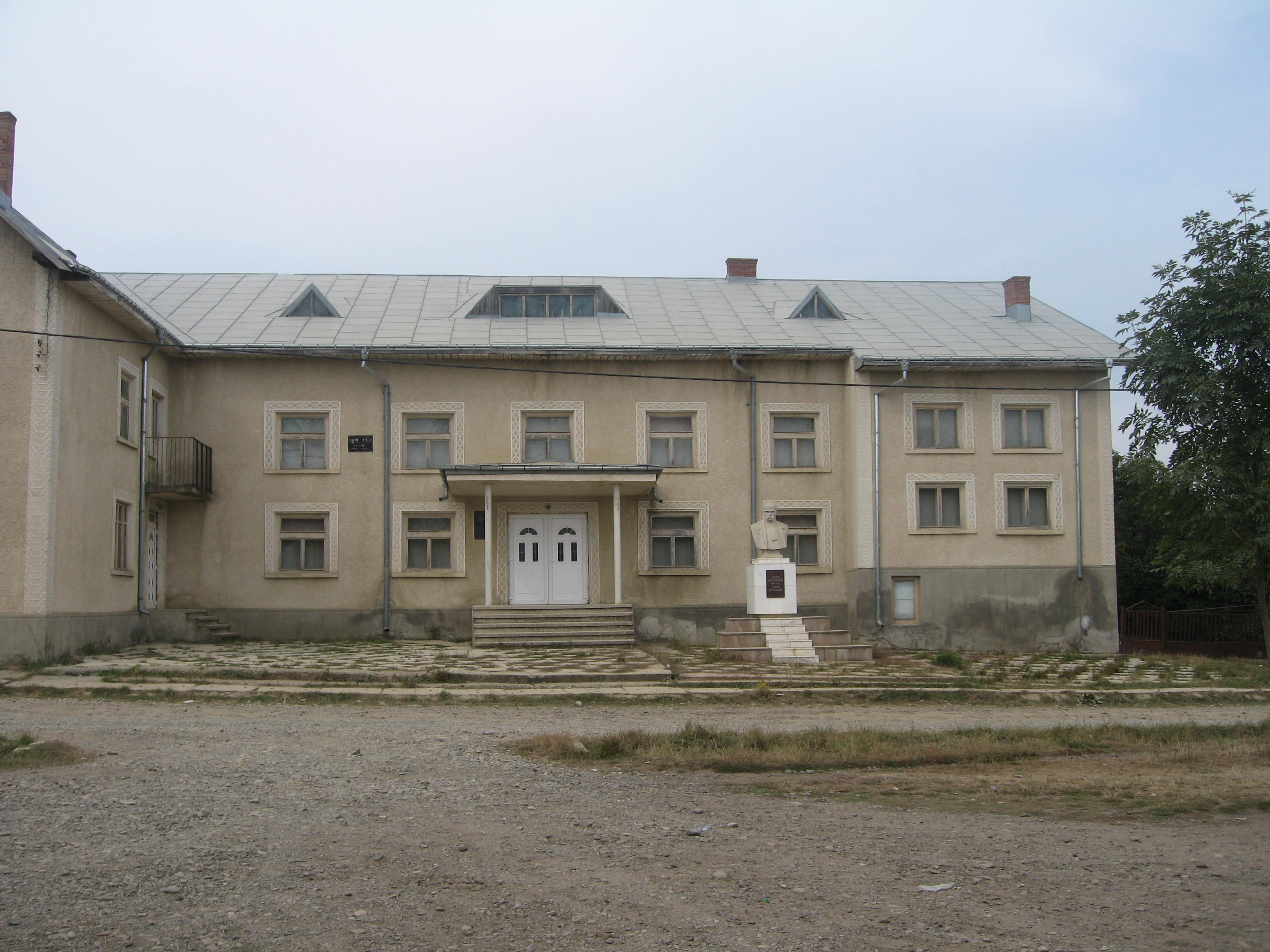
Пам'ятник Шевченку біля культурного центра
Погруддя ШевченкаПогруддя Шевченка

- Сату-Маре. 1 липня 2009 року в румунському місті Сату-Маре відбулося урочисте відкриття пам'ятника Тарасу Шевченку. Пам'ятник встановлено на площі Васіле Лукача. У церемонії відкриття пам'ятника брали участь представники Закарпатської ОДА та української діаспори Румунії[167].
- Сигіт. 29 жовтня 2016 у Сигіті було відкрито пам'ятник Тарасу Шевченку[168].

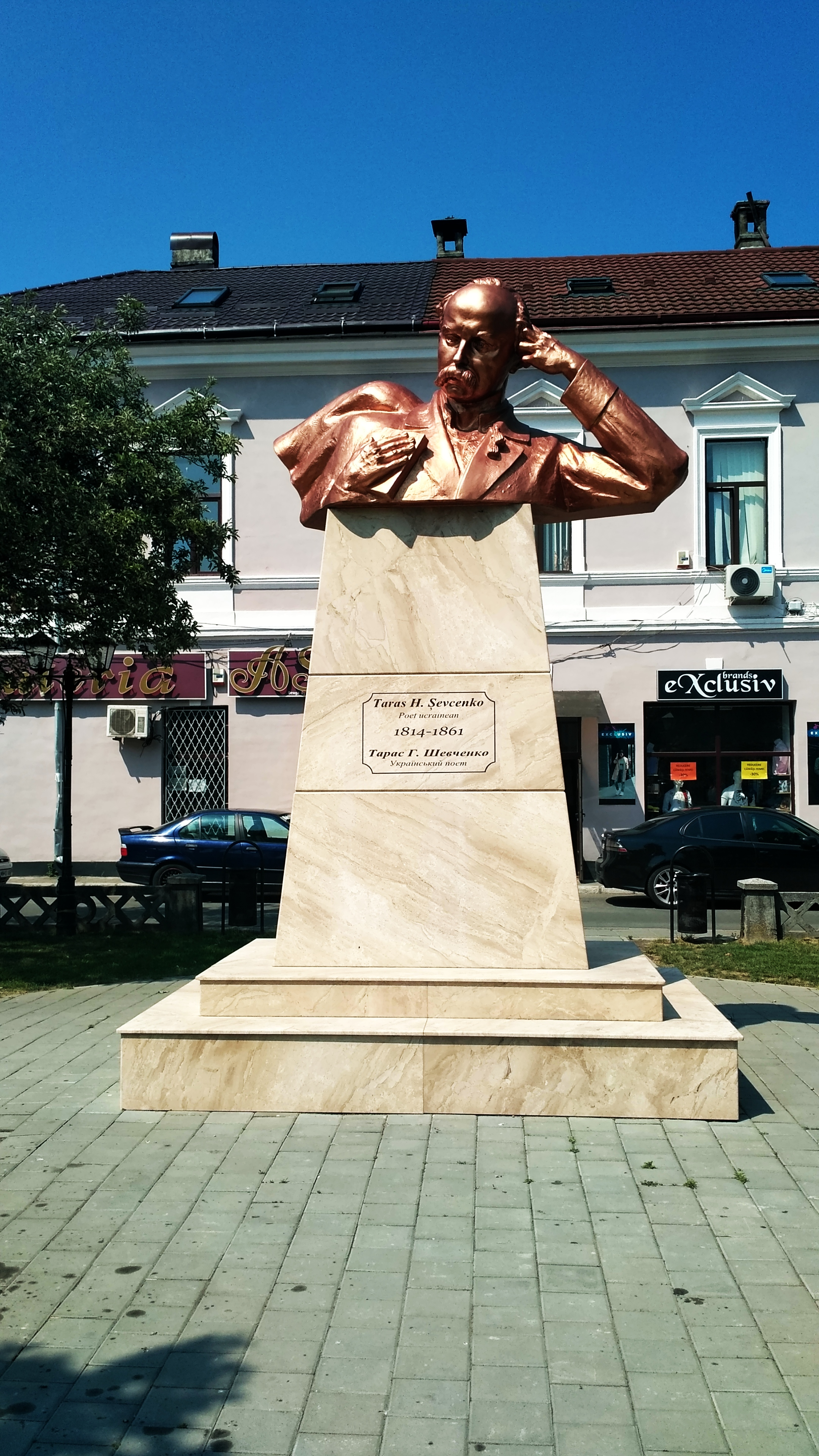
Пам'ятник Шевченку в містечку Сигіт

- Лугож. Погруддя Шевченка біля української церкви[169]
- Тулча. Погруддя Шевченка встановлено 2011 року у парку національних меншин[170]

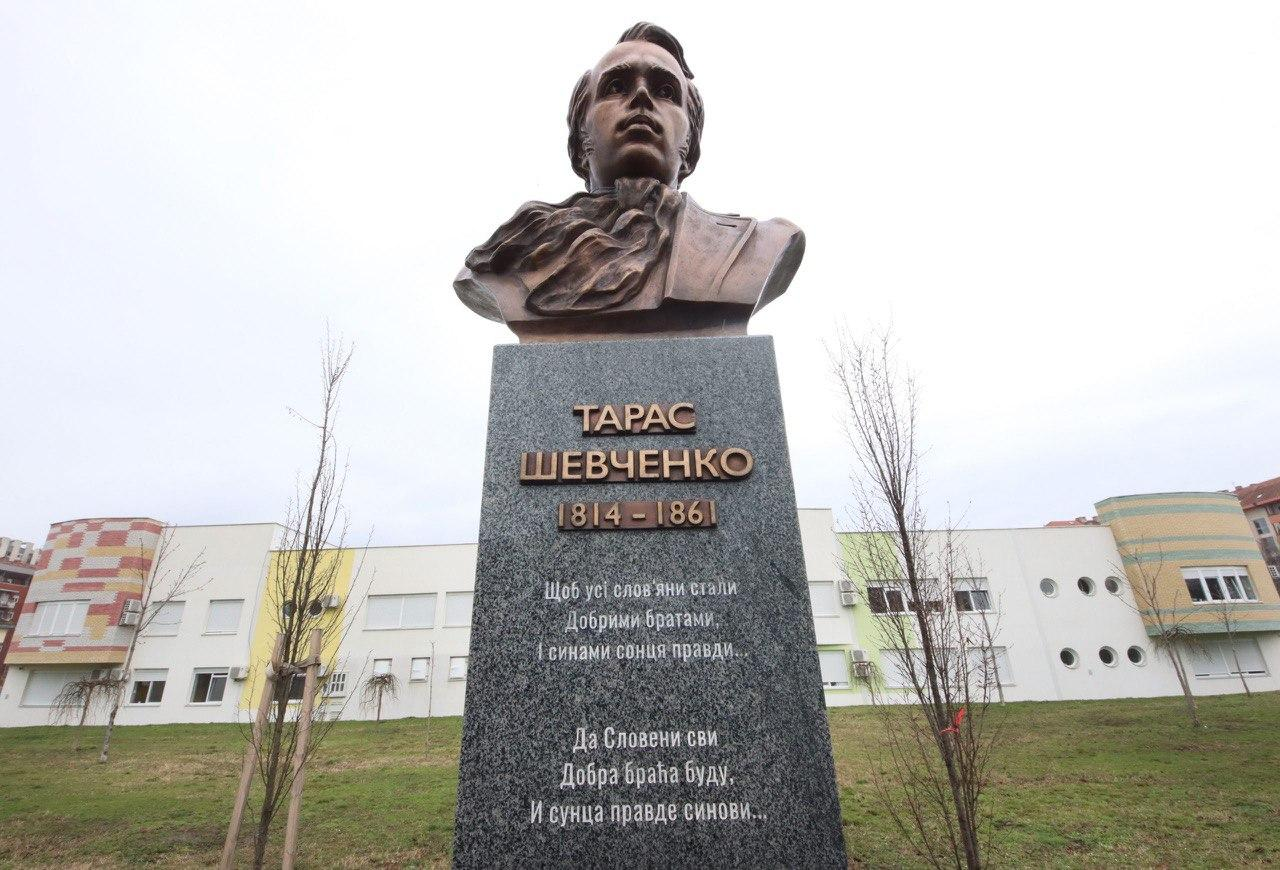
Пам'ятник Тарасу Шевченку в Новому Саді

### Сербія
- Новий Сад. 19 листопада 2020 було встановлено перший пам'ятник Тарасу Шевченку у Сербії. Пам'ятник є дарунком громаді Нового Саду від міста-побратима Львова. Його розташовано неподалік університетського кварталу, біля алеї, що носить ім'я сербського поета Мирослава Антича. На пам'ятнику сербською та українською мовами викарбувано цитату з поеми «Єретик»: «Щоб усі слов'яни стали добрими братами і синами сонця»[171][172][173]. Протягом російської війни проти України в 2022 році зловмискники осквернили пам'ятник українському письменникові, намалювавши на ньому «Z», що є військовим символом російських окупантів[174].

### Словаччина
- Братислава. Погруддя Т. Г. Шевченка роботи словацького скульптора О. Бенце відкрито 1990 року[9].

### Словенія
- Крань. Погруддя встановлене на території парку La Ciotat Park міста Крань 8 листопада 2021 року, напередодні Дня української писемності та мови. Автор пам'ятника — Народний художник України, скульптор Сейфаддин Алі-огли Гурбанов[175].
- Штанєл. Погруддя відкрито 26 червня 2010 з нагоди сторіччя видання перекладу «Кобзаря» Йосипа Абрама. Товариство українців і русинів «Карпати» з Любляни, намаганням голови товариствава др. Євгена Петрешина, секретаря Андрія Хевки і співпрацівників, відшукало добродійних спонсорів, та здійснило виробку погрудь обох письменників. Автор погруддя знаменитий словенський скульптор Мірсад Бегіч[176].

### Сполучені Штати Америки
- Вашингтон. Пам'ятник Тарасу Григоровичу Шевченку у Вашингтоні створив скульптор із українським корінням Леонід Молодожанин. Цей пам'ятник — одне з перших його творінь, а фінансувала його створення «Просвіта». На церемонії відкриття був присутній екс-президент Ейзенхауер. Відкриття відбулося 27 червня 1964 року в присутності понад ста тисяч людей, відтоді 27 червня вважається українським днем у США. Розташований пам'ятник між вулицями 22-ю та 23-ю і «Р» (Пі), в північно-західній частині столиці, де міститься чимало посольств.

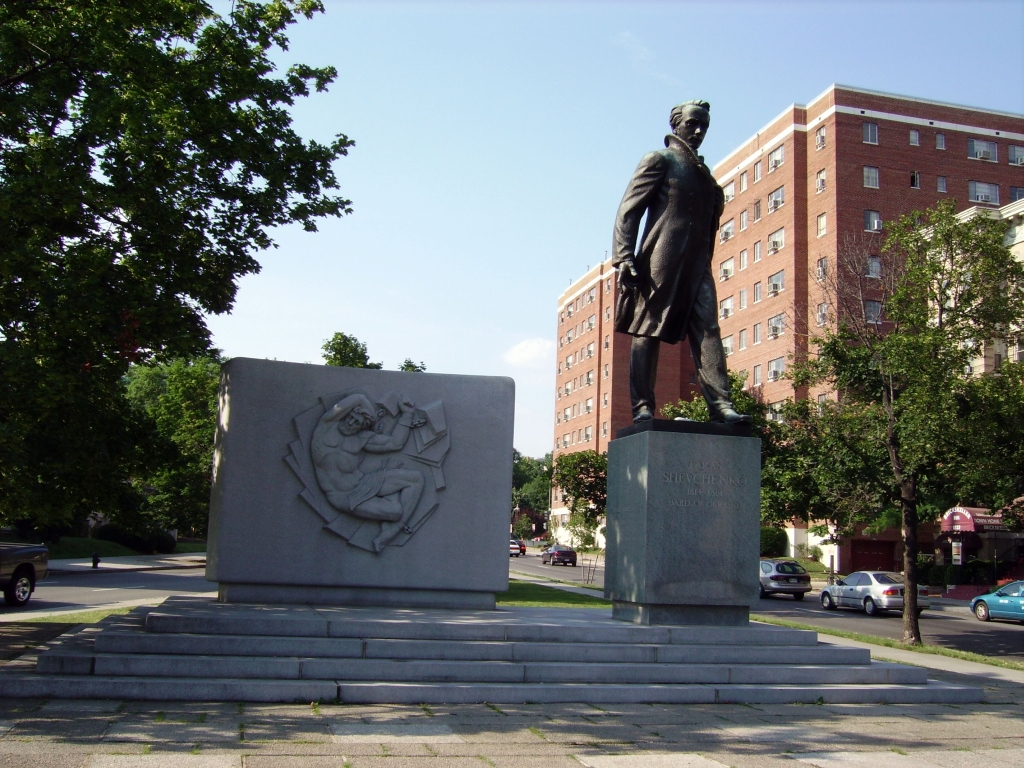
Пам'ятник у Вашингтоні.
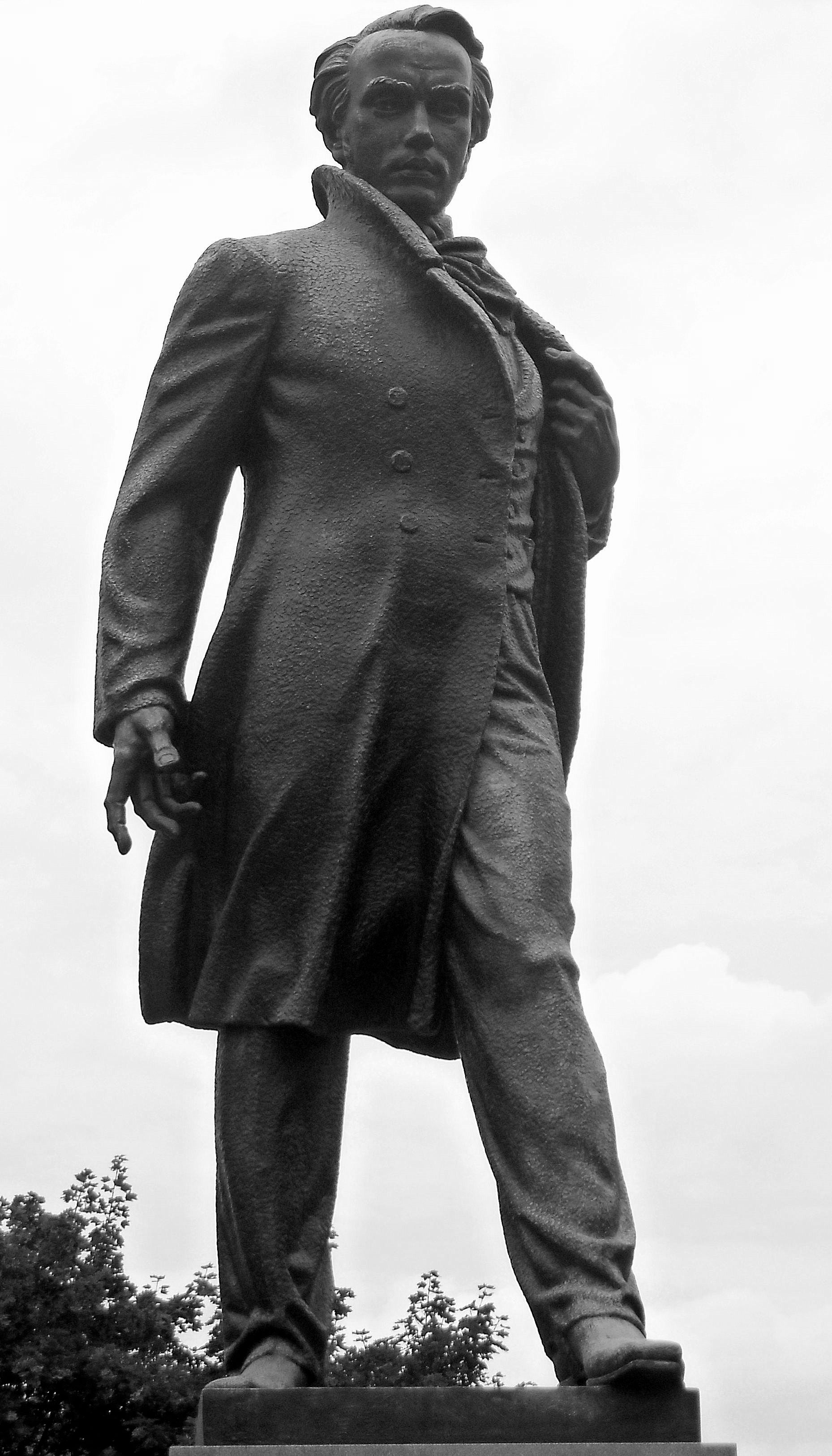
Фрагмент пам'ятника Шевченку у Вашингтоні.

- Кергонксон (Нью-Йорк). Погруддя Т. Шевченка встановлено 16 червня 1957 року на Союзівці — в оселі Українського народного союзу в Кетскильських горах[177].
- Клівленд (Огайо). Пам'ятник Шевченкові в Клівленді є в Українському саду. Бронзовий бюст поета роботи скульптора Олександра Архипенка встановлений у 1940 році коштом Українських злучених організацій[178].

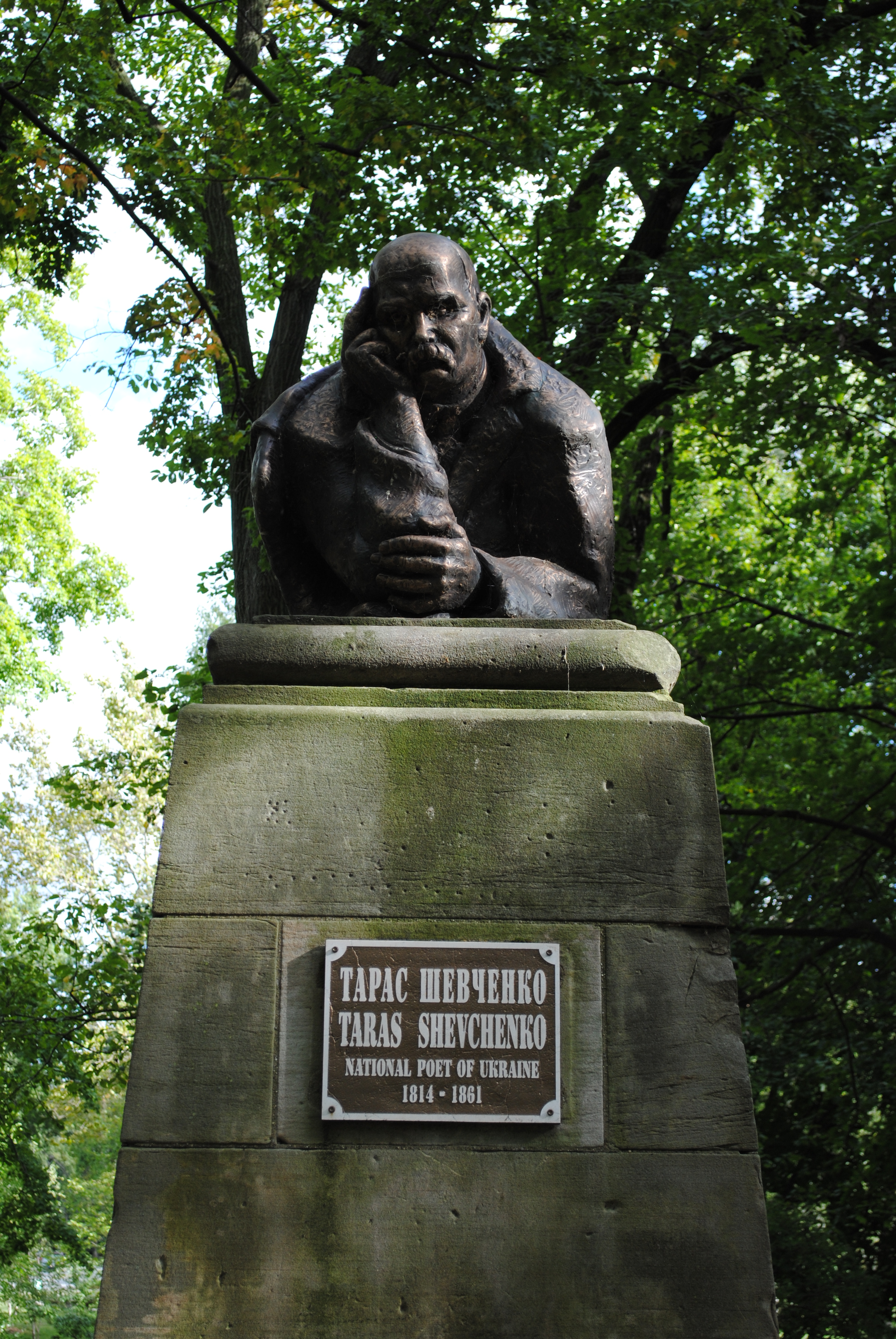
Скульптура Тараса Шевченка у Клівленді.

- Монро, округ Орандж (штат Нью-Йорк). Пам'ятник Шевченкові в Аров-парку[179]. відкрито 1970 року. Скульптор Василь Бородай, архітектор Анатолій Ігнащенко.[180][181][182][183][184].
- Сірак'юс (Нью-Йорк). Найновіший пам'ятник Т. Шевченку спорудила українська громада в Сірак'юс (Сиракузах) — відкрито 16 жовтня 2005 року перед українською греко-католицькою церквою св. Івана Хрестителя. Постать Т. Шевченка в бронзі виконано американським скульптором Бенедиктом Декстером при активній співпраці архітектора Володимира Бутенка. Тарас Шевченко зображений у молодому віці, в руках у нього «Кобзар», а на ногах — ретязі[177][185].
- Трой (Нью-Йорк)
  - 23 серпня 1981 року відкрито гранітно-бронзовий пам'ятник роботи скульпторів А. Павлоші та М. Черешньовського в оселі Елмера Гейтса[en][177].
  - Пам'ятник у місті відкрито 5 червня 1988 року. Головним промовцем під час відкриття пам'ятника був Микола Руденко[177].

### Туркменістан
- Ашгабат. Перший пам'ятник Тарасові Шевченку в Ашгабаті встановлено у 1926 році. Під час руйнівного землетрусу 1948 року пам'ятник знищений. 24 березня 1972 року під час Декади культури і мистецтв України в Туркменістані відбулося відкриття нового пам'ятника Тарасові Шевченку (автор — скульптор Михайло Лисенко)[186]. У вересні 2009 року за сприяння Посольства України в Республіці Туркменістан та Хякімлику (мерії) Ашгабата пам'ятник реконструйовано і перенесено на нове, зручніше місце, — на один квартал східніше на майдані біля будинку Держкомітету з туризму і спорту Туркменістану[187].

### Угорщина
- Будапешт. Відкрито пам'ятник 11 липня 2007 року в Будапешті. У відкритті брали участь Президент України Віктор Ющенко та Президент Угорської Республіки Ласло Шойом з дружинами. Також у церемонії відкриття брали участь представники Державного самоврядування українців Угорщини та Європейського конгресу українців.

Встановлено пам'ятник у сквері греко-католицької церкви на правому березі Дунаю в Буді навпроти МЗС Угорщини, тобто на перехресті популярних туристичних маршрутів. Автор пам'ятника — Іван Микитюк, член Національної спілки художників України, професор Львівської академії мистецтв, Заслужений діяч мистецтв України (мешкає у Львові). Пам'ятник вилито з бронзи, загальна висота — 3 метри.
Раніше, у червні 2004 року була спроба встановити невідповідний пам'ятник. Бюст, котрий і близько не схожий на Тараса Шевченка. Місце, де мав стояти Тарас — під бункером часів Другої світової війни в одному з віддалених районів Будапешта. Відкривати його мав один із зверхників України.

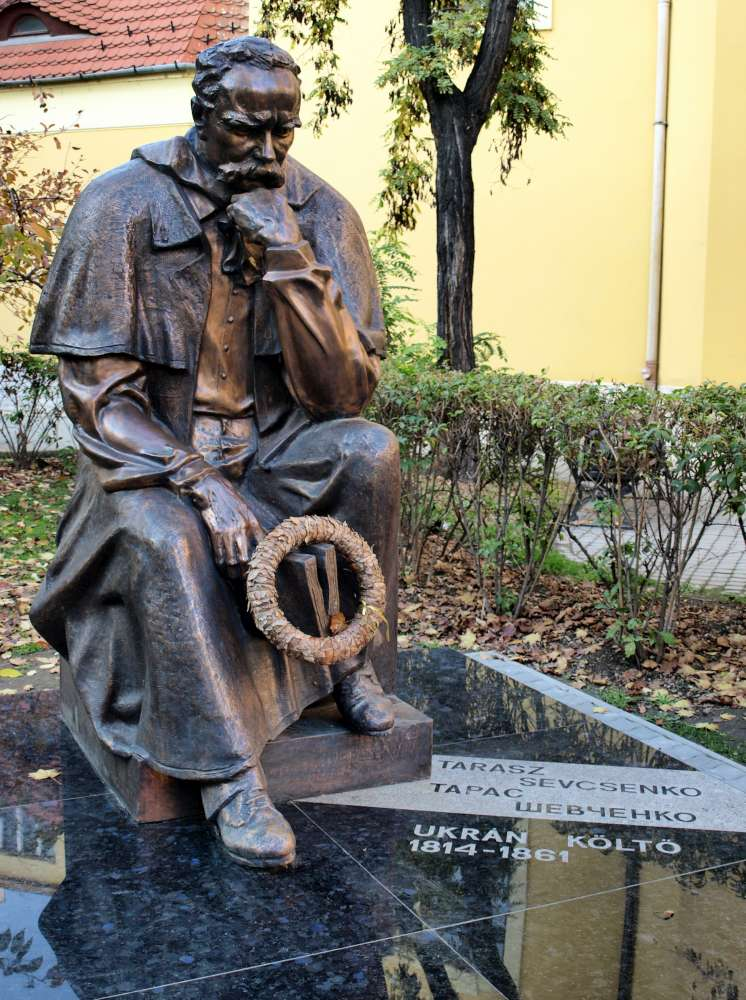
Монумент у Будапешті.
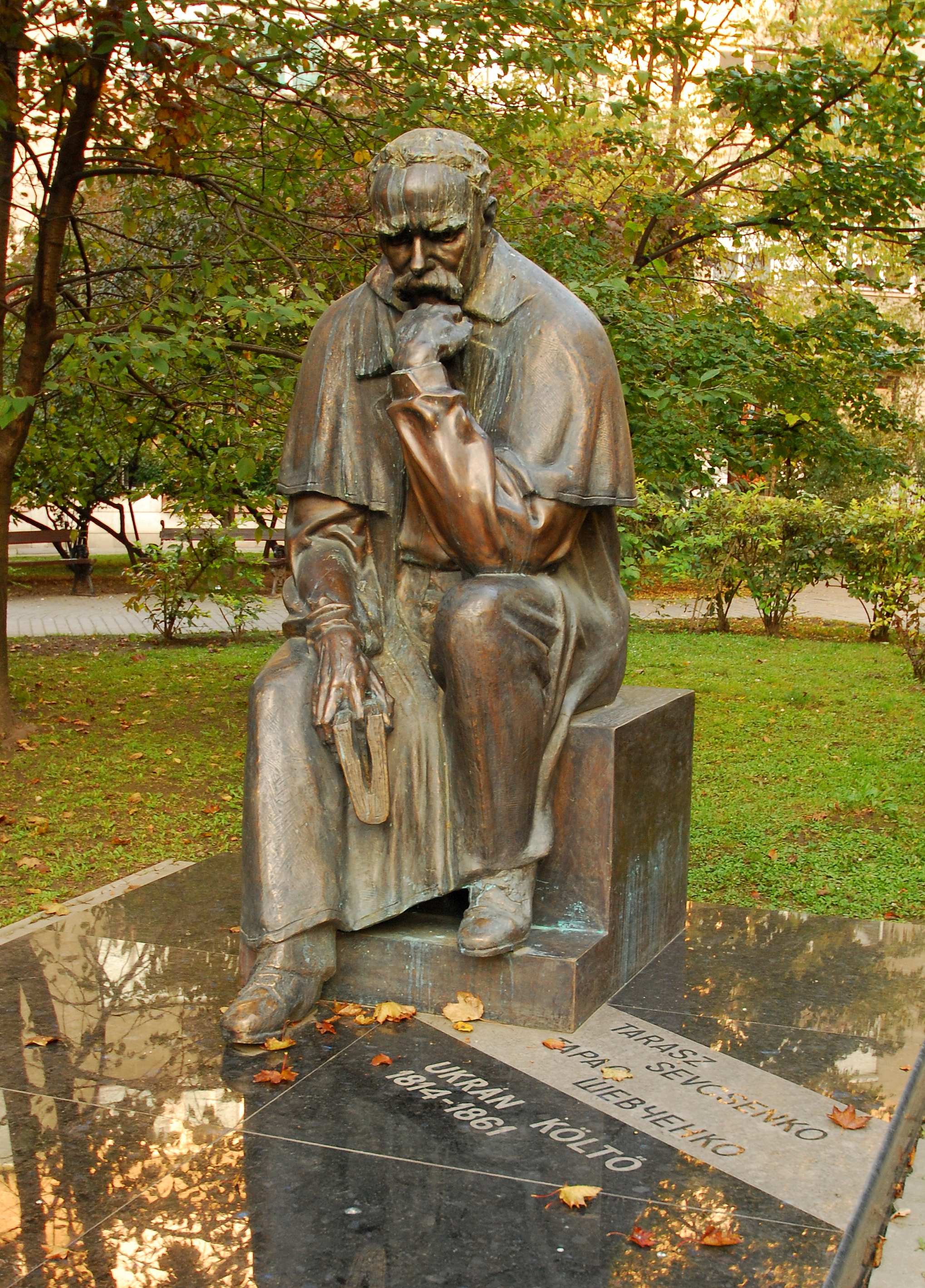

- Залаегерсег. У 1986 р. у м. Залаегерсег встановлено погруддя Т. Г. Шевченка роботи українського скульптора Івана Білокура[191].

Погруддя Т. Г. Шевченка

### Узбекистан
- Ташкент. Пам'ятник Т. Г. Шевченку в столиці Узбекистану місті Ташкенті урочисто відкритий у грудні 2002 року на вулиці його імені на тлі панно, розміщеного на стіні одного з корпусів школи № 110, яка теж носить ім'я Т. Г. Шевченка. Автор пам'ятника — скульптор Леонід Рябцев[128][192].
- Зарафшан. В узбецькому місті Зарафшан Навоїйської області пам'ятник Тарасу Шевченку встановлено у сквері в центрі міста. Постать Великого Кобзаря вилита з бронзи. Урочисте відкриття пам'ятника відбулося у жовтні 2007 року, що стало завершальною подією серед заходів, присвячених 15-й річниці встановлення дипломатичних відносин між Україною та Узбекистаном[193].
- Навої. Пам'ятник Шевченкові встановлений у 2007 році[194].

### Франція
У Франції три пам'ятники Т. Г. Шевченку.:
- Париж — урочисто відкрито радянським посольством 1978 року на бульварі Сен-Жермен у скверику, який отримав ім'я Т. Шевченка. Автор пам'ятника-погруддя — київський скульптор М. Лисенко. У Києві існує копія цього монумента — у подвір'ї Національної академії образотворчого мистецтва і архітектури.

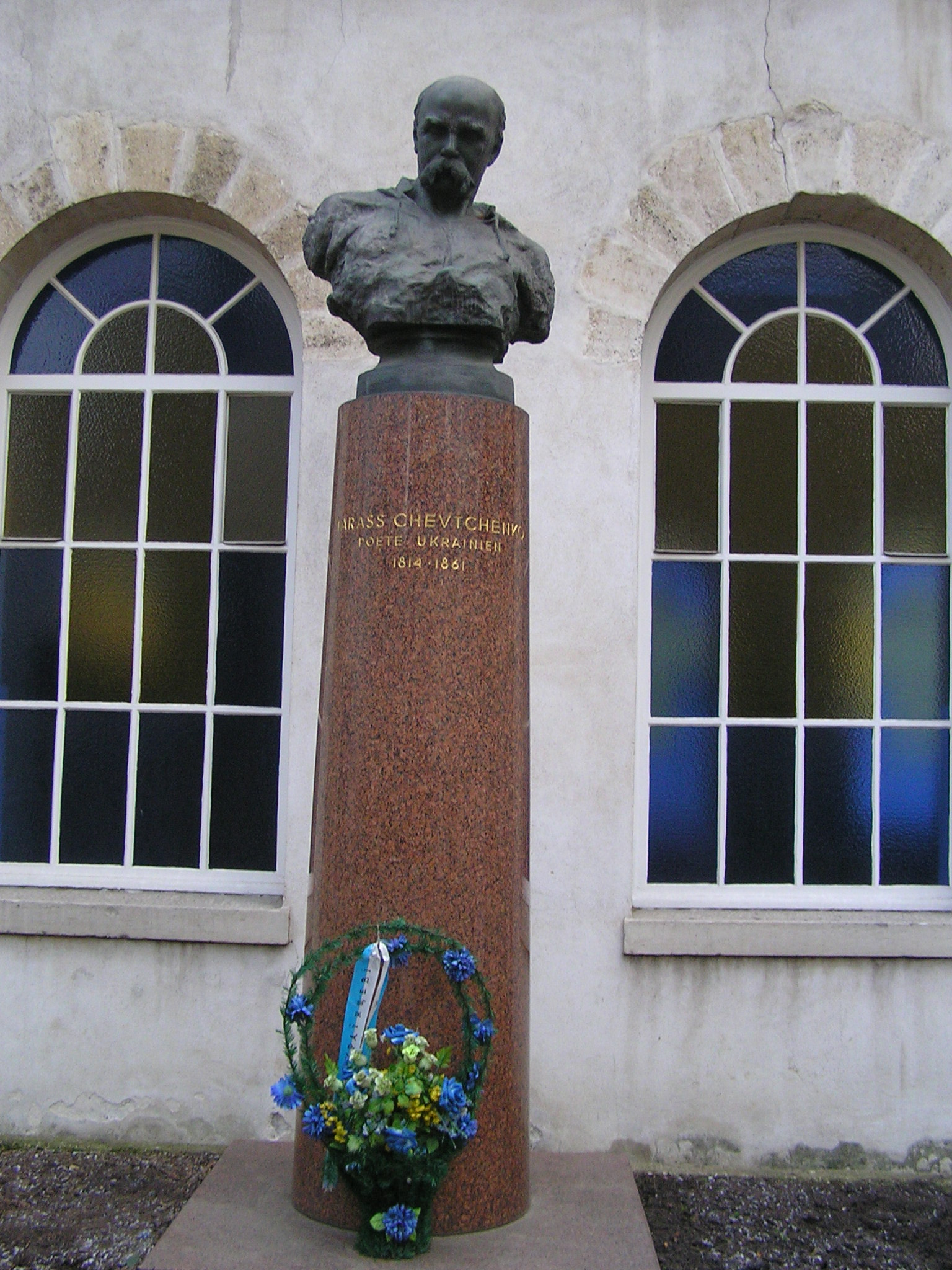

- Тулуза (місто-побратим Києва) — відкрито 1971 року в районі Бельфонтен; автор — французький скульптор А. Алас. Восени 2022 року на прохання української громади міста пам'ятник був переміщений із житлового району у сад Компанс-Каффареллі(інші мови) (Японський сад П'єра Боді(інші мови)), до одного із входів по бульвару Ласкросес(інші мови)[195][196];

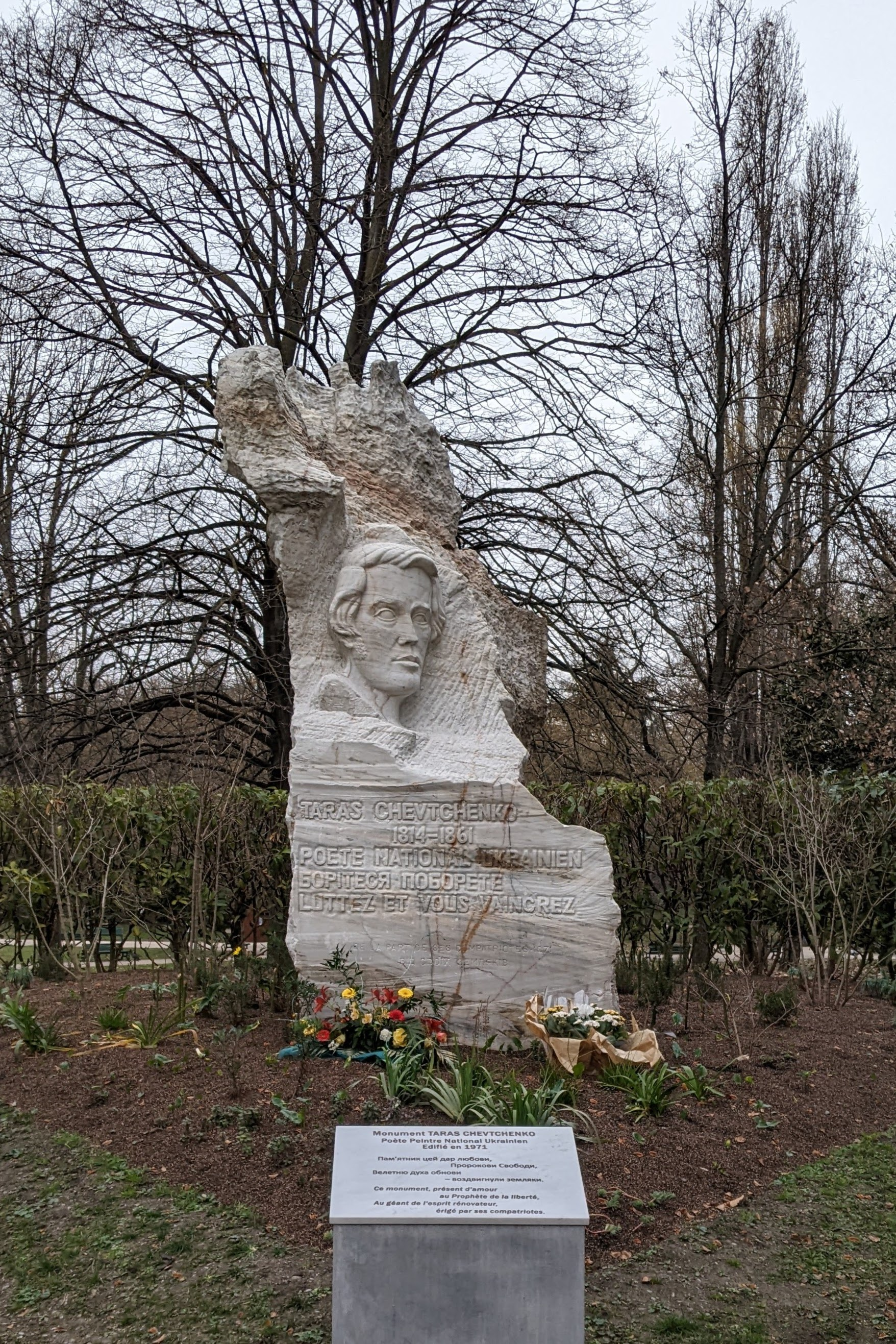
Пам'ятник Шевченкові в Тулузі на новому місці
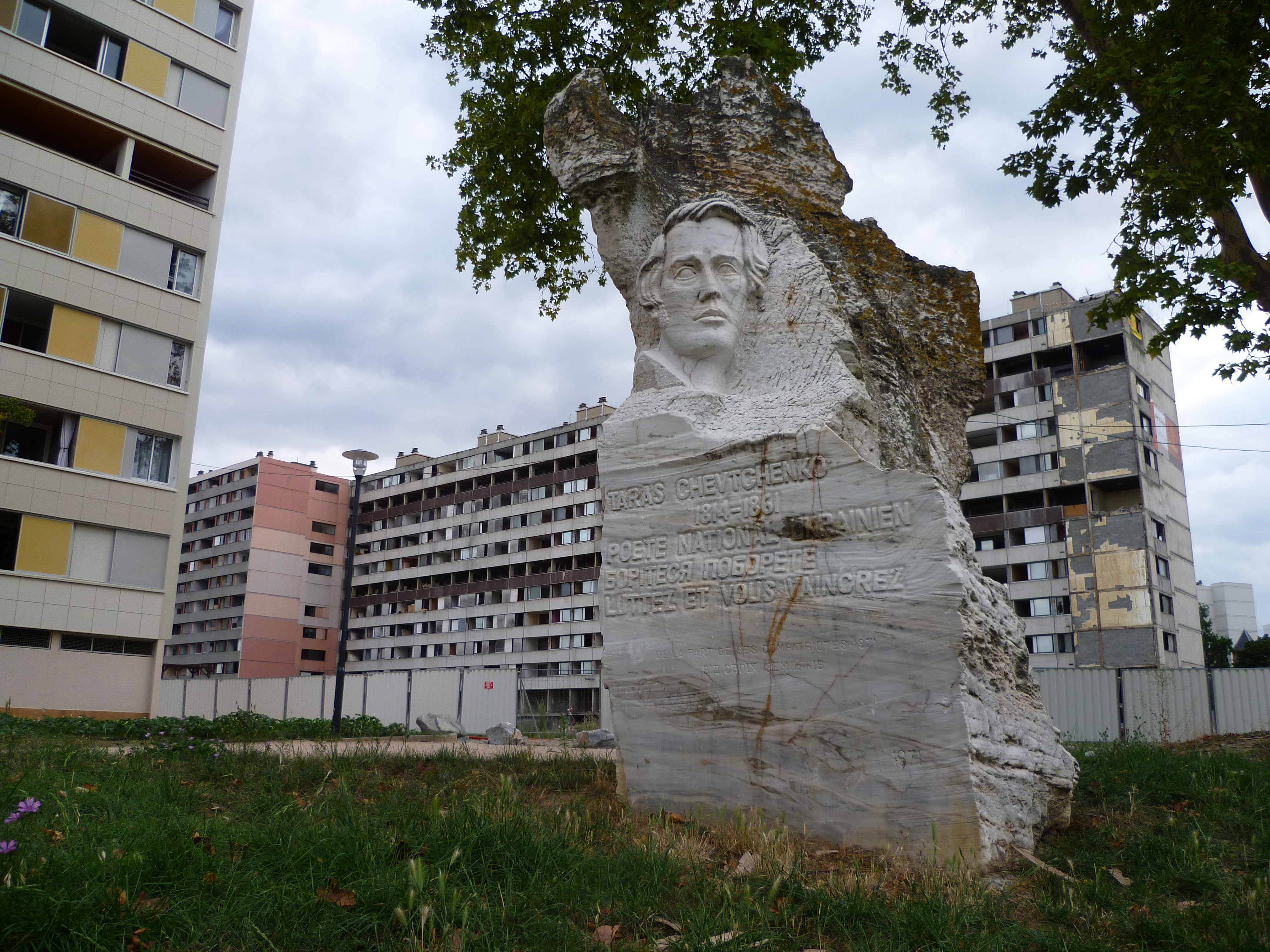
Первісне розташування пам'ятника у Тулузі.

- Шалетт-сюр-Луен (побратим Дніпровського району м. Києва) — встановлено 18 жовтня 1974 року як подарунок від району місту-побратиму на честь підписання угоди про співпрацю. Автор — київський скульптор Олександр Скобліков[197].

### Хорватія
- Загреб. 21 травня 2015 у столиці Хорватії у парку неподалік від Української вулиці відкрили пам'ятник Тарасові Шевченку — погруддя роботи К. Добрянського[198]. Церемонію відкриття пам'ятника провів мер Загреба Мілан Бандич. Окрім нього на урочистому відкритті виступали колишній посол Республіки Хорватії в Україні Джуро Відмарович, голова Світової координаційної ради українців Михайло Ратушний, посол України в Республіці Хорватії Олександр Левченко, колишній президент Хорватії Степан Месич, представники культурних організацій[199].
- Липовляни. 7 жовтня 2017 року в селі Липовляни встановлено дерев'яне погруддя Тараса Шевченка,[200] на подвір'ї Культурно-просвітницького товариства українців «Карпати», що поруч з греко-католицькою церквою.[201]

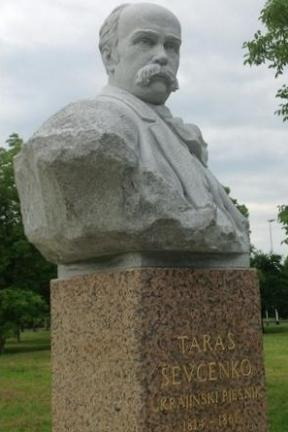
Пам'ятник Тарасові Шевченку у Загребі.

### Чехія
- Прага. 25 березня 2009 року в Празі на площі Кінських Президент України Віктор Ющенко під хорове виконання пісні «Реве та стогне Дніпр широкий» відкрив пам'ятник Тарасові Шевченку[202].

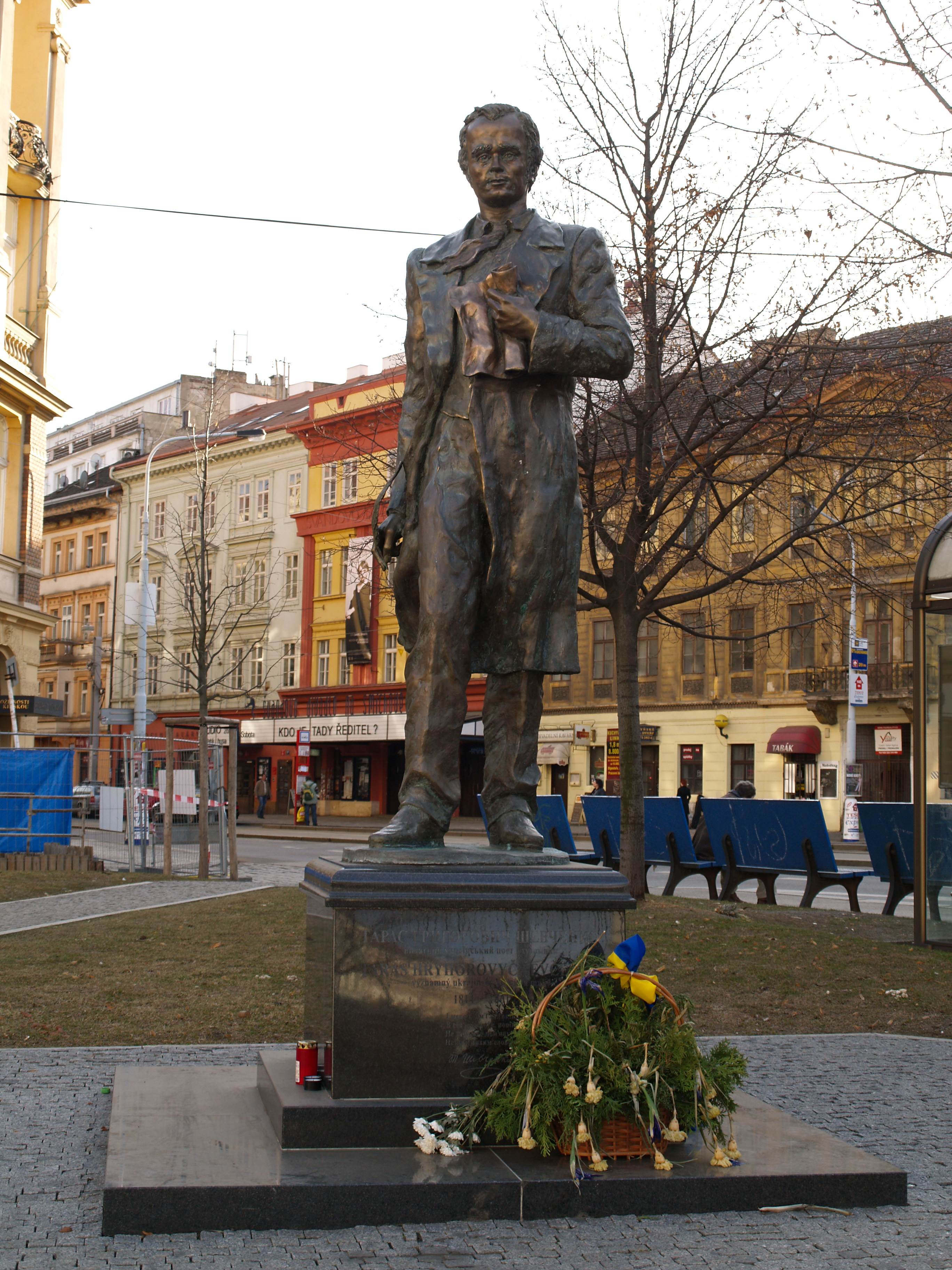
Монумент Шевченкові на площі Кінських у Празі.

### Чорногорія
- Подгориця. 9 грудня 2011 року в Подгориці, в міському парку Крушевац, встановлено пам'ятник Тарасові Шевченку в рамках Українсько-чорногорського проєкту зі спорудження пам'ятників найвизначнішим діячам двох країн у Києві та Подгориці, ініційованого президентами України і Чорногорії кілька років тому. В церемонії відкриття пам'ятника взяв участь прем'єр-міністр України Микола Азаров[203].